# Architecture romane dans les Pyrénées

## France

### Pyrénées-Atlantiques

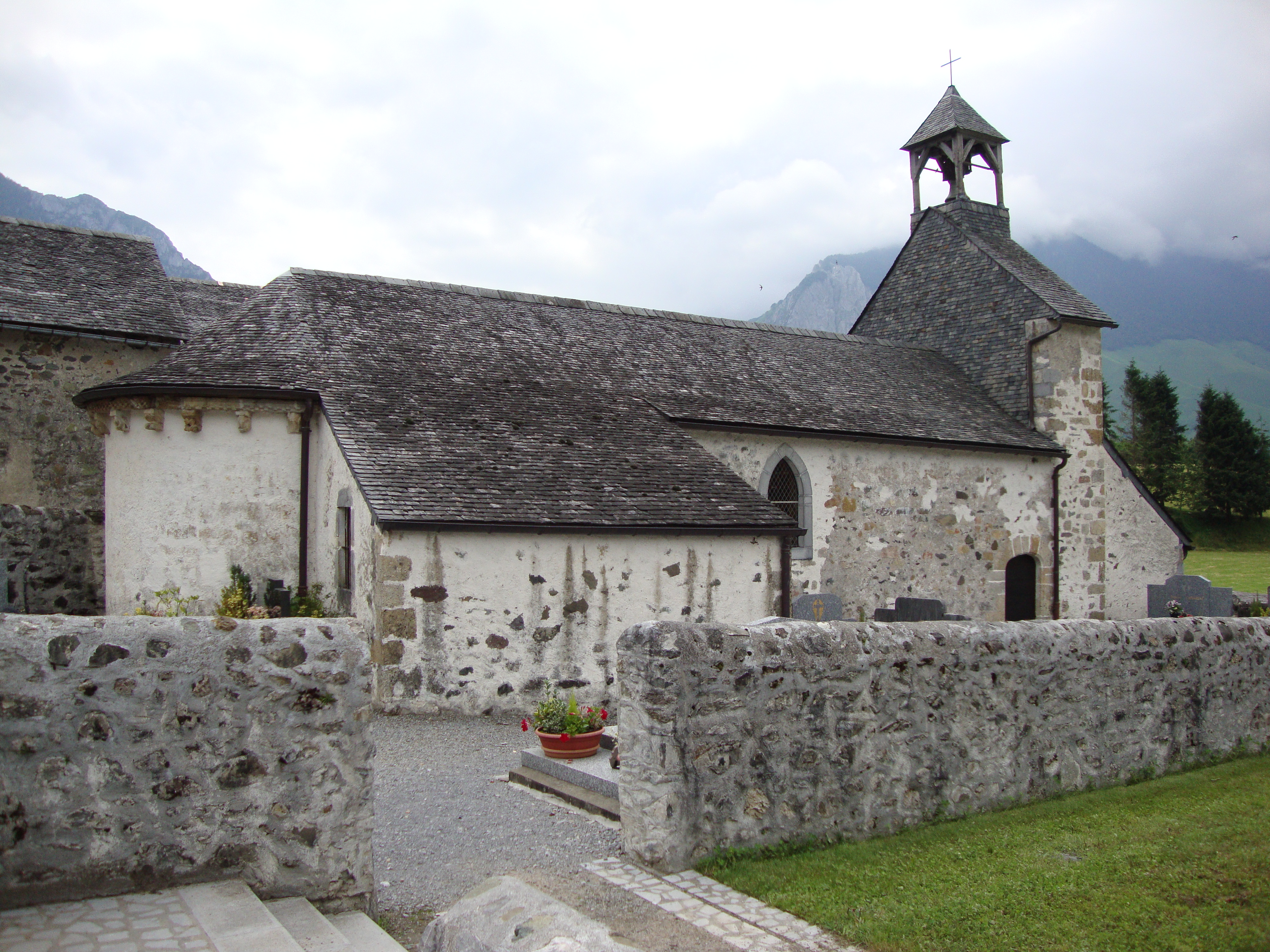
Accous Jouers : chapelle Saint-Saturnin
(42° 59′ 08″ N, 0° 35′ 47″ O)
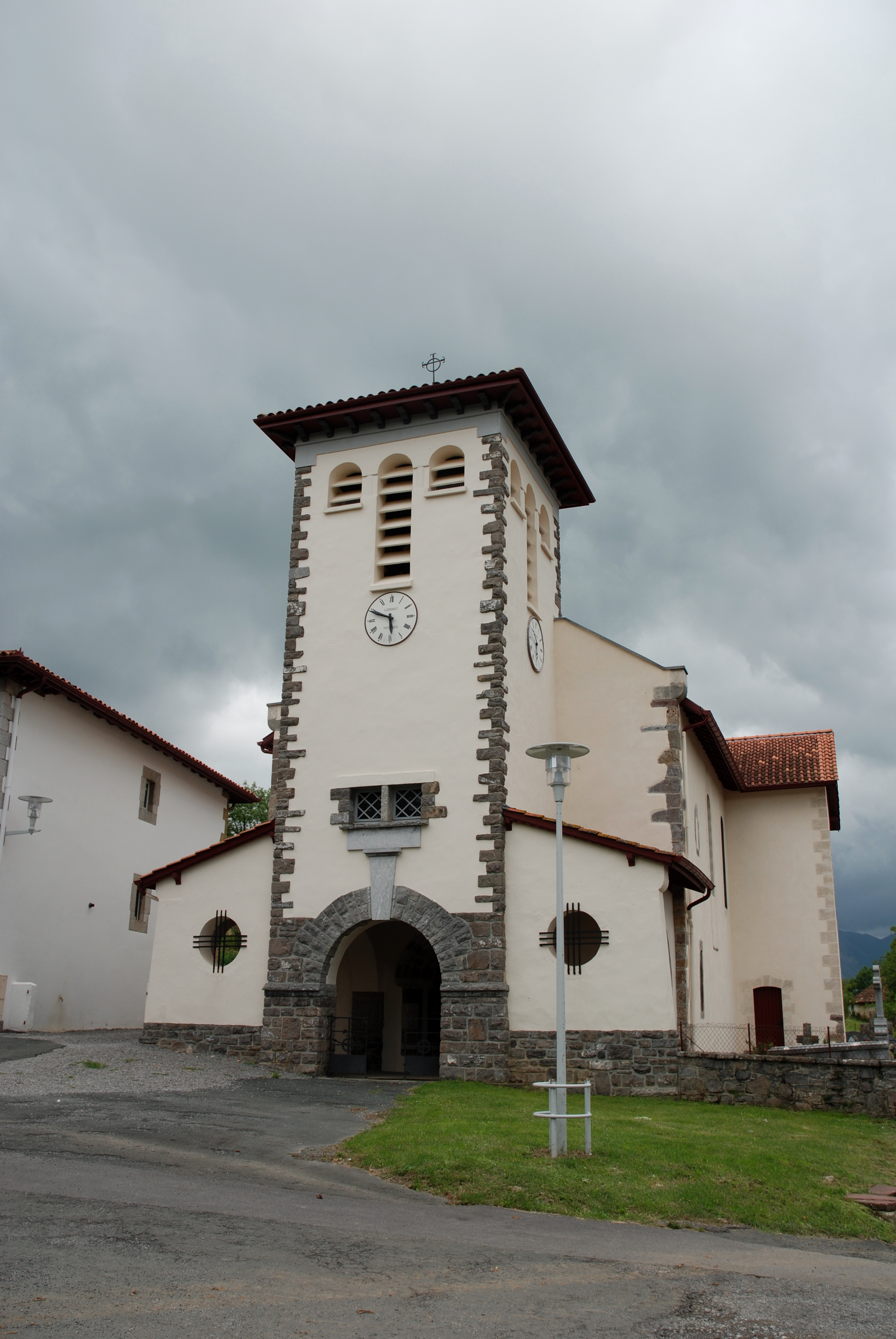
Ahaxe-Alciette-Bascassan Ahaxe : église Saint-Julien-d'Antioche
(43° 09′ 01″ N, 1° 09′ 52″ O)
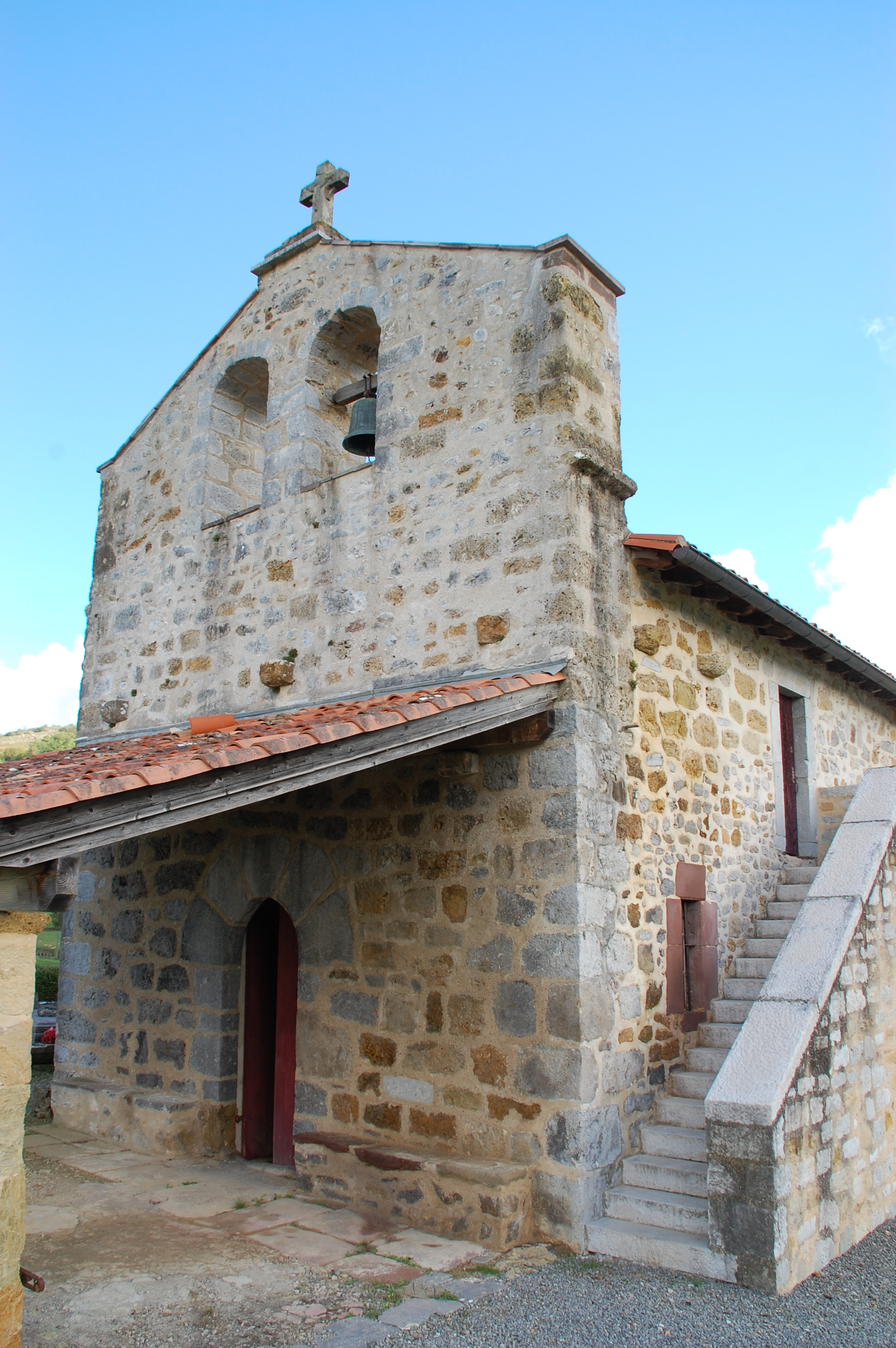
Alciette : chapelle Saint-Sauveur
(43° 08′ 53″ N, 1° 09′ 18″ O)
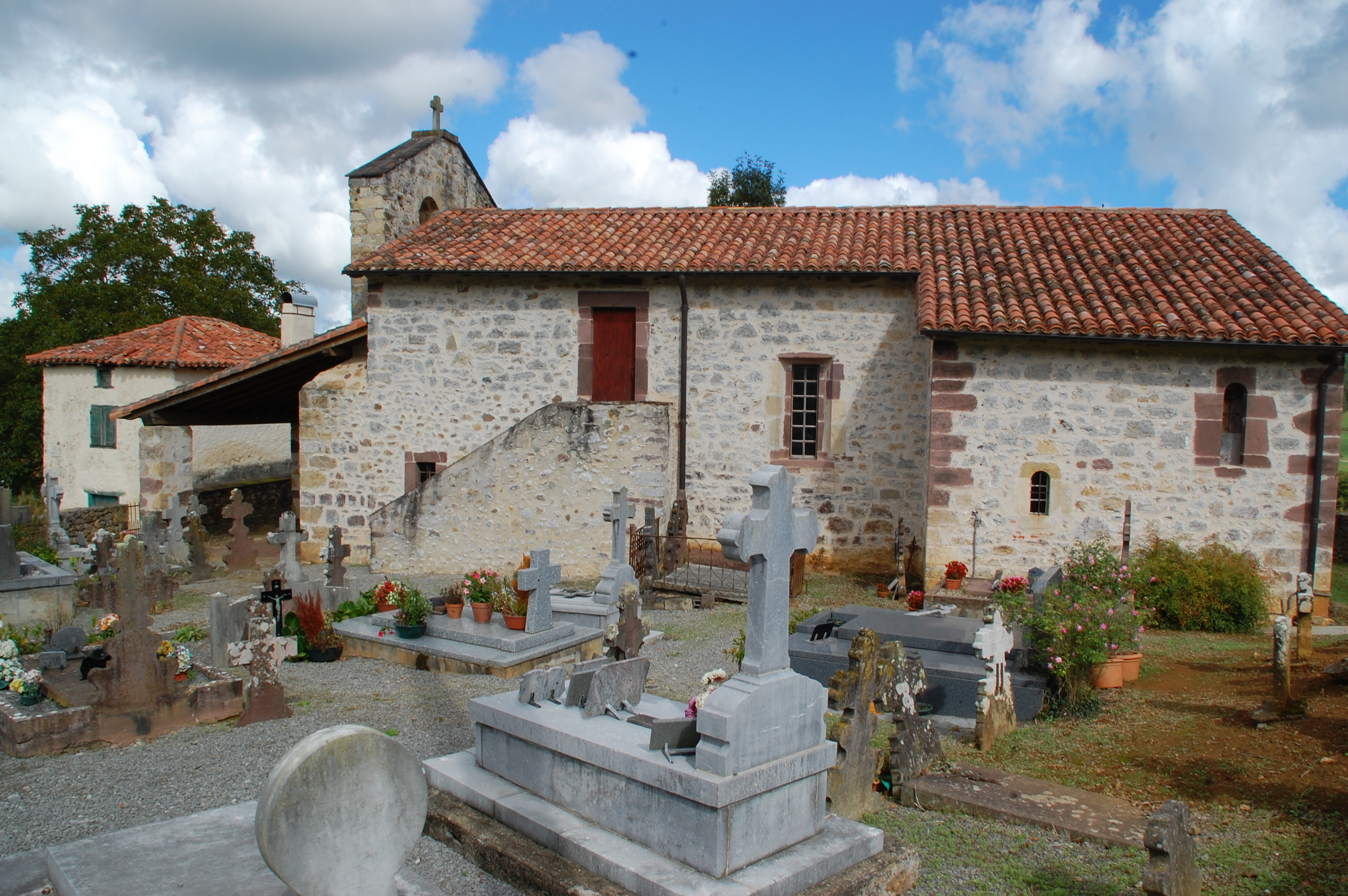
Bascassan : chapelle Saint-André
(43° 08′ 34″ N, 1° 10′ 38″ O)
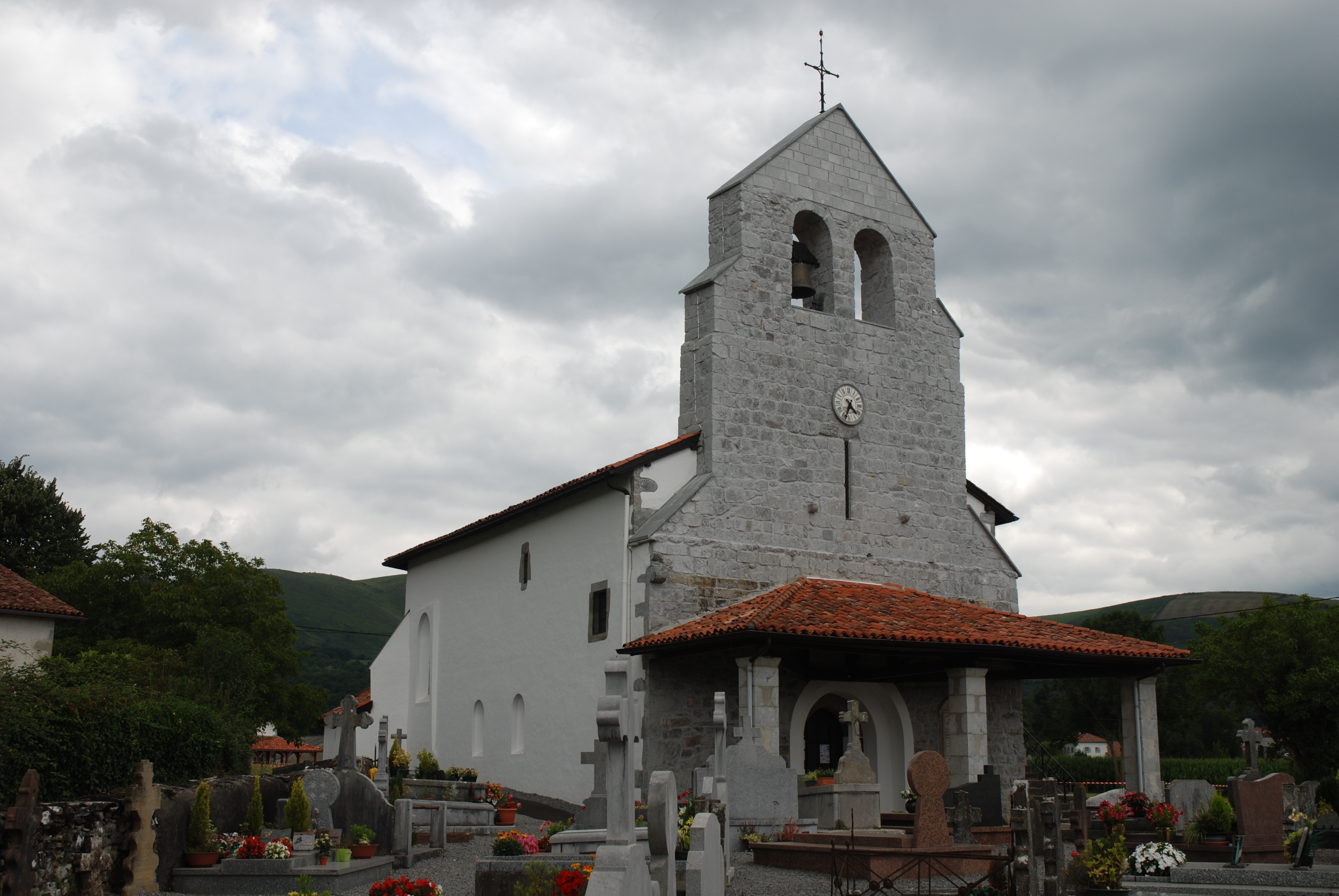
Ainhice-Mongelos Ainhice : église de l'Assomption
(43° 12′ 16″ N, 1° 09′ 17″ O)
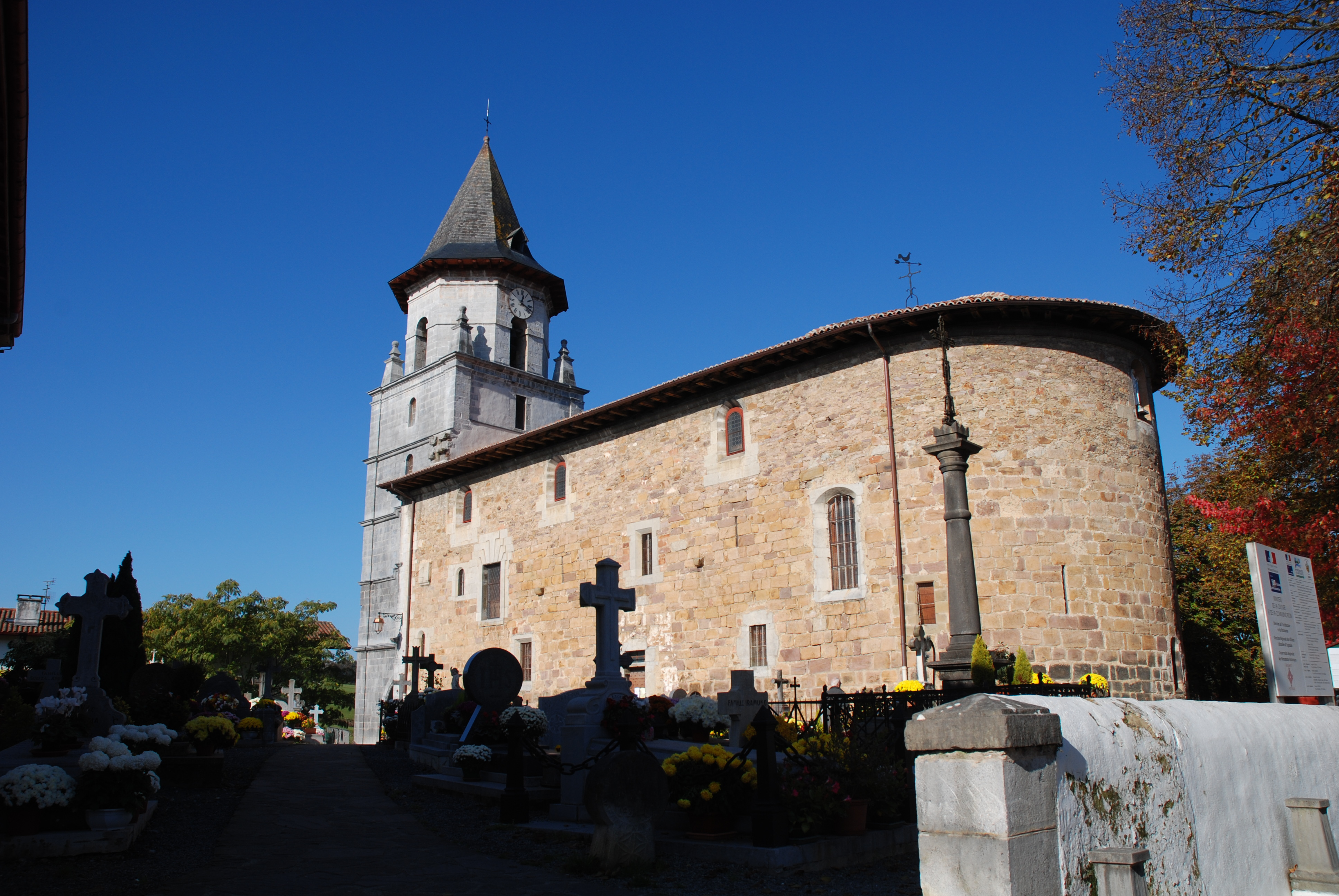
Ainhoa église Notre-Dame-de-l'Assomption
(43° 18′ 25″ N, 1° 29′ 57″ O)
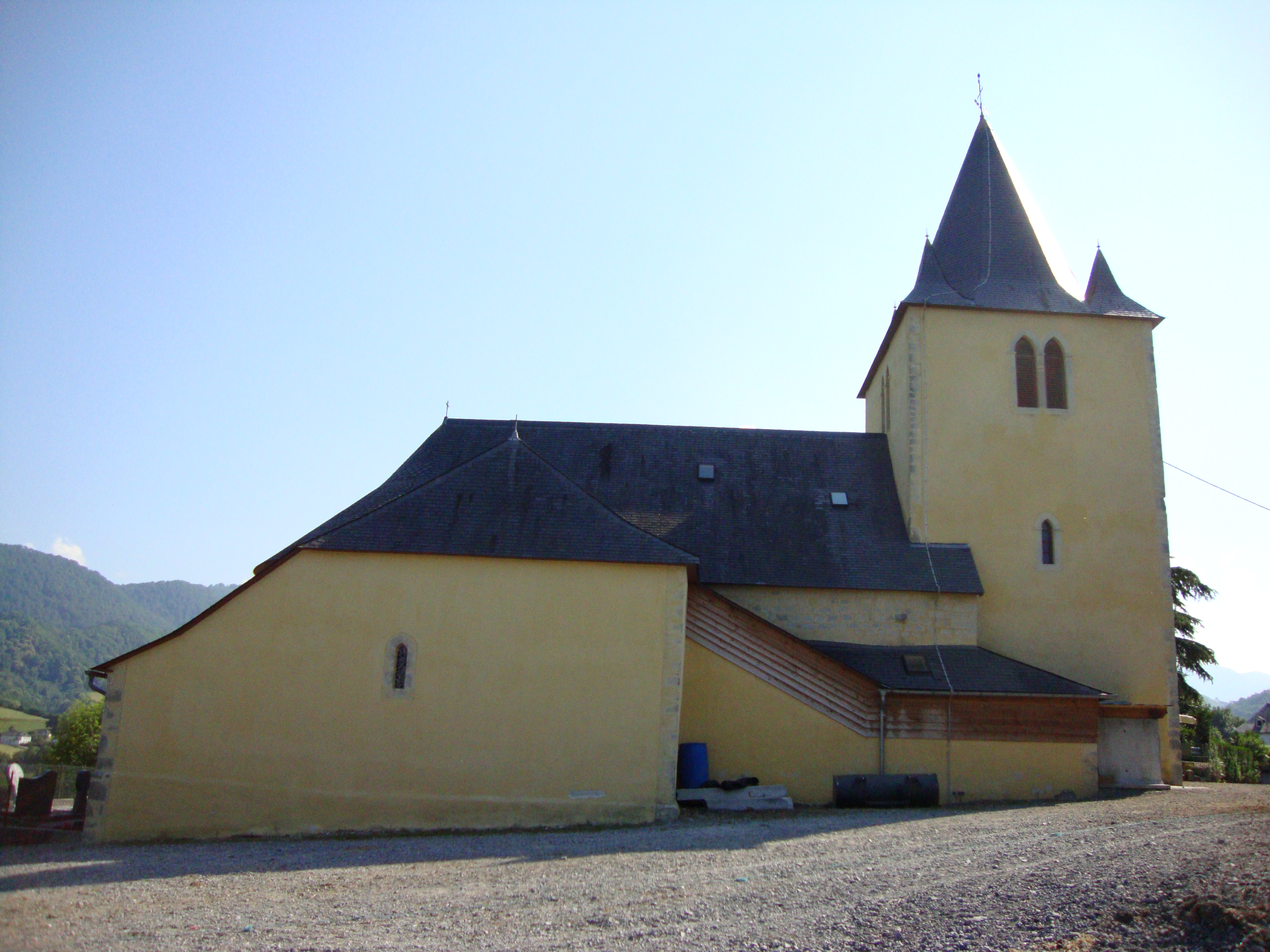
Alçay-Alçabéhéty-Sunharette Alçay : église Saint-Pierre
(43° 05′ 50″ N, 0° 54′ 28″ O)
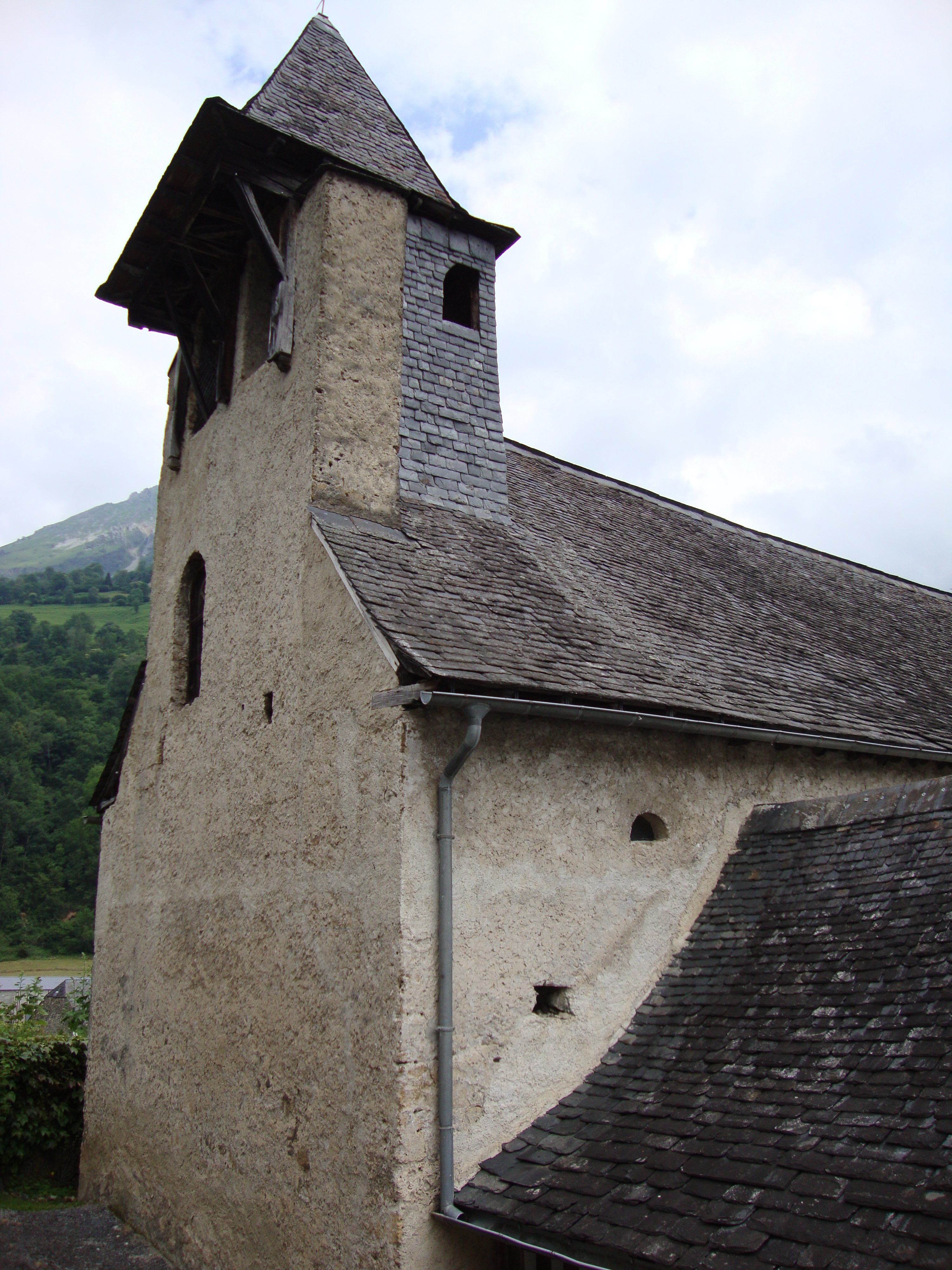
Bedous Orcun : chapelle Saint-Jean
(42° 59′ 43″ N, 0° 35′ 45″ O)
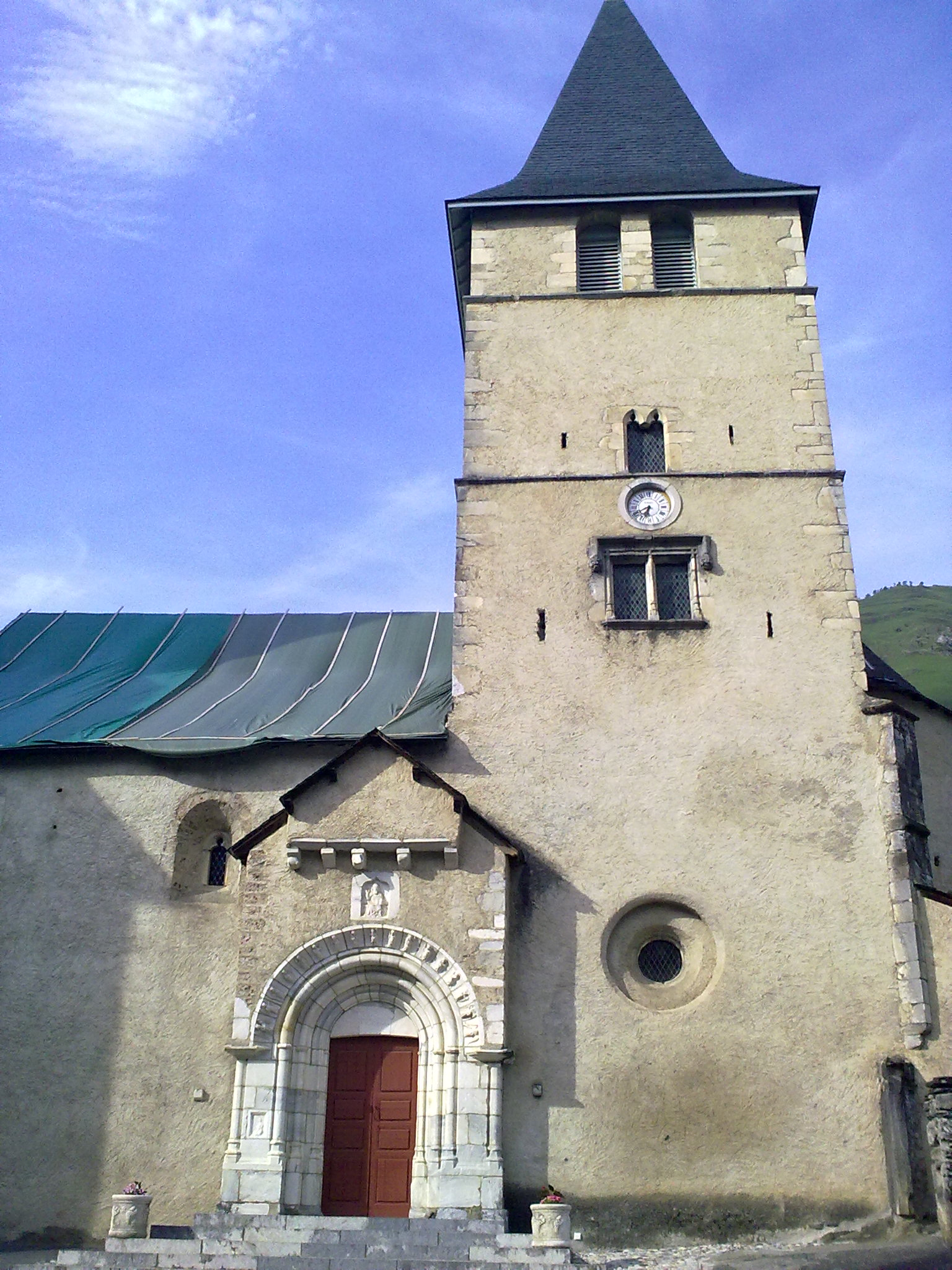
Béost église Saint-Jacques-le-Majeur
(42° 59′ 38″ N, 0° 24′ 52″ O)
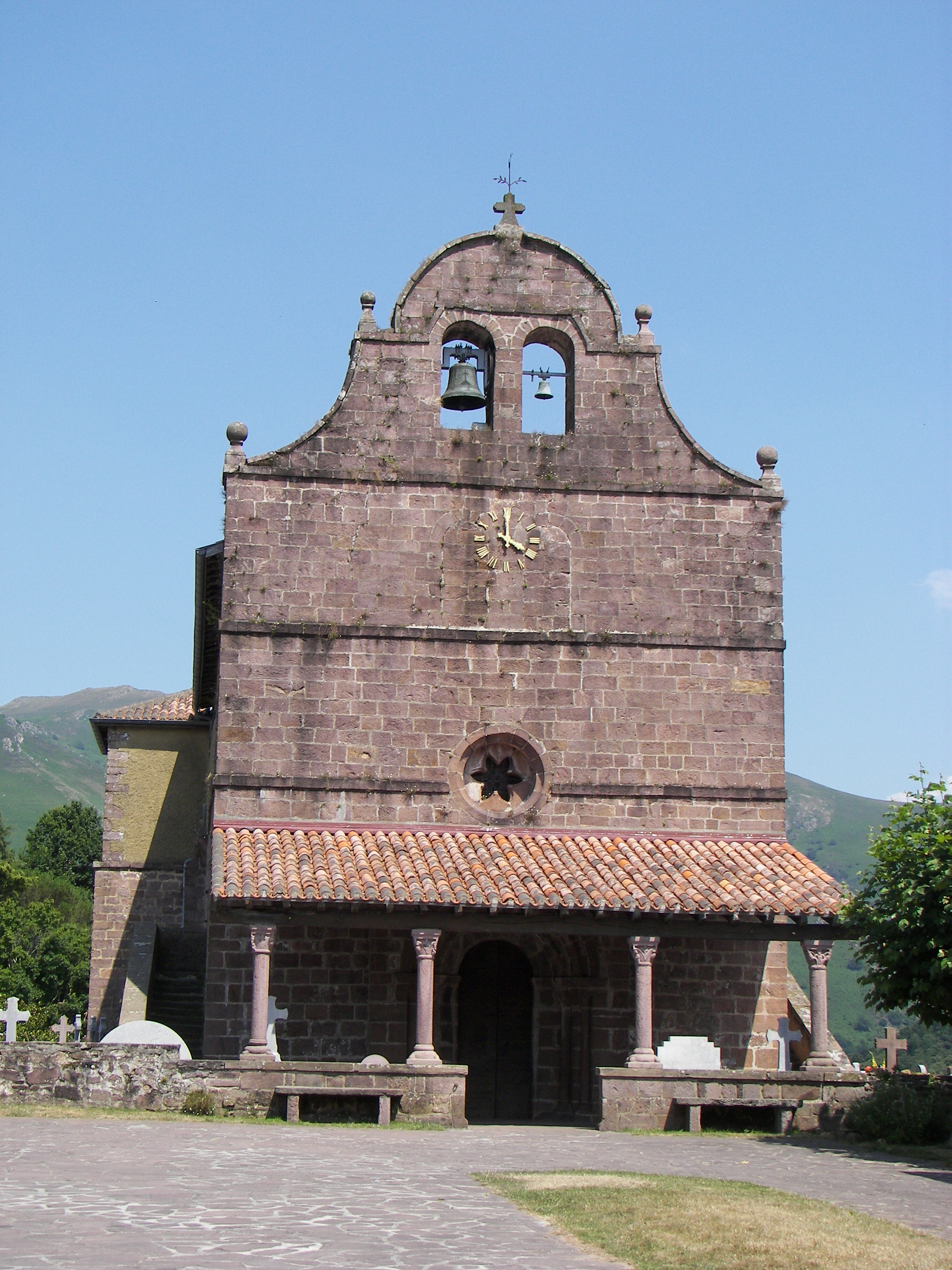
Bidarray église Notre-Dame-de-l'Assomption
(43° 15′ 56″ N, 1° 20′ 53″ O)
Bruges-Capbis-Mifaget Mifaget : église Saint-Michel
(43° 06′ 53″ N, 0° 19′ 04″ O)
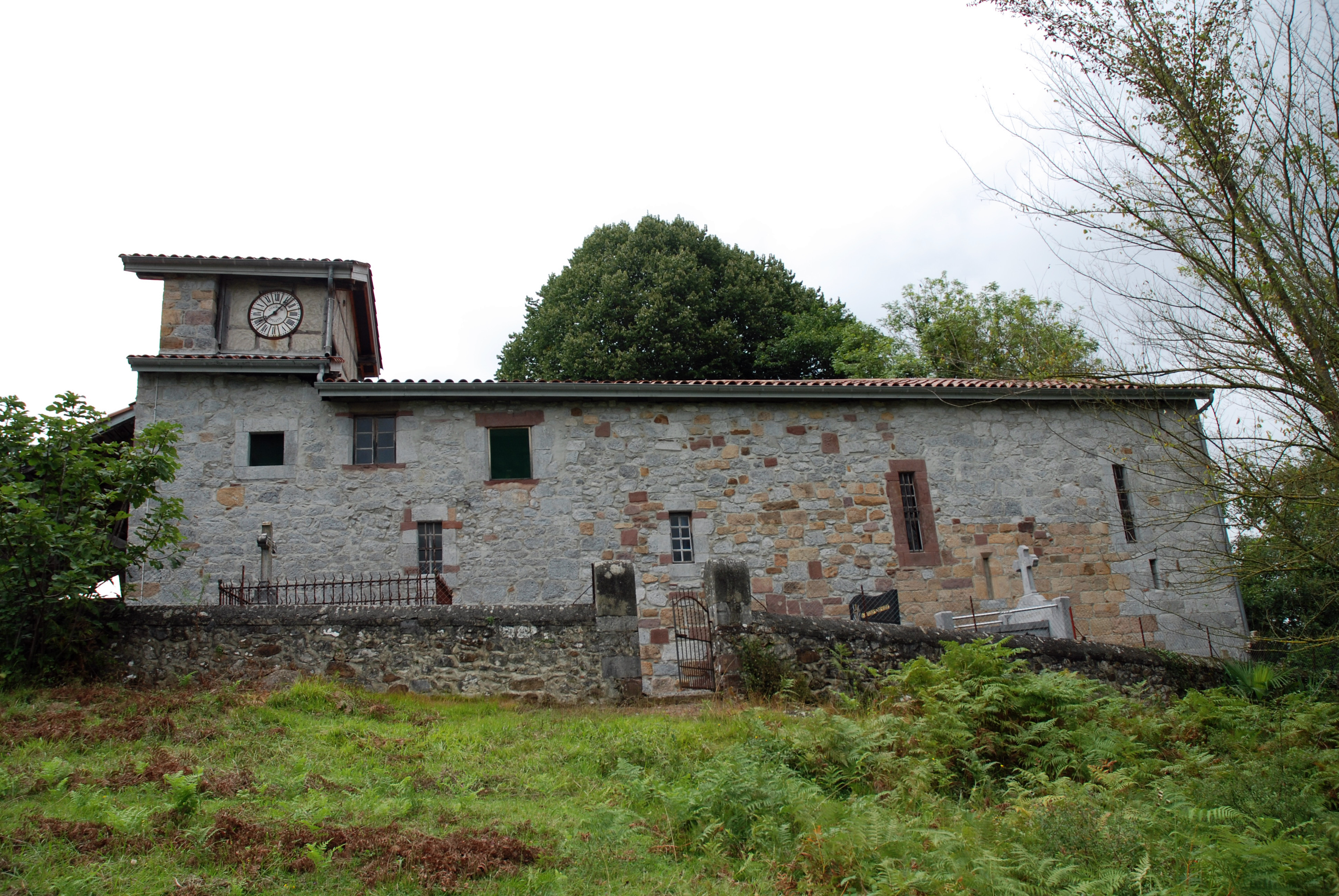
Bustince-Iriberry Bustince : église de l'Assomption-de-la-Bienheureuse-Vierge-Marie
(43° 11′ 20″ N, 1° 10′ 52″ O)
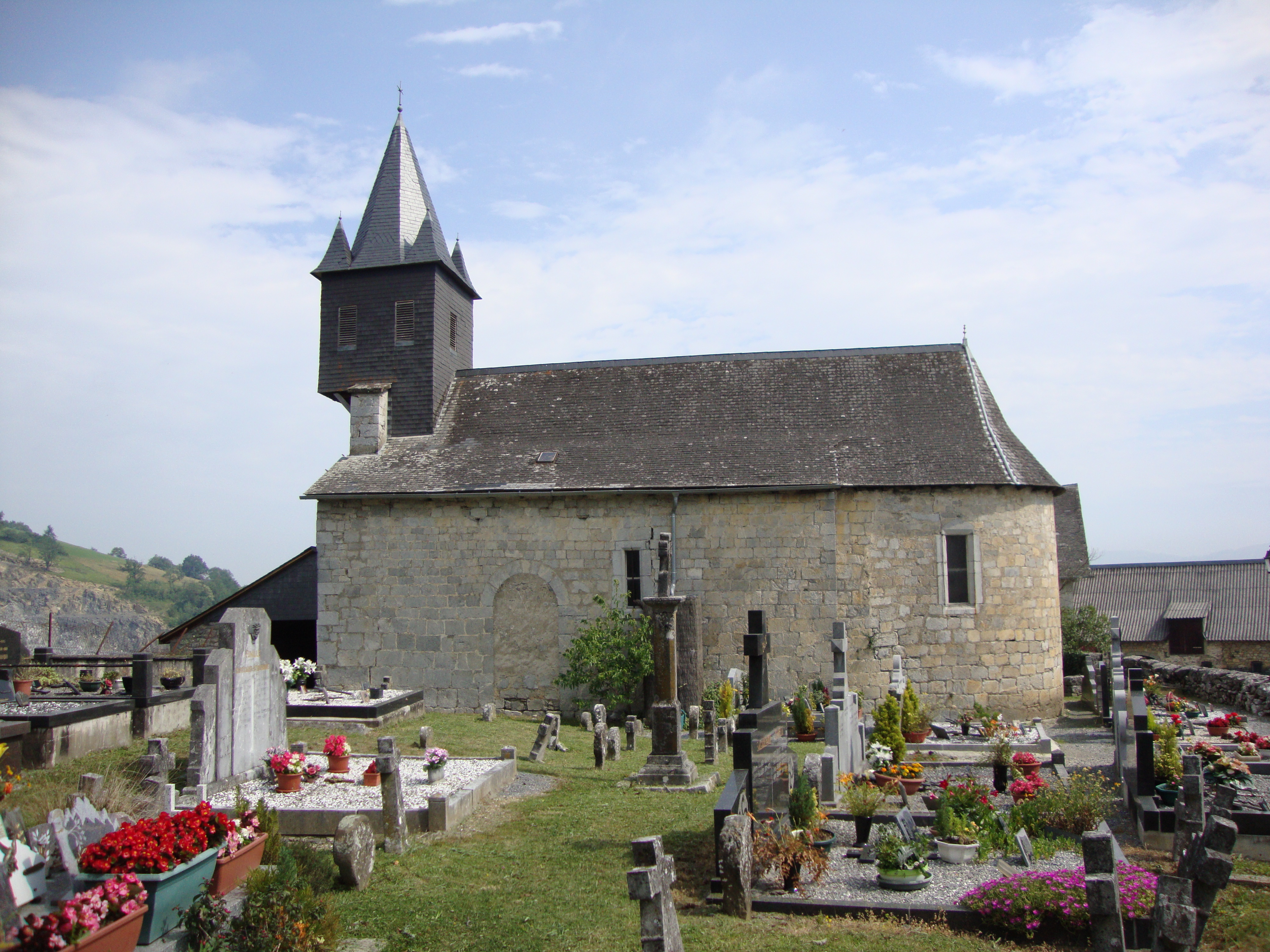
Camou-Cihigue Cihigue : église Notre-Dame
(43° 07′ 18″ N, 0° 54′ 26″ O)
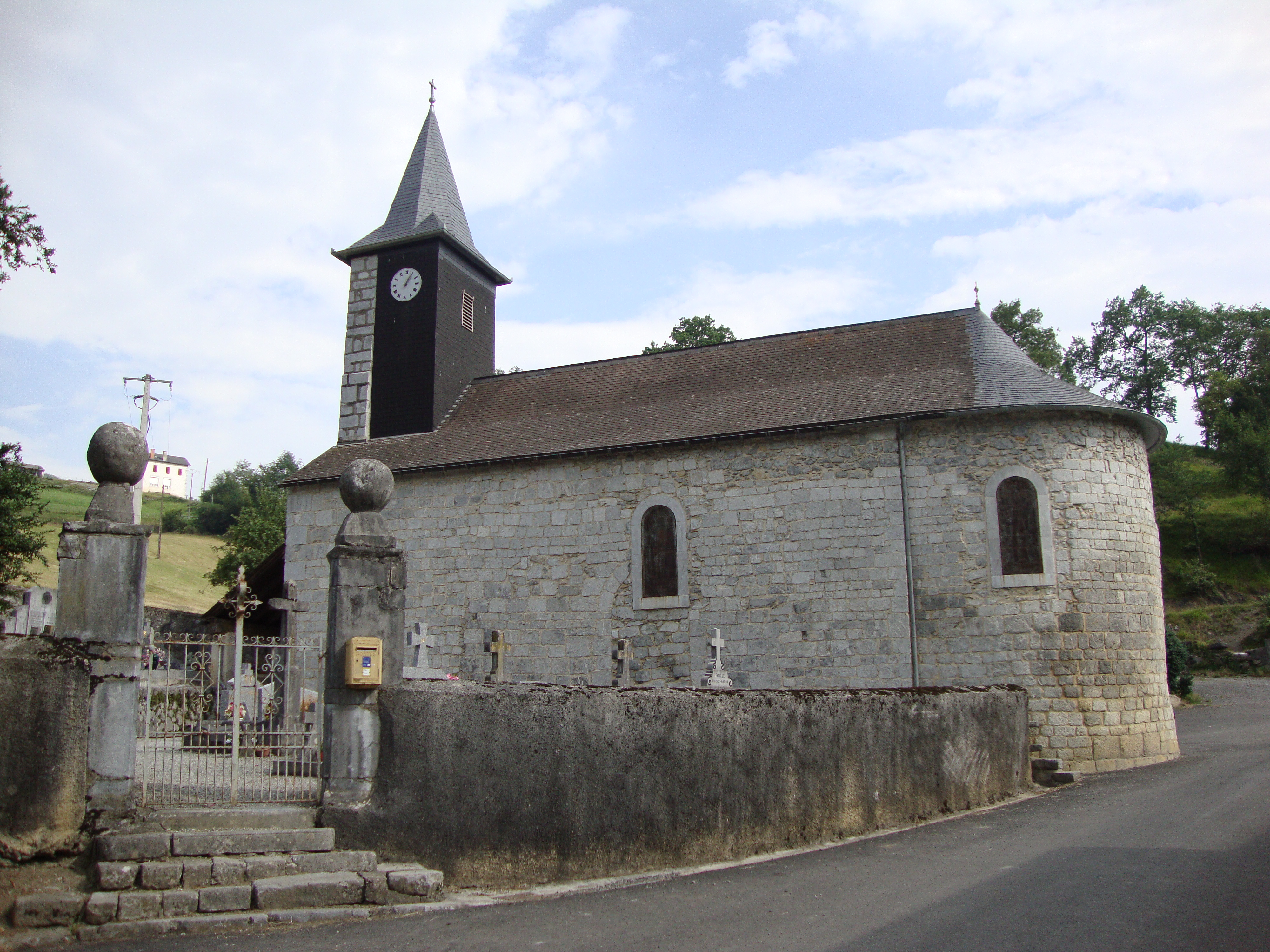
Camou : église Saint-Pierre
(43° 07′ 02″ N, 0° 54′ 24″ O)
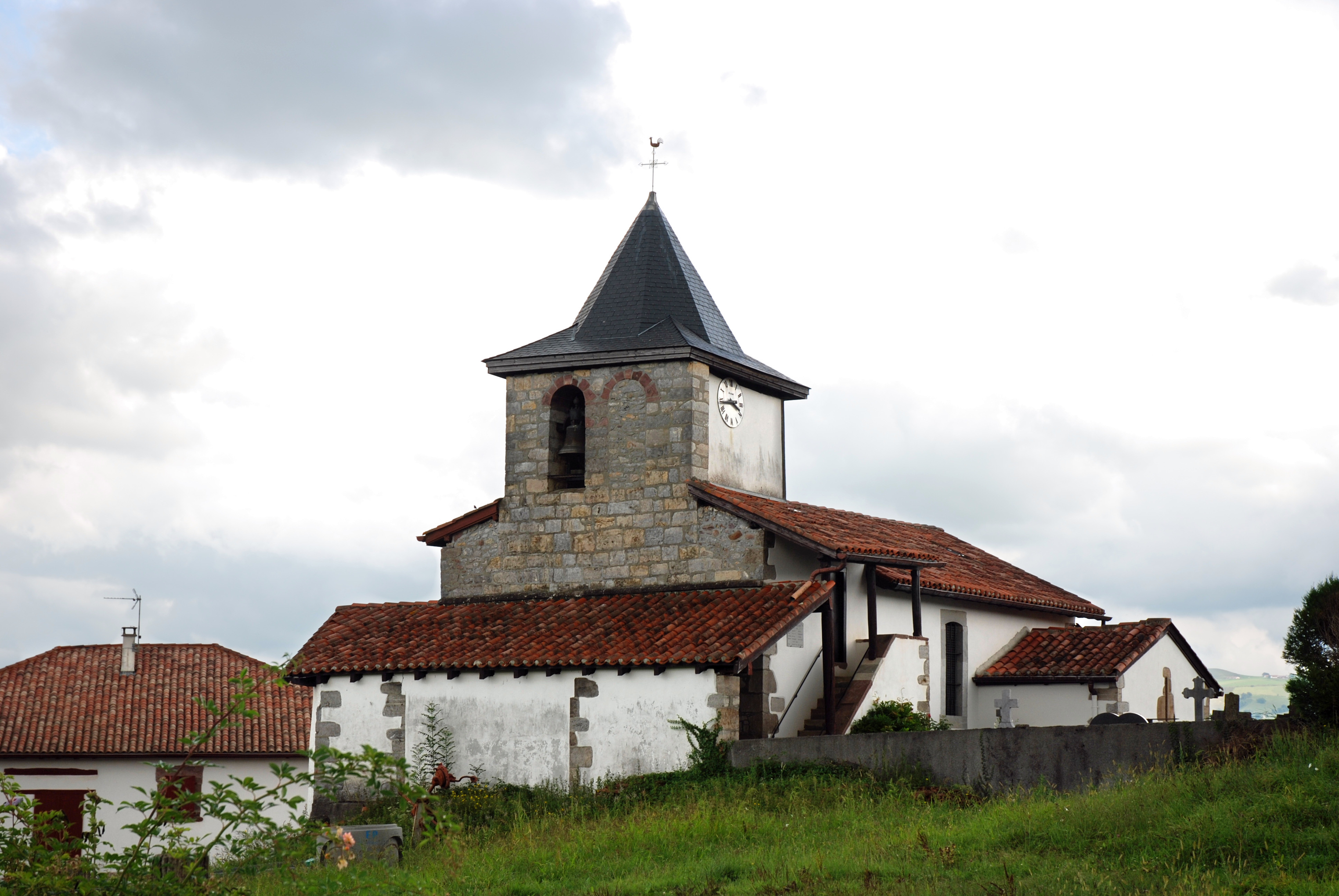
Çaro église Saint-Martin
(43° 08′ 54″ N, 1° 13′ 01″ O)
Castet église Saint-Polycarpe
(43° 04′ 11″ N, 0° 25′ 05″ O)
tour Abadie (43° 04′ 07″ N, 0° 25′ 07″ O)
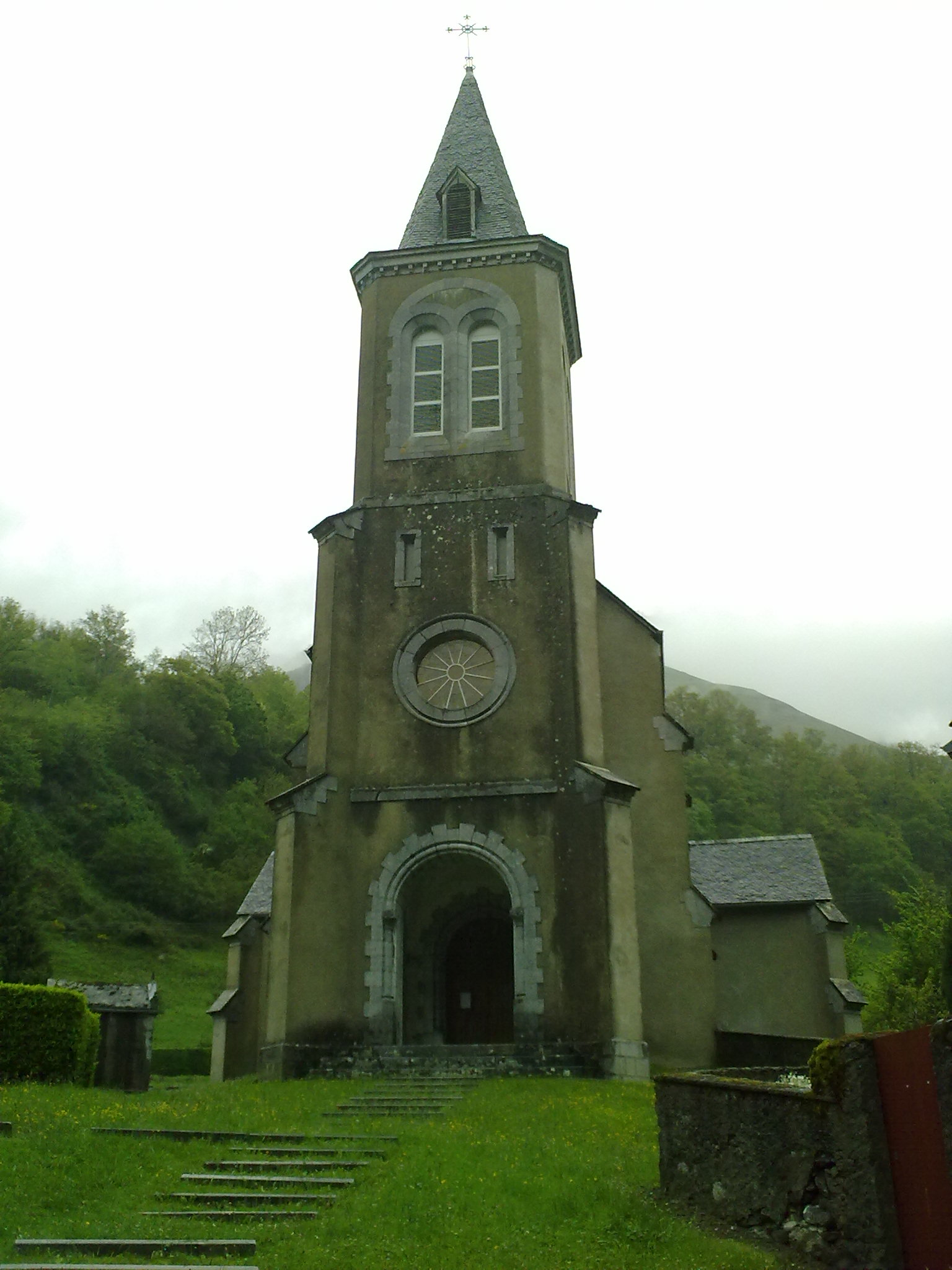
Cette-Eygun église Saint-Pierre
(42° 56′ 18″ N, 0° 35′ 09″ O)
Eaux-Bonnes chapelle d'Assouste
(42° 59′ 01″ N, 0° 24′ 40″ O)
Gamarthe église Saint-Laurent
(43° 12′ 05″ N, 1° 08′ 33″ O)
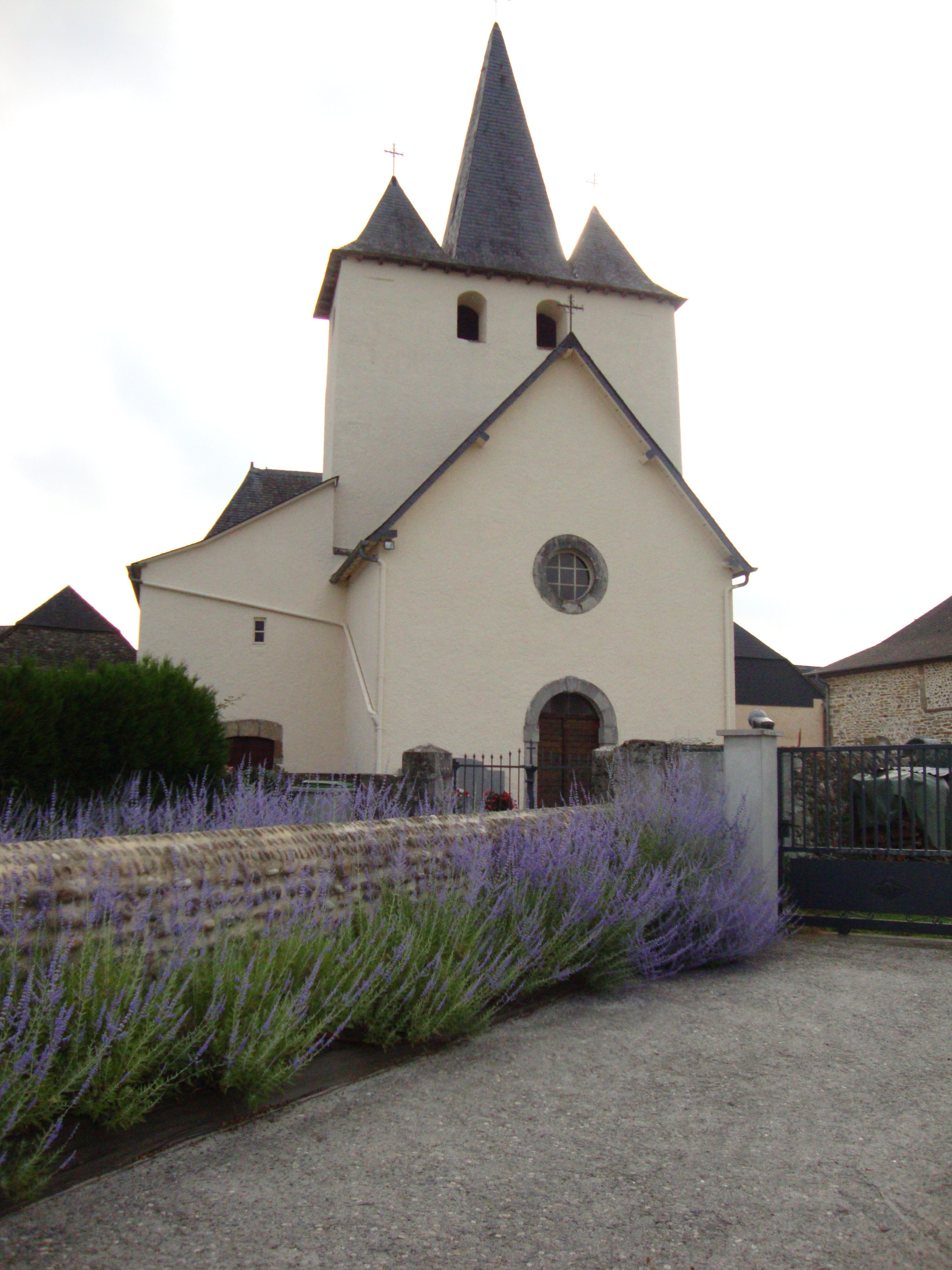
Geüs-d'Oloron église Notre-Dame
(43° 15′ 00″ N, 0° 42′ 23″ O)
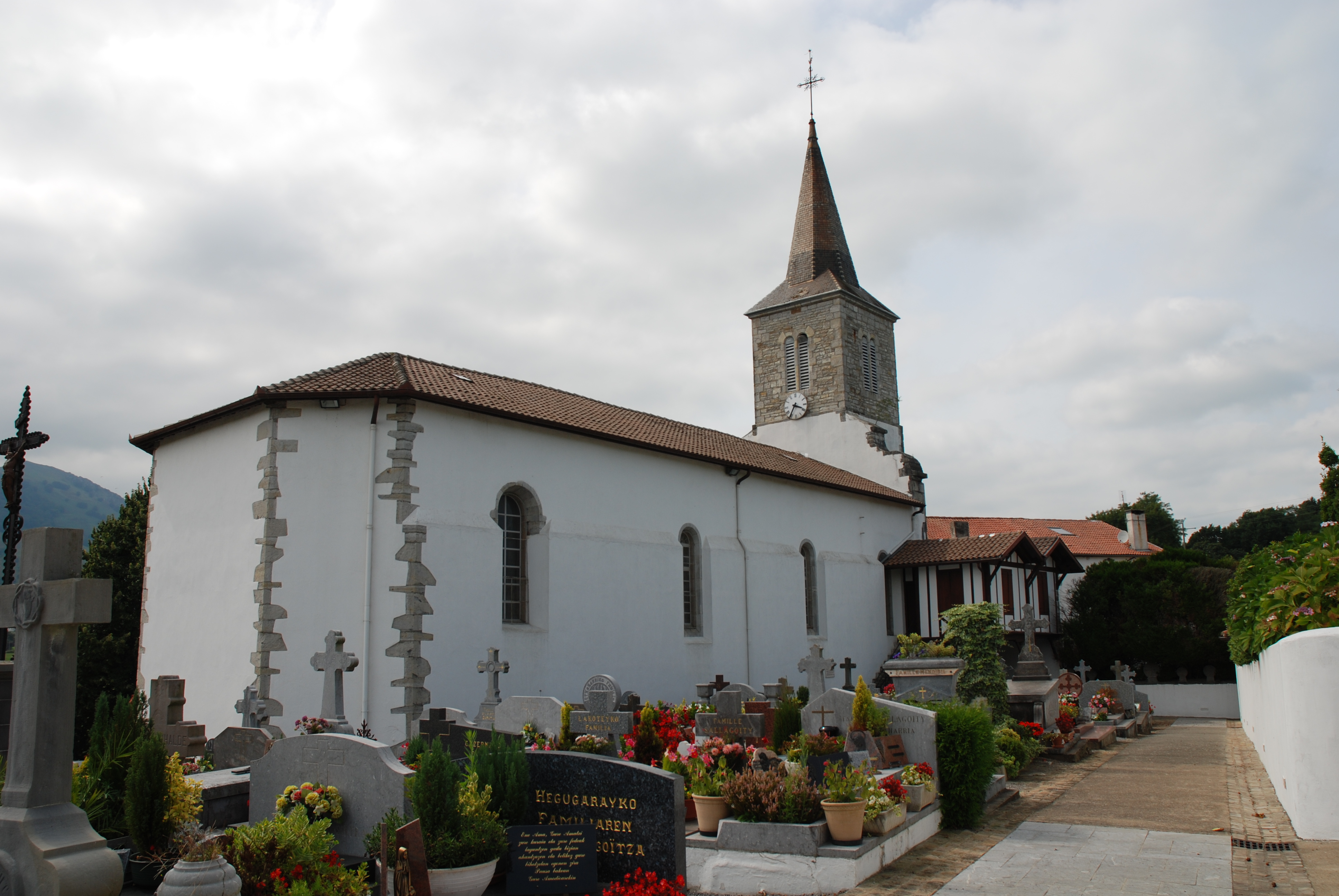
Hélette église Sainte-Marie
(43° 18′ 32″ N, 1° 14′ 49″ O)
Hosta église Saint-Pierre
(43° 09′ 33″ N, 1° 05′ 19″ O)
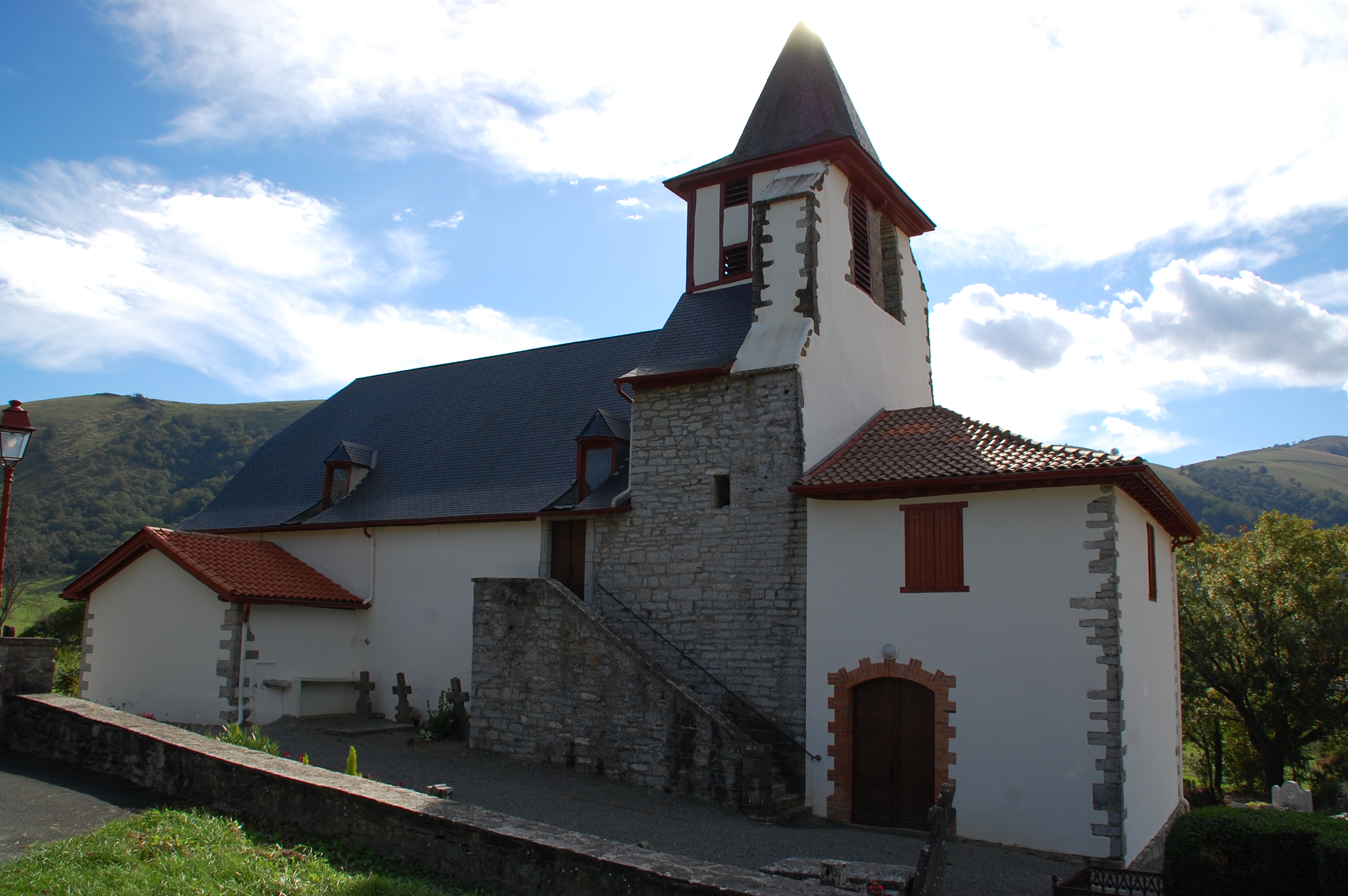
Ibarrolle église Saint-Barthélemy
(43° 12′ 04″ N, 1° 05′ 38″ O)
Irouléguy Hiriburu : chapelle Saint-Vincent
(43° 10′ 48″ N, 1° 17′ 48″ O)
Soroheta : chapelle Saint-André
(43° 10′ 36″ N, 1° 16′ 42″ O)
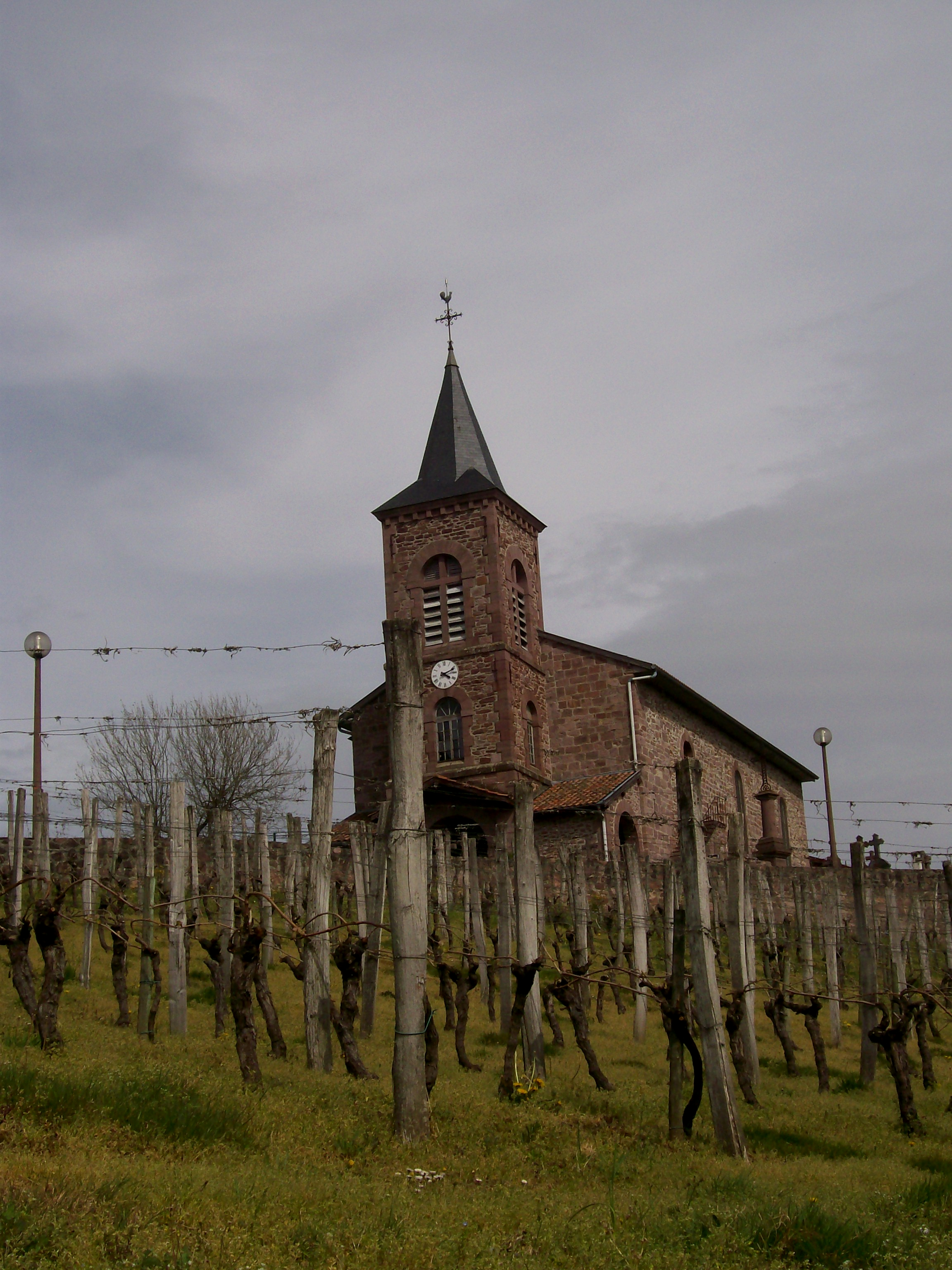
Ispoure église Saint-Laurent
(43° 10′ 15″ N, 1° 14′ 01″ O)
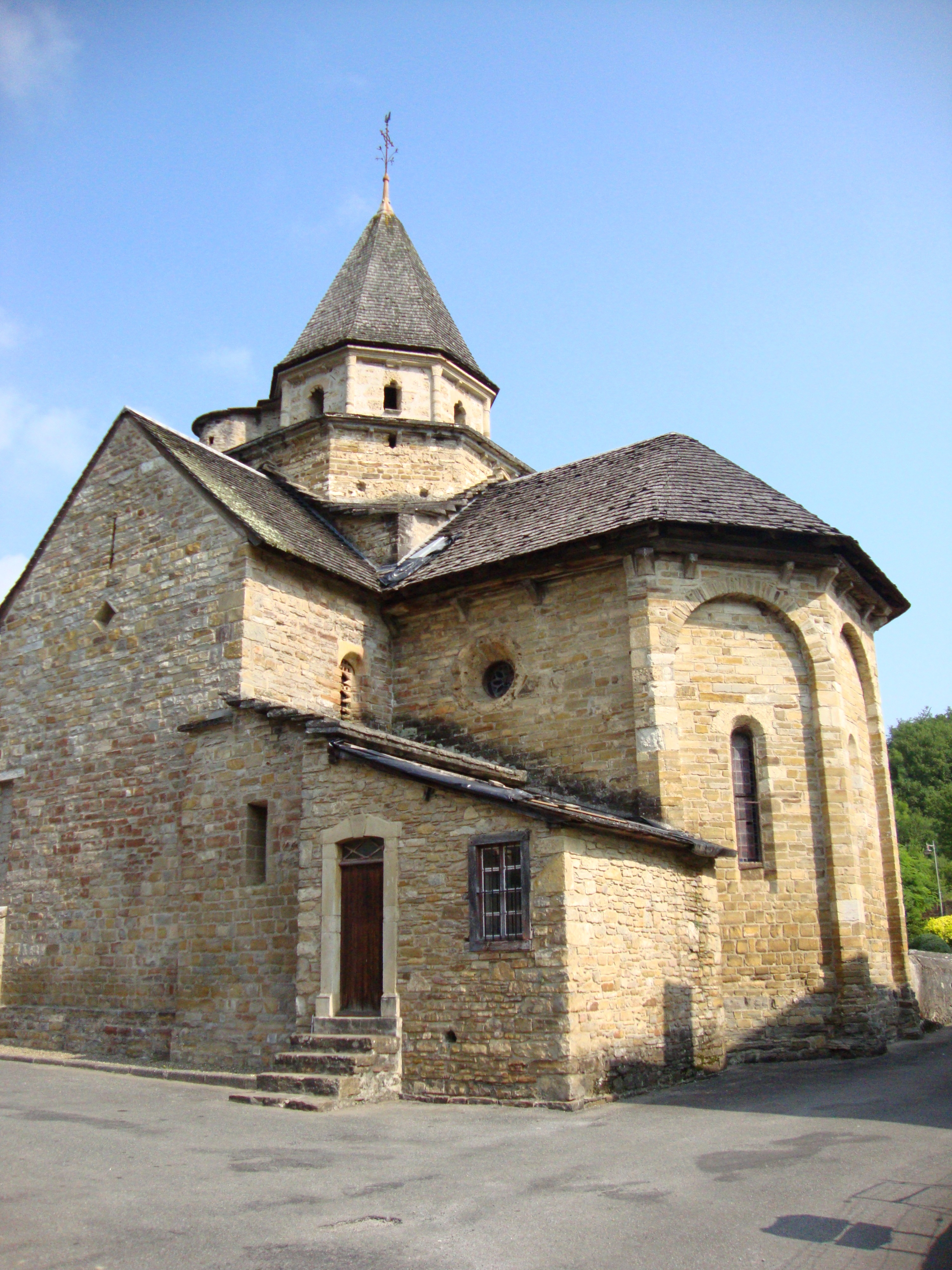
L'Hôpital-Saint-Blaise église Saint-Blaise
(43° 15′ 05″ N, 0° 46′ 11″ O)
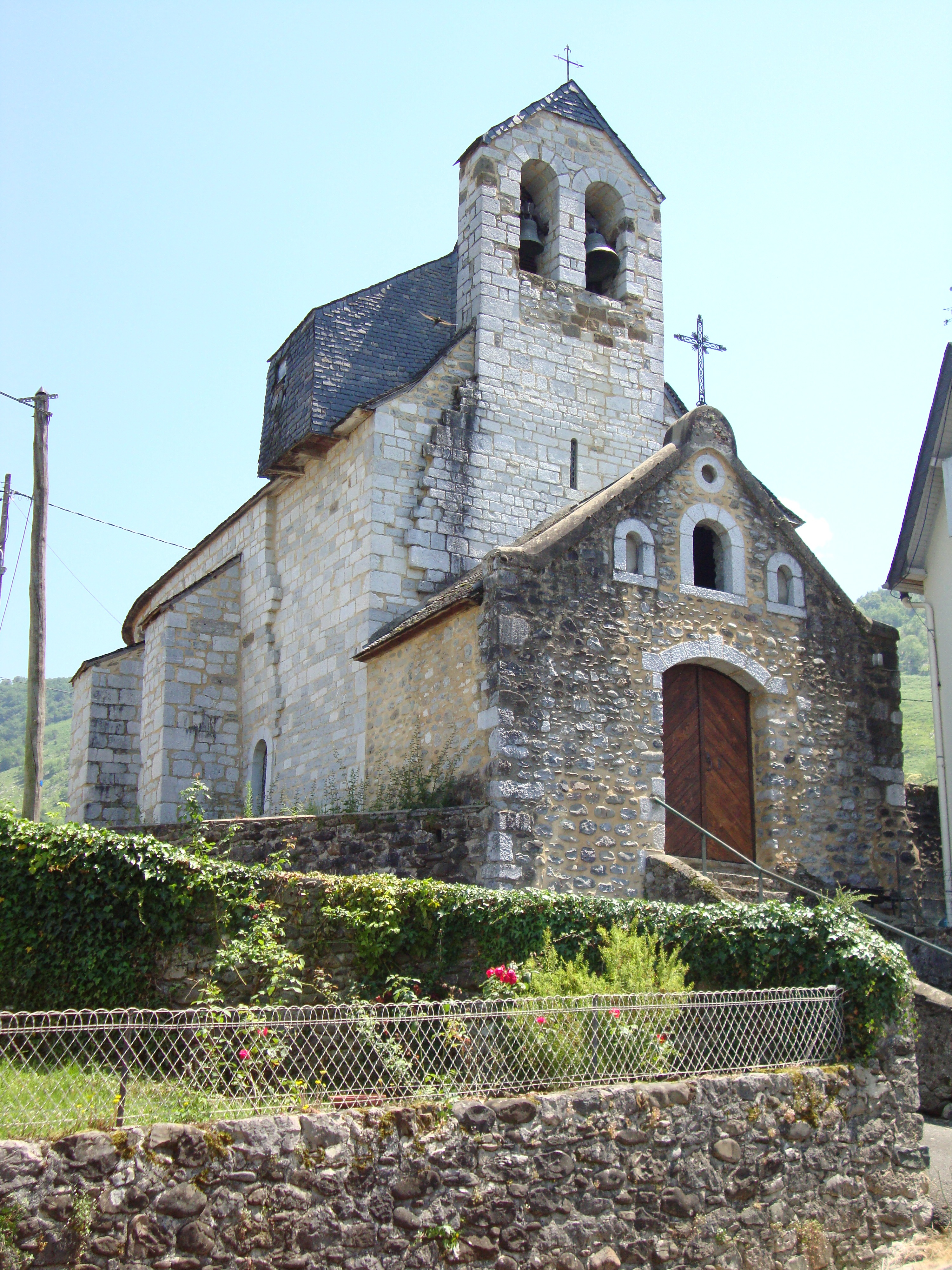
Laguinge-Restoue église Saint-Sébastien
(43° 05′ 36″ N, 0° 51′ 59″ O)
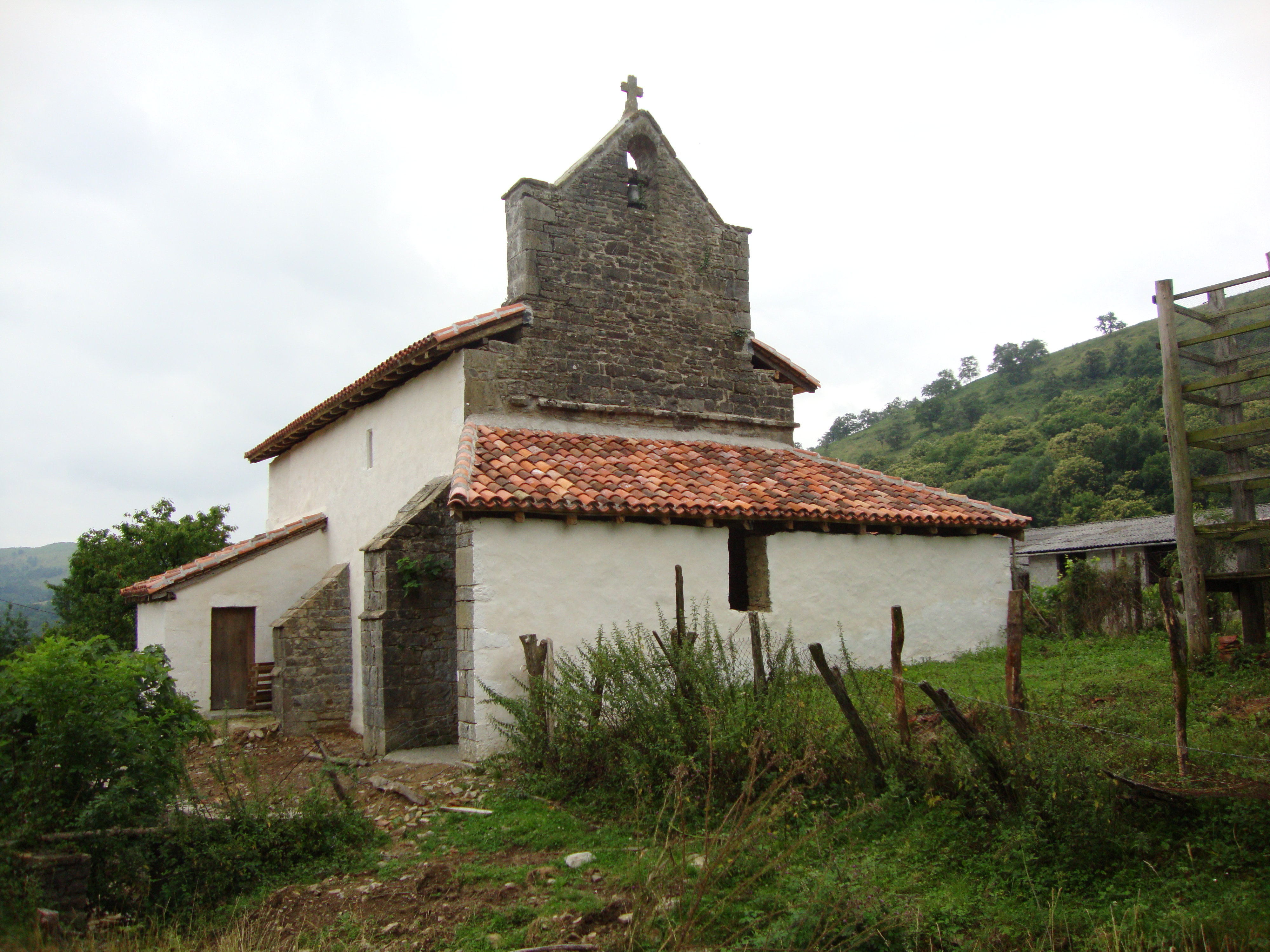
Lantabat Ascombéguy : chapelle Saint-Cyprien-de-Carthage
(43° 14′ 50″ N, 1° 09′ 56″ O)
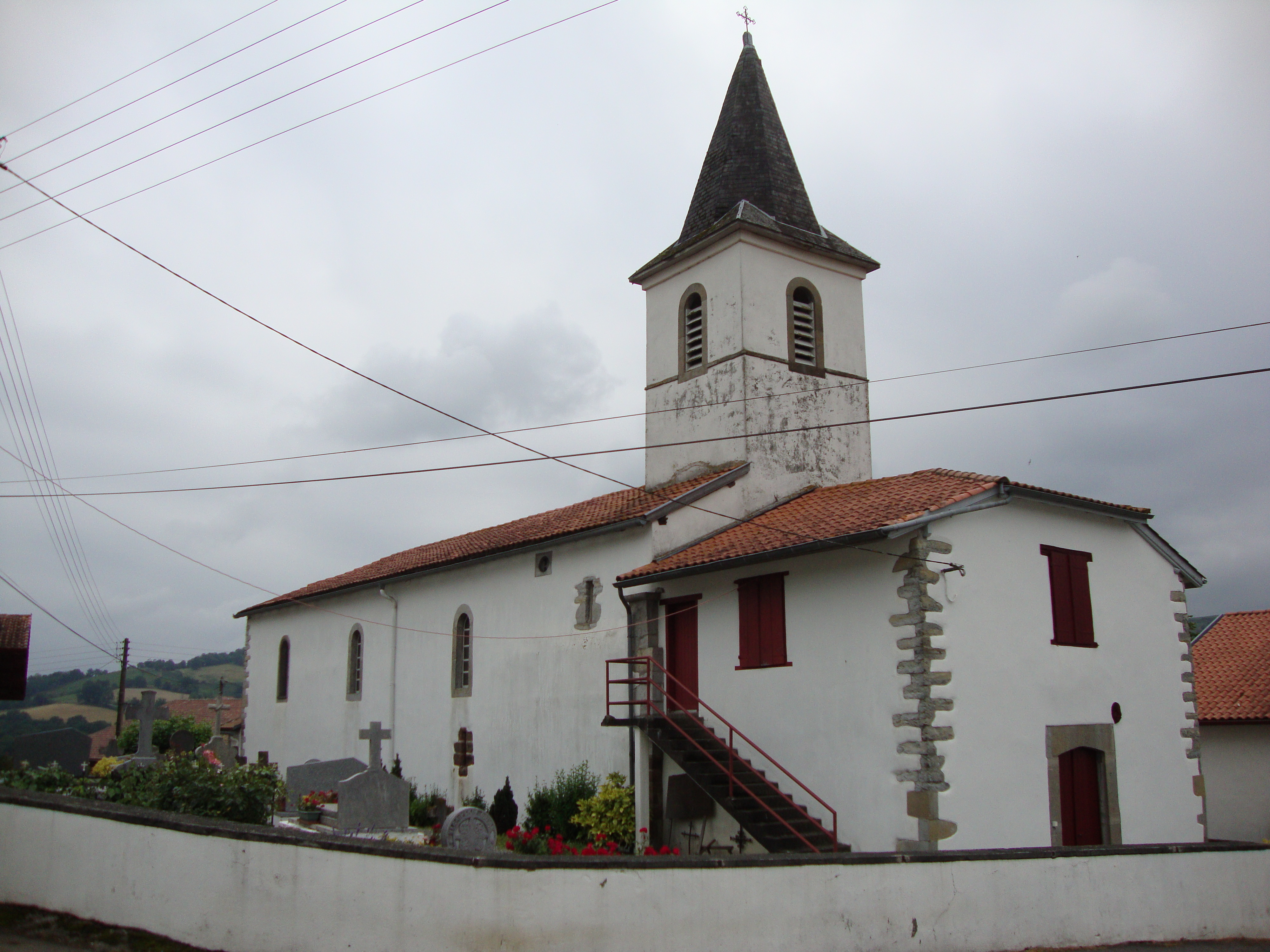
Behaune : chapelle Saint-Pierre
(43° 16′ 18″ N, 1° 06′ 52″ O)
chapelle Saint-Étienne
(43° 14′ 32″ N, 1° 08′ 34″ O)
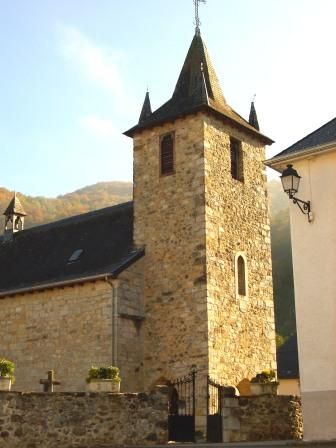
Larrau église Saint-Jean-Baptiste
(43° 01′ 06″ N, 0° 57′ 19″ O)
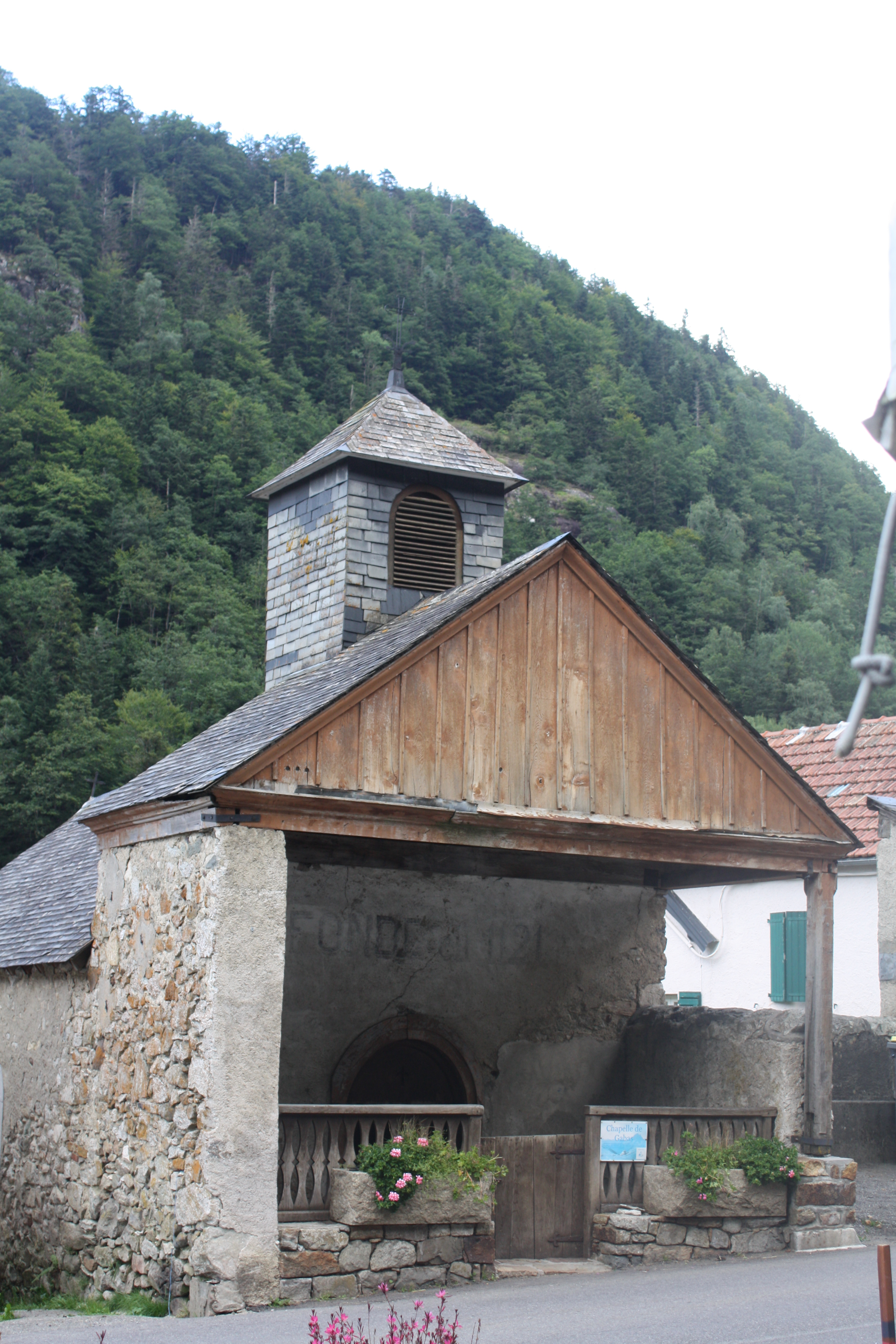
Laruns chapelle de Gabas
(42° 53′ 27″ N, 0° 25′ 42″ O)
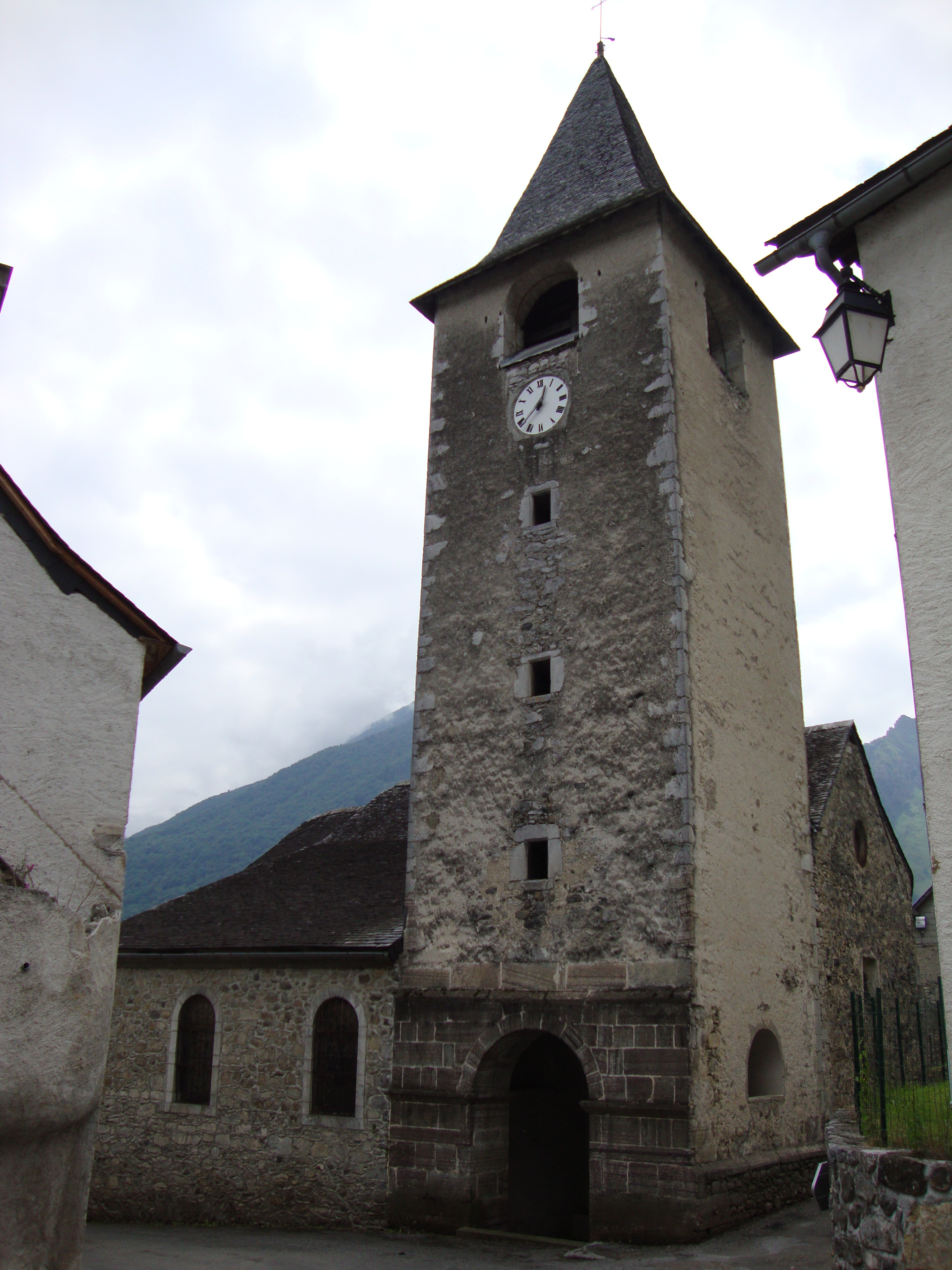
Lées-Athas Lées : église Notre-Dame
(42° 58′ 26″ N, 0° 37′ 16″ O)
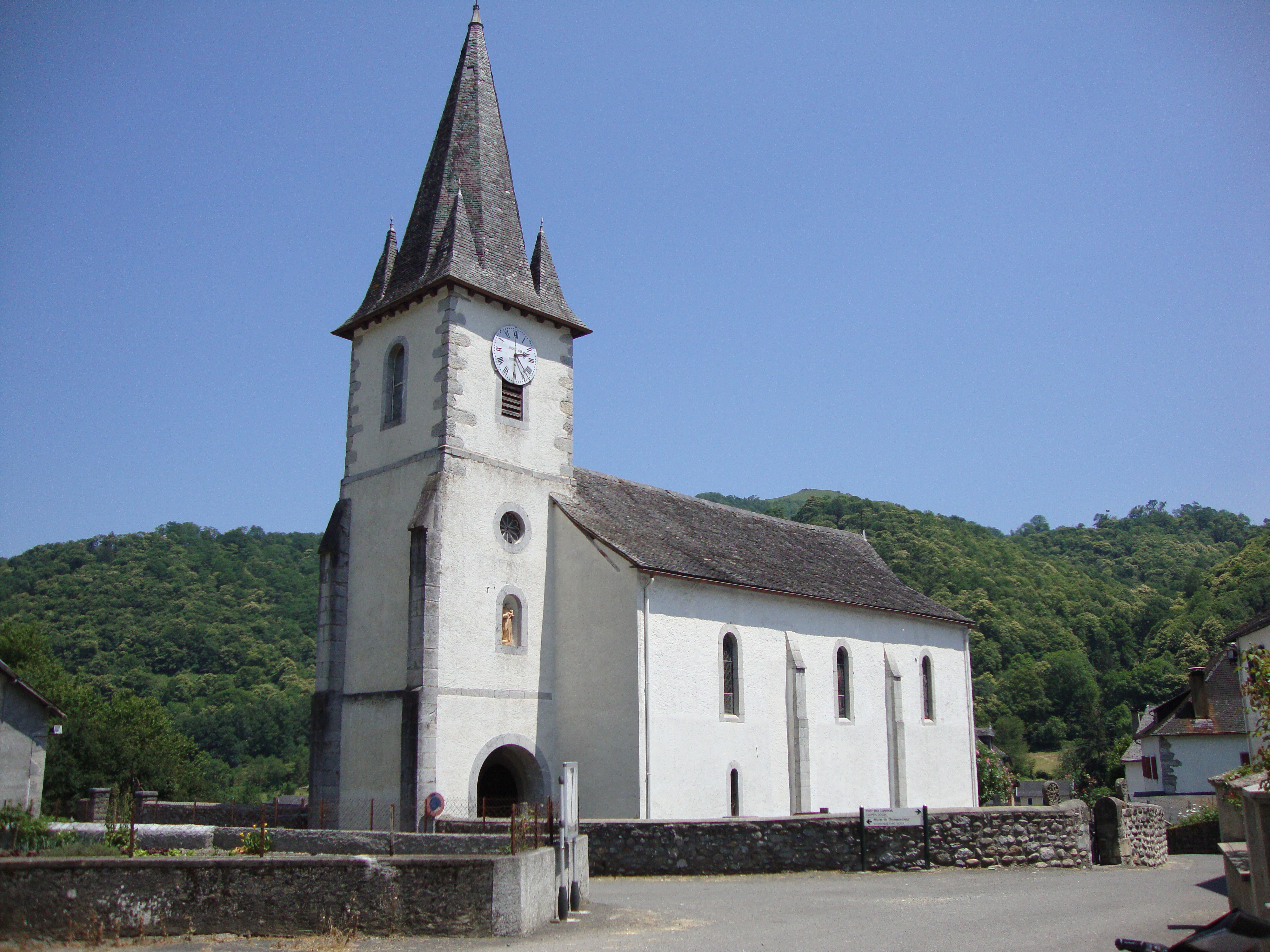
Licq-Athérey Licq : église Saint-Julien
(43° 04′ 02″ N, 0° 52′ 45″ O)
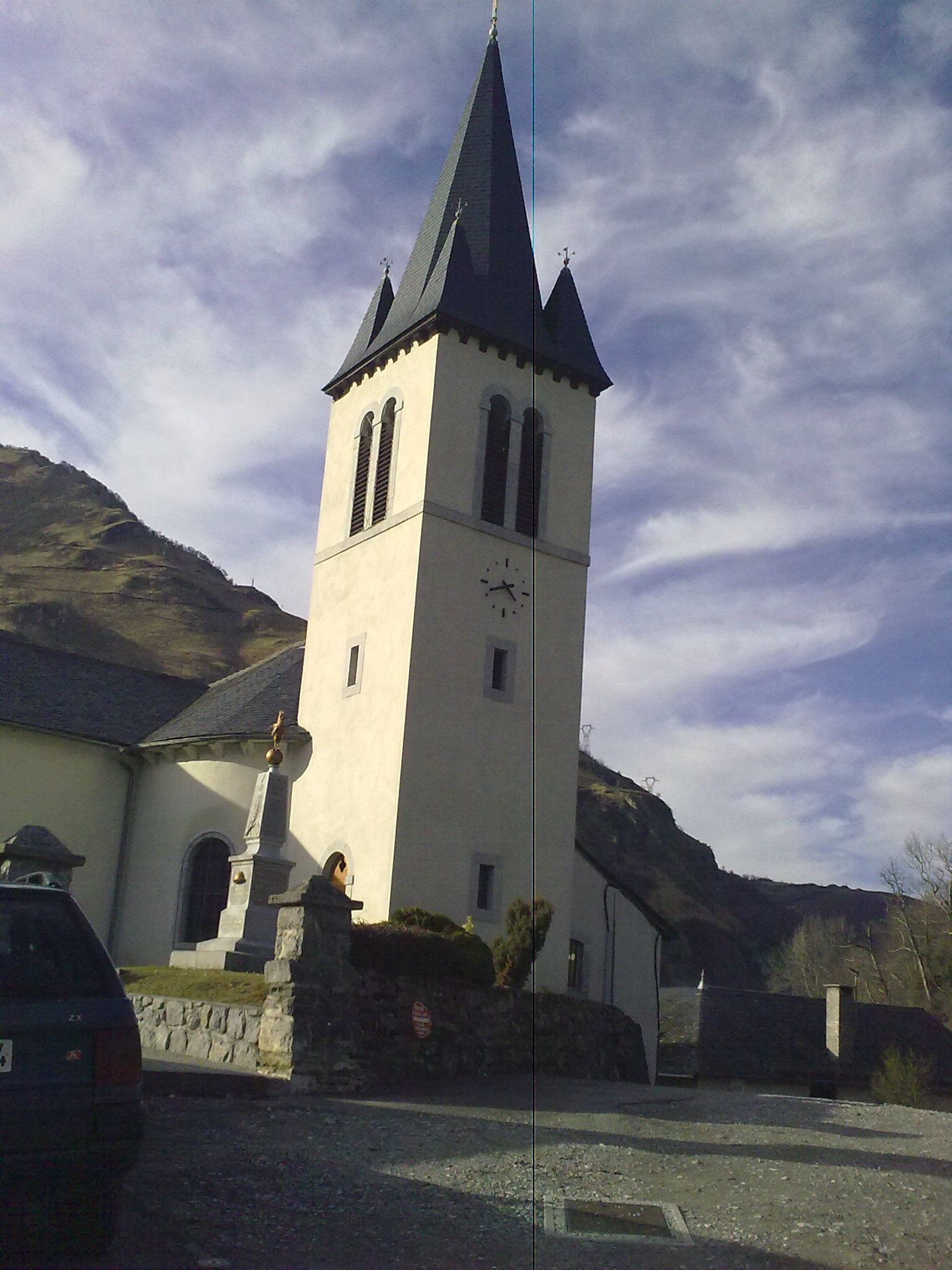
Louvie-Soubiron église Saint-Martin-de-Tours
(42° 59′ 57″ N, 0° 25′ 01″ O)
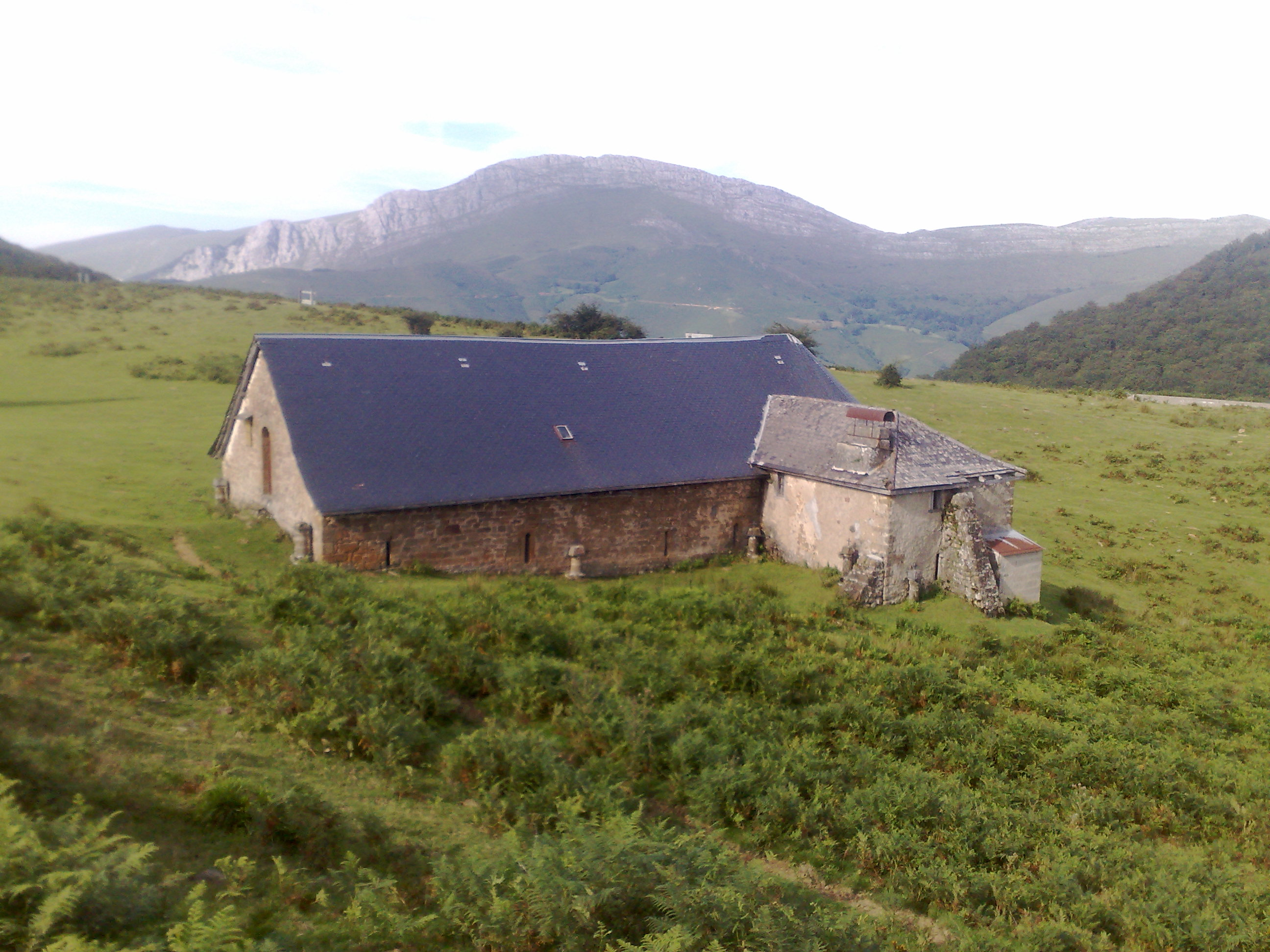
Mendive Iraty : chapelle Saint-Sauveur
(43° 04′ 41″ N, 1° 05′ 51″ O)
église Saint-Vincent-de-Dax
(43° 07′ 59″ N, 1° 07′ 53″ O)
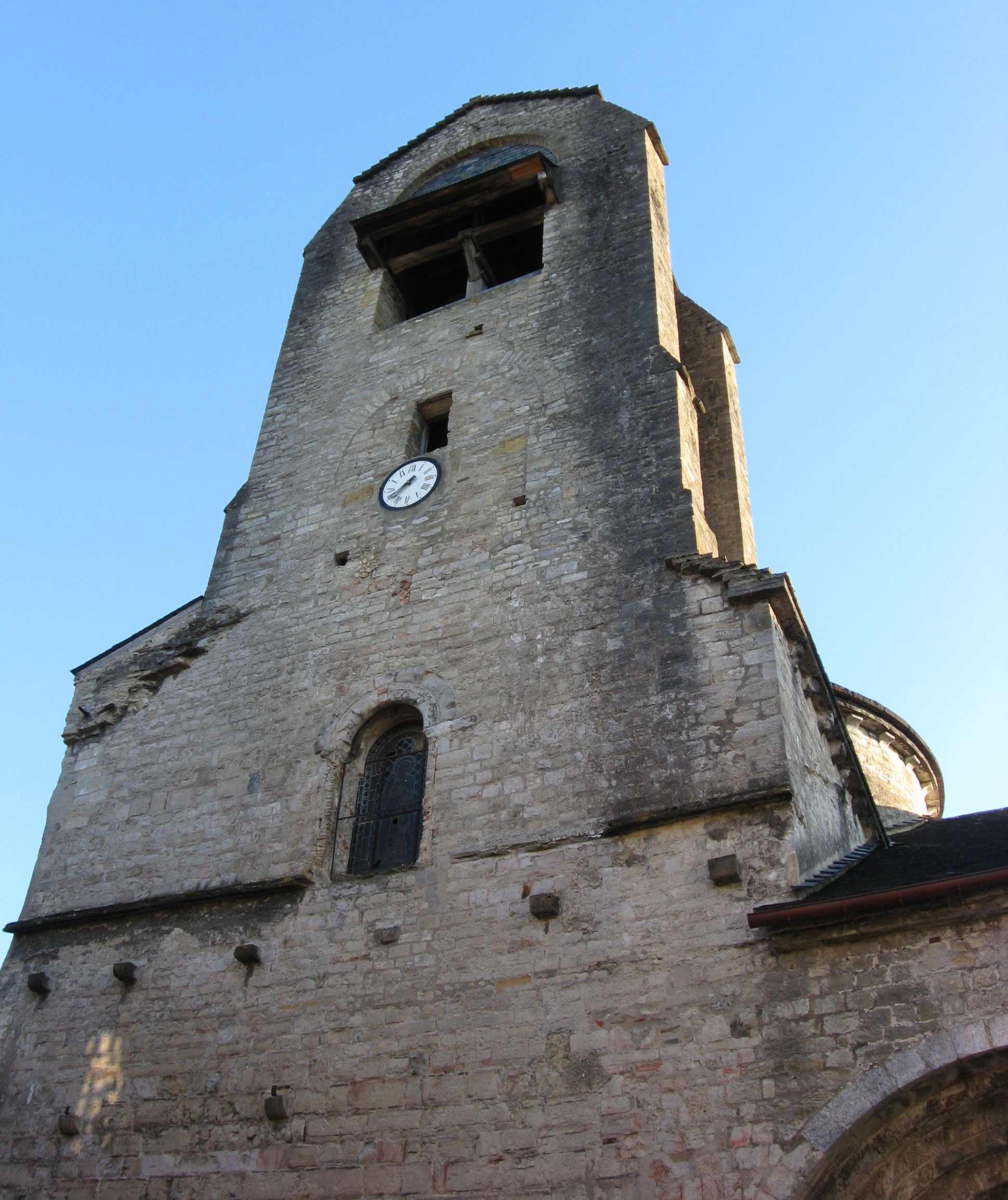
Oloron-Sainte-Marie église Sainte-Croix
(43° 11′ 21″ N, 0° 36′ 22″ O)
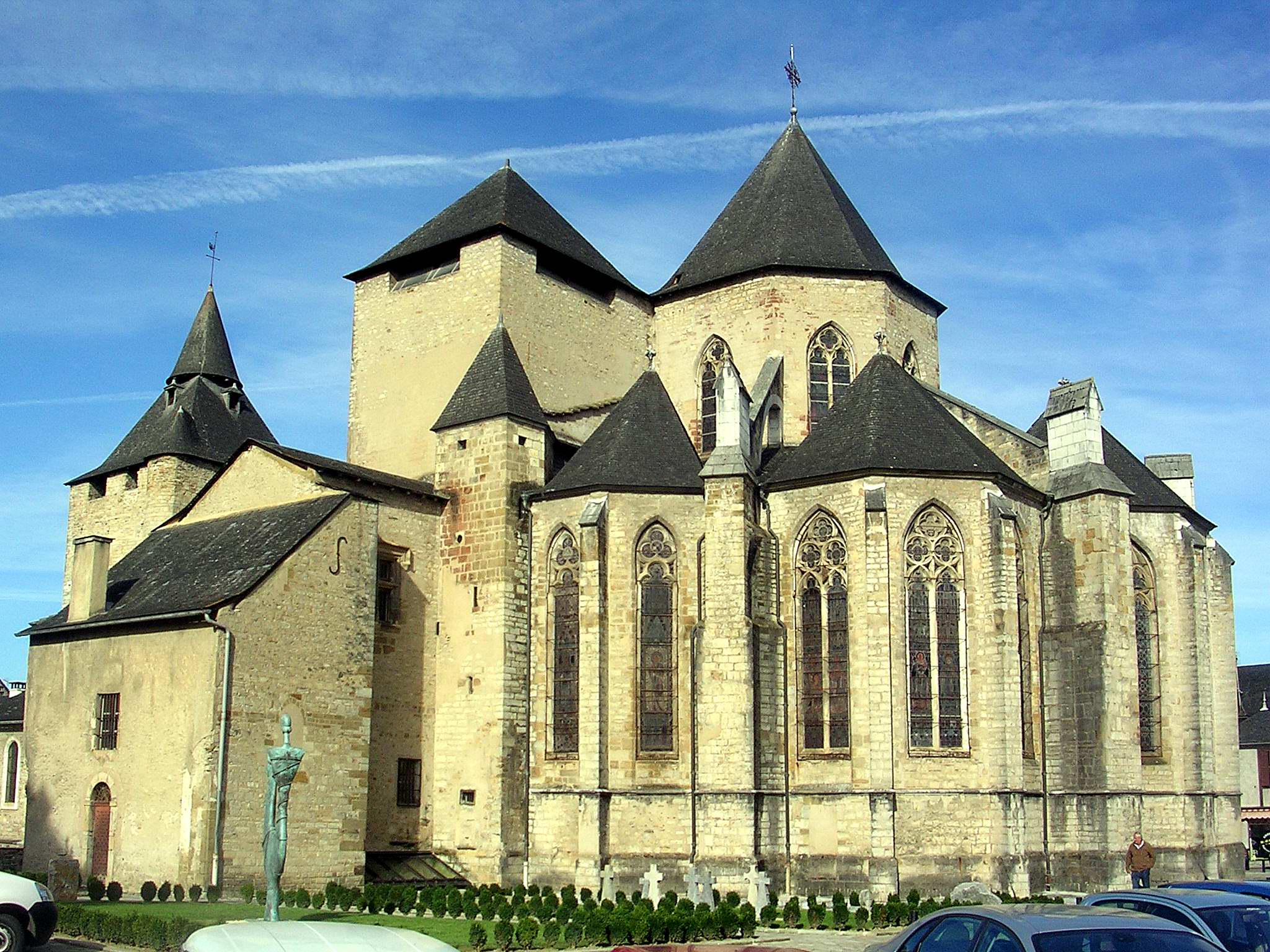
cathédrale Sainte-Marie
(43° 11′ 17″ N, 0° 36′ 57″ O)
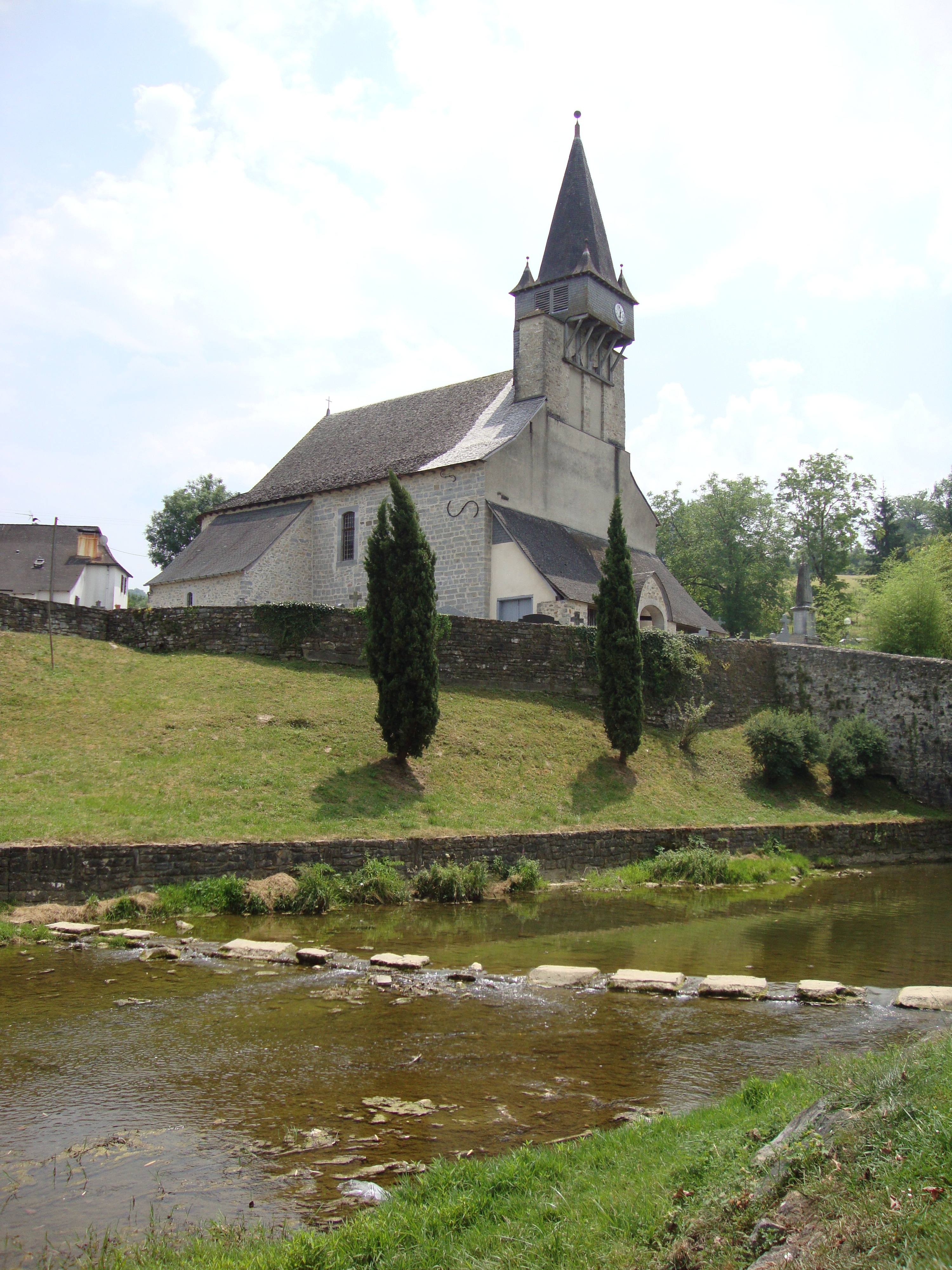
Ordiarp église Saint-Michel
(43° 11′ 09″ N, 0° 56′ 36″ O)
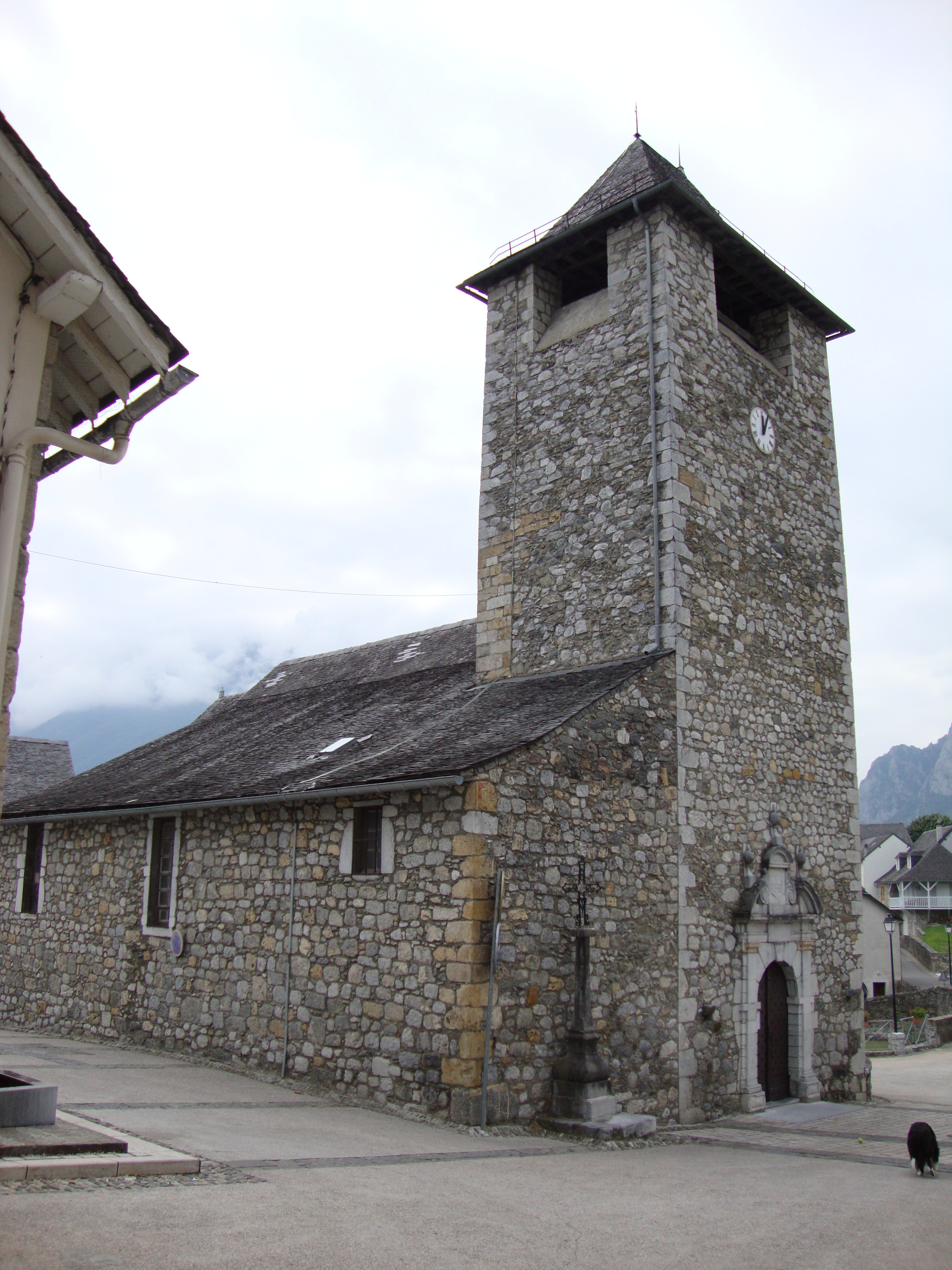
Osse-en-Aspe église Saint-Étienne
(42° 59′ 42″ N, 0° 37′ 01″ O)
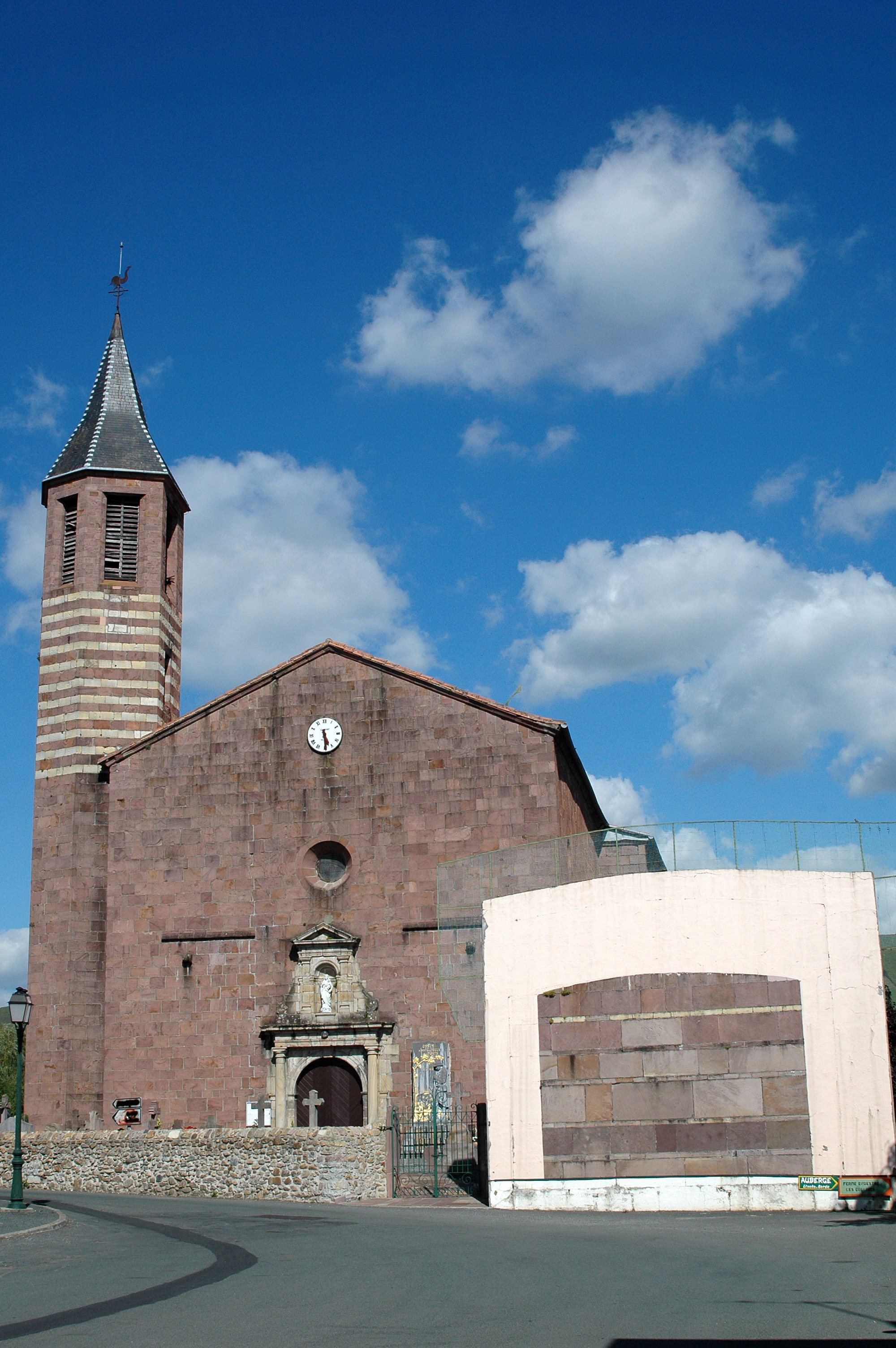
Ossès église Saint-Julien
(43° 14′ 31″ N, 1° 17′ 01″ O)
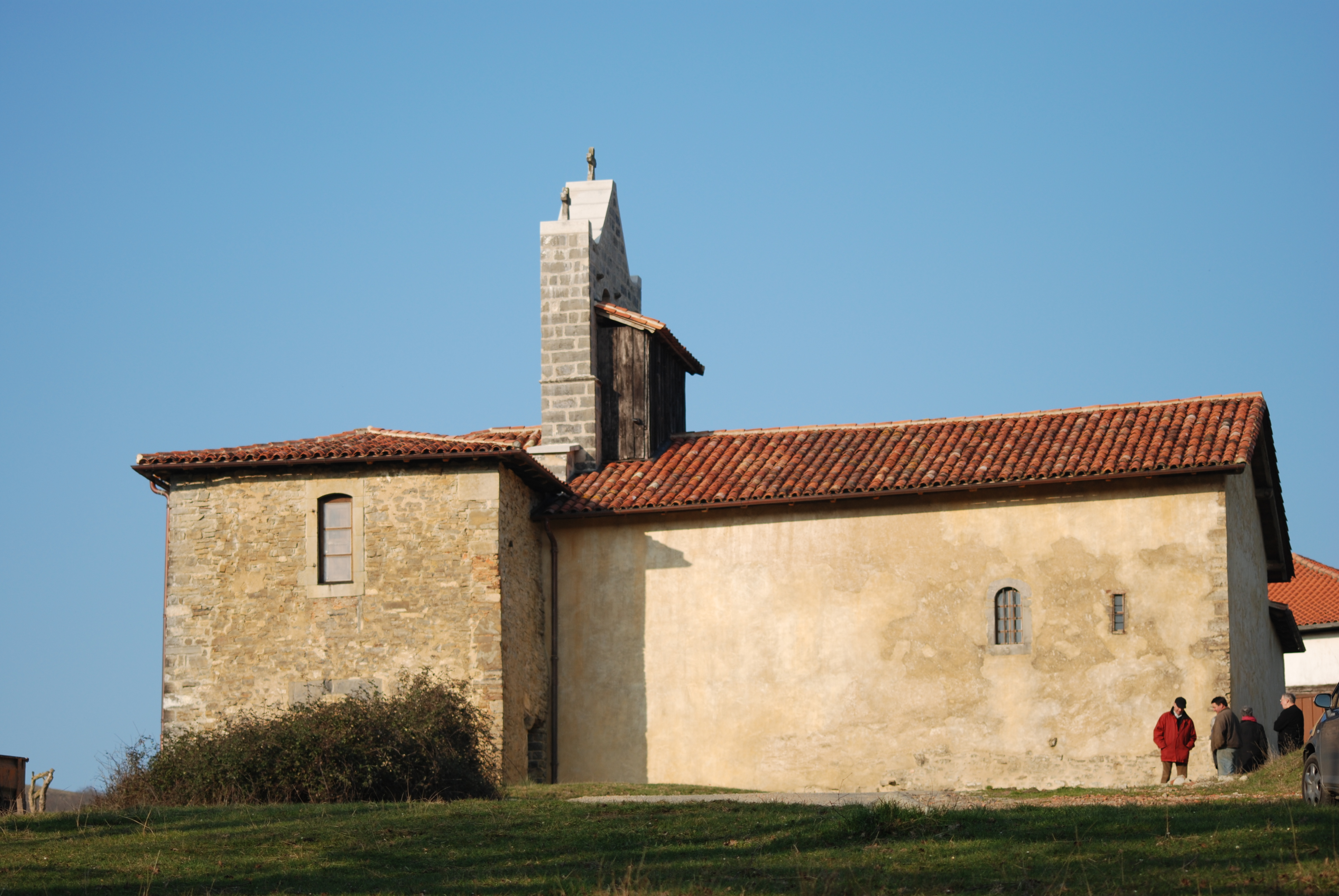
Ostabat-Asme Harambeltz : chapelle Saint-Nicolas
(43° 16′ 20″ N, 1° 02′ 54″ O)
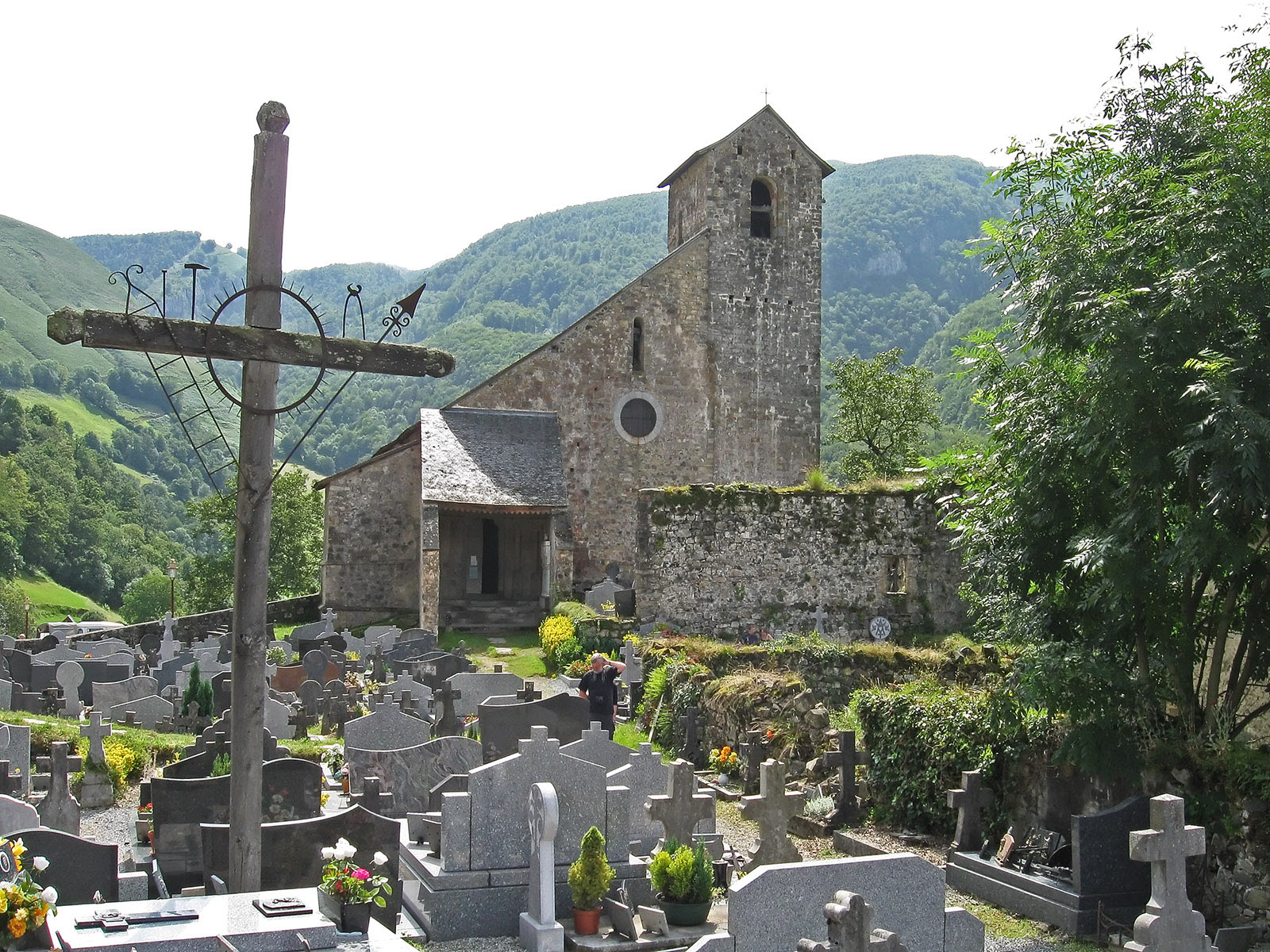
Sainte-Engrâce église Sainte-Engrâce
(42° 59′ 44″ N, 0° 48′ 36″ O)
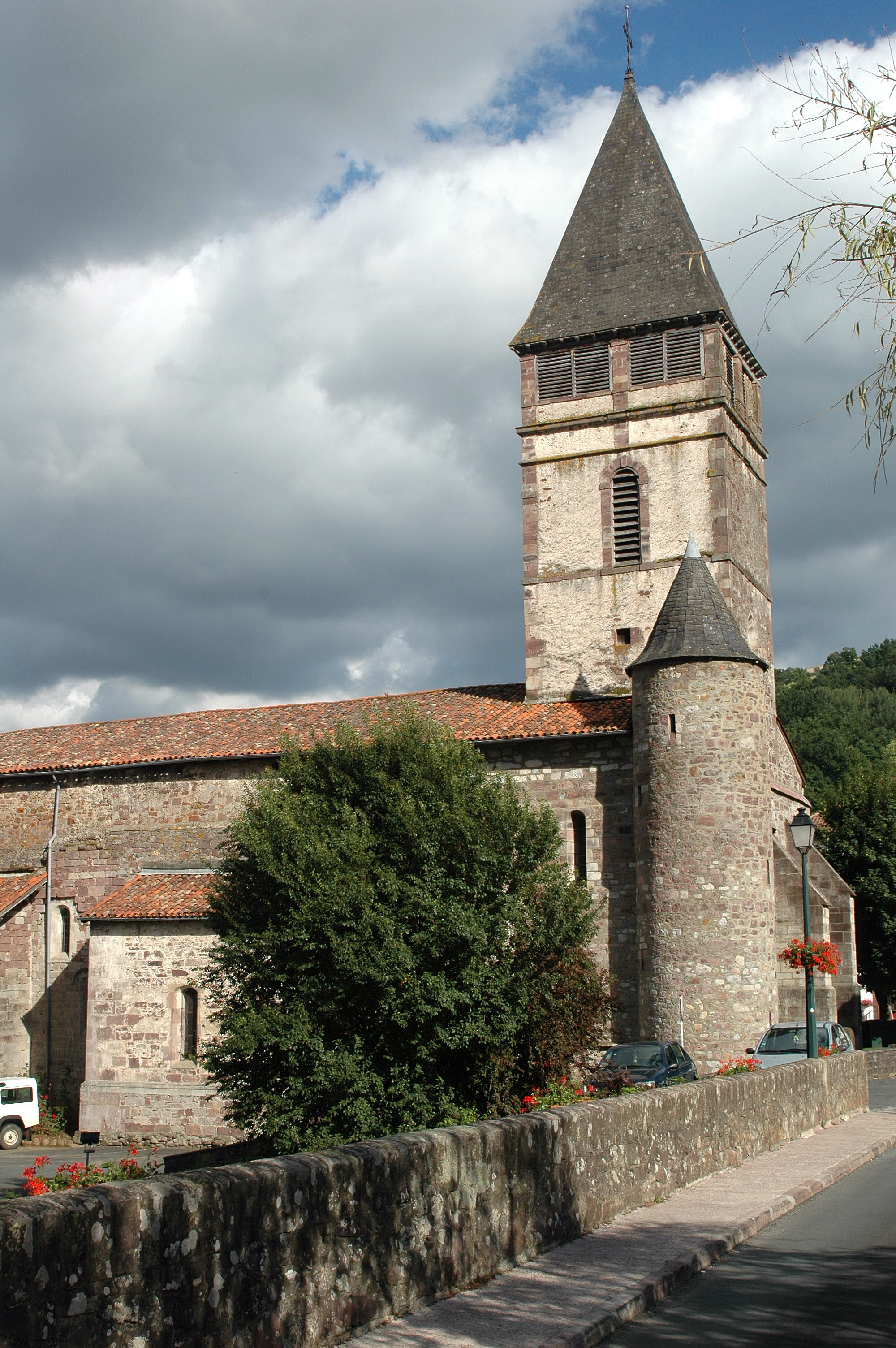
église Saint-Étienne
(43° 10′ 32″ N, 1° 20′ 50″ O)
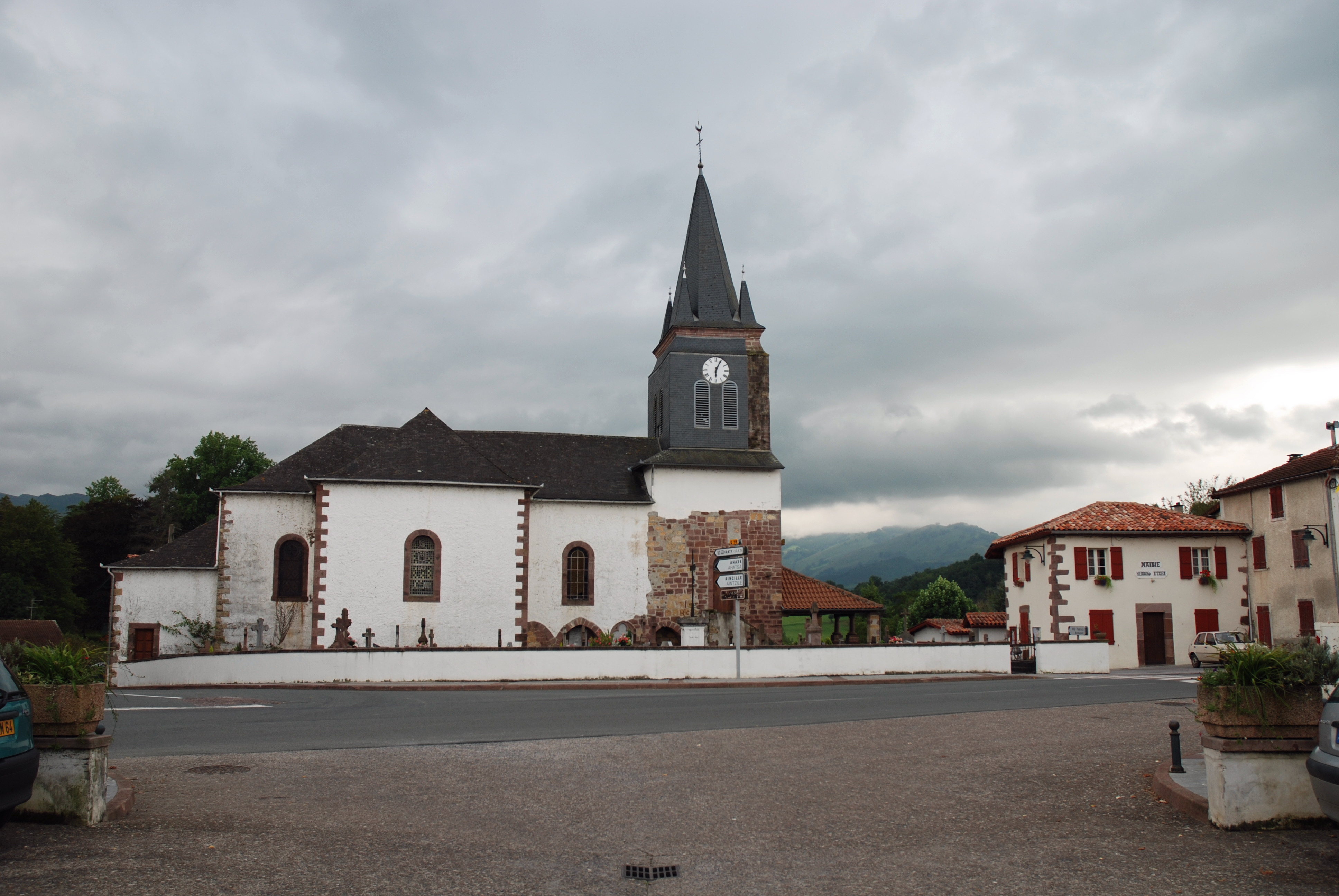
Saint-Jean-le-Vieux église Saint-Pierre d'Usakoa
(43° 09′ 54″ N, 1° 11′ 38″ O)
chapelle Saint-Jean-Baptiste d'Urrutia
(43° 09′ 41″ N, 1° 11′ 48″ O)
chapelle Saint-Blaise d'Apat-Ospitalea
(43° 10′ 08″ N, 1° 11′ 16″ O)
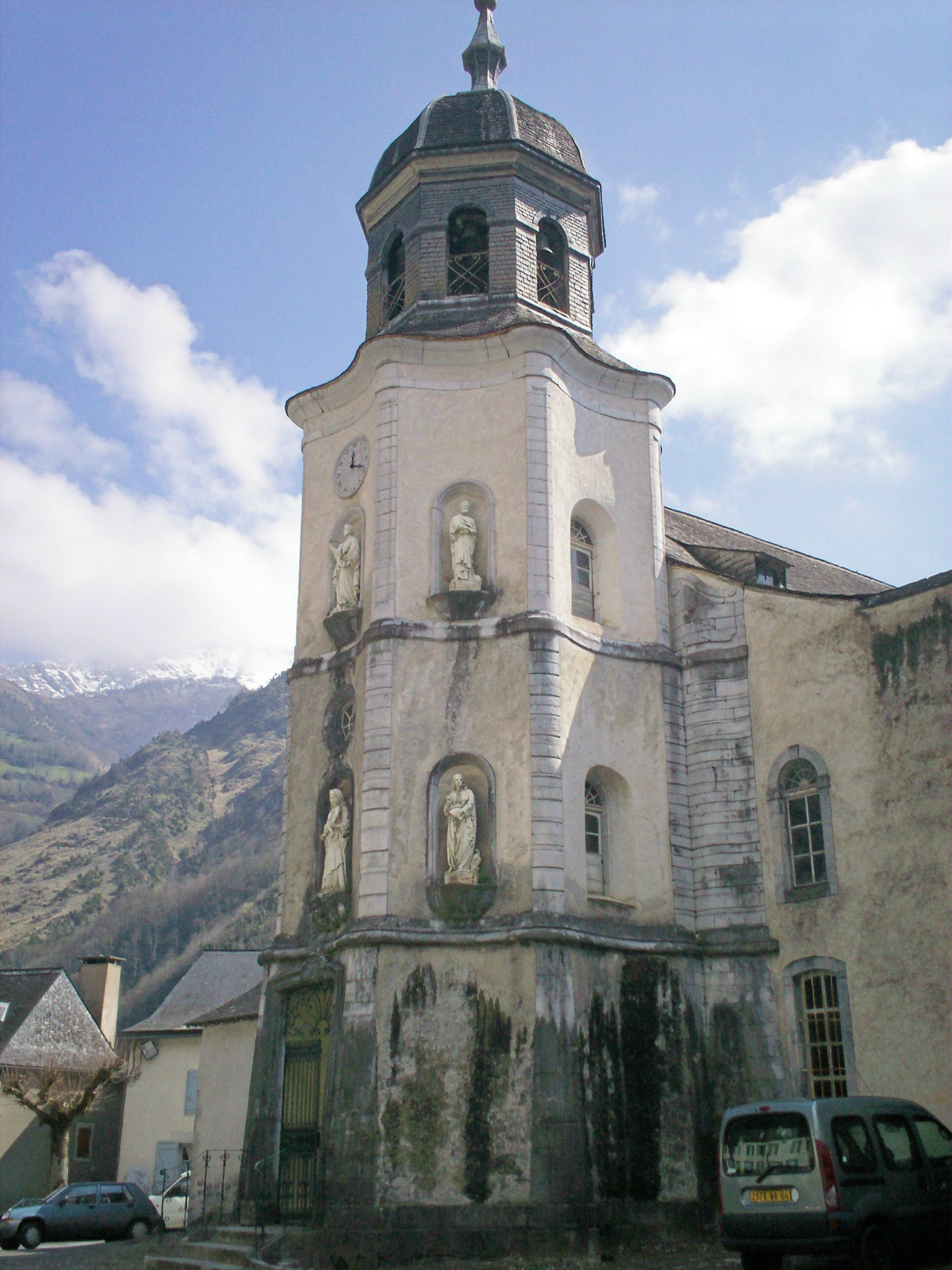
Sarrance église Notre-Dame
(43° 03′ 03″ N, 0° 36′ 07″ O)
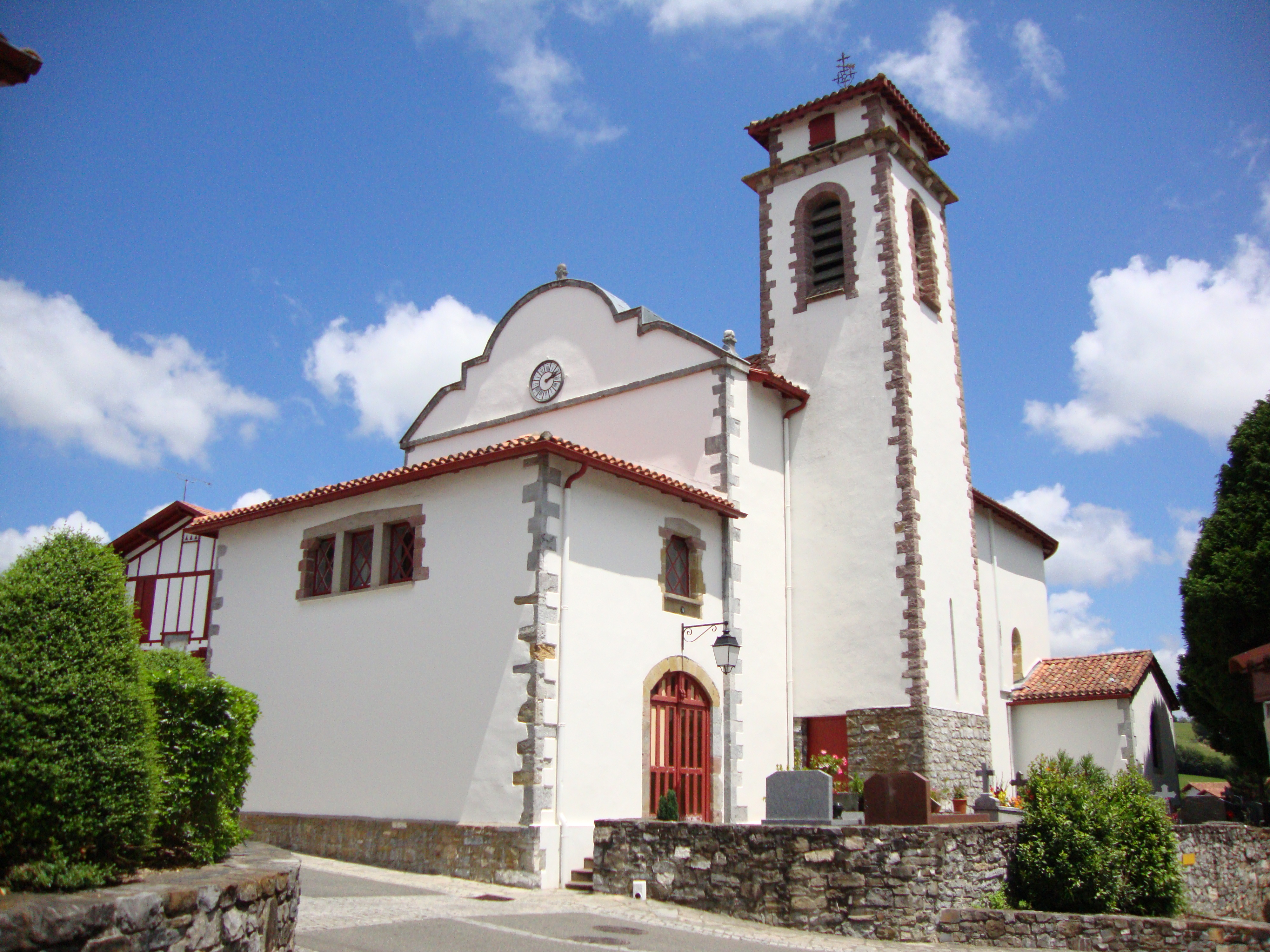
Souraïde église Saint-Jacques-le-Majeur
(43° 20′ 28″ N, 1° 28′ 24″ O)

### Hautes-Pyrénées

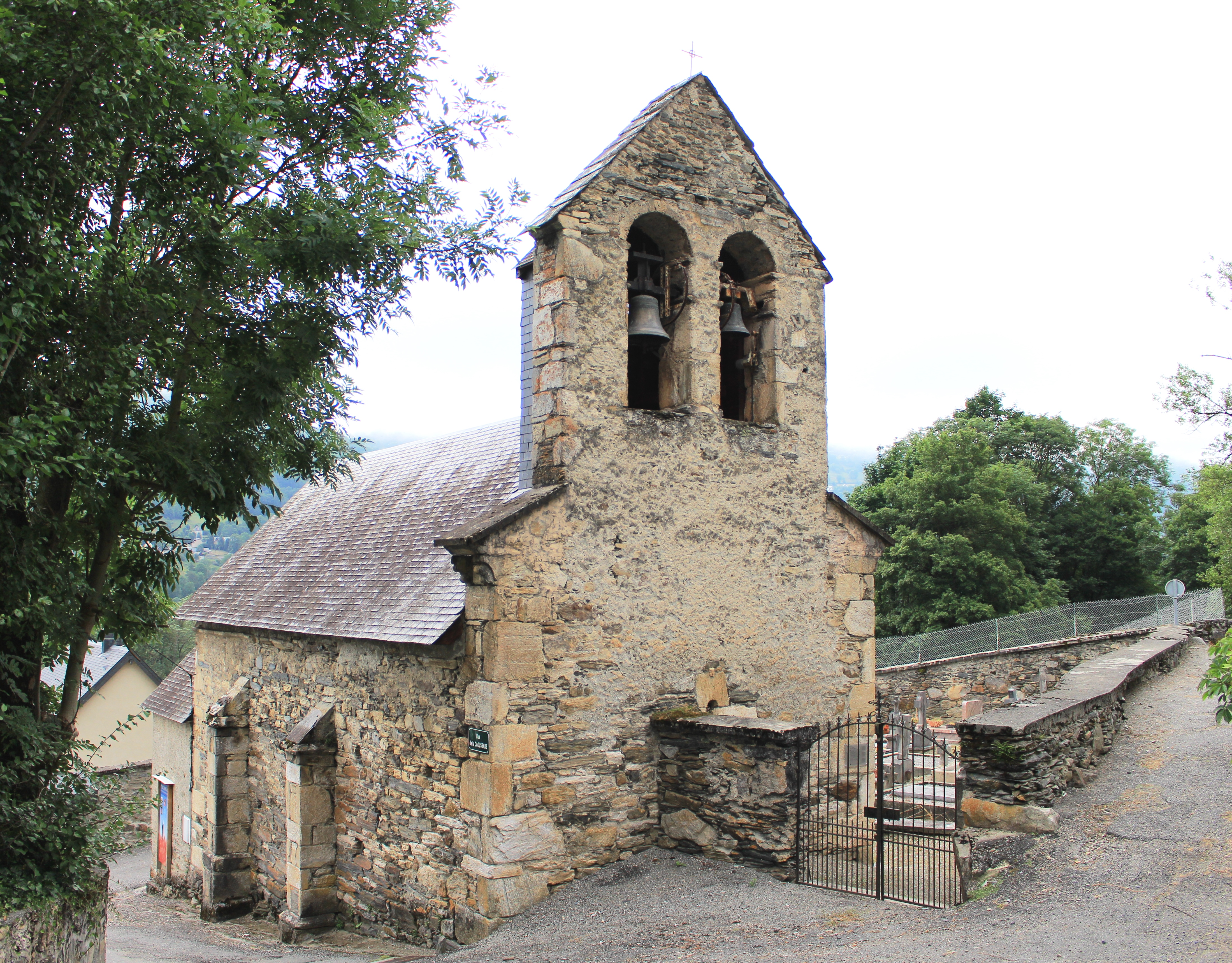
Pouchergues église Saint-Laurent
(42° 49′ 21″ N, 0° 24′ 13″ E)
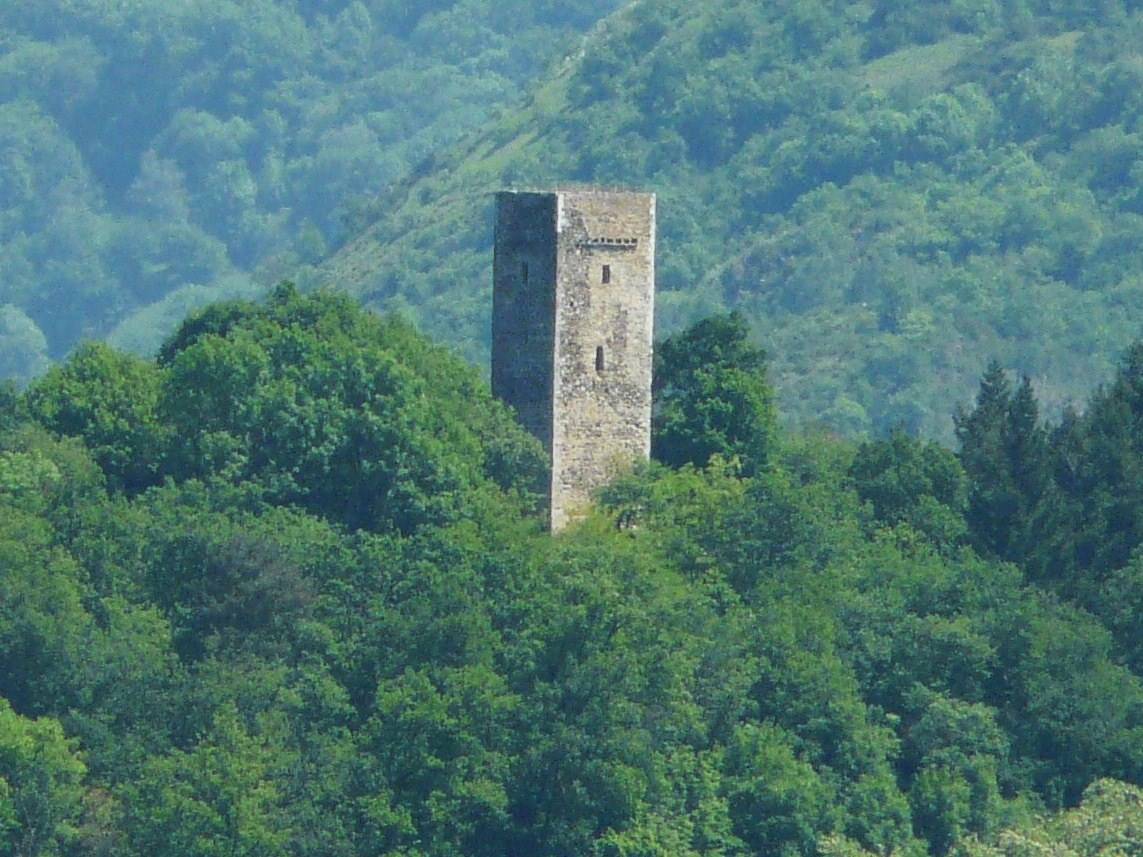
Vidalos tour de Vidalos
(43° 01′ 44″ N, 0° 04′ 37″ O)
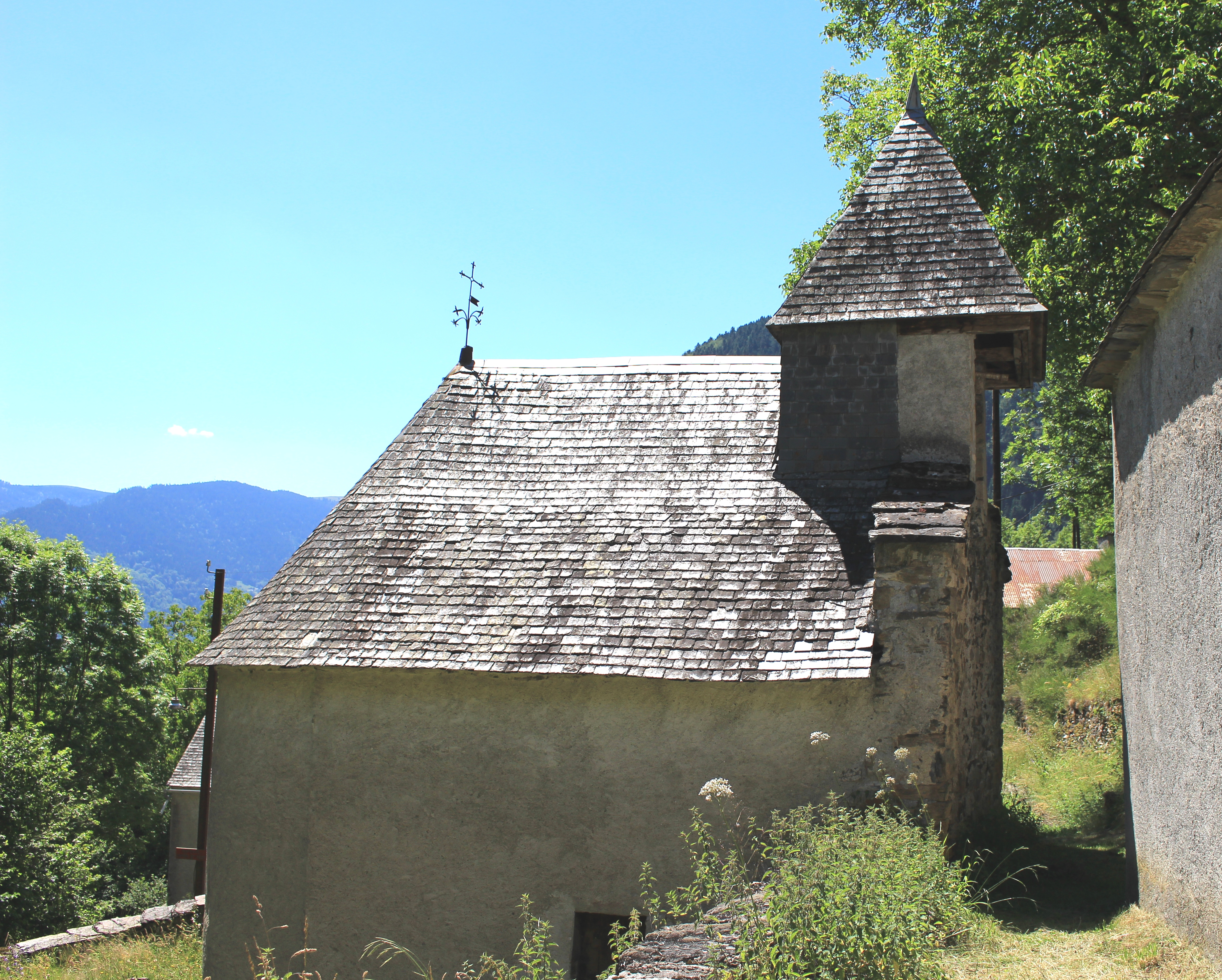
Ousten chapelle Saint-Jean-Baptiste
(42° 52′ 02″ N, 0° 19′ 39″ E)
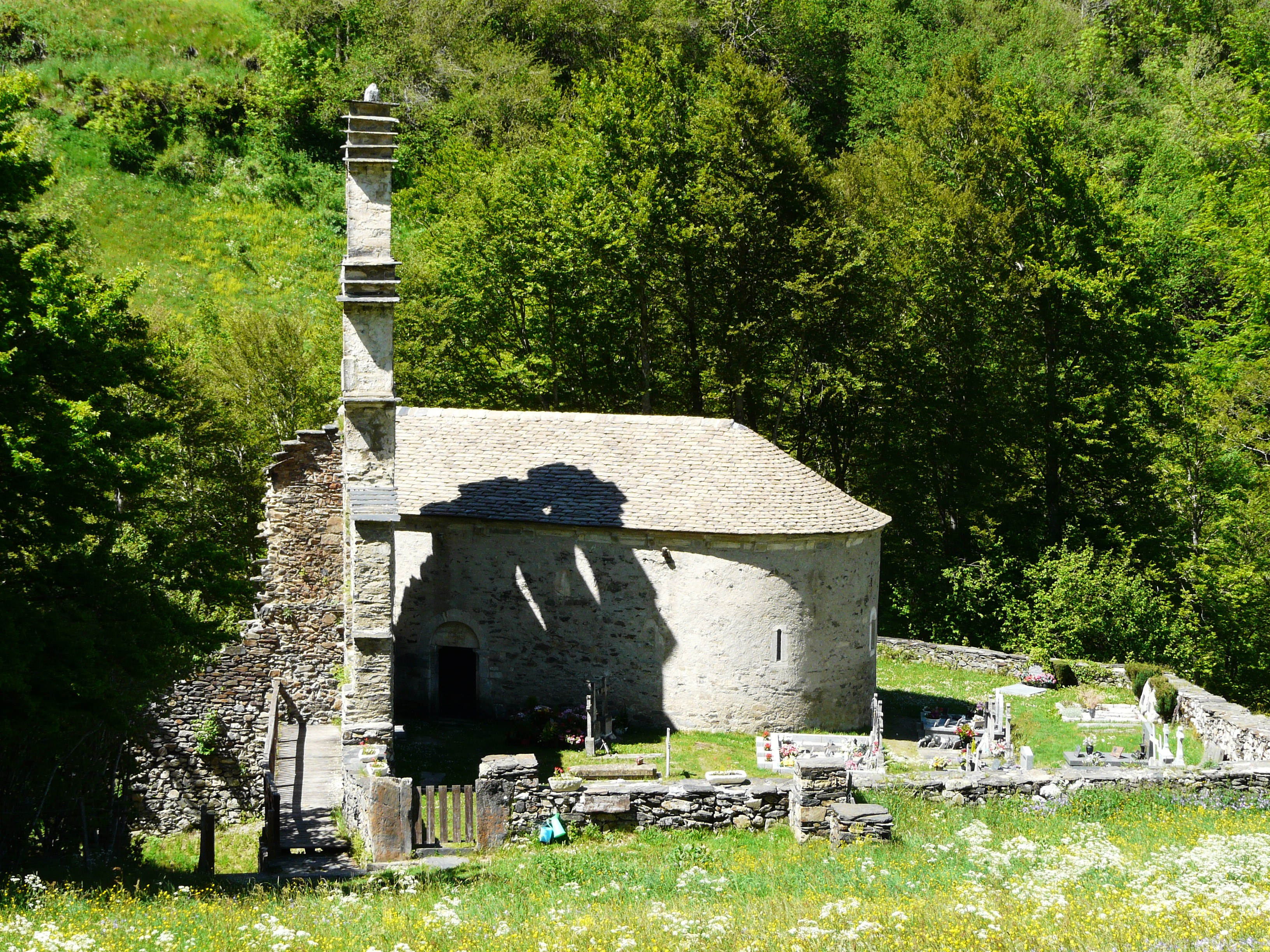
Aragnouet chapelle Notre-Dame-de-l'Assomption-du-Plan
(42° 46′ 51″ N, 0° 11′ 42″ E)
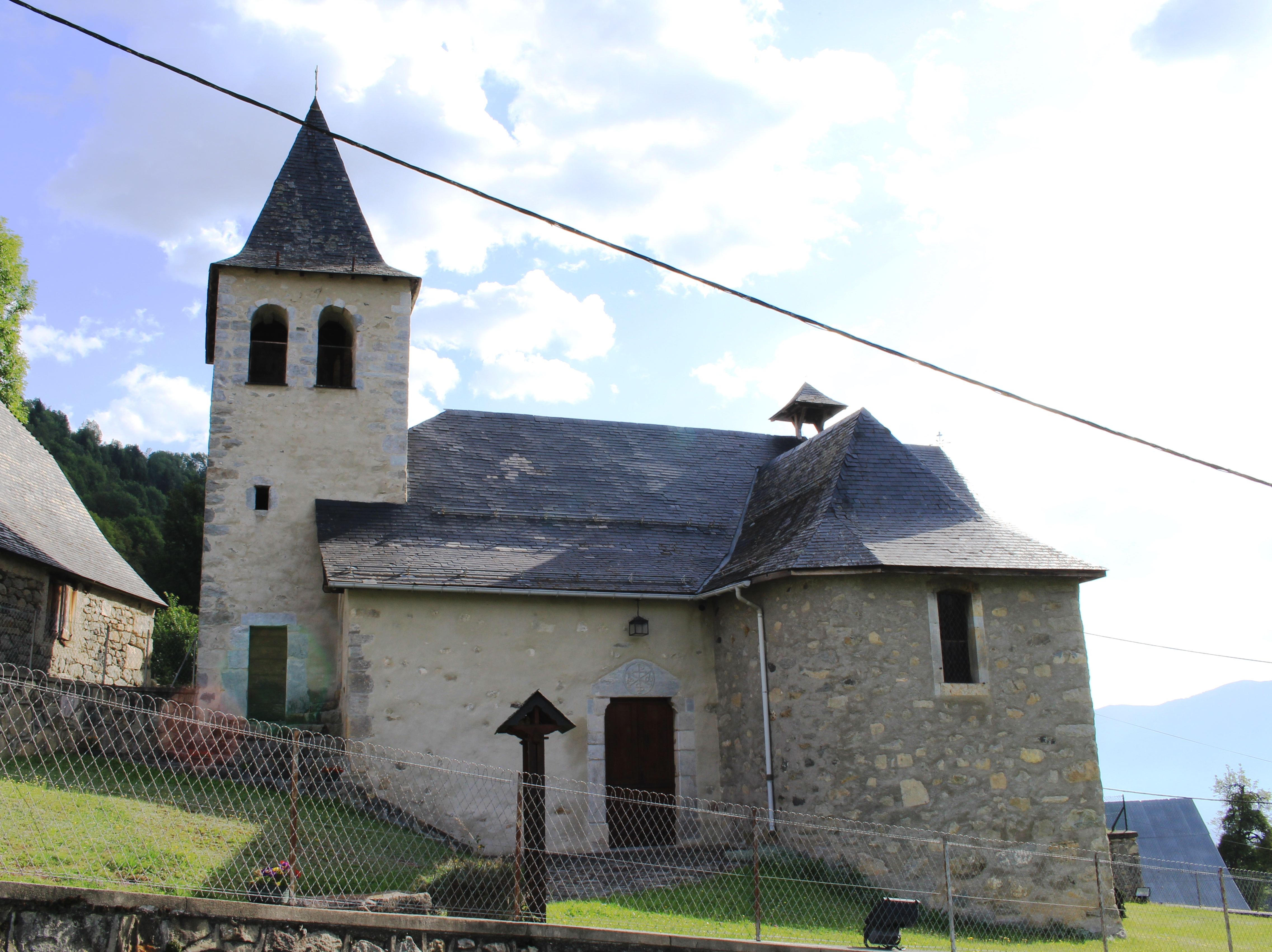
Arcizans-Dessus église Saint-André
(42° 59′ 03″ N, 0° 09′ 39″ O)
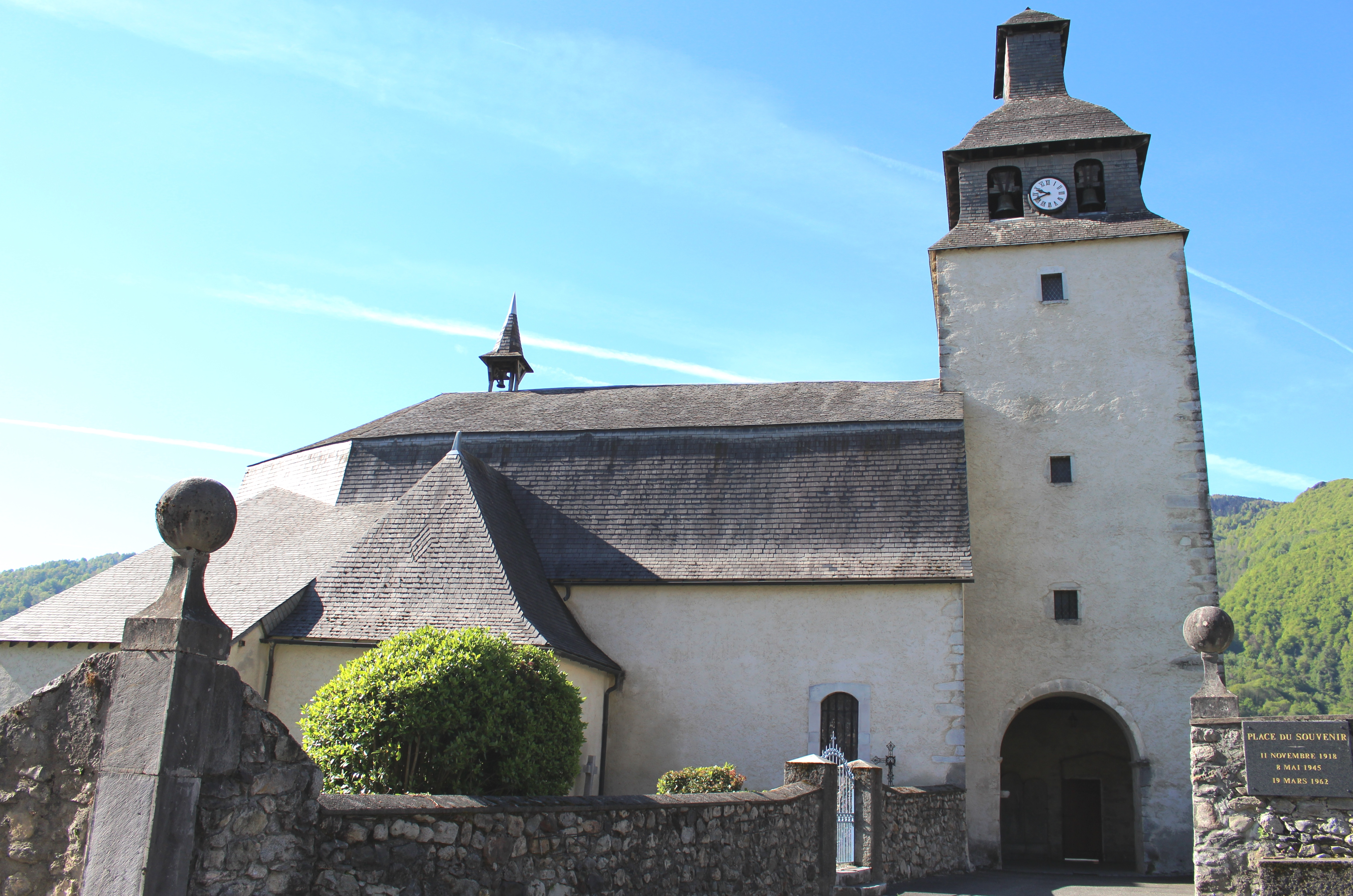
Arras-en-Lavedan église Saint-Martin
(42° 59′ 27″ N, 0° 07′ 38″ O)
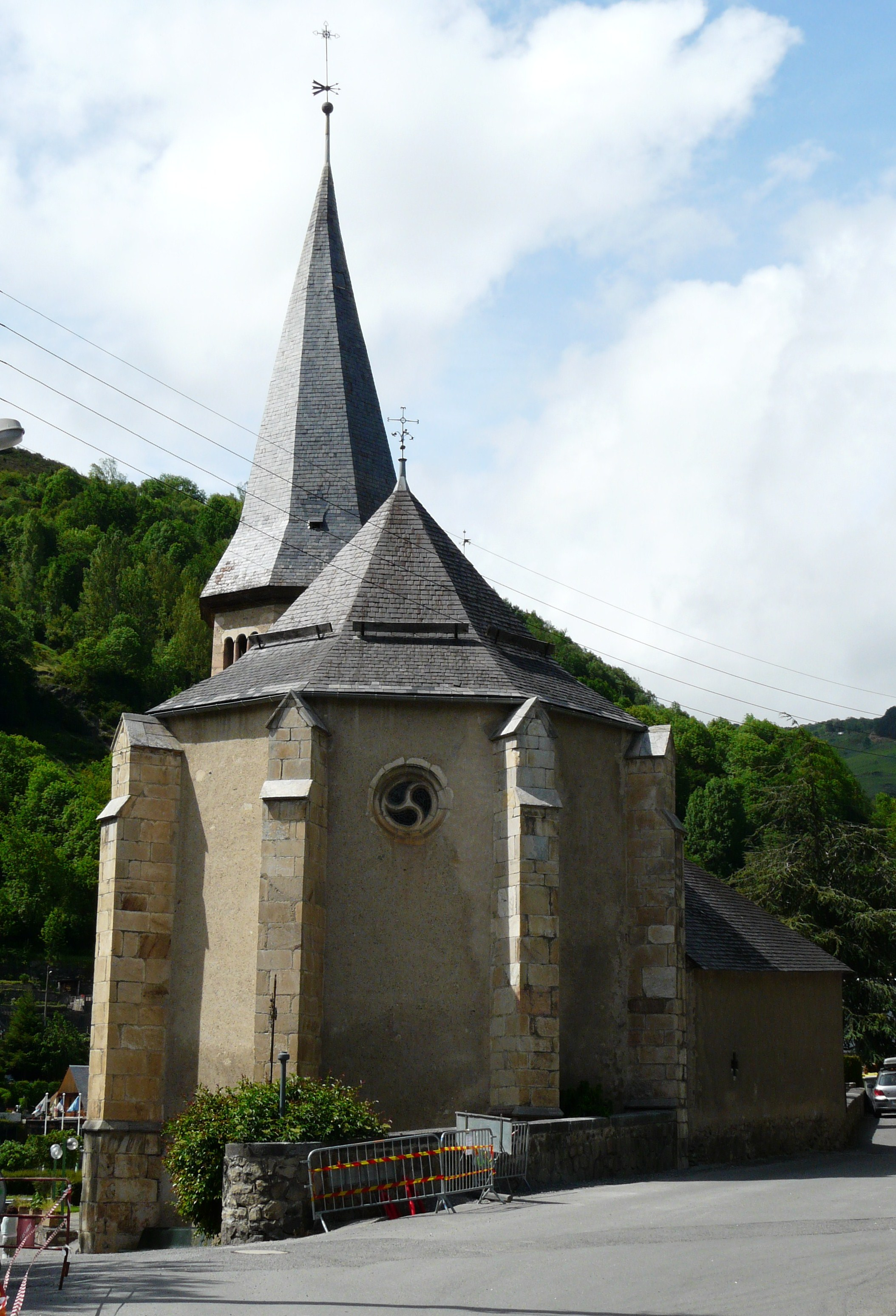
Arreau chapelle Saint-Exupère
(42° 54′ 21″ N, 0° 21′ 33″ E)
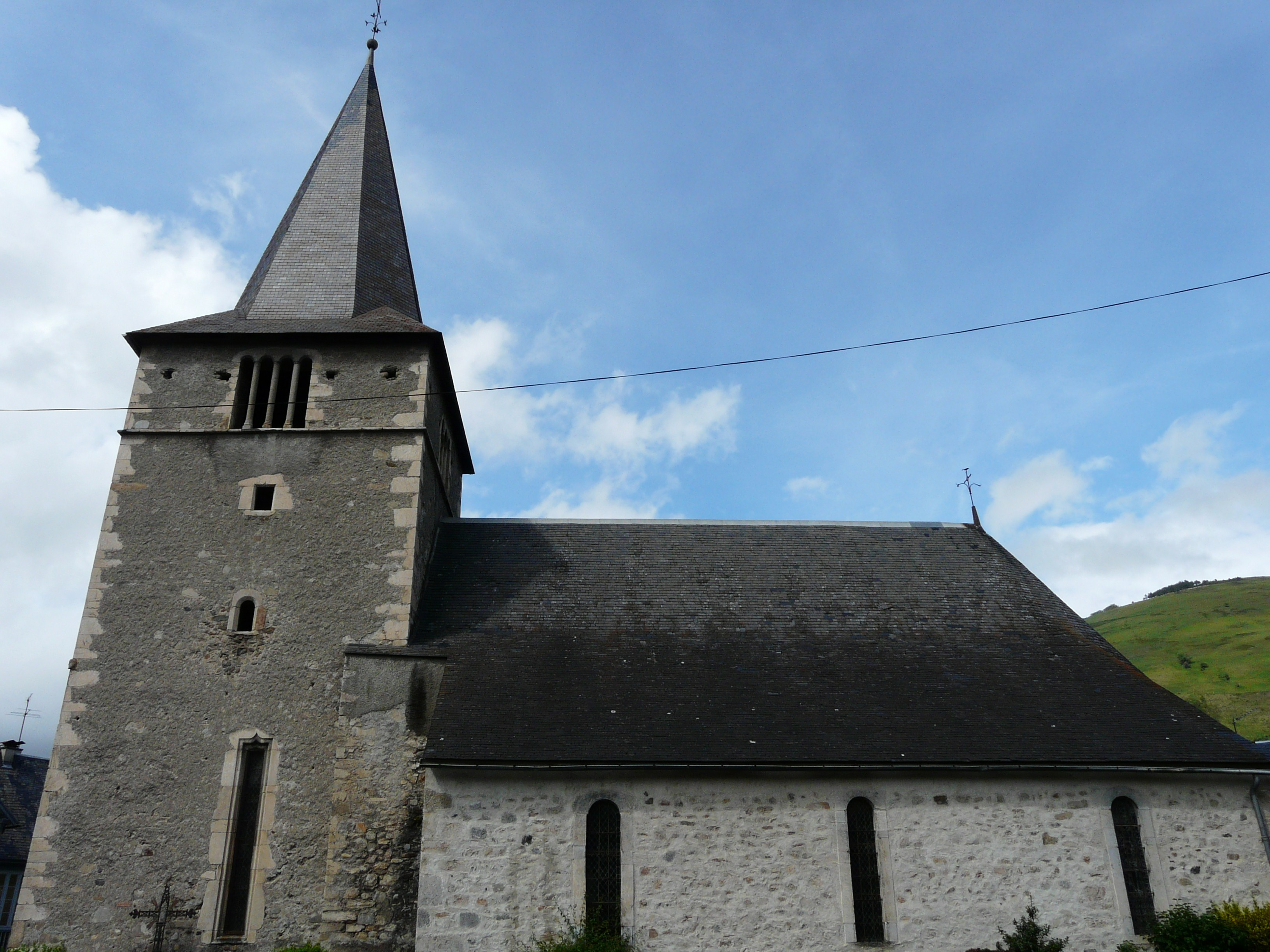
Arreau église Notre-Dame
(42° 54′ 14″ N, 0° 21′ 38″ E)
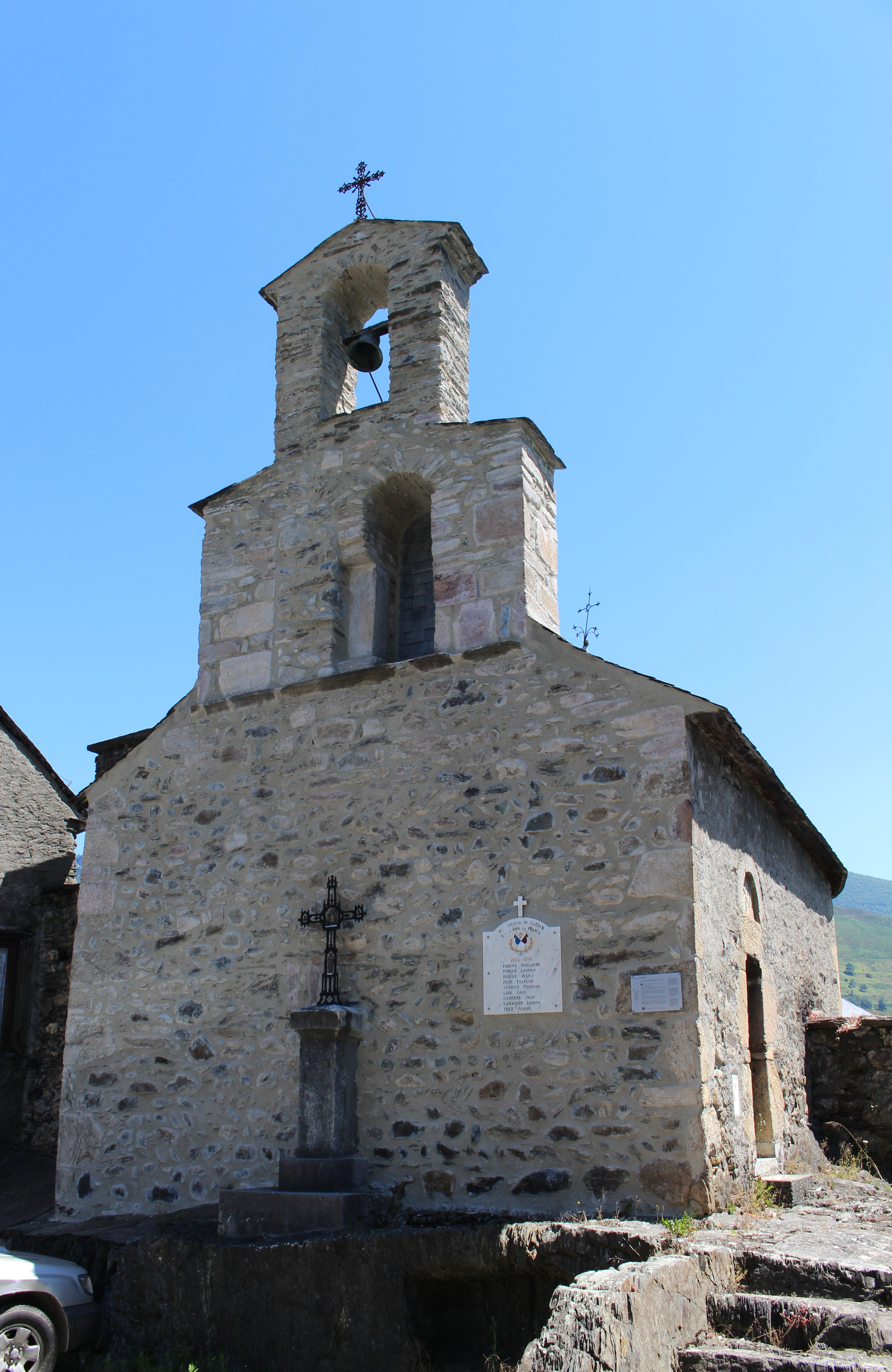
Arreau chapelle Saint-Michel de Garian
(42° 54′ 13″ N, 0° 21′ 19″ E)
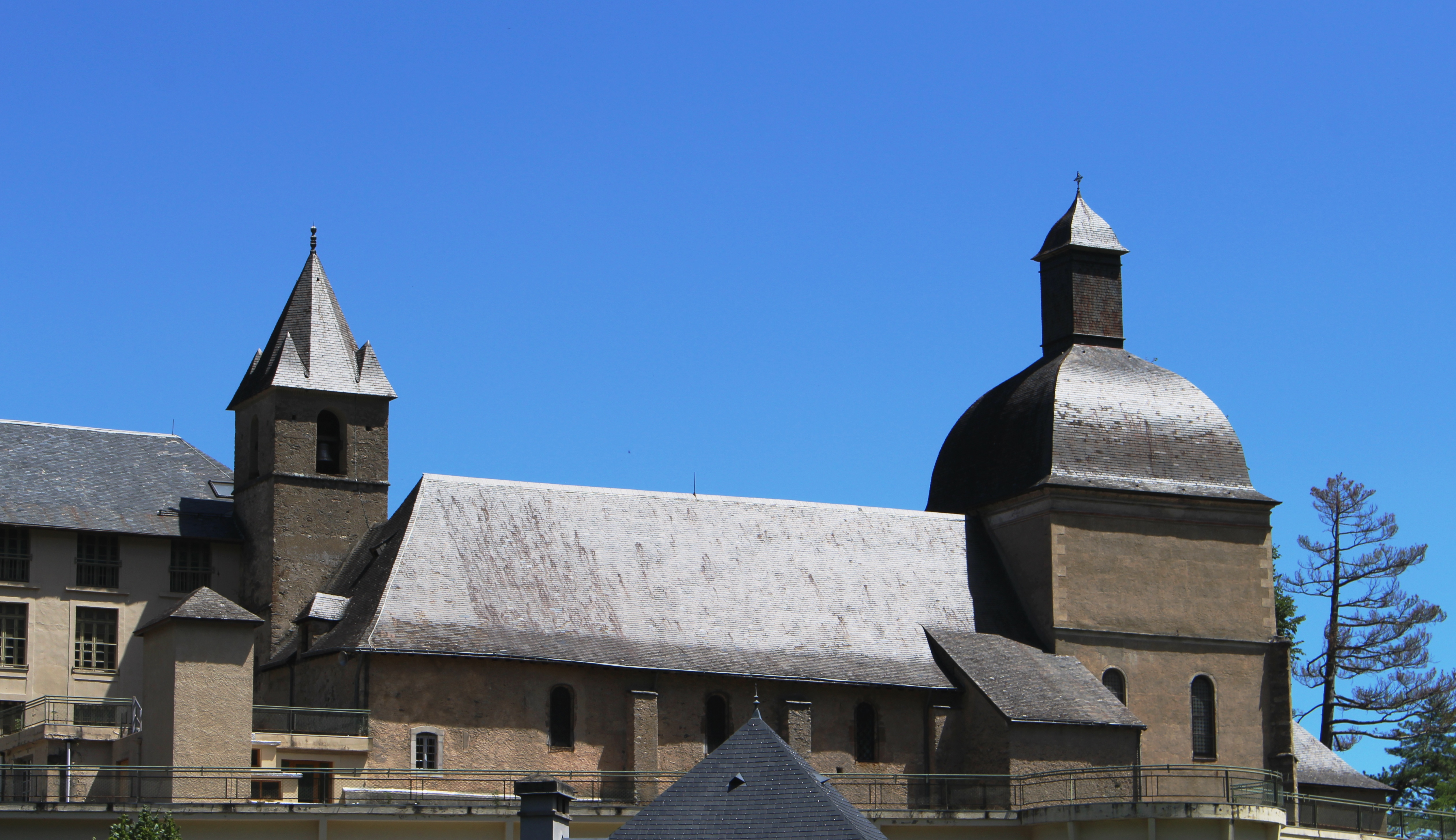
Arrens-Marsous chapelle de Pouey-Laün
(42° 57′ 02″ N, 0° 13′ 03″ O)
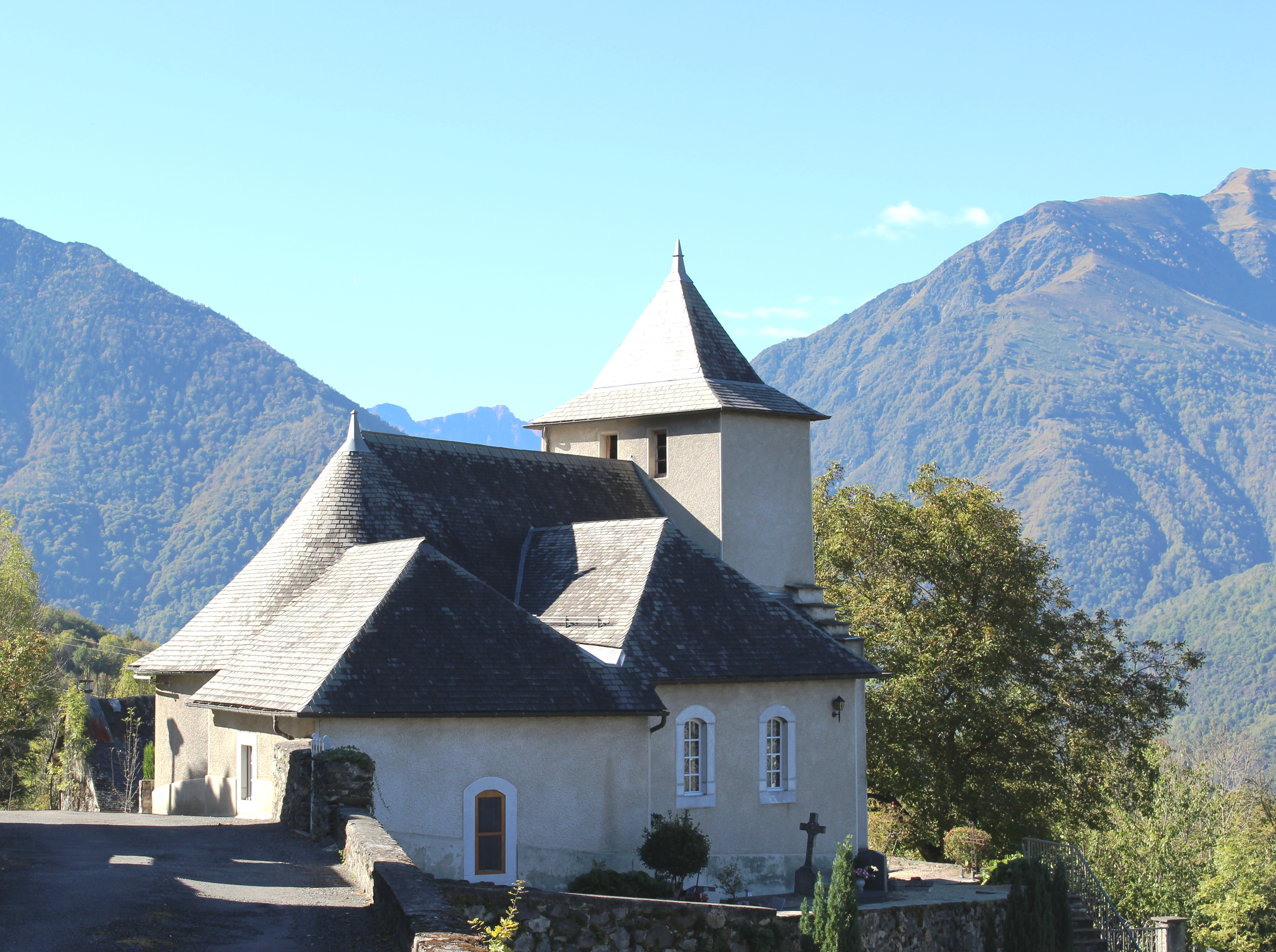
Artalens église Saint-Pierre
(42° 58′ 31″ N, 0° 02′ 51″ O)
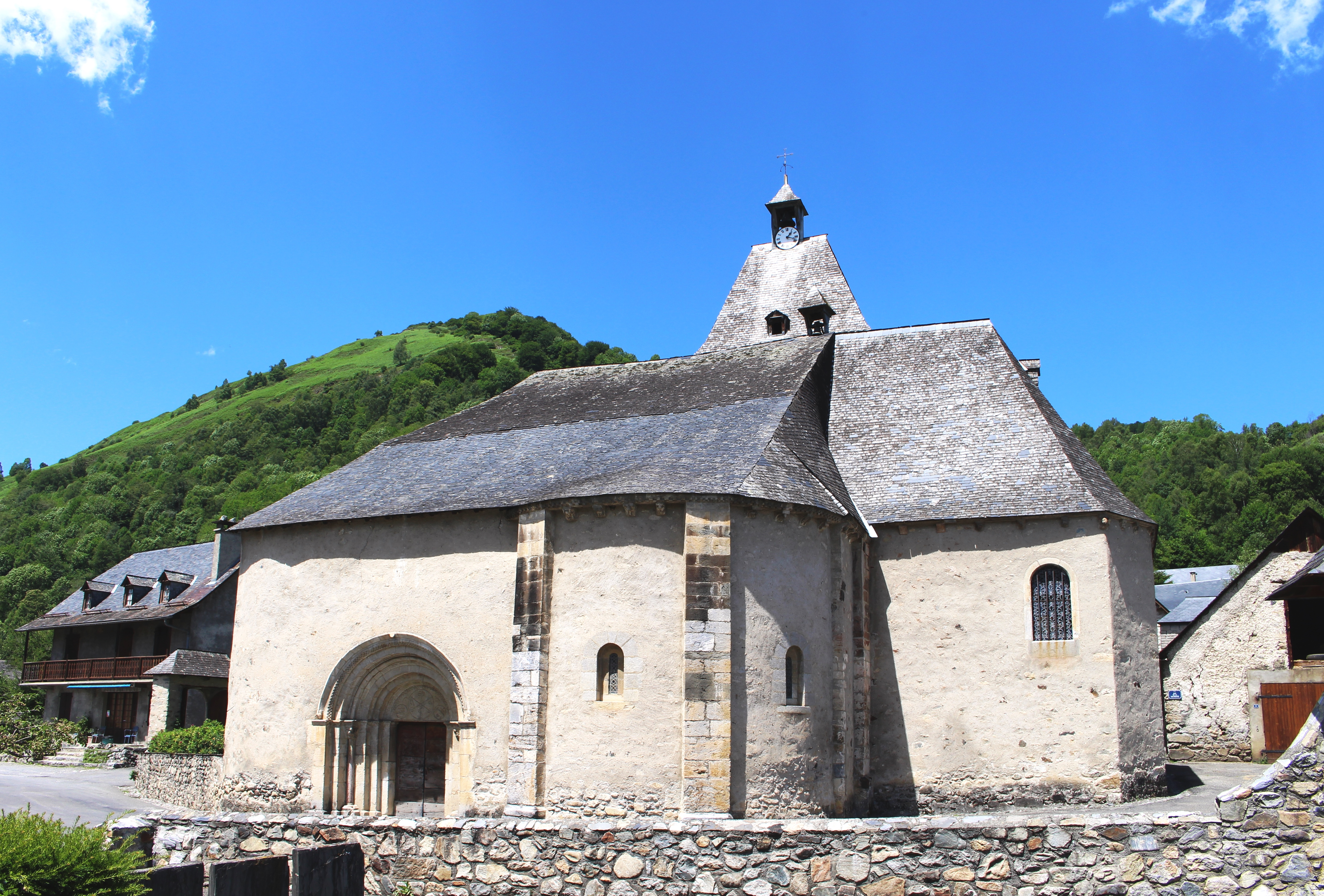
Aucun église Saint-Félix
(42° 58′ 25″ N, 0° 11′ 35″ O)
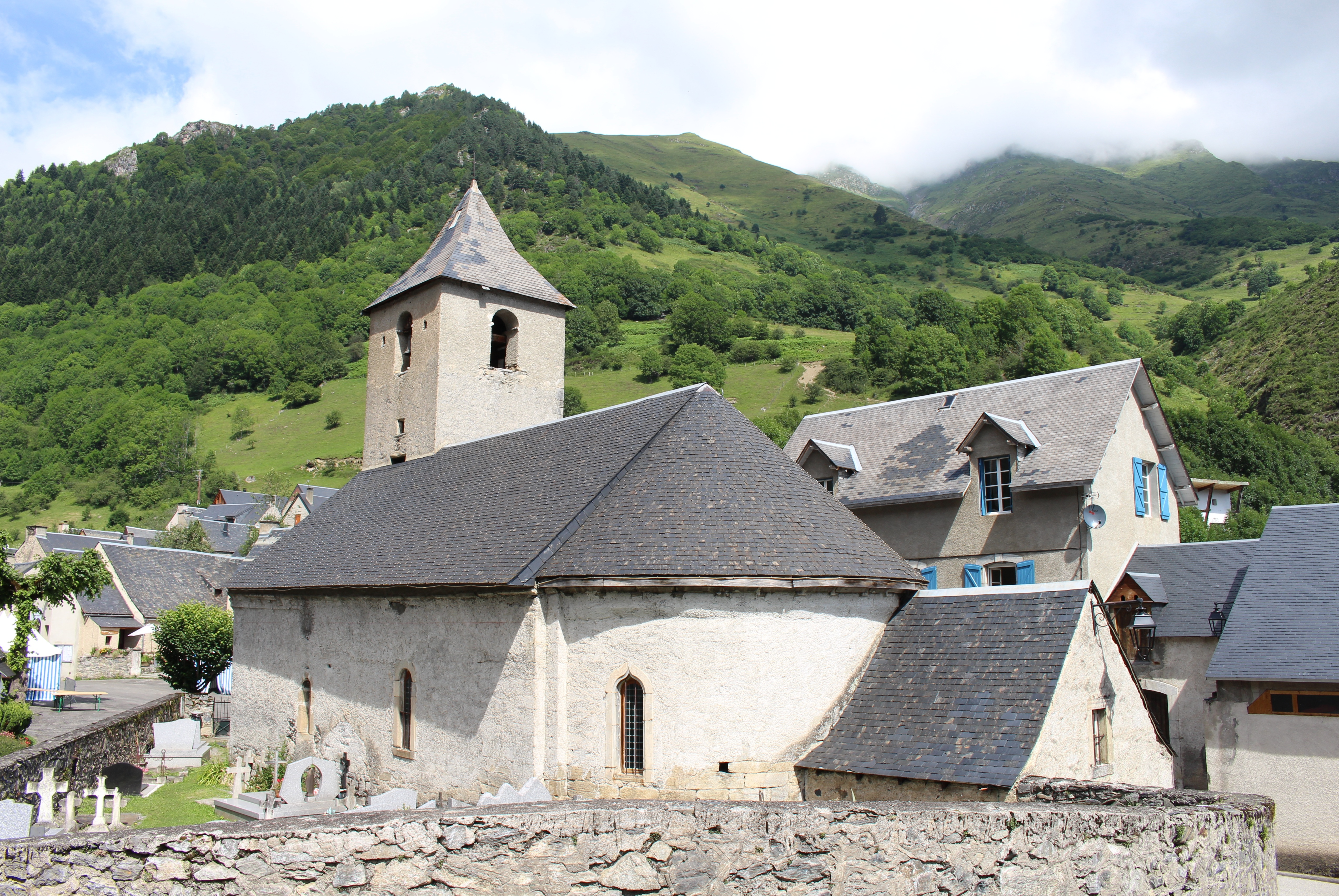
Aulon église Saint-Félix-de-Valois
(42° 51′ 04″ N, 0° 17′ 49″ E)
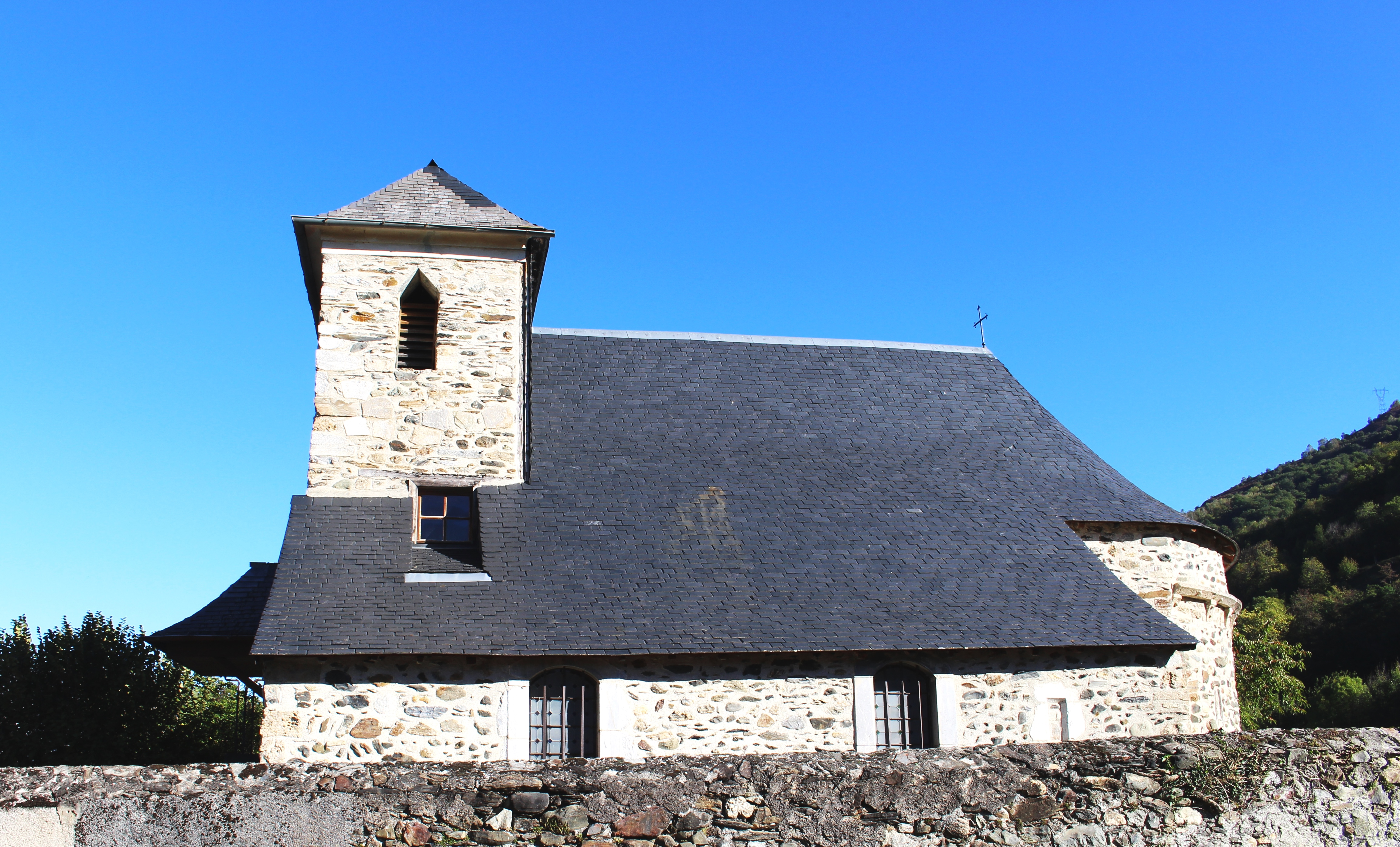
Arbouix église Église Saint-Martin
(42° 59′ 51″ N, 0° 03′ 46″ O)
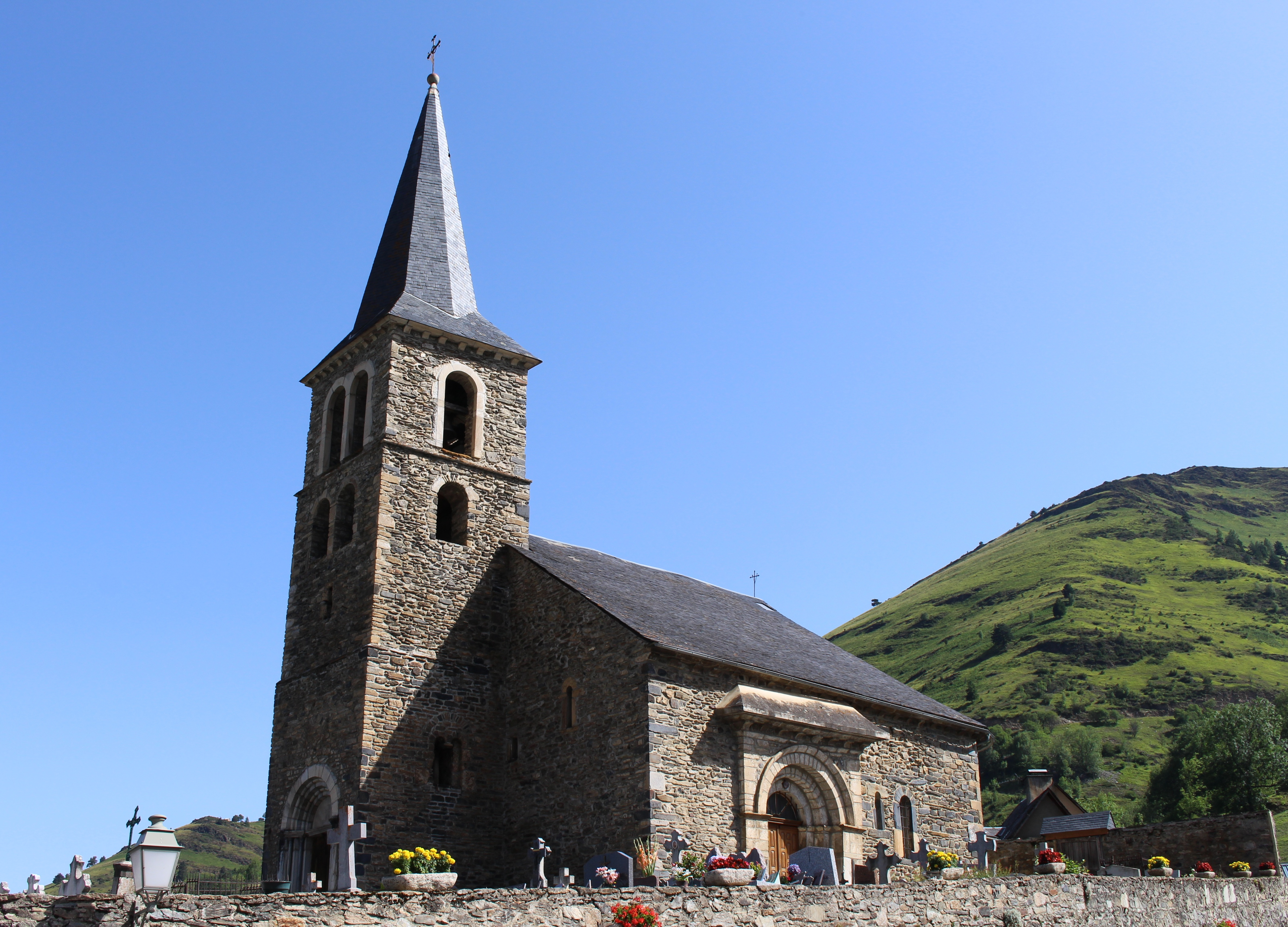
Azet église Notre-Dame-de-l'Assomption
(42° 48′ 39″ N, 0° 21′ 08″ E)
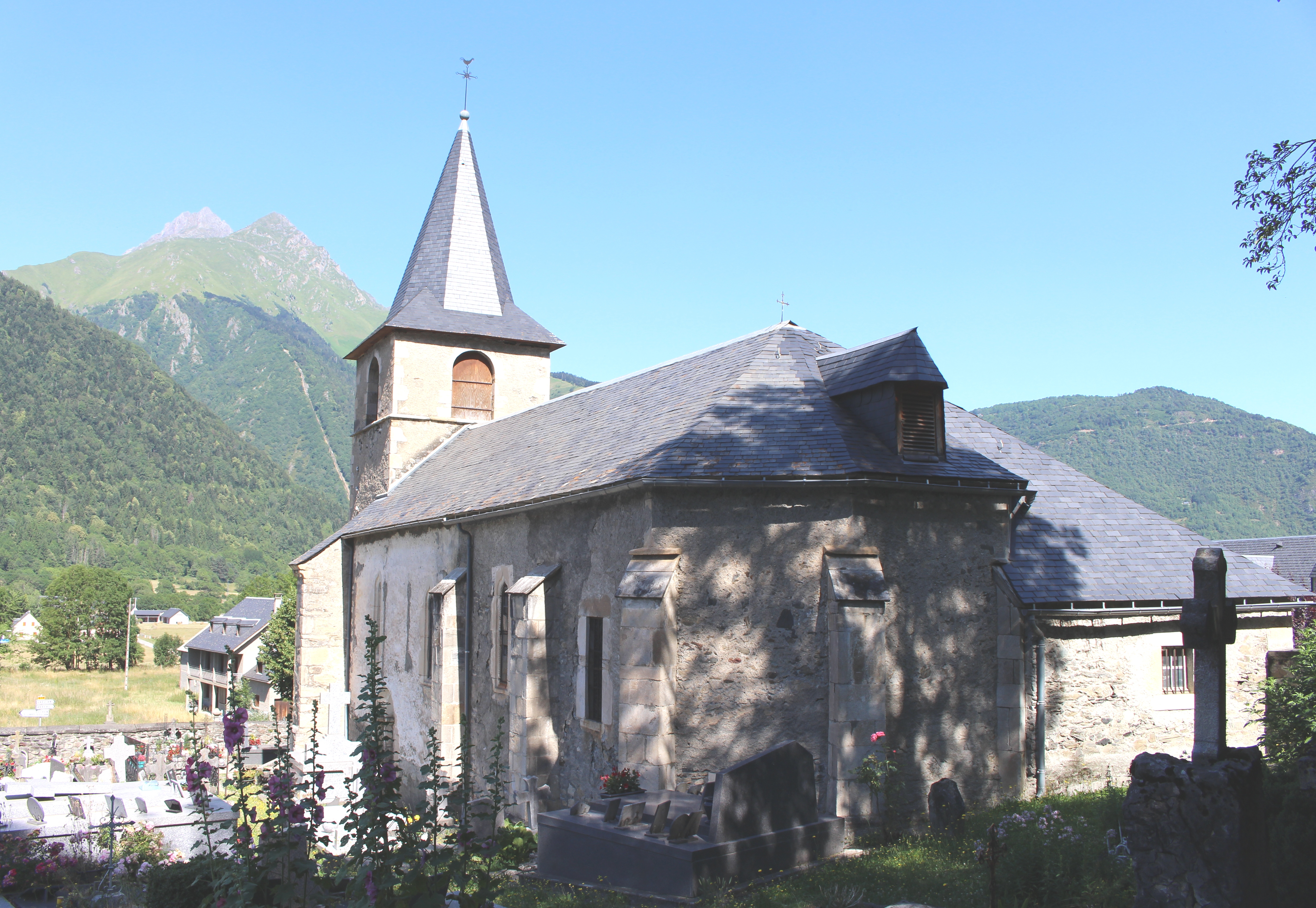
Bazus-Aure église Saint-Michel
(42° 51′ 23″ N, 0° 21′ 01″ E)
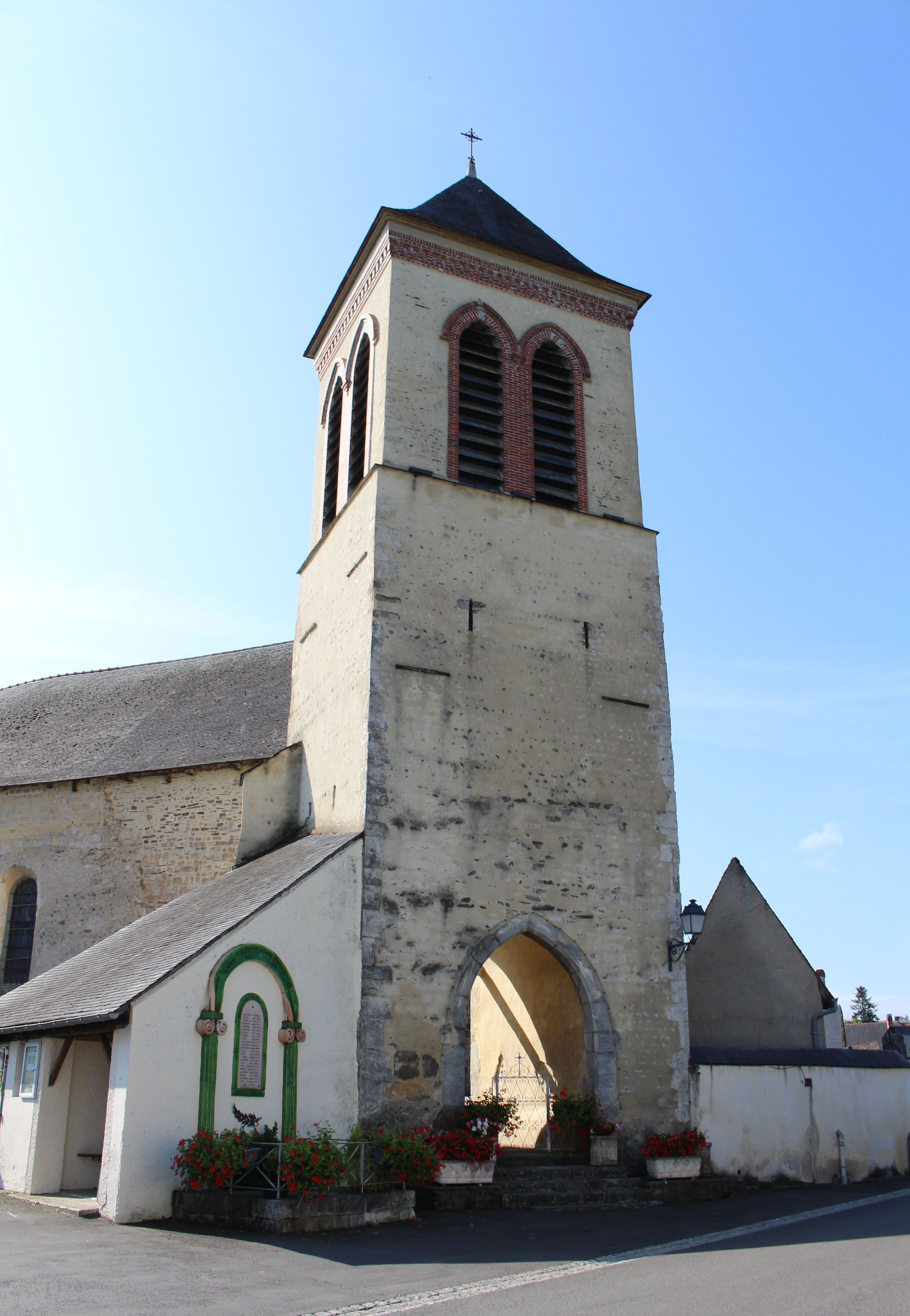
Bénac église de la Nativité-de-la-Sainte-Vierge
(43° 09′ 14″ N, 0° 01′ 31″ E)
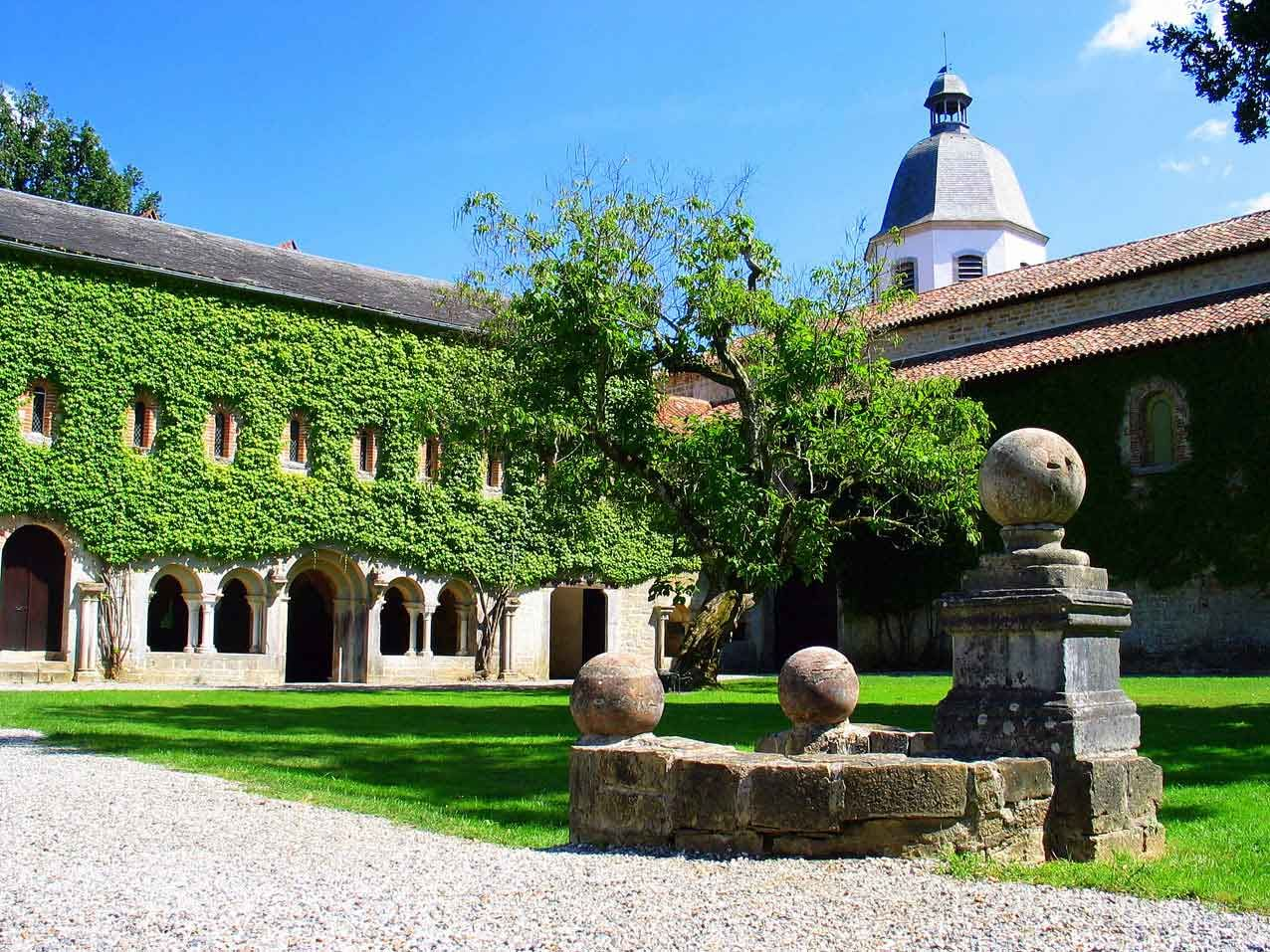
Bonnemazon abbaye de l'Escaladieu
(43° 06′ 36″ N, 0° 15′ 25″ E)
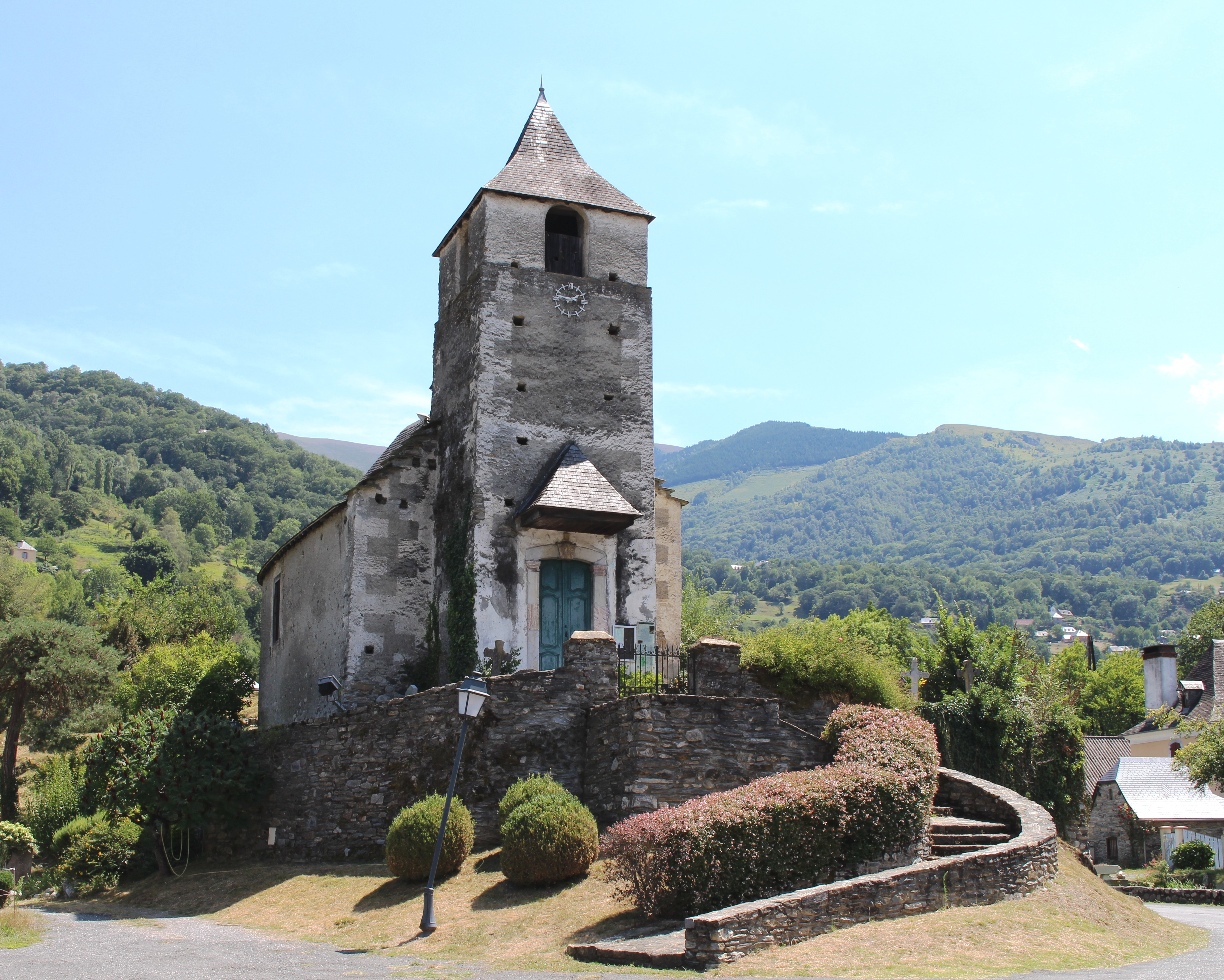
Boô église Saint-Barthélemy
(43° 01′ 25″ N, 0° 04′ 05″ O)
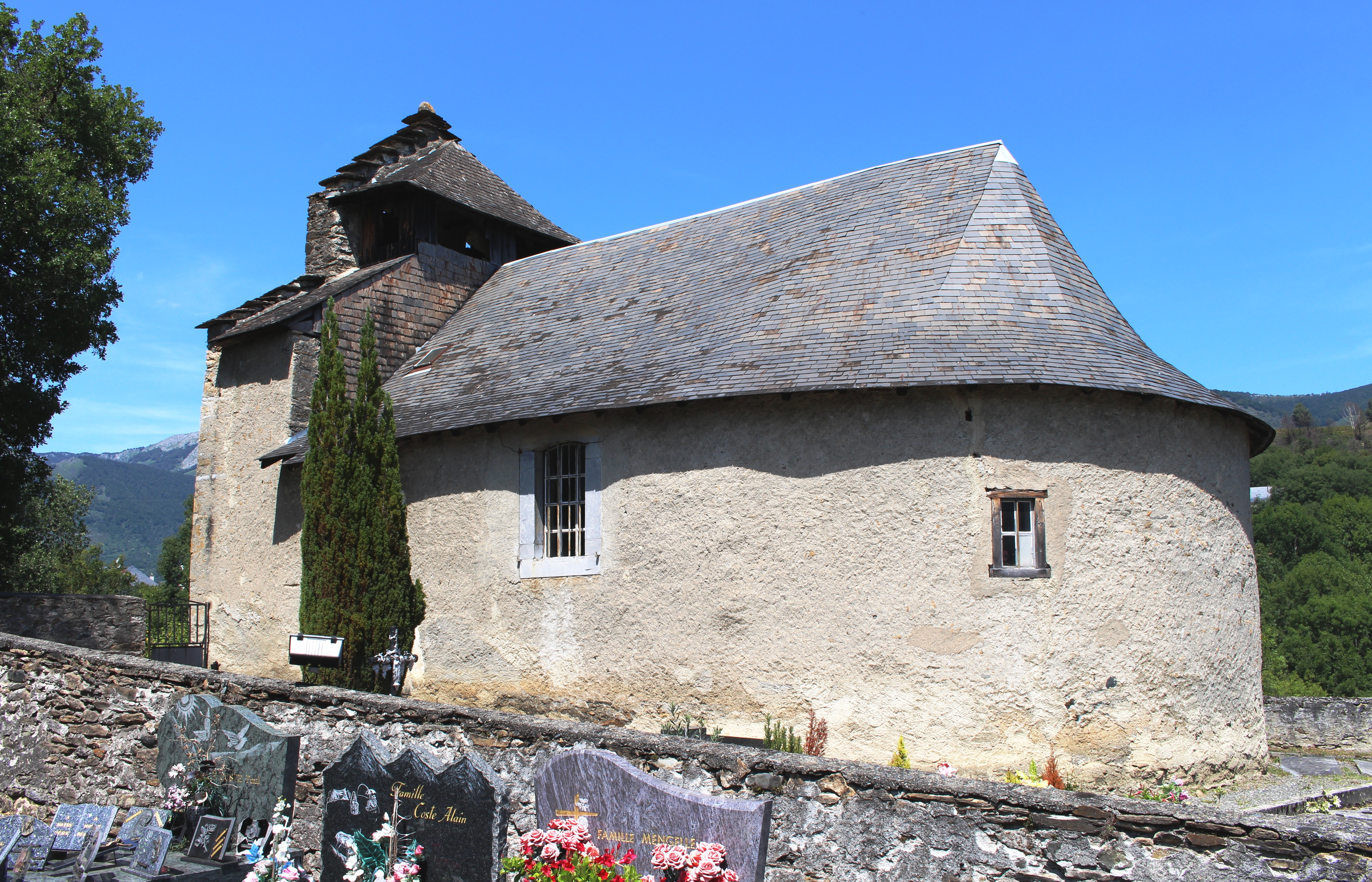
Silhen église Saint-Vincent
(43° 00′ 46″ N, 0° 04′ 44″ O)
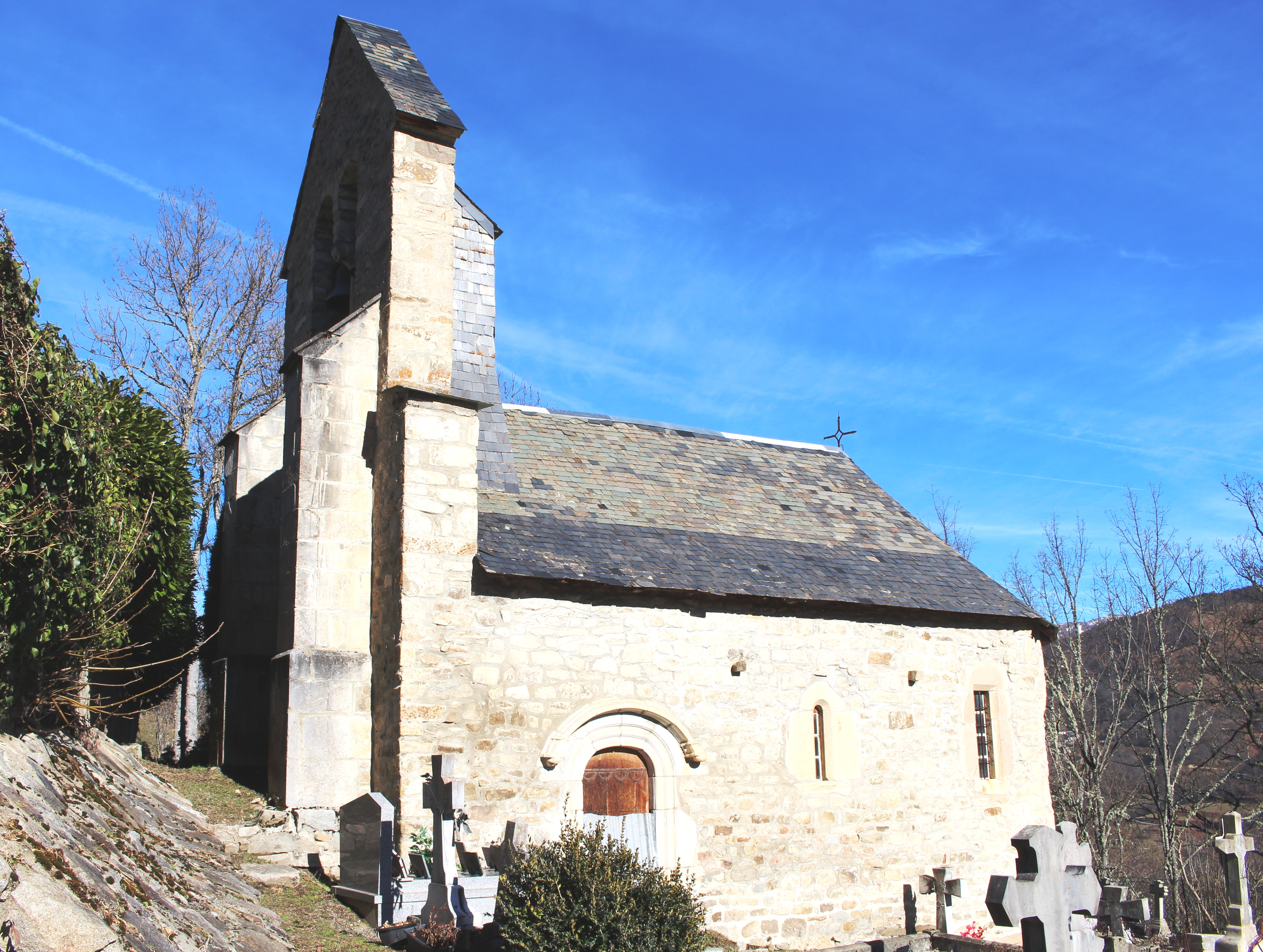
Ilhan église Saint-Germé
(42° 52′ 26″ N, 0° 23′ 04″ E)
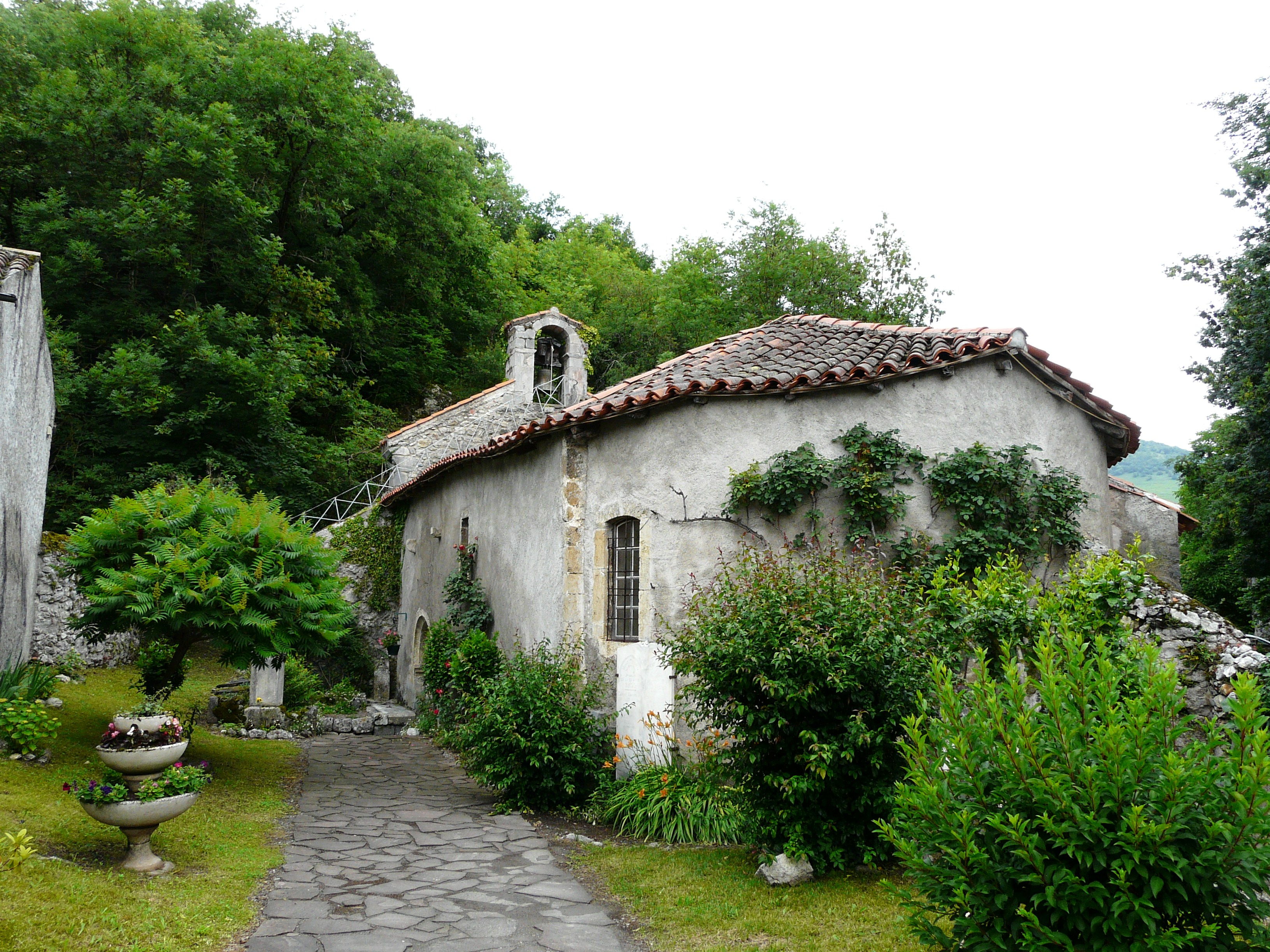
Bramevaque église Saint-Barthélemy
(42° 58′ 41″ N, 0° 34′ 26″ E)
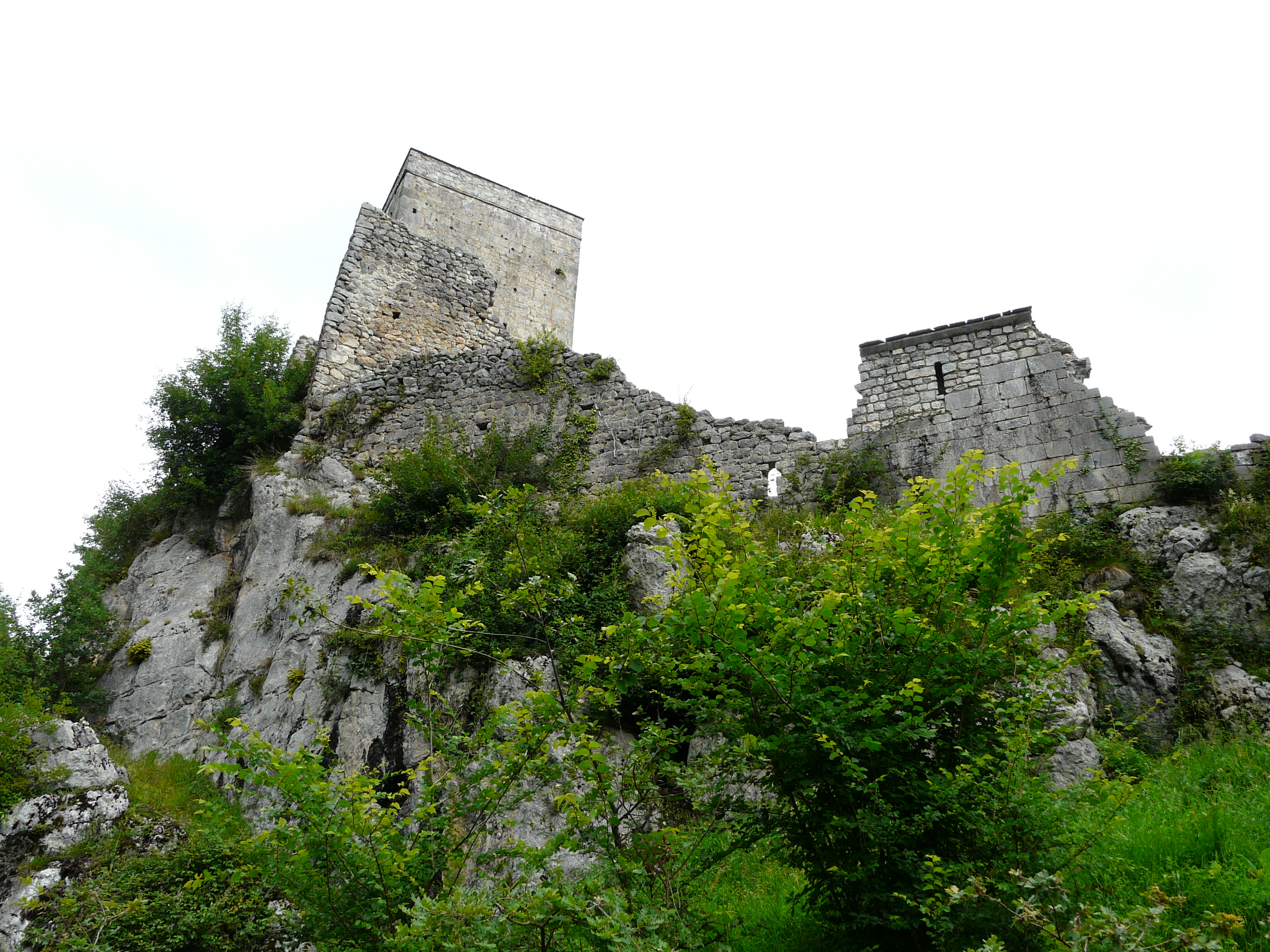
Bramevaque château des comtes de Comminges
(42° 58′ 33″ N, 0° 34′ 27″ E)
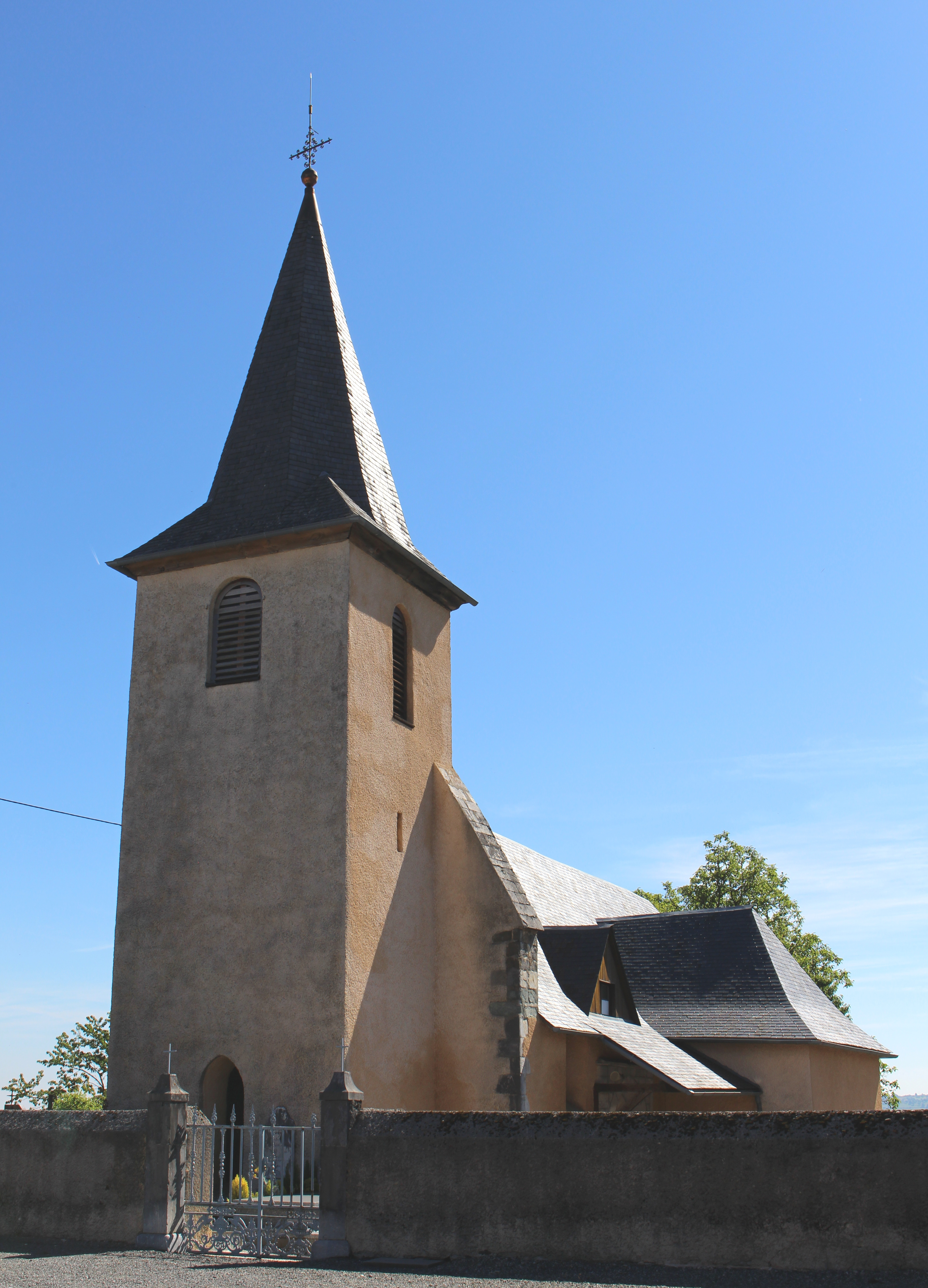
Castillon église Saint-Laurent
(43° 05′ 21″ N, 0° 12′ 54″ E)
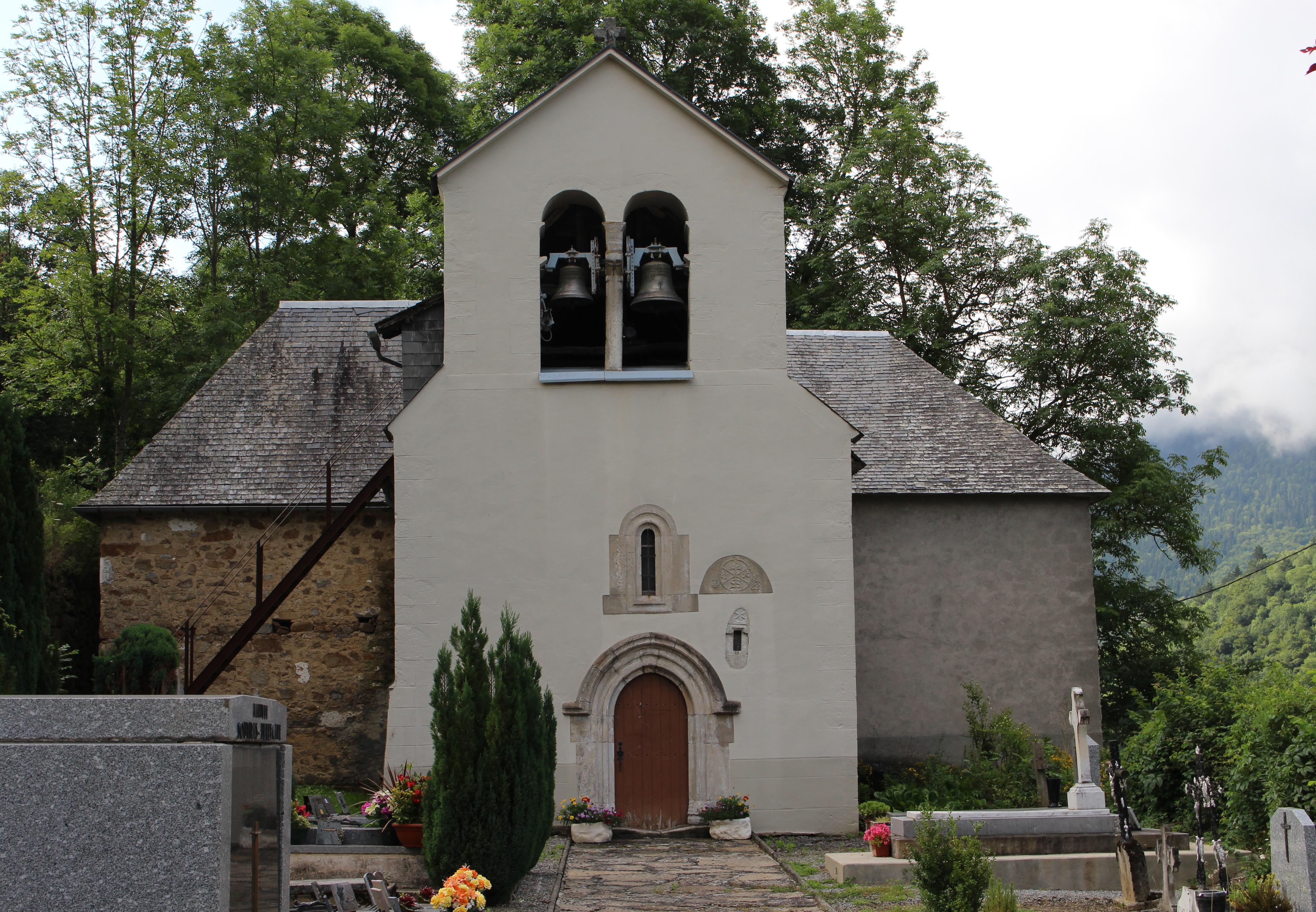
Cazaux-Debat église Saint-Saturnin
(42° 53′ 17″ N, 0° 23′ 08″ E)
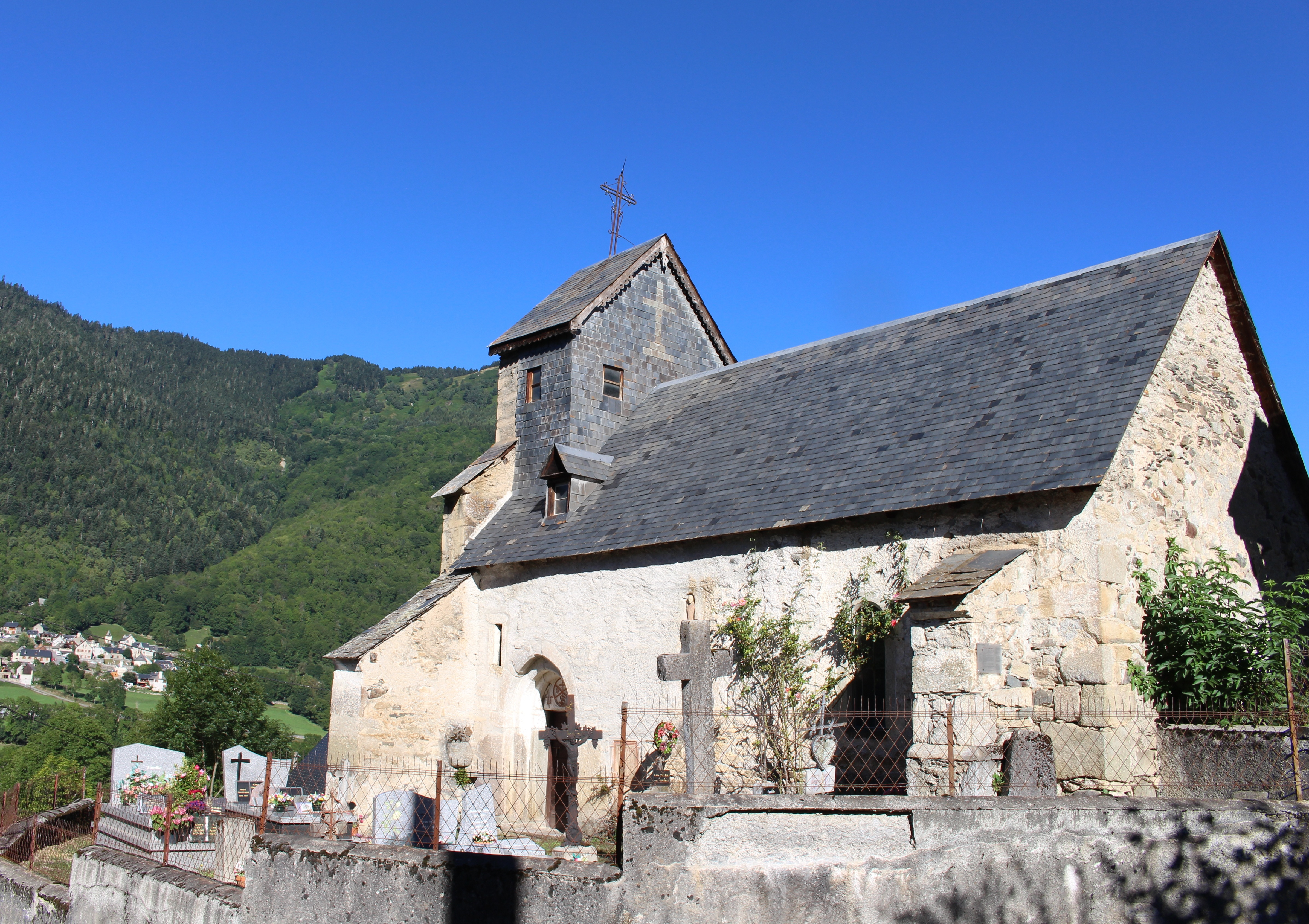
Anéran église Notre-Dame
(42° 50′ 00″ N, 0° 24′ 47″ E)
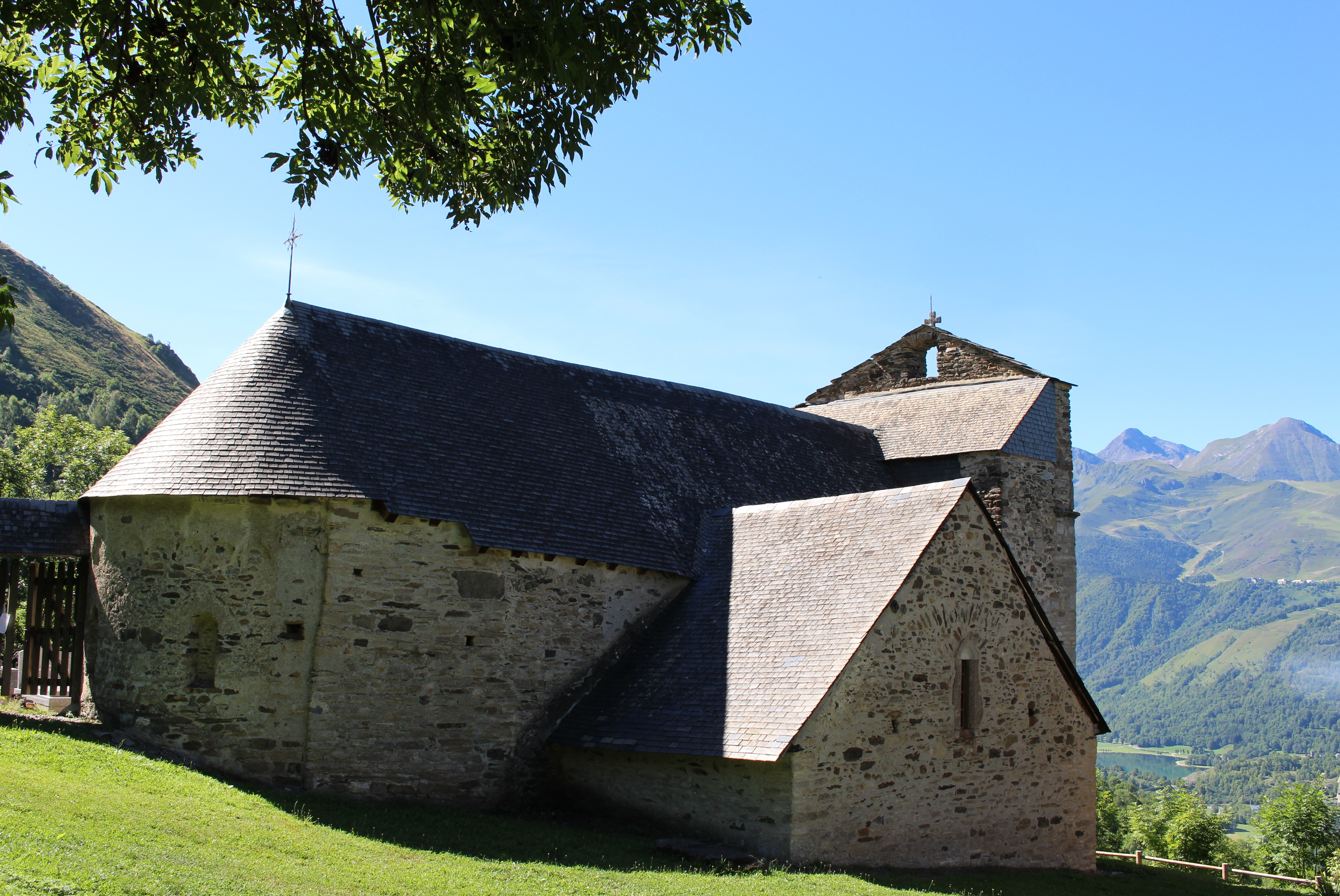
Cazaux-Fréchet église Saint-Calixte
(42° 49′ 55″ N, 0° 25′ 24″ E)
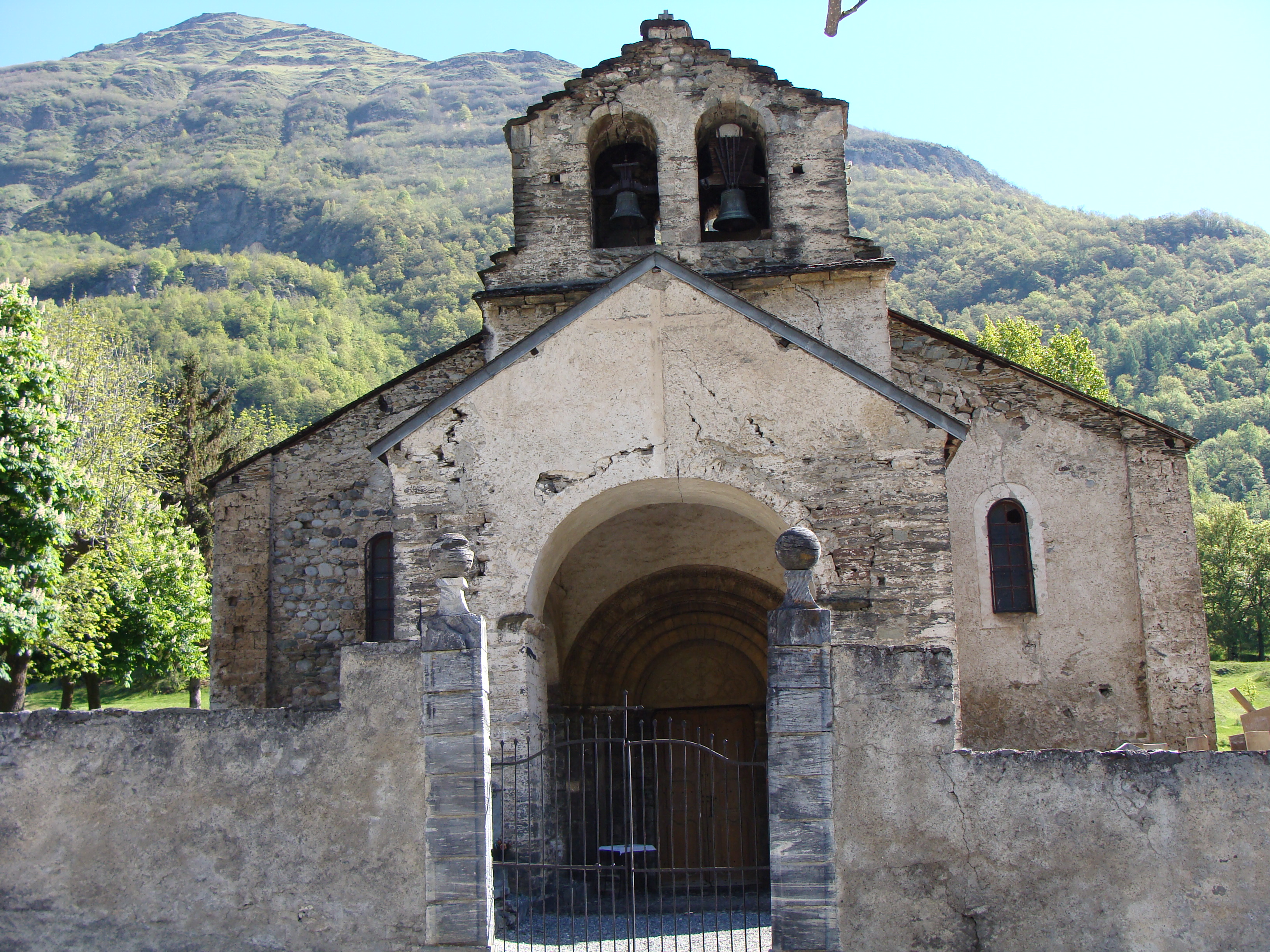
Sère église Saint-Jean-Baptiste
(42° 52′ 44″ N, 0° 00′ 25″ O)
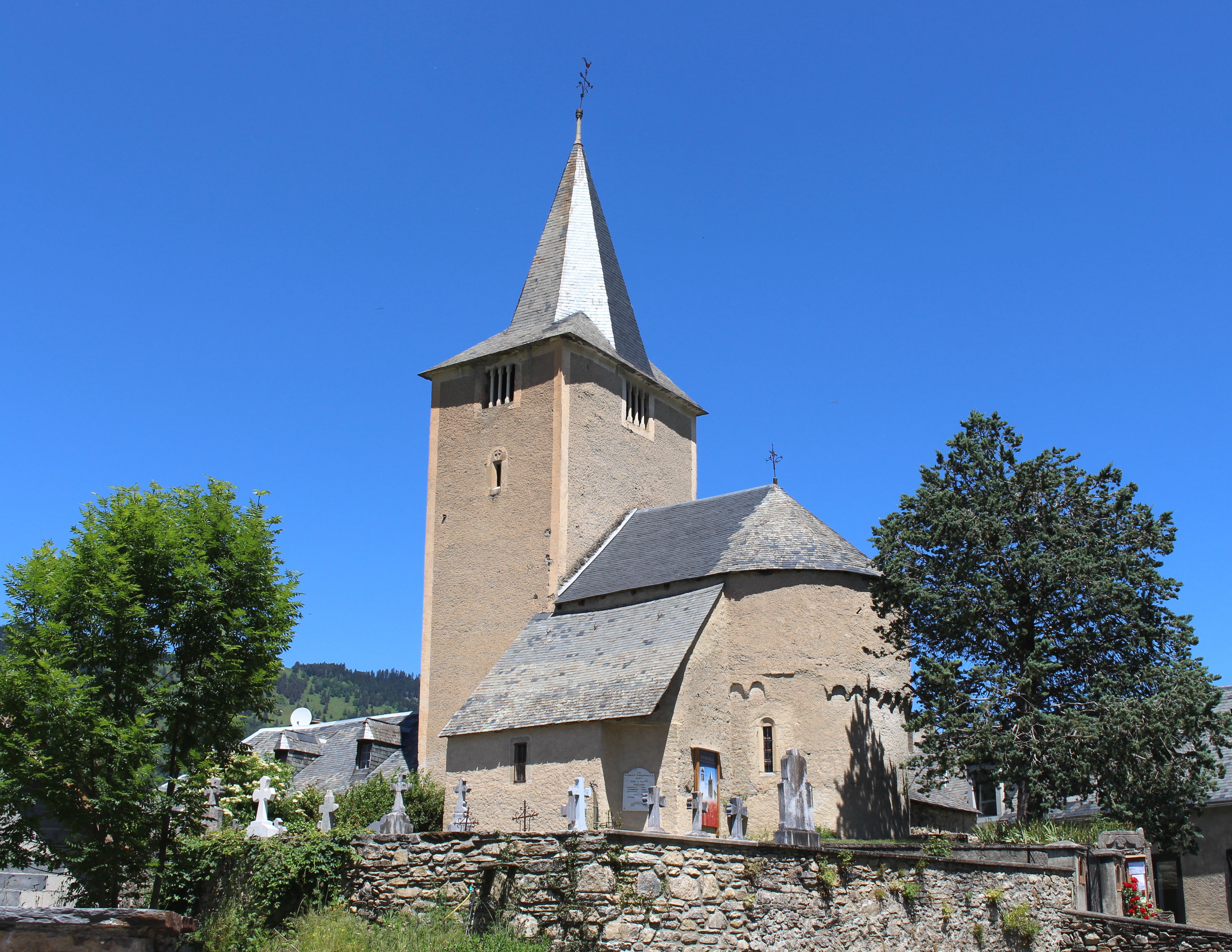
Estarvielle église Saint-Pierre
(42° 49′ 13″ N, 0° 24′ 54″ E)
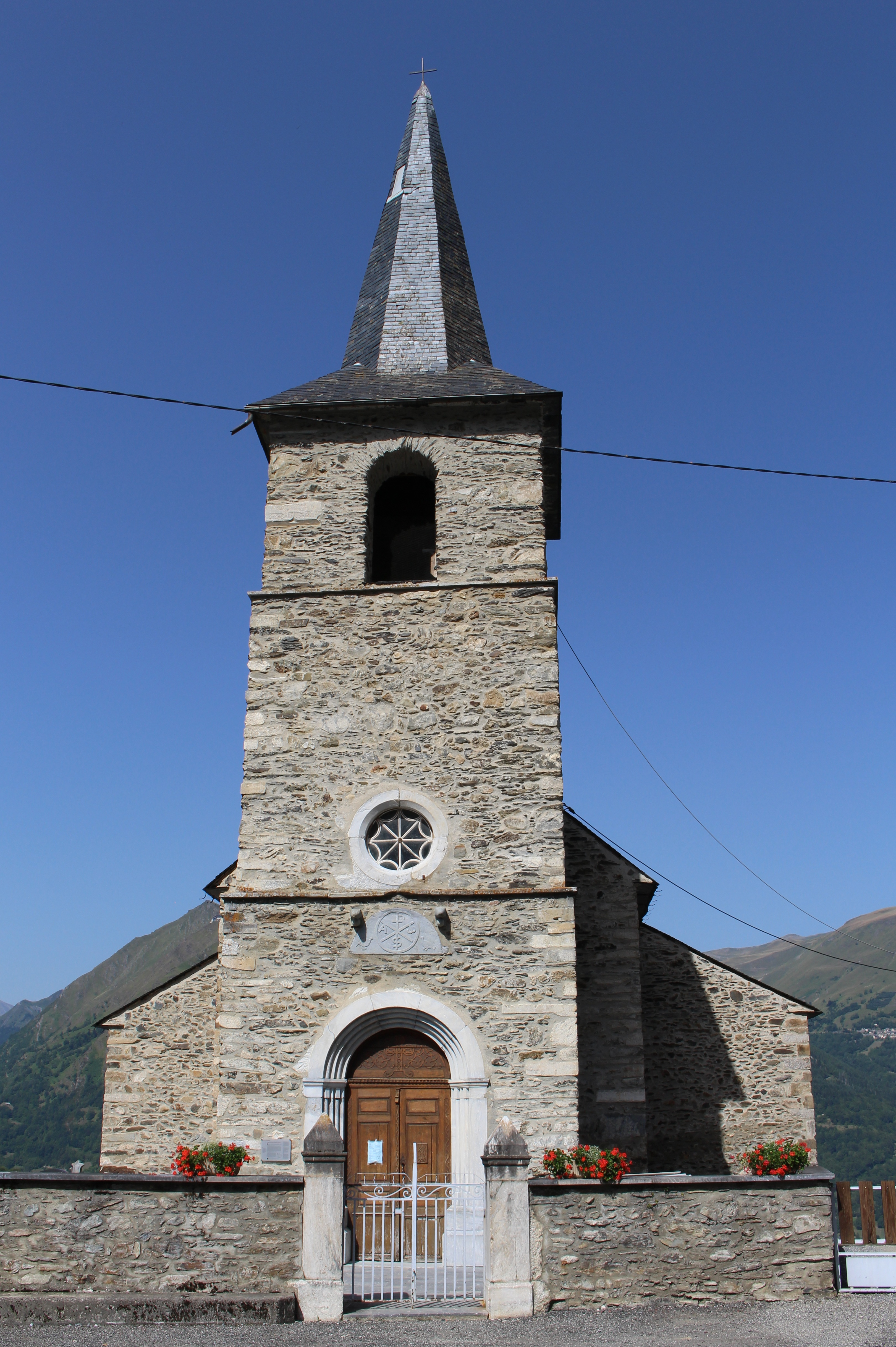
Estensan église Saint-Michel
(42° 49′ 07″ N, 0° 20′ 37″ E)
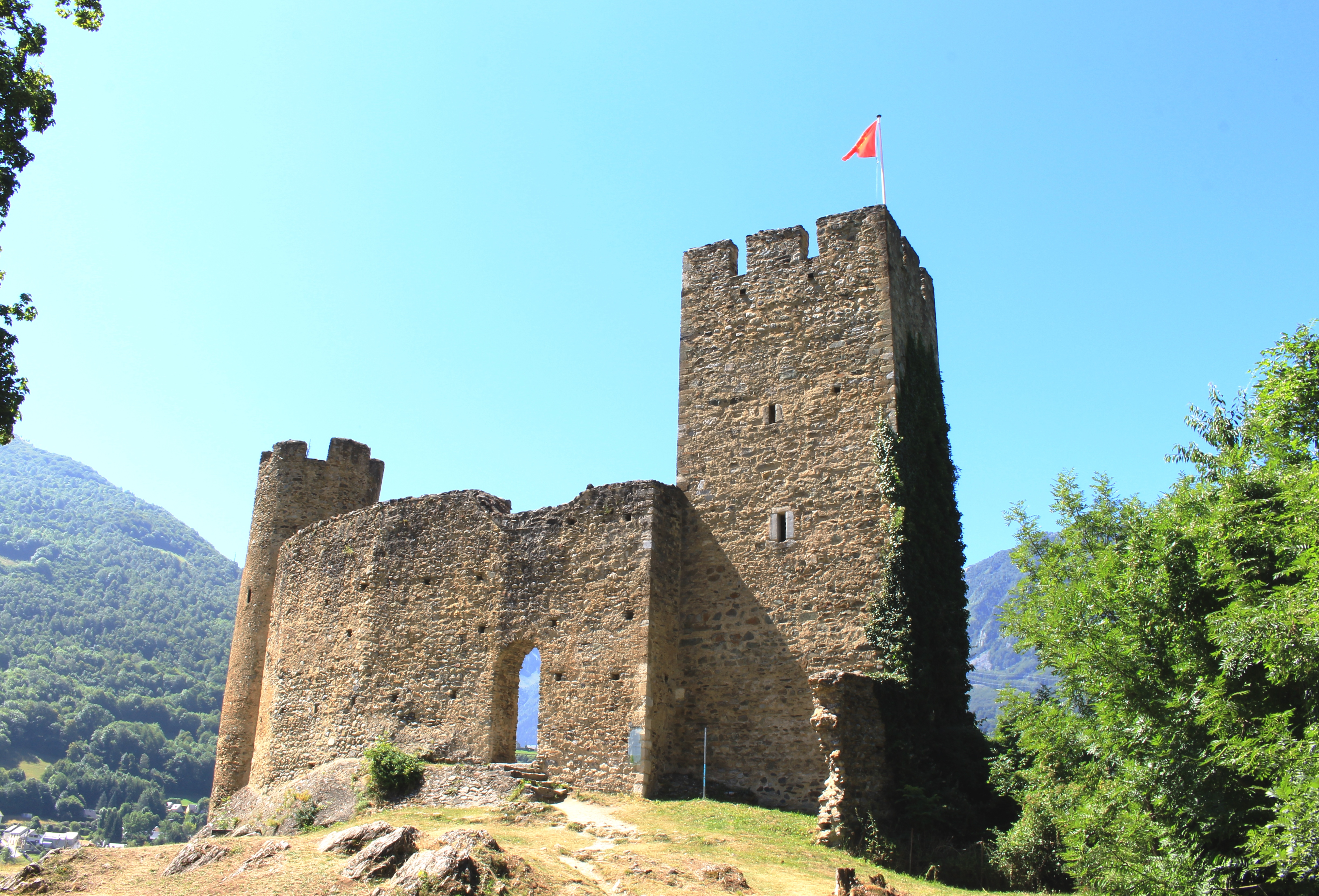
Esterre château Sainte-Marie
(42° 52′ 33″ N, 0° 00′ 03″ E)
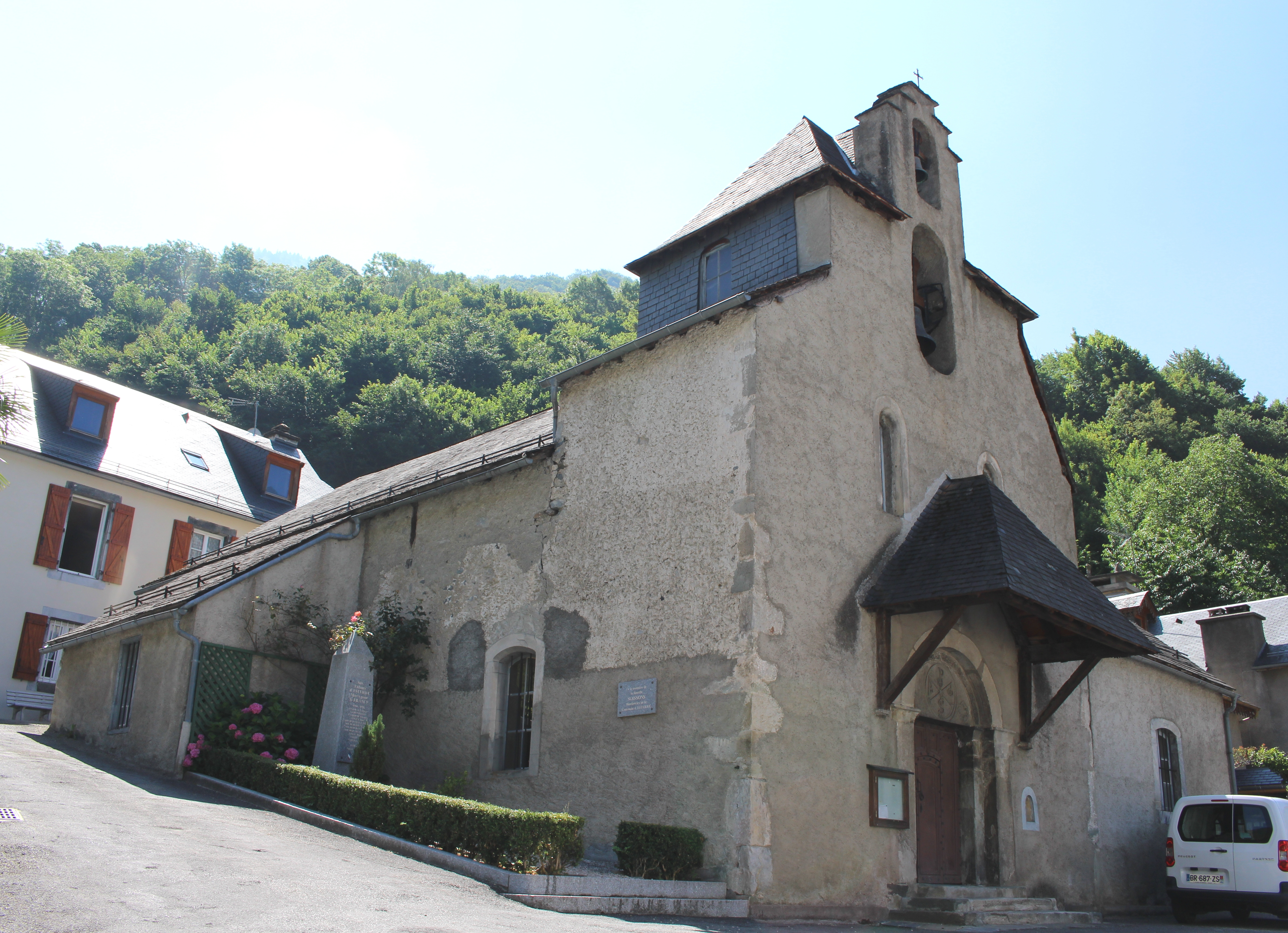
Esterre église Saint-Étienne
(42° 52′ 28″ N, 0° 00′ 25″ E)
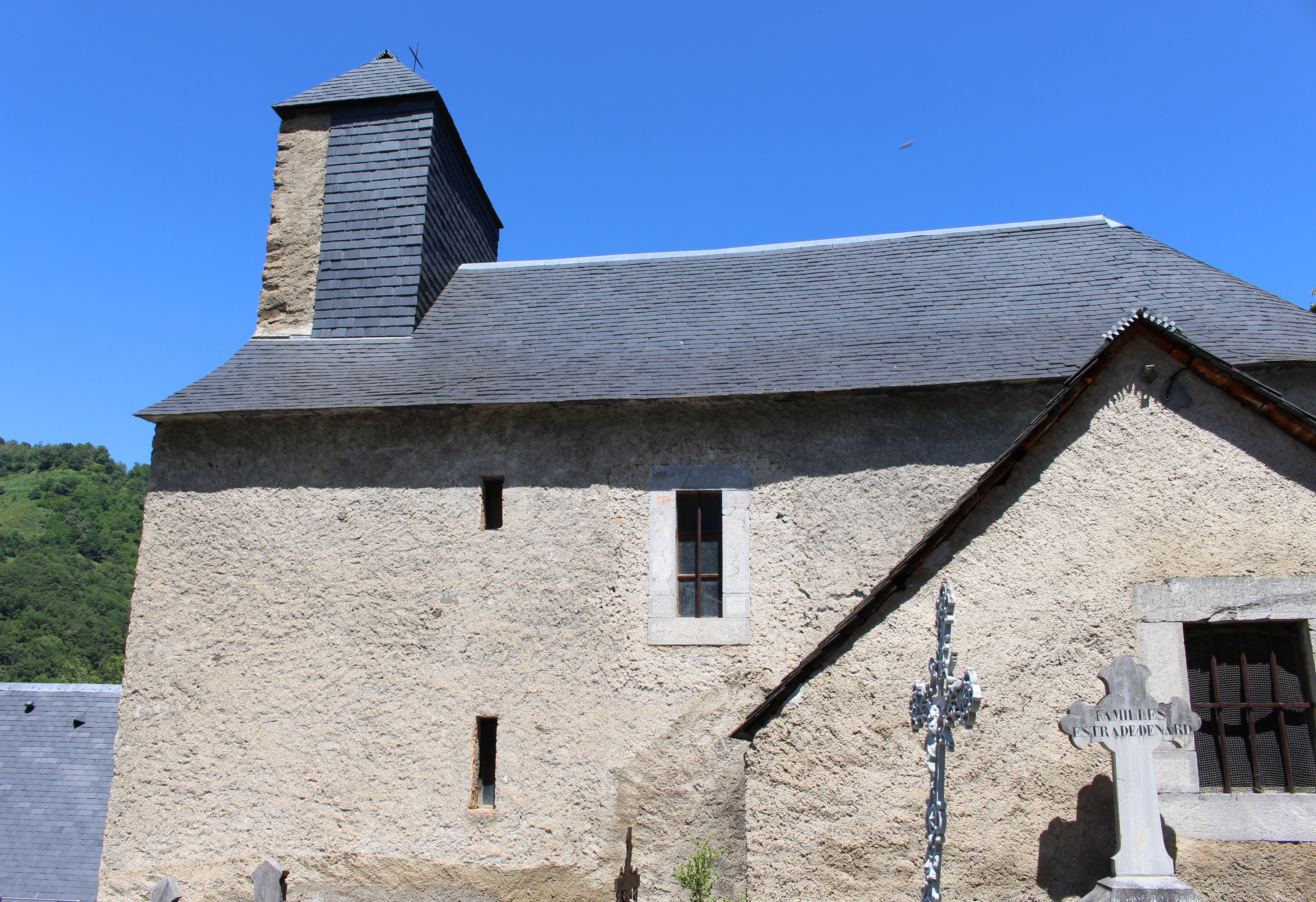
Fréchet-Aure église Saint-Saturnin
(42° 55′ 54″ N, 0° 22′ 18″ E)
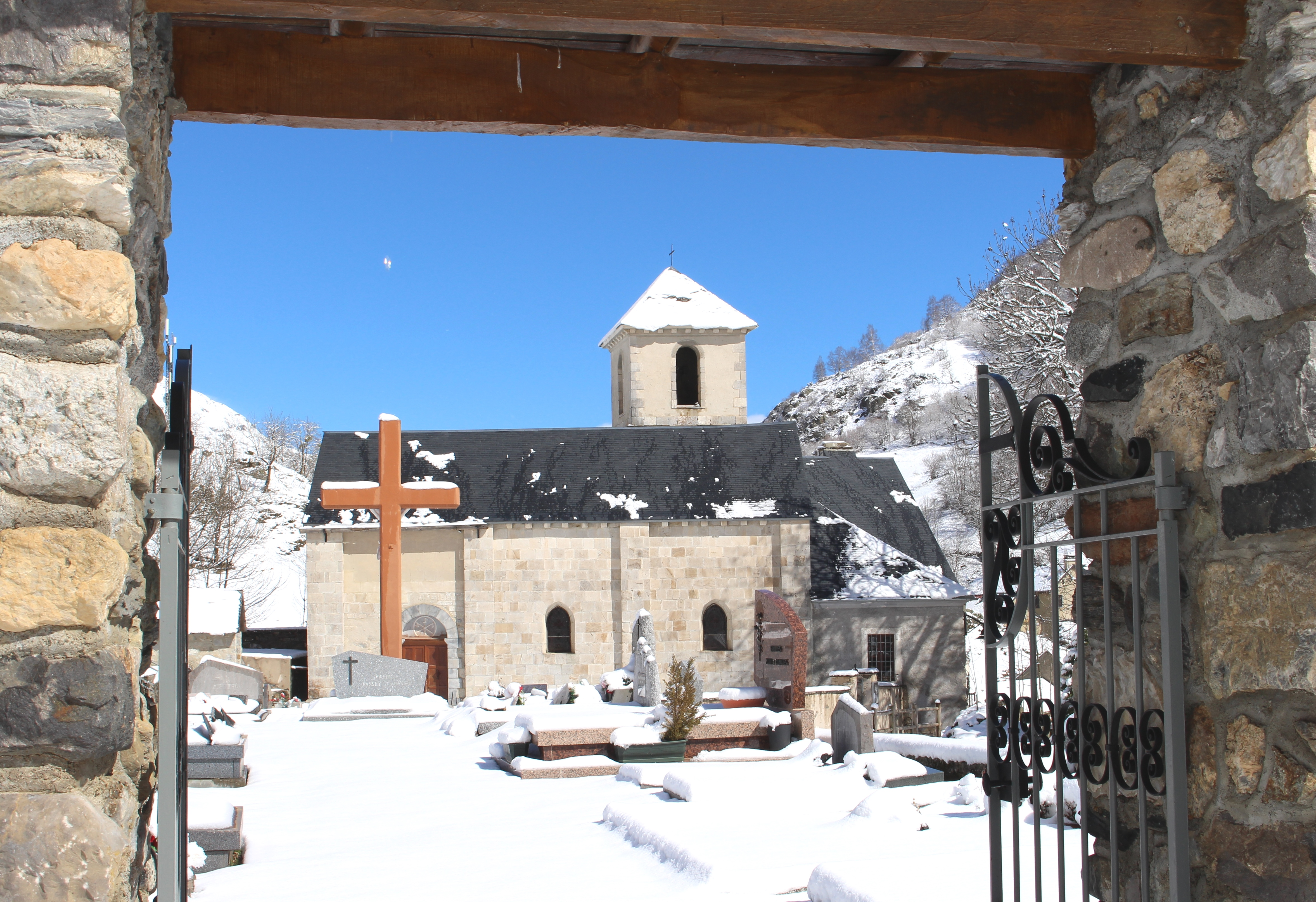
Gavarnie église Notre-Dame-du-Bon-Port
(42° 43′ 57″ N, 0° 00′ 38″ O)
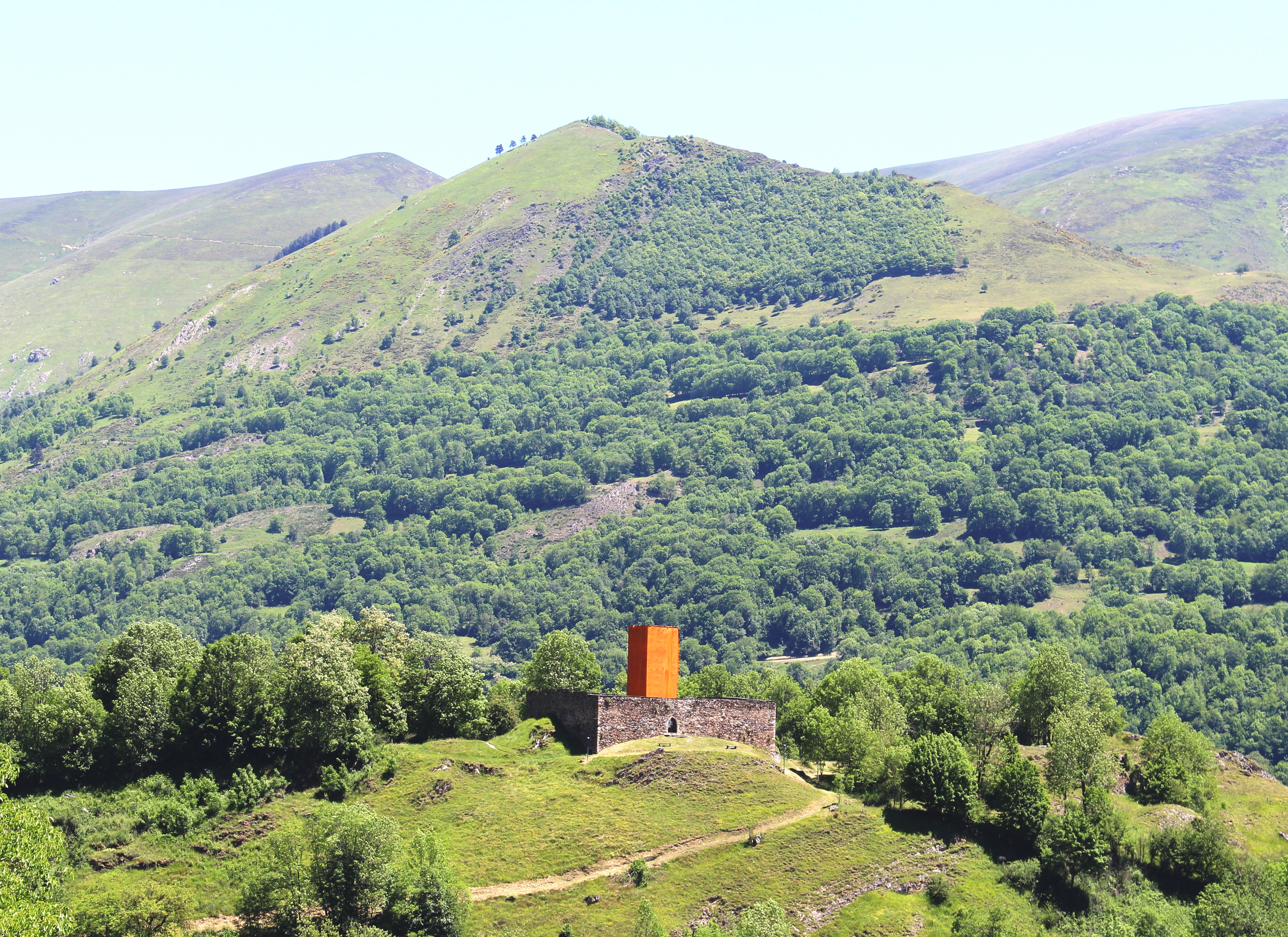
Génos tour de guet de Génos
(42° 48′ 35″ N, 0° 24′ 17″ E)
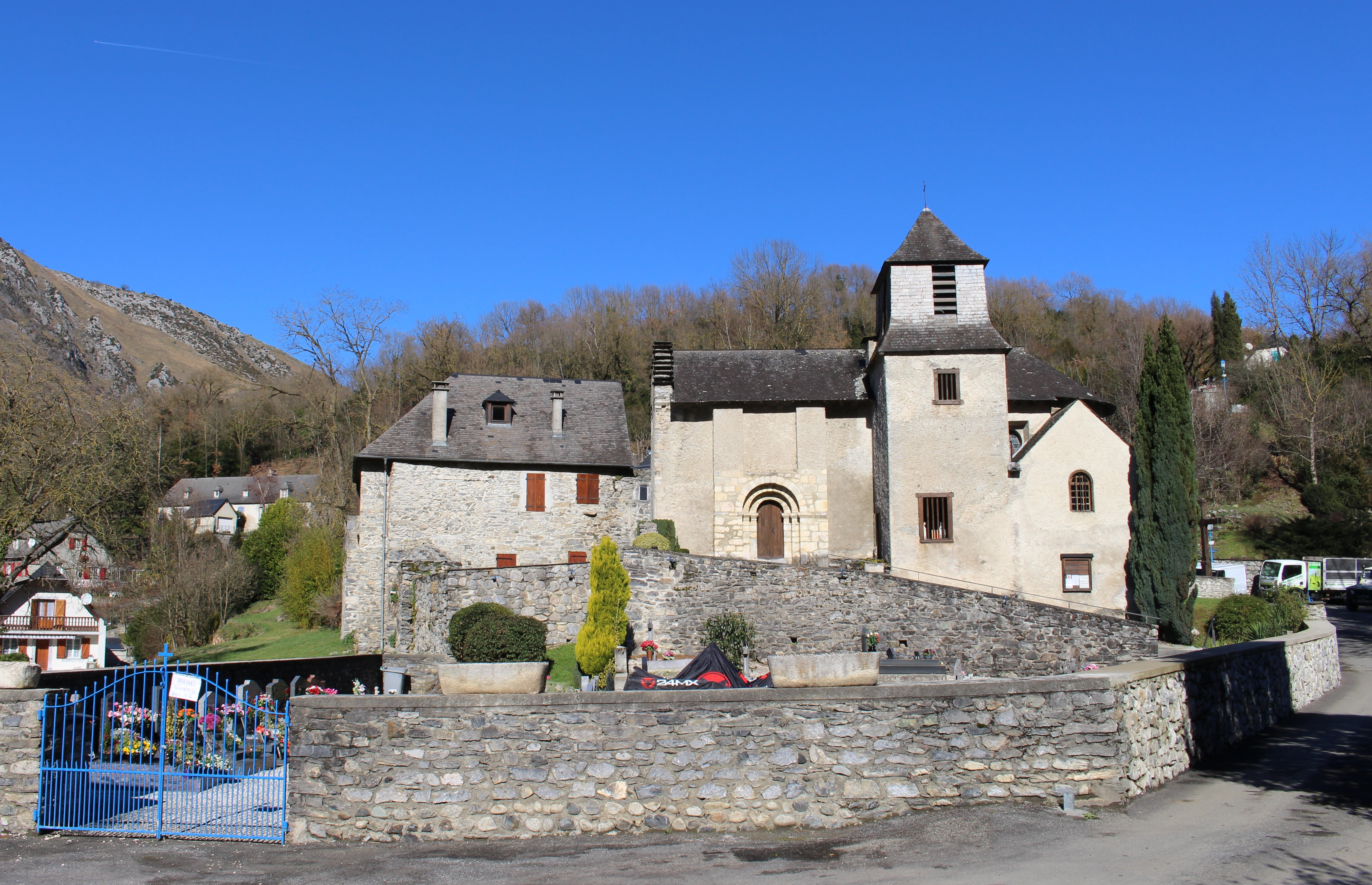
Geu église Saint-Martin
(43° 02′ 28″ N, 0° 03′ 03″ O)
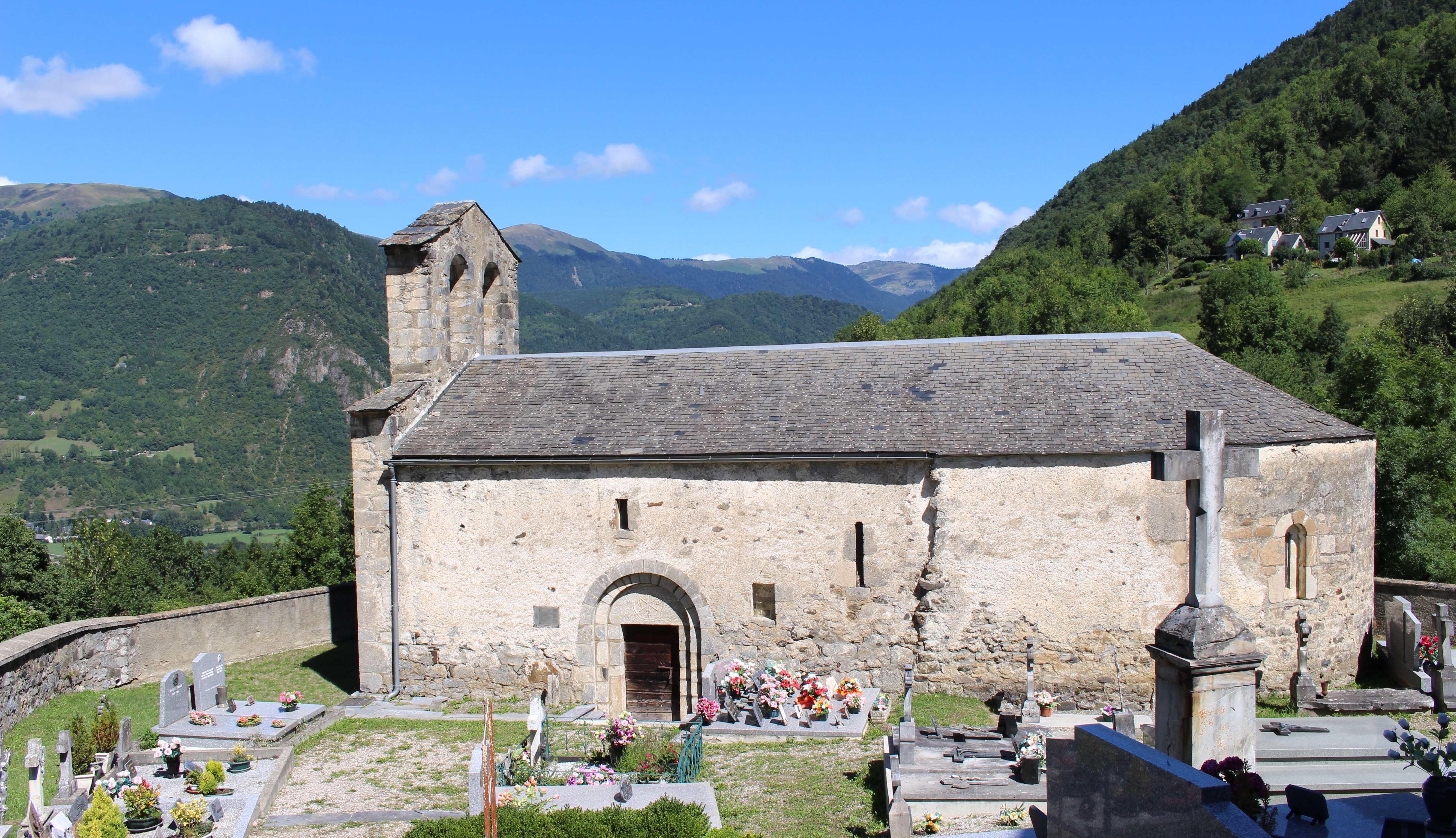
Gouaux chapelle Saint-Étienne de Gouaux
(42° 51′ 53″ N, 0° 21′ 35″ E)
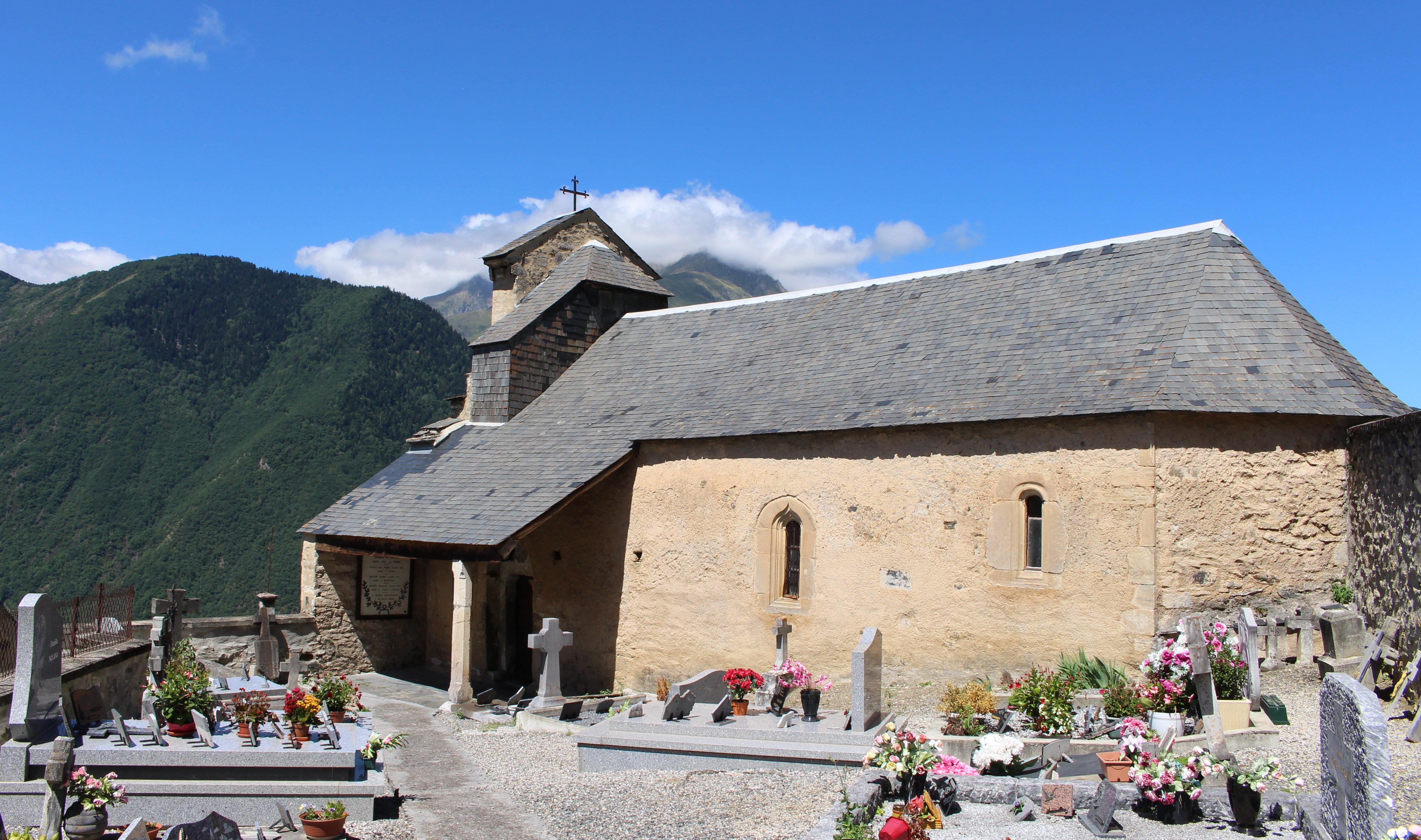
Grailhen église Saint-Martin
(42° 50′ 49″ N, 0° 21′ 39″ E)
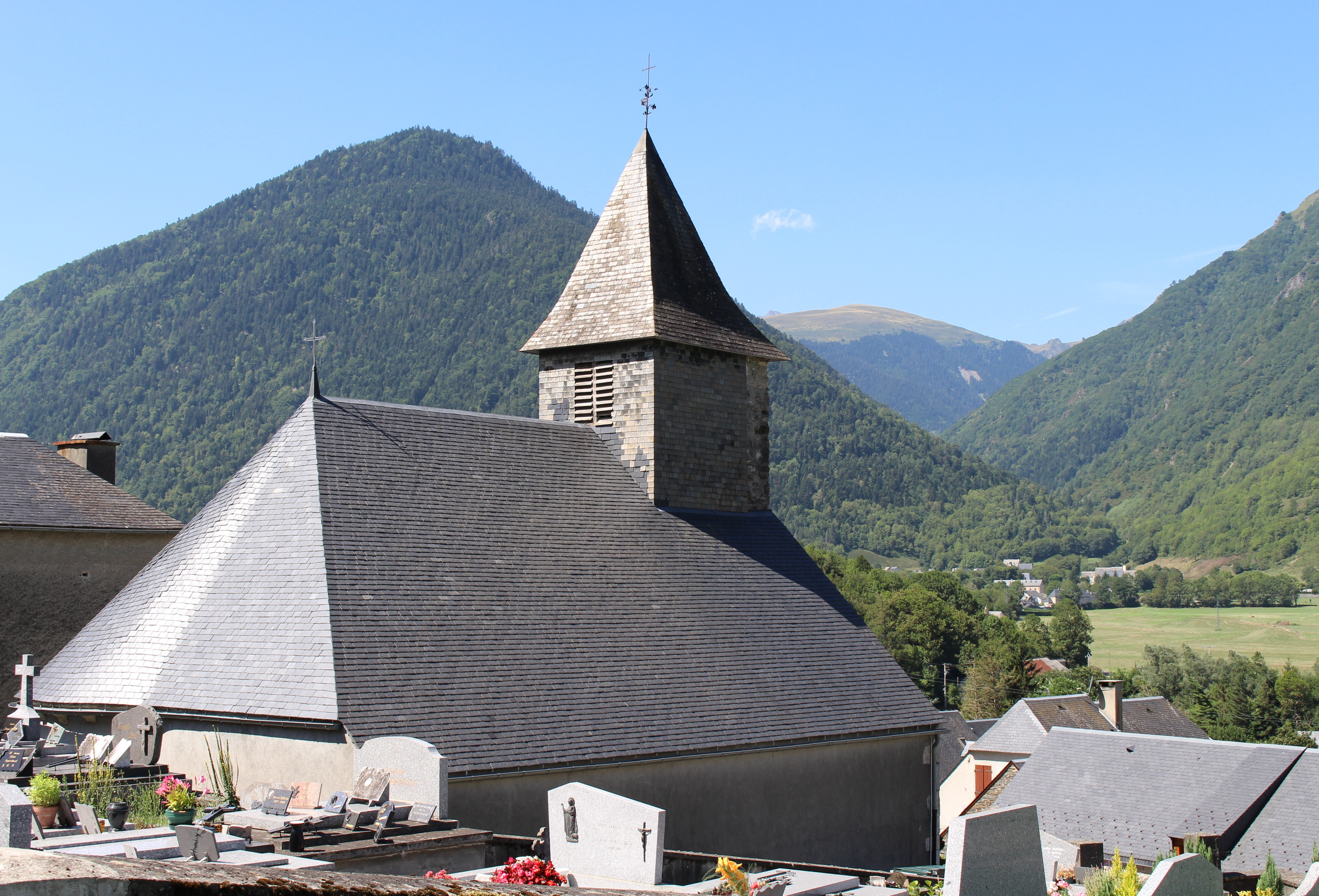
Grézian église Saint-Just-et-Saint-Pasteur
(42° 52′ 14″ N, 0° 21′ 06″ E)
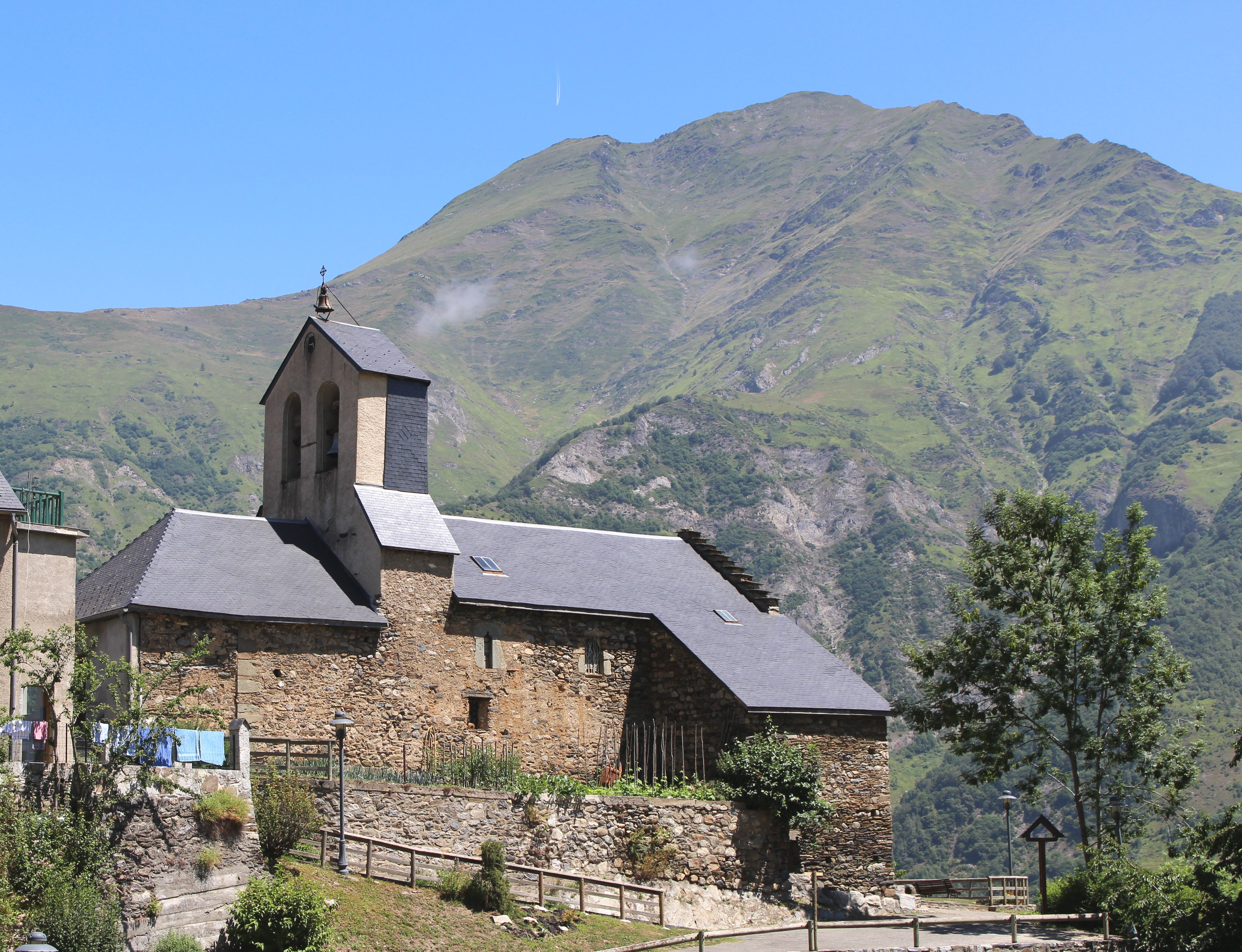
Grust église Saint-Martin
(42° 53′ 20″ N, 0° 01′ 52″ O)
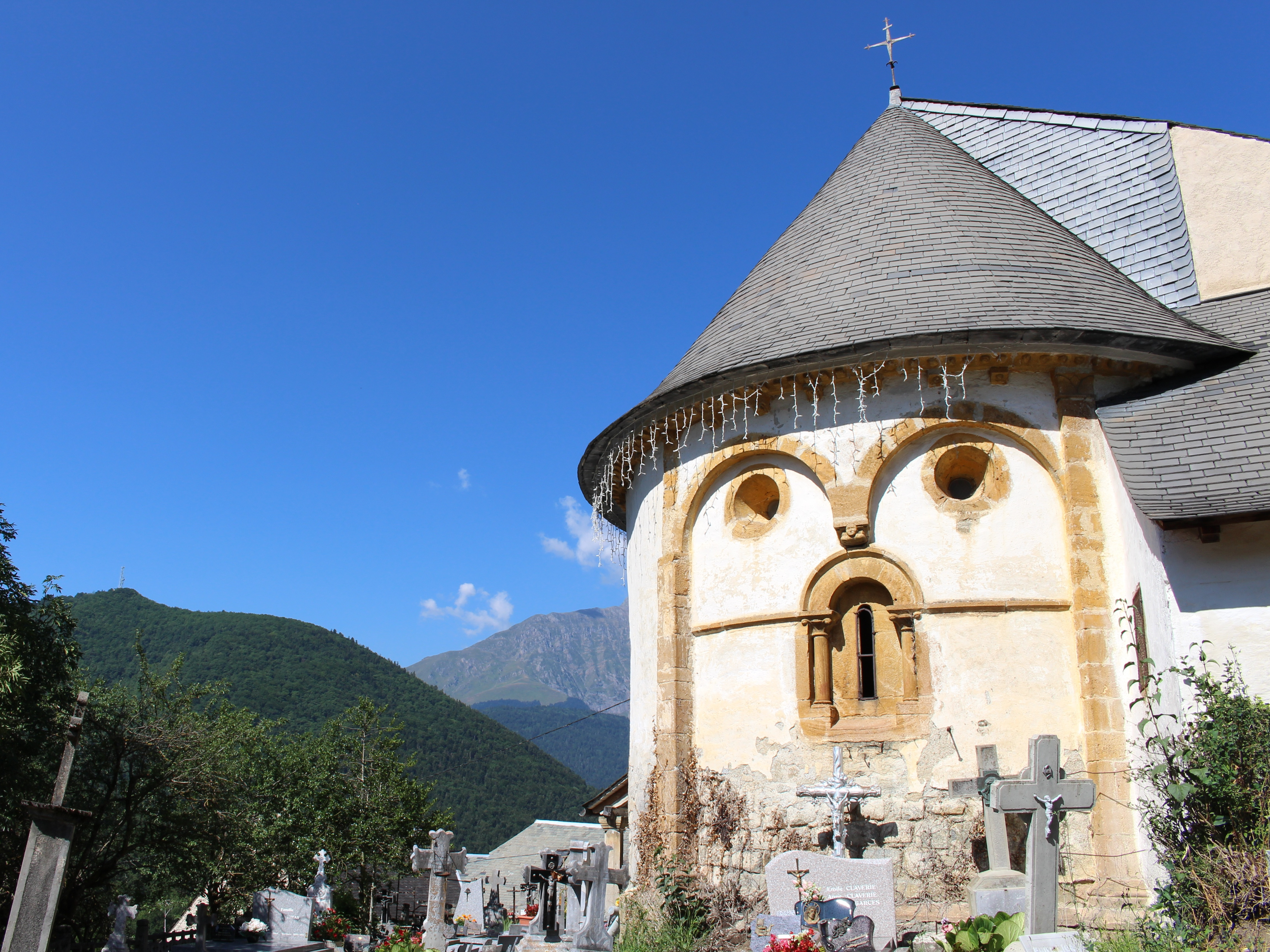
Jézeau église Notre-Dame-et-Saint-Laurent
(42° 54′ 05″ N, 0° 22′ 51″ E)
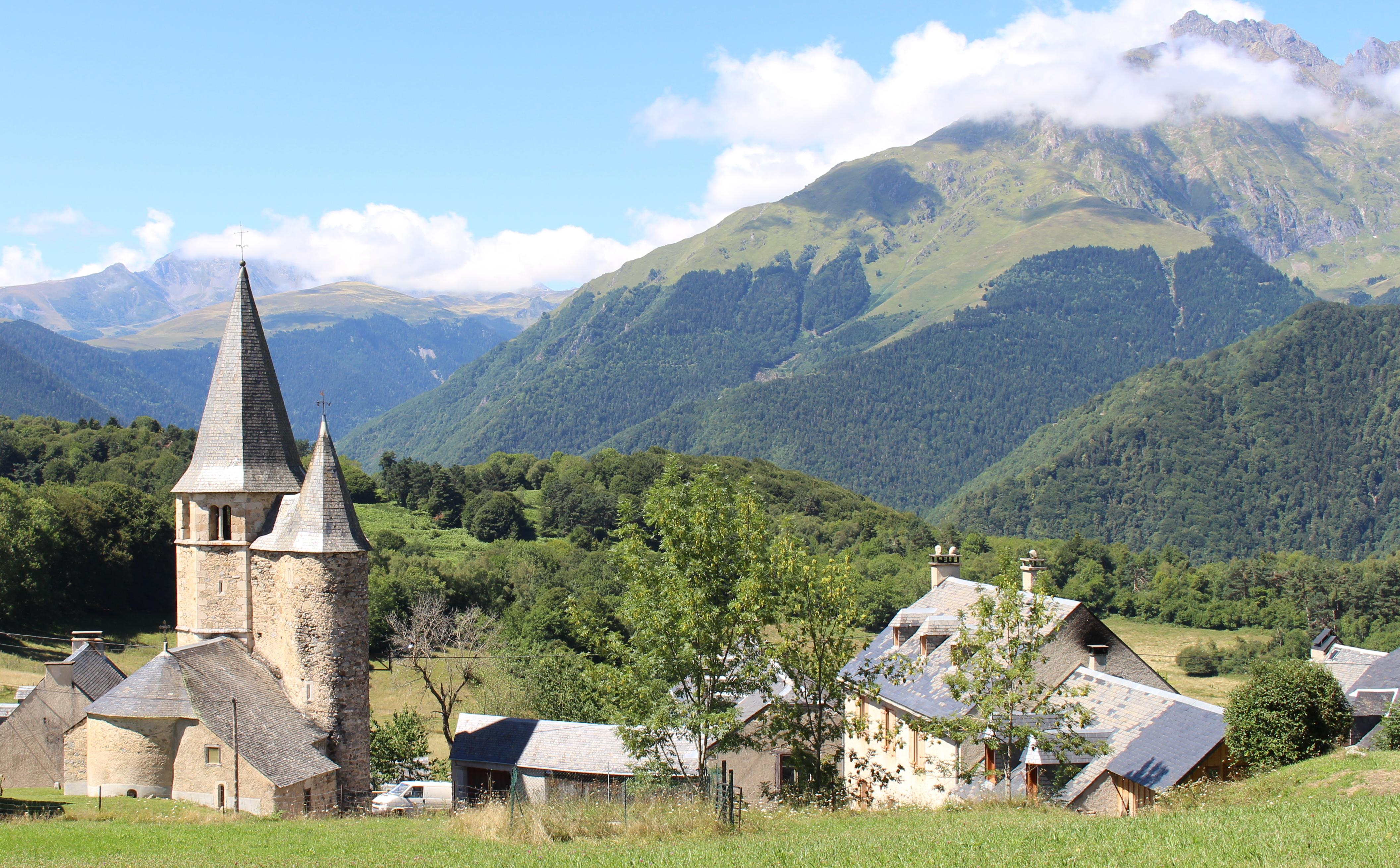
Lançon église Sainte-Eulalie
(42° 53′ 05″ N, 0° 22′ 03″ E)
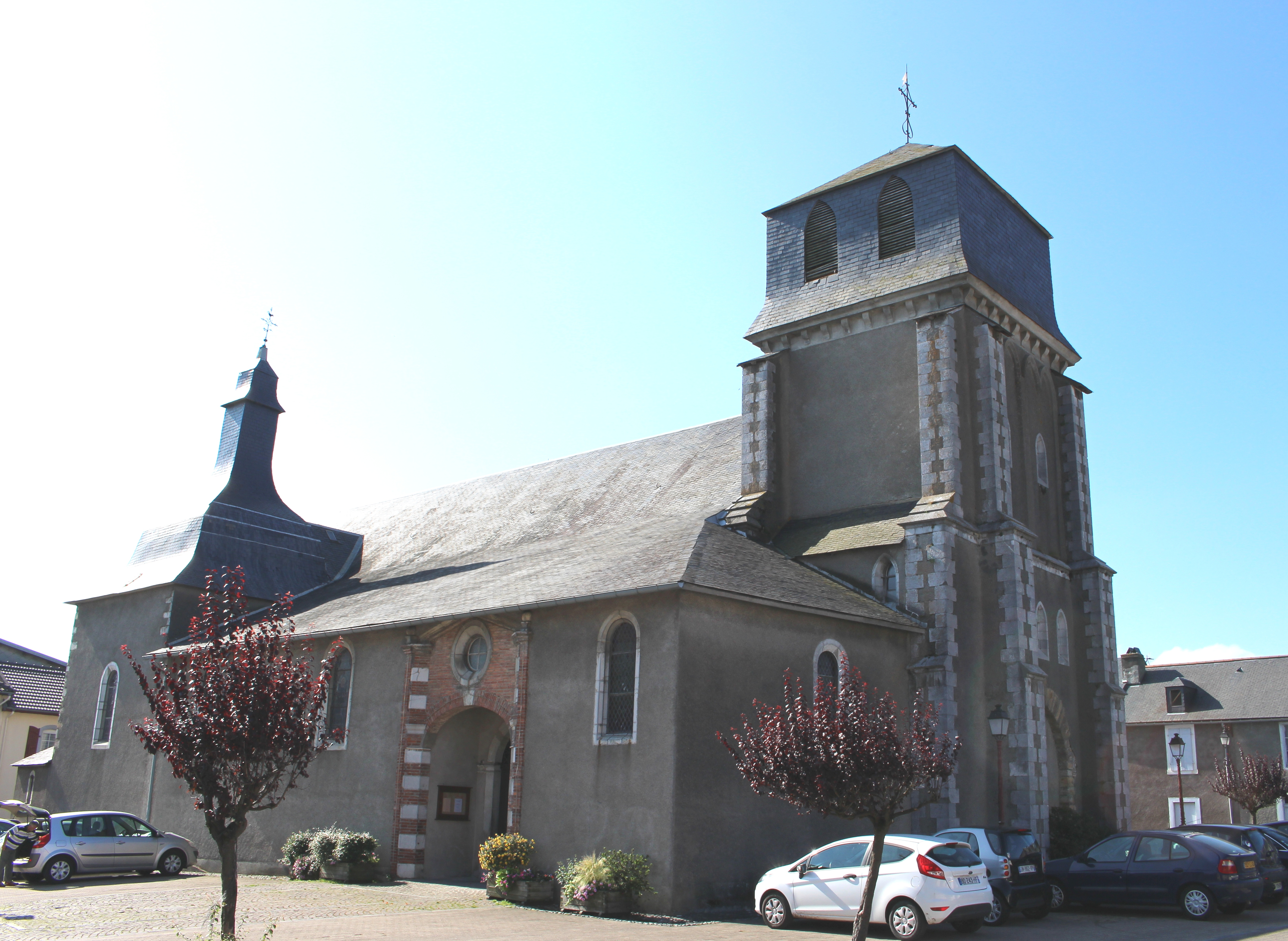
Lannemezan église Saint-Jean-Baptiste
(43° 07′ 38″ N, 0° 23′ 06″ E)
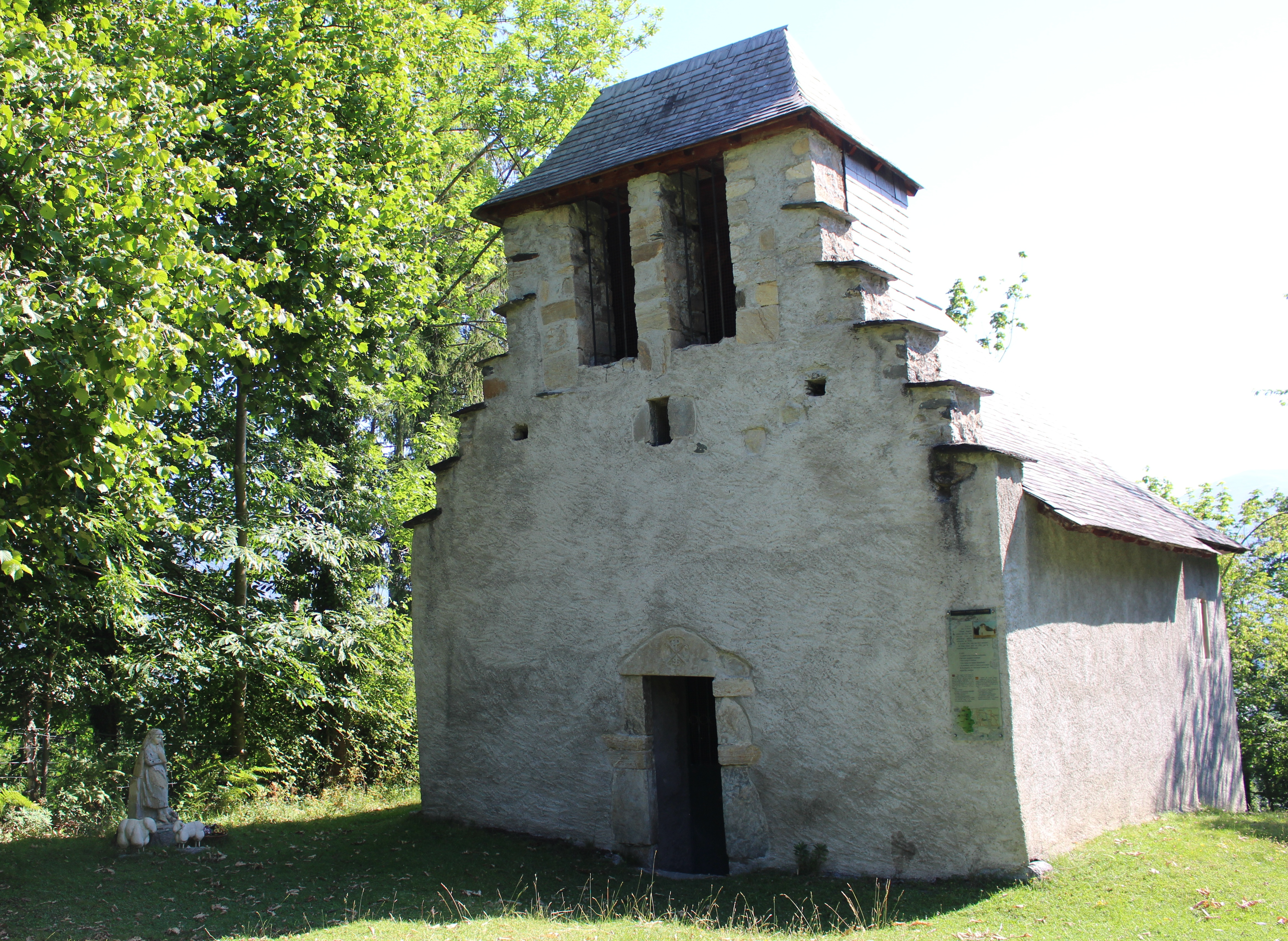
Lau-Balagnas chapelle Sainte-Castère
(42° 59′ 44″ N, 0° 05′ 44″ O)
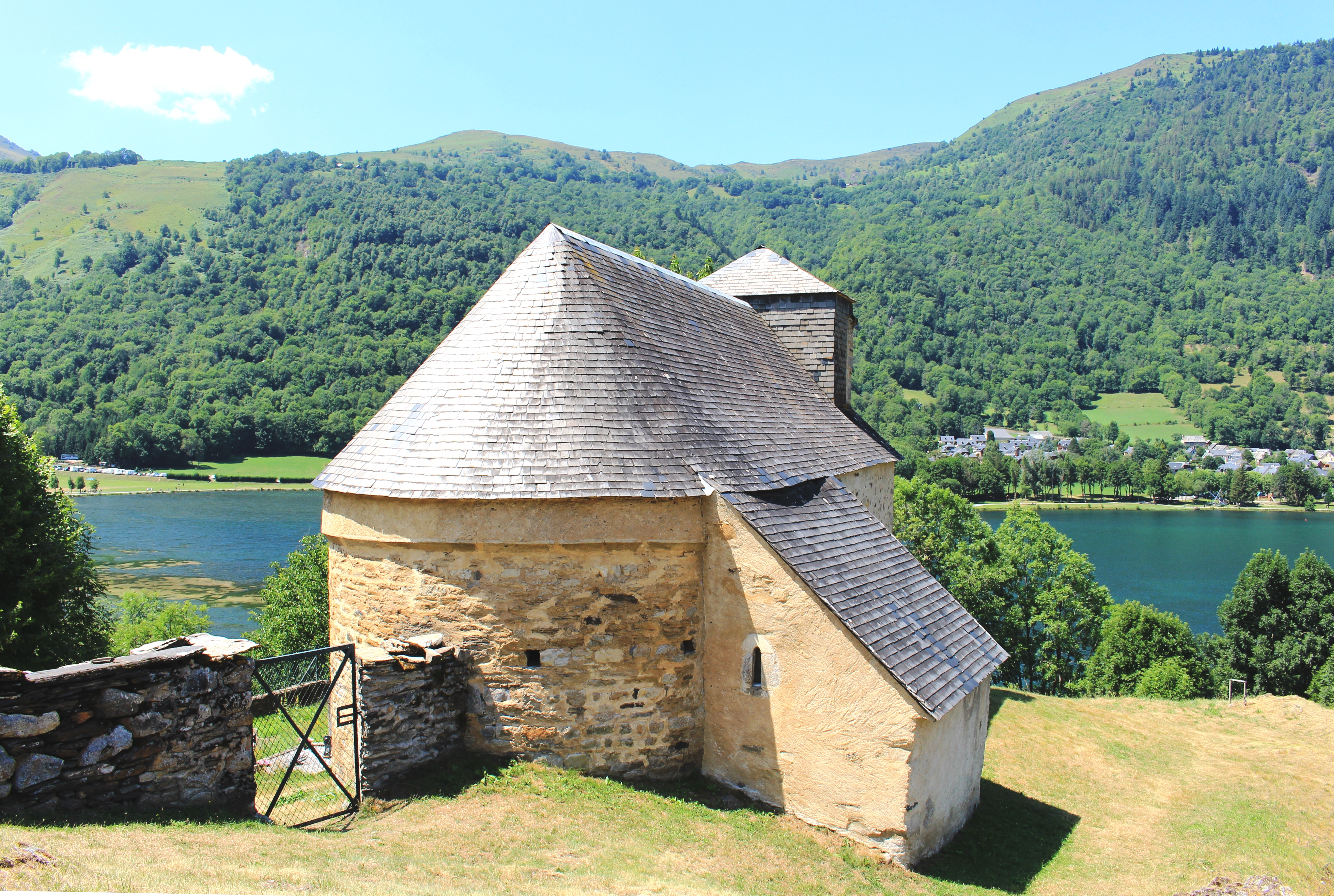
Aranvielle église Saint-Martin
(42° 48′ 20″ N, 0° 24′ 41″ E)
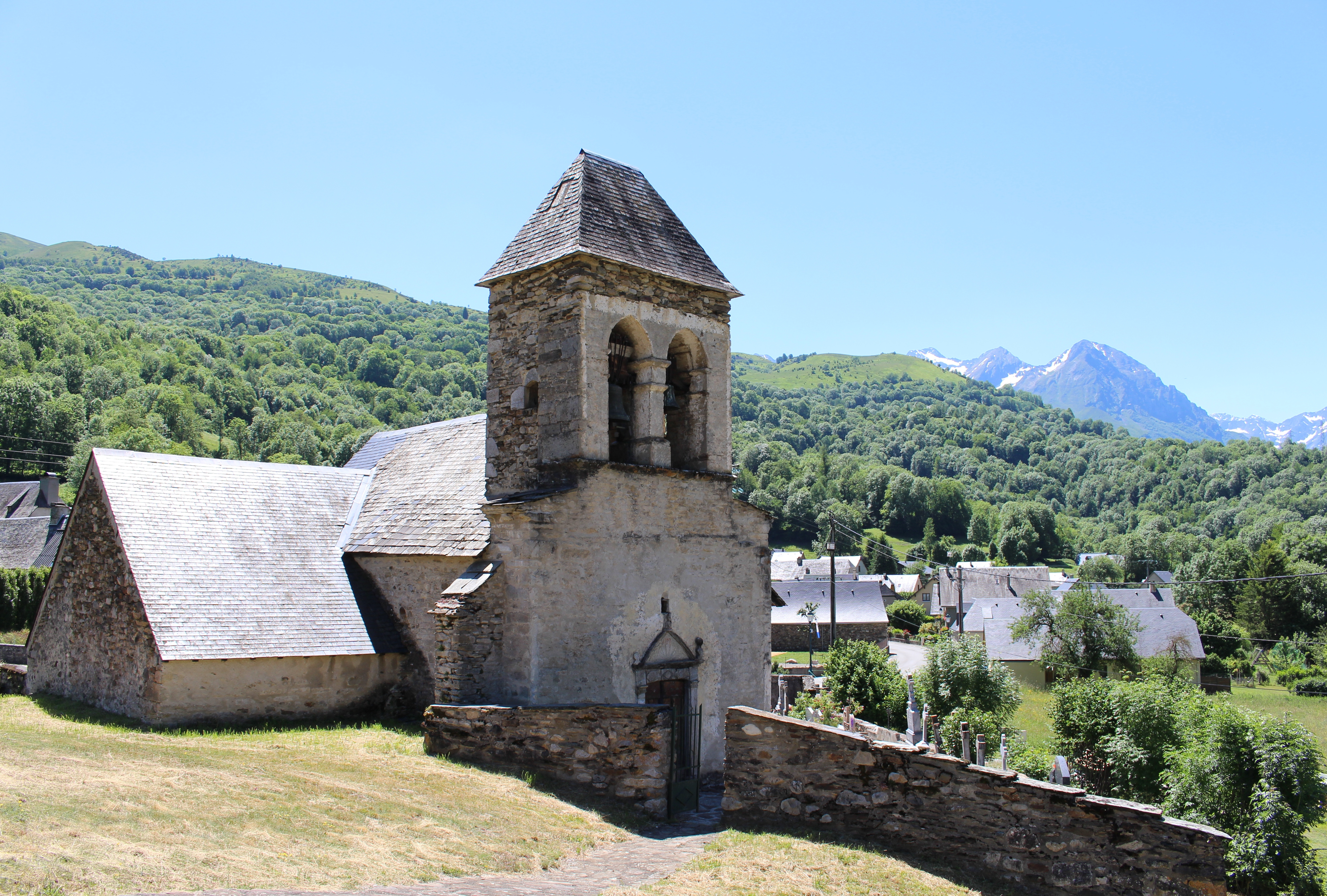
Armenteule église Saint-Félix
(42° 48′ 59″ N, 0° 24′ 47″ E)
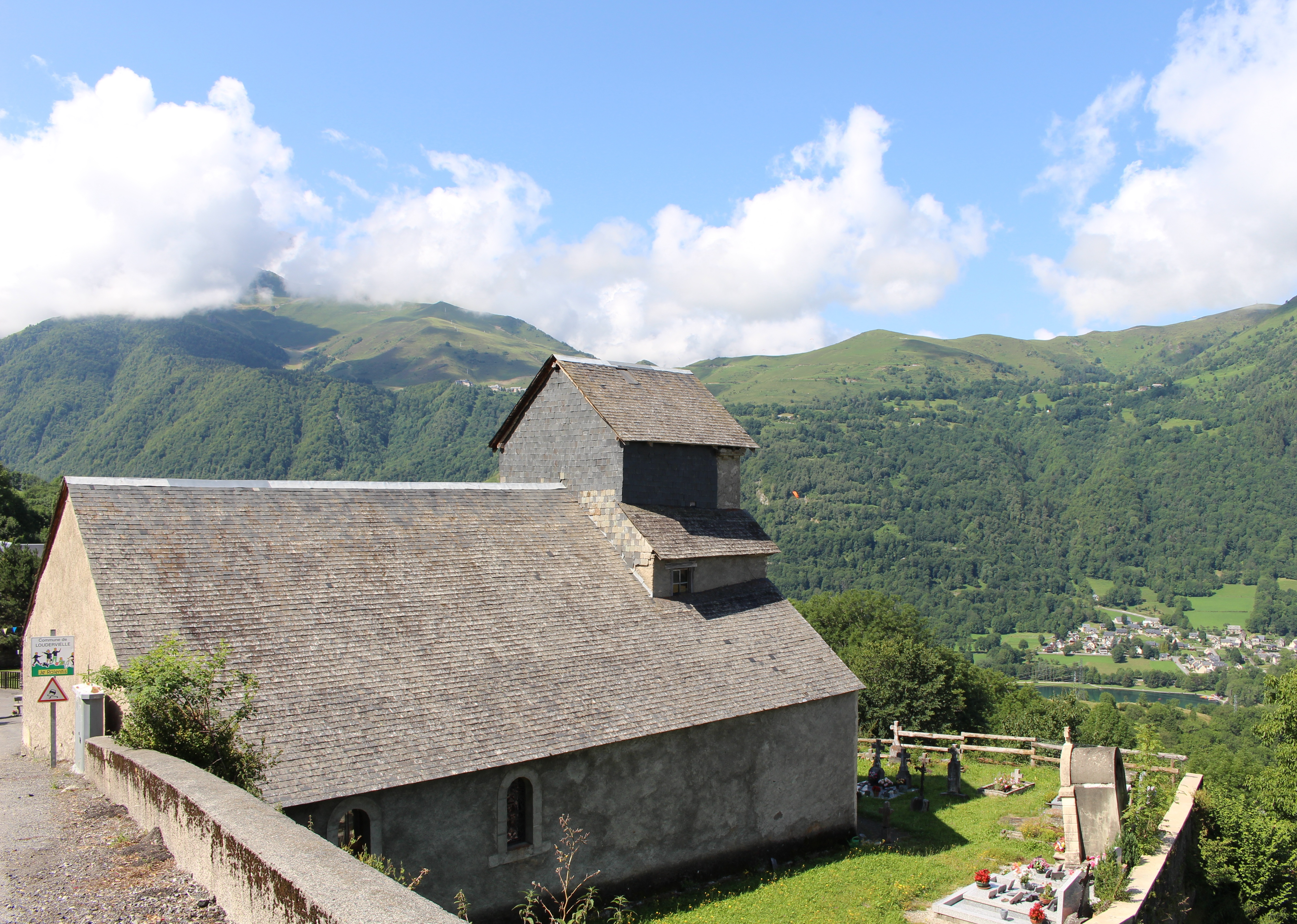
Loudervielle église Sainte-Marie-Madeleine
(42° 48′ 32″ N, 0° 25′ 15″ E)
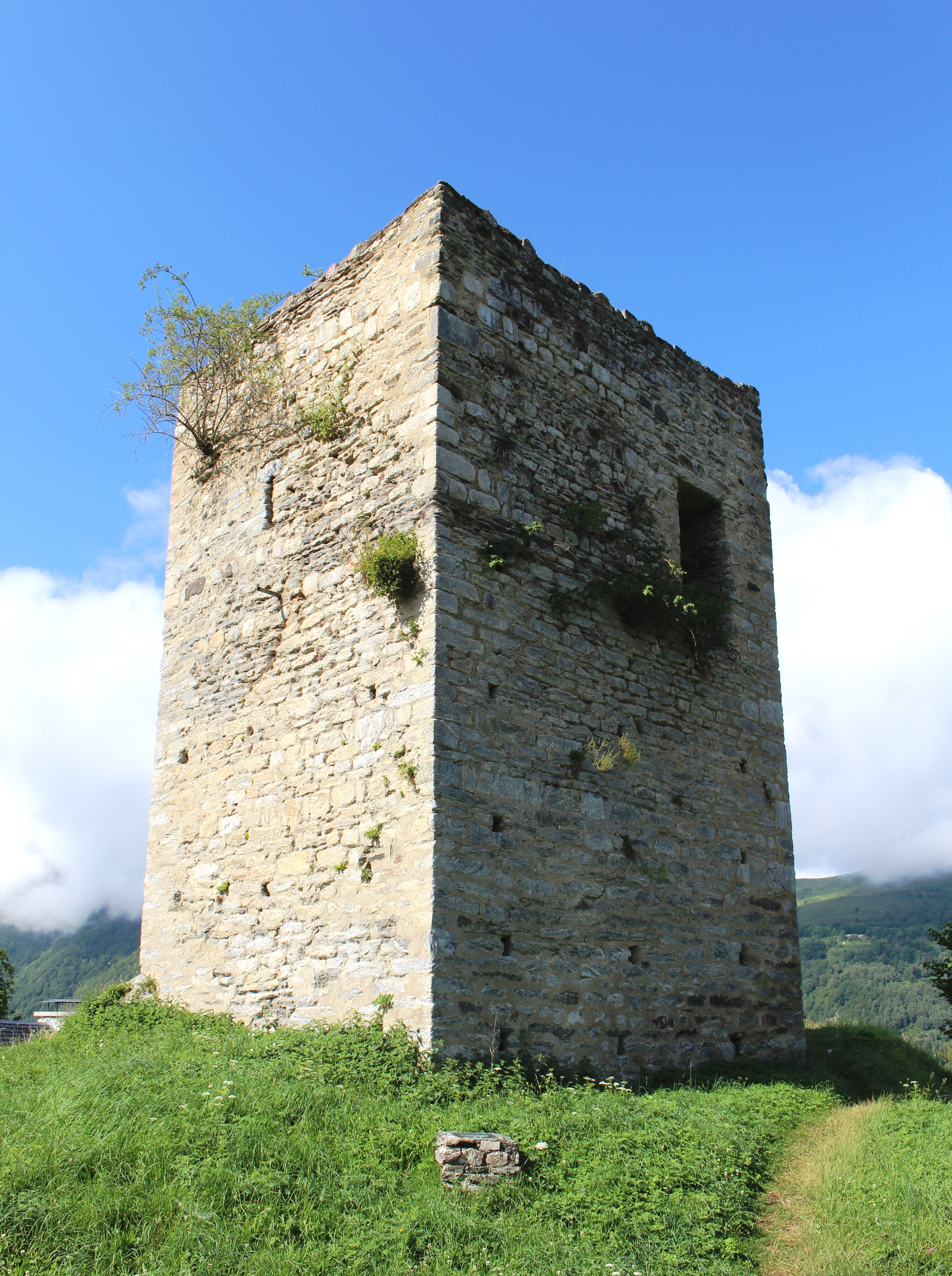
Loudervielle tour de guet de Moulor
(42° 48′ 25″ N, 0° 25′ 02″ E)
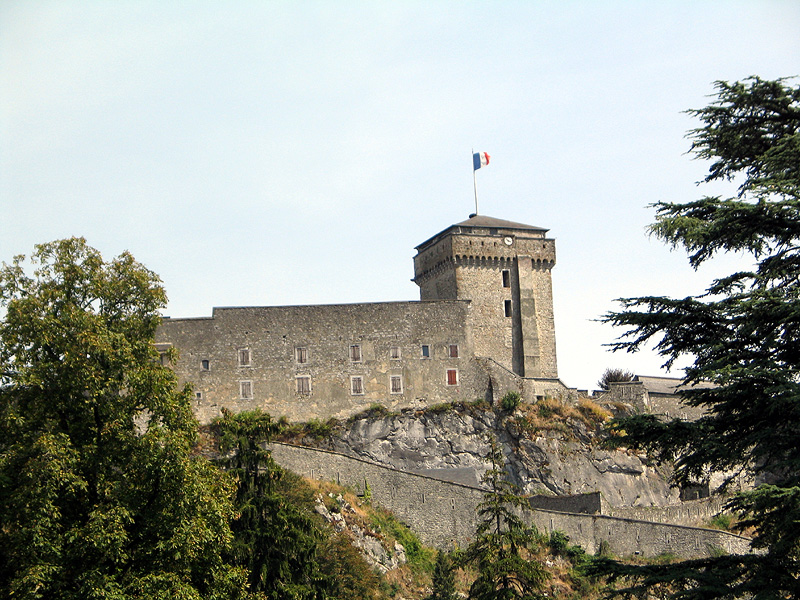
Lourdes Château fort
(43° 05′ 48″ N, 0° 02′ 57″ O)
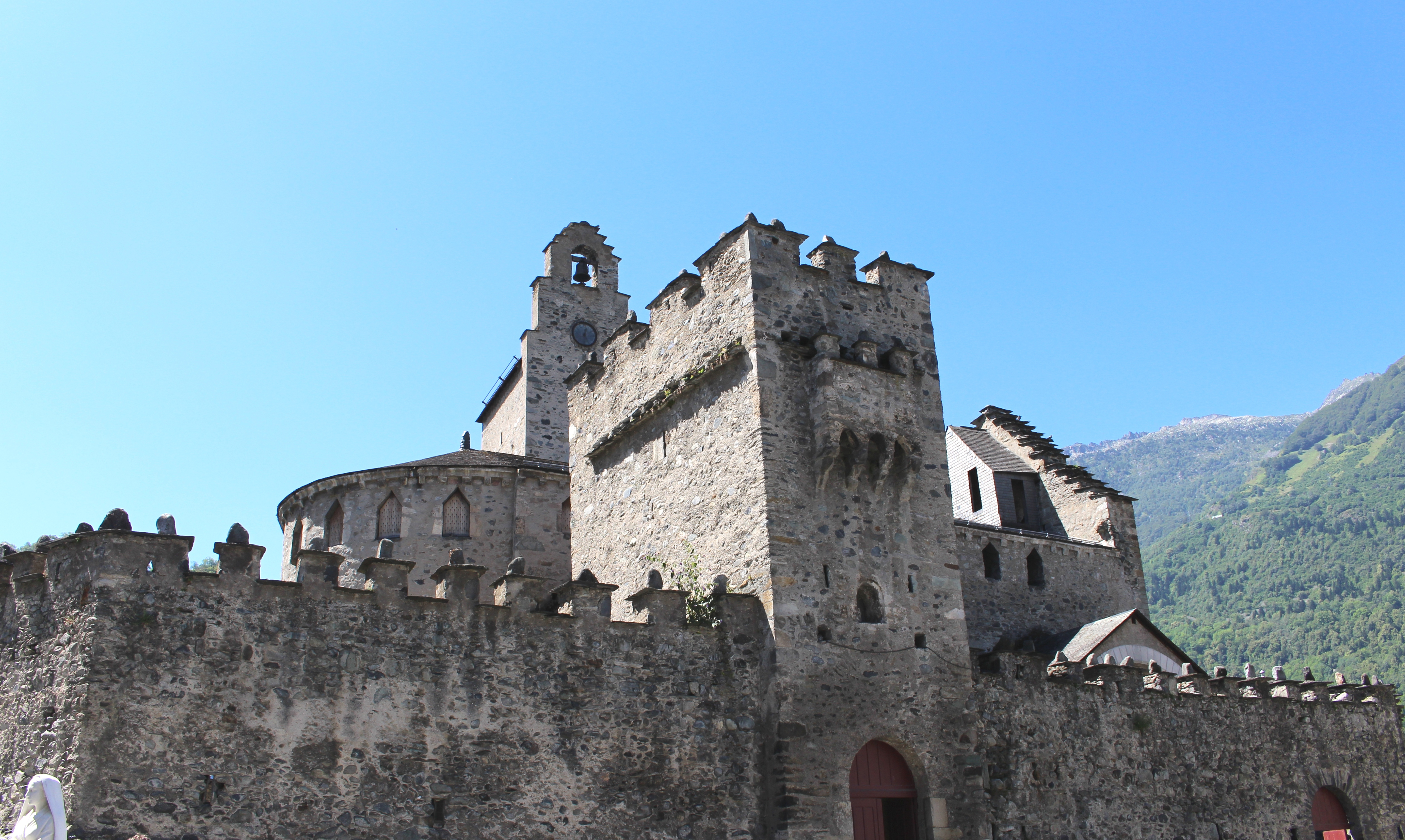
Luz-Saint-Sauveur église Saint-André, dite « des Templiers »
(42° 52′ 18″ N, 0° 00′ 12″ O)
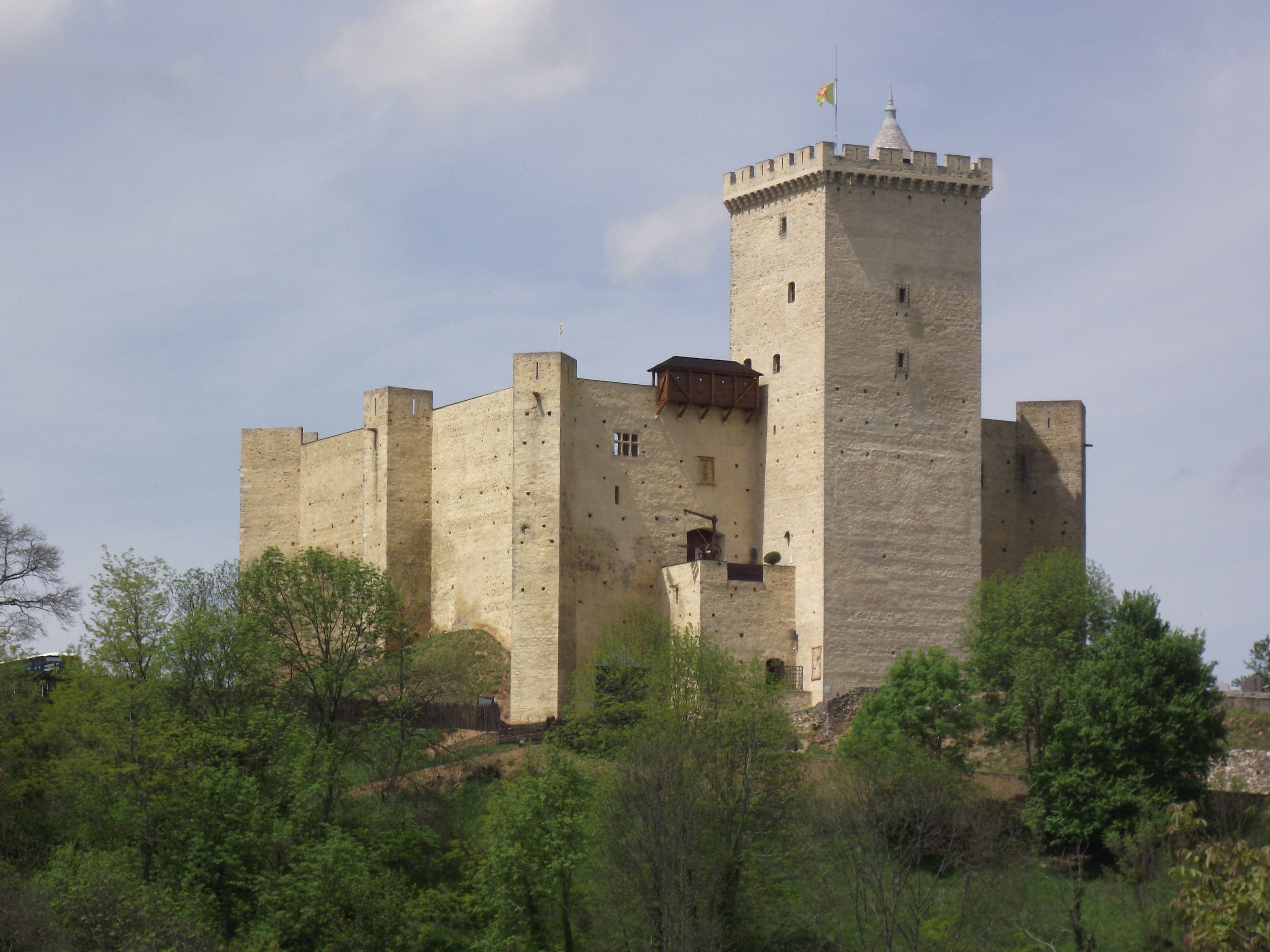
Mauvezin château
(43° 07′ 07″ N, 0° 16′ 35″ E)
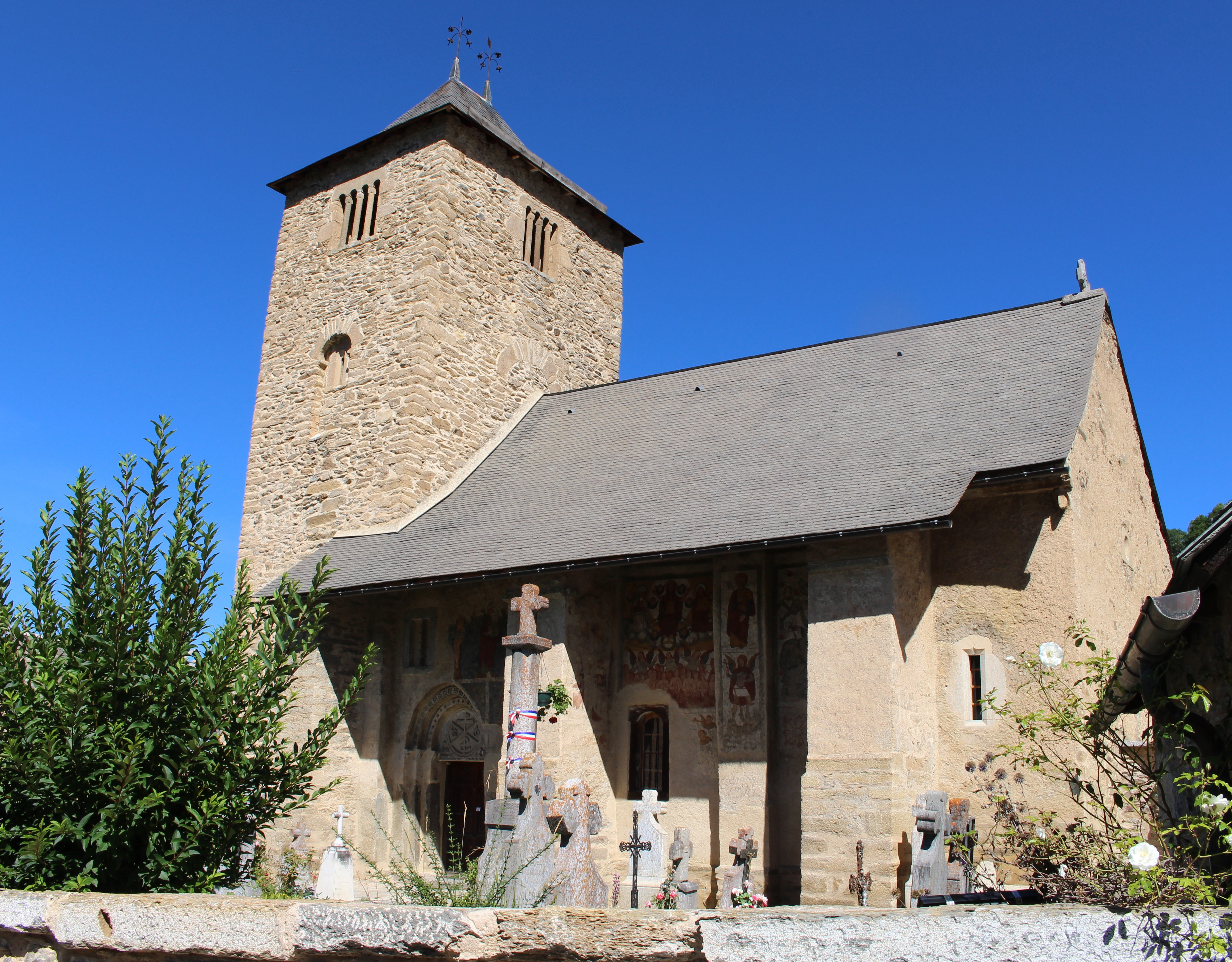
Mont église Saint-Barthélemy
(42° 48′ 58″ N, 0° 25′ 42″ E)
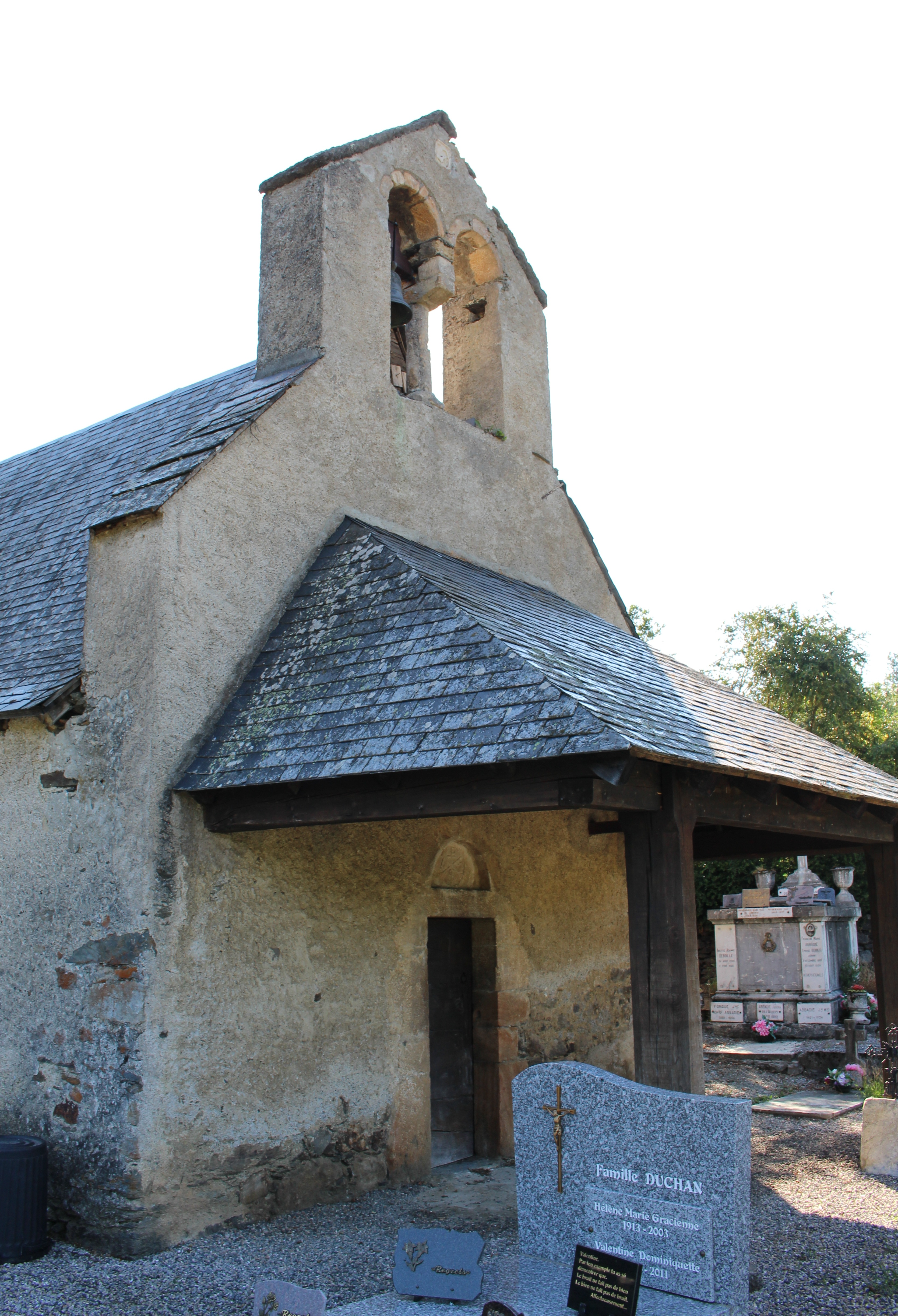
Pailhac église Saint-Étienne
(42° 54′ 25″ N, 0° 22′ 00″ E)
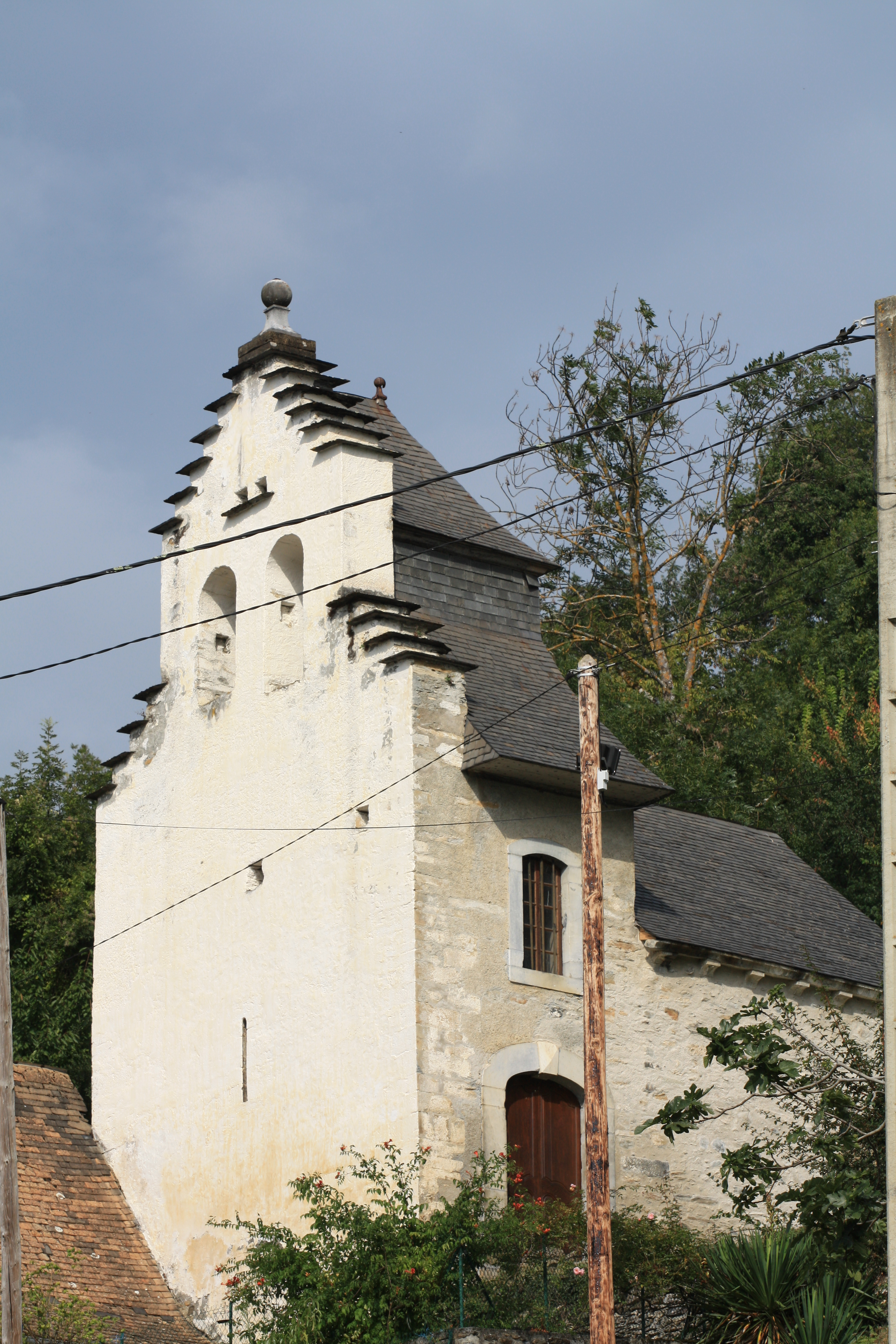
Saint-Pastous chapelle Sainte-Marie-de-Lurp
(43° 00′ 58″ N, 0° 03′ 27″ O)
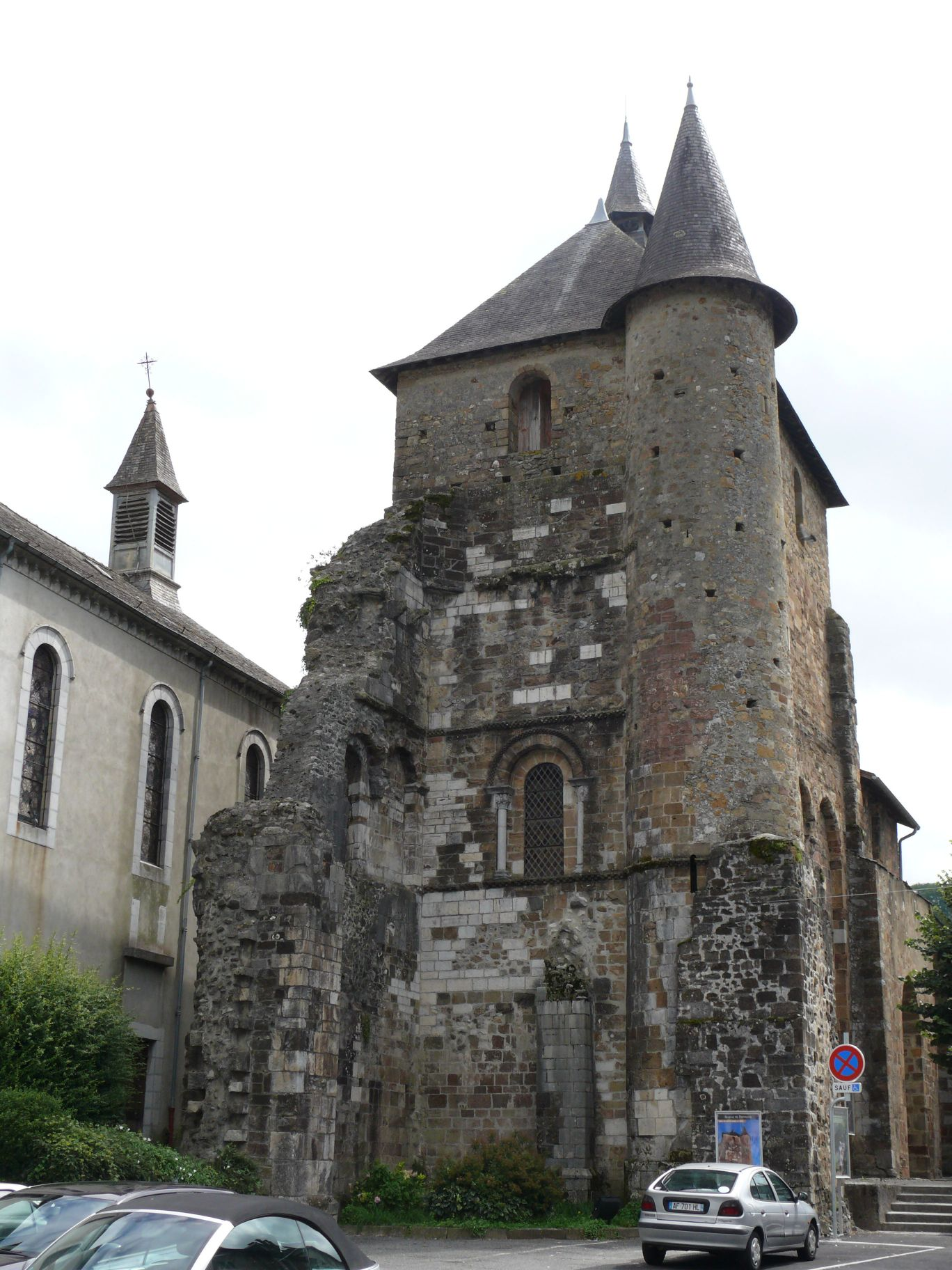
Saint-Pé-de-Bigorre église Saint-Pierre
(43° 06′ 10″ N, 0° 09′ 37″ O)
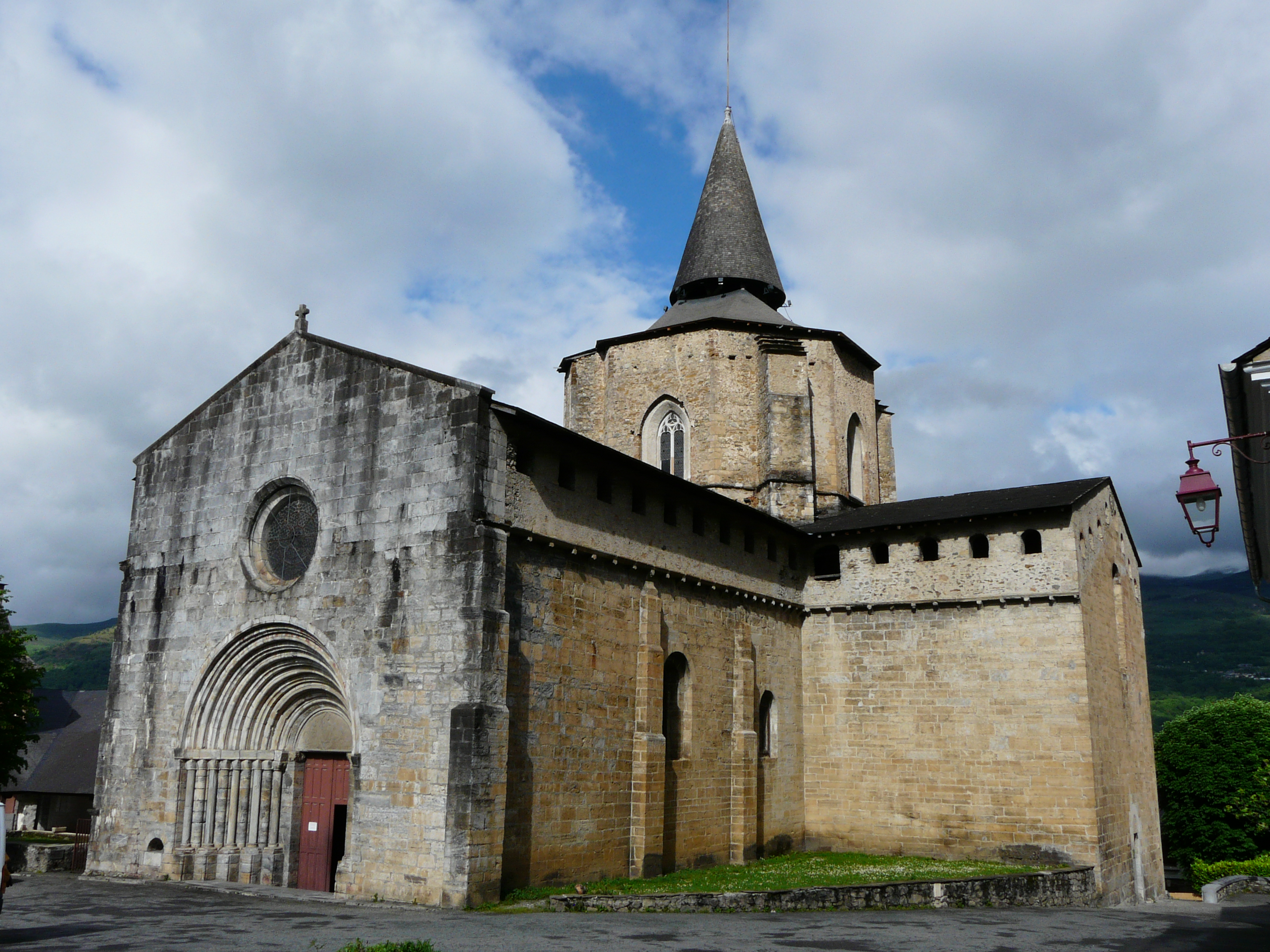
Saint-Savin abbaye de Saint-Savin-en-Lavedan
(42° 58′ 53″ N, 0° 05′ 27″ O)
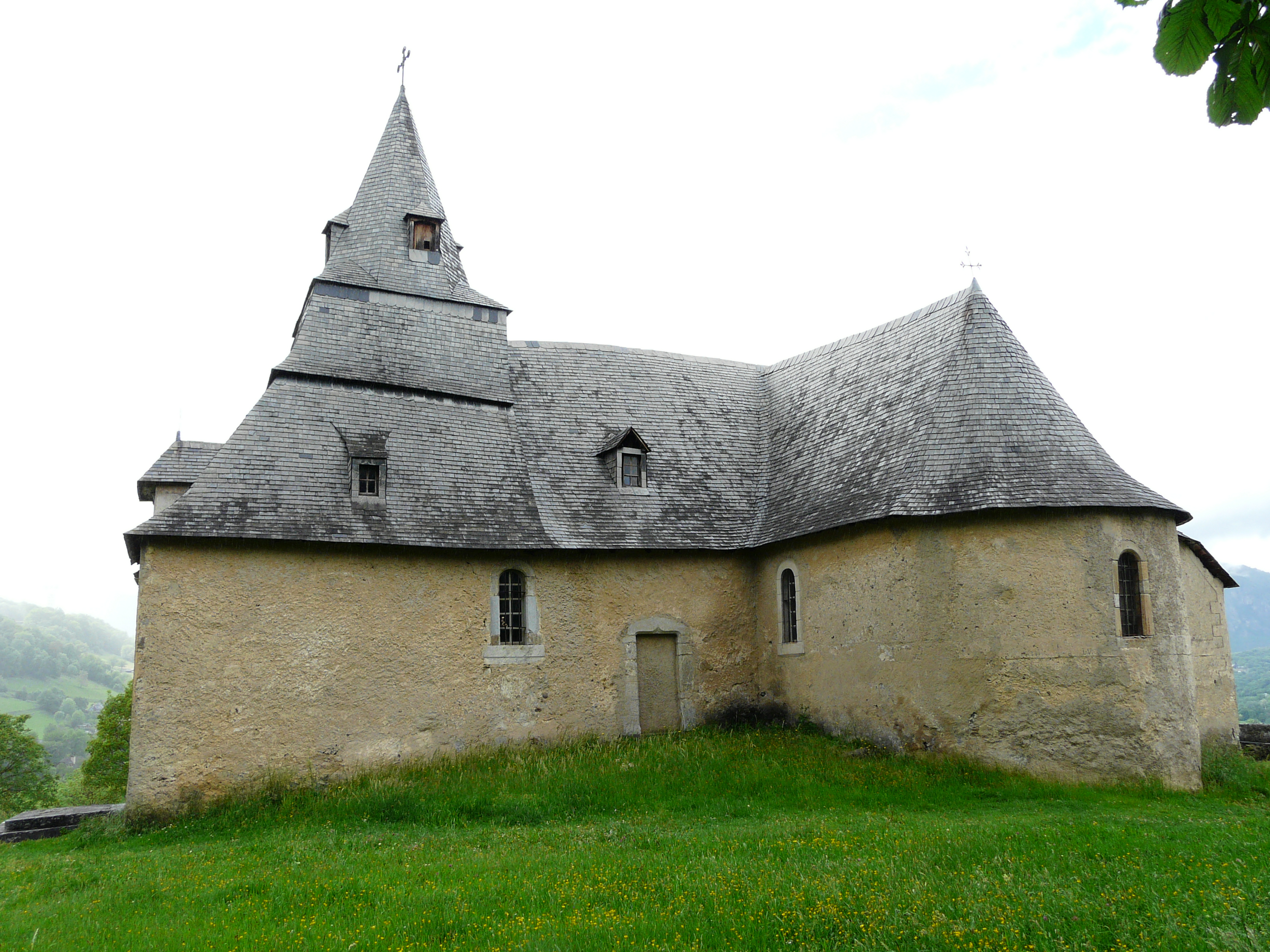
Saint-Savin chapelle Notre-Dame-de-Piétat
(42° 58′ 33″ N, 0° 05′ 08″ O)
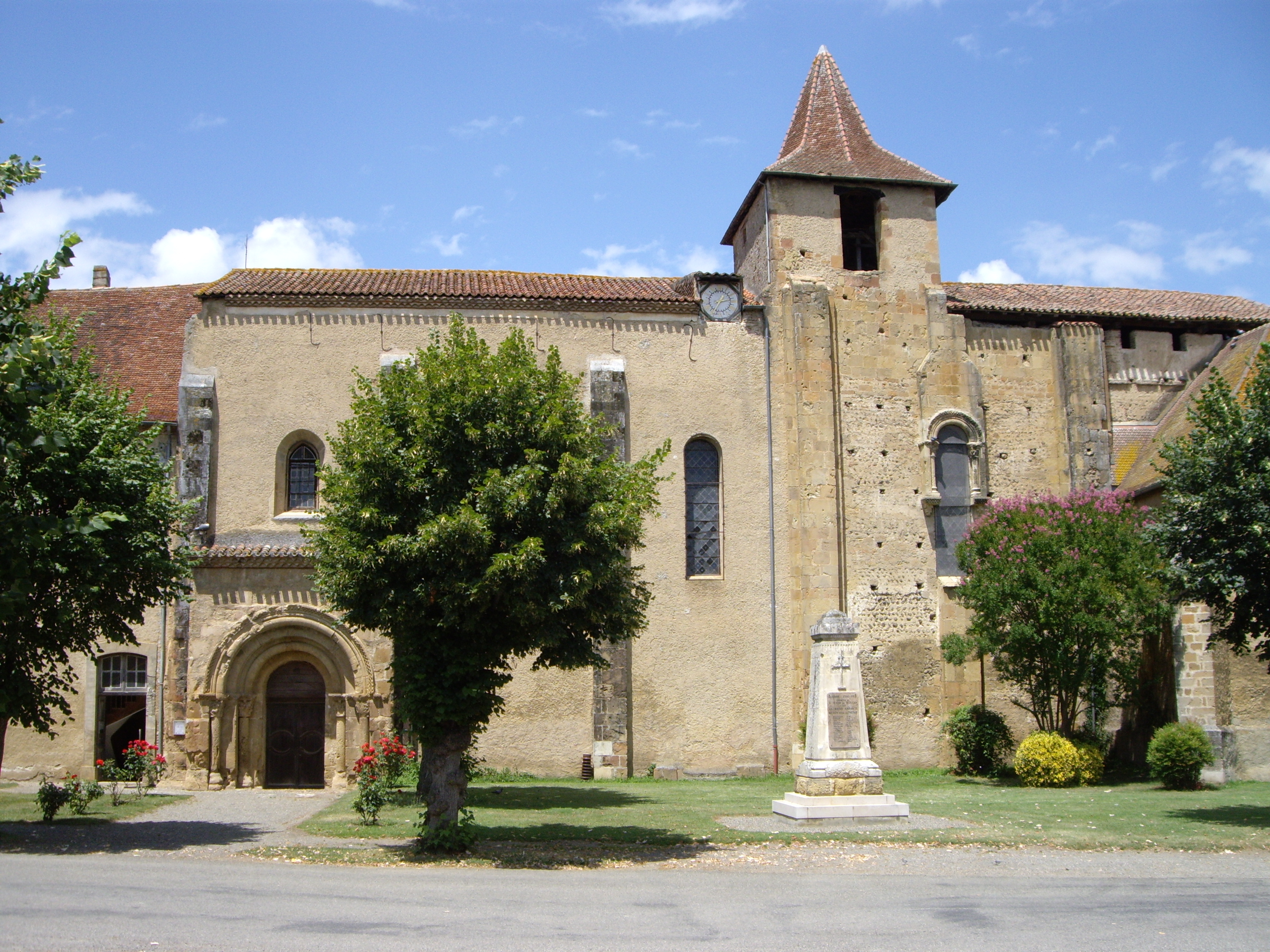
Saint-Sever-de-Rustan abbaye de Saint-Sever-de-Rustan
(43° 21′ 07″ N, 0° 13′ 31″ E)
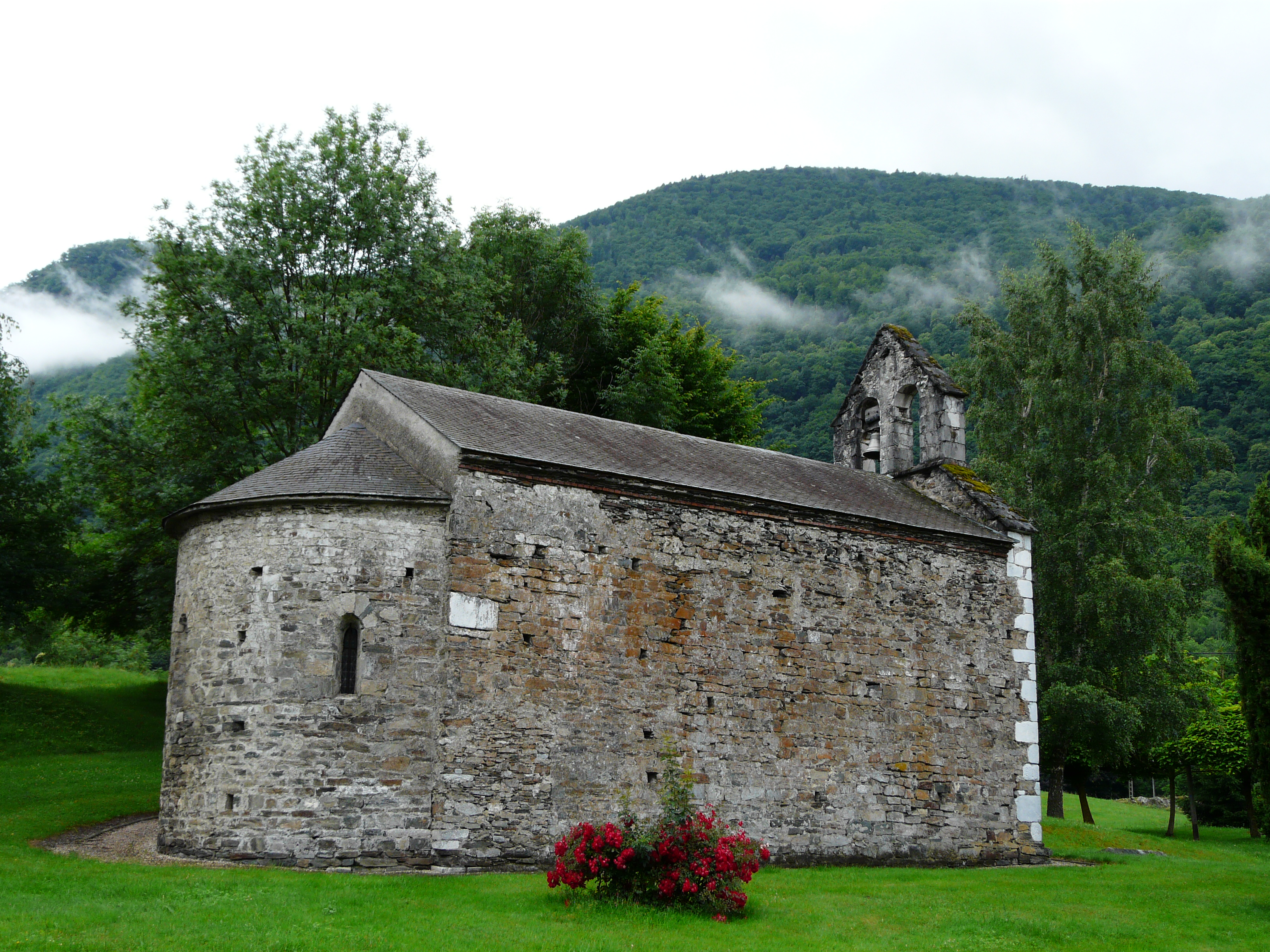
Saléchan chapelle Saint-Julien
(42° 57′ 20″ N, 0° 38′ 04″ E)
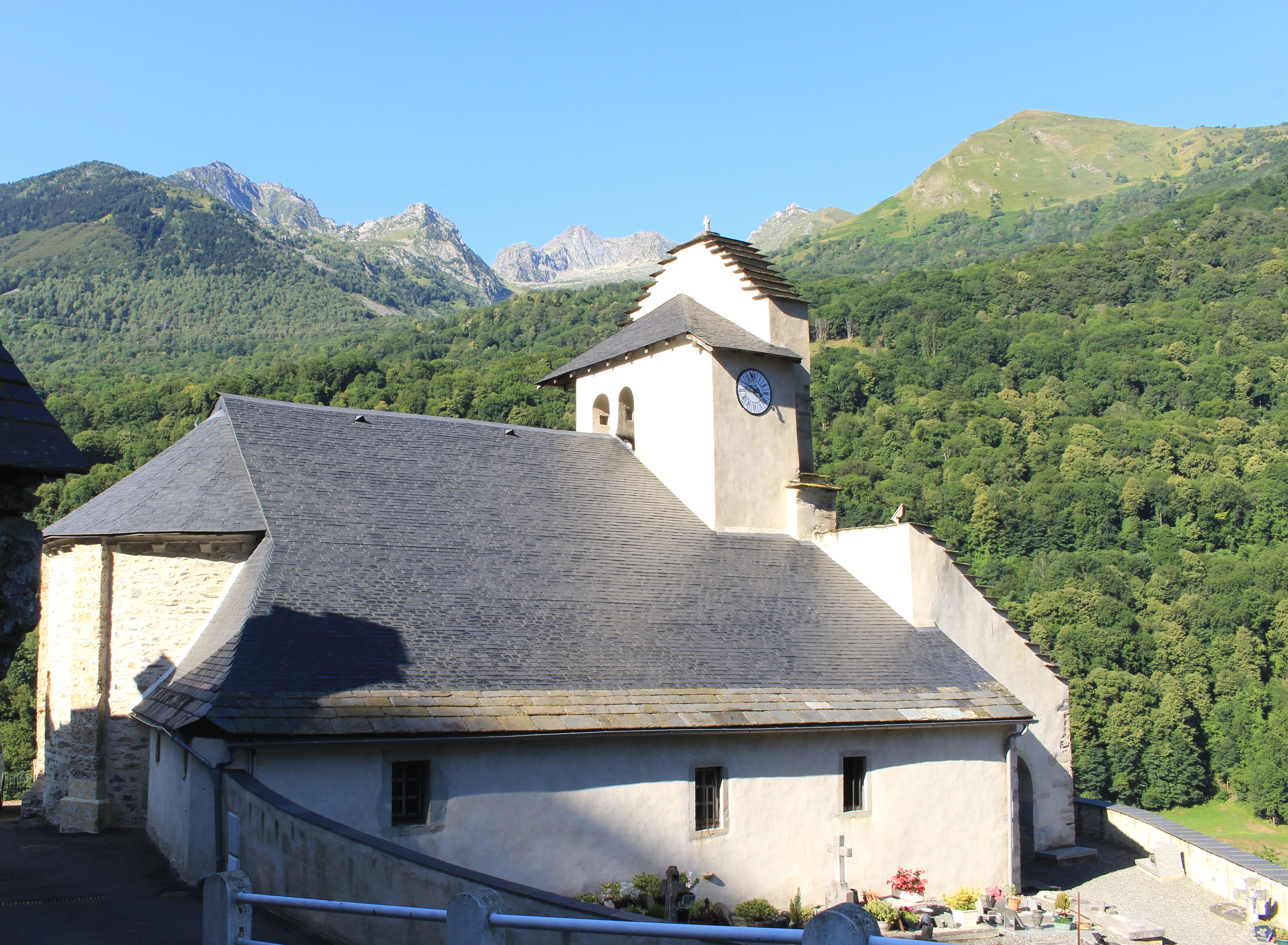
Saligos église Saint-Pierre-et-Saint-Paul
(42° 53′ 32″ N, 0° 01′ 13″ O)
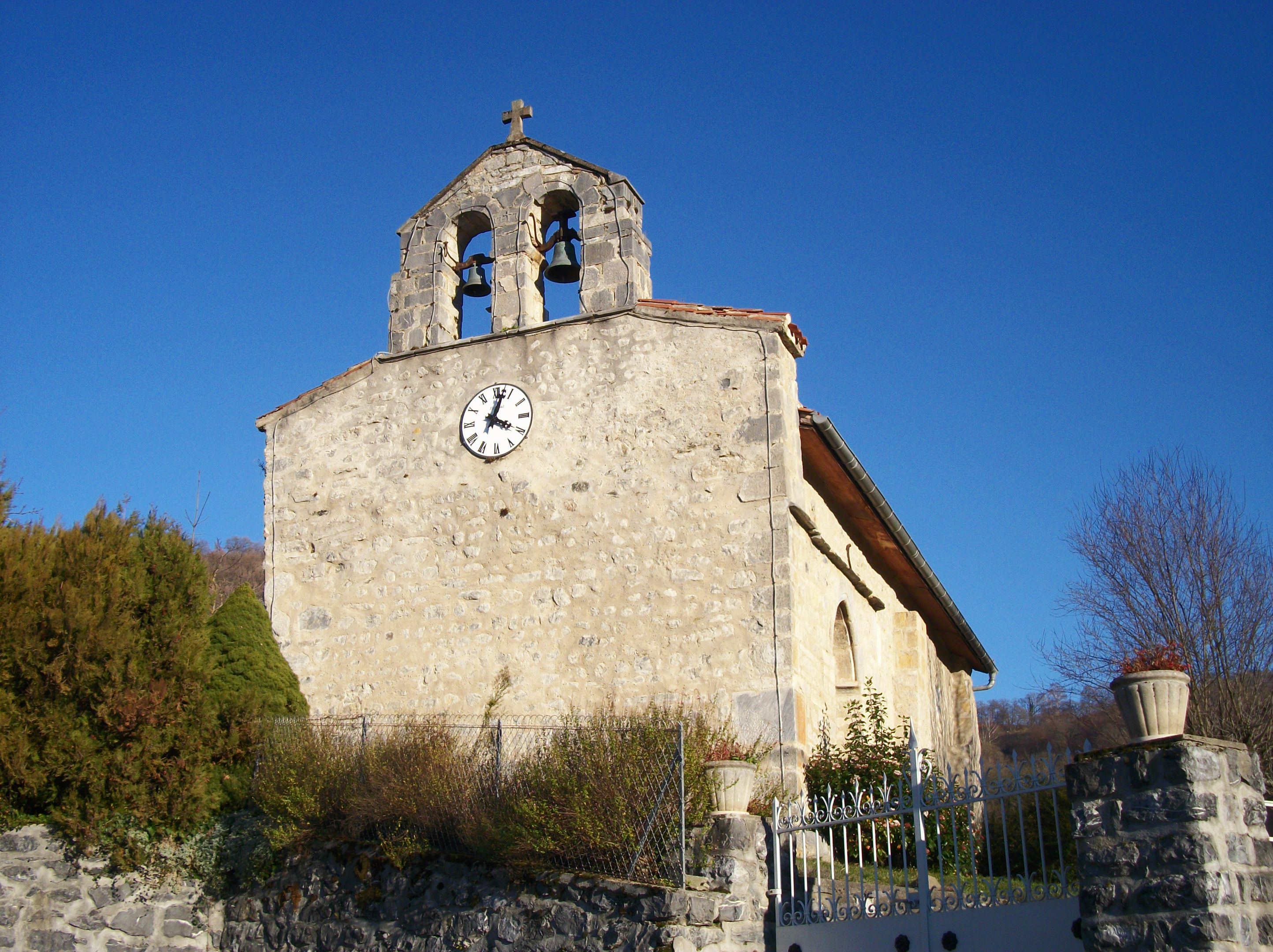
Samuran église Saint-Vincent
(42° 59′ 14″ N, 0° 35′ 44″ E)
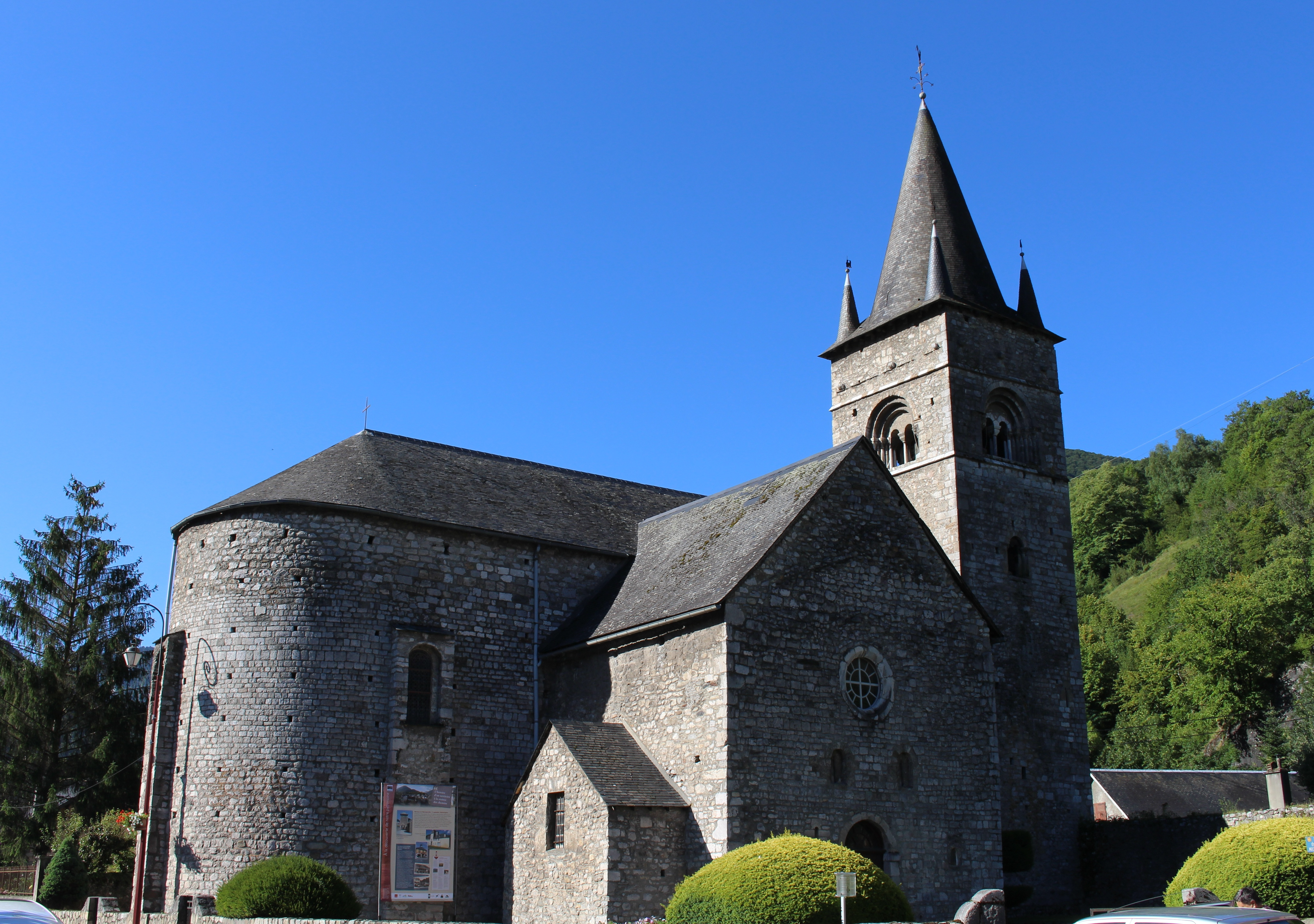
Sarrancolin église Saint-Ébons
(42° 57′ 58″ N, 0° 22′ 37″ E)
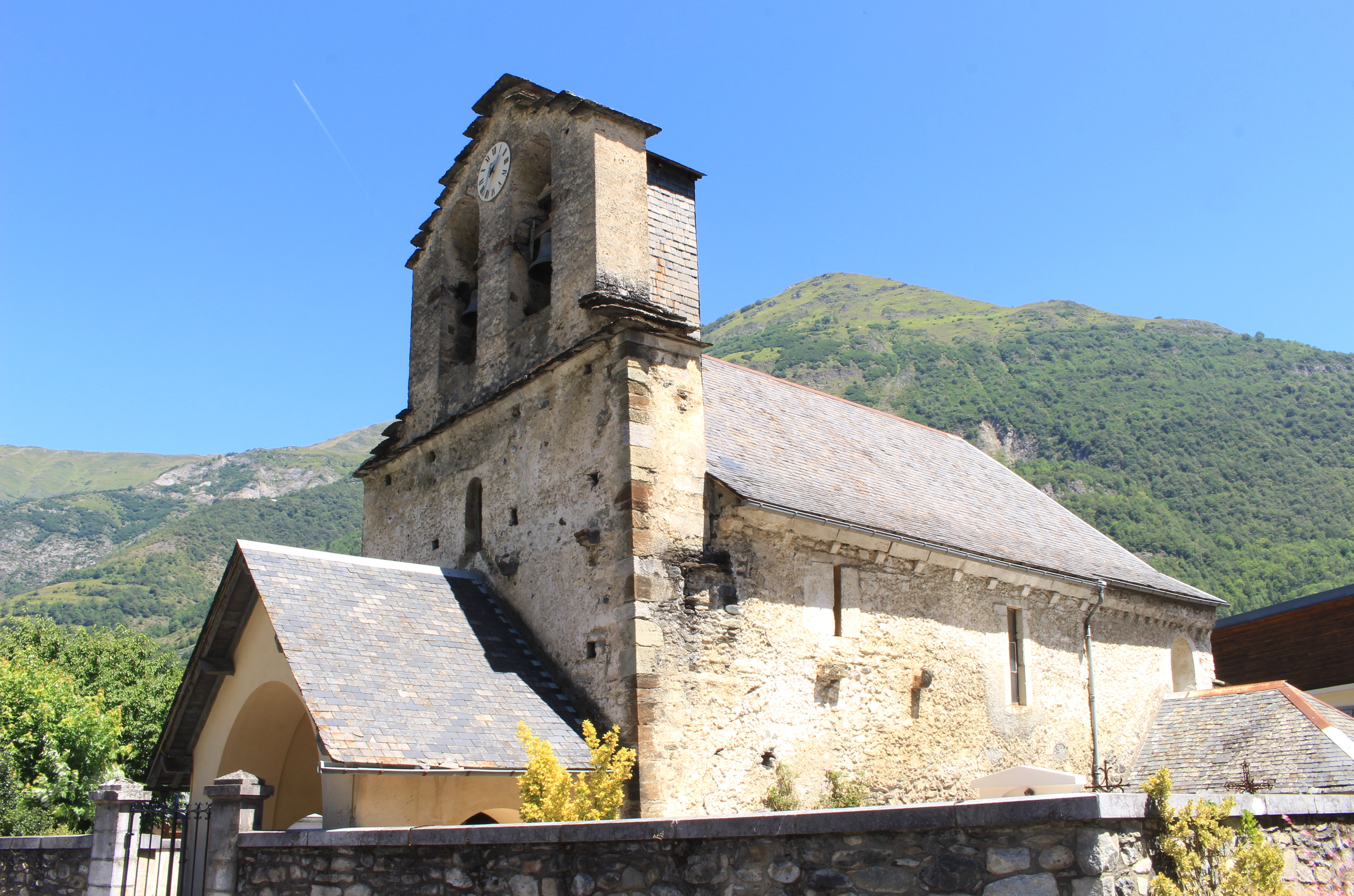
Sassis église Notre-Dame
(42° 52′ 42″ N, 0° 00′ 57″ O)
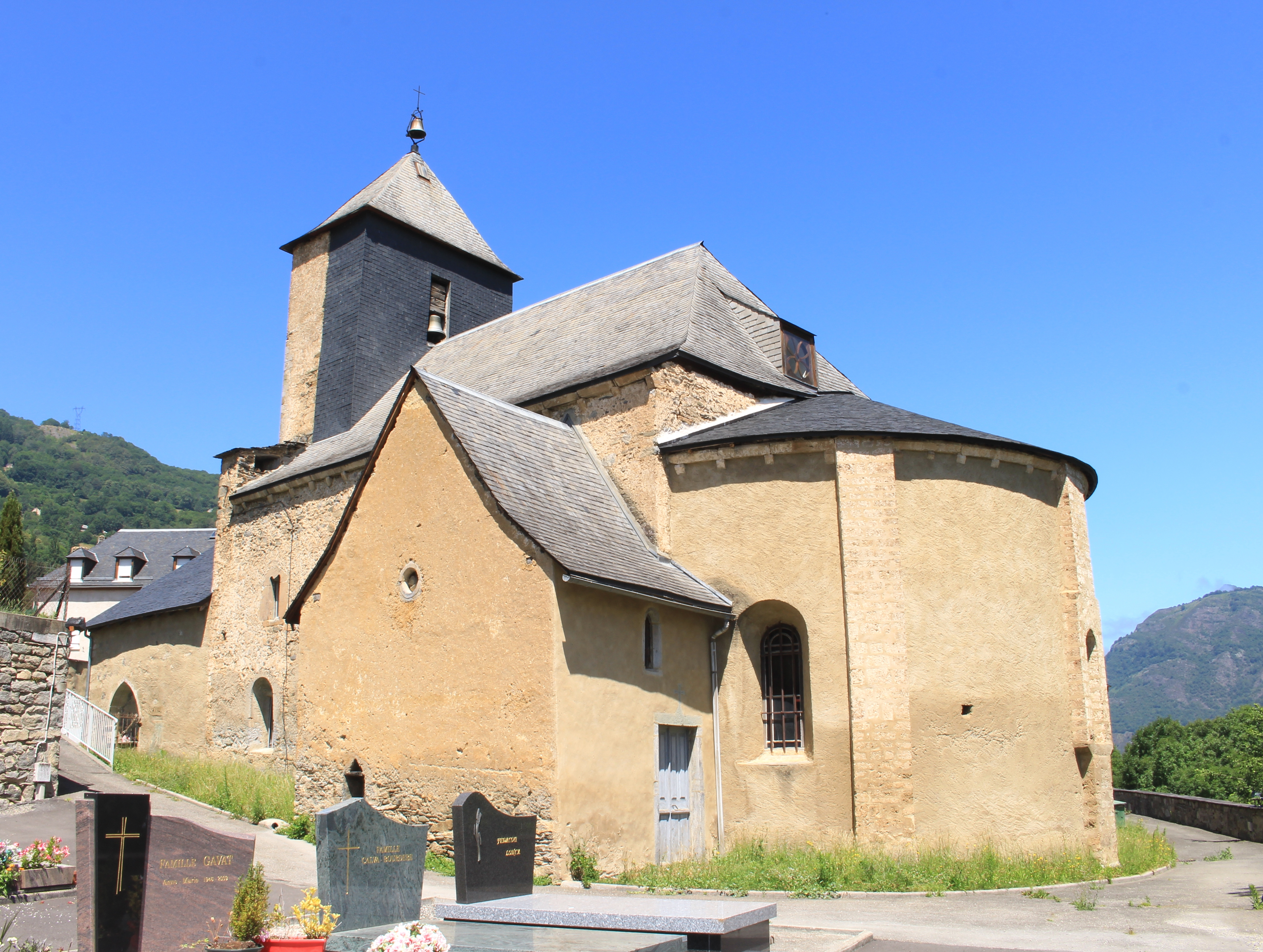
Sazos église Saint-Julien
(42° 53′ 02″ N, 0° 01′ 26″ O)
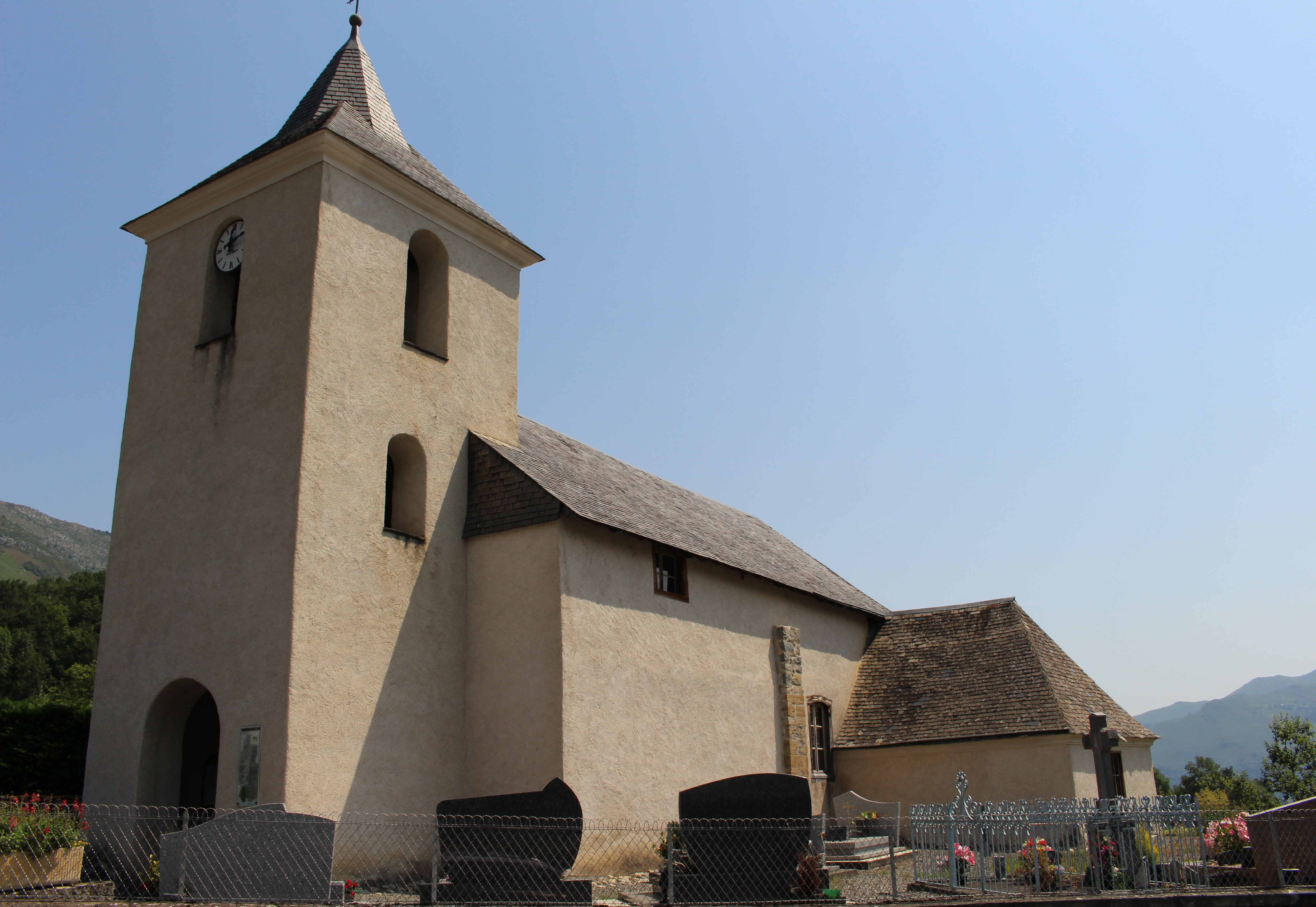
Sère-en-Lavedan église Saint-Blaise
(43° 01′ 19″ N, 0° 07′ 13″ O)
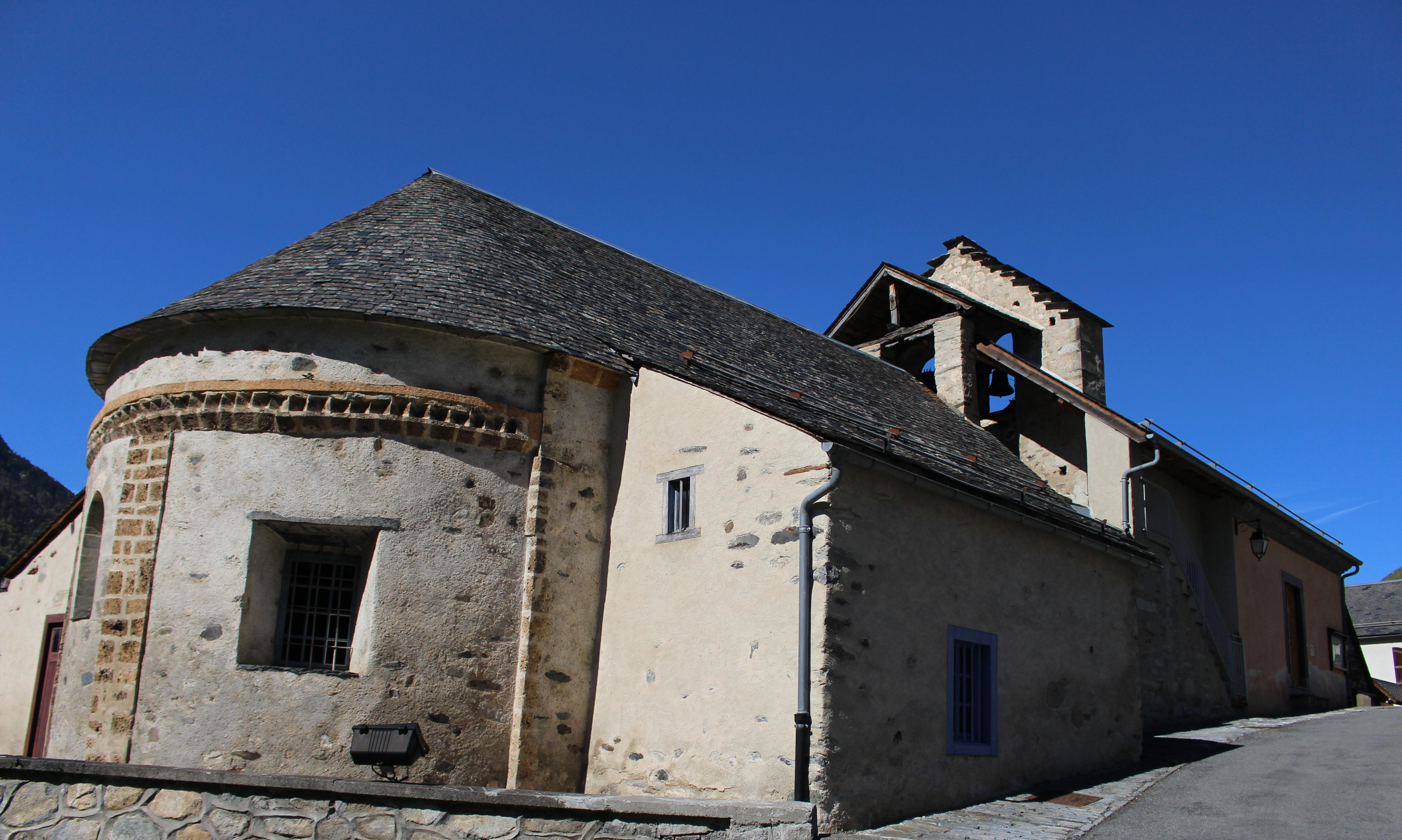
Sers église Saint-Vincent
(42° 53′ 13″ N, 0° 02′ 19″ E)
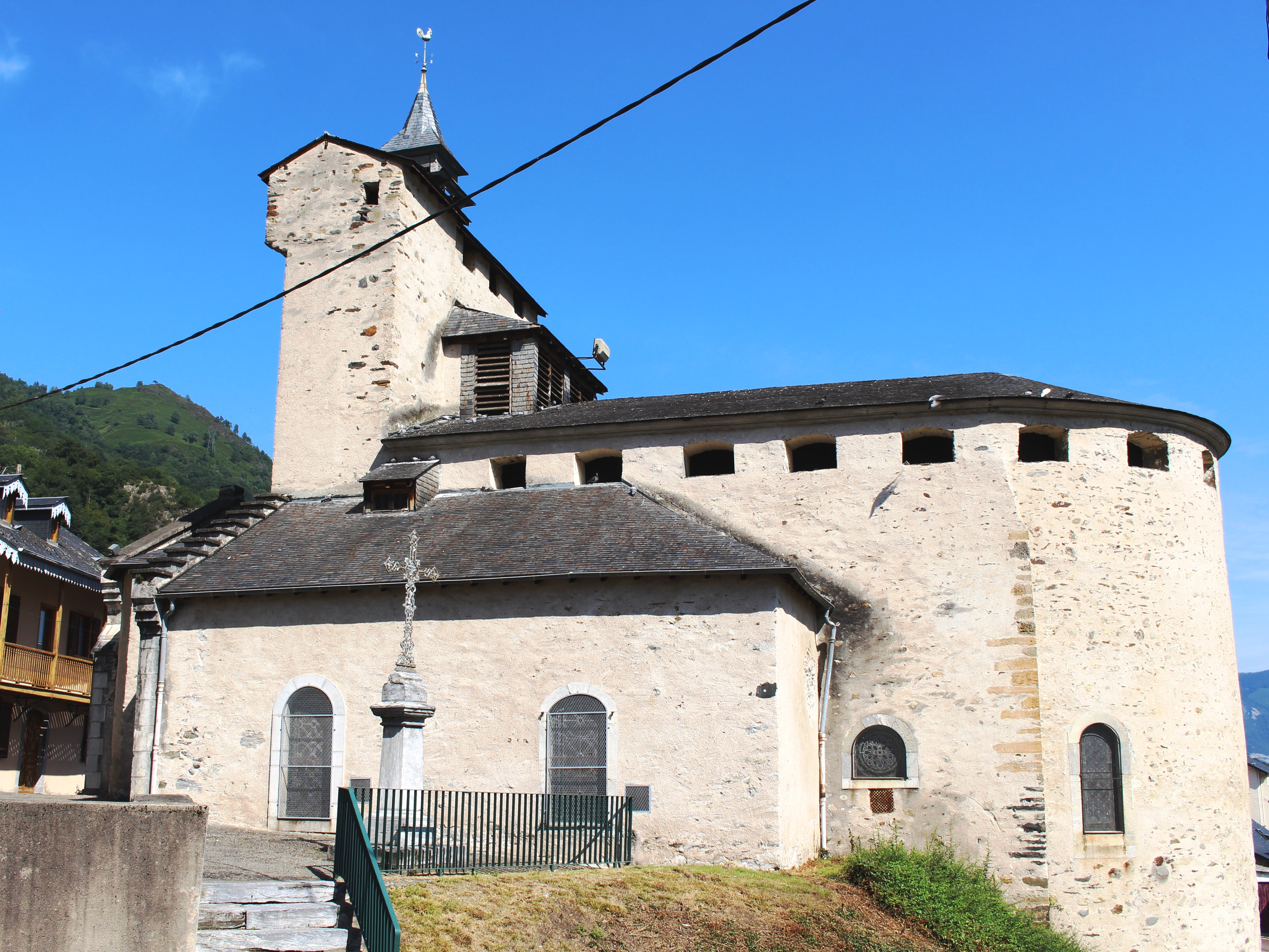
Soulom église Saint-André
(42° 57′ 24″ N, 0° 04′ 29″ O)
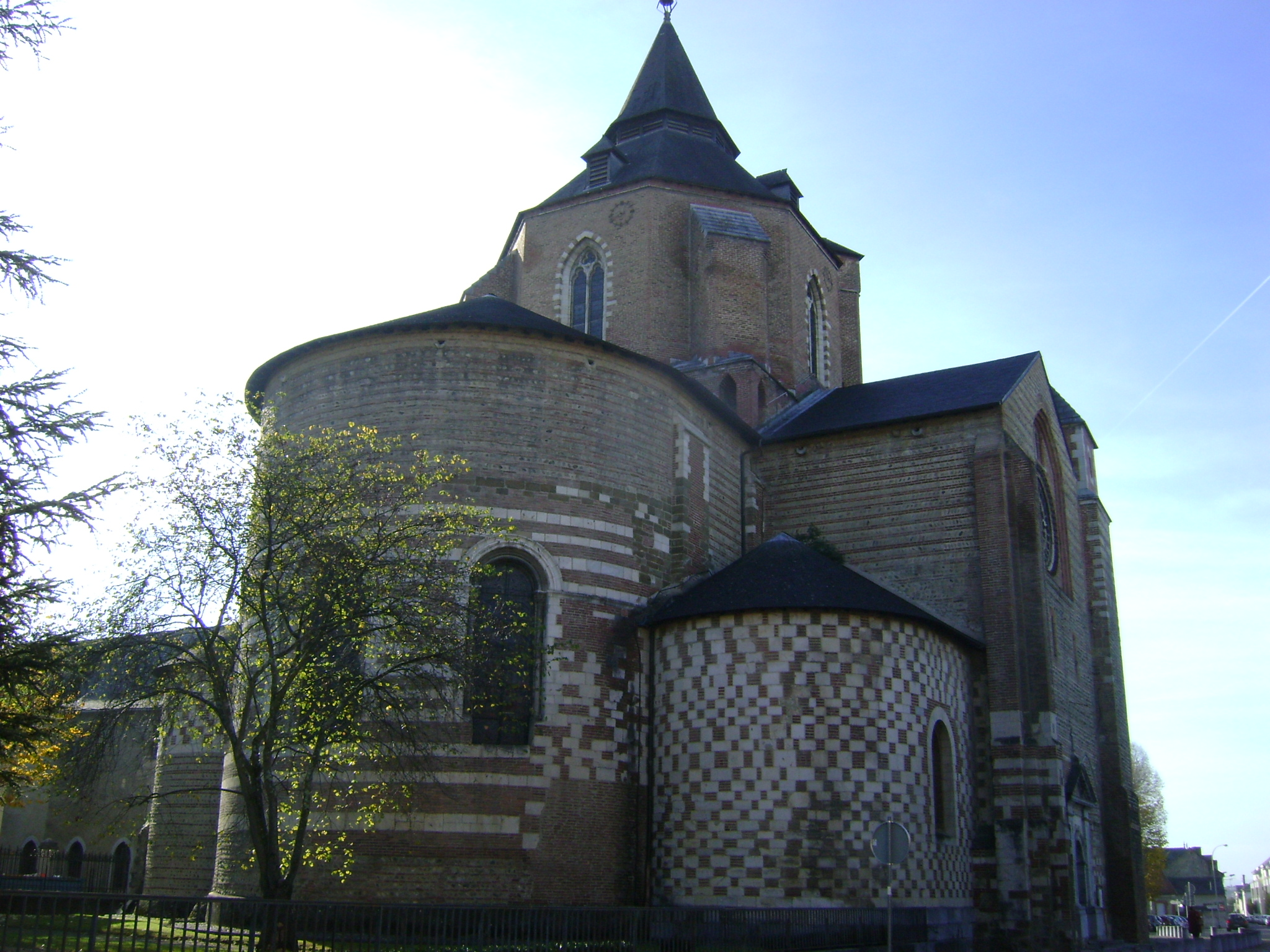
Tarbes cathédrale Notre-Dame-de-la-Sède
(43° 14′ 02″ N, 0° 04′ 09″ E)
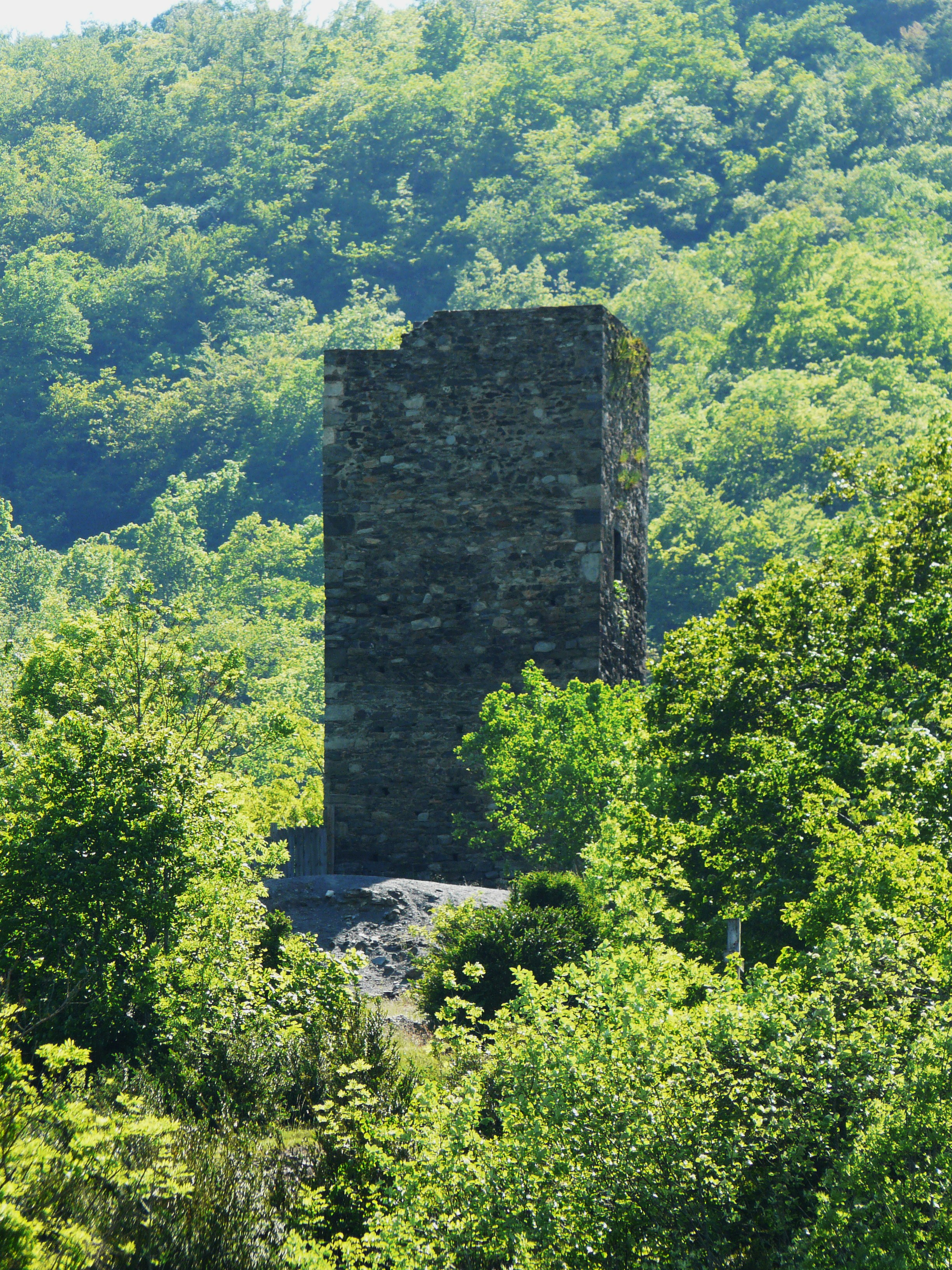
Tramezaïgues château
(42° 47′ 50″ N, 0° 17′ 13″ E)
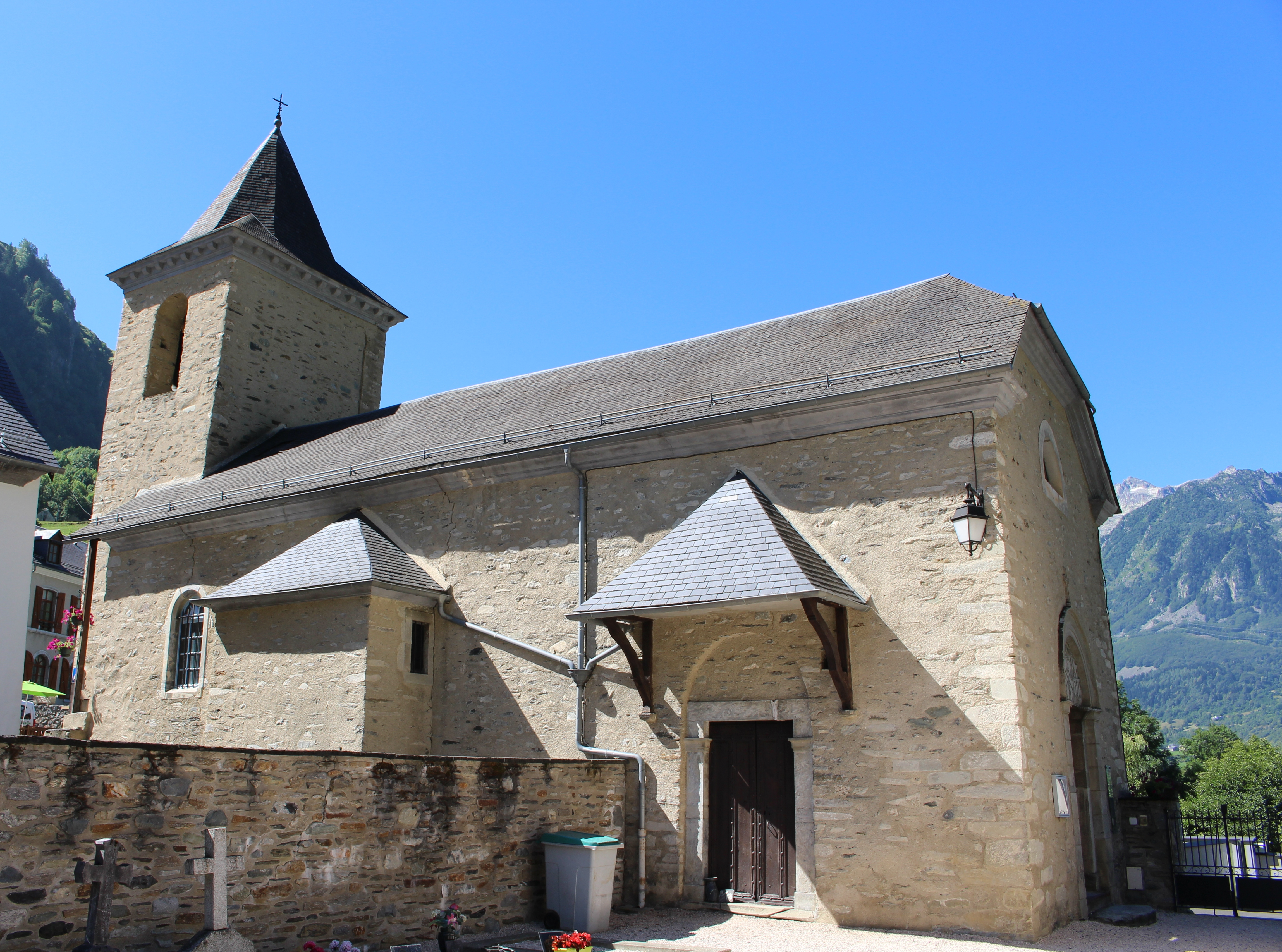
Viella église Saint-Michel
(42° 52′ 38″ N, 0° 00′ 49″ E)
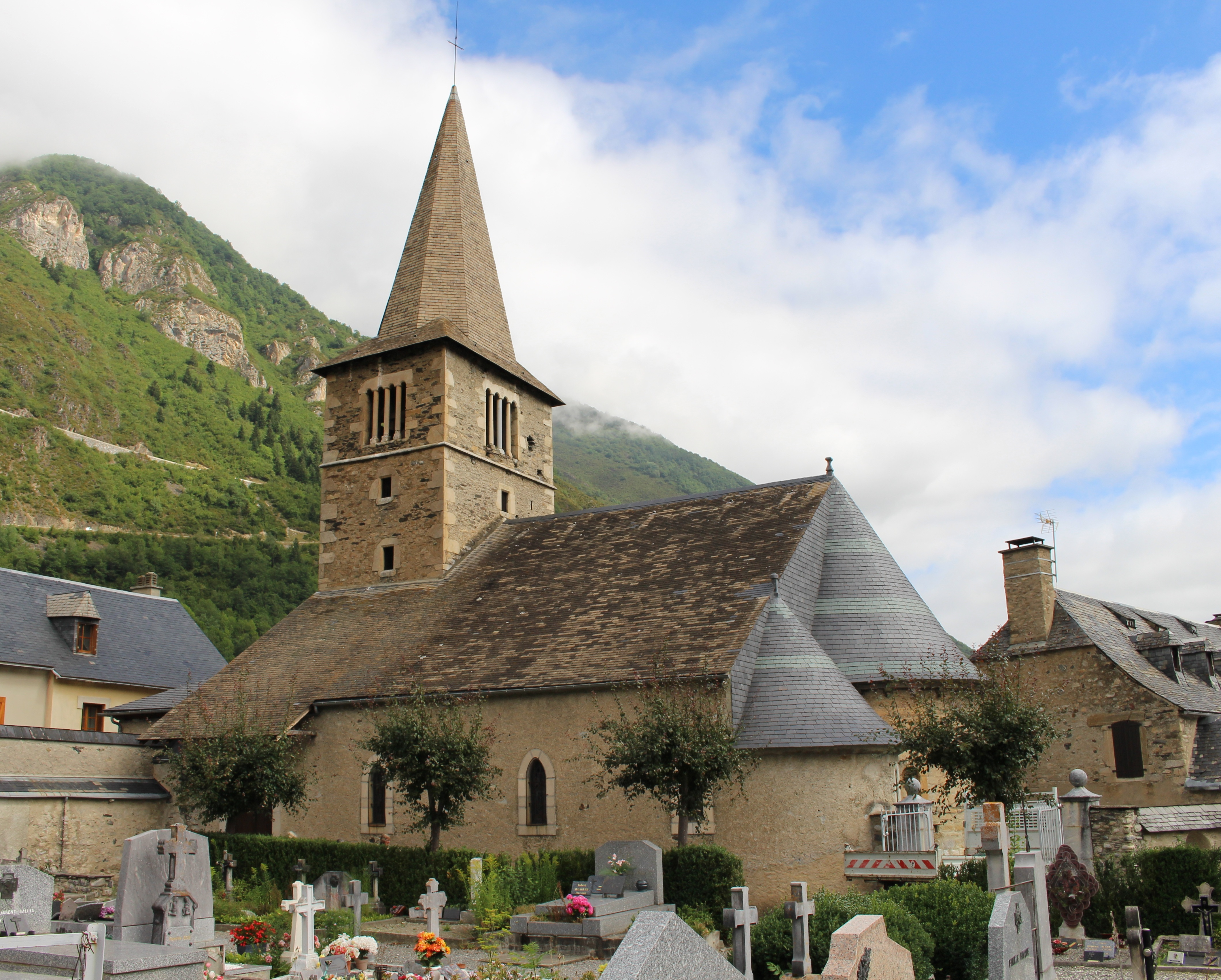
Vielle-Aure église Saint-Barthélemy
(42° 49′ 50″ N, 0° 19′ 32″ E)
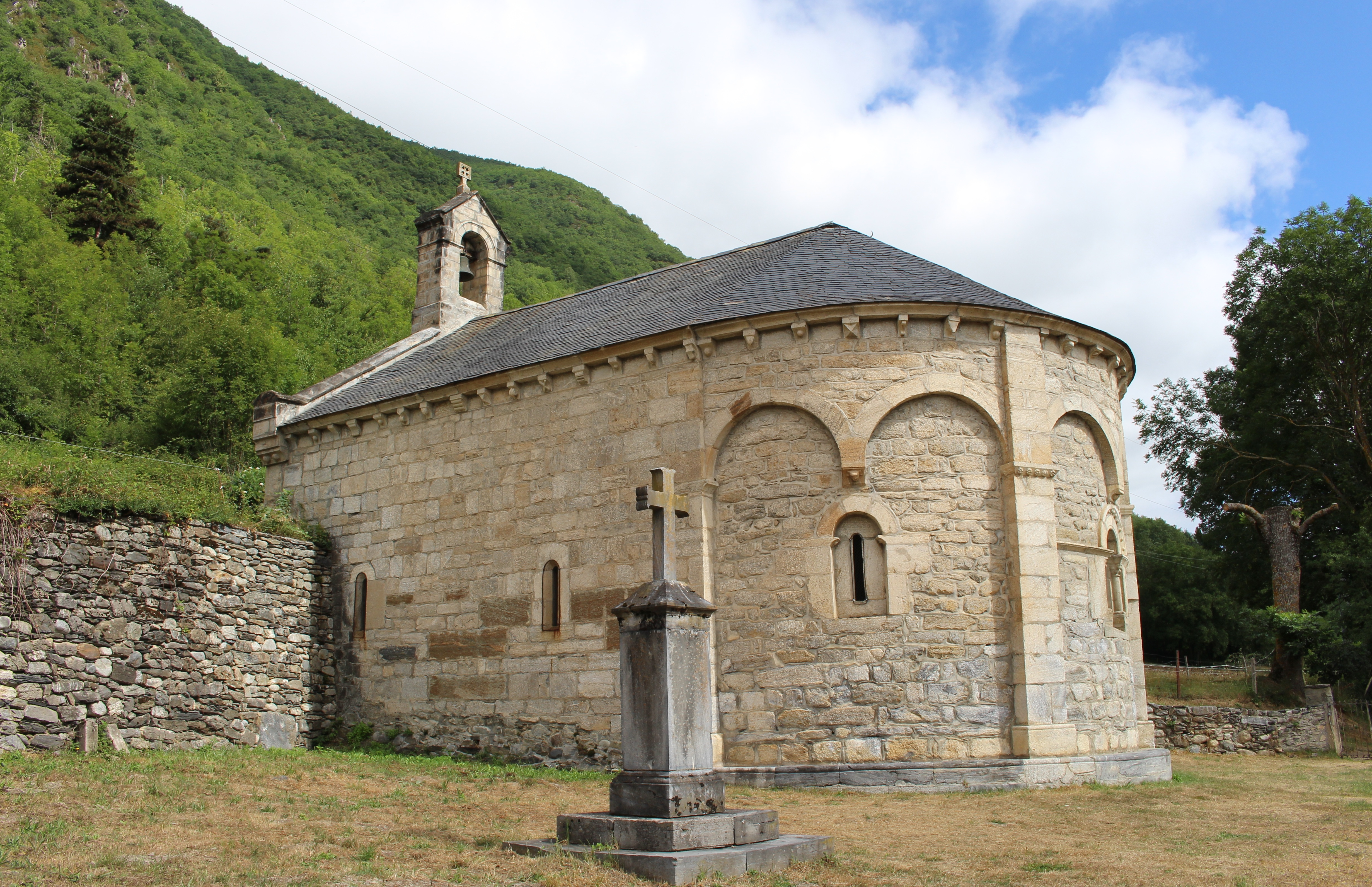
Vielle-Aure chapelle d'Agos
(42° 50′ 35″ N, 0° 20′ 12″ E)
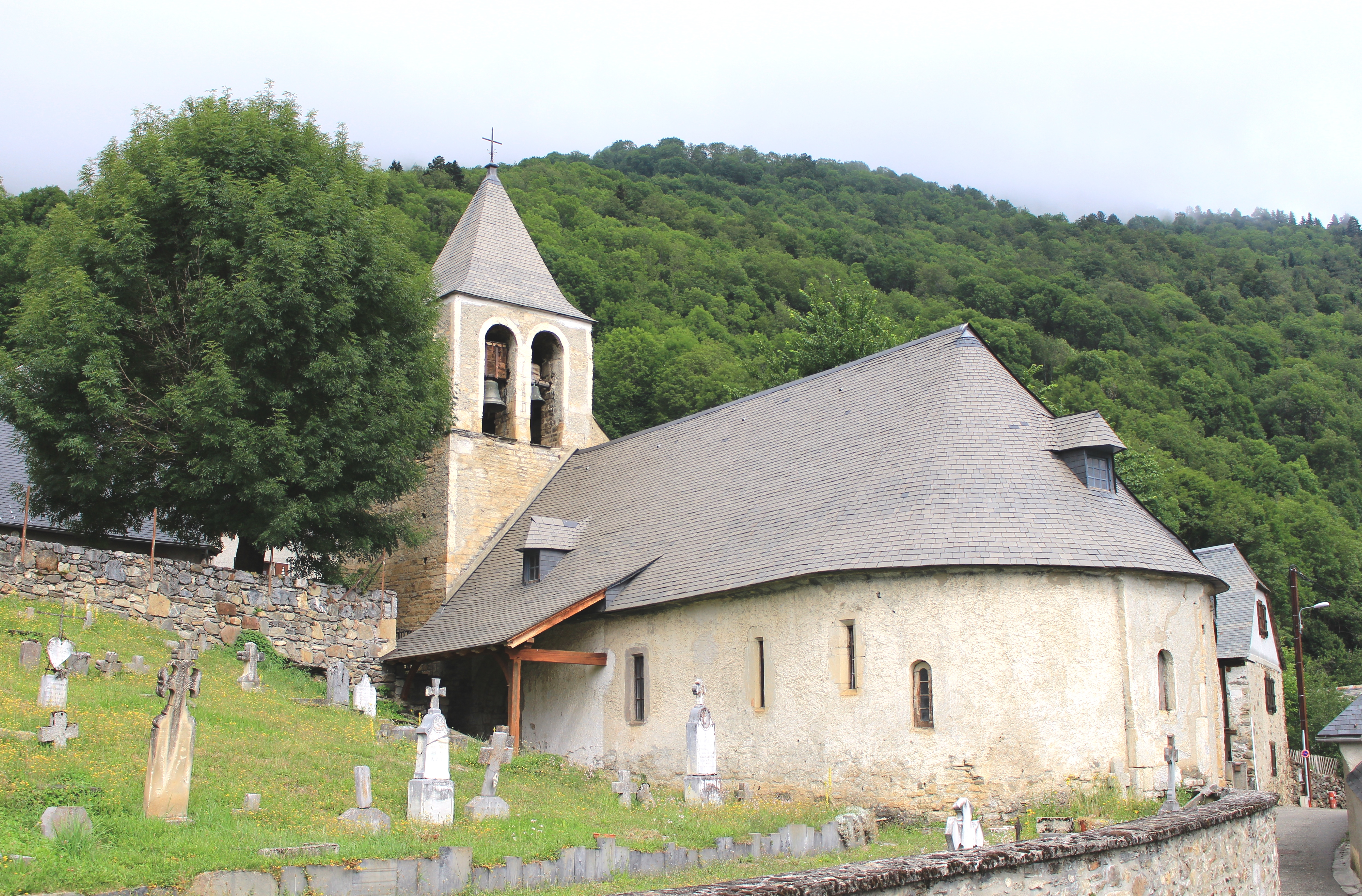
Vielle-Louron église Saint-Mercurial
(42° 50′ 03″ N, 0° 24′ 11″ E)
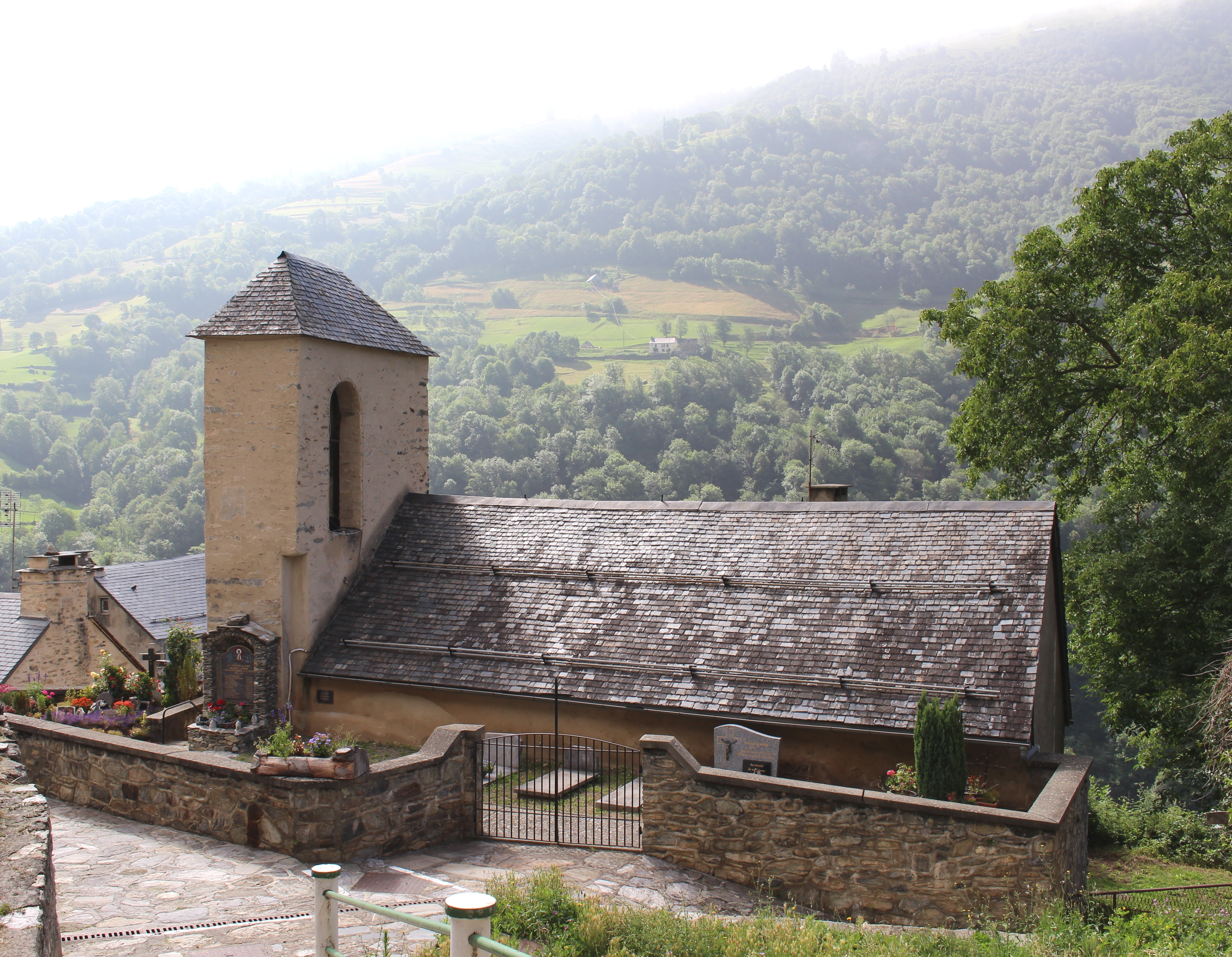
Viey église Saint-Sylvestre
(42° 52′ 56″ N, 0° 01′ 25″ E)
Villelongue Ortiac : abbaye ruinée de Saint-Orens
(42° 57′ 05″ N, 0° 02′ 05″ O)
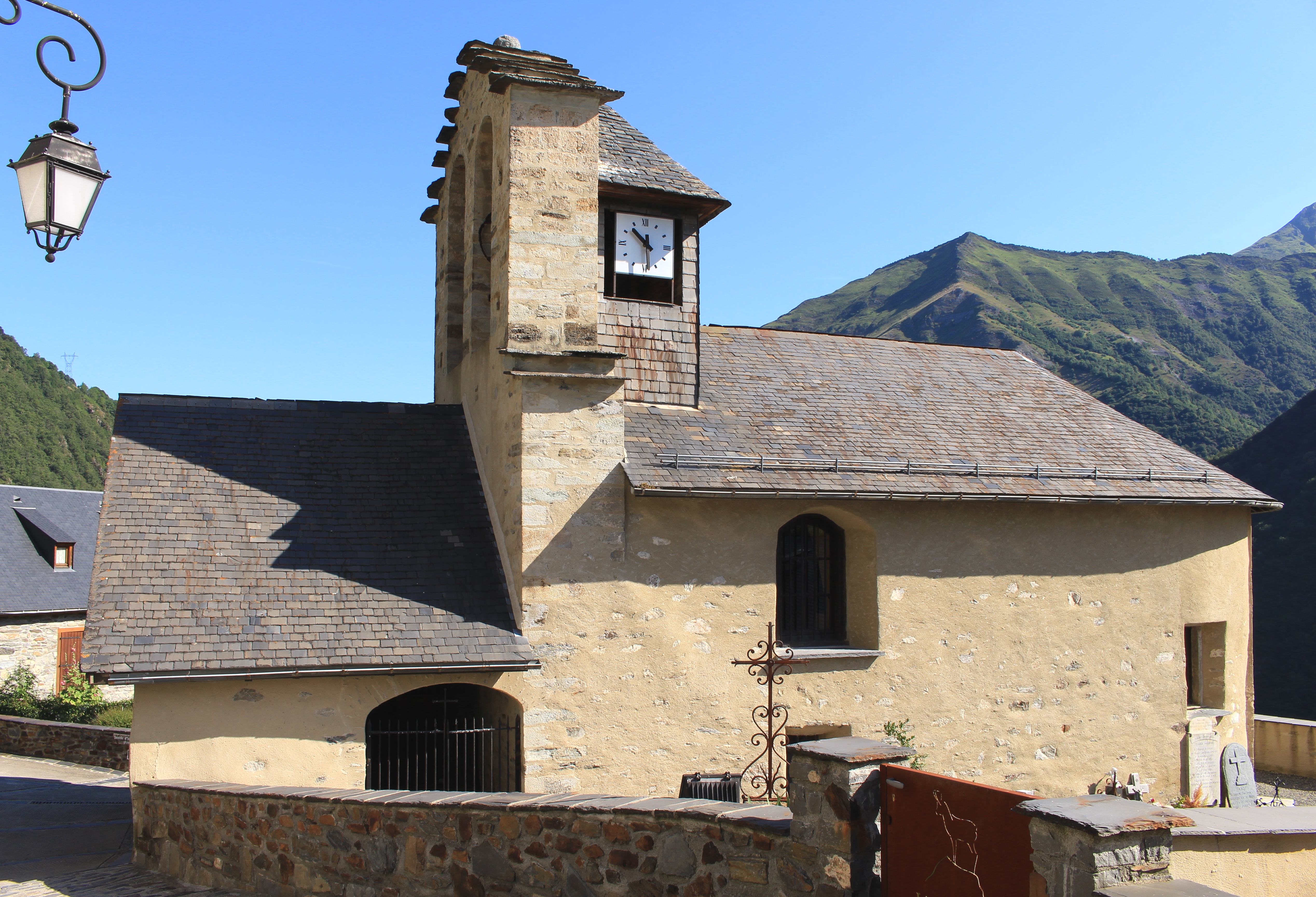
Viscos église de Viscos
(42° 54′ 39″ N, 0° 02′ 36″ O)
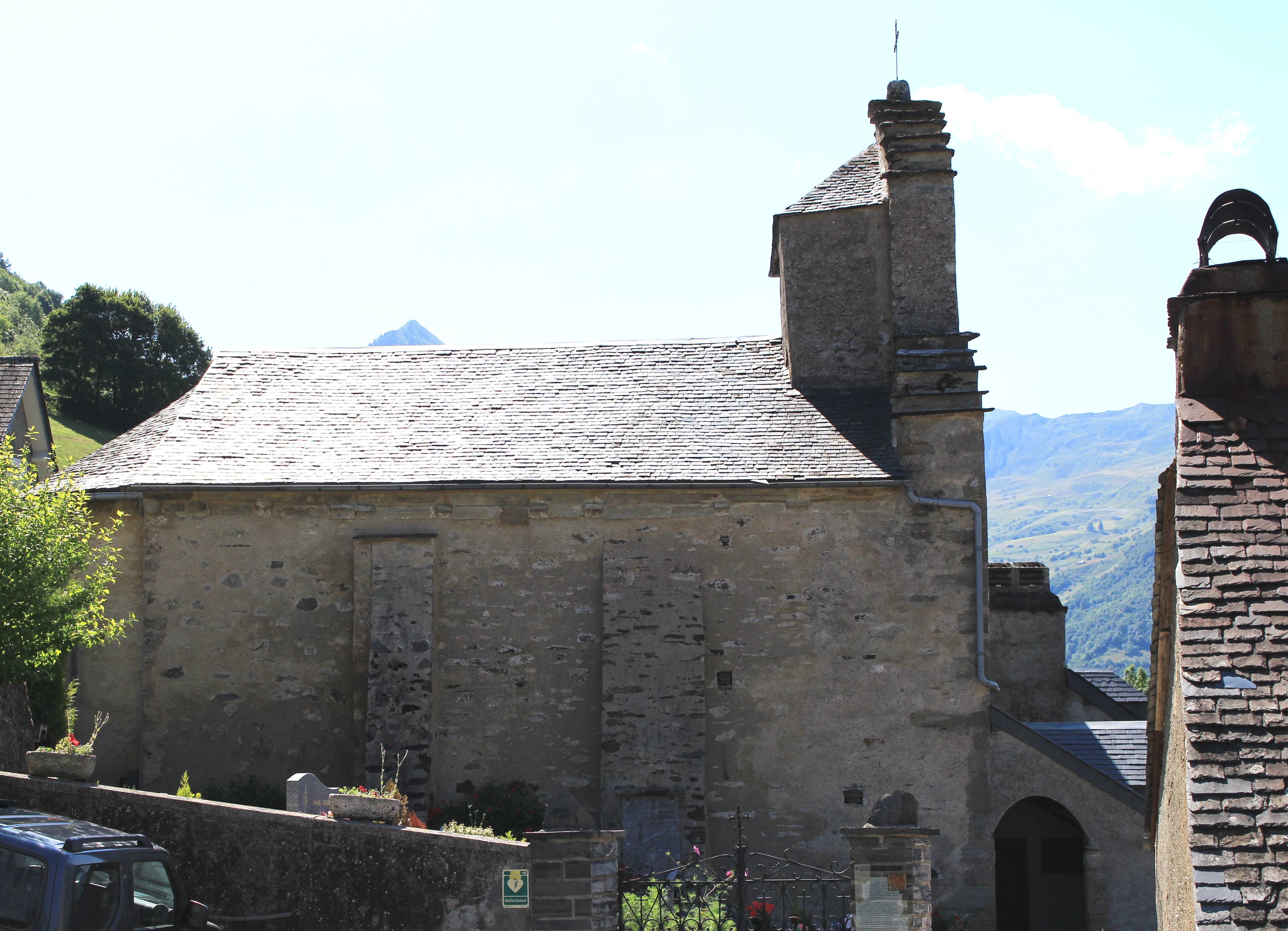
Vizos église Saint-Michel
(42° 53′ 24″ N, 0° 00′ 49″ O)

### Haute-Garonne

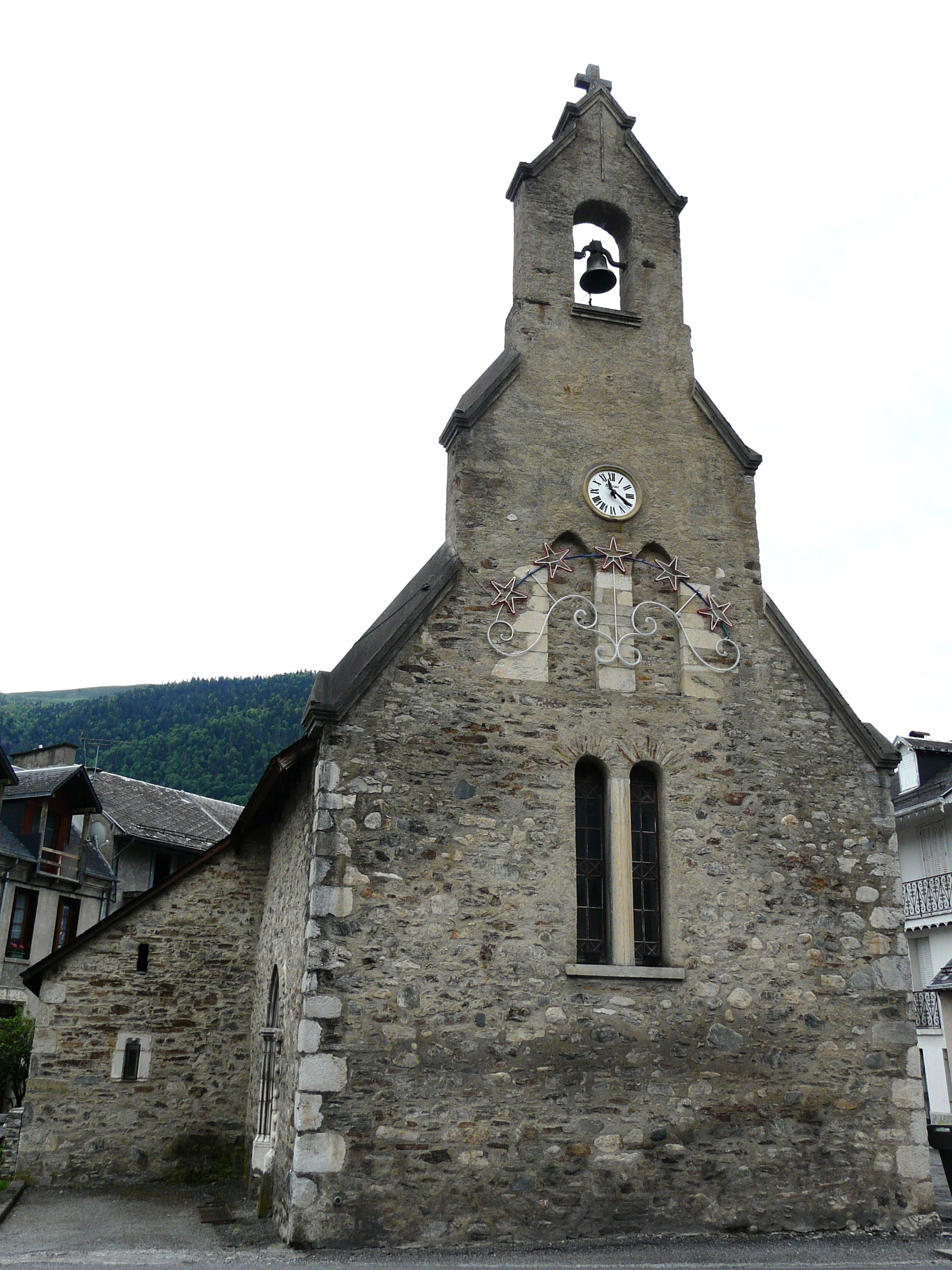
Bagnères-de-Luchon quartier de Barcugnas : chapelle Saint-Étienne
(42° 47′ 45″ N, 0° 35′ 42″ E)
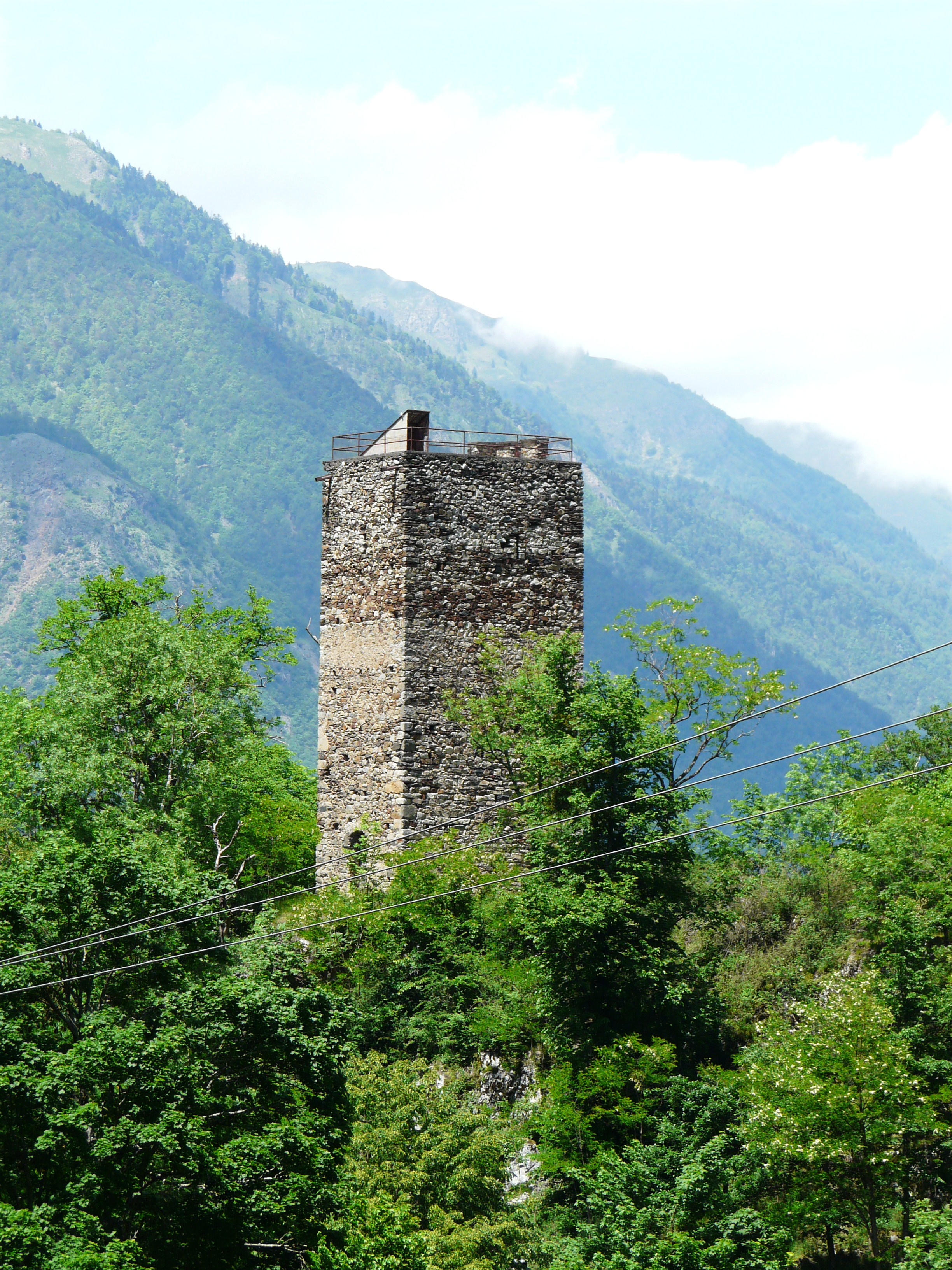
Castelvielh : tour de guet
(42° 46′ 03″ N, 0° 36′ 30″ E)
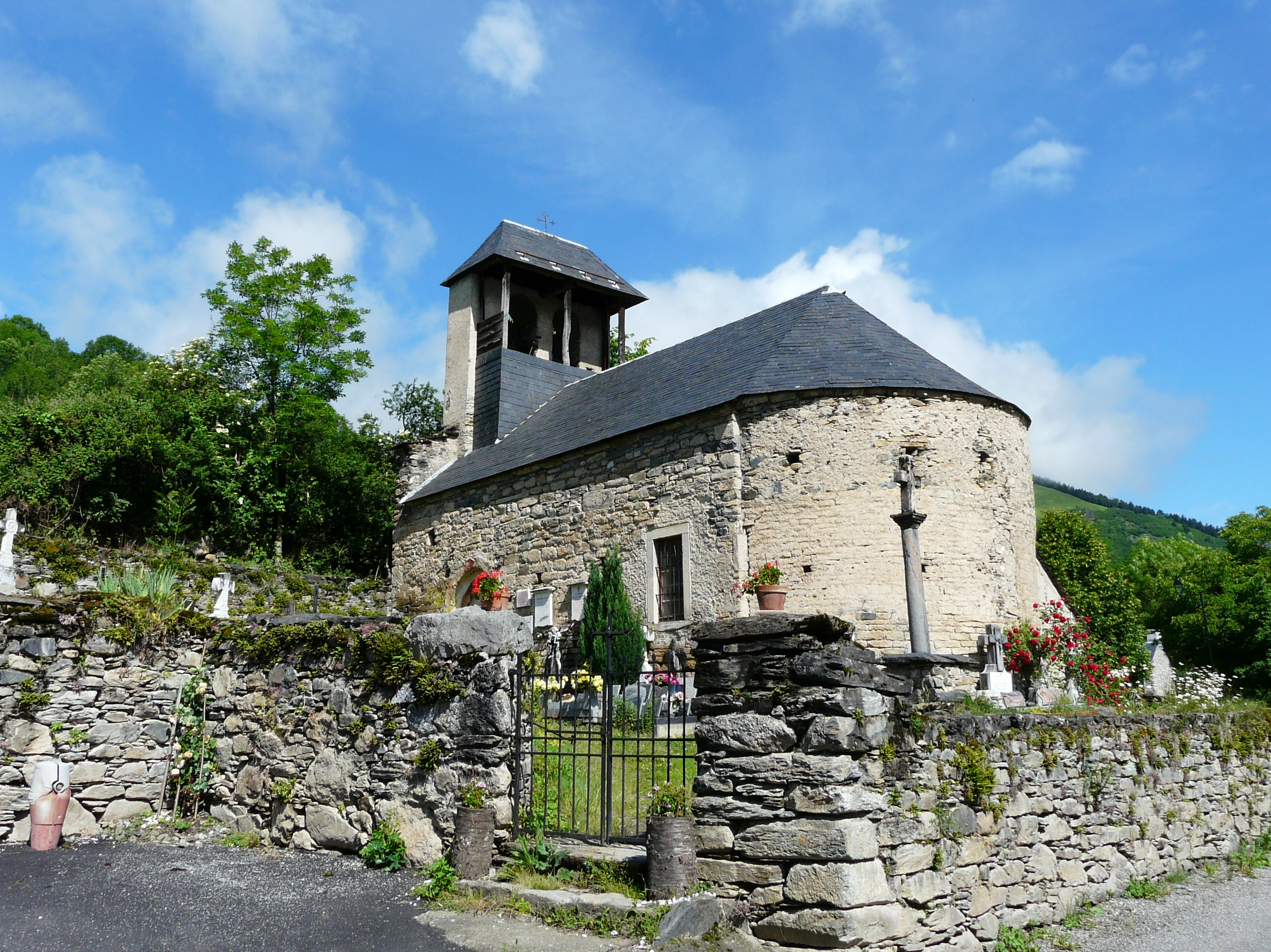
Benque-Dessous-et-Dessus église Saint-Geniès
(42° 48′ 54″ N, 0° 33′ 14″ E)
Bezins-Garraux Garraux : ancienne église Saint-Jean-Baptiste
(42° 55′ 51″ N, 0° 41′ 12″ E)
Billière église de Bernet
(42° 48′ 38″ N, 0° 32′ 02″ E)
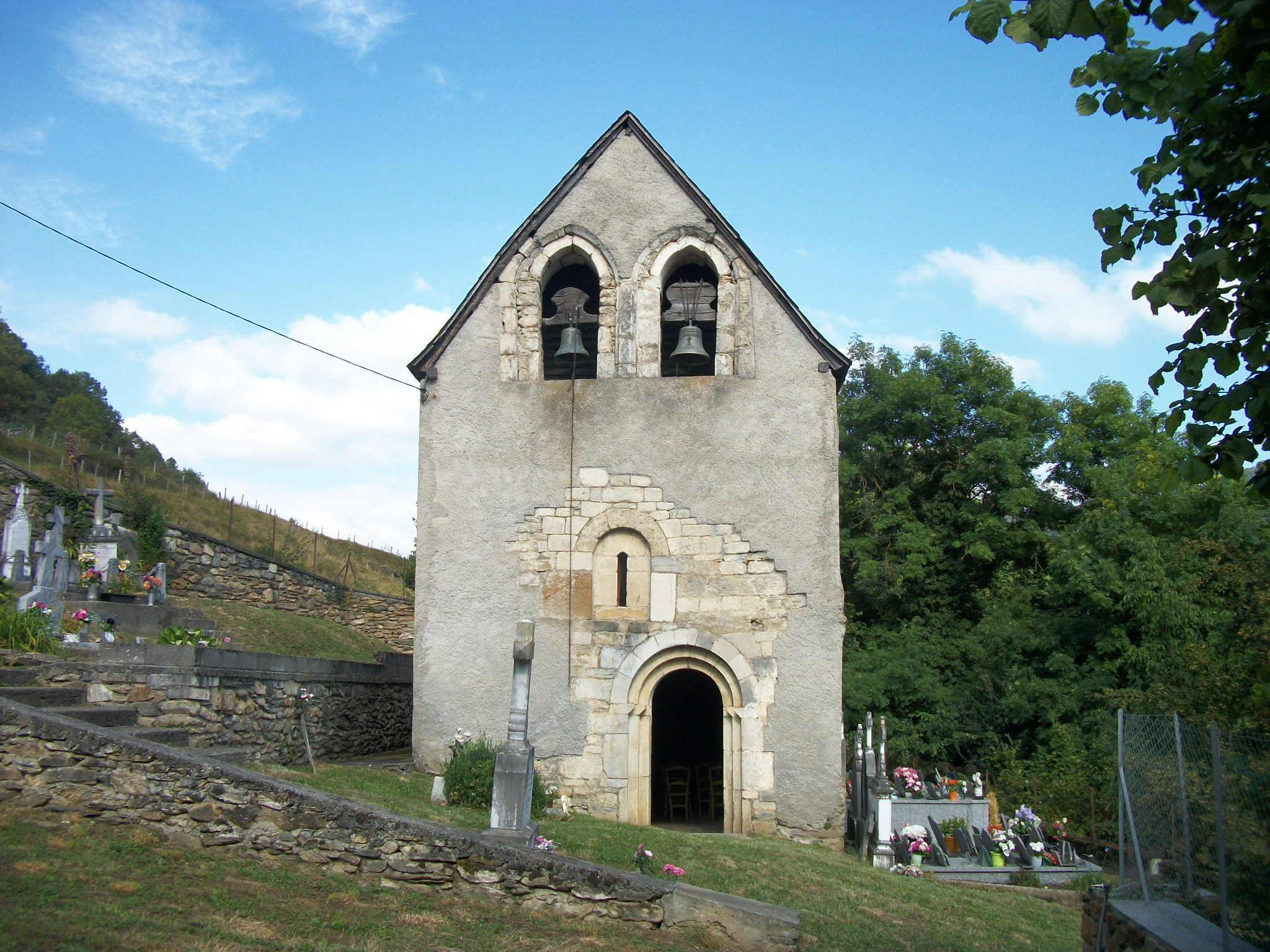
Binos église Saint-Laurent
(42° 54′ 01″ N, 0° 37′ 08″ E)
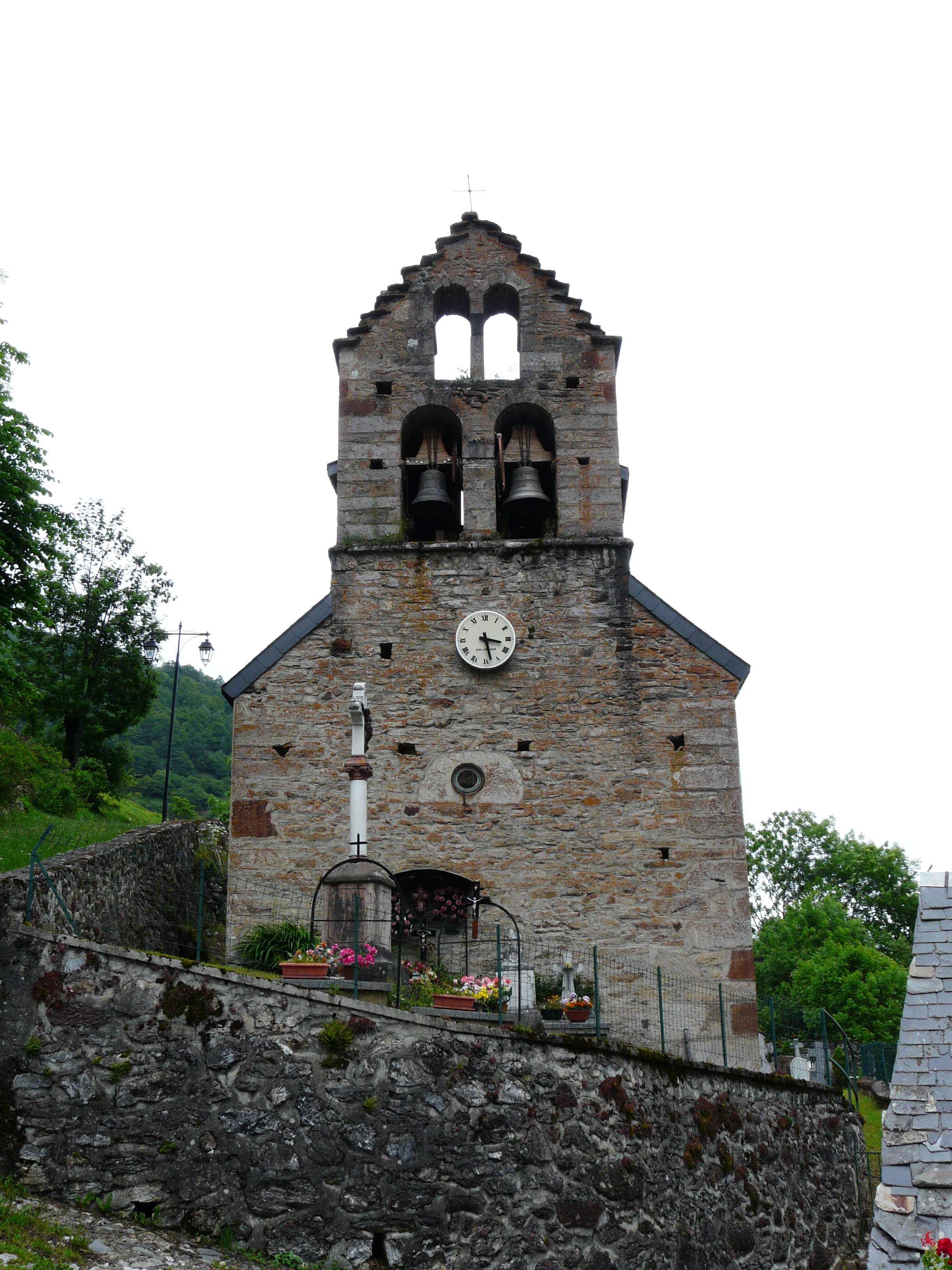
Bourg-d'Oueil église Saint-Blaise
(42° 51′ 33″ N, 0° 29′ 58″ E)
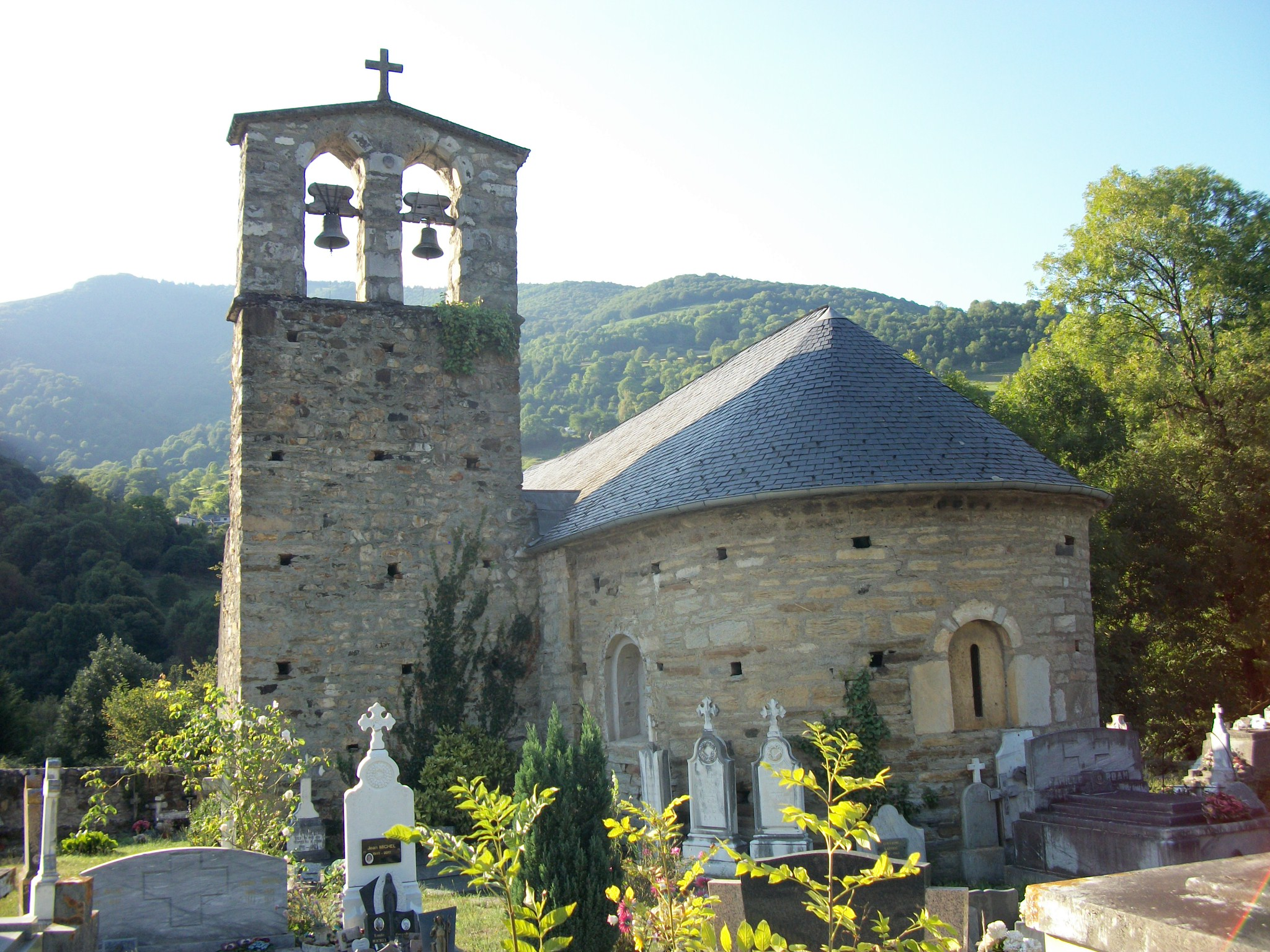
Burgalays chapelle Saint-André
(42° 53′ 39″ N, 0° 37′ 28″ E)
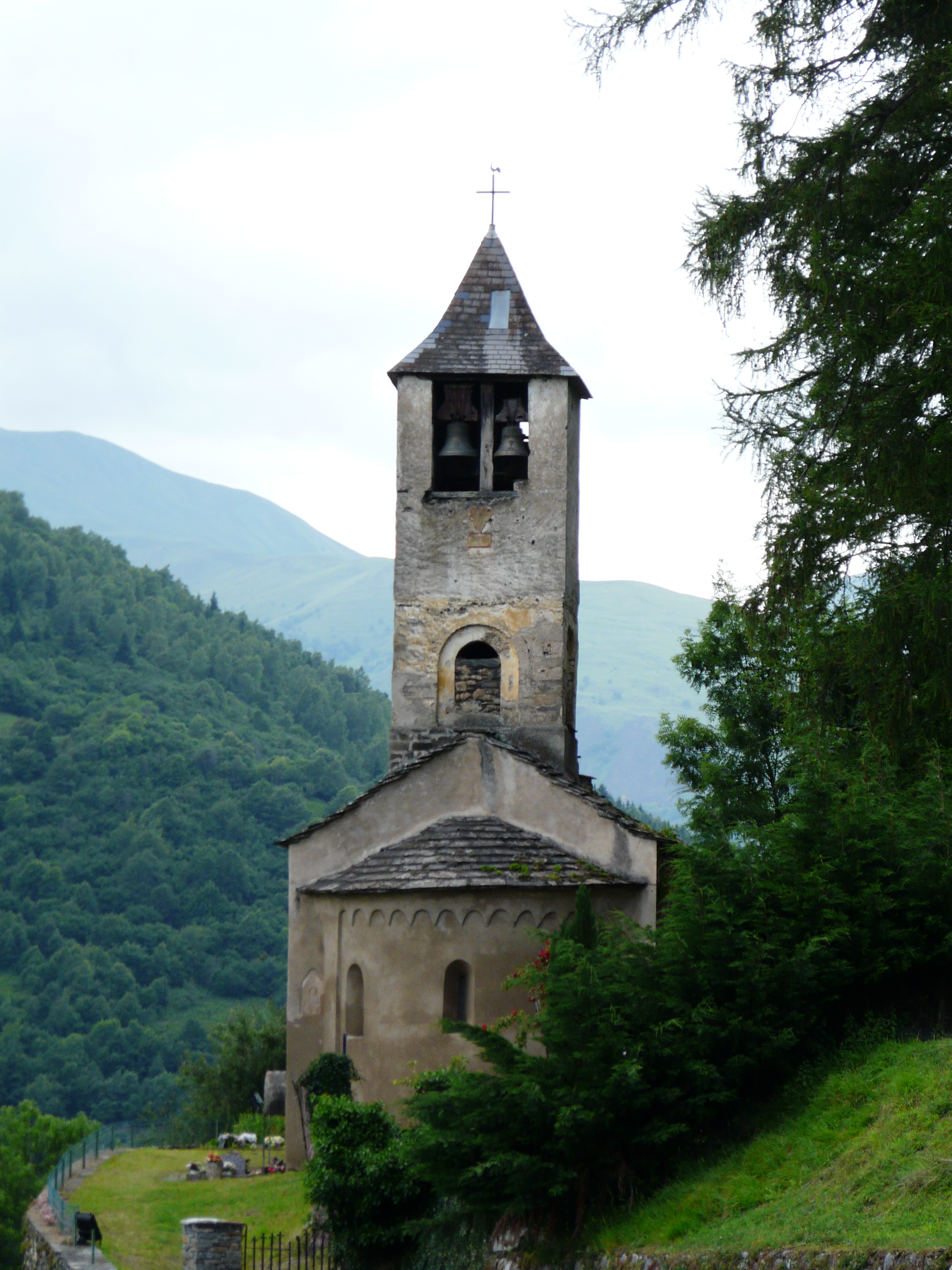
Cazarilh-Laspènes église Saint-Martin
(42° 47′ 57″ N, 0° 34′ 33″ E)
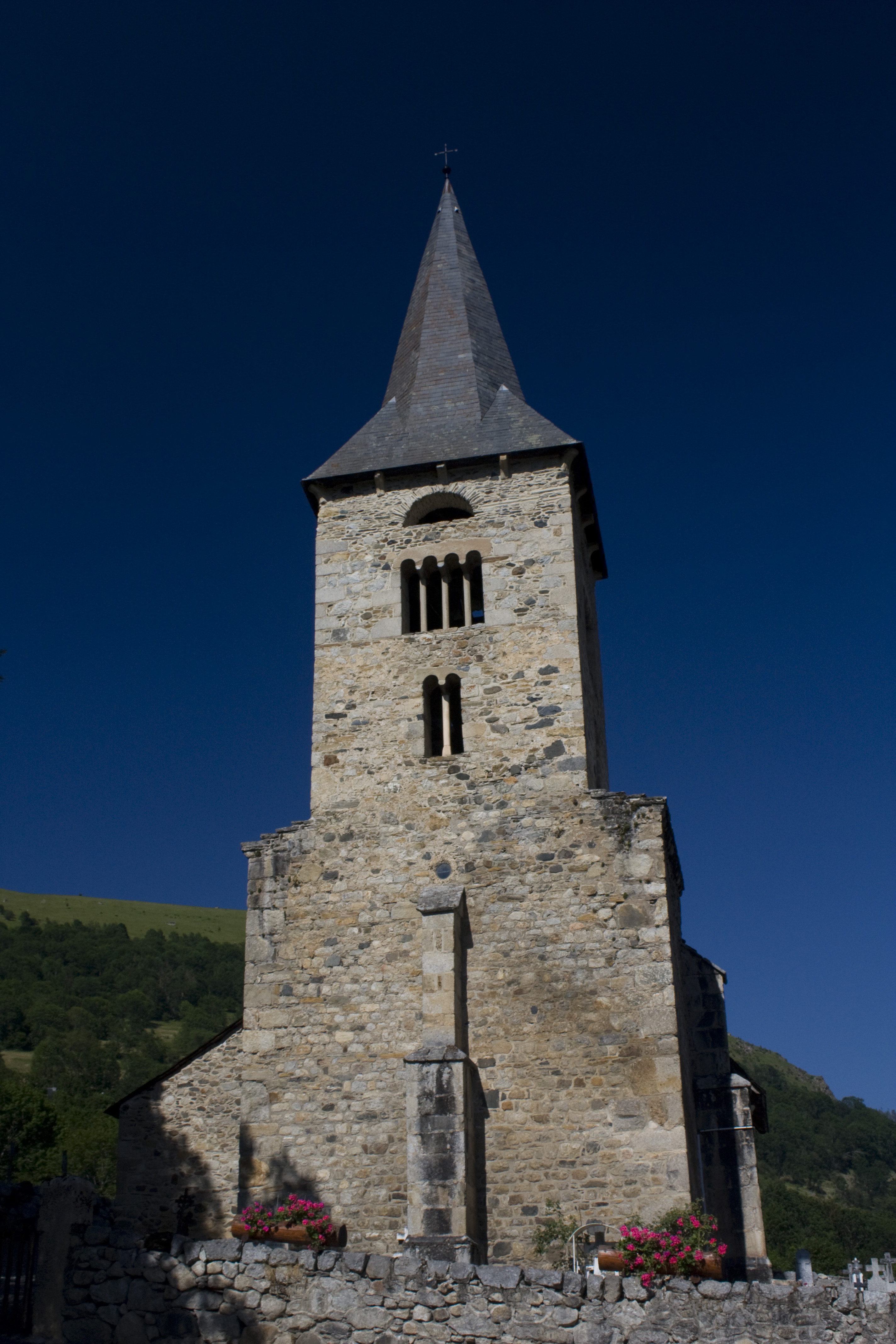
Cazeaux-de-Larboust église Sainte-Anne
(42° 48′ 27″ N, 0° 31′ 51″ E)
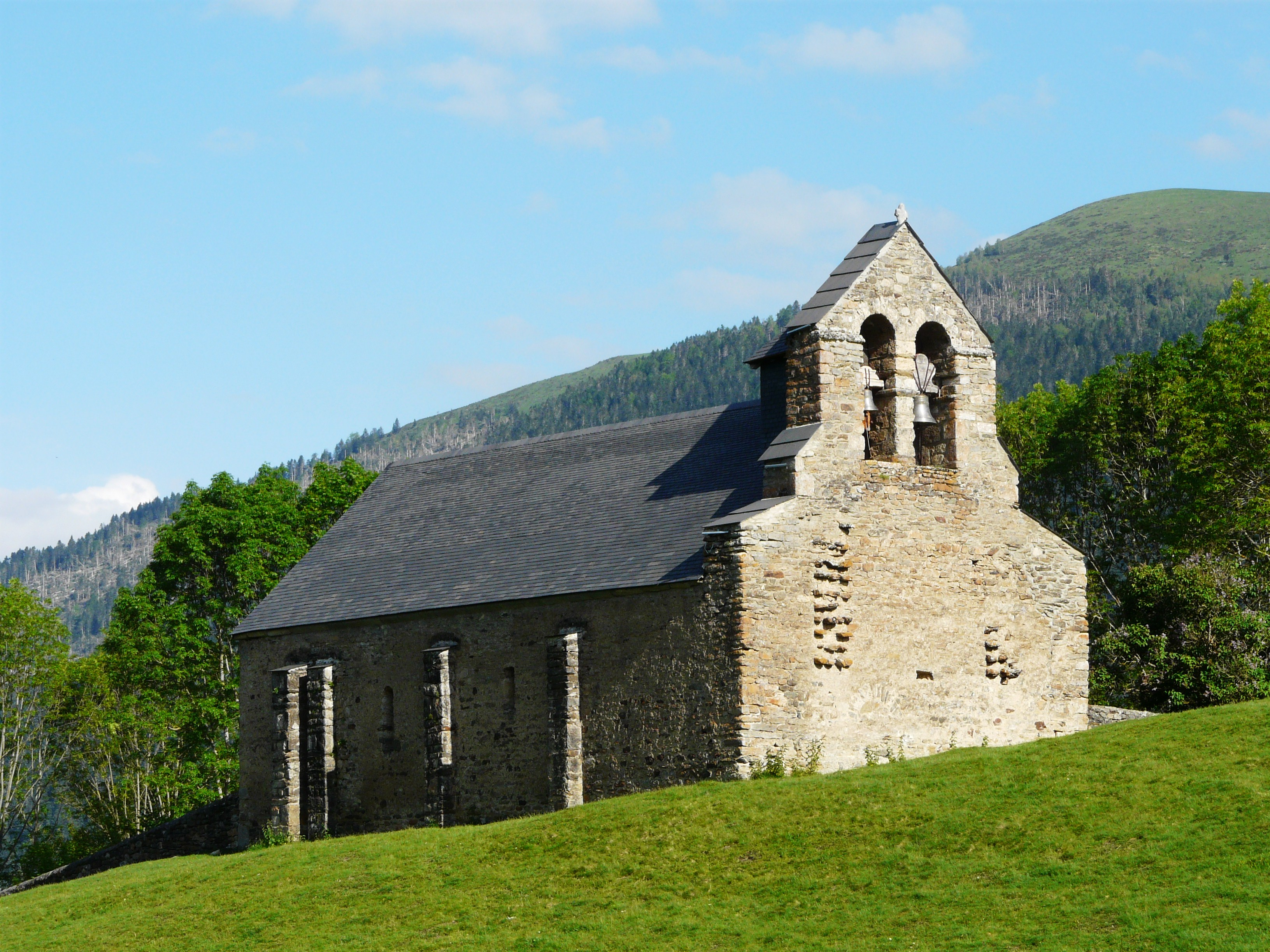
Garin Saint-Tritous : Chapelle Saint-Pé-de-la-Moraine
(42° 48′ 26″ N, 0° 30′ 39″ E)
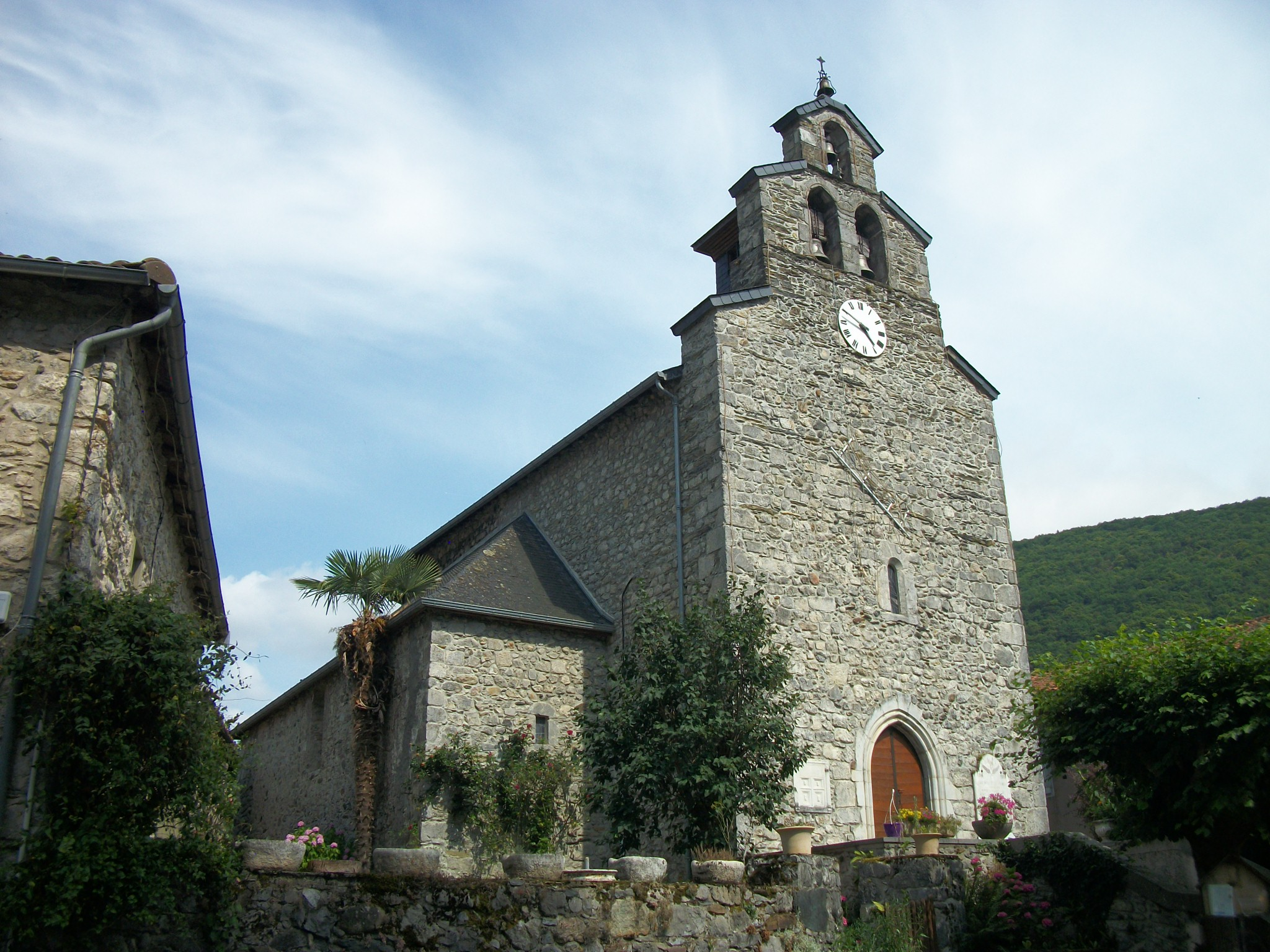
Génos église Saint-Roch
(43° 00′ 01″ N, 0° 40′ 25″ E)
Gouaux-de-Larboust église Saint-Exupère
(42° 47′ 42″ N, 0° 29′ 25″ E)
Larroque donjon
(43° 11′ 36″ N, 0° 36′ 34″ E)
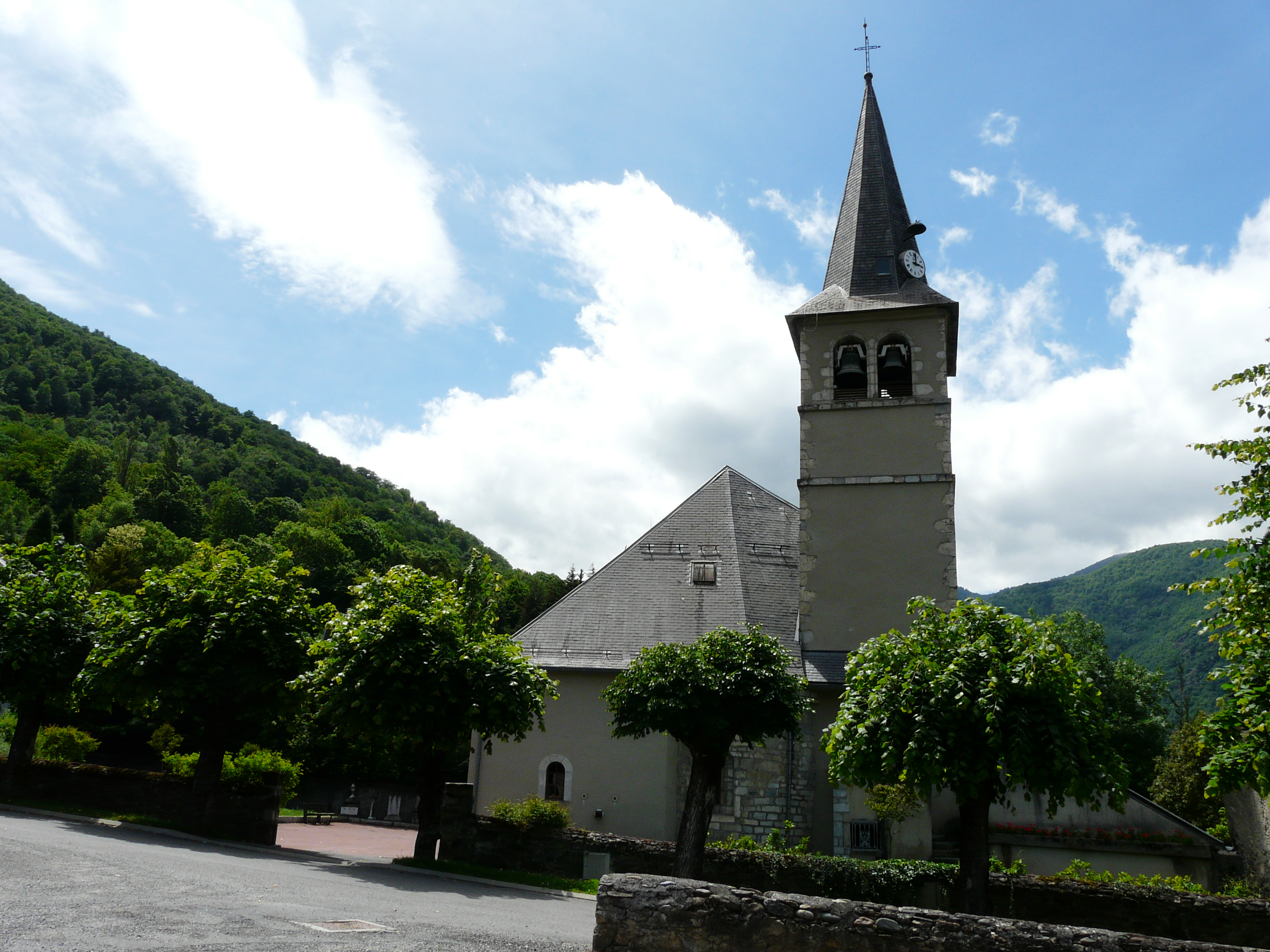
Marignac église Sainte-Marie
(42° 54′ 45″ N, 0° 39′ 28″ E)
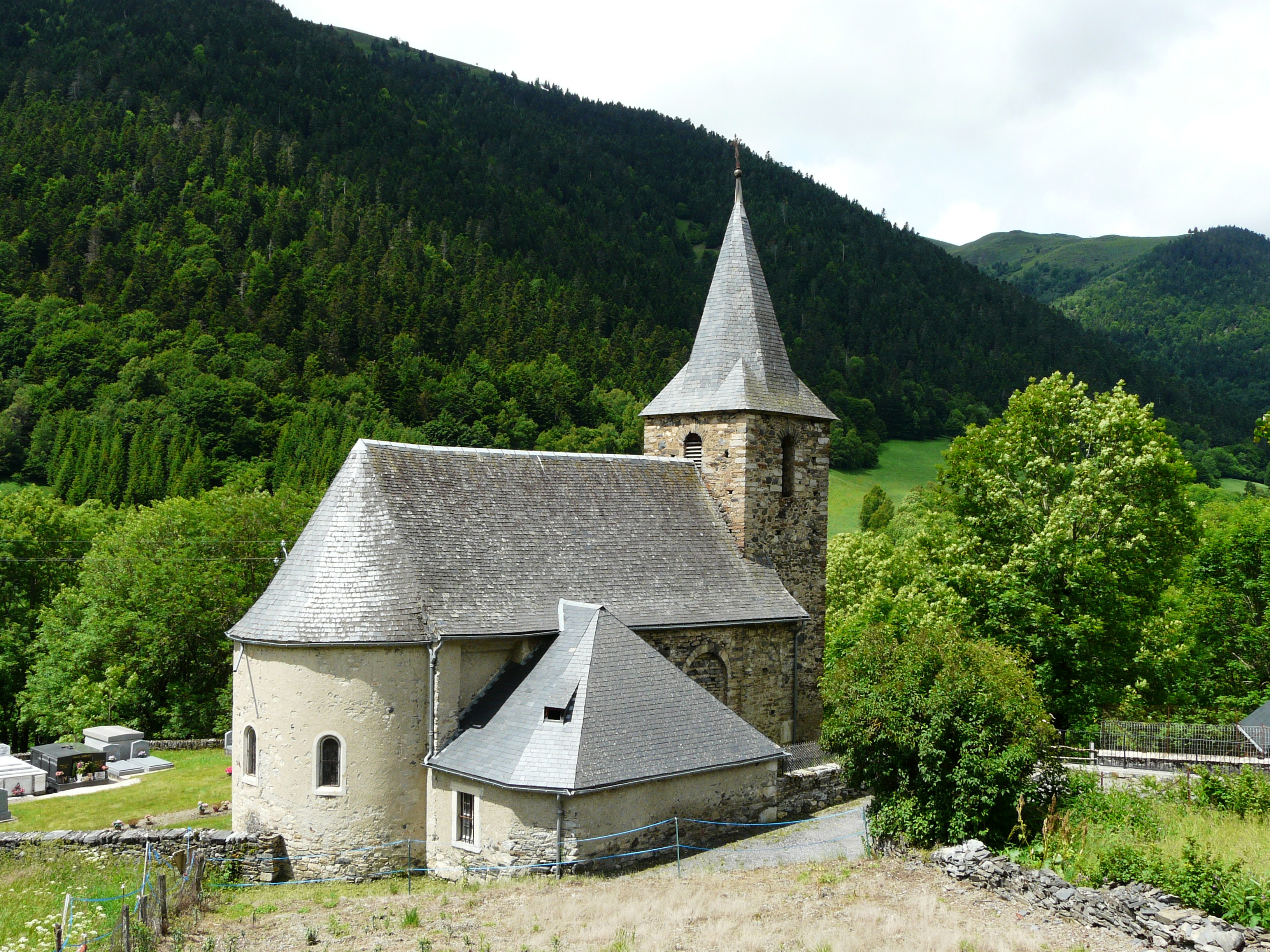
Mayrègne église Saint-Pierre
(42° 50′ 31″ N, 0° 32′ 25″ E)
Mazères-sur-Salat chapelle Sainte-Matrone
(43° 07′ 38″ N, 0° 58′ 05″ E)
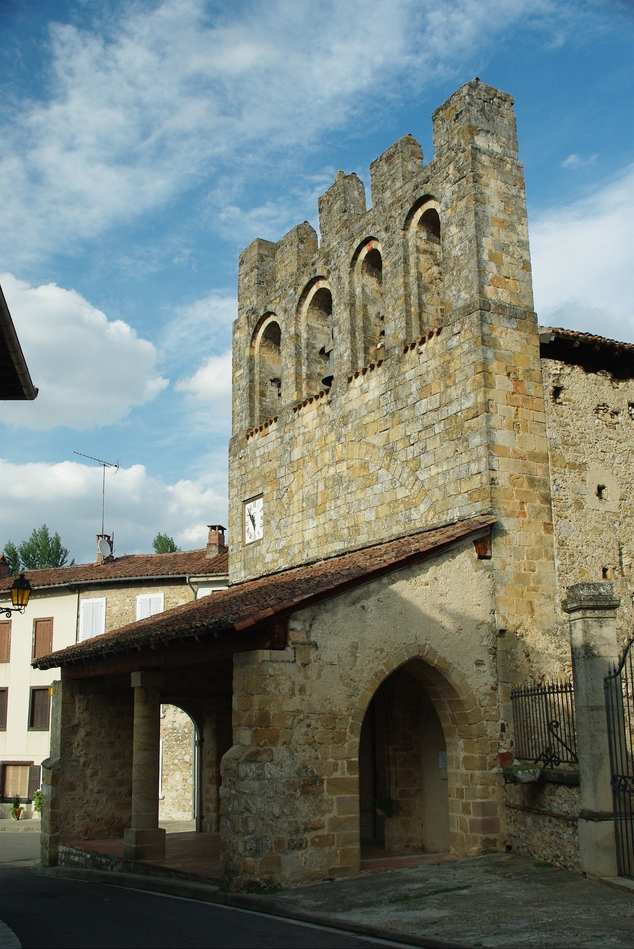
Montbrun-Bocage église Saint-Jean
(43° 07′ 41″ N, 1° 16′ 06″ E)
chapelle de Montaut
(43° 06′ 53″ N, 1° 16′ 41″ E)
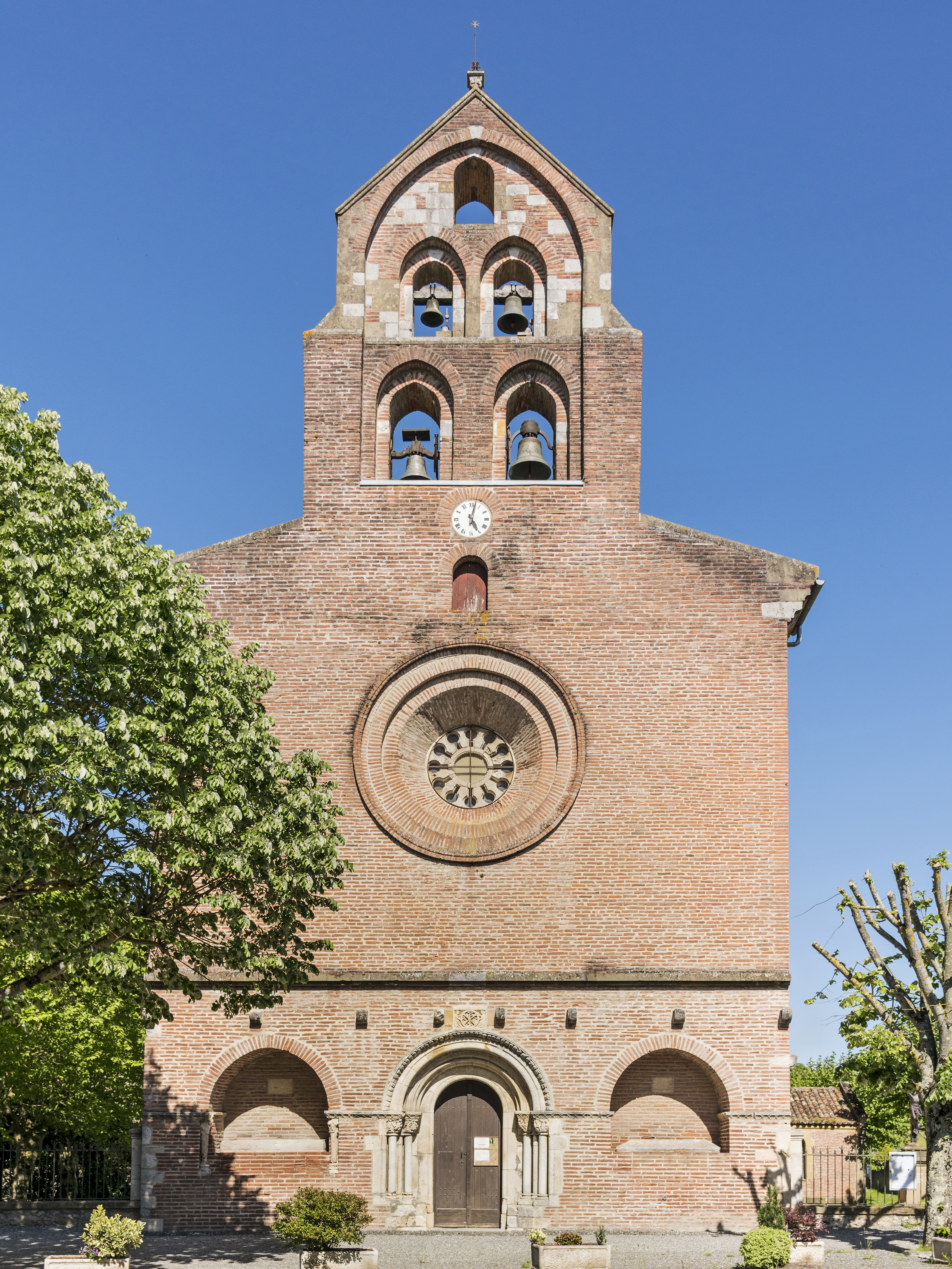
Montsaunès église Saint-Christophe
(43° 06′ 44″ N, 0° 56′ 15″ E)
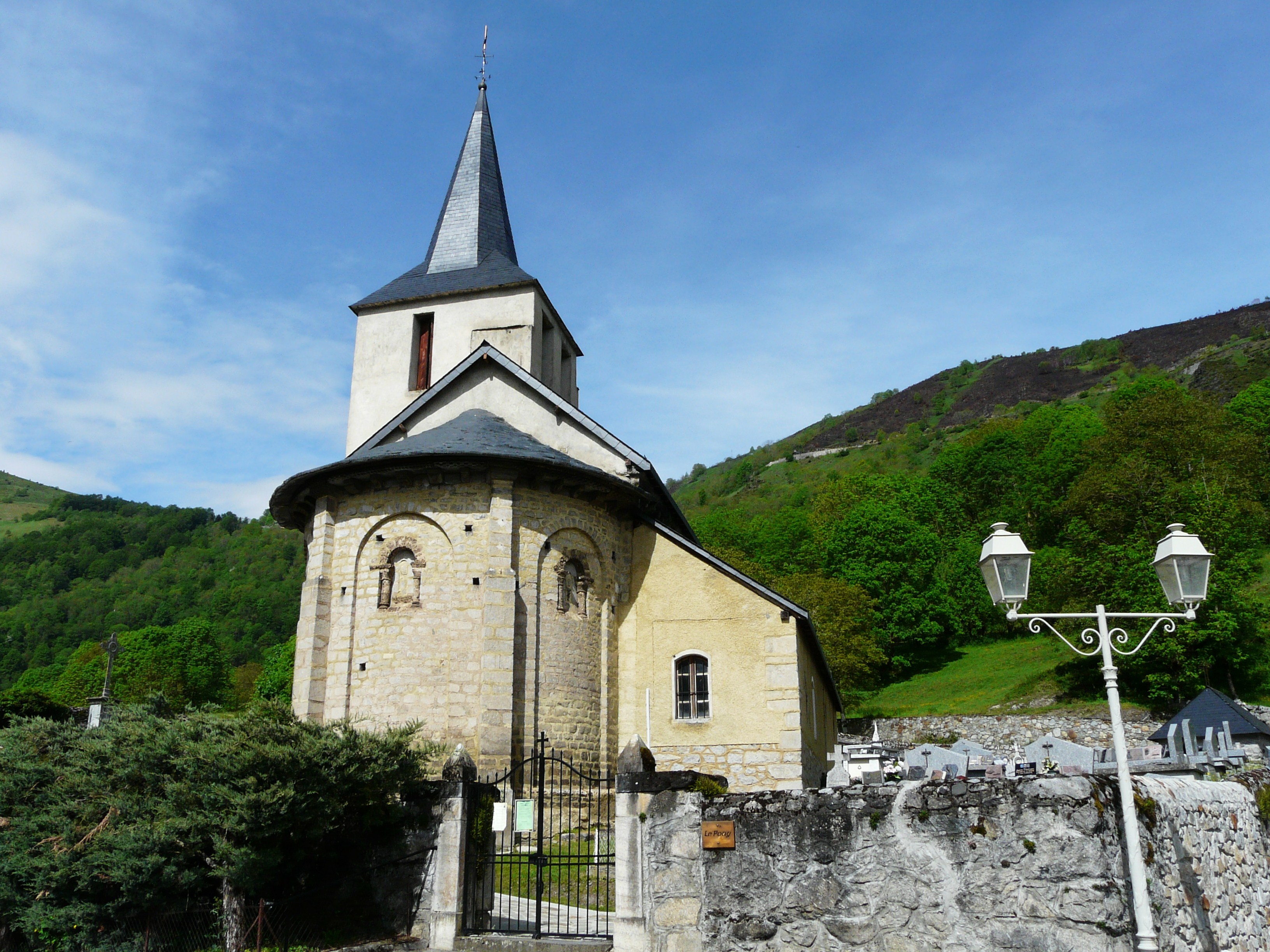
Oô église Saint-Jacques
(42° 47′ 54″ N, 0° 30′ 23″ E)
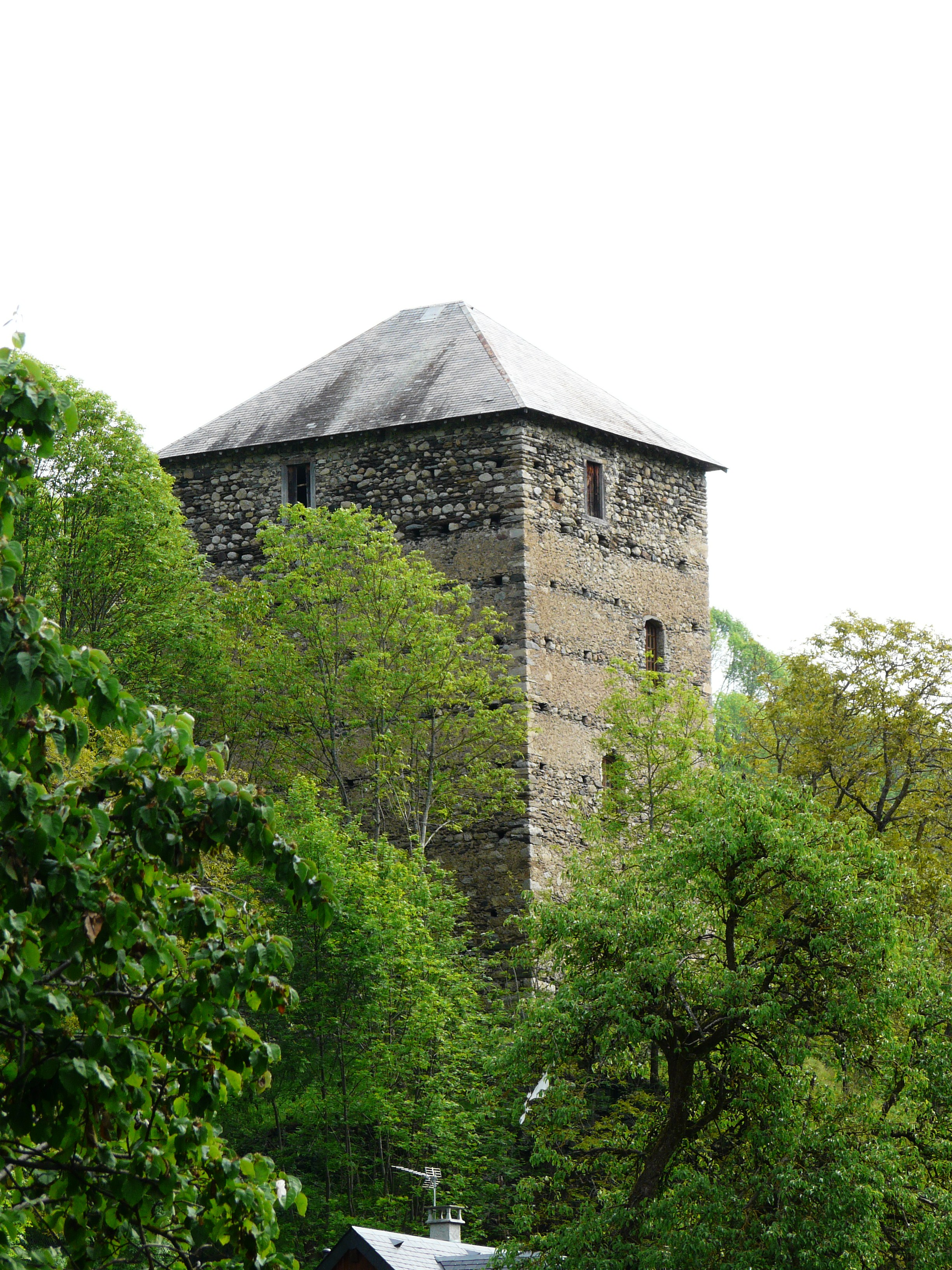
tour à signaux de Castet
(42° 47′ 58″ N, 0° 30′ 32″ E)
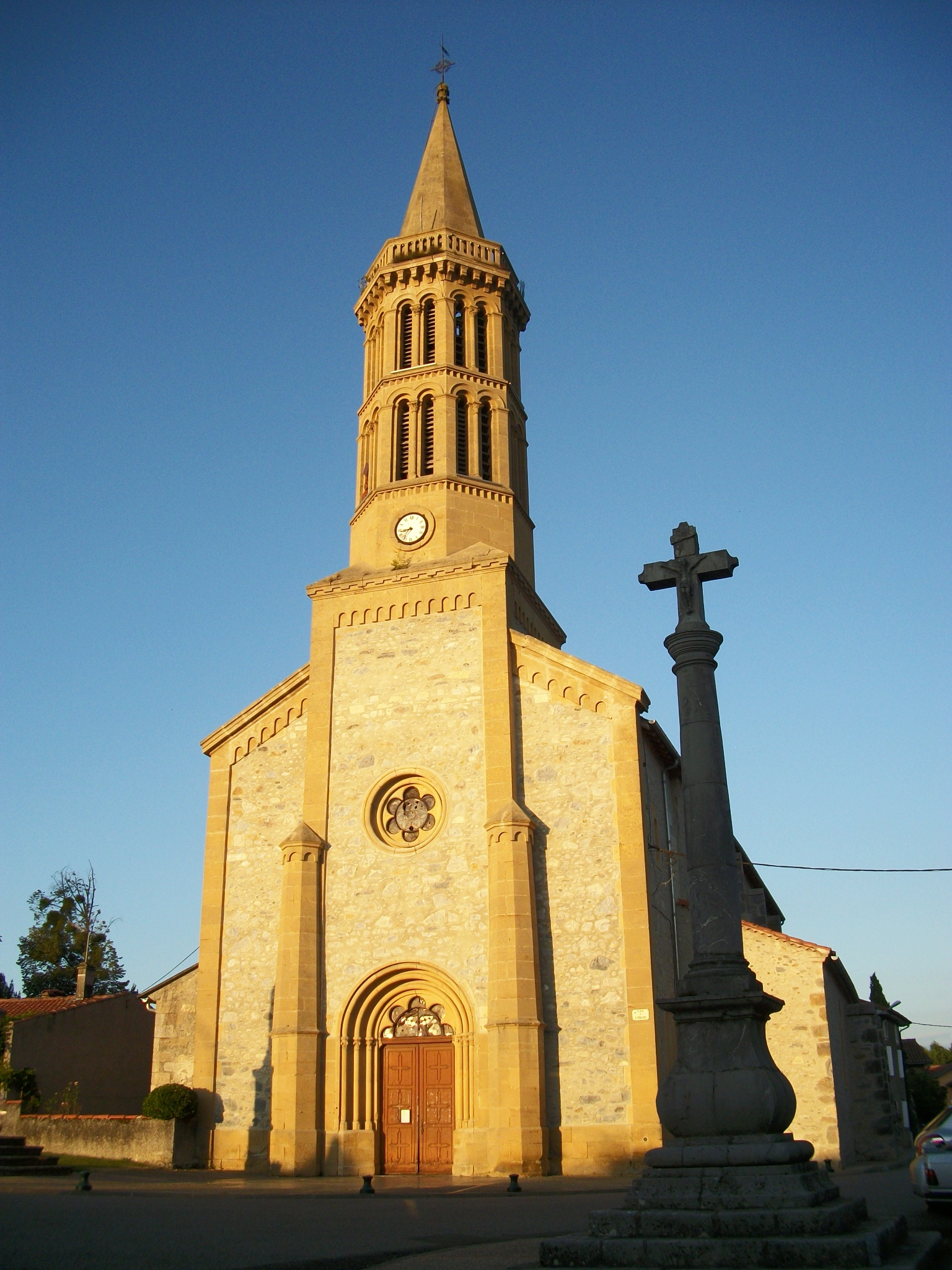
Pointis-Inard église Saint-Sernin
(43° 05′ 10″ N, 0° 48′ 47″ E)
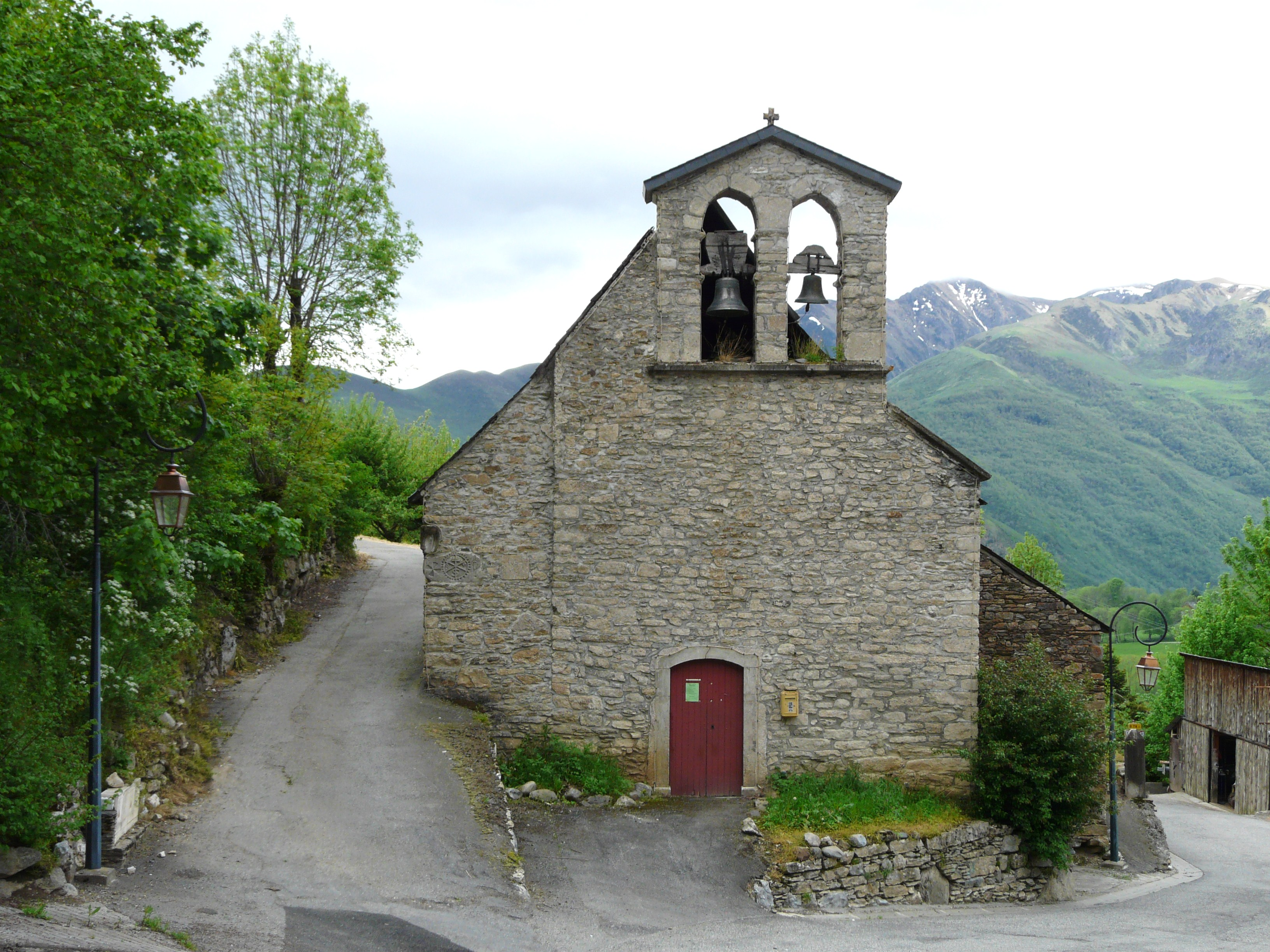
Poubeau église Saint-Simplice
(42° 48′ 45″ N, 0° 29′ 53″ E)
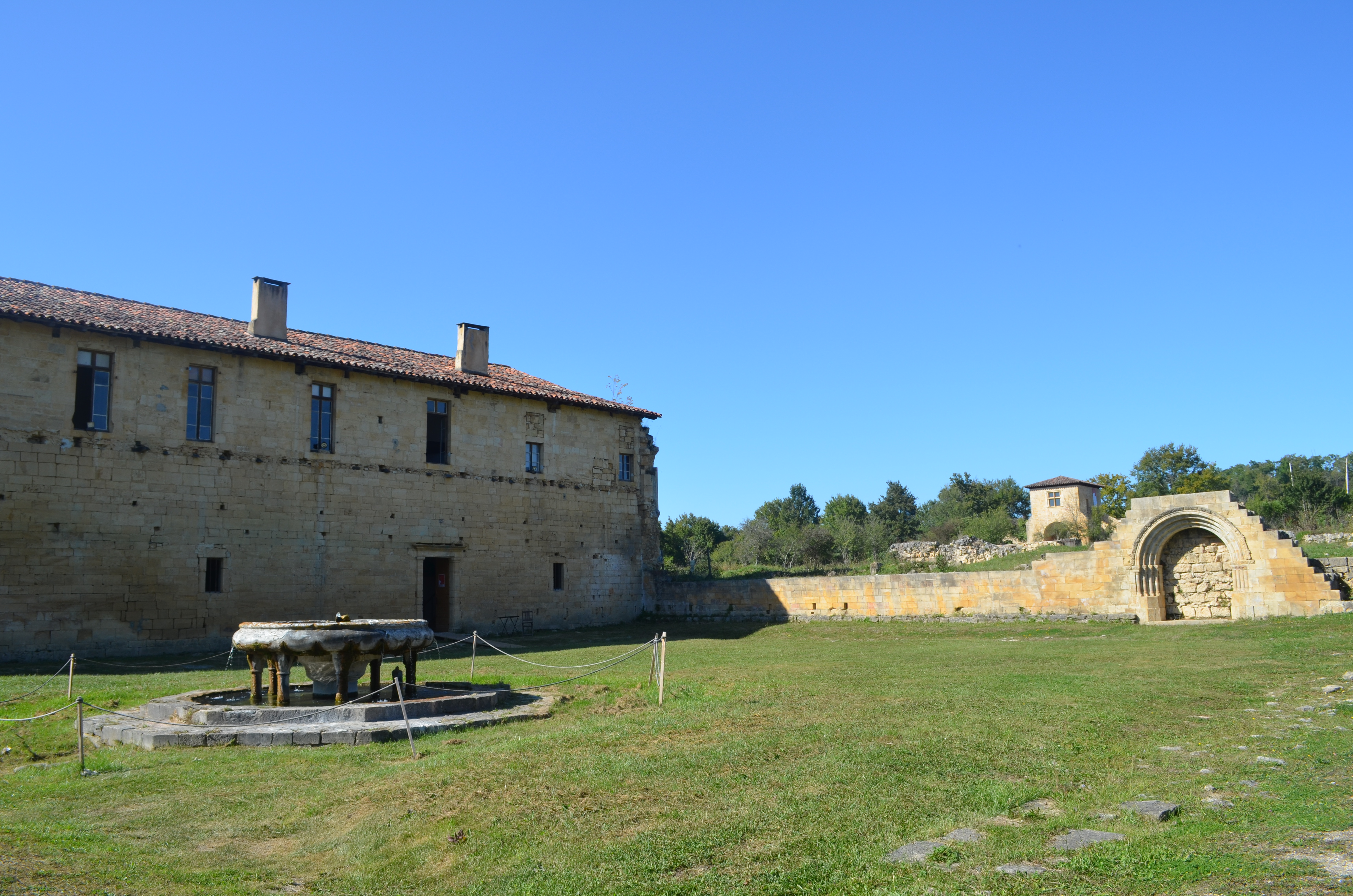
Proupiary ancienne abbaye cistercienne de Bonnefont
(43° 08′ 27″ N, 0° 52′ 27″ E)
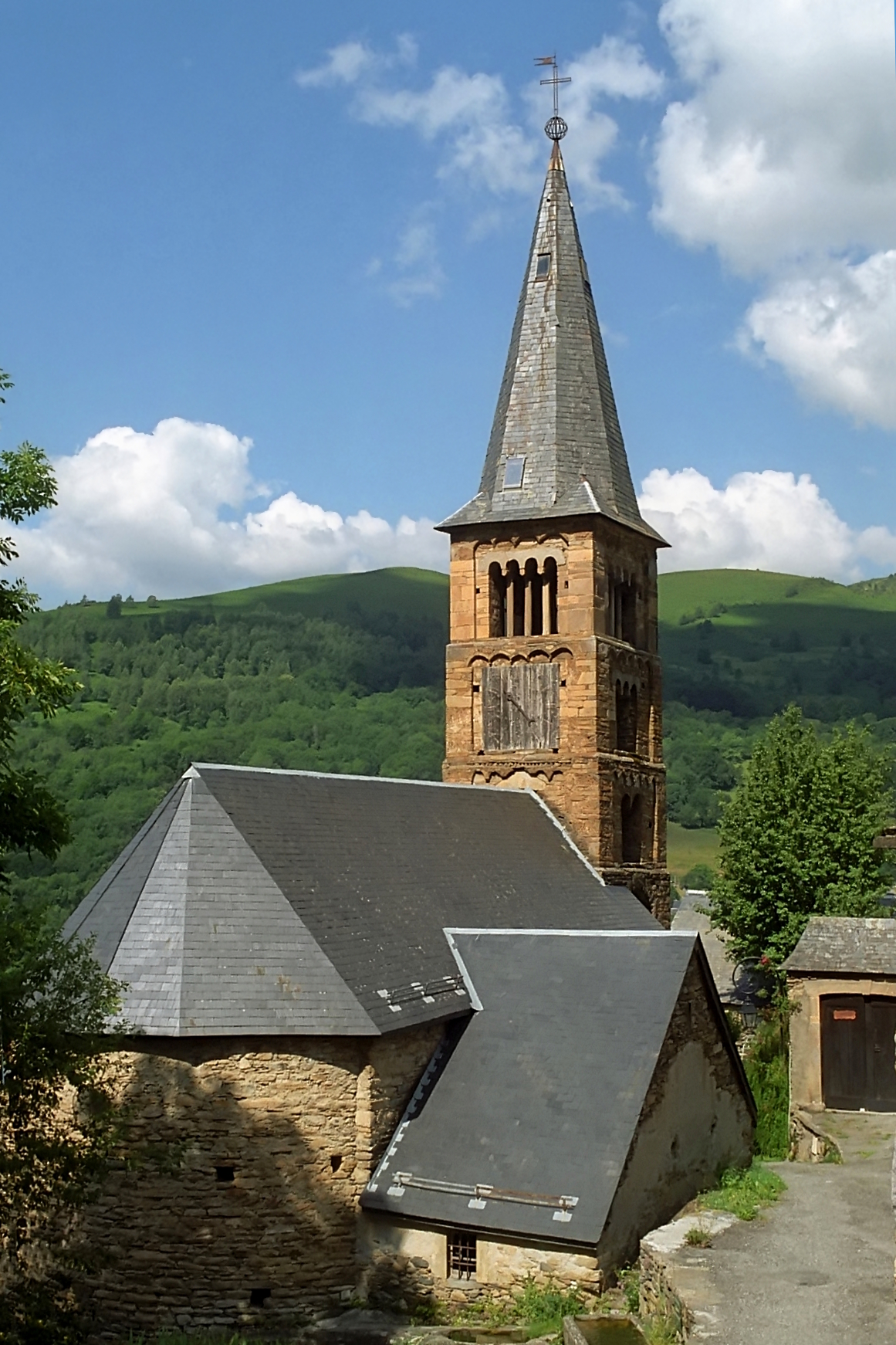
Saccourvielle église Saint-Barthélemy
(42° 48′ 56″ N, 0° 33′ 45″ E)
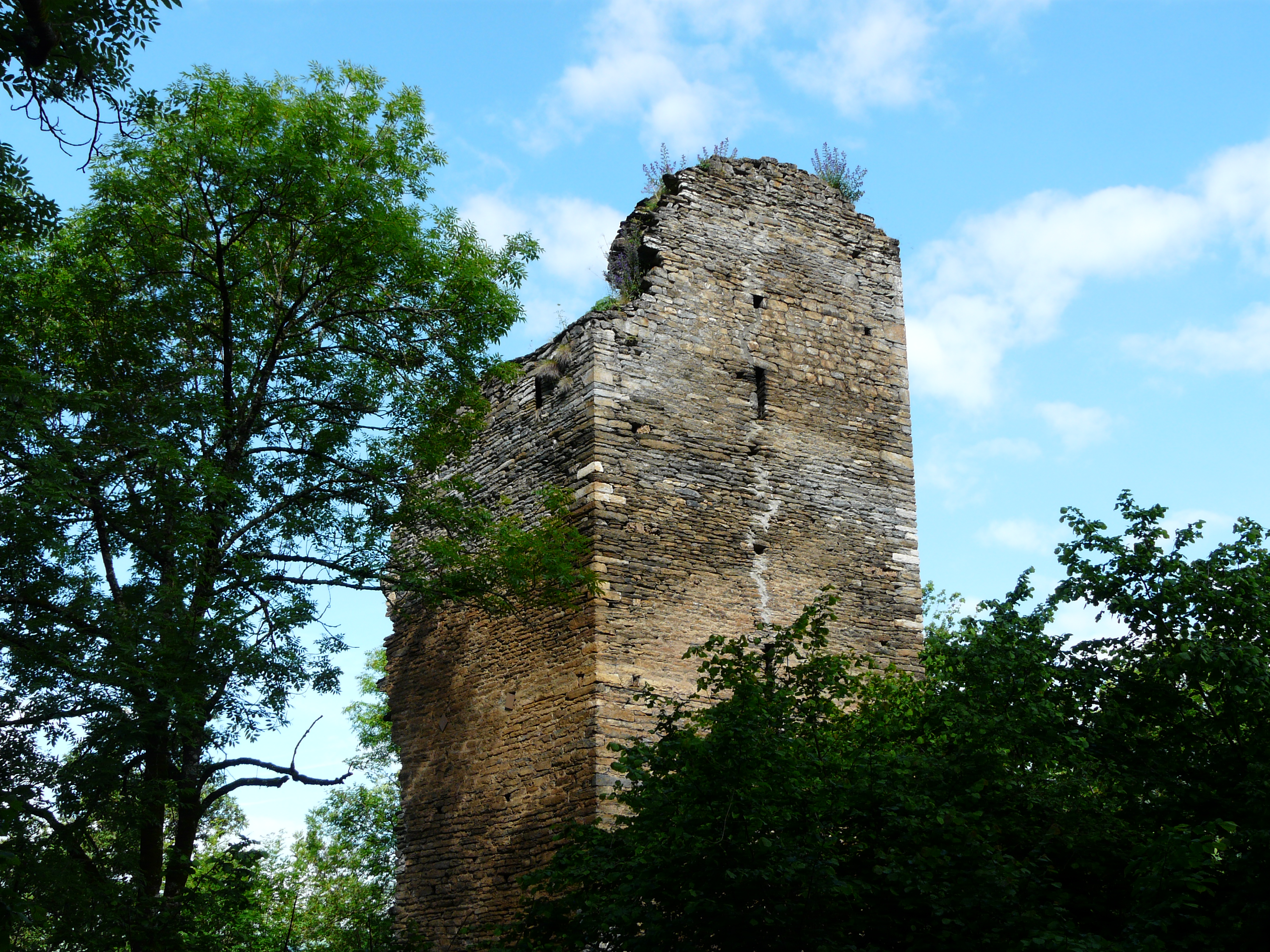
tour de Castel-Blancat
(42° 48′ 29″ N, 0° 33′ 52″ E)
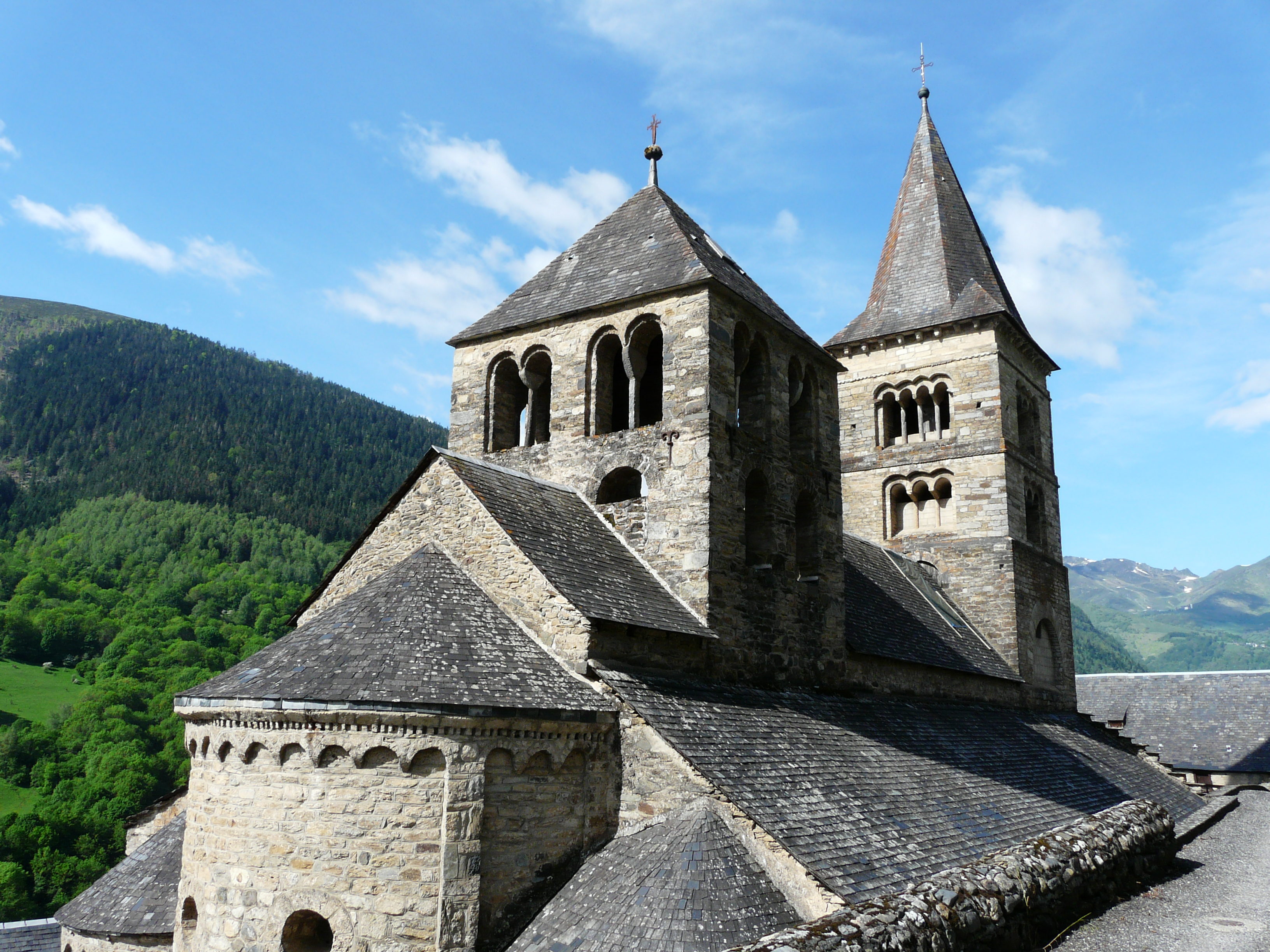
Saint-Aventin église Saint-Aventin-de-Larboust
(42° 48′ 25″ N, 0° 32′ 53″ E)
Saint-Béat église Saint-Cyriaque
(42° 54′ 56″ N, 0° 41′ 34″ E)
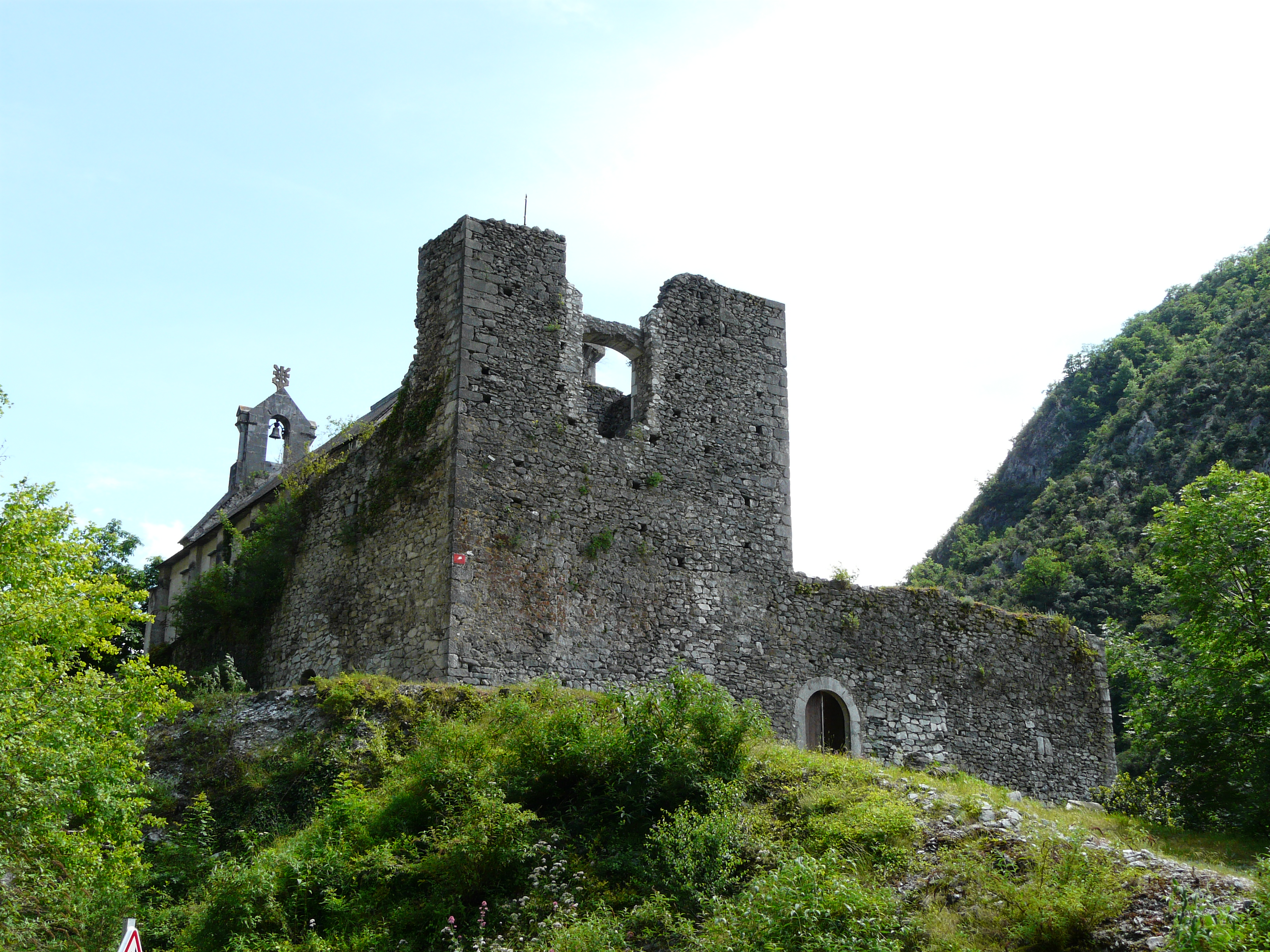
château de Saint-Béat
(42° 54′ 59″ N, 0° 41′ 32″ E)
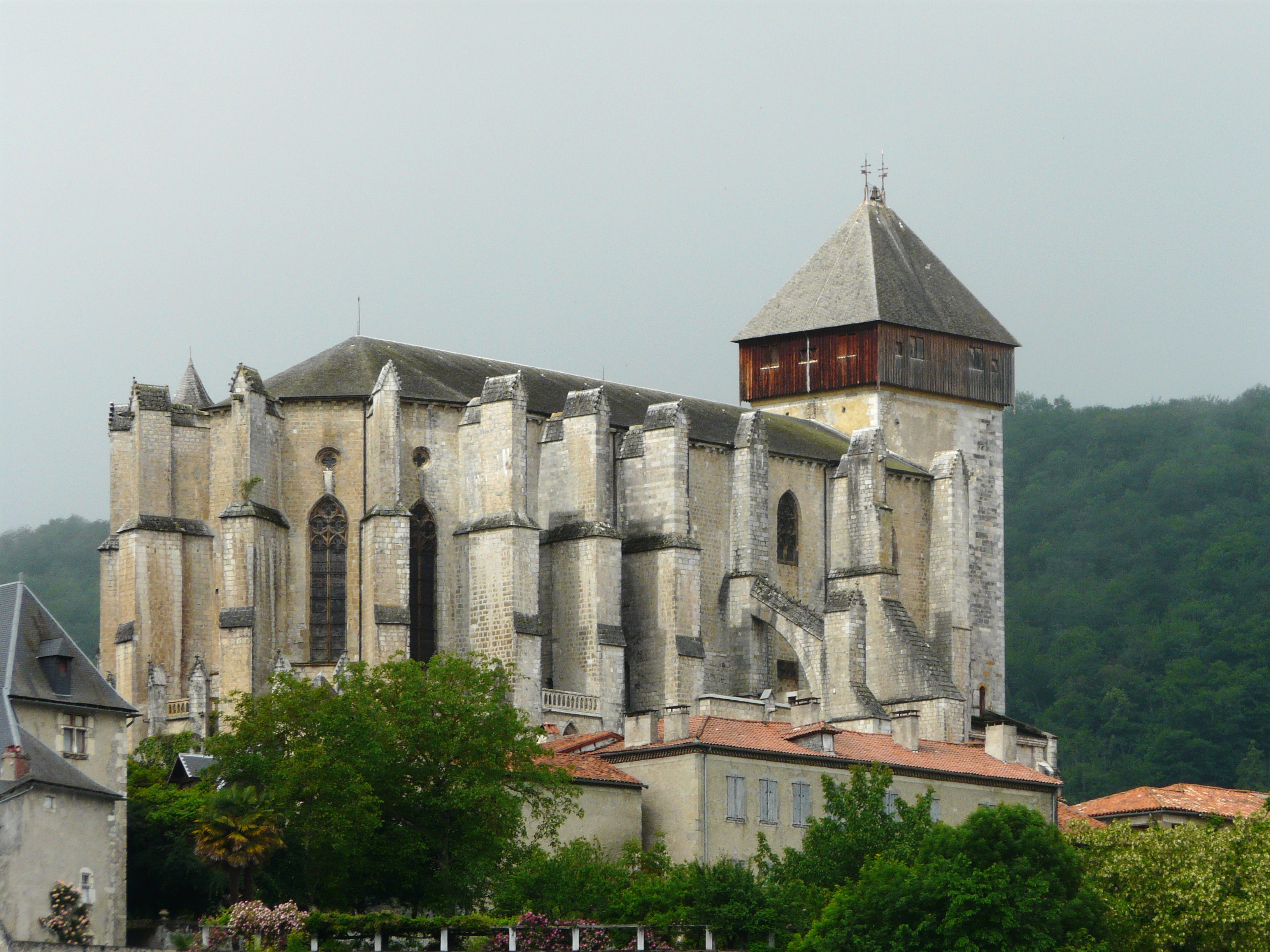
Saint-Bertrand-de-Comminges cathédrale Notre-Dame
(43° 01′ 36″ N, 0° 34′ 17″ E)
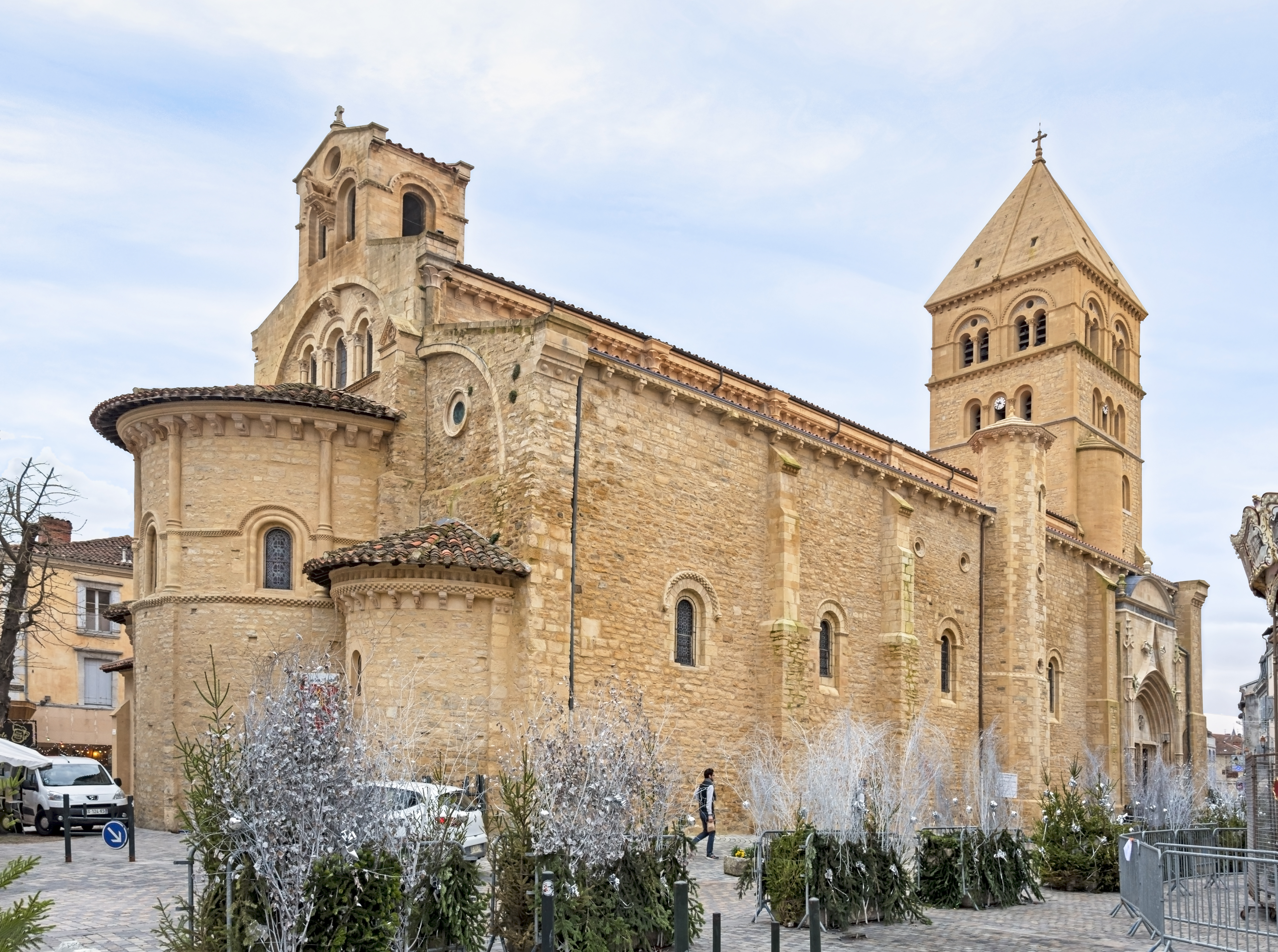
Saint-Gaudens collégiale Saint-Pierre et Saint-Gaudens
(43° 06′ 27″ N, 0° 43′ 29″ E)
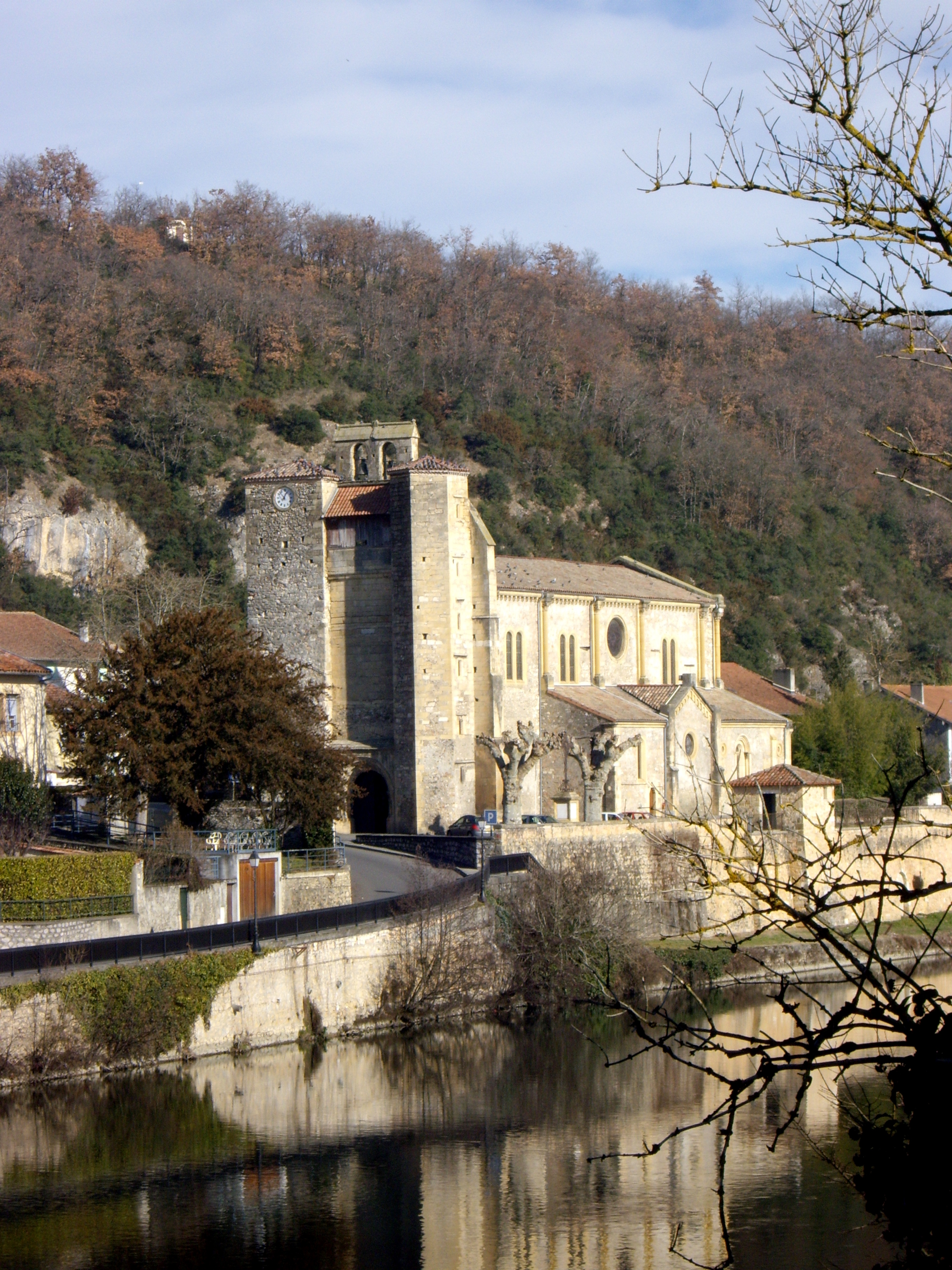
Saint-Martory église de Saint-Martory
(43° 08′ 35″ N, 0° 55′ 57″ E)
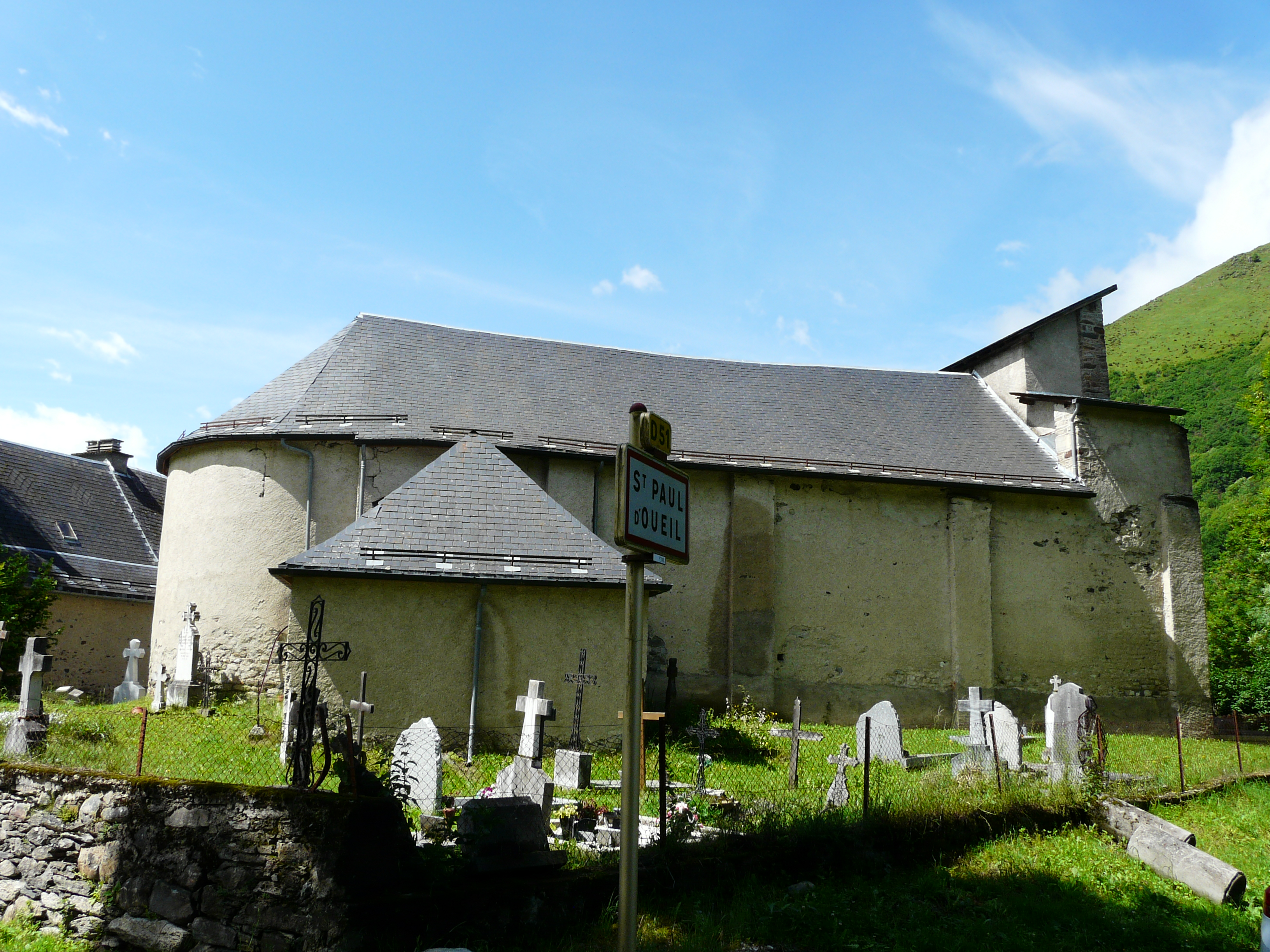
Saint-Paul-d'Oueil église Saint-Gordien
(42° 49′ 47″ N, 0° 33′ 02″ E)
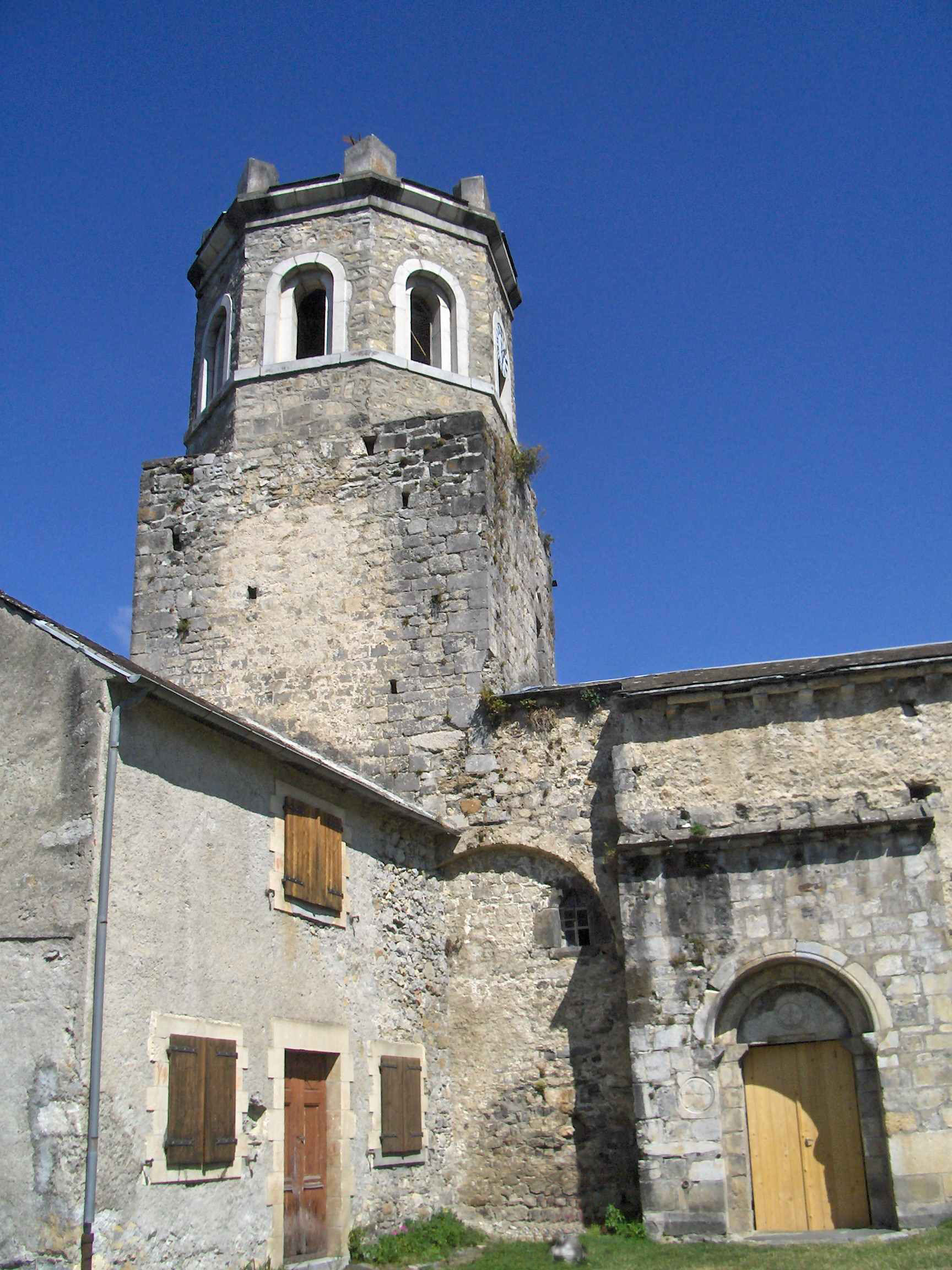
Saint-Pé-d'Ardet église Saint-Pierre
(42° 59′ 02″ N, 0° 40′ 10″ E)
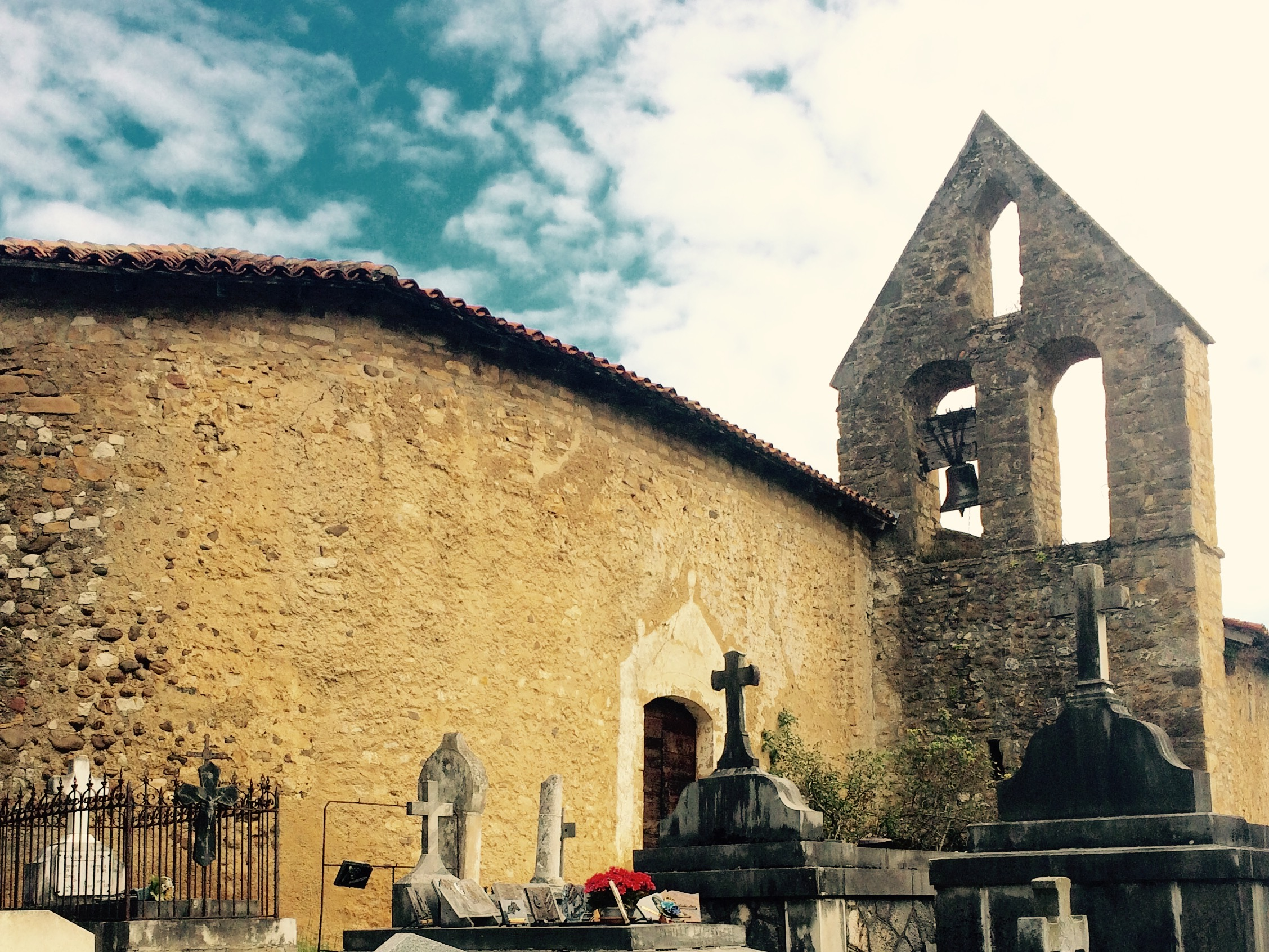
Saint-Plancard chapelle Saint-Jean-des-Vignes
(43° 10′ 41″ N, 0° 34′ 44″ E)
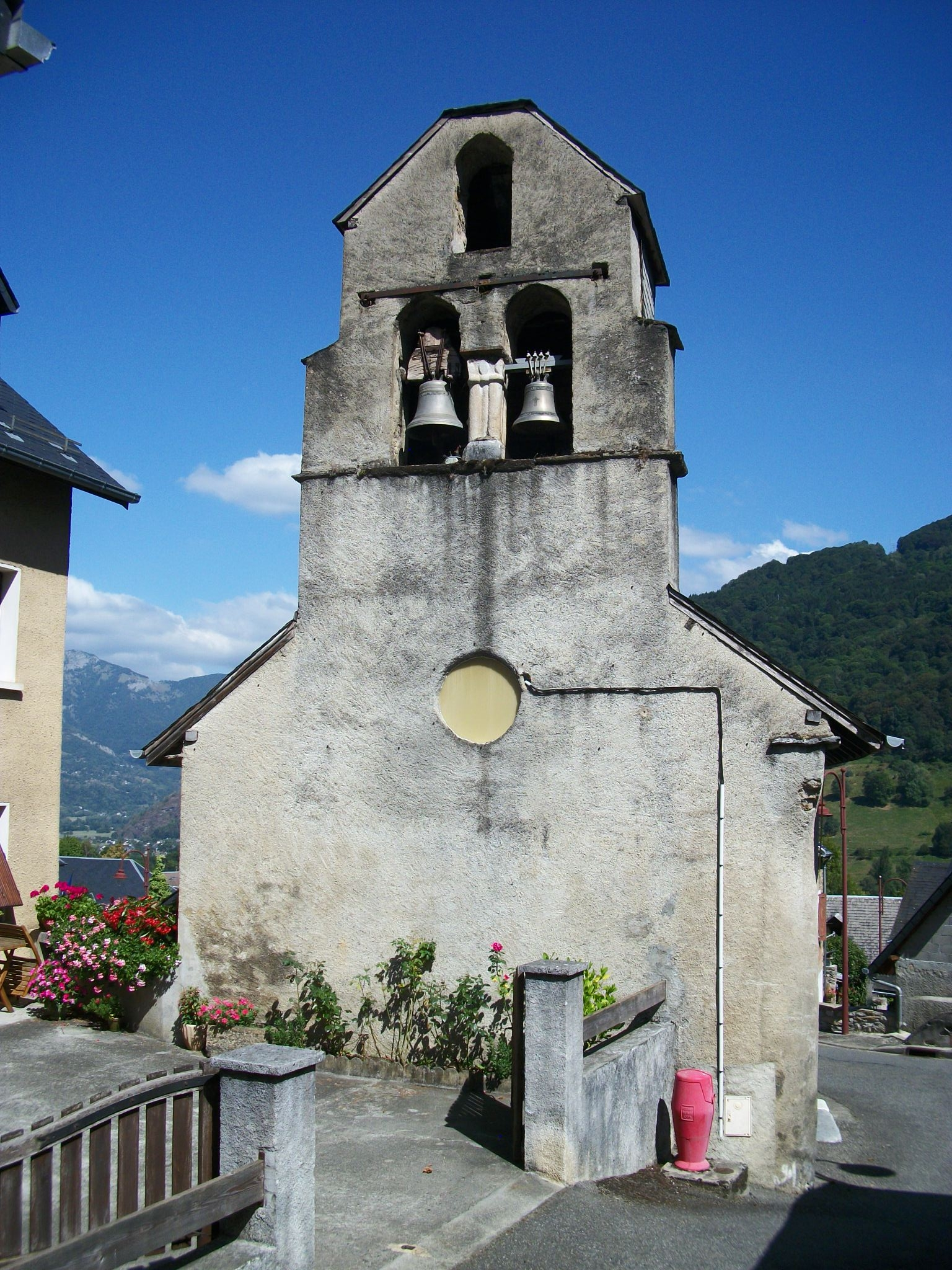
Signac église Saint-Jean-Baptiste
(42° 54′ 18″ N, 0° 37′ 41″ E)
Touille église Saint-Ferréol
(43° 04′ 45″ N, 0° 58′ 14″ E)
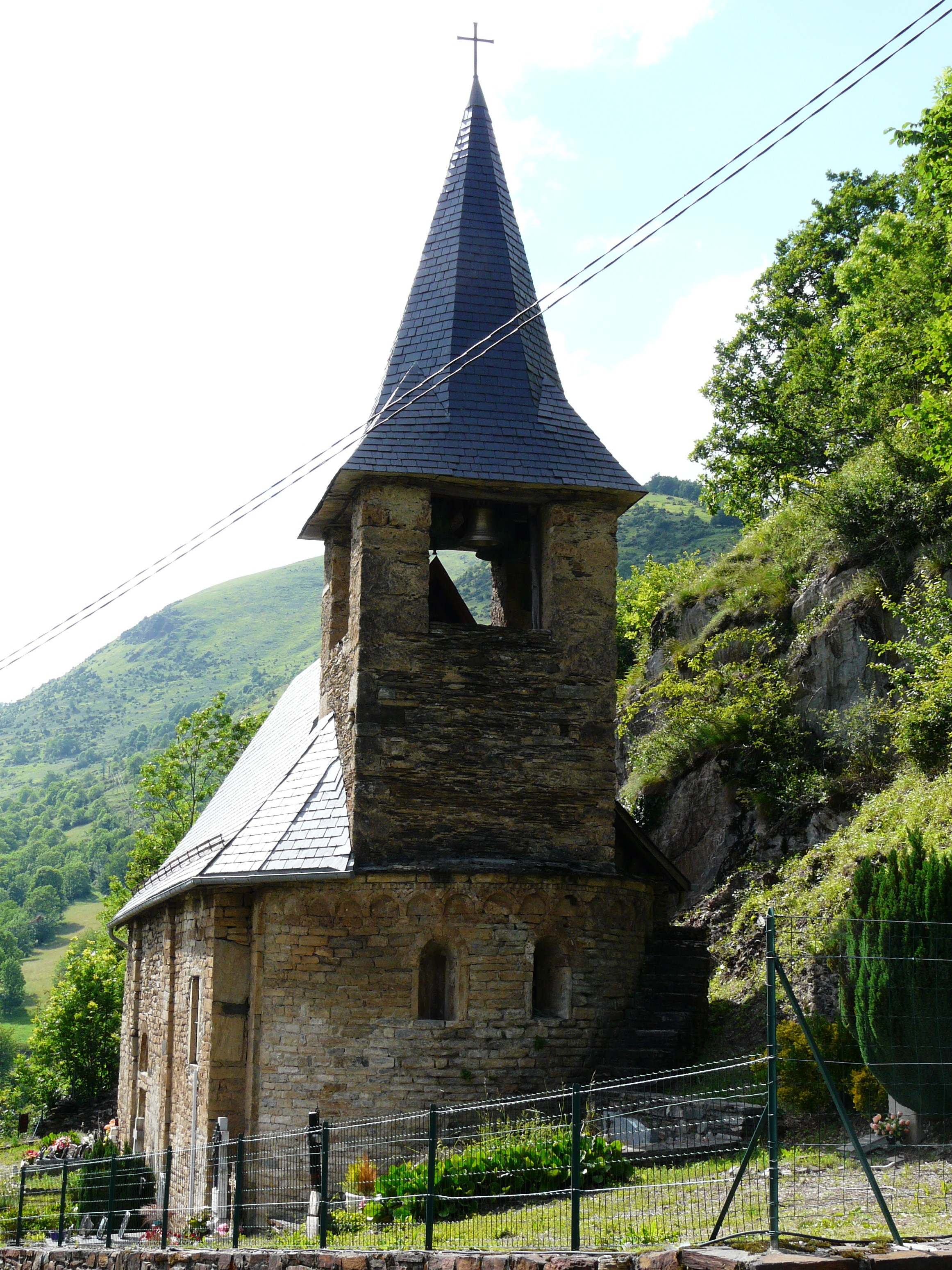
Trébons-de-Luchon église Saint-Julien
(42° 48′ 16″ N, 0° 33′ 49″ E)
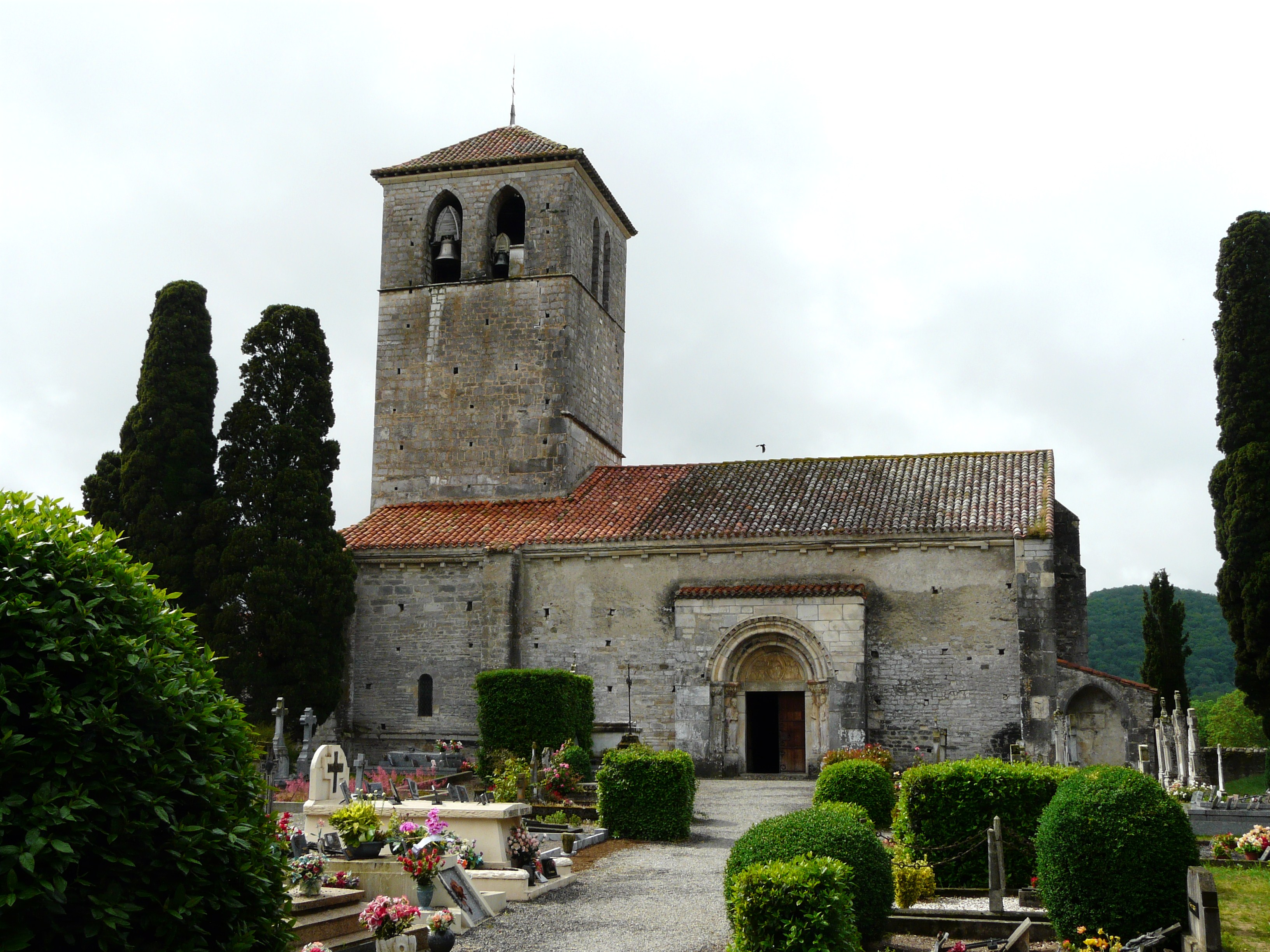
Valcabrère basilique Saint-Just
(43° 01′ 42″ N, 0° 35′ 05″ E)
tour de Castet-Bert
(43° 02′ 03″ N, 0° 34′ 42″ E)

### Ariège

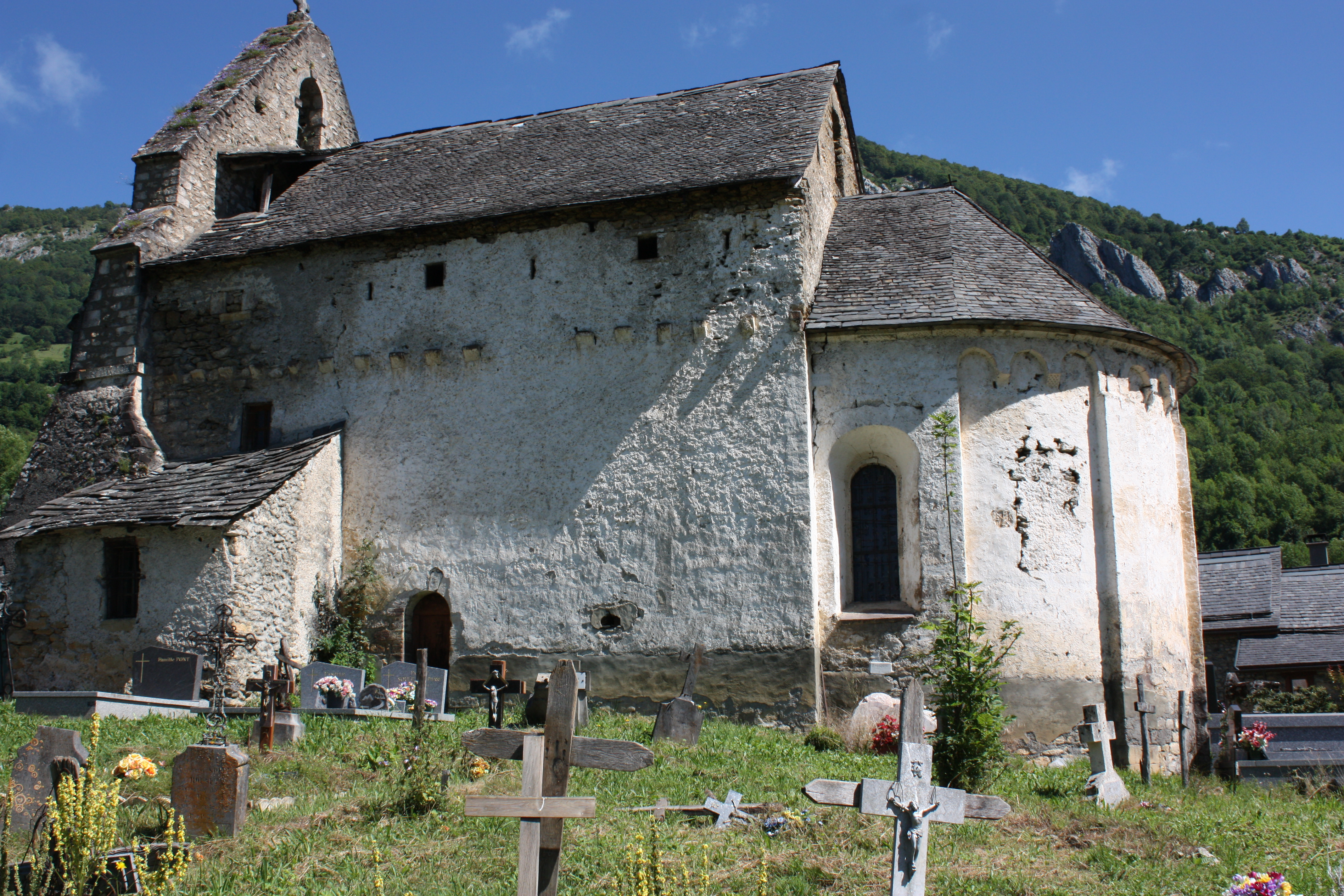
Antras église Saint-Martin
(42° 52′ 51″ N, 0° 56′ 36″ E)
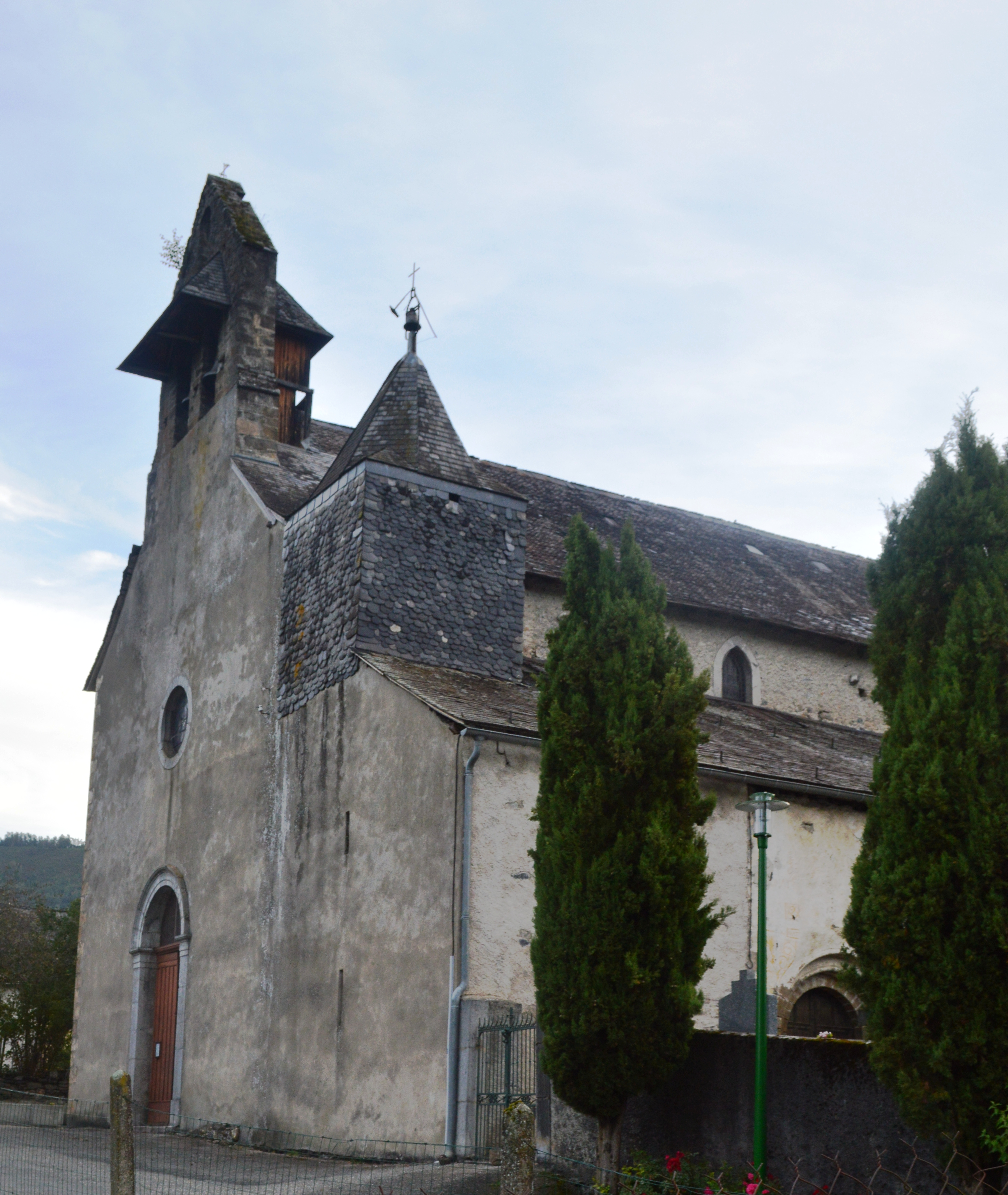
Argein église Saint-Pierre
(42° 55′ 58″ N, 0° 59′ 36″ E)
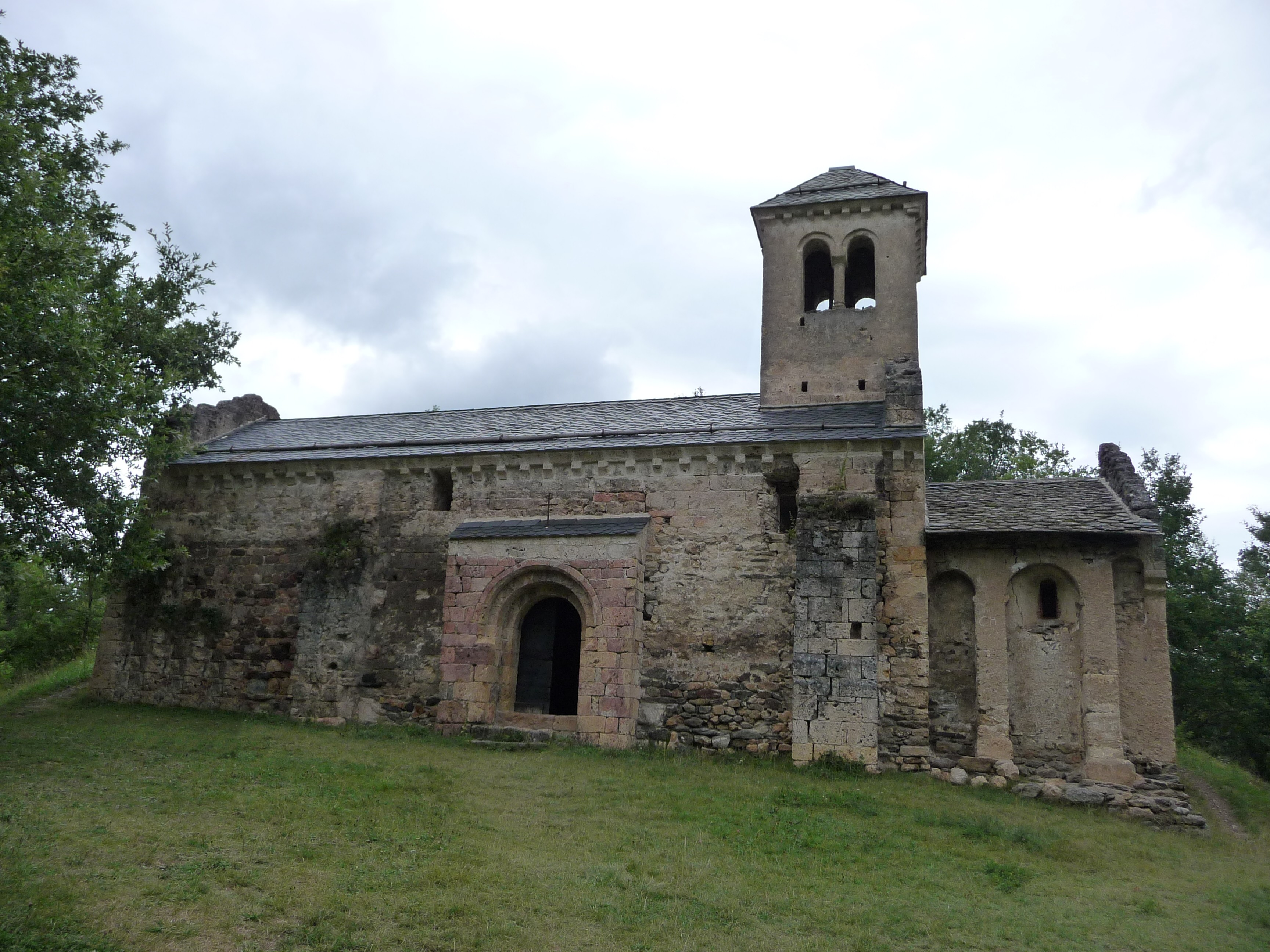
Arnave Chapelle Saint-Paul
(42° 51′ 06″ N, 1° 38′ 11″ E)
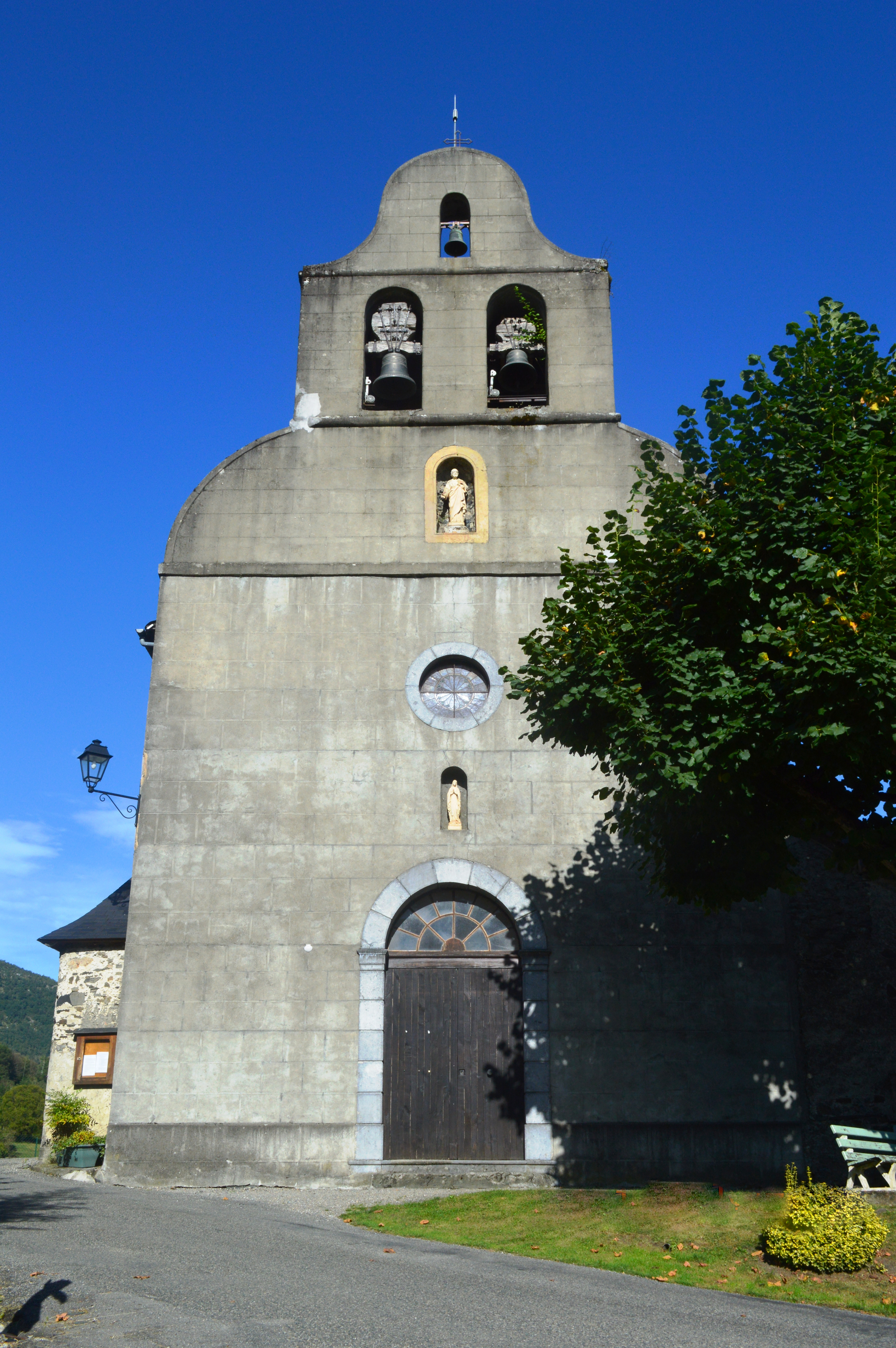
Arrout église Saint-Pierre
(42° 56′ 36″ N, 1° 01′ 42″ E)
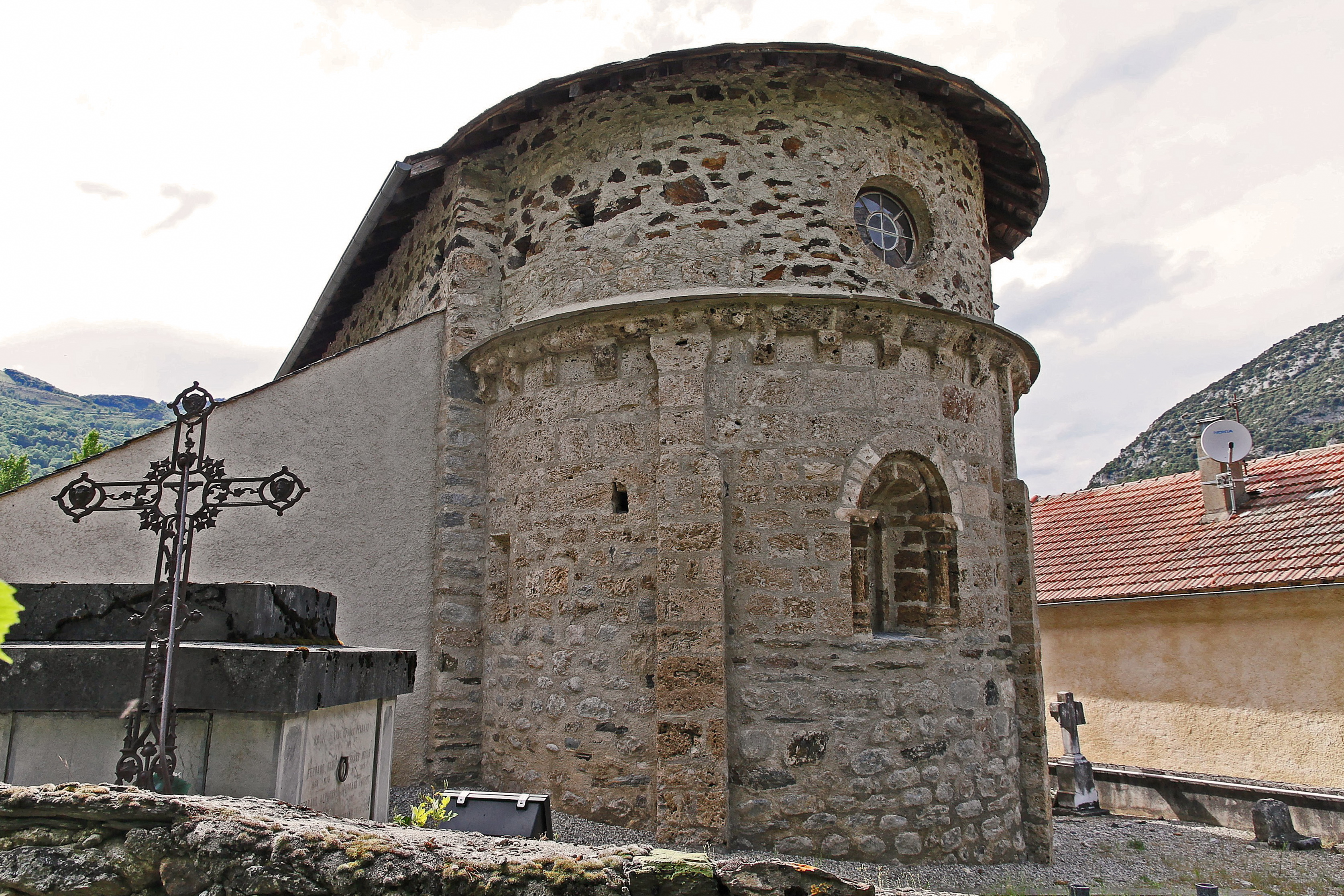
Aulos-Sinsat église Saint-Laurent de Sinsat
(42° 47′ 53″ N, 1° 39′ 23″ E)
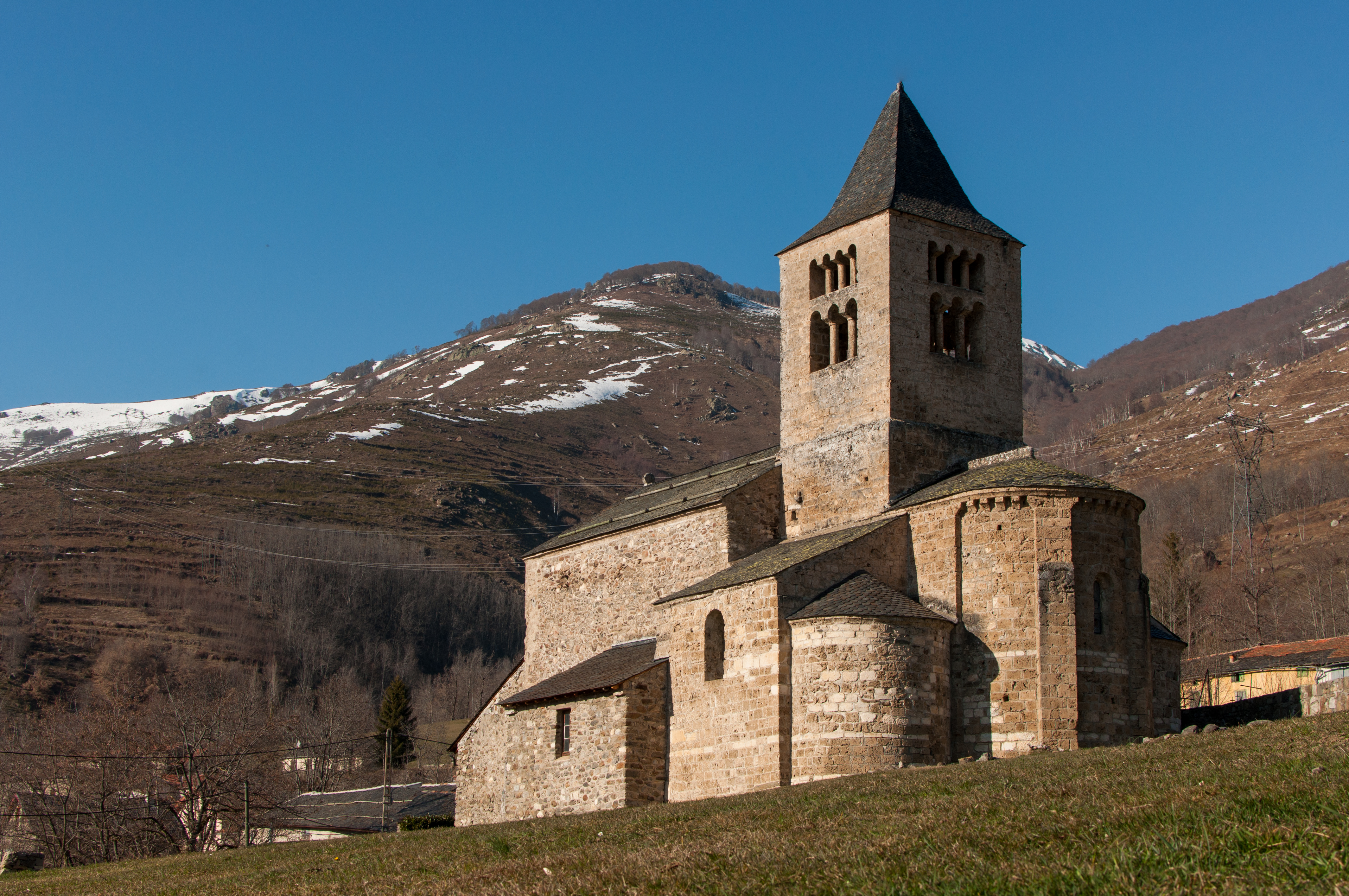
Axiat église Saint-Julien
(42° 46′ 57″ N, 1° 45′ 28″ E)
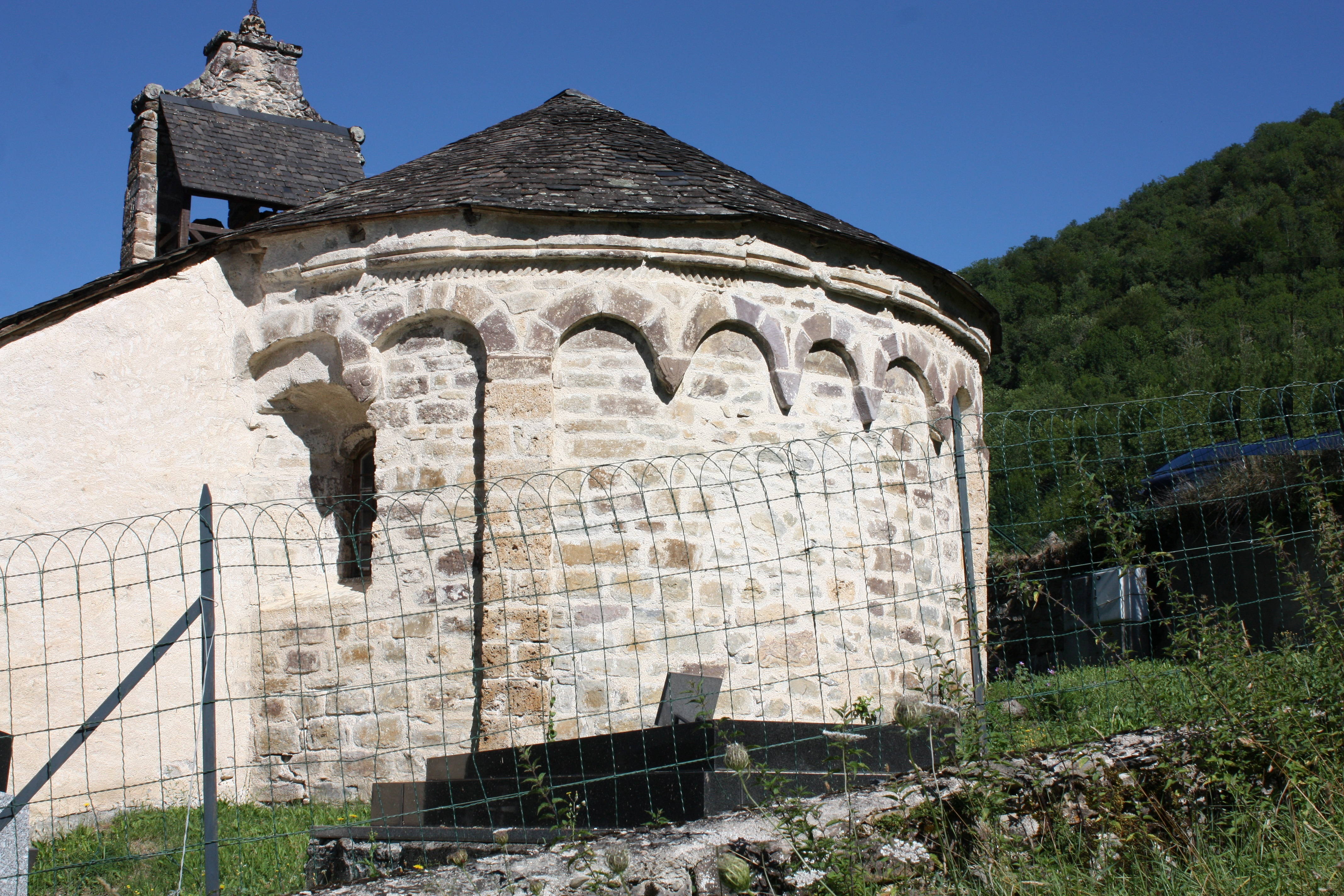
Balacet église Saint-Lizier
(42° 52′ 59″ N, 0° 58′ 52″ E)
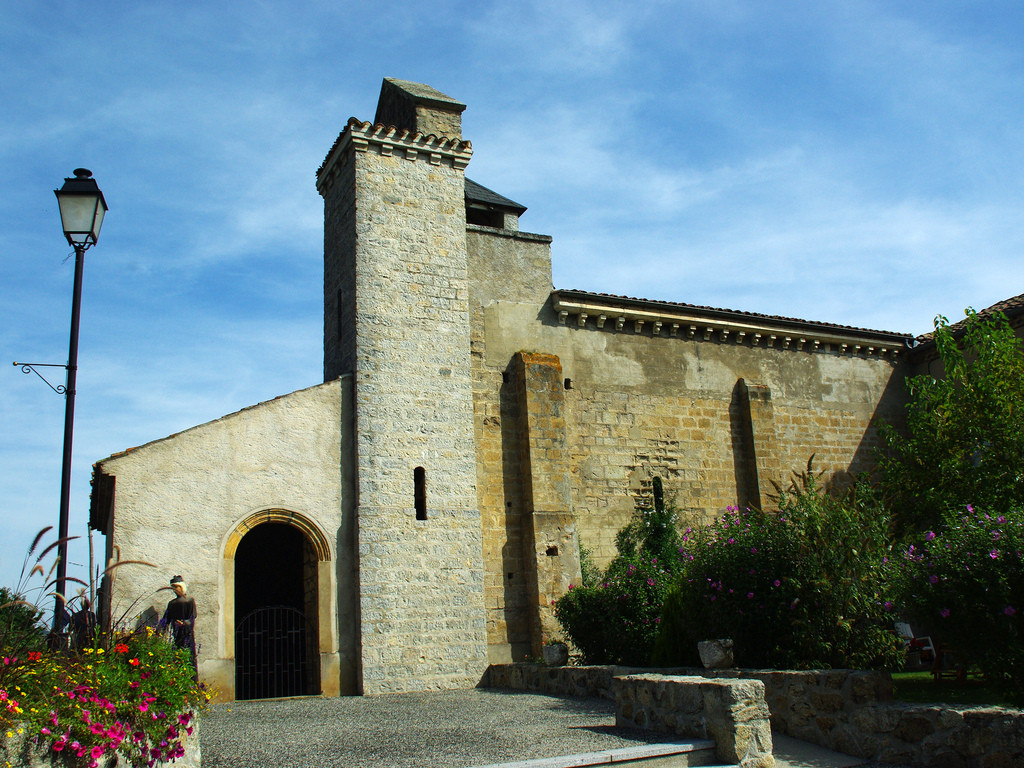
Bénac église Notre-Dame
(42° 57′ 16″ N, 1° 31′ 55″ E)
Bézac église Saint-Pierre-aux-Liens
(43° 09′ 13″ N, 1° 35′ 20″ E)
Bonac-Irazein Irazein : église Saint-Michel
(42° 53′ 04″ N, 0° 57′ 59″ E)
Bonnac église Saint-Pierre
(43° 10′ 00″ N, 1° 35′ 30″ E)
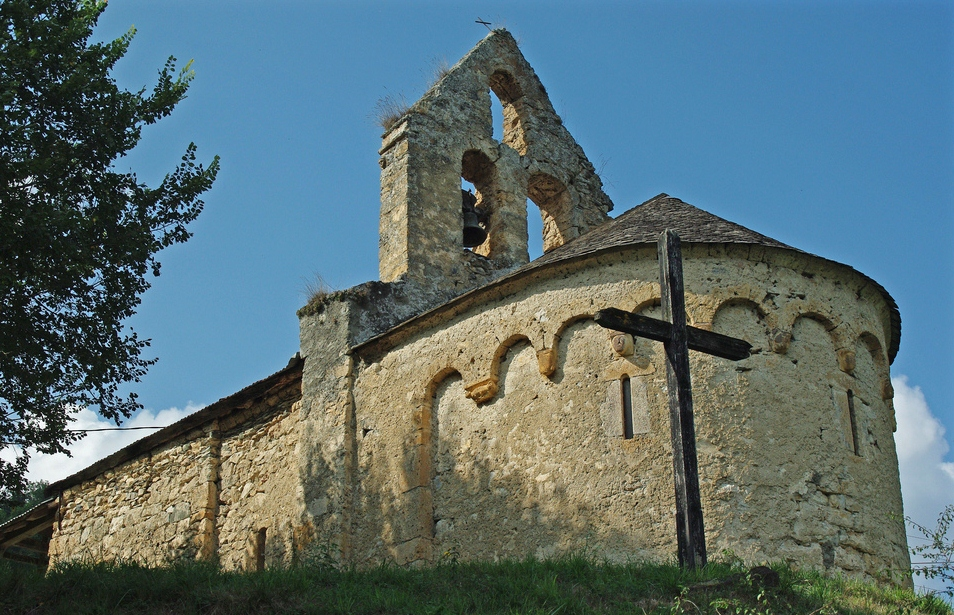
Bordes-Uchentein Aulignac : chapelle Notre-Dame
(42° 54′ 26″ N, 1° 01′ 23″ E)
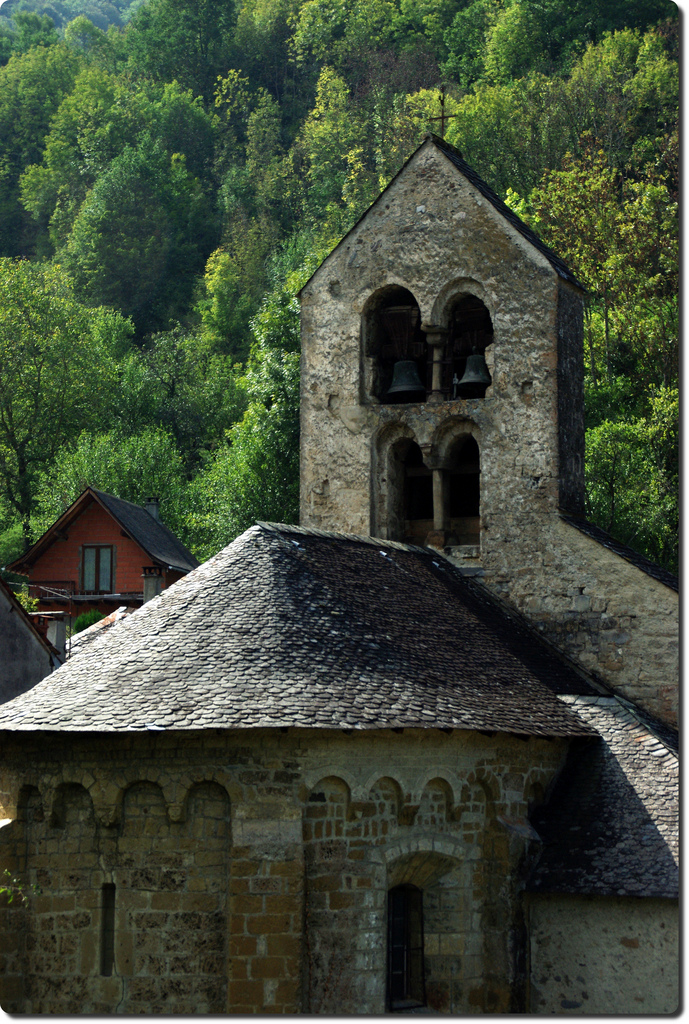
Ourjout église Saint-Germier
(42° 54′ 08″ N, 1° 01′ 43″ E)
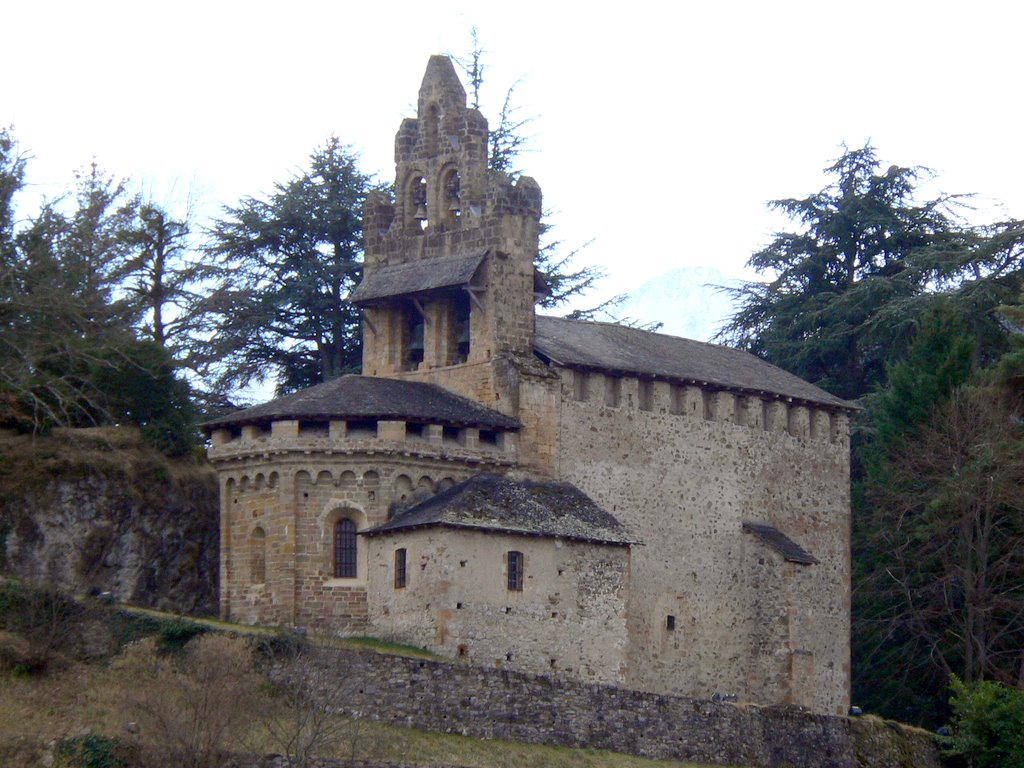
Castillon-en-Couserans chapelle du Calvaire
(42° 55′ 13″ N, 1° 02′ 02″ E)
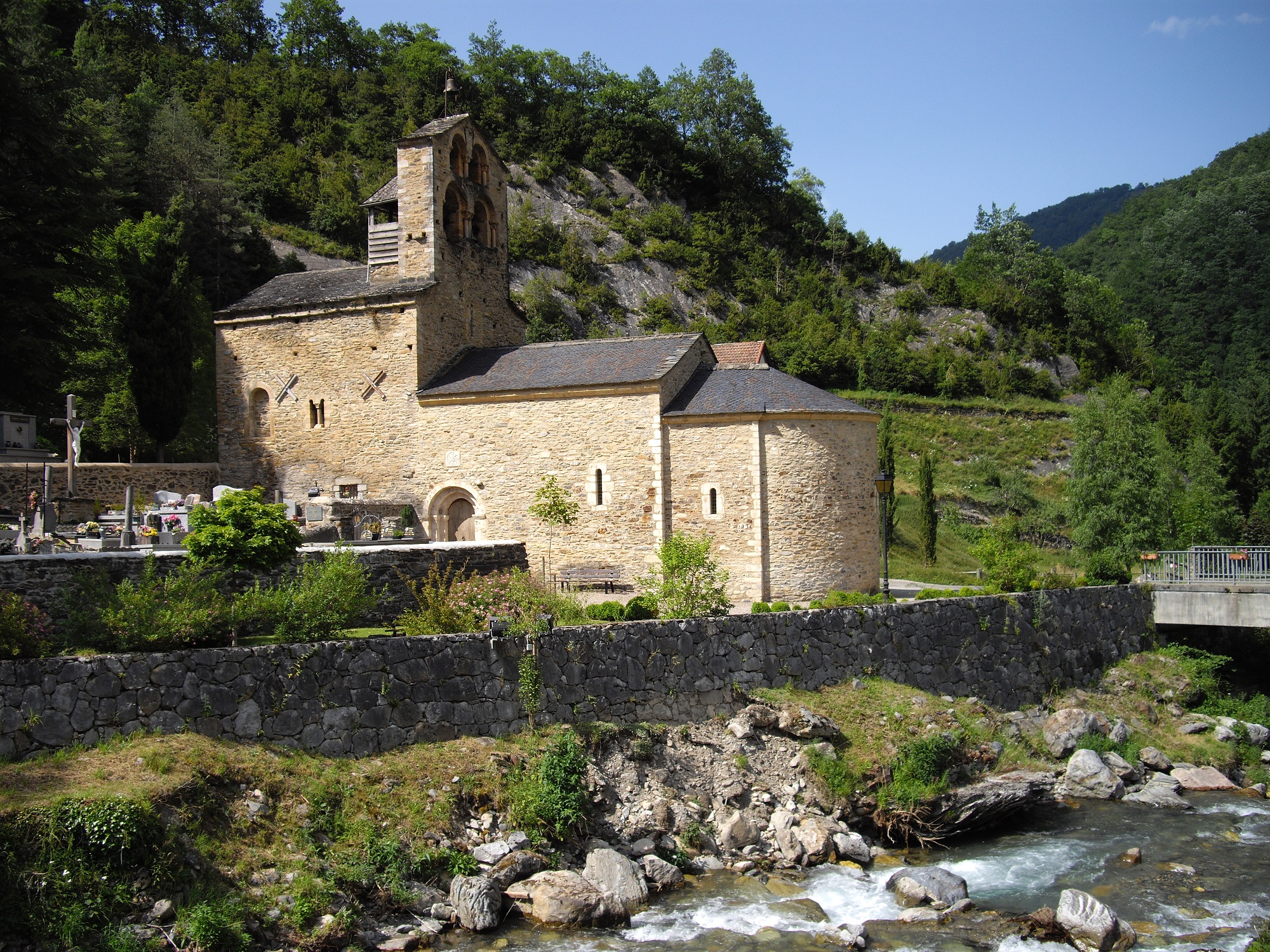
Couflens église Notre-Dame de Salau
(42° 45′ 30″ N, 1° 11′ 21″ E)
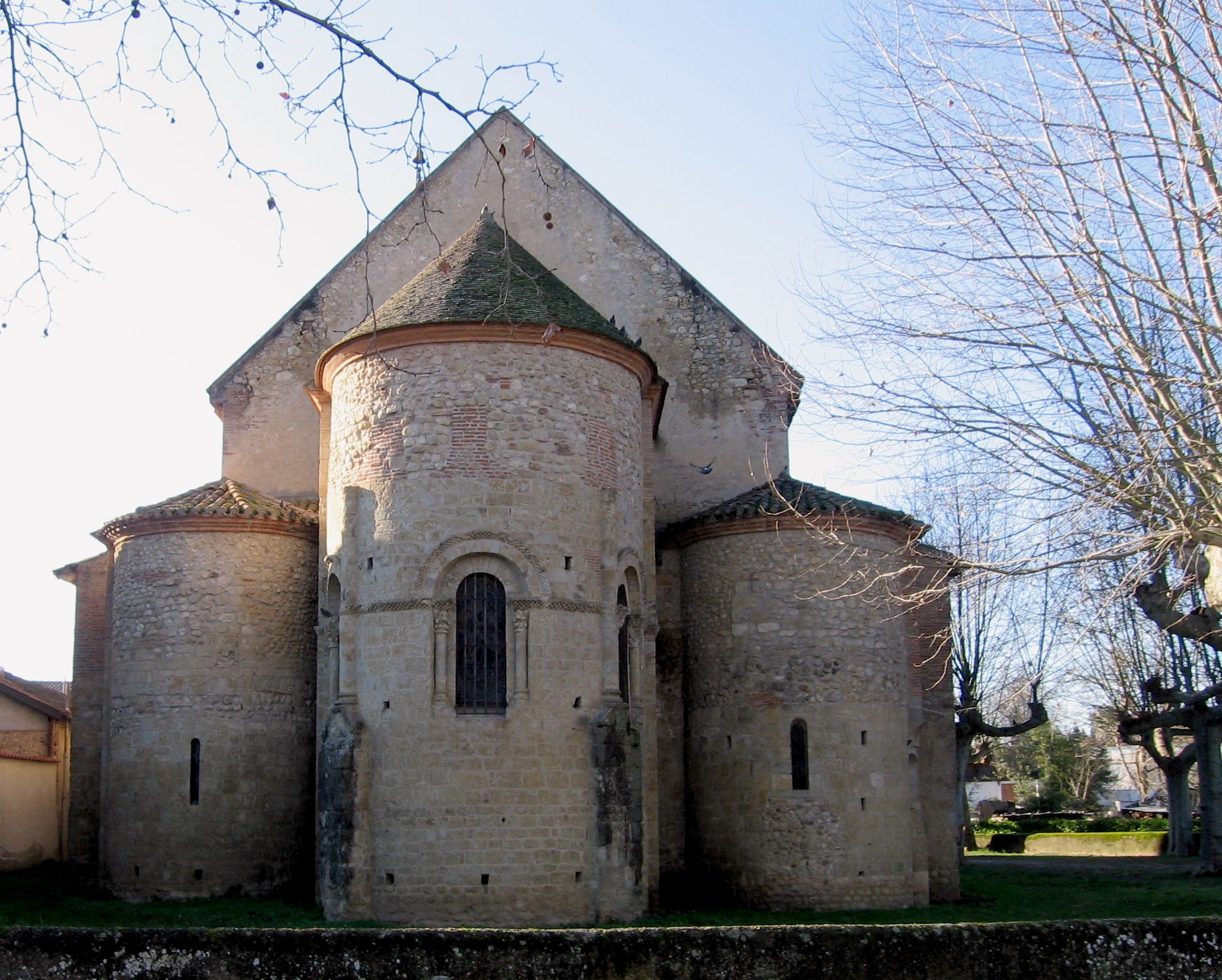
Daumazan-sur-Arize église Saint-Sernin
(43° 08′ 40″ N, 1° 18′ 27″ E)
Dreuilhe église Notre-Dame-de-Pierre-Pertuse
(42° 56′ 49″ N, 1° 51′ 37″ E)
Durban-sur-Arize château de Saint-Barthélemy
(43° 01′ 18″ N, 1° 19′ 56″ E)
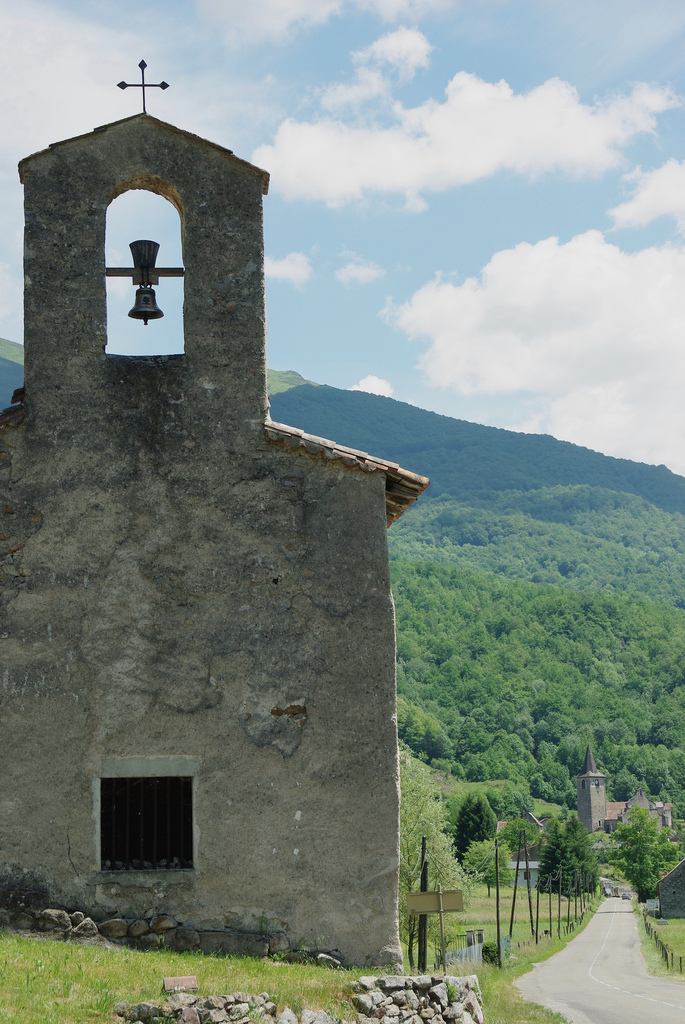
Ercé chapelle Saint-Pierre
(42° 51′ 11″ N, 1° 16′ 51″ E)
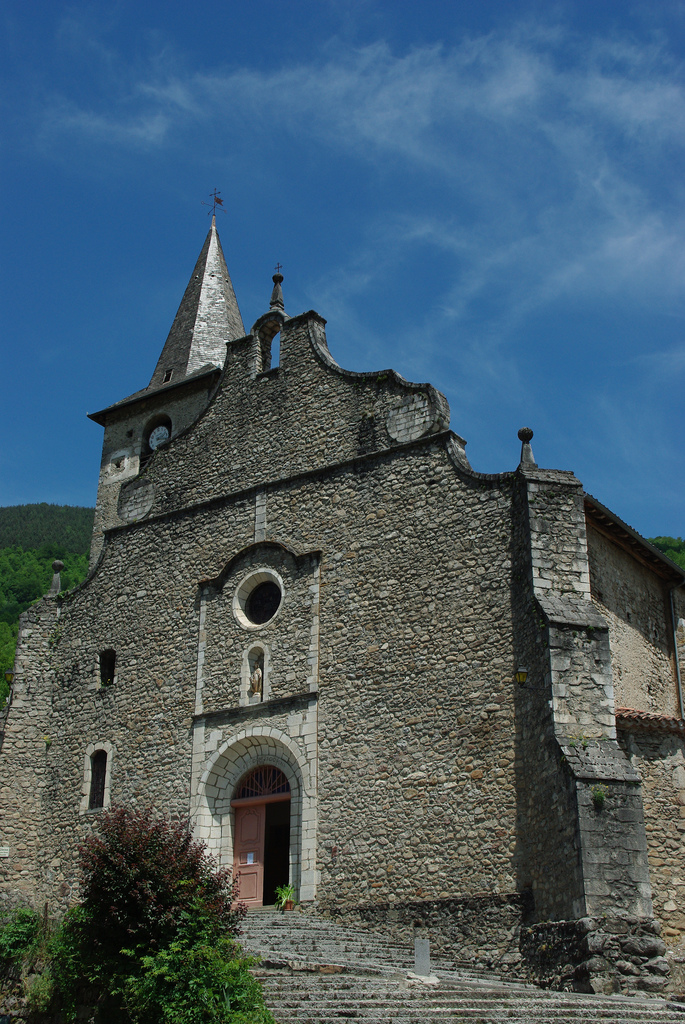
église Notre-Dame-de-l'Assomption
(42° 51′ 00″ N, 1° 17′ 22″ E)
Esplas église Saint-Étienne
(43° 11′ 18″ N, 1° 30′ 00″ E)
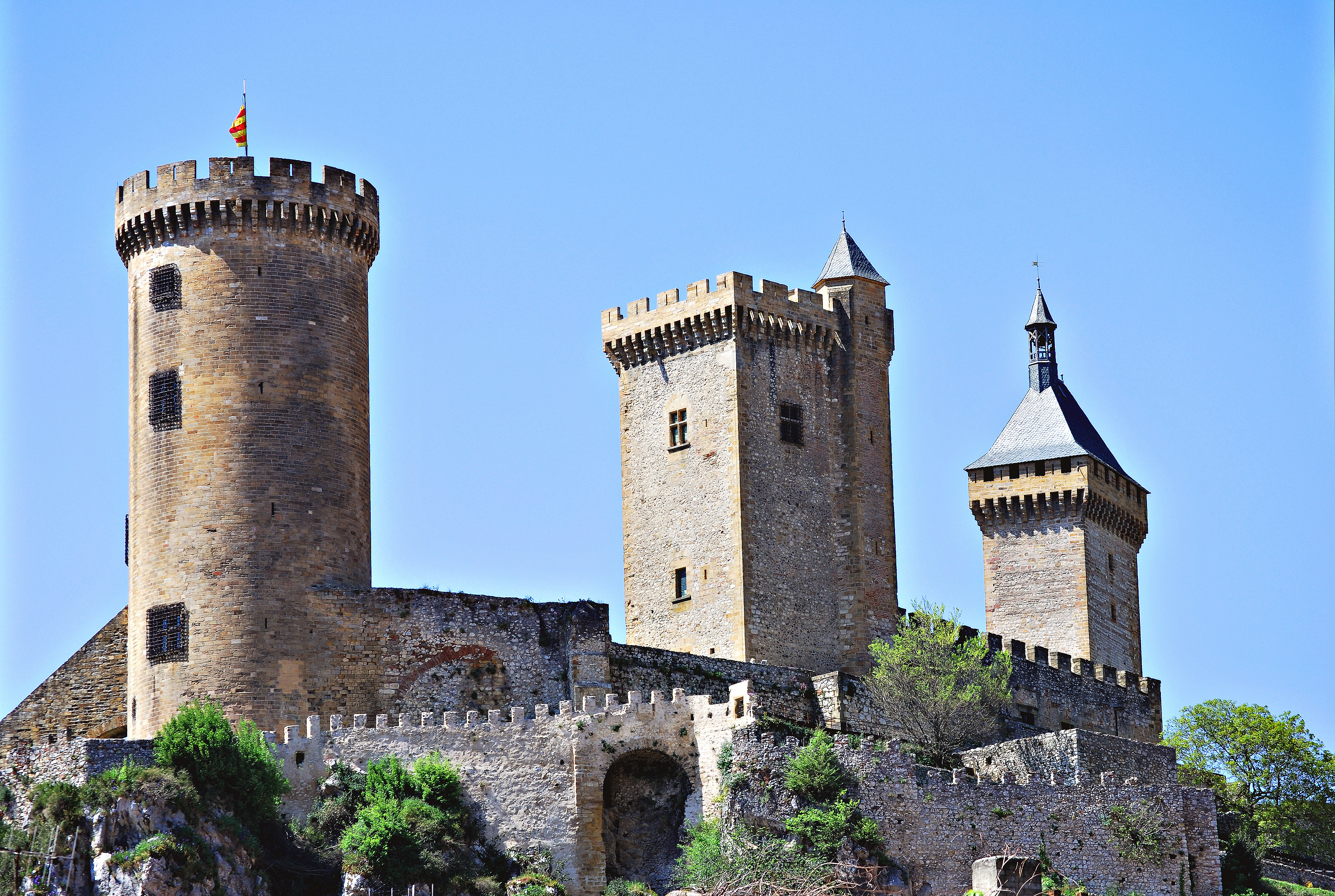
Foix château des comtes de Foix
(42° 57′ 56″ N, 1° 36′ 18″ E)
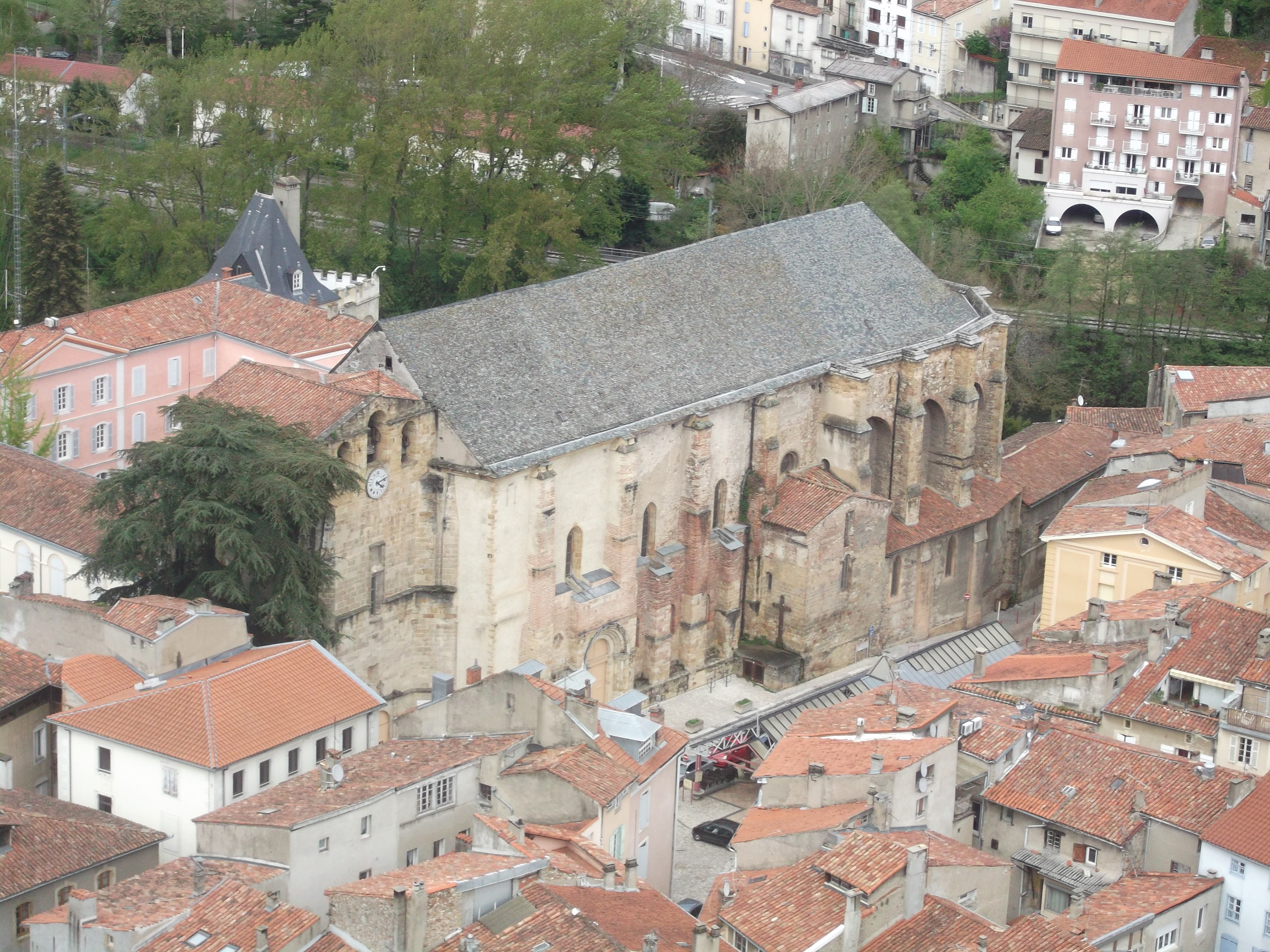
abbatiale Saint-Volusien
(42° 58′ 01″ N, 1° 36′ 24″ E)
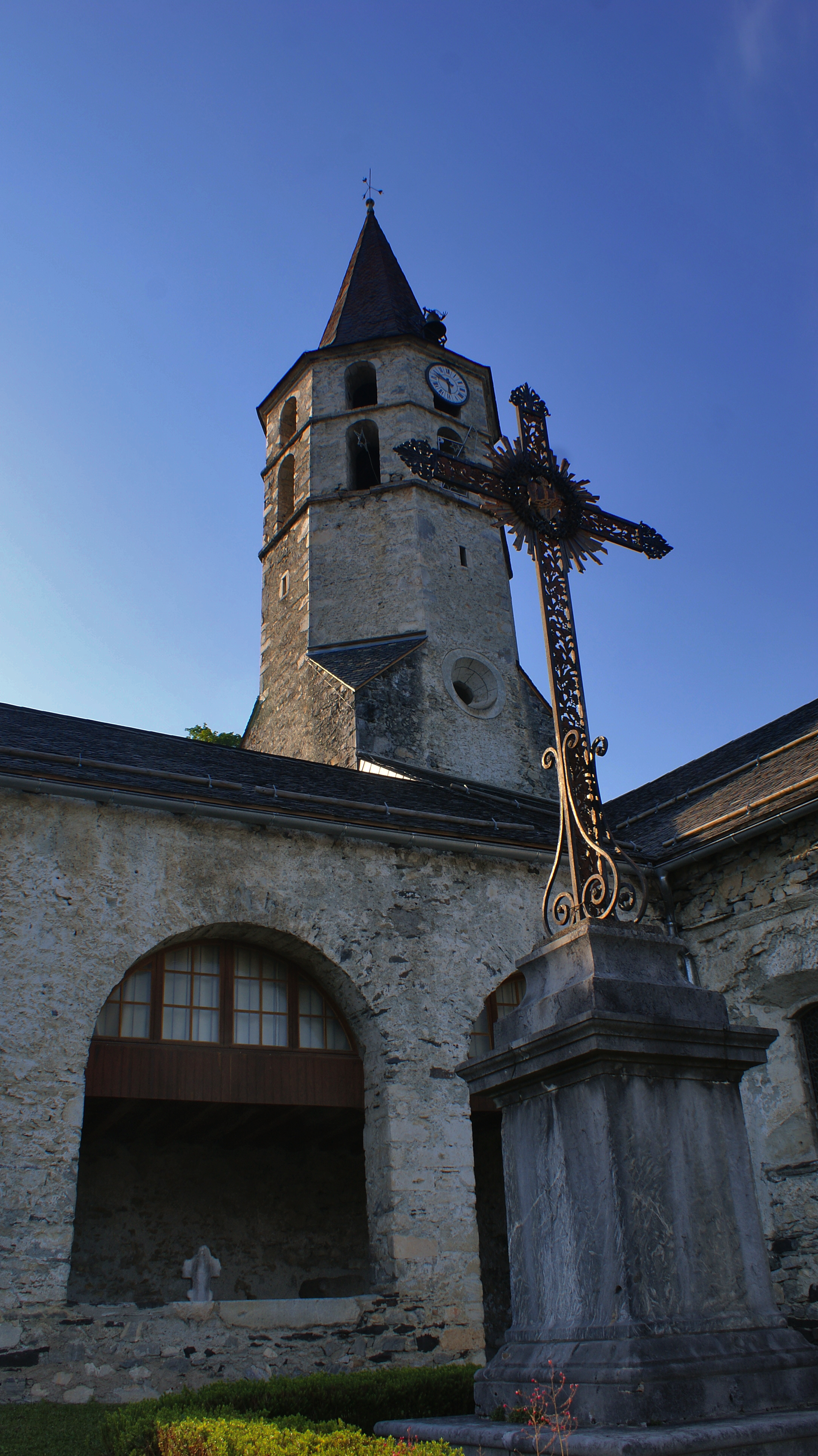
Galey église Saint-Pierre
(42° 56′ 10″ N, 0° 54′ 53″ E)
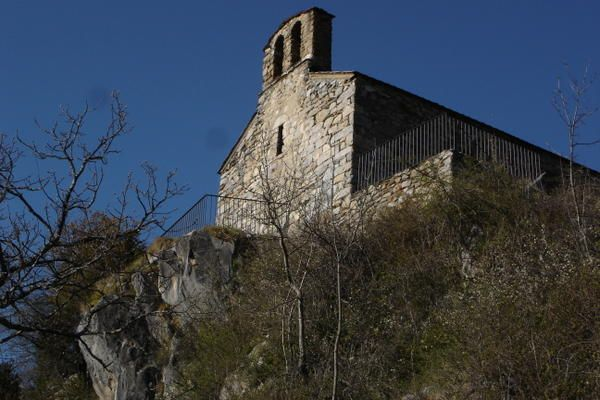
Gestiès chapelle Saint-Nicolas
(42° 46′ 16″ N, 1° 34′ 04″ E)
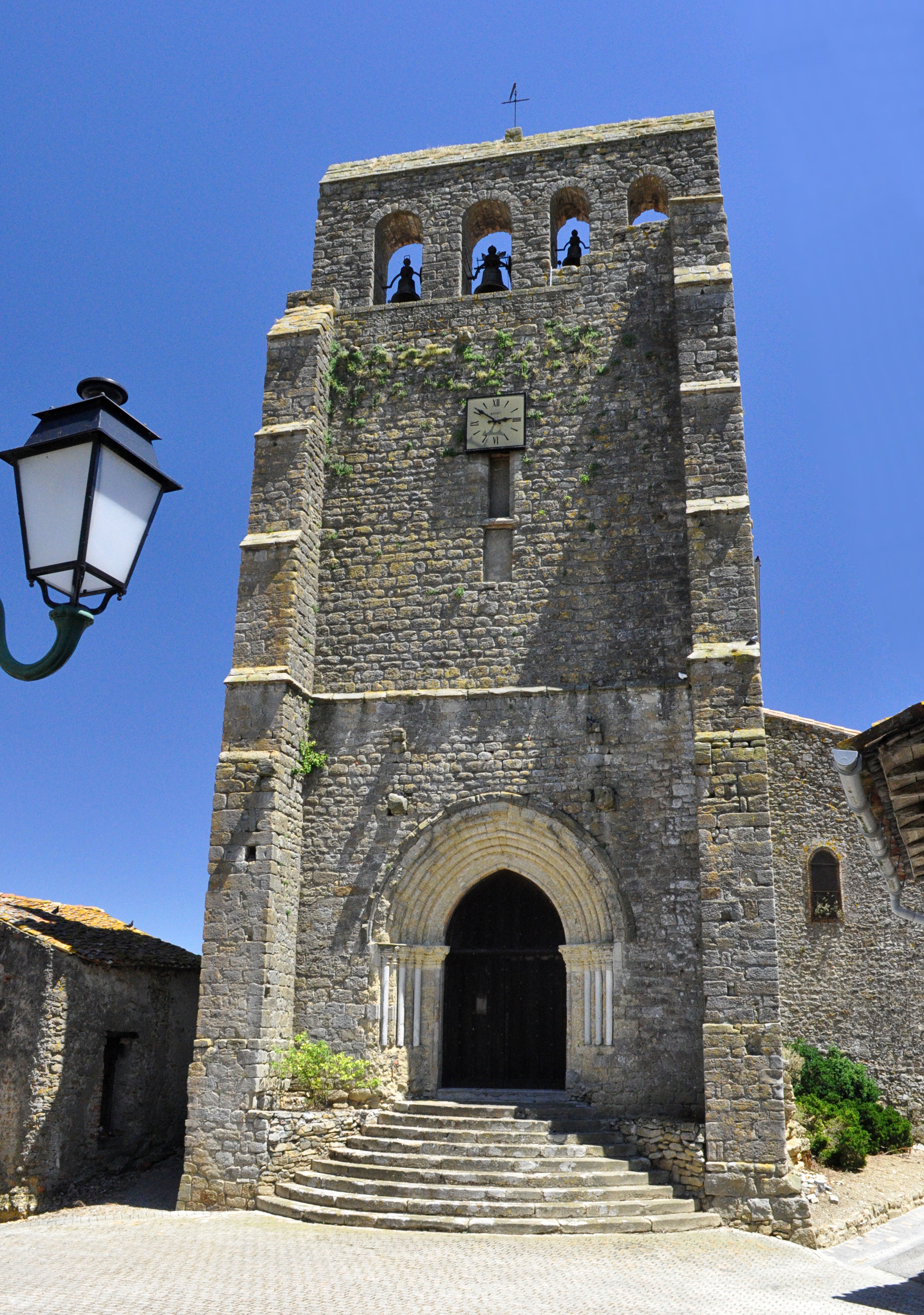
Lapenne église Saint-Jean-Baptiste
(43° 08′ 46″ N, 1° 45′ 01″ E)
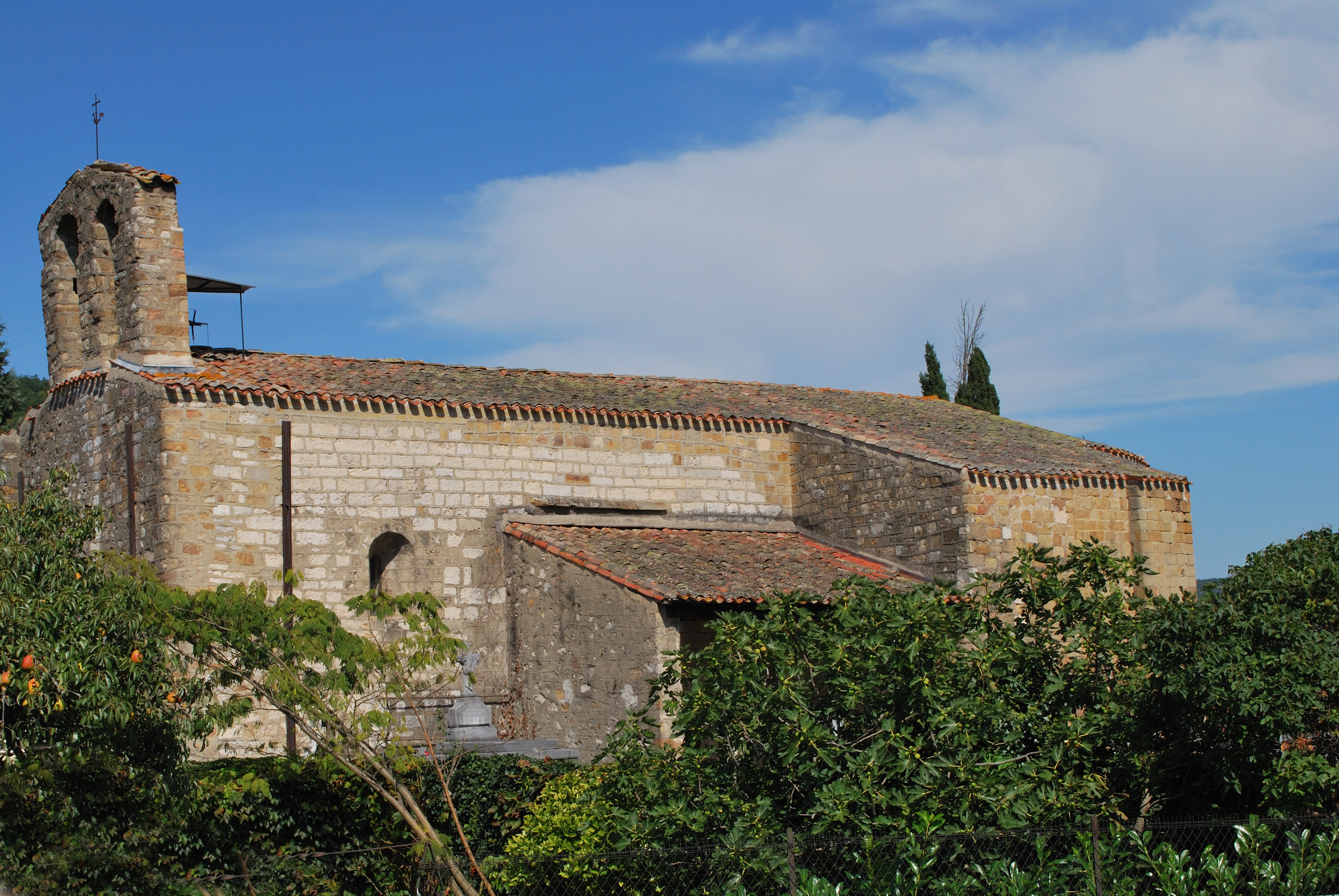
Lavelanet chapelle Saint-Sernin de Bensa
(42° 55′ 52″ N, 1° 50′ 30″ E)
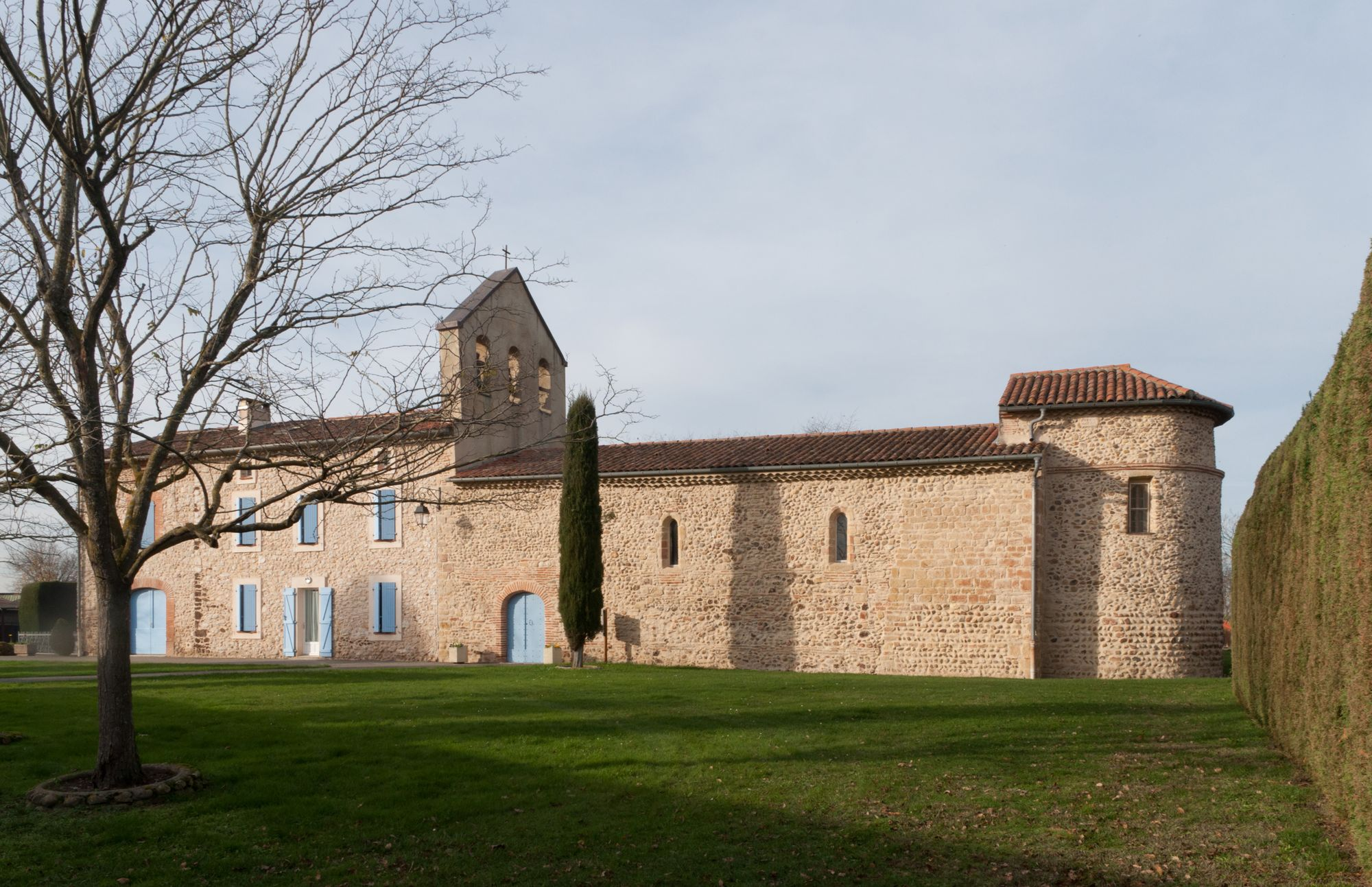
Le Carlaret église Saint-Saturnin
(43° 07′ 42″ N, 1° 42′ 38″ E)
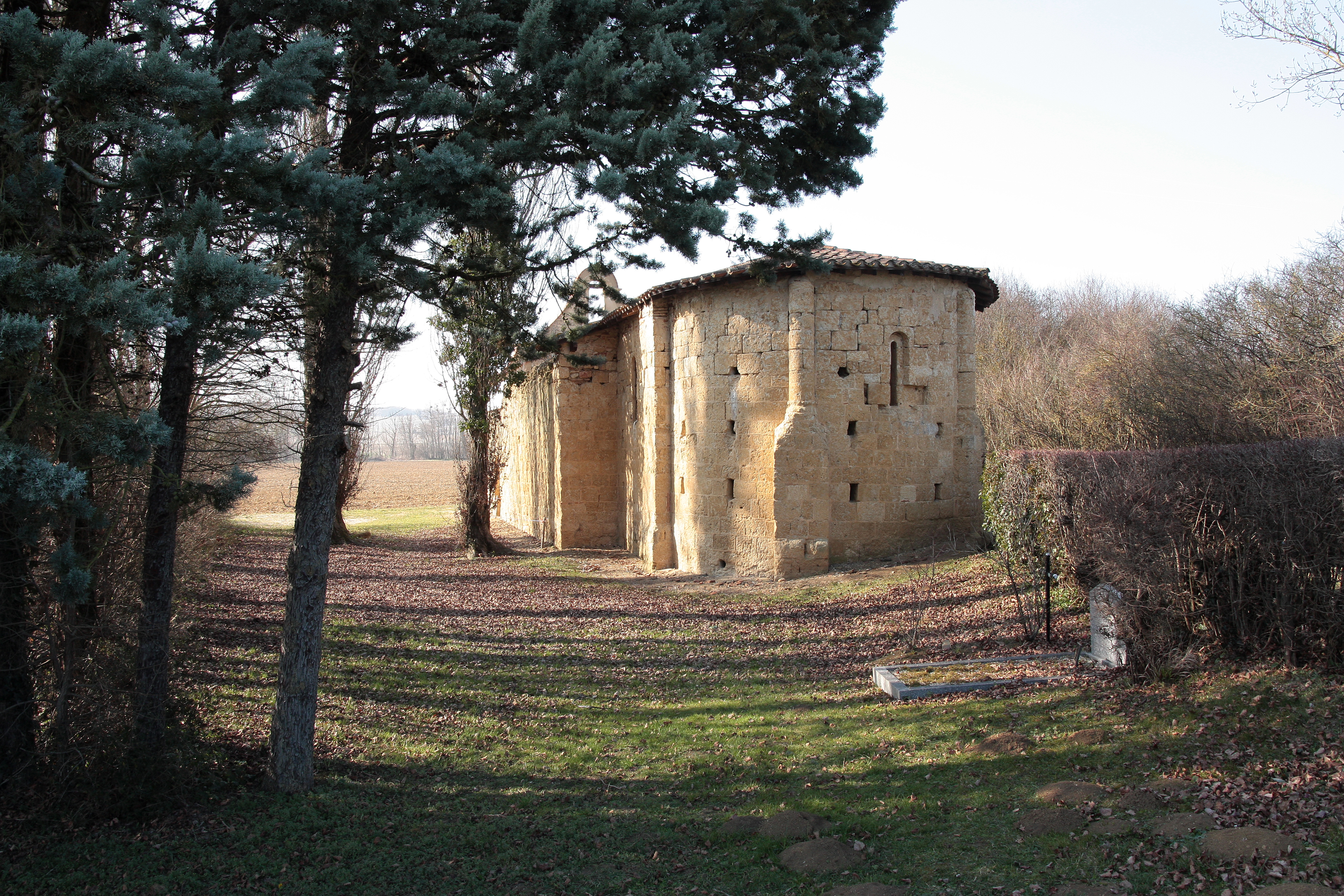
Le Fossat chapelle Saint-André
(43° 11′ 13″ N, 1° 24′ 26″ E)
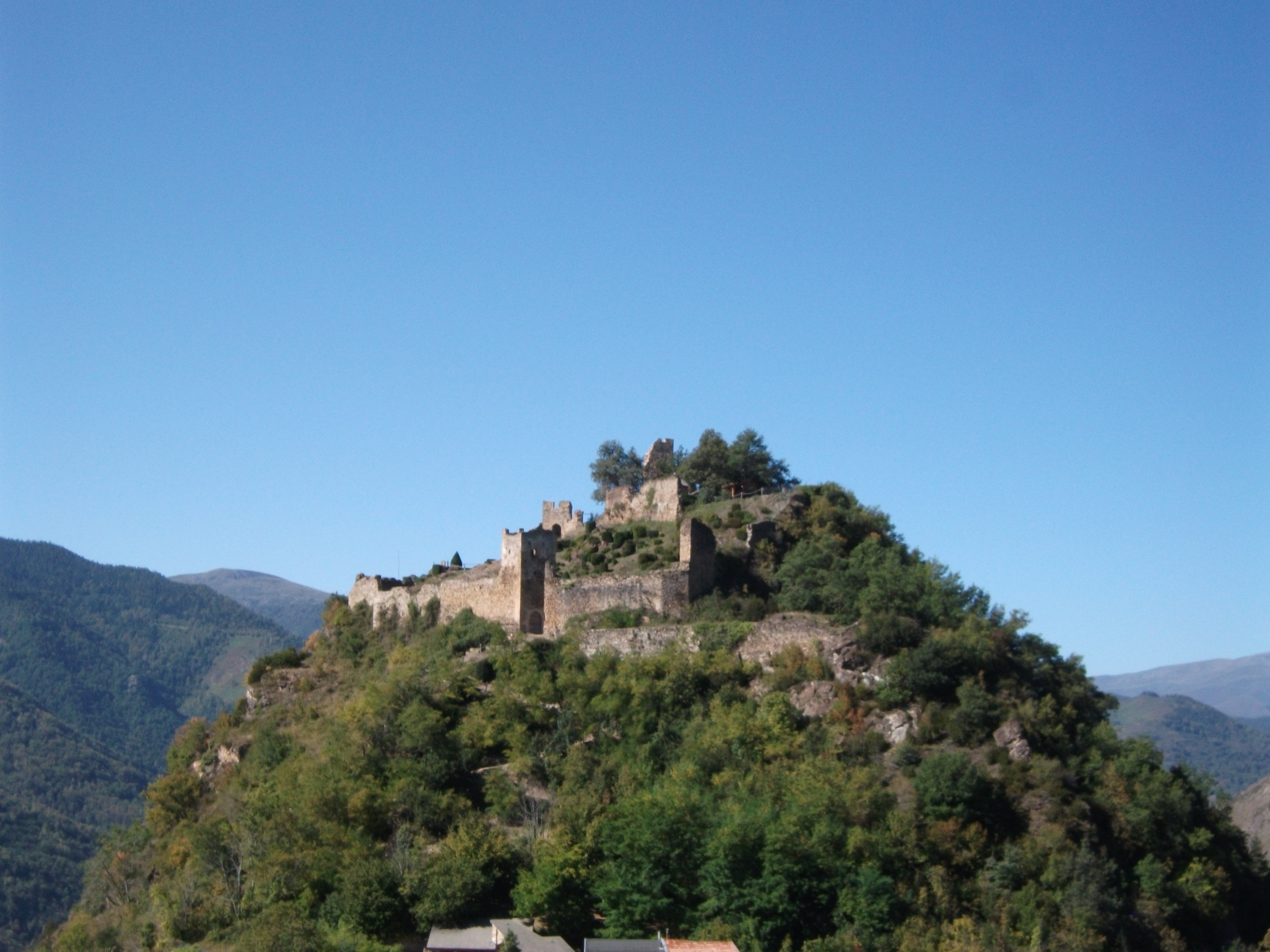
Lordat château de Lordat
(42° 46′ 33″ N, 1° 44′ 54″ E)
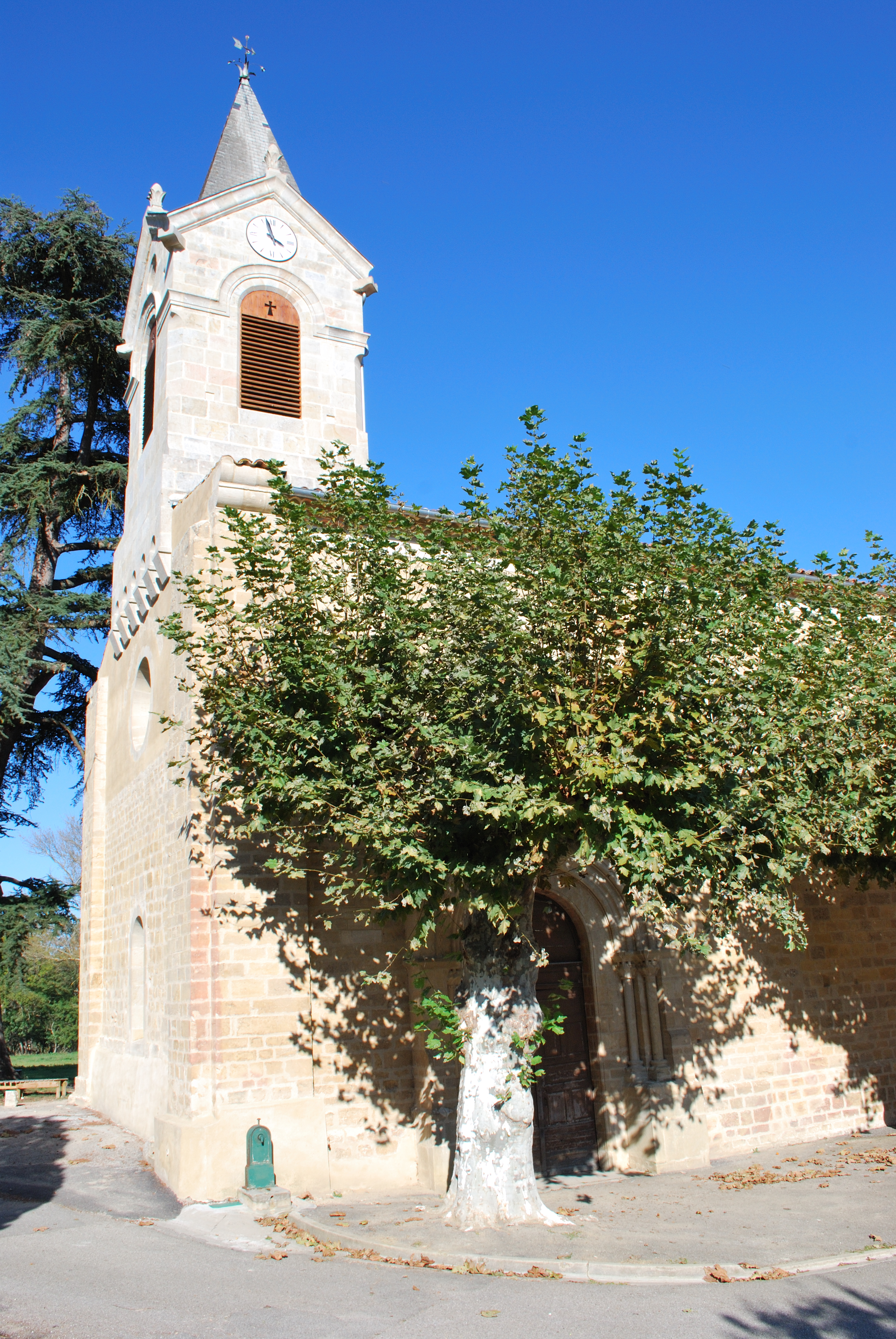
Manses église Saint-Jean-Baptiste
(43° 06′ 03″ N, 1° 48′ 40″ E)
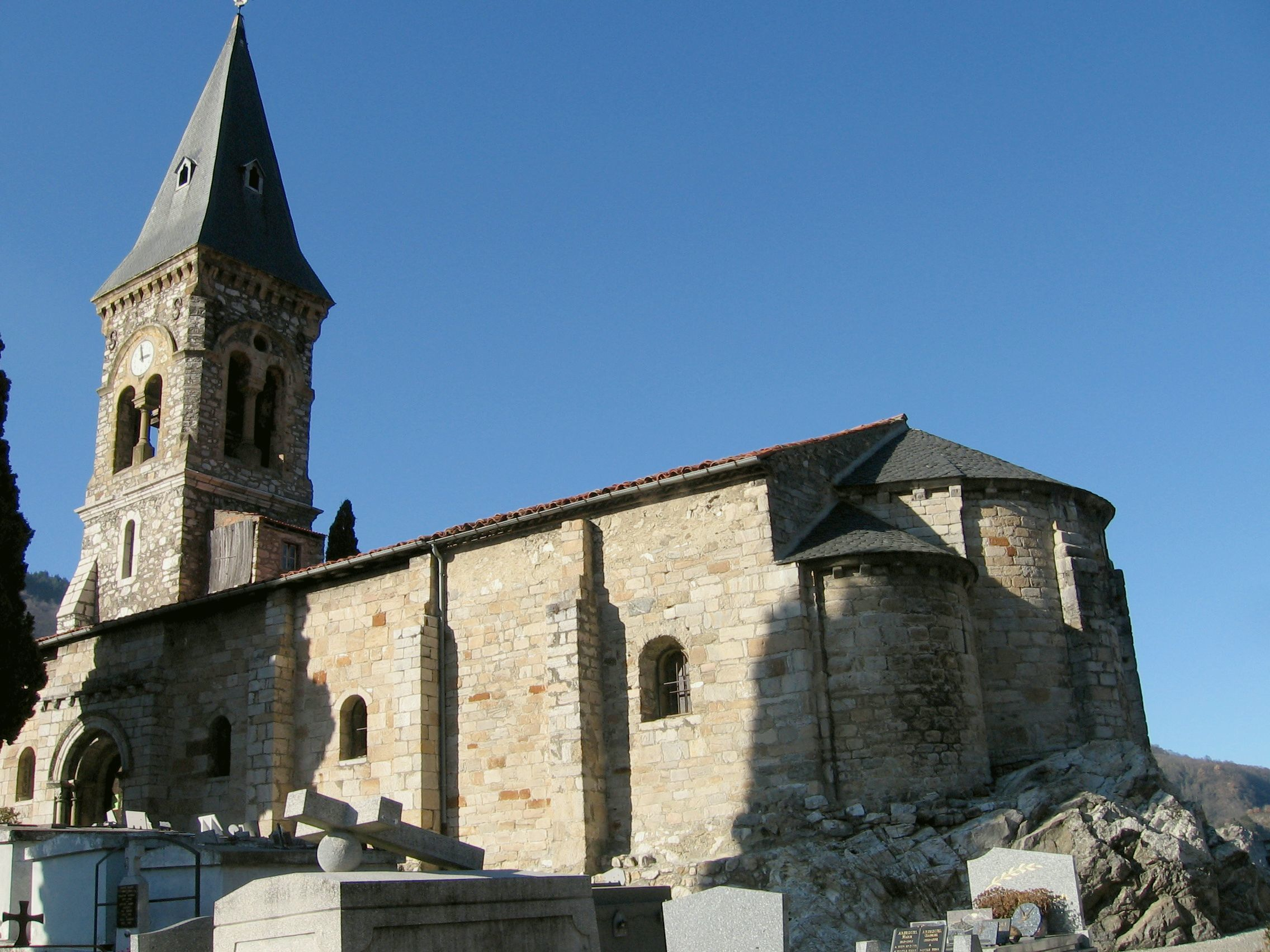
Mercus-Garrabet église Saint-Louis
(42° 52′ 54″ N, 1° 37′ 51″ E)
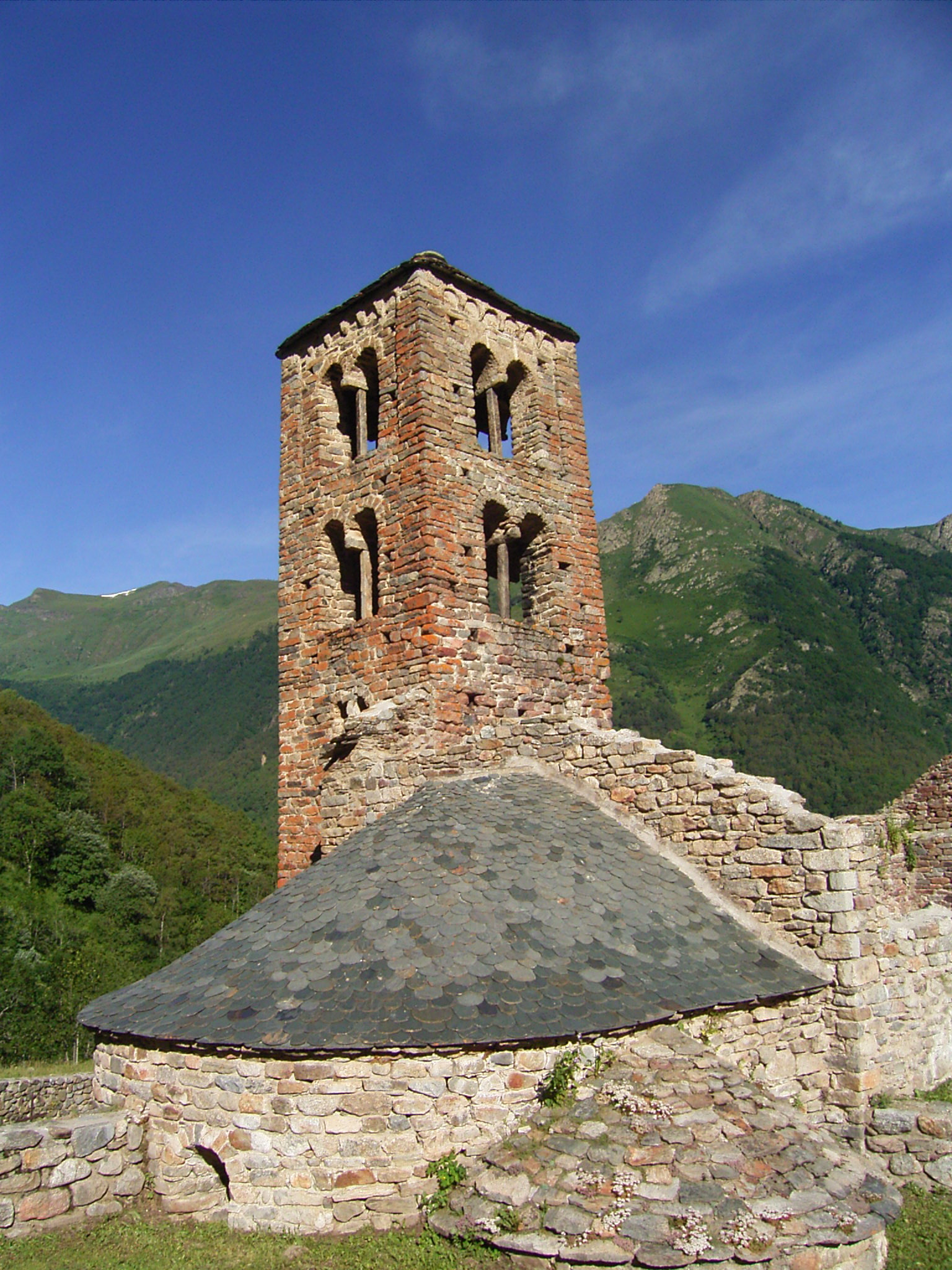
Mérens-les-Vals église Saint-Pierre
(42° 39′ 21″ N, 1° 50′ 37″ E)
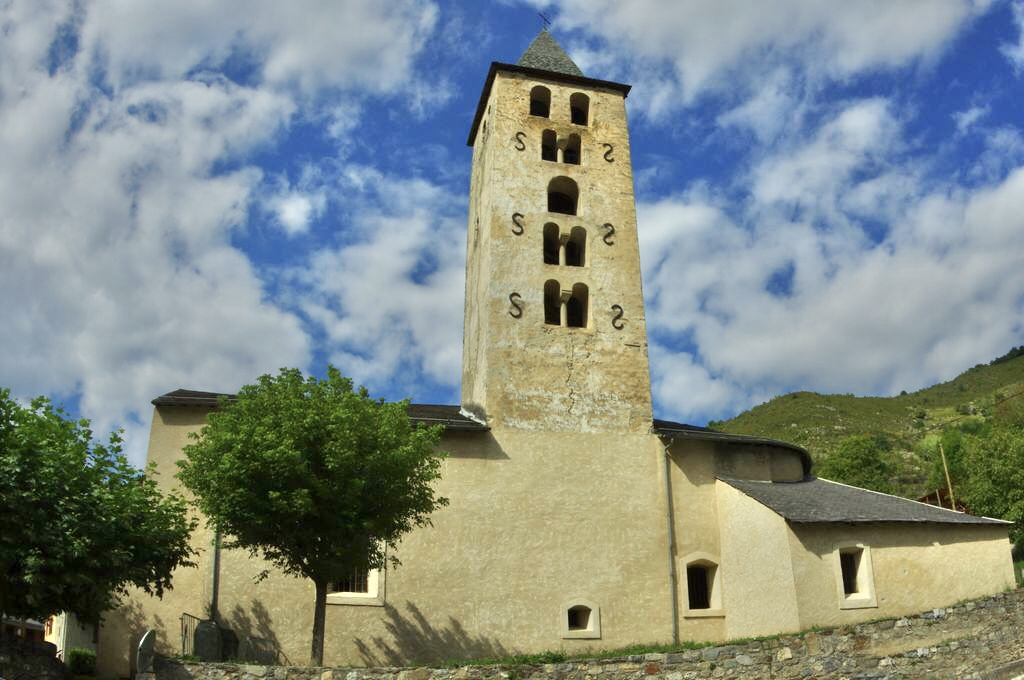
Miglos Arquizat : Église Saint-Hilaire
(42° 47′ 32″ N, 1° 35′ 56″ E)
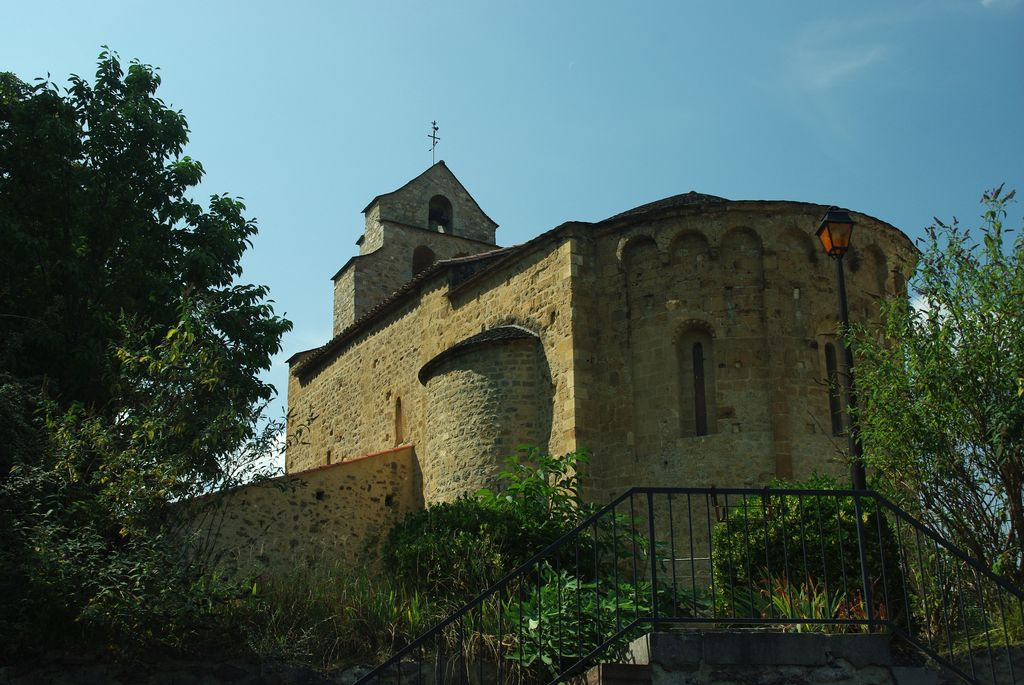
Montgauch Lacraste : église Saint-Pierre
(43° 00′ 00″ N, 1° 04′ 32″ E)
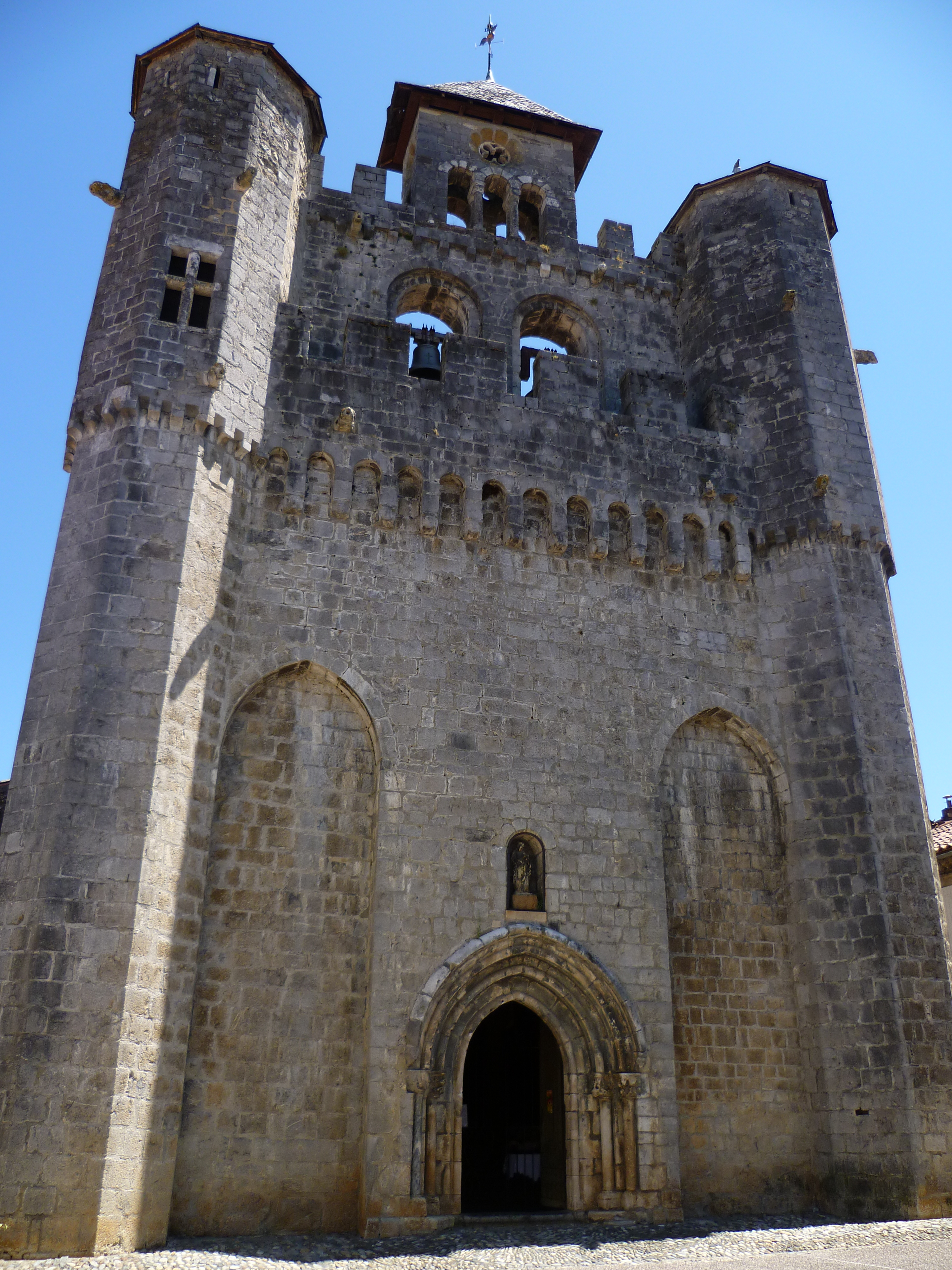
Montjoie-en-Couserans église Notre-Dame-de-l'Assomption
(43° 00′ 05″ N, 1° 09′ 37″ E)
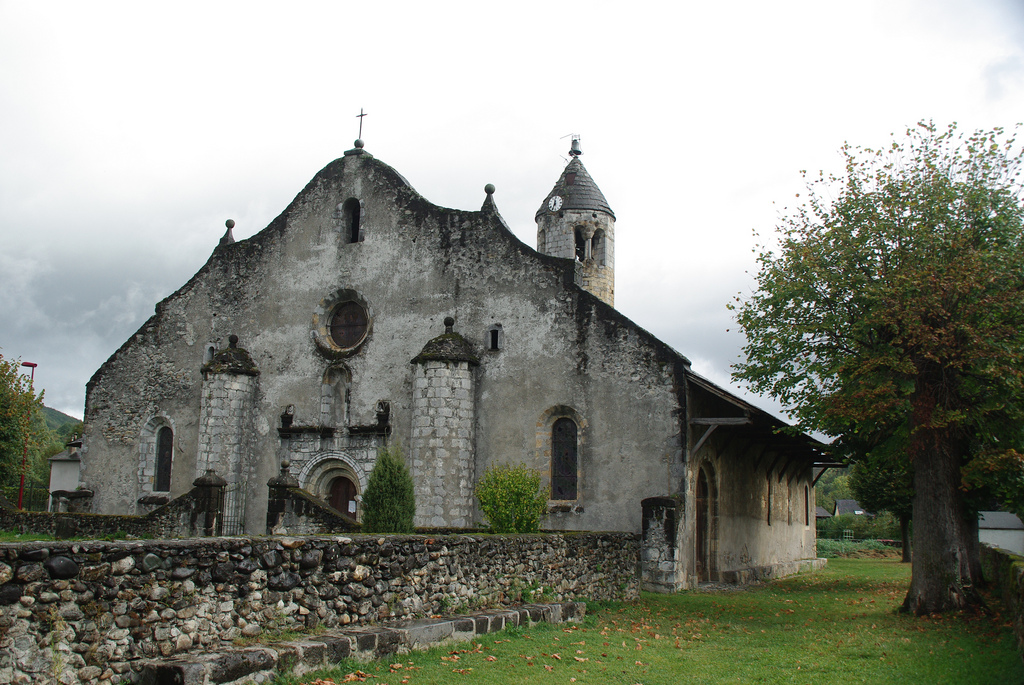
Moulis Luzenac : chapelle Notre-Dame
(42° 57′ 15″ N, 1° 04′ 47″ E)
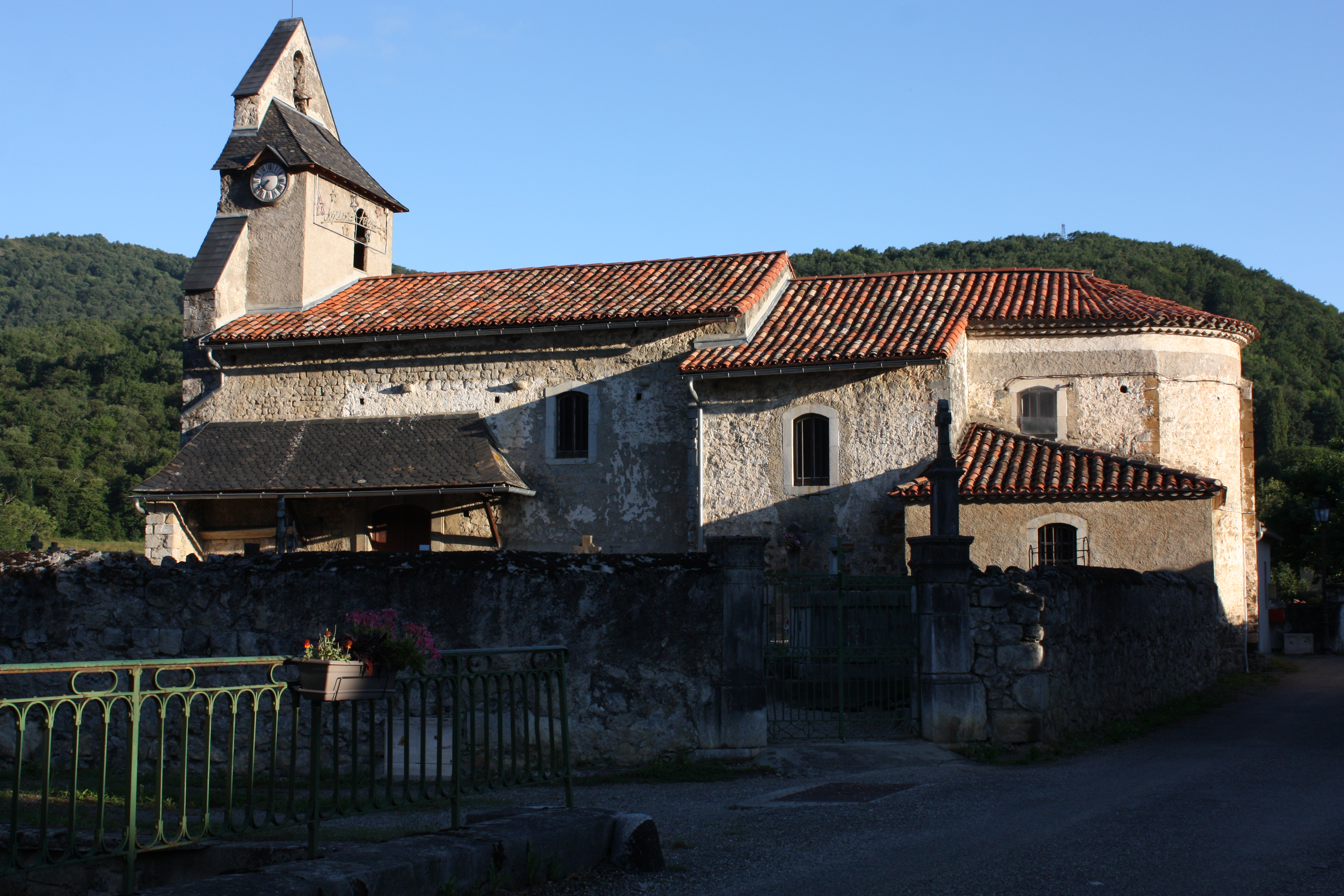
Aubert : église Saint-Jacques
(42° 57′ 55″ N, 1° 06′ 05″ E)
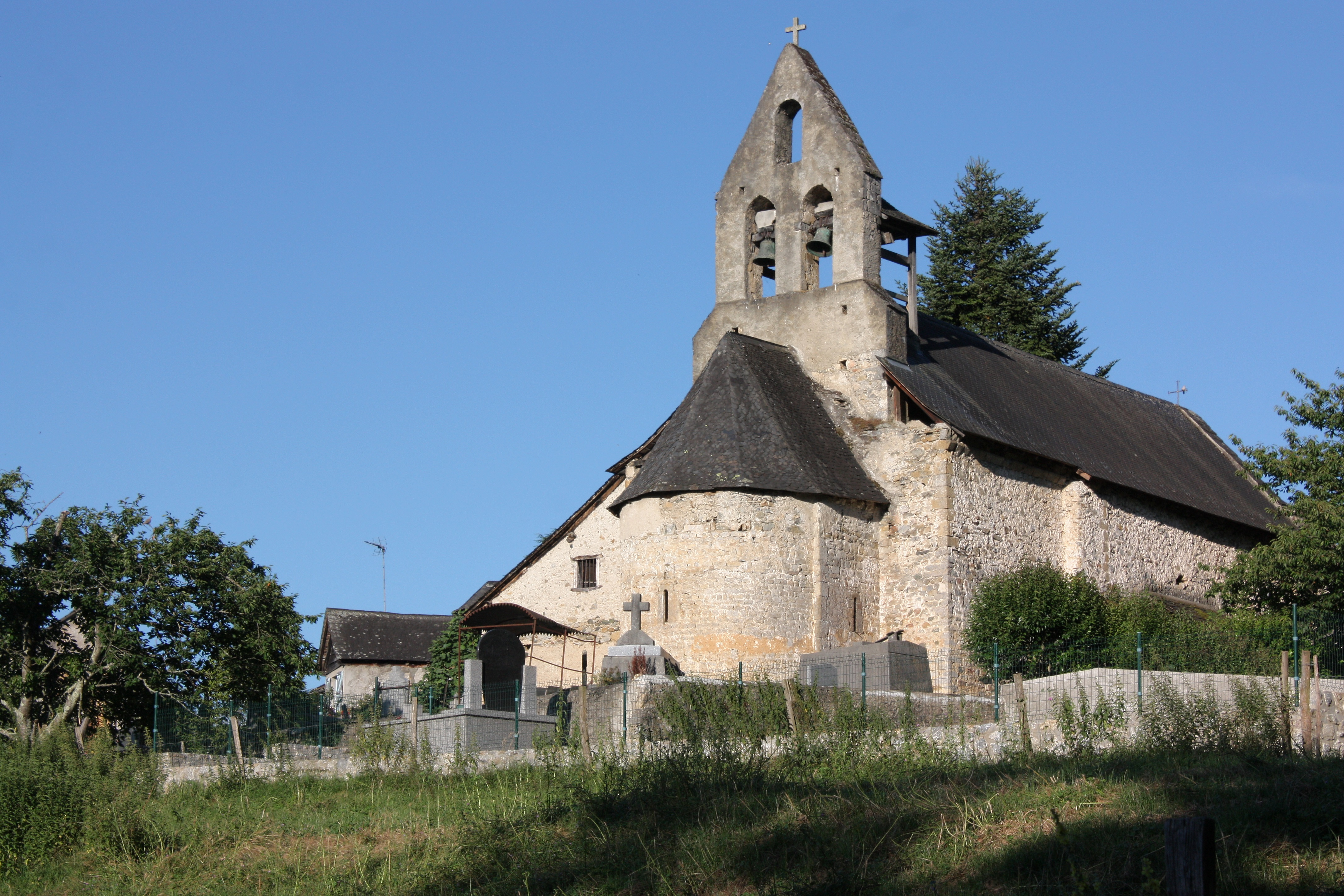
Pouech : église Saint-Jean-Baptiste
(42° 57′ 19″ N, 1° 04′ 35″ E)
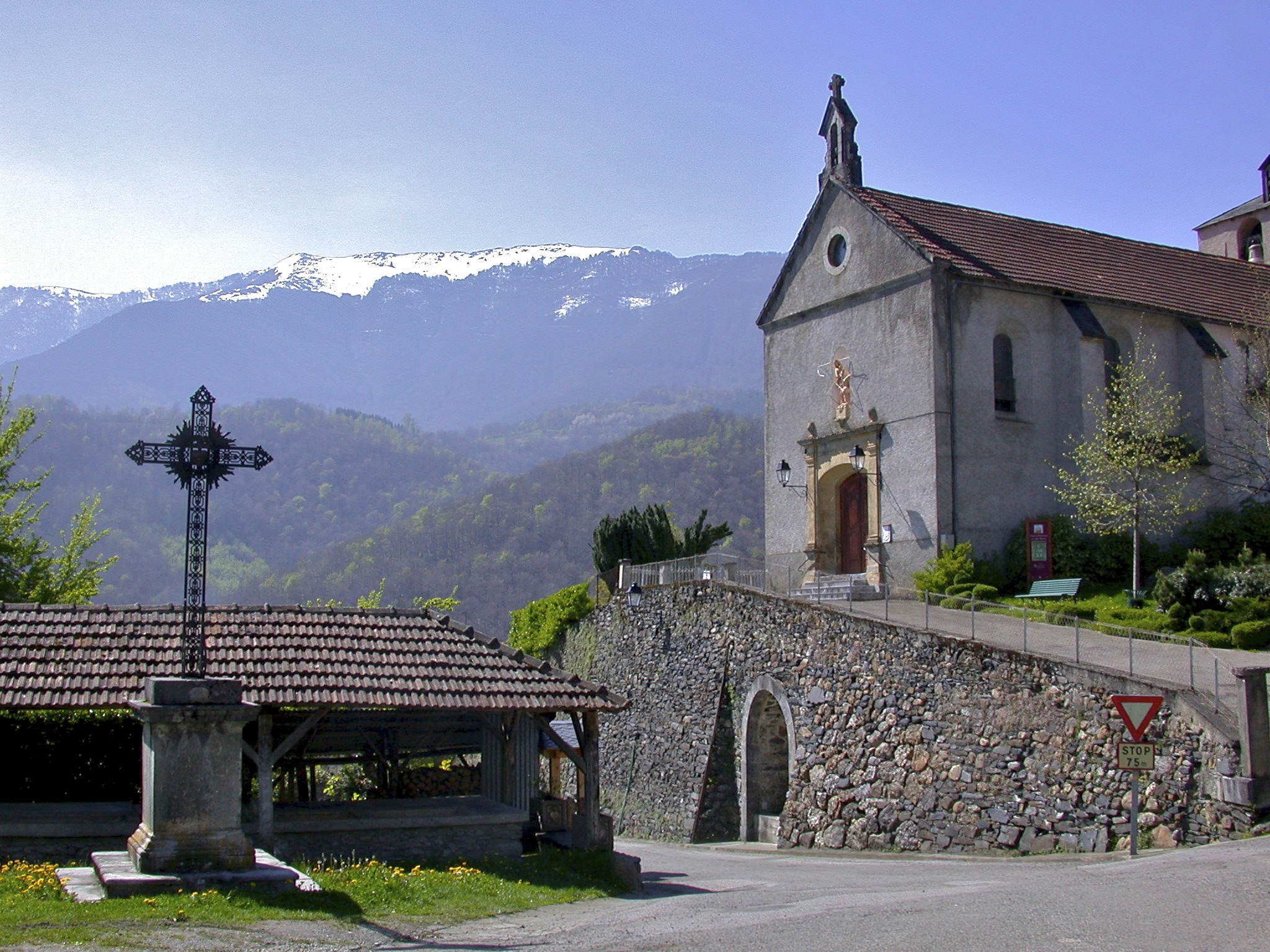
Orgibet église Notre-Dame-de-l'Assomption
(42° 56′ 01″ N, 0° 56′ 05″ E)
Ornolac-Ussat-les-Bains Ornolac : église Saint-Pierre
(42° 49′ 32″ N, 1° 38′ 16″ E)
chapelle de Lujat
(42° 49′ 16″ N, 1° 39′ 16″ E)
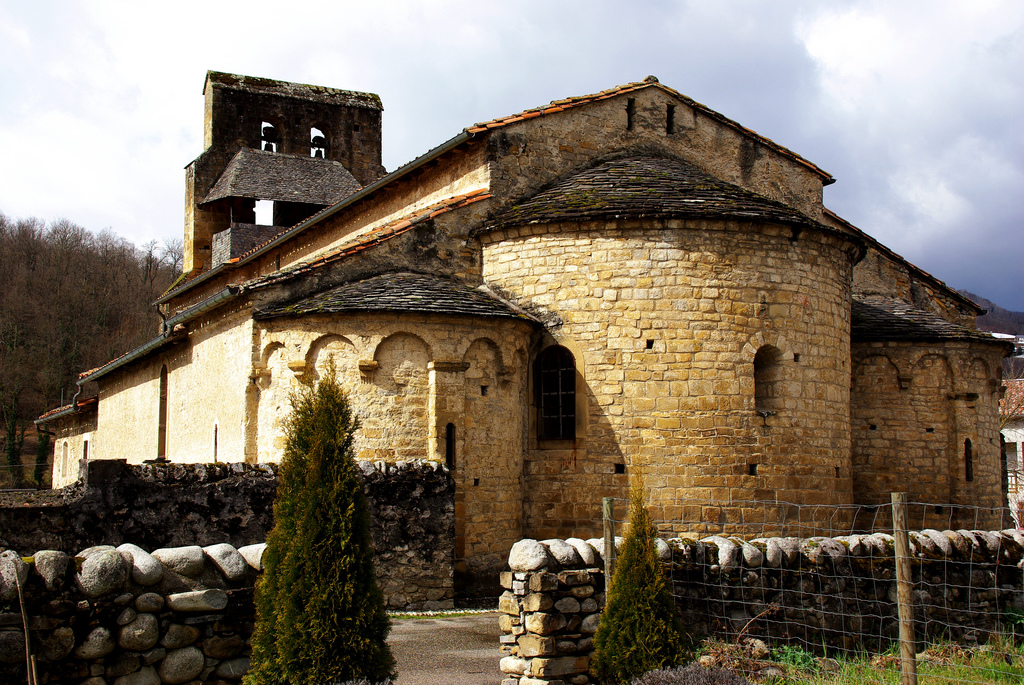
Oust Vic-d’Oust : église Notre-Dame
(42° 53′ 03″ N, 1° 12′ 49″ E)
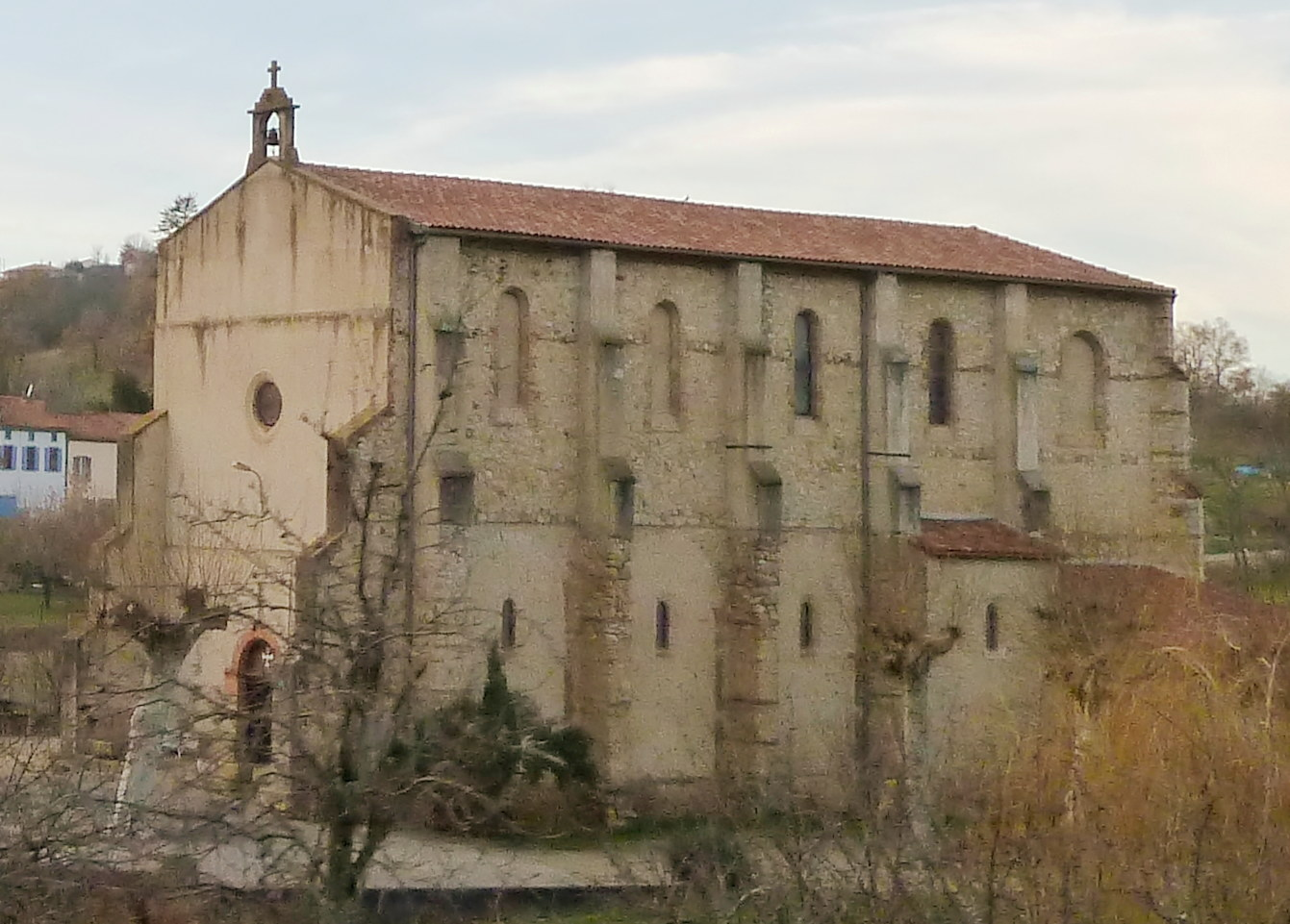
Pailhès chapelle Saint-Blaise
(43° 06′ 35″ N, 1° 26′ 28″ E)
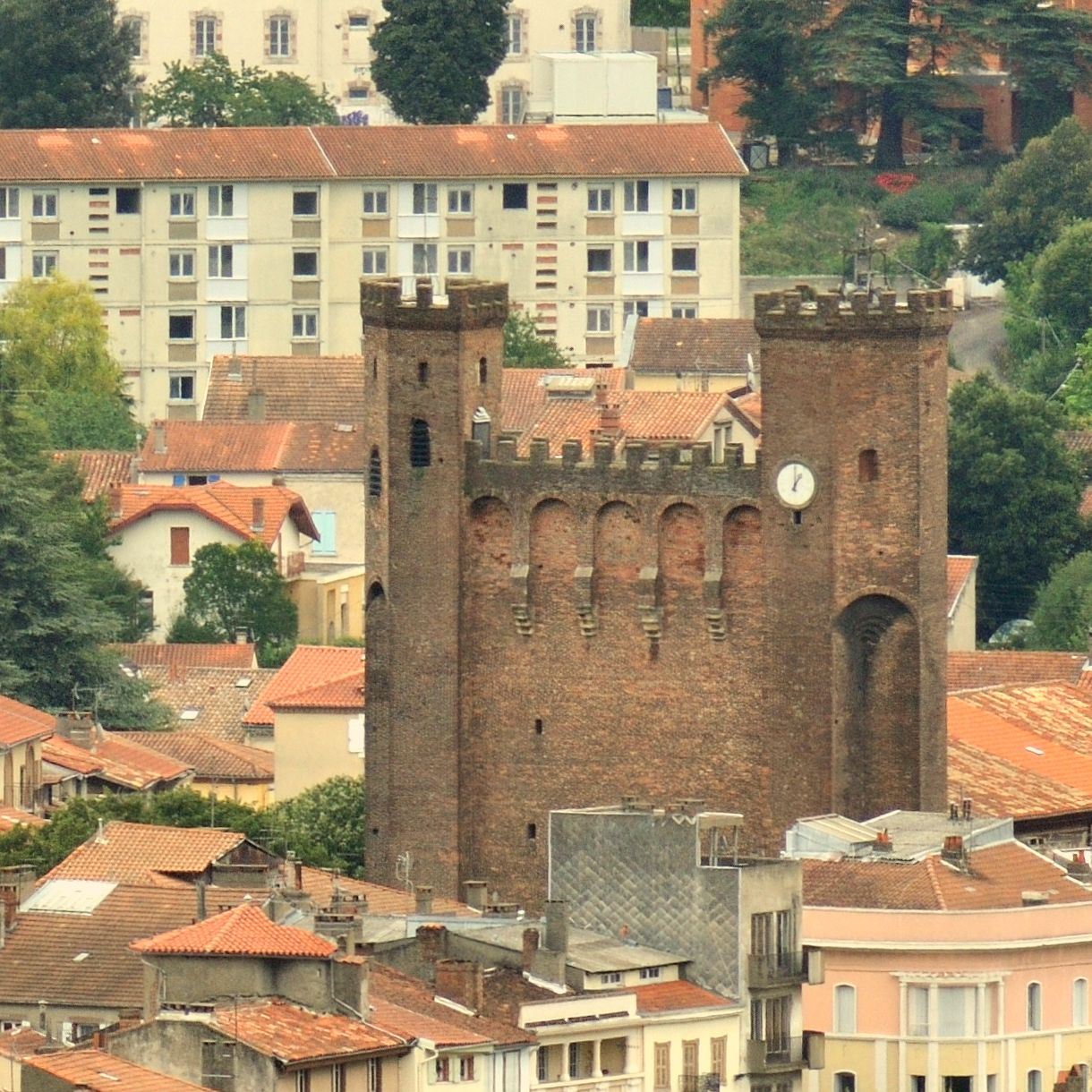
Pamiers église Notre-Dame-du-Camp
(43° 06′ 58″ N, 1° 36′ 42″ E)
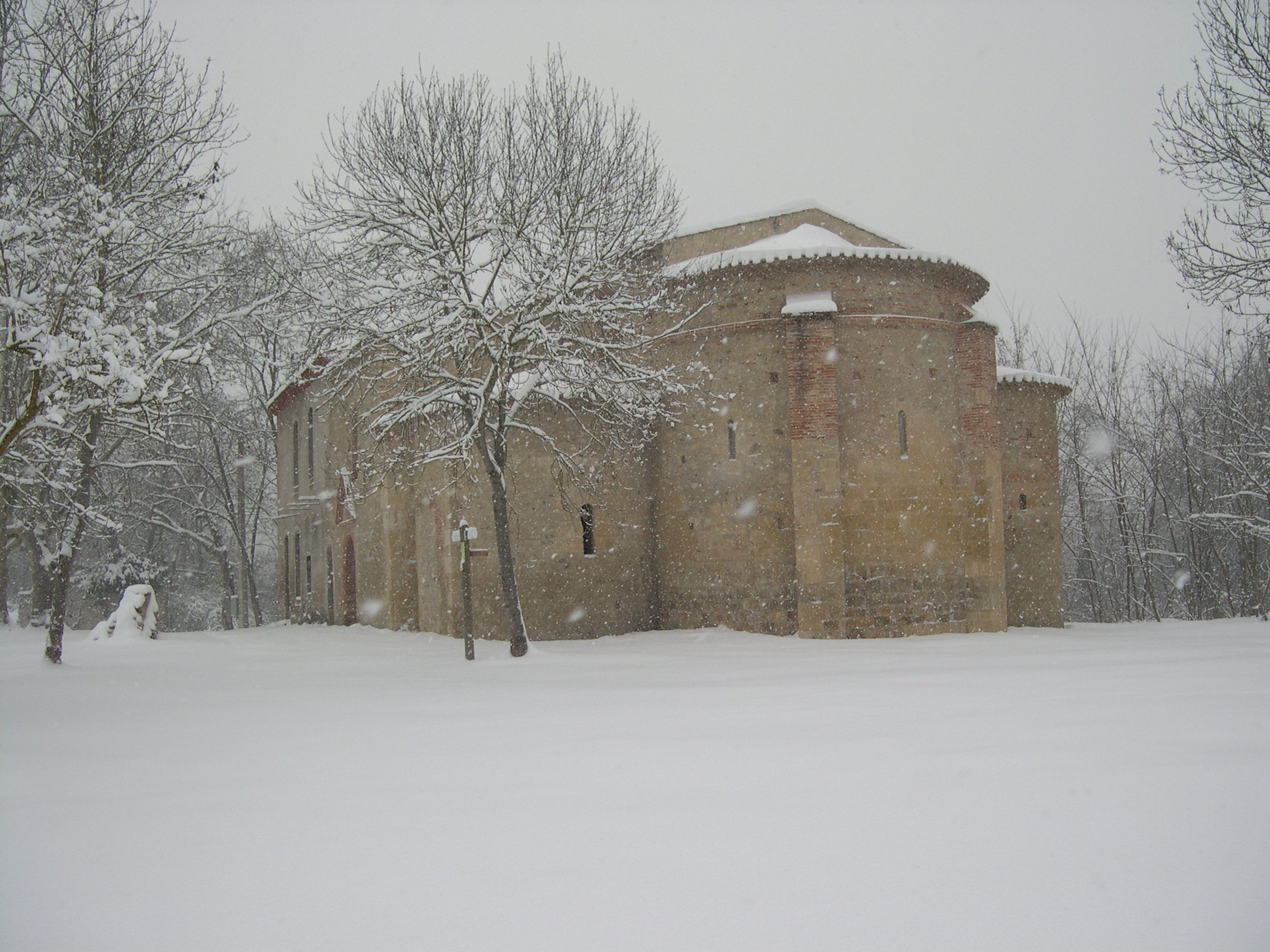
Ancienne abbaye du Mas-Cailloup
(43° 06′ 19″ N, 1° 36′ 38″ E)
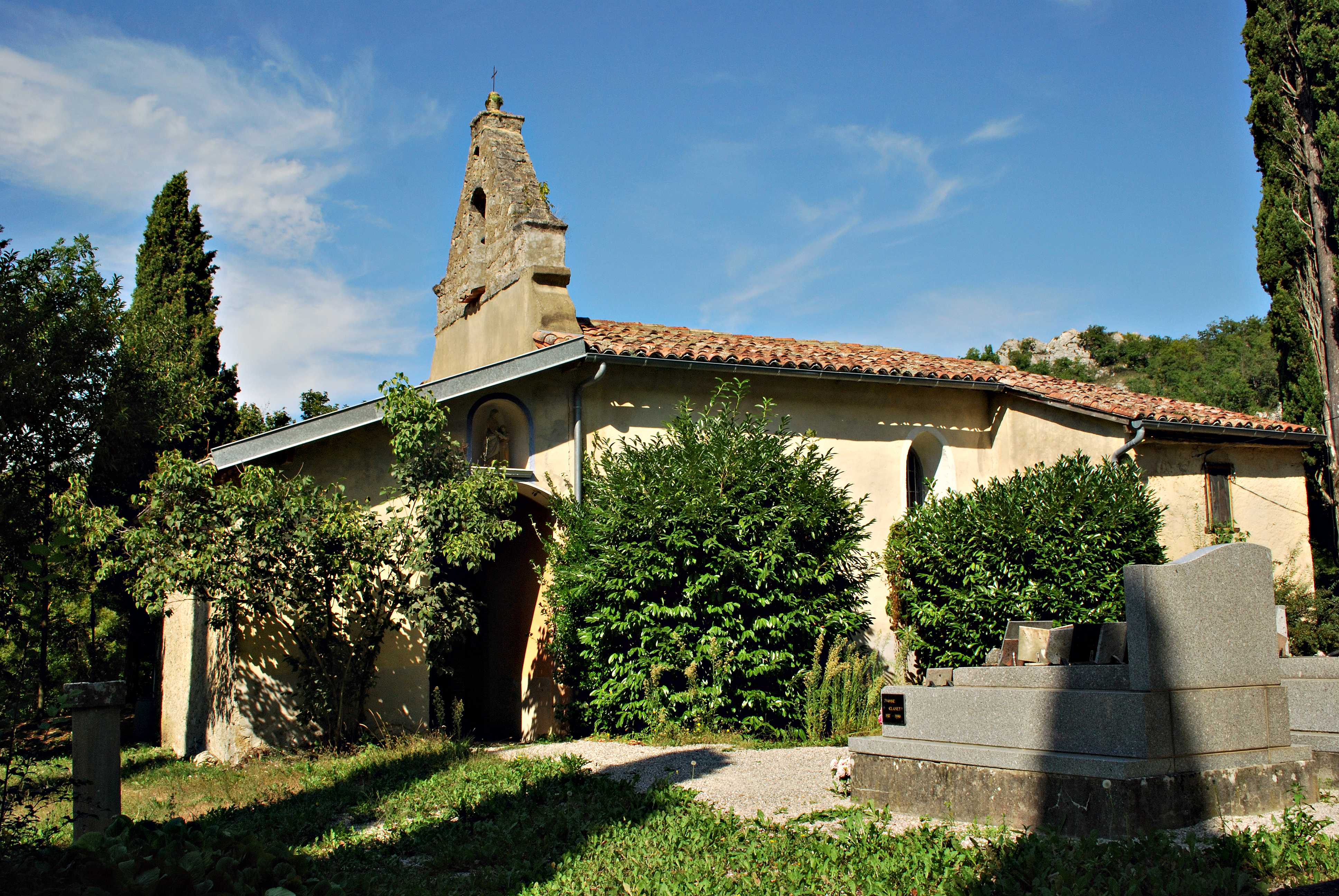
Péreille église Saint-Vincent
(42° 56′ 18″ N, 1° 48′ 02″ E)
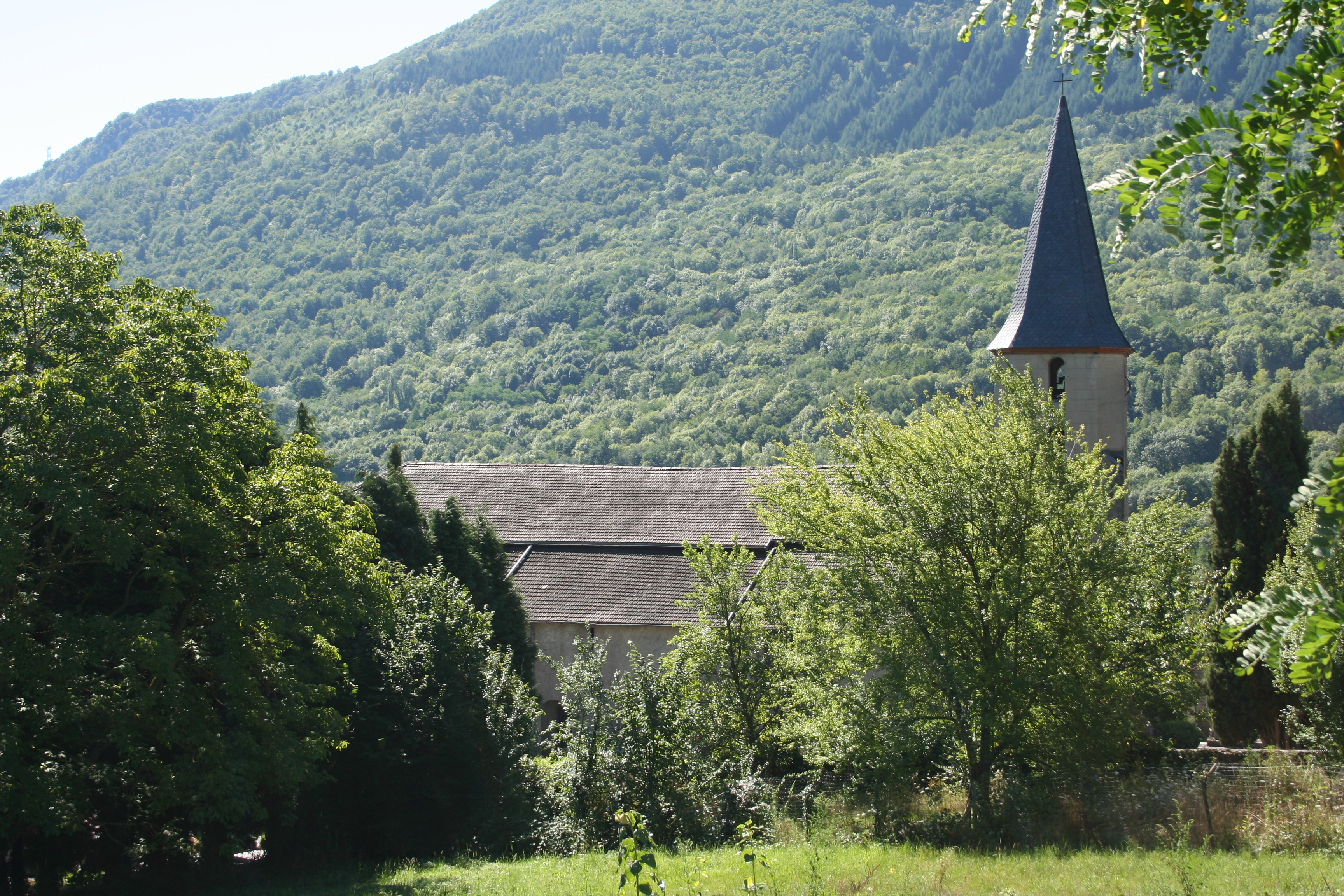
Rabat-les-Trois-Seigneurs église Notre-Dame-de-l'Assomption
(42° 51′ 26″ N, 1° 33′ 17″ E)
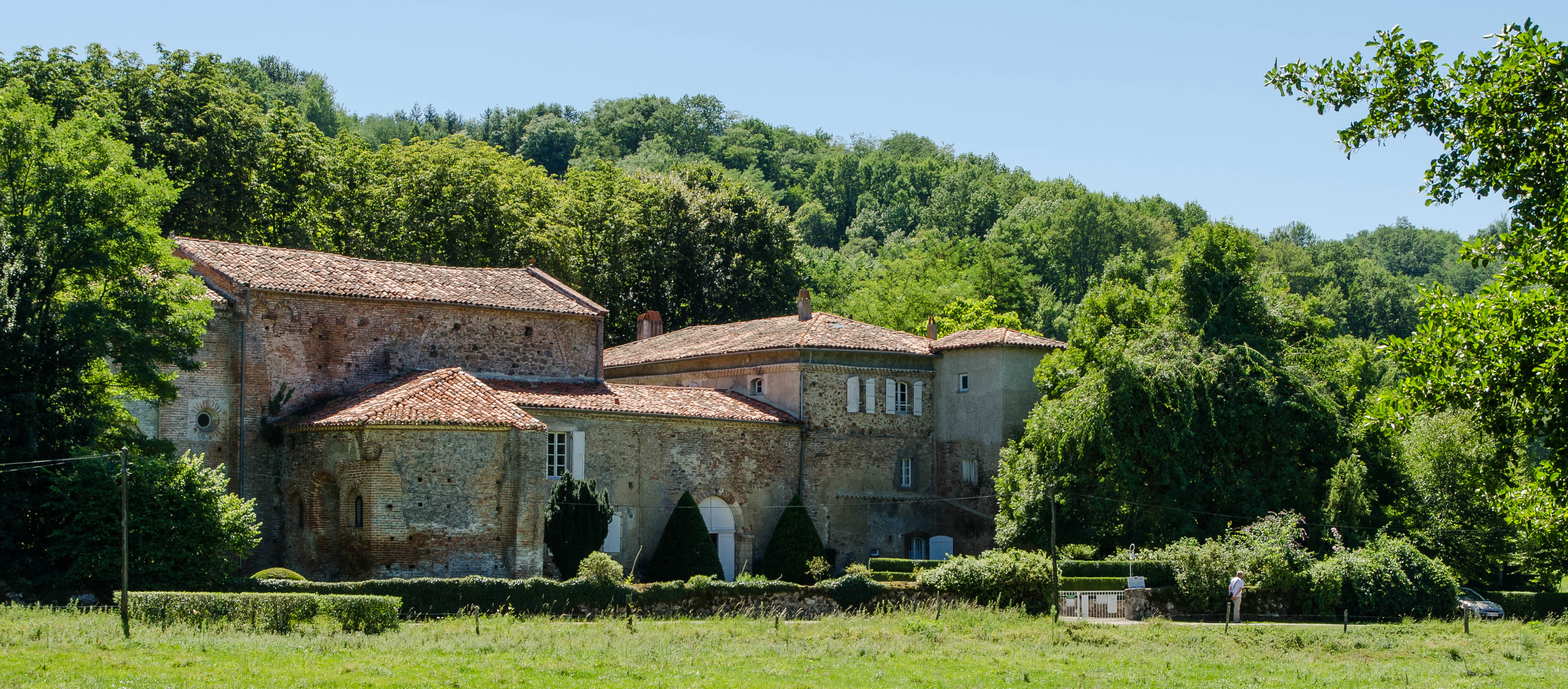
Rimont abbaye Saint-Laurent de Combelongue
(42° 59′ 17″ N, 1° 16′ 36″ E)
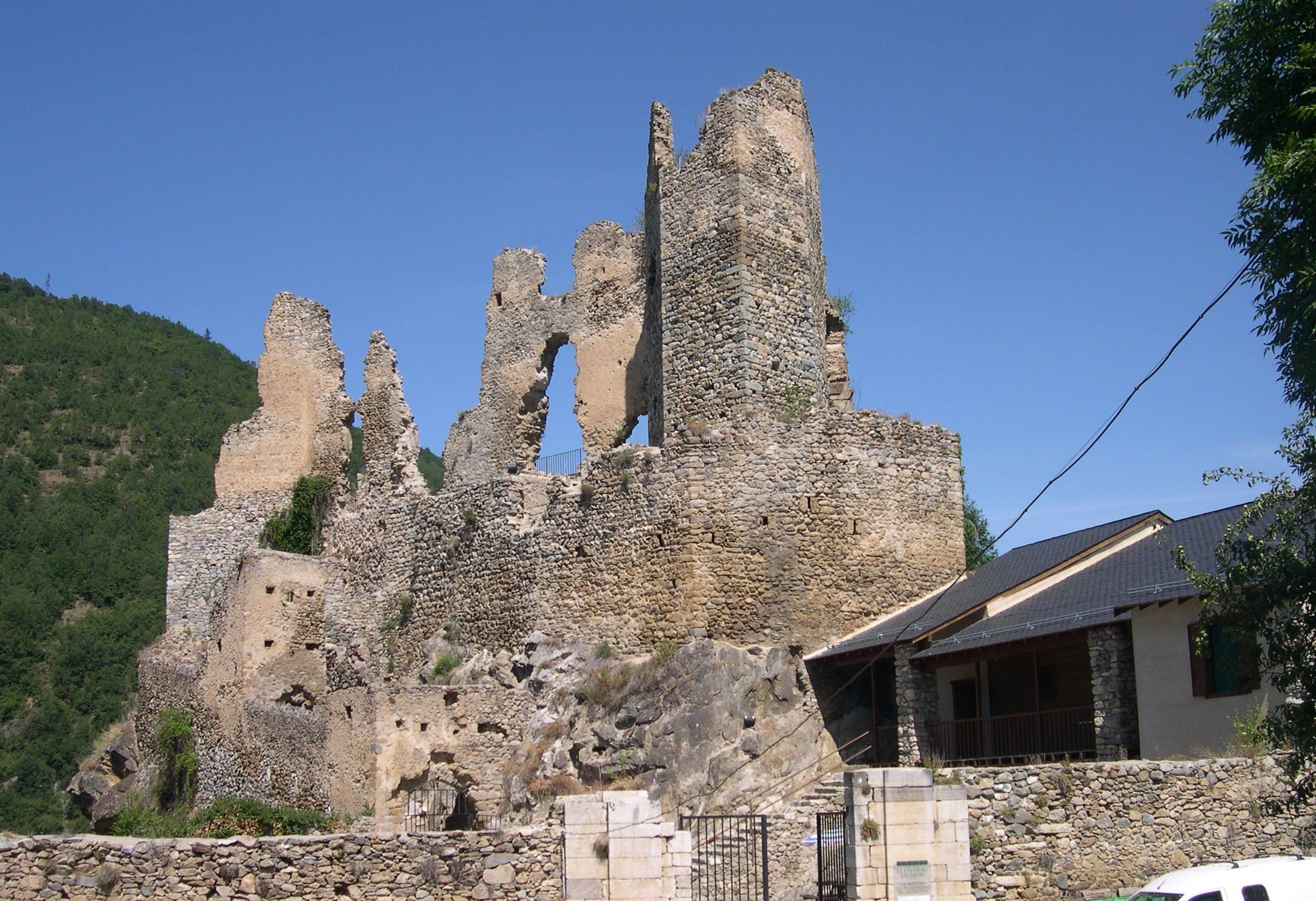
Rouze château d'Usson
(42° 44′ 08″ N, 2° 05′ 15″ E)
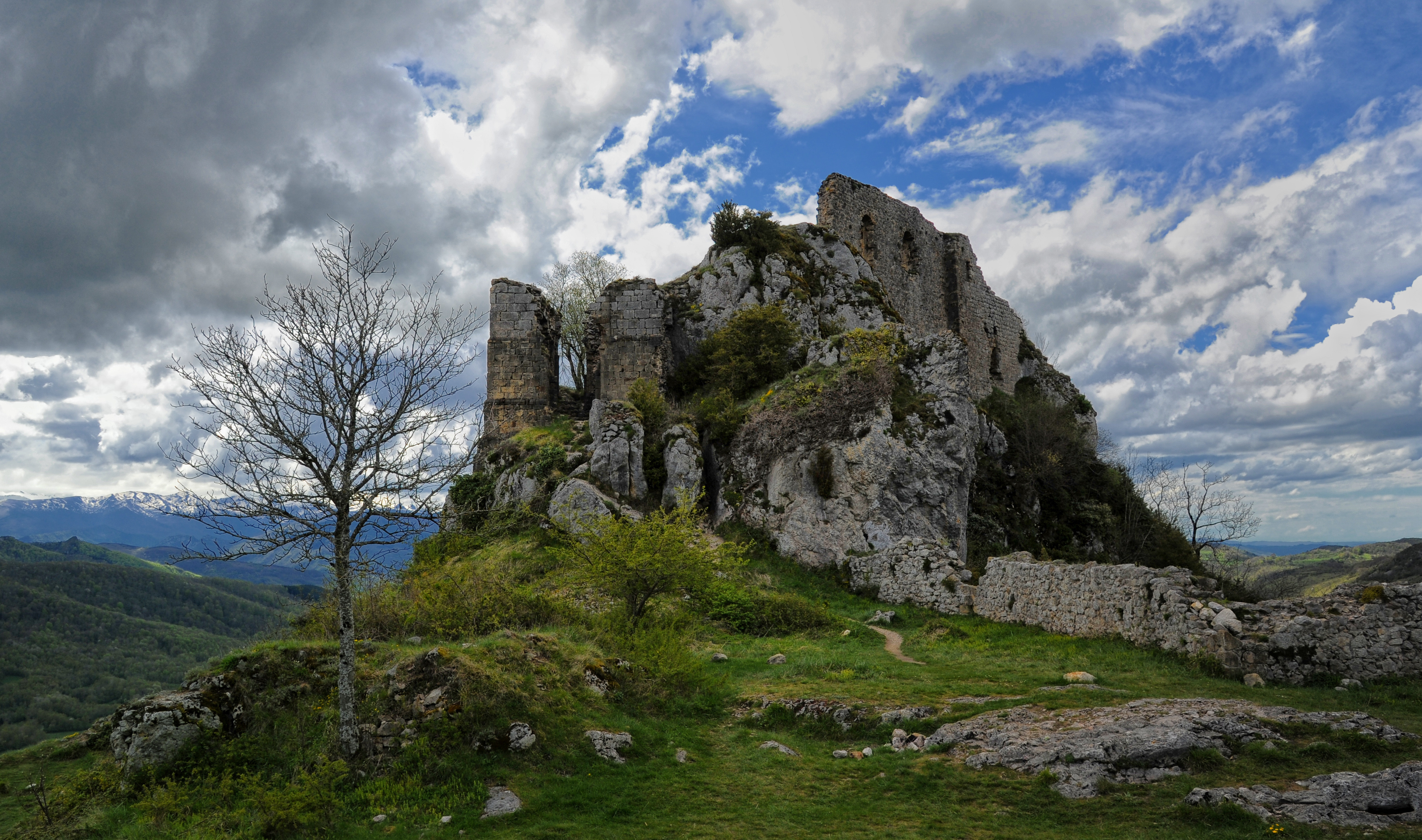
Roquefixade château de Roquefixade
(42° 56′ 20″ N, 1° 45′ 12″ E)
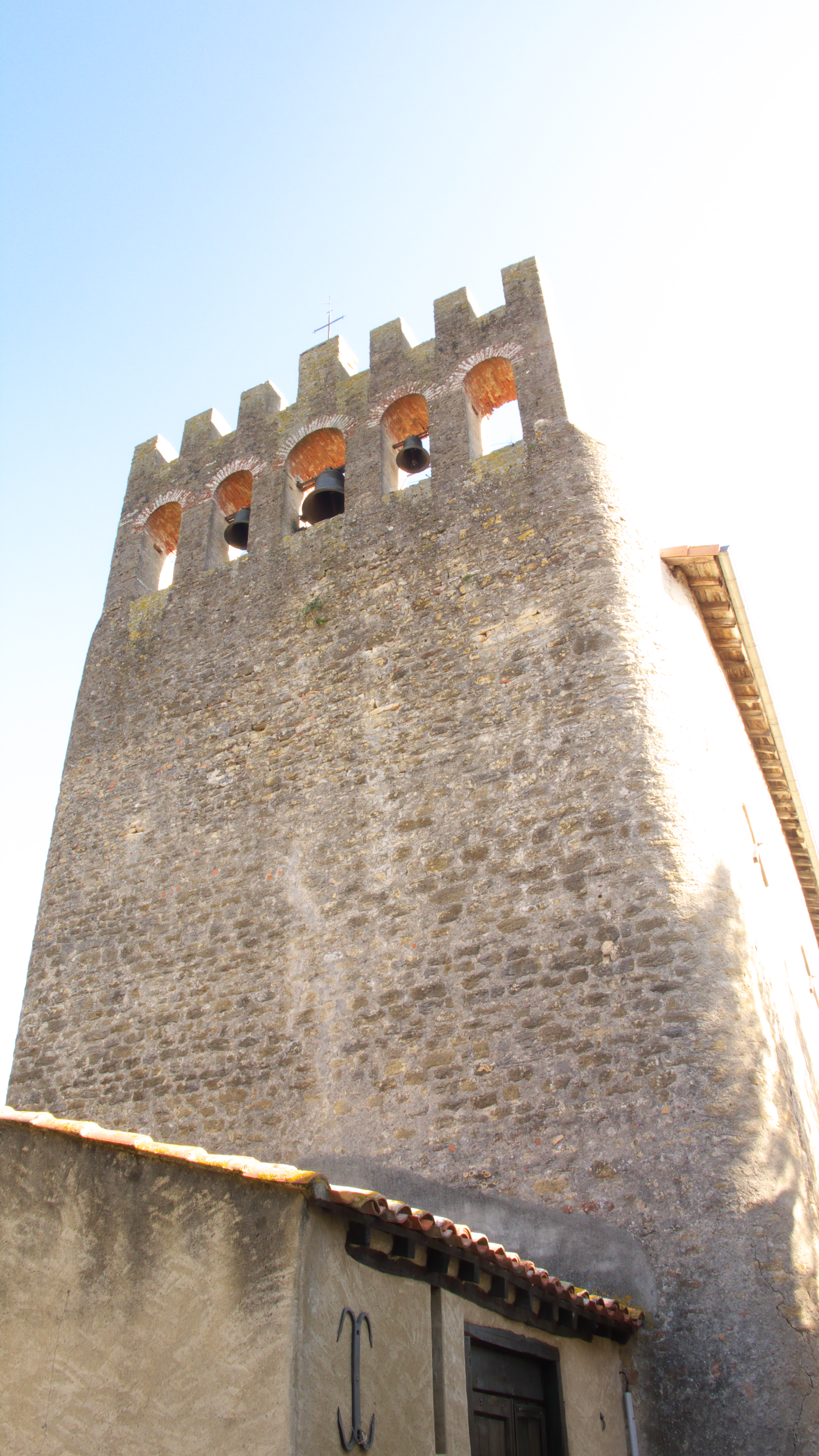
Saint-Félix-de-Tournegat église Saint-Félix
(43° 07′ 52″ N, 1° 44′ 52″ E)
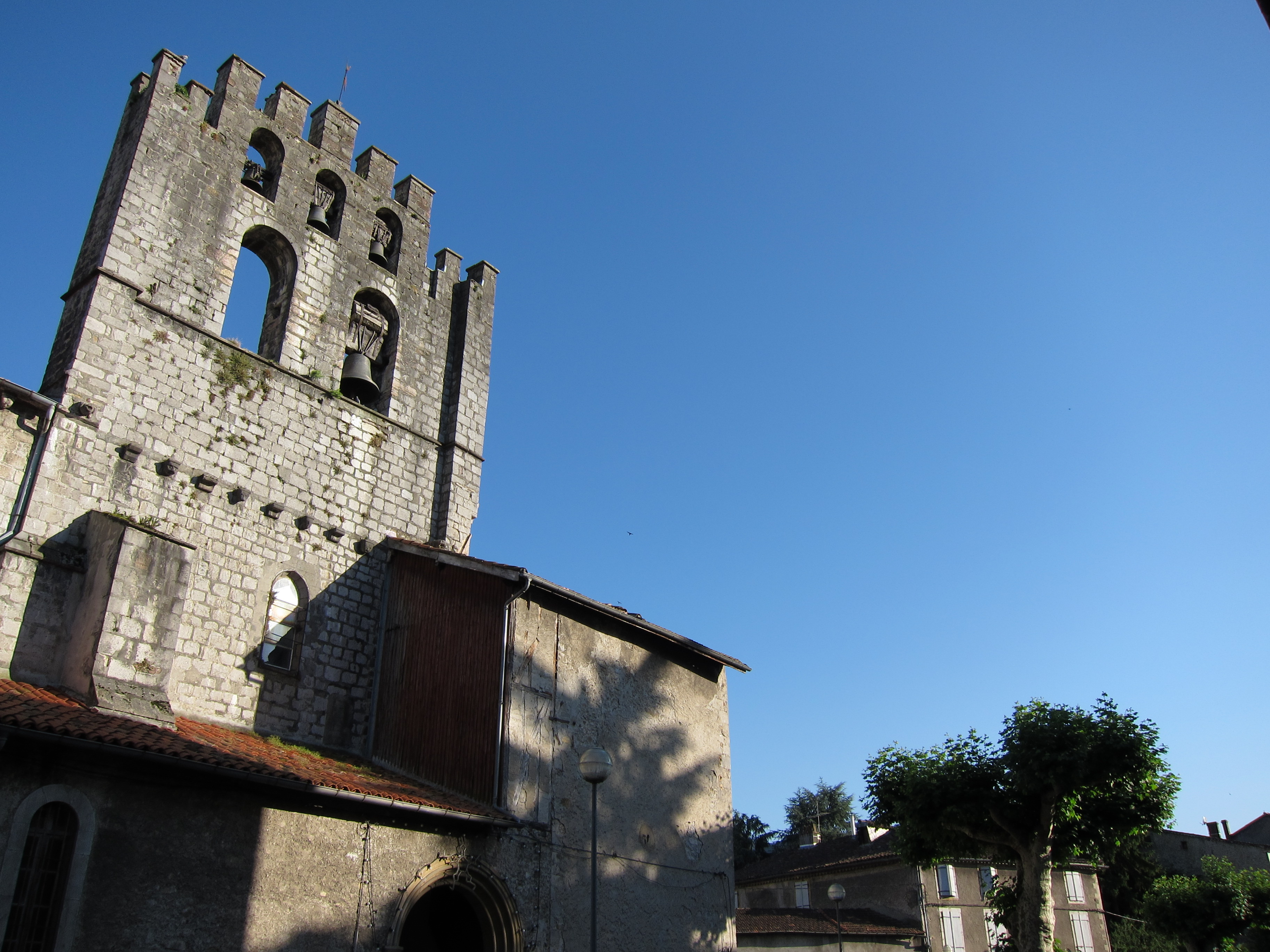
Saint-Girons église Saint-Valier
(42° 58′ 59″ N, 1° 08′ 53″ E)
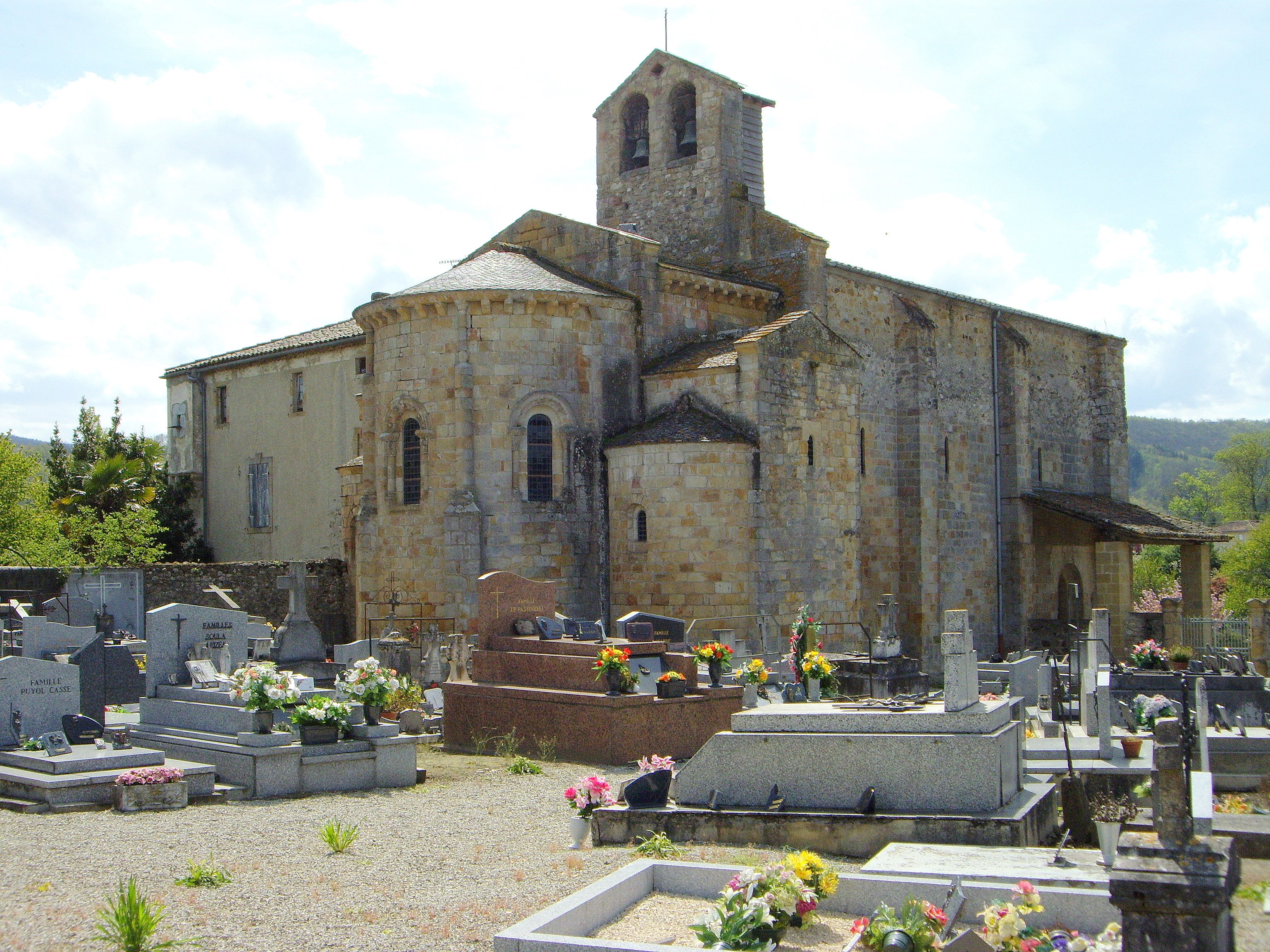
Saint-Jean-de-Verges église Saint-Jean-Baptiste
(43° 00′ 47″ N, 1° 36′ 36″ E)
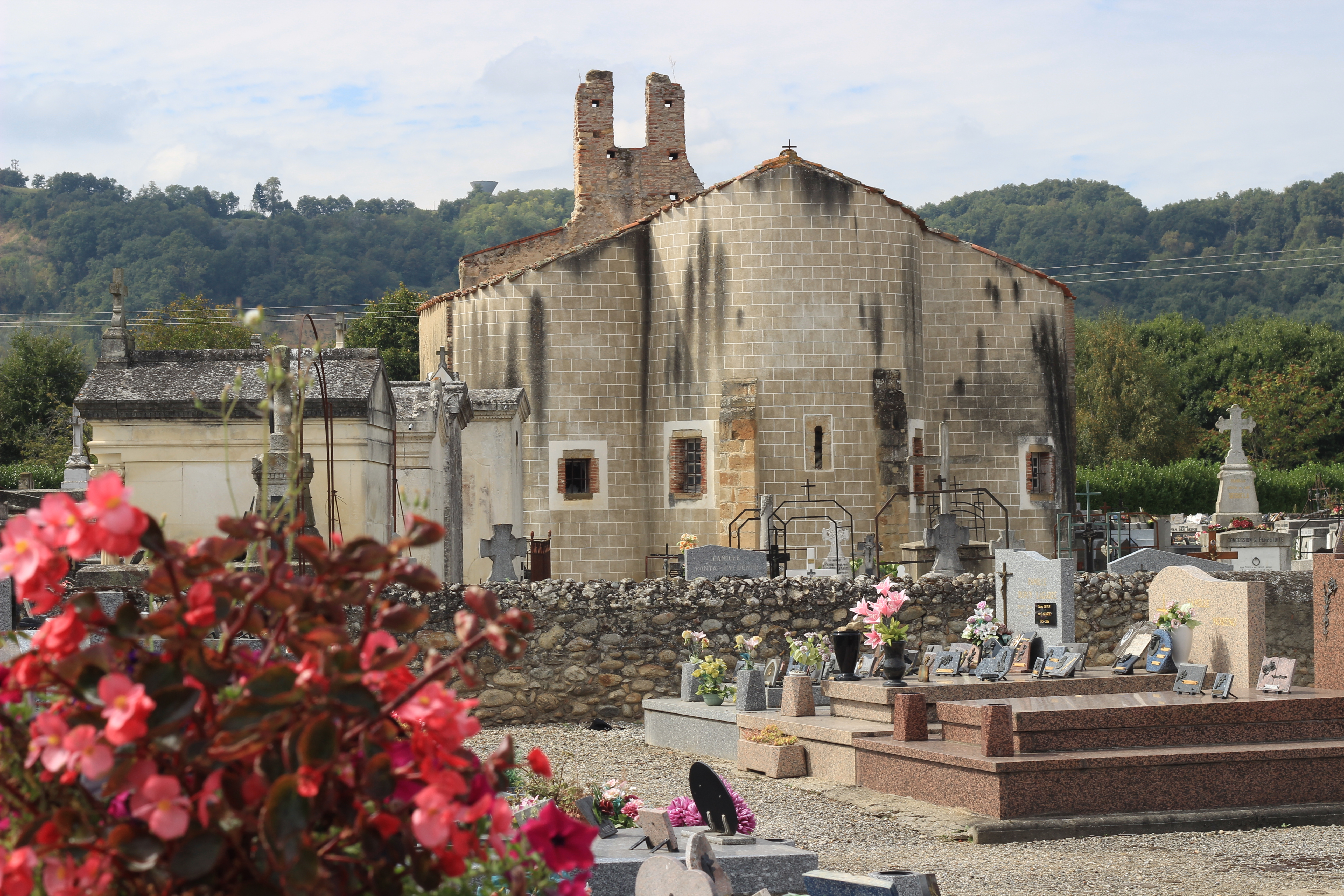
Saint-Jean-du-Falga chapelle Saint-Sernin
(43° 05′ 14″ N, 1° 37′ 10″ E)
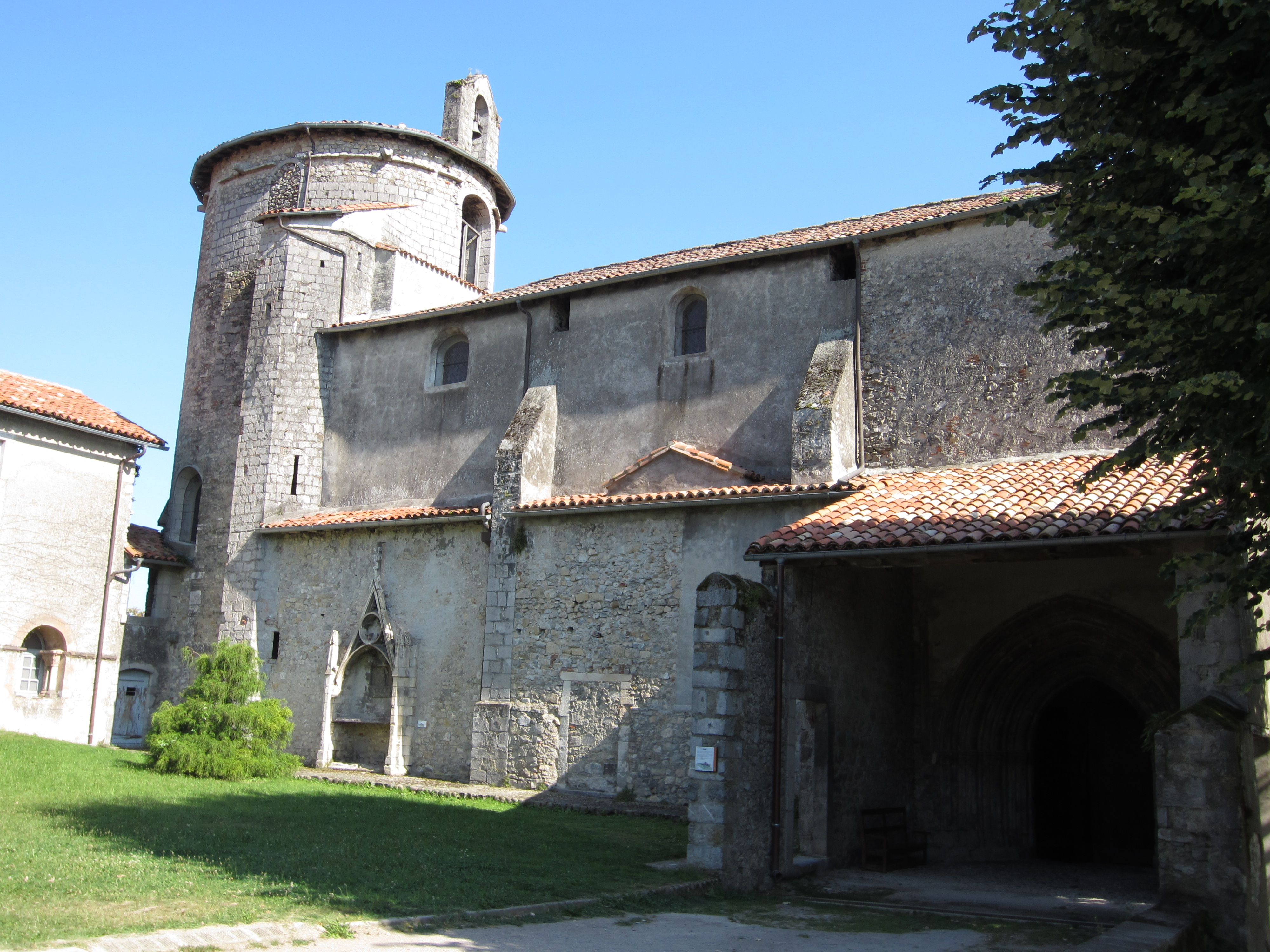
Saint-Lizier cathédrale Notre-Dame-de-la-Sède
(43° 00′ 10″ N, 1° 08′ 15″ E)
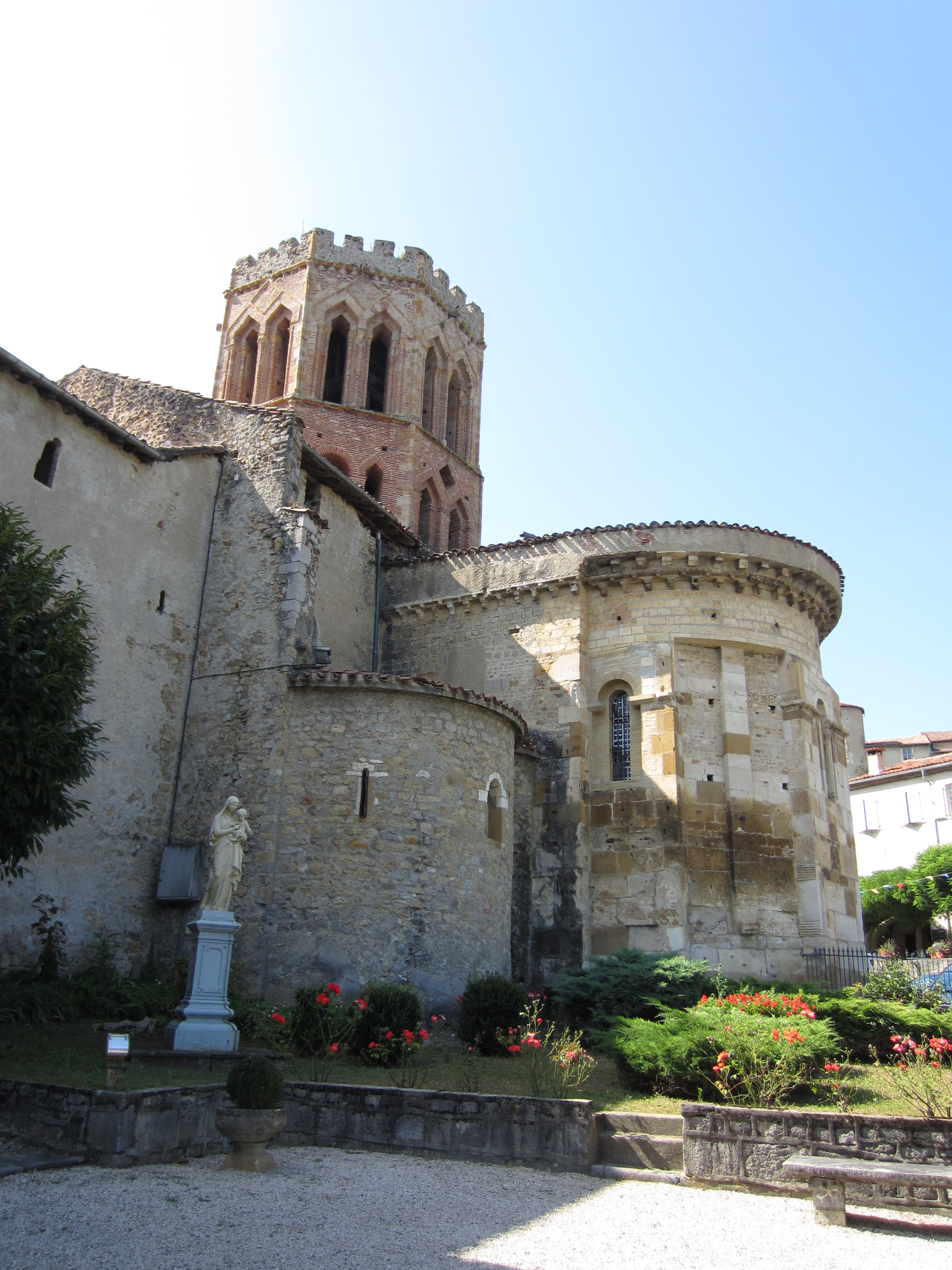
Cathédrale Saint-Lizier
(43° 00′ 06″ N, 1° 08′ 15″ E)
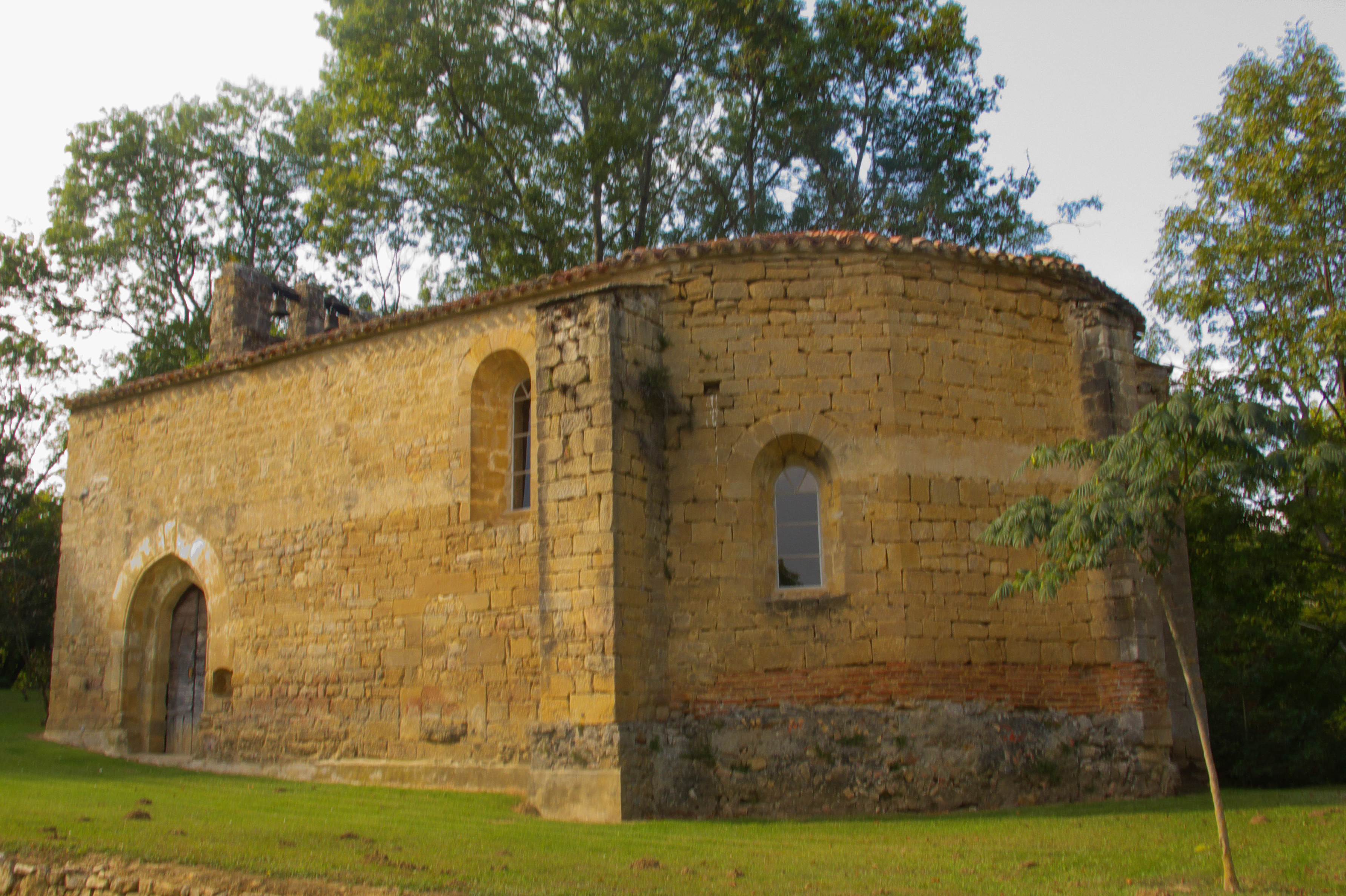
Saint-Quentin-la-Tour Queille : église Saint-Sylvain
(43° 01′ 33″ N, 1° 55′ 13″ E)
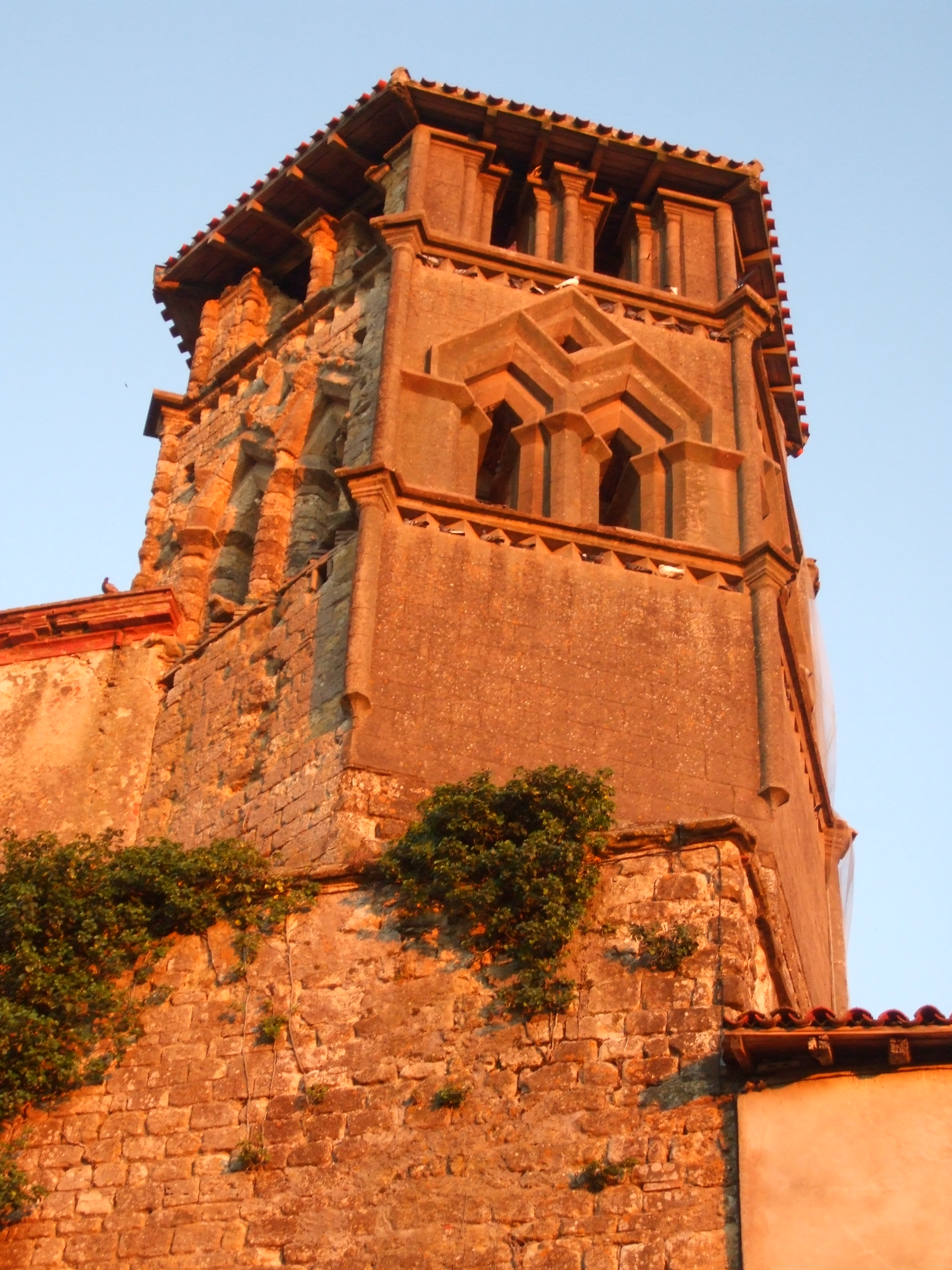
Saint-Ybars église Saint-Ybars
(43° 14′ 17″ N, 1° 23′ 09″ E)
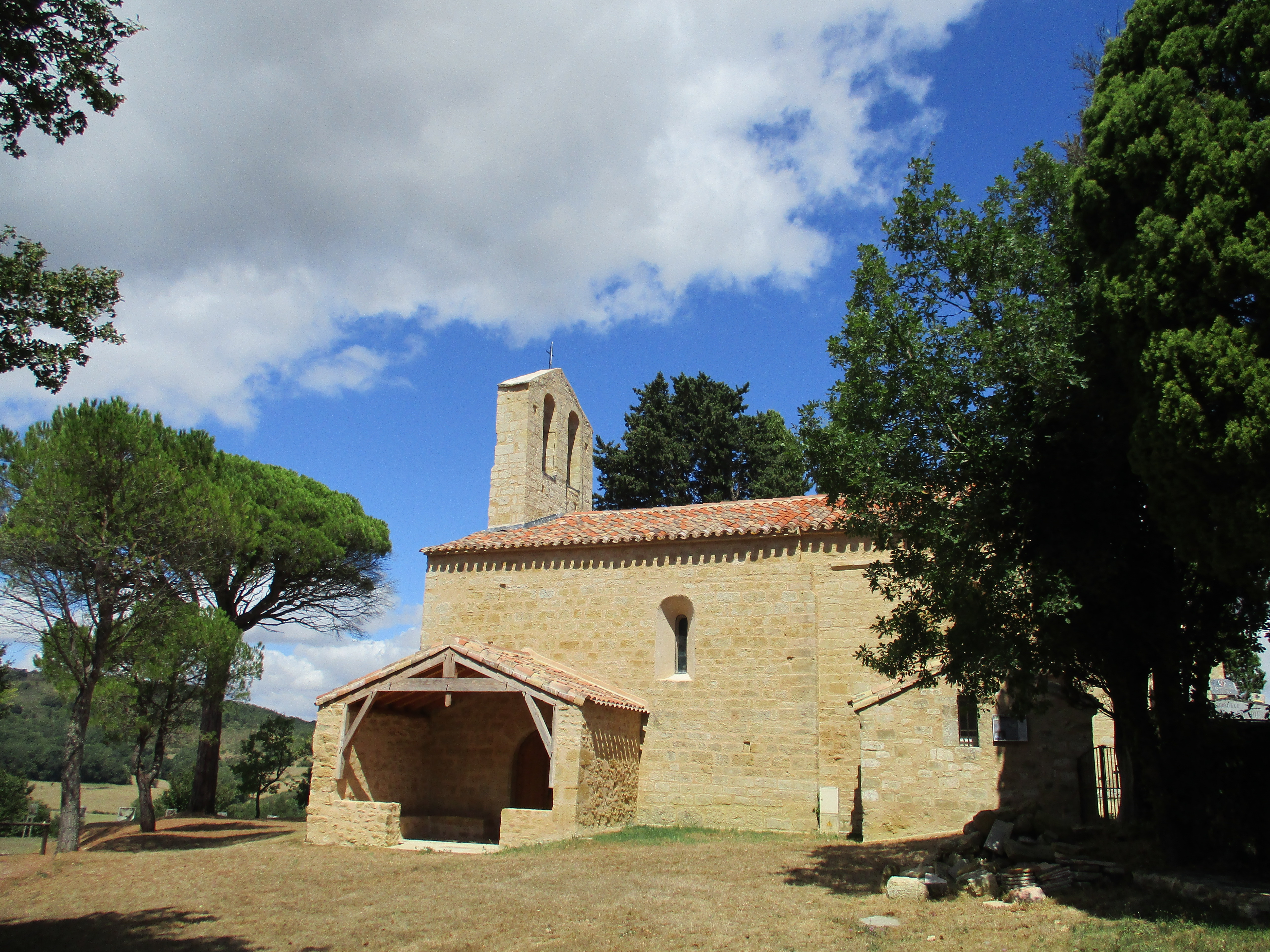
Sainte-Foi Chapelle Sainte-Foy
(43° 07′ 31″ N, 1° 55′ 00″ E)
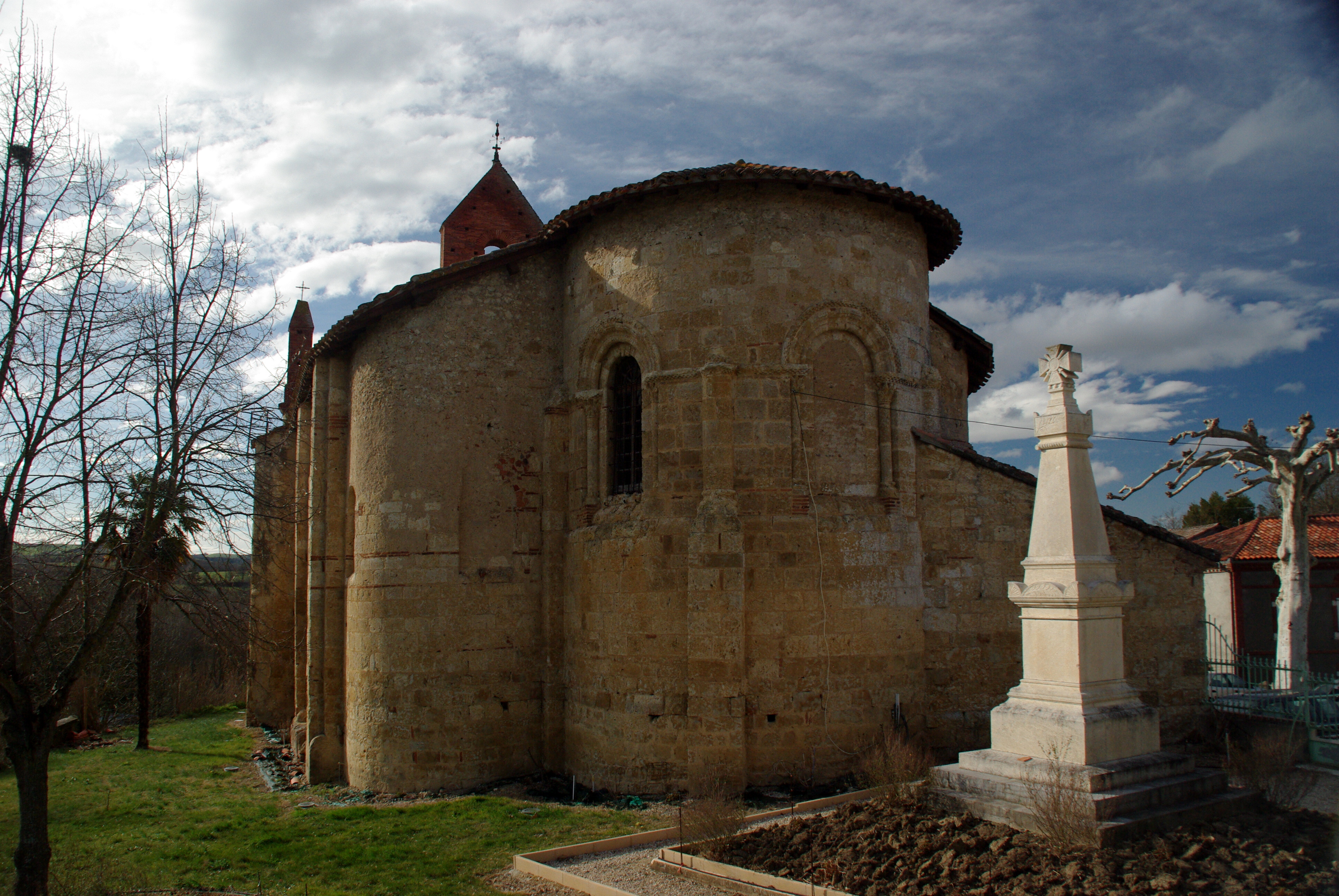
Sainte-Suzanne église Sainte-Suzanne
(43° 12′ 36″ N, 1° 23′ 12″ E)
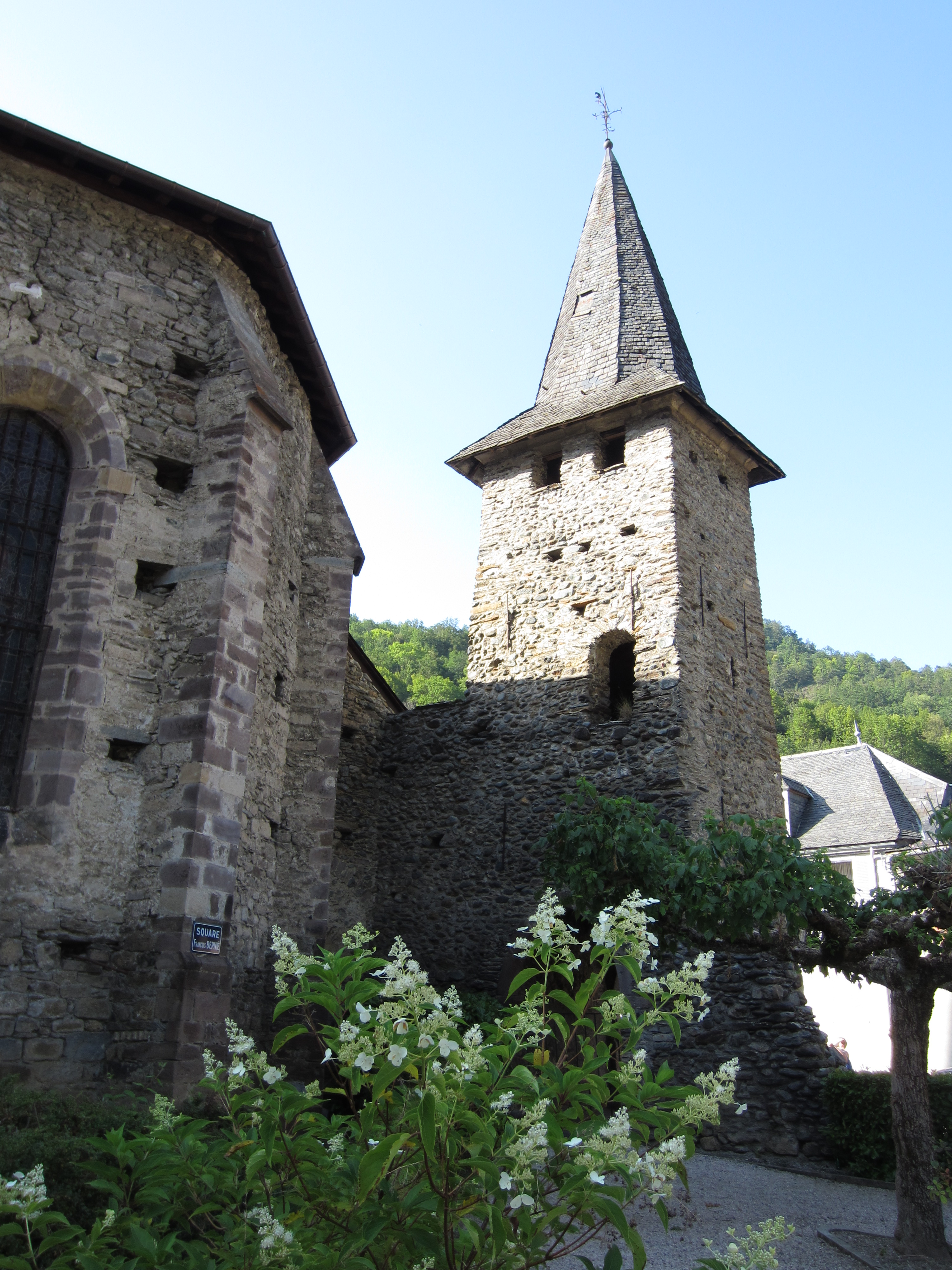
Sentein église Notre-Dame
(42° 52′ 28″ N, 0° 57′ 15″ E)
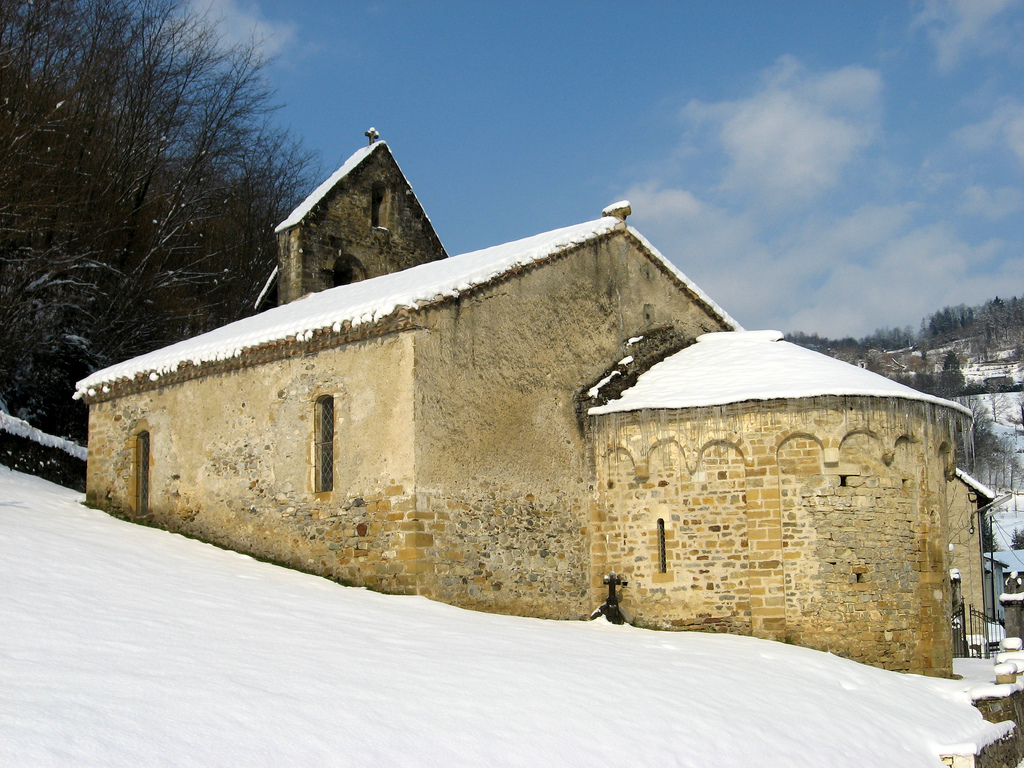
Soueix-Rogalle chapelle Saint-Sernin
(42° 53′ 59″ N, 1° 12′ 44″ E)
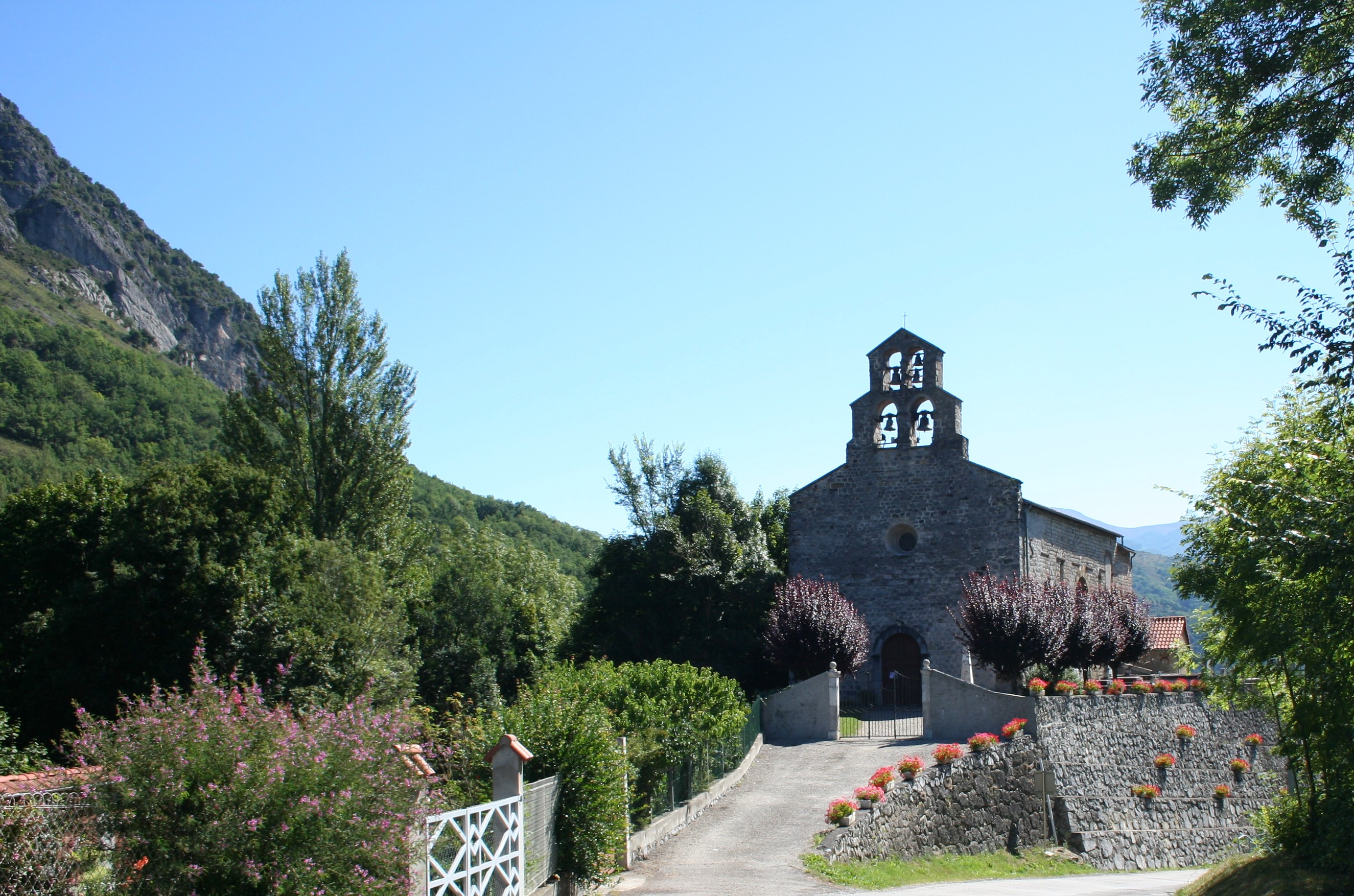
Surba église Saint-Nicolas
(42° 51′ 30″ N, 1° 34′ 42″ E)
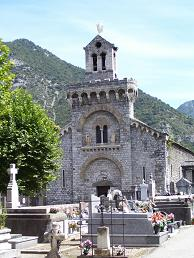
Tarascon-sur-Ariège Sabart : chapelle Notre-Dame
(42° 50′ 12″ N, 1° 36′ 14″ E)
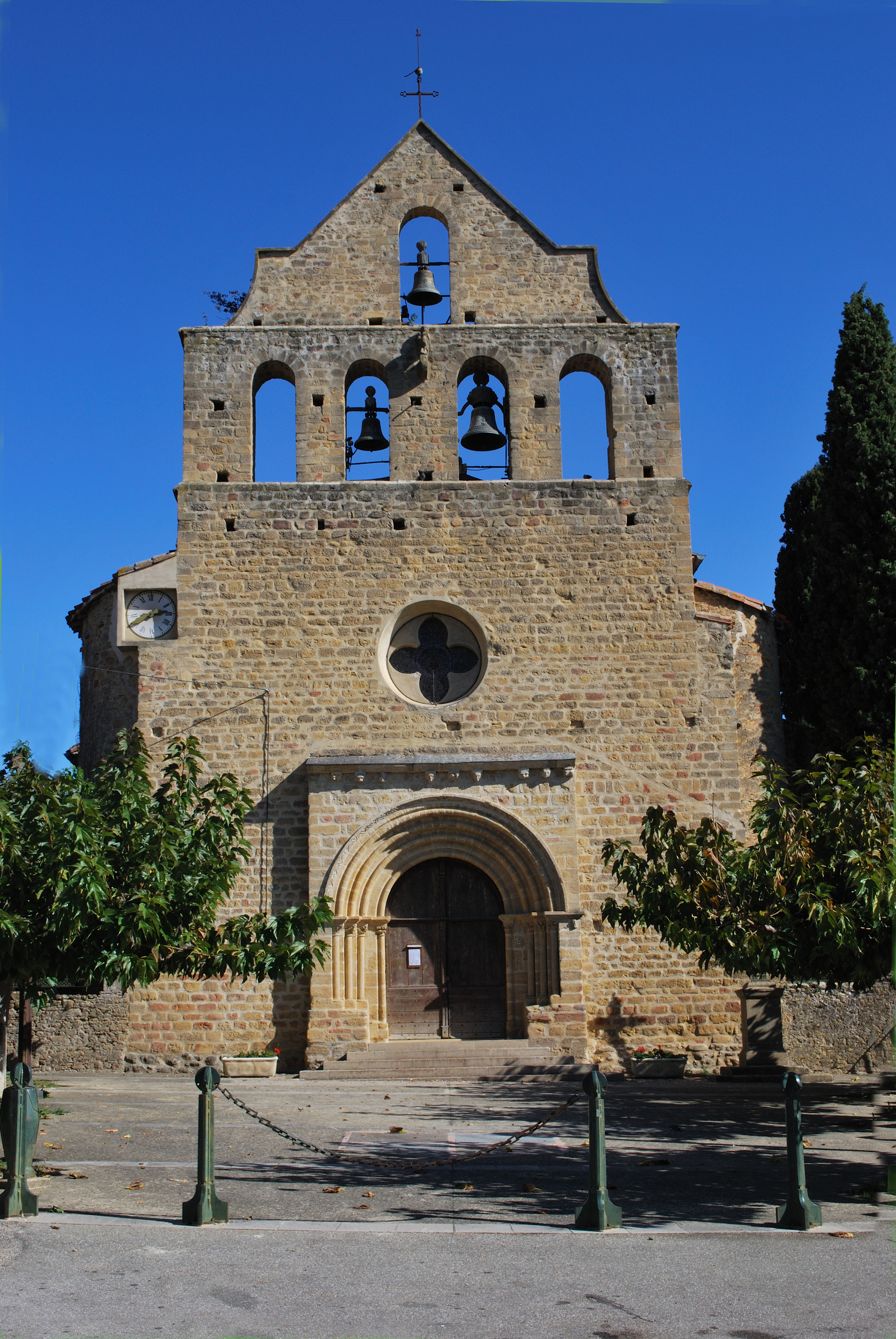
Teilhet église Saint-Jean-l'Évangéliste
(43° 05′ 33″ N, 1° 46′ 45″ E)
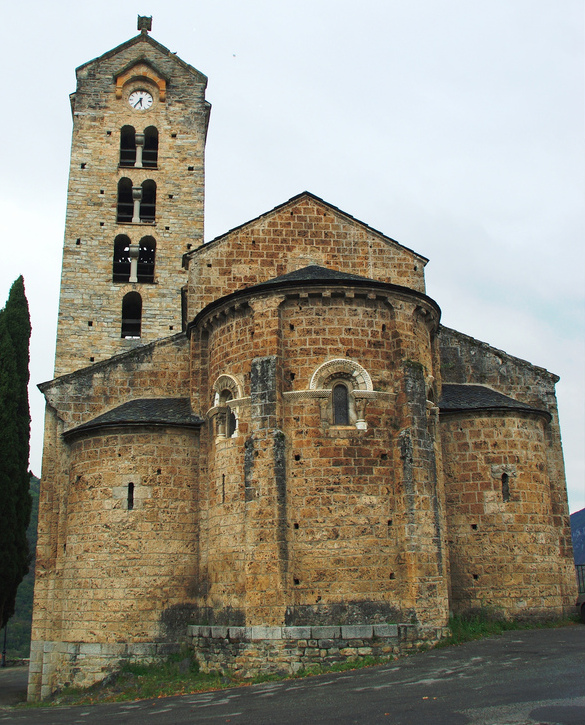
Unac église Saint-Martin
(42° 45′ 41″ N, 1° 46′ 32″ E)
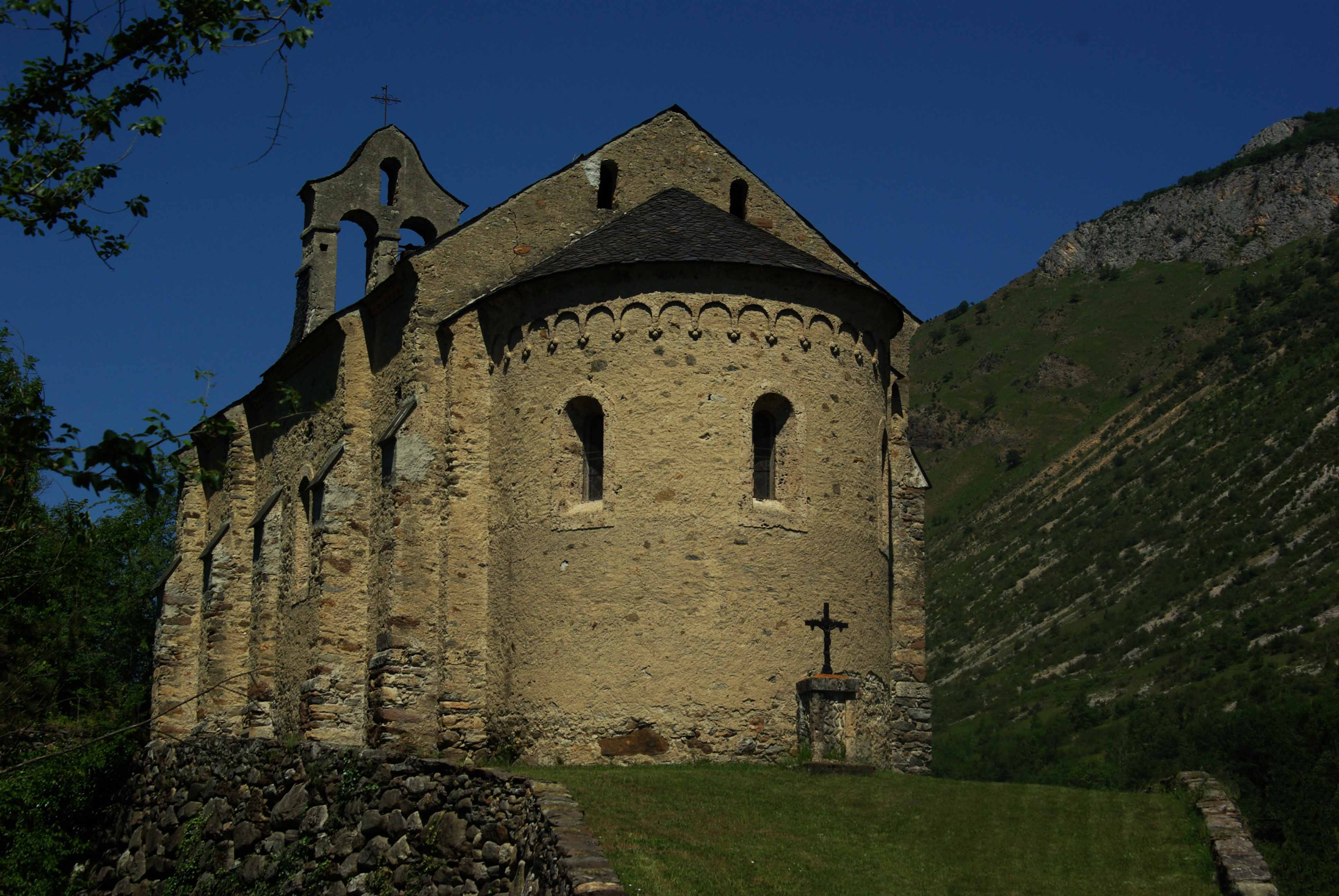
Urs église Saint-Pierre-et-Saint-Paul
(42° 46′ 28″ N, 1° 44′ 03″ E)
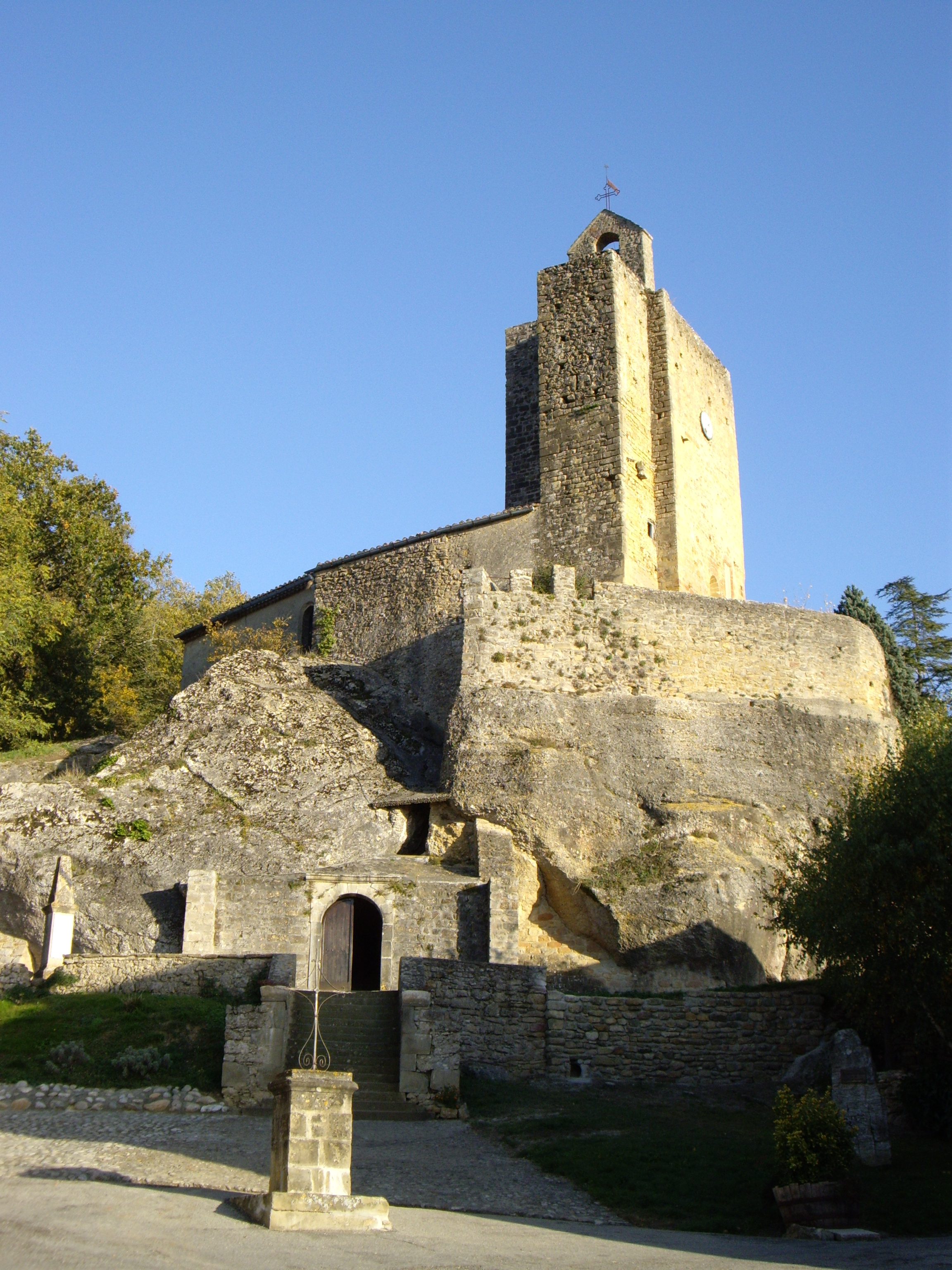
Vals église Notre-Dame
(43° 05′ 45″ N, 1° 45′ 41″ E)
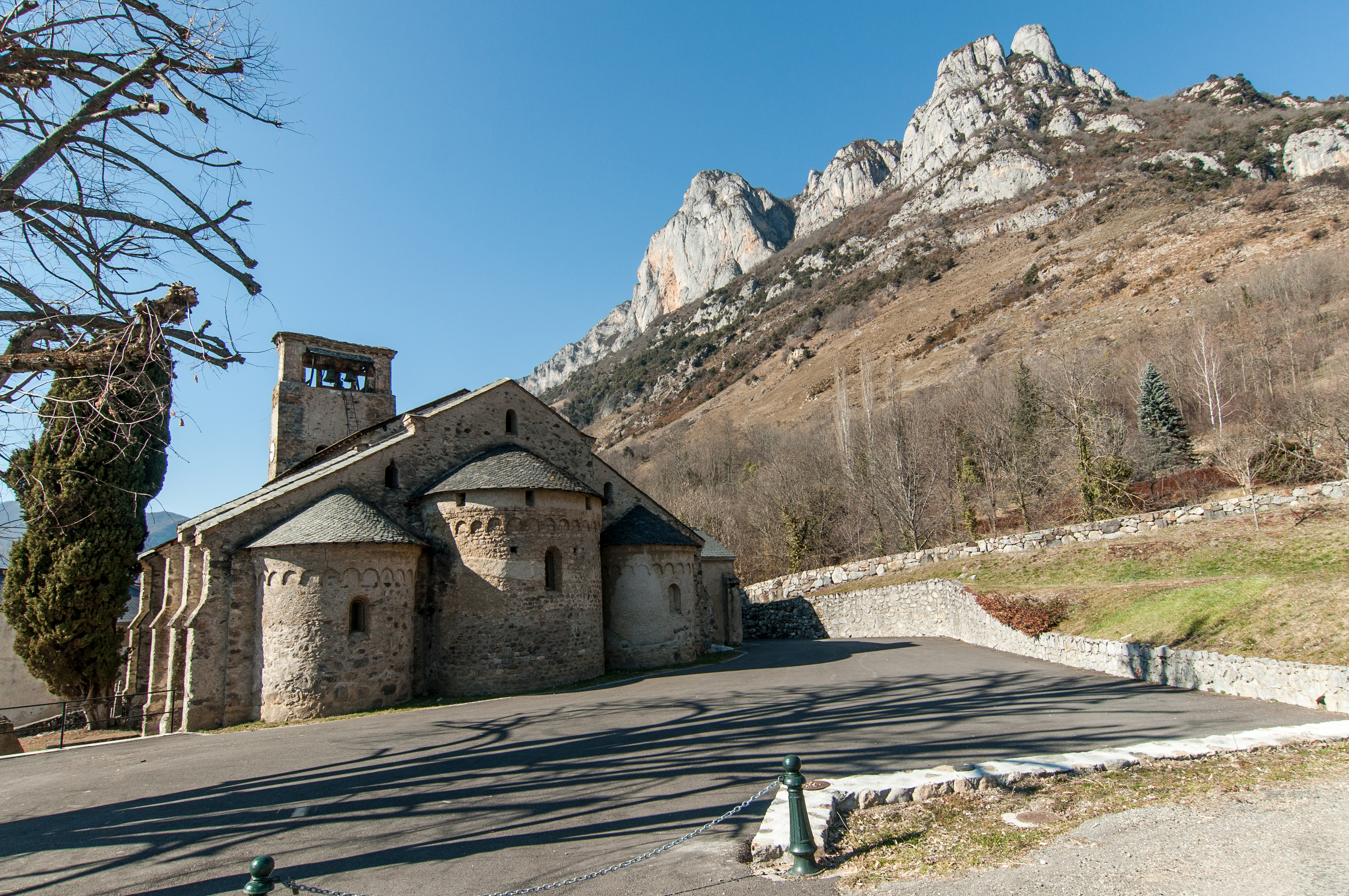
Verdun église Saint-Blaise
(42° 47′ 48″ N, 1° 41′ 14″ E)
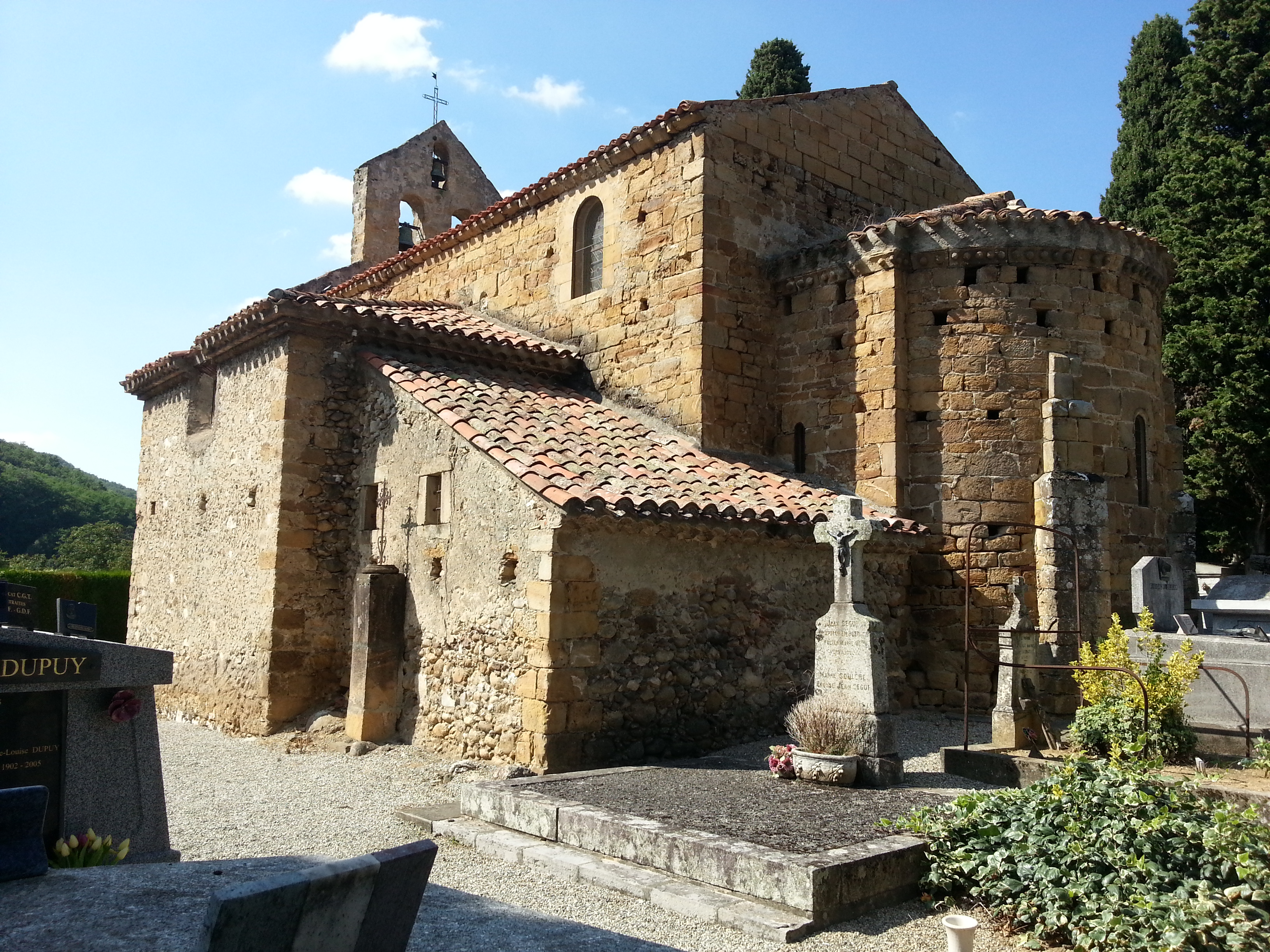
Vernajoul église Notre-Dame-de-l'Assomption
(42° 59′ 07″ N, 1° 36′ 20″ E)
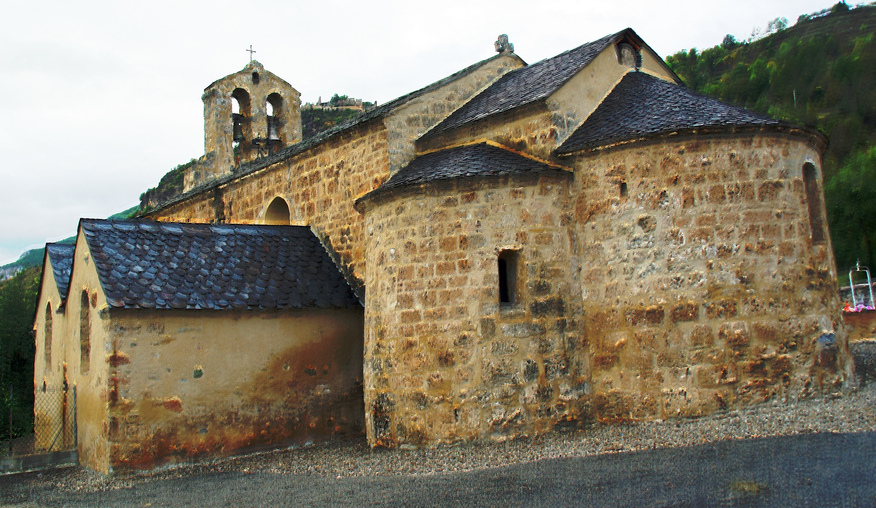
Vernaux église Sainte-Marthe
(42° 46′ 13″ N, 1° 45′ 20″ E)
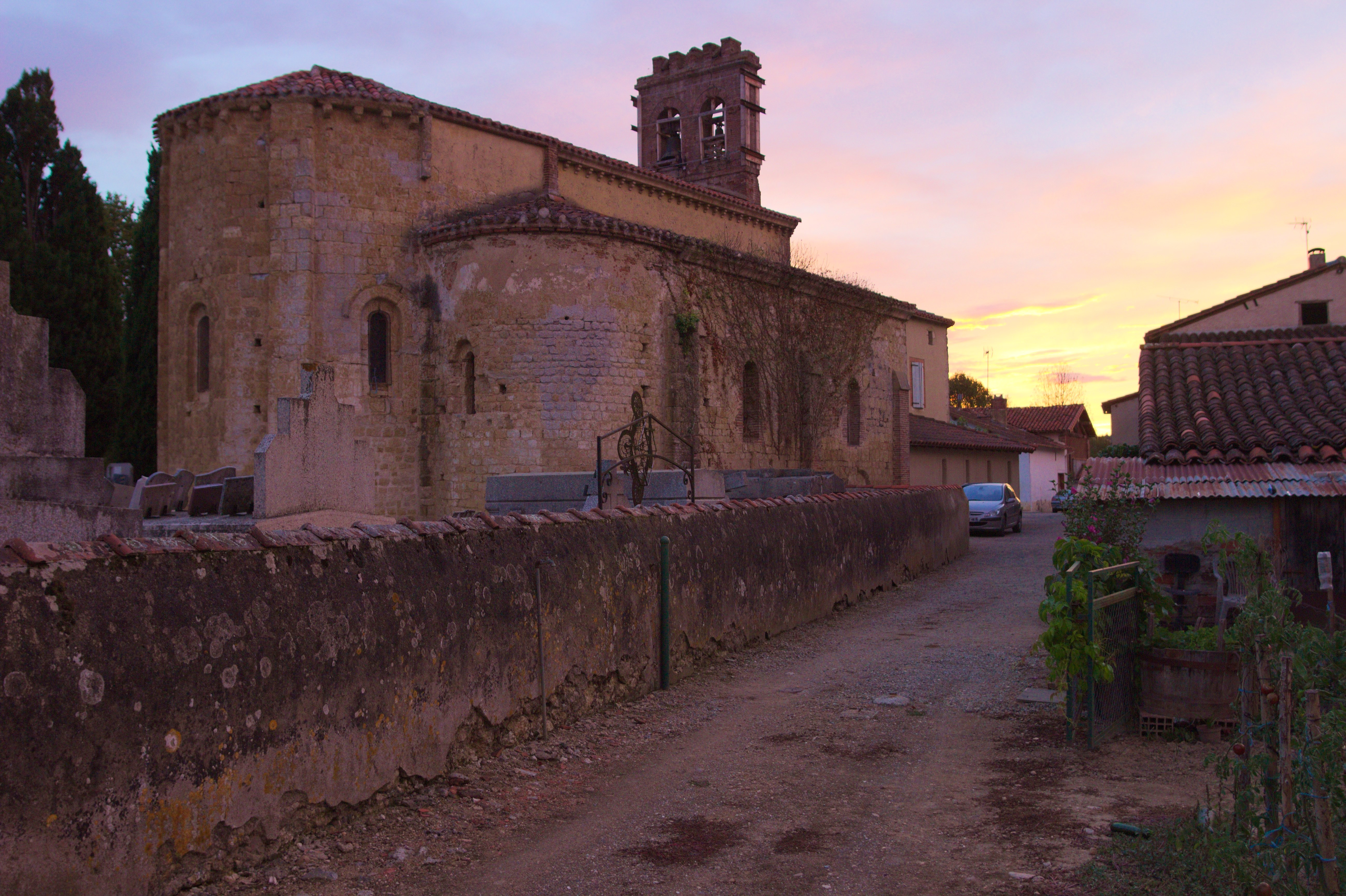
Villeneuve-du-Latou église Saint-Martin
(43° 12′ 10″ N, 1° 26′ 00″ E)

### Aude

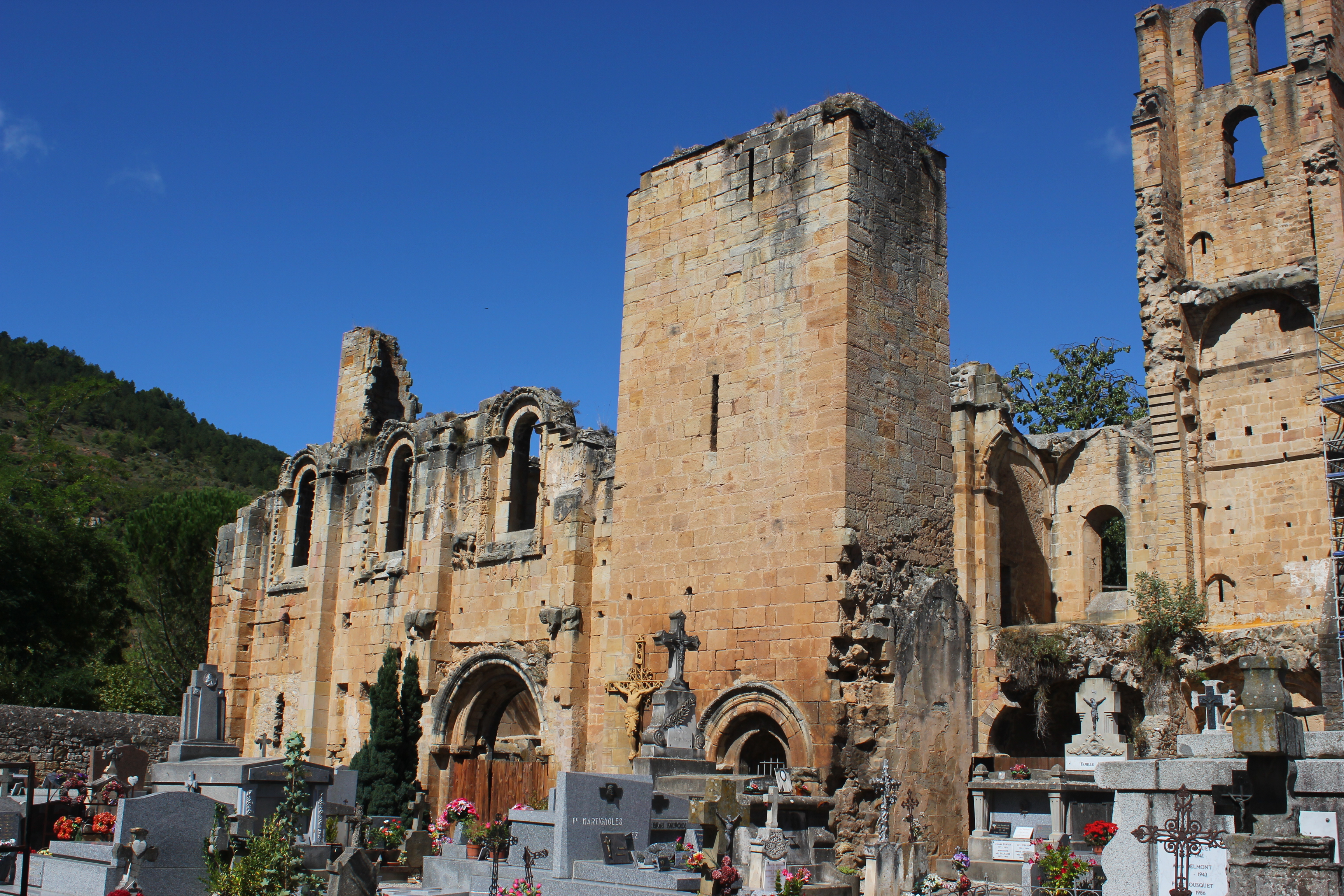
Alet-les-Bains abbaye Notre-Dame d’Alet
(42° 59′ 45″ N, 2° 15′ 19″ E)
Antugnac église Saint-André
(42° 57′ 17″ N, 2° 13′ 30″ E)
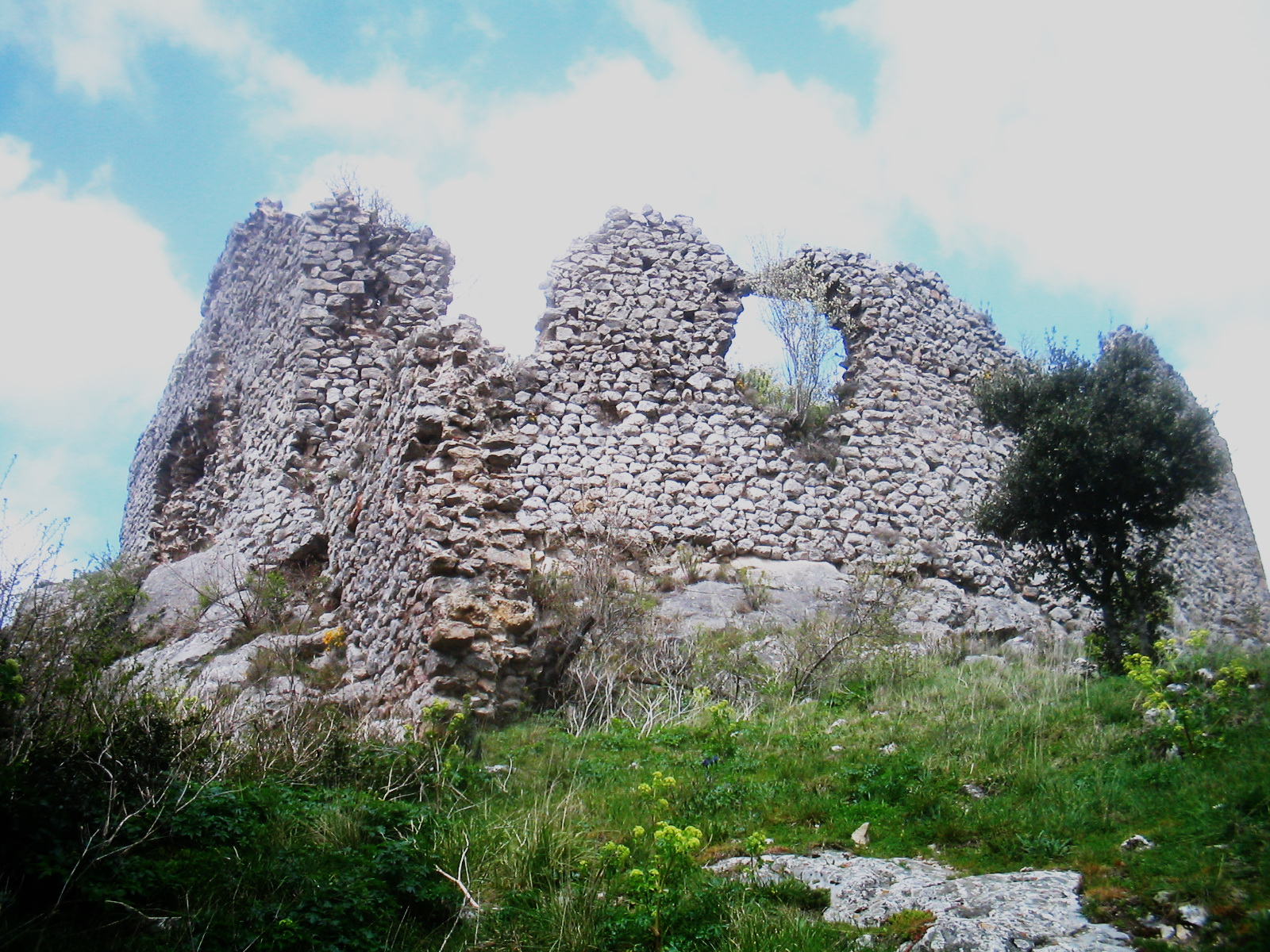
Auriac château d'Auriac
(42° 55′ 56″ N, 2° 29′ 37″ E)
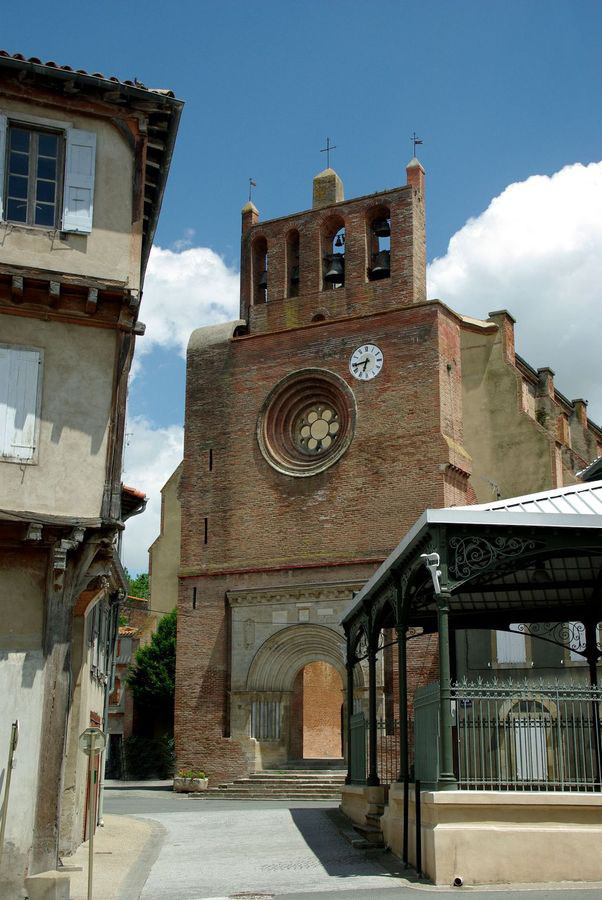
Belpech église Saint-Saturnin
(43° 11′ 54″ N, 1° 45′ 08″ E)
Belvianes-et-Cavirac église Saint-Jacques de Cavirac
(42° 51′ 14″ N, 2° 12′ 07″ E)
Brenac église Saint-Julien-et-Sainte-Basilisse
(42° 53′ 29″ N, 2° 09′ 13″ E)
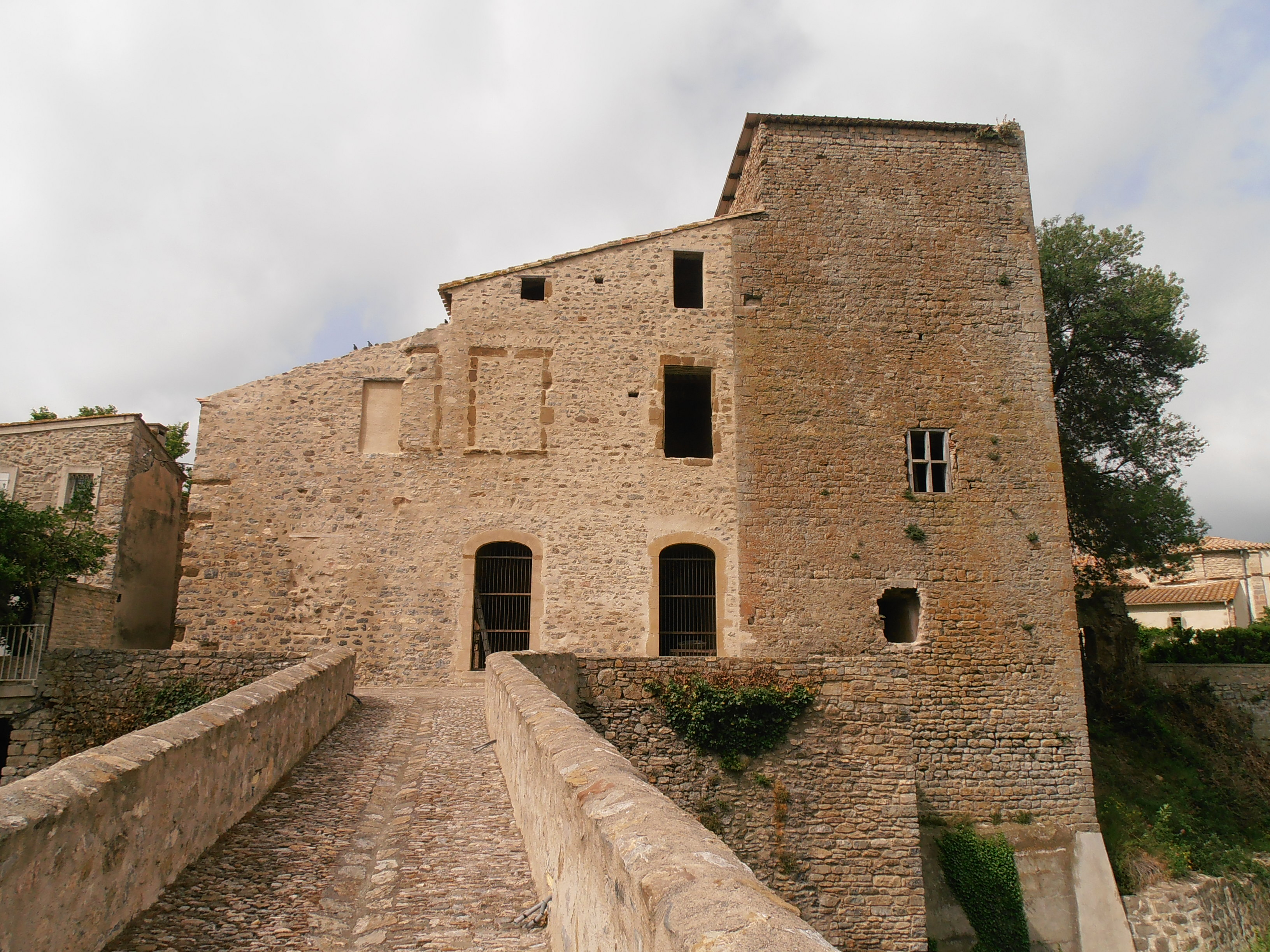
Cascastel-des-Corbières château de Cascastel
(42° 59′ 10″ N, 2° 45′ 32″ E)
Castelreng église de l'Assomption
(43° 01′ 40″ N, 2° 08′ 16″ E)
Clermont-sur-Lauquet église Saint-Loup-de-Sens
(43° 02′ 47″ N, 2° 25′ 13″ E)
Cournanel église Saint-Étienne
(43° 01′ 58″ N, 2° 14′ 00″ E)
Coustaussa château de Coustaussa
(42° 56′ 25″ N, 2° 16′ 36″ E)
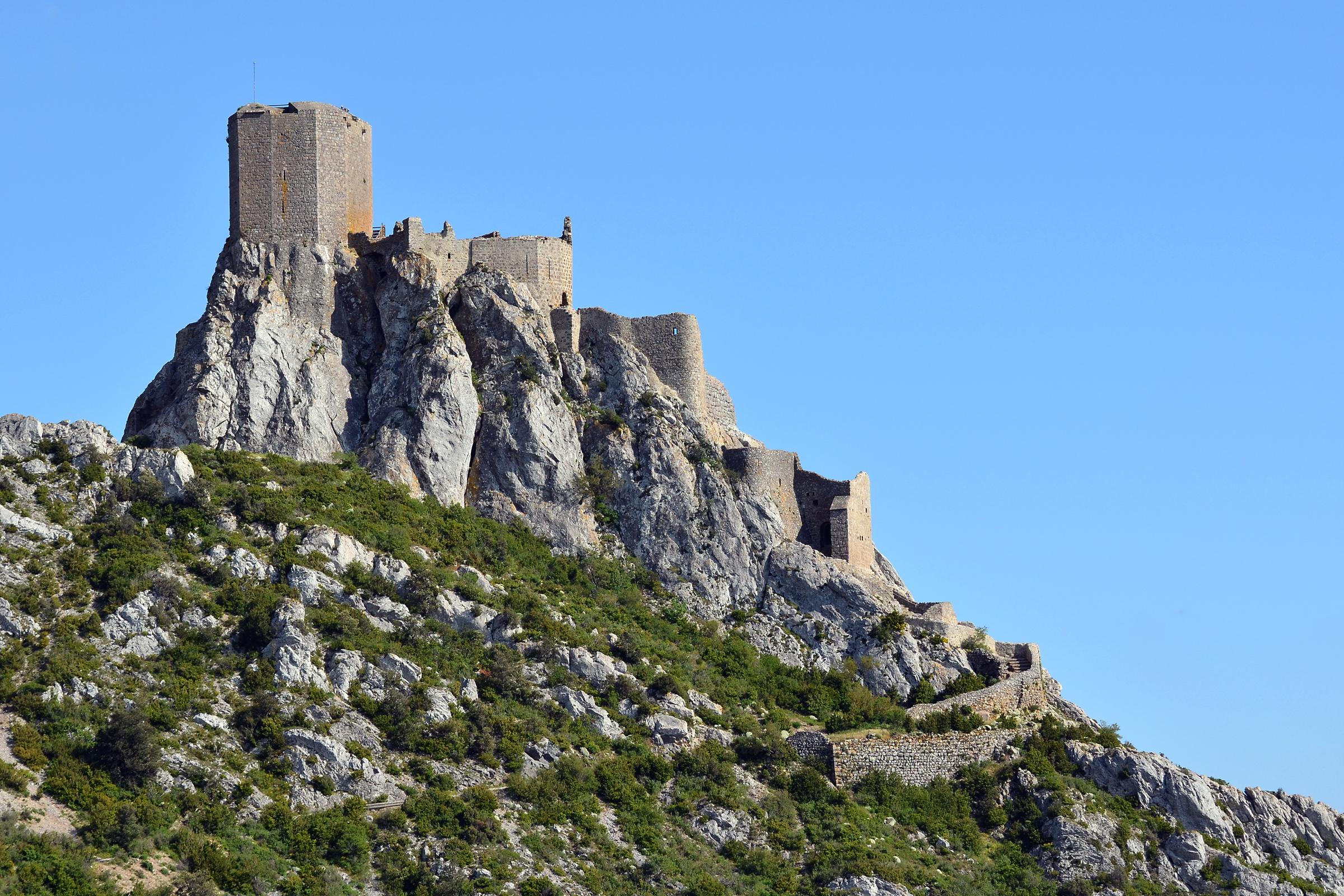
Cucugnan château de Quéribus
(42° 50′ 13″ N, 2° 37′ 17″ E)
Duilhac-sous-Peyrepertuse église Saint-Michel
(42° 51′ 49″ N, 2° 33′ 59″ E)
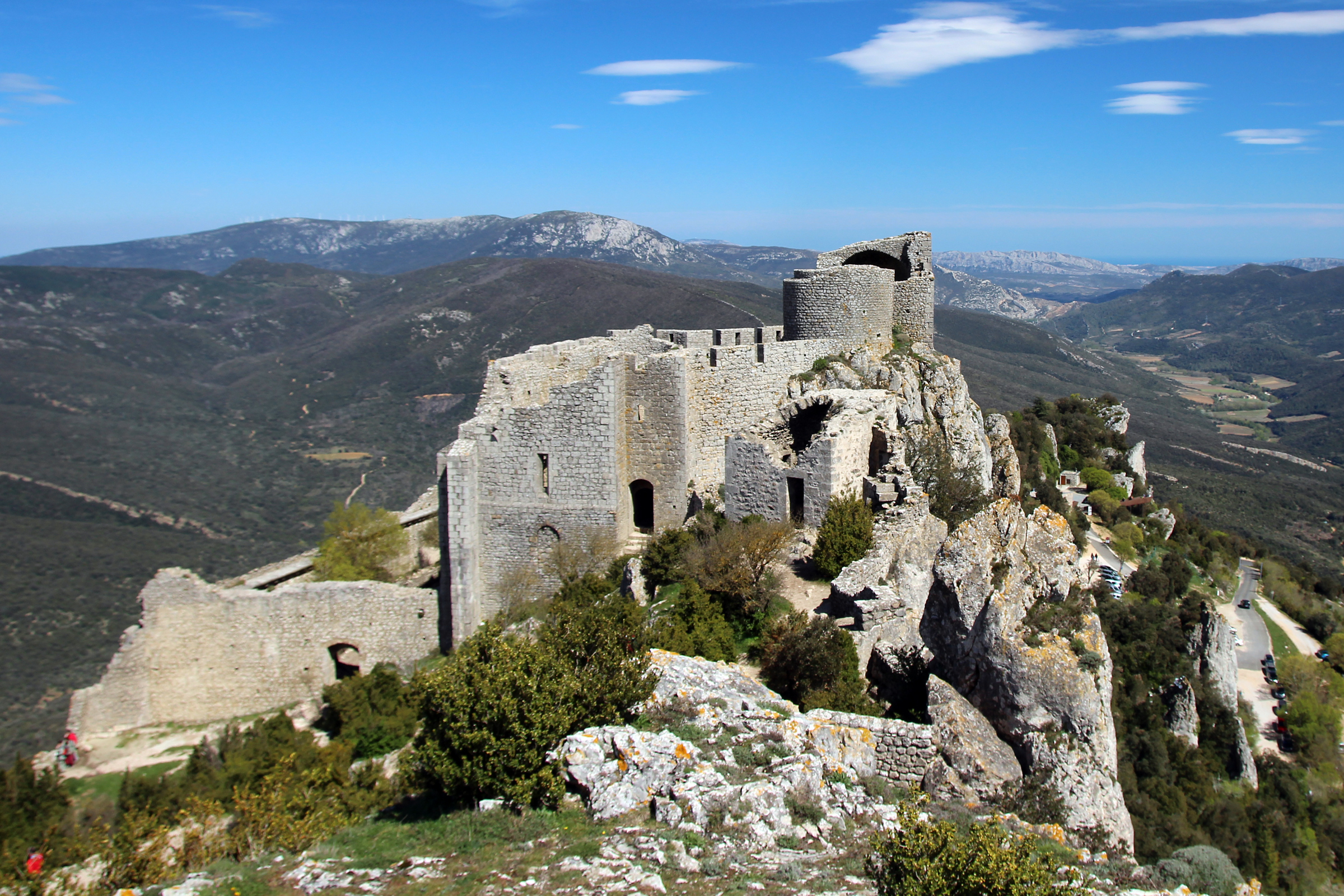
château de Peyrepertuse
(42° 52′ 15″ N, 2° 33′ 19″ E)
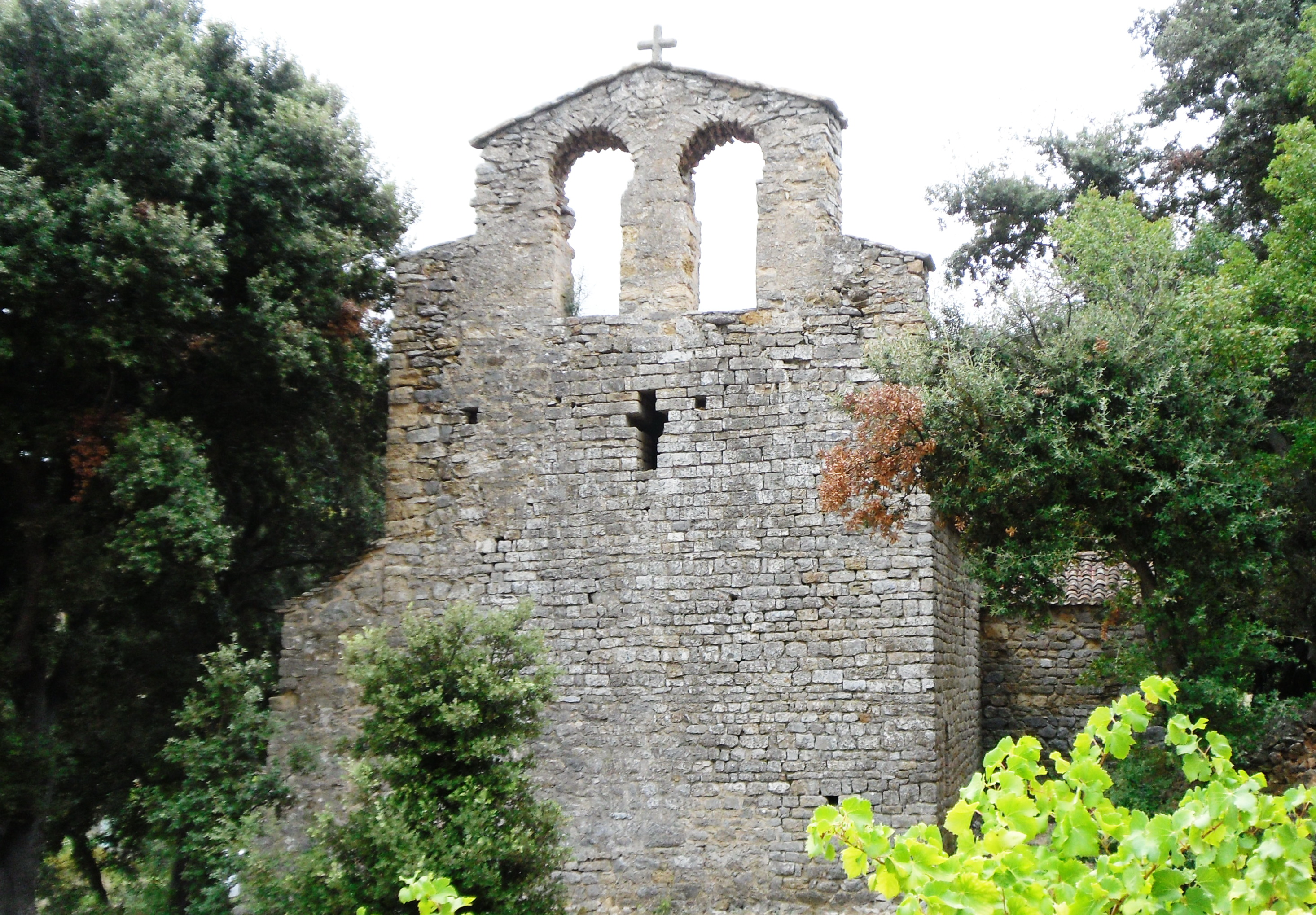
Embres-et-Castelmaure chapelle Saint-Félix de Castelmaure
(42° 56′ 15″ N, 2° 49′ 56″ E)
chapelle Notre-Dame-de-l'Olive
(42° 56′ 53″ N, 2° 51′ 12″ E)
Espéraza église Saint-Michel
(42° 56′ 01″ N, 2° 13′ 17″ E)
Fa tour carrée
(42° 56′ 03″ N, 2° 11′ 32″ E)
Fitou église Saint-Julien-et-Sainte-Basilisse
(42° 53′ 30″ N, 2° 58′ 25″ E)
chapelle Saint-Aubin
(42° 53′ 43″ N, 2° 56′ 50″ E)
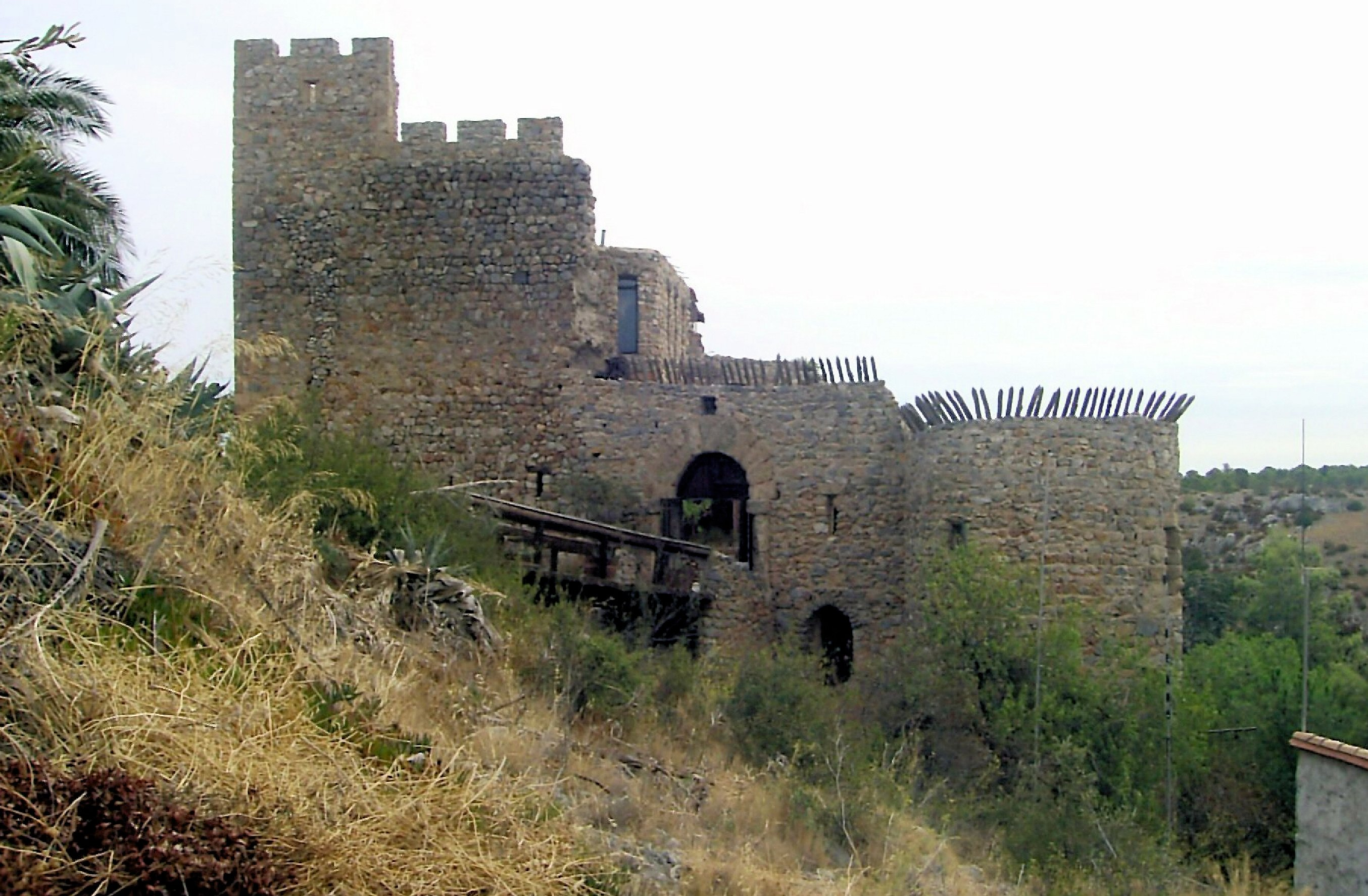
château de Fitou
(42° 53′ 37″ N, 2° 58′ 39″ E)
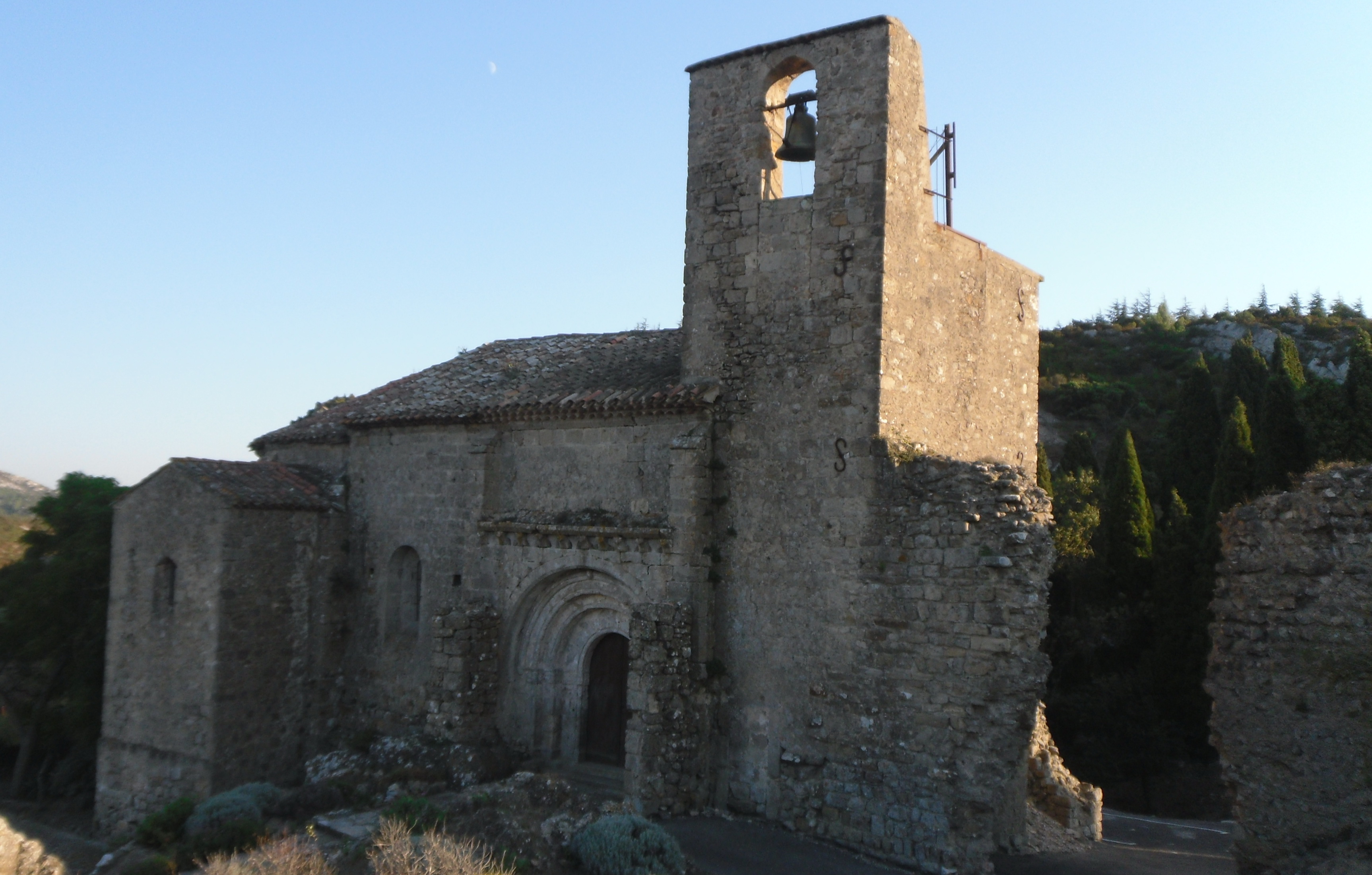
Fontjoncouse église Sainte-Léocadie
(43° 02′ 49″ N, 2° 47′ 16″ E)
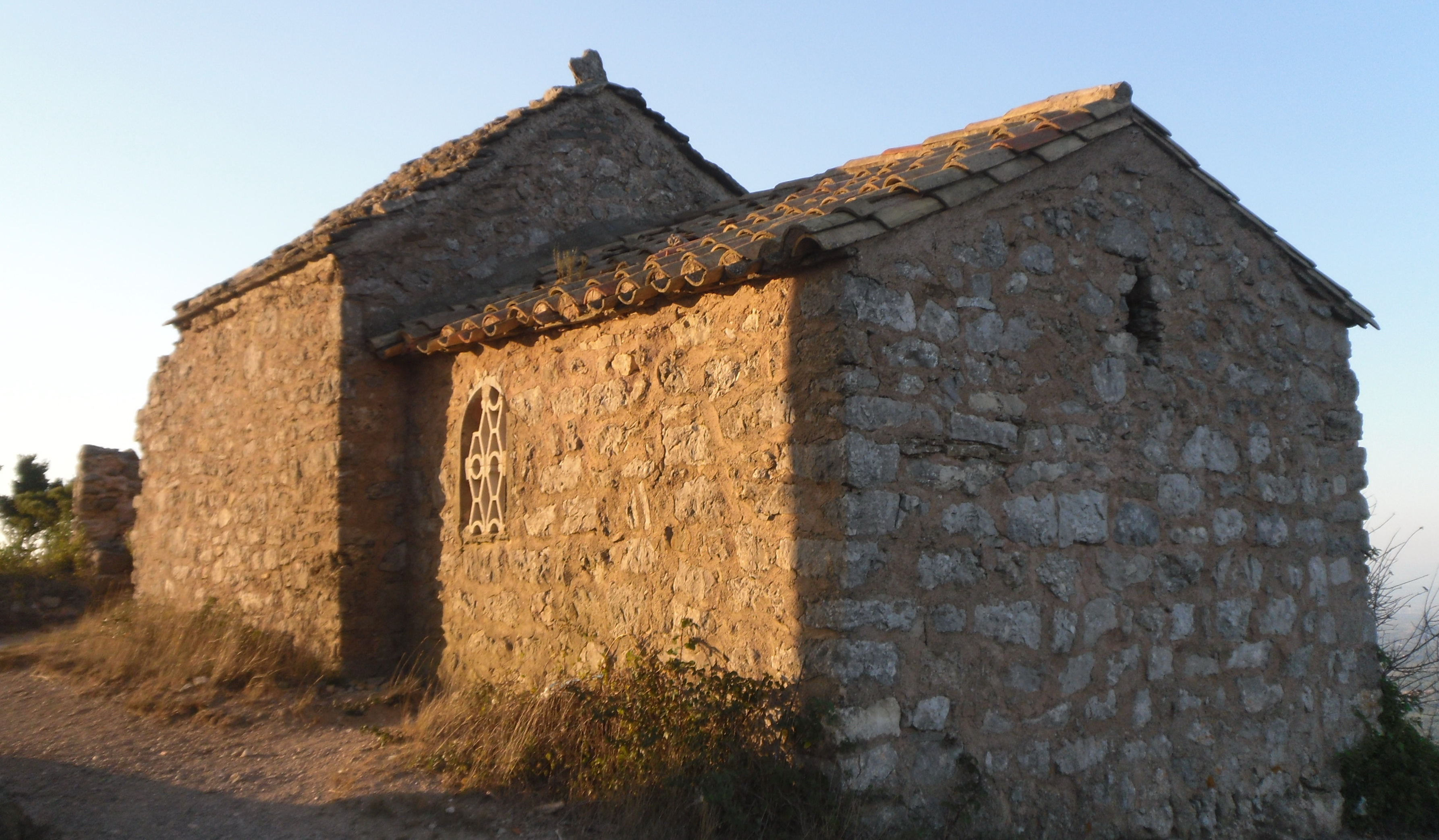
ermitage Saint-Victor
(43° 02′ 23″ N, 2° 49′ 11″ E)
Fraissé-des-Corbières chapelle Sainte-Colombe
(42° 57′ 25″ N, 2° 51′ 29″ E)
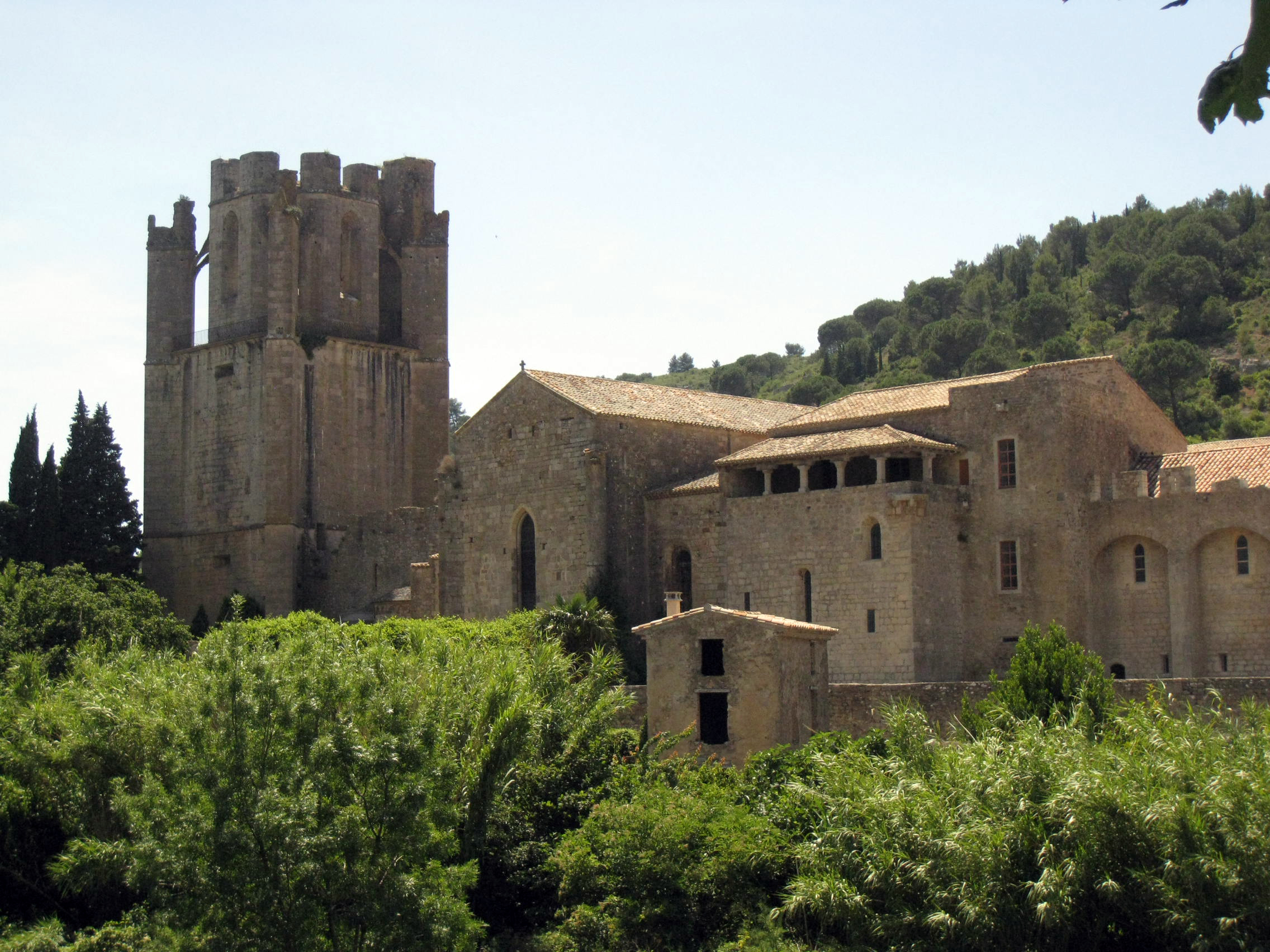
Lagrasse abbaye Sainte-Marie
(43° 05′ 26″ N, 2° 37′ 01″ E)
Limoux église Saint-Martin
(43° 03′ 13″ N, 2° 13′ 07″ E)
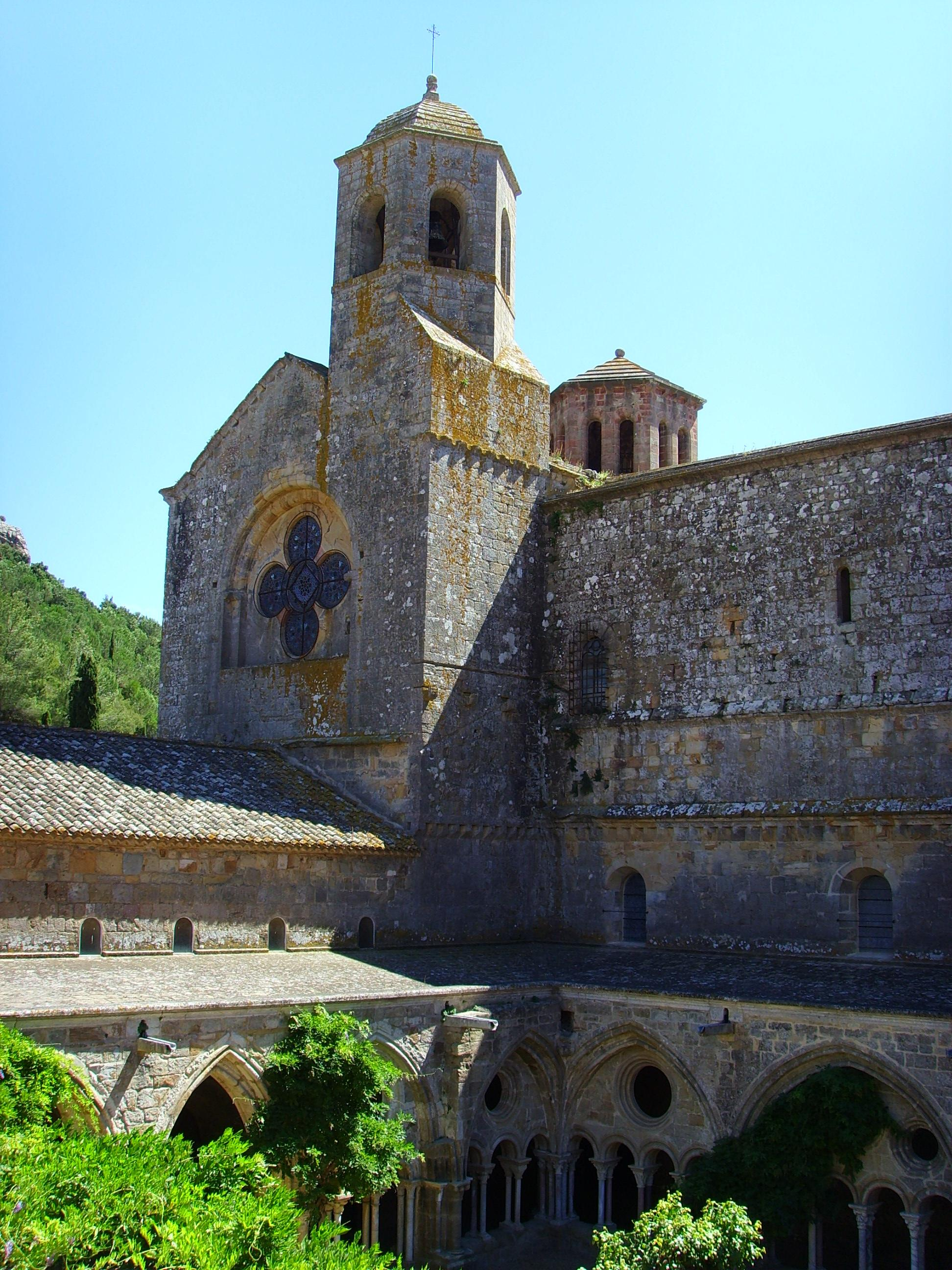
Narbonne abbaye de Fontfroide
(43° 07′ 39″ N, 2° 53′ 54″ E)
Palairac église Saint-Saturnin
(42° 57′ 21″ N, 2° 39′ 41″ E)
Rennes-le-Château église Sainte-Marie-Madeleine
(42° 55′ 41″ N, 2° 15′ 46″ E)
Saint-Just-et-le-Bézu Le Bézu : église Saint-Jean-Baptiste
(42° 53′ 06″ N, 2° 16′ 58″ E)
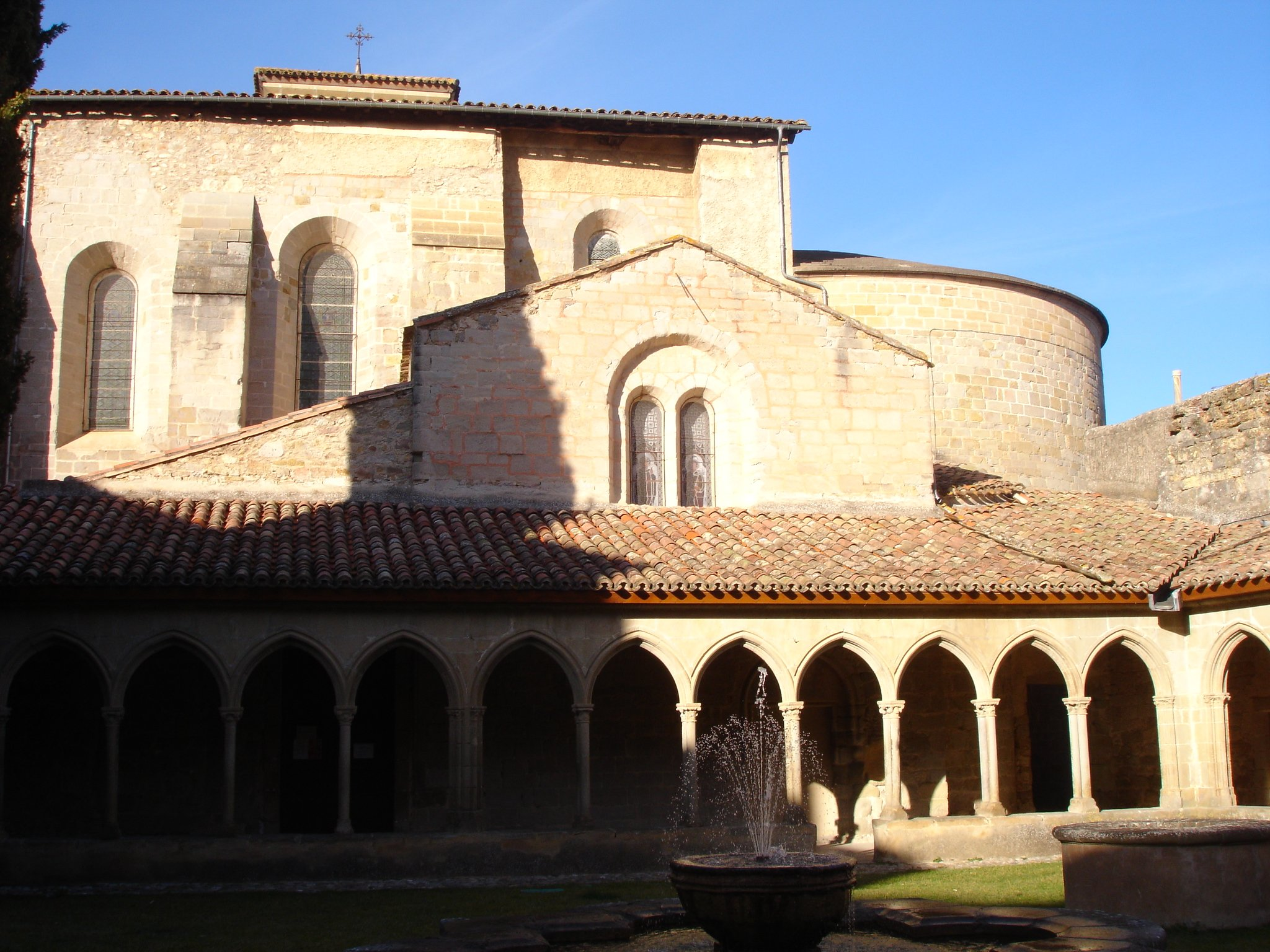
Saint-Hilaire abbaye de Saint-Hilaire
(43° 05′ 38″ N, 2° 18′ 38″ E)
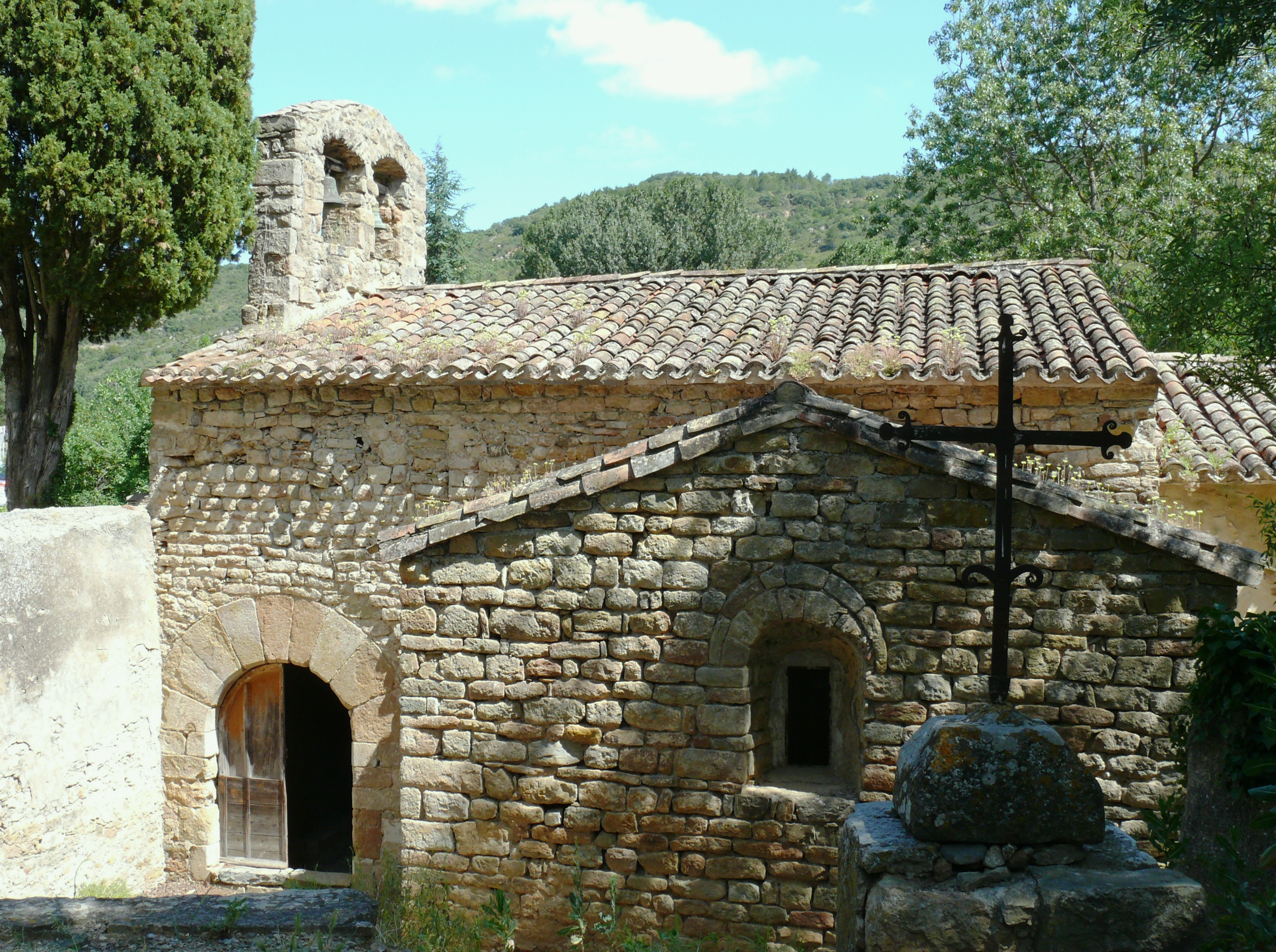
Saint-Martin-des-Puits église Saint-Martin
(43° 02′ 25″ N, 2° 34′ 06″ E)
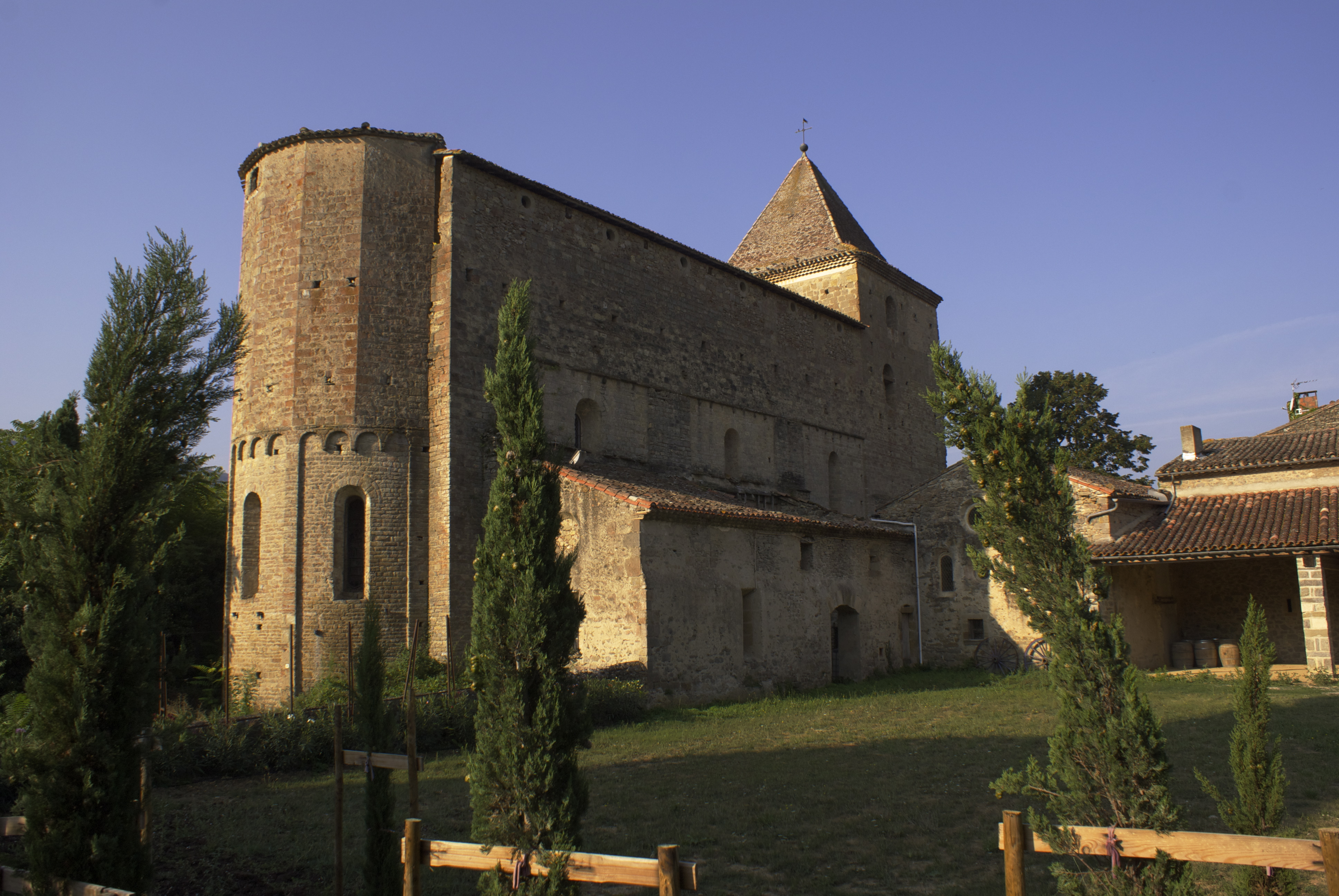
Saint-Polycarpe abbatiale Notre-Dame
(43° 02′ 28″ N, 2° 17′ 24″ E)
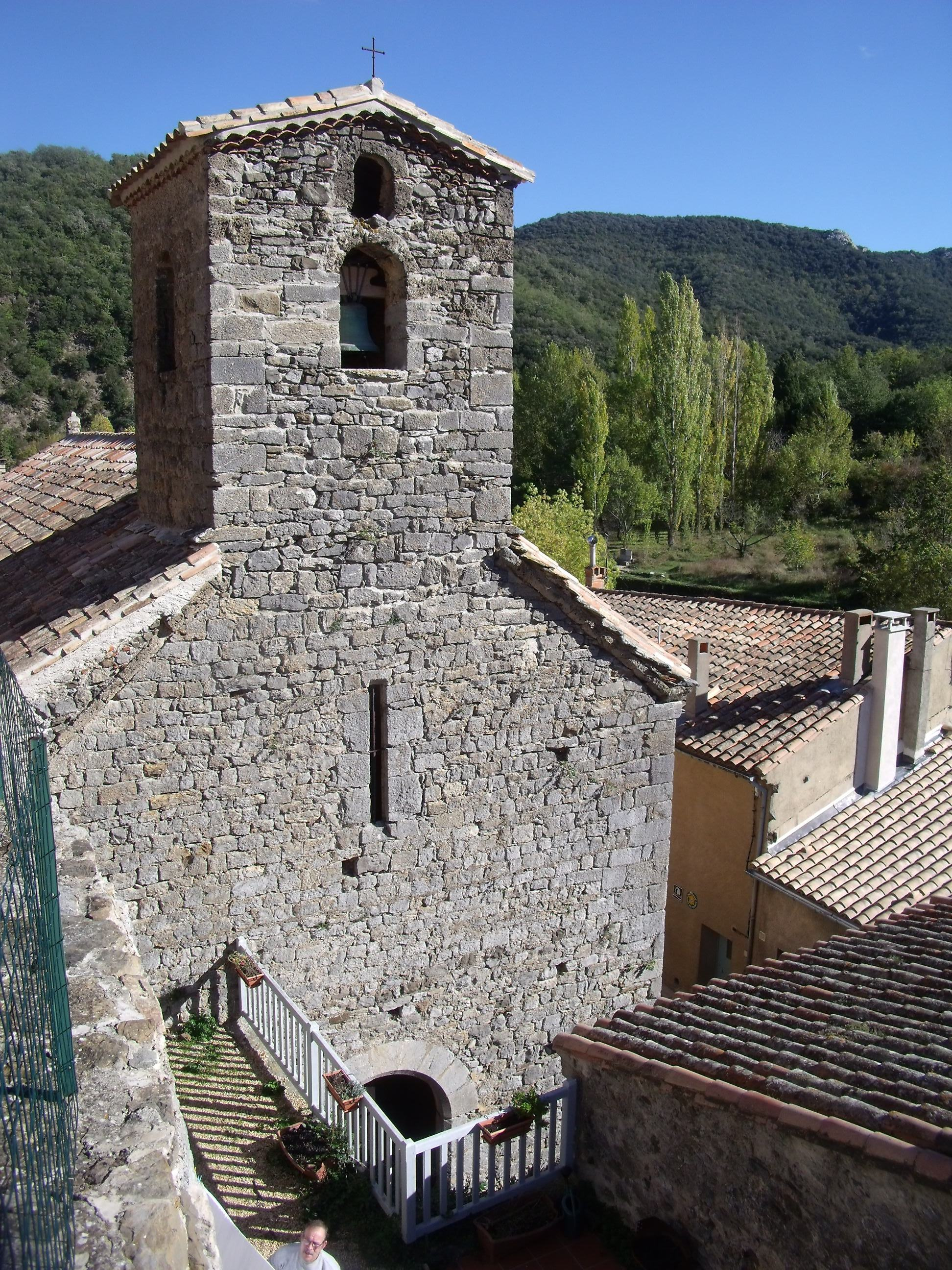
Termes église Notre-Dame
(43° 00′ 02″ N, 2° 33′ 46″ E)
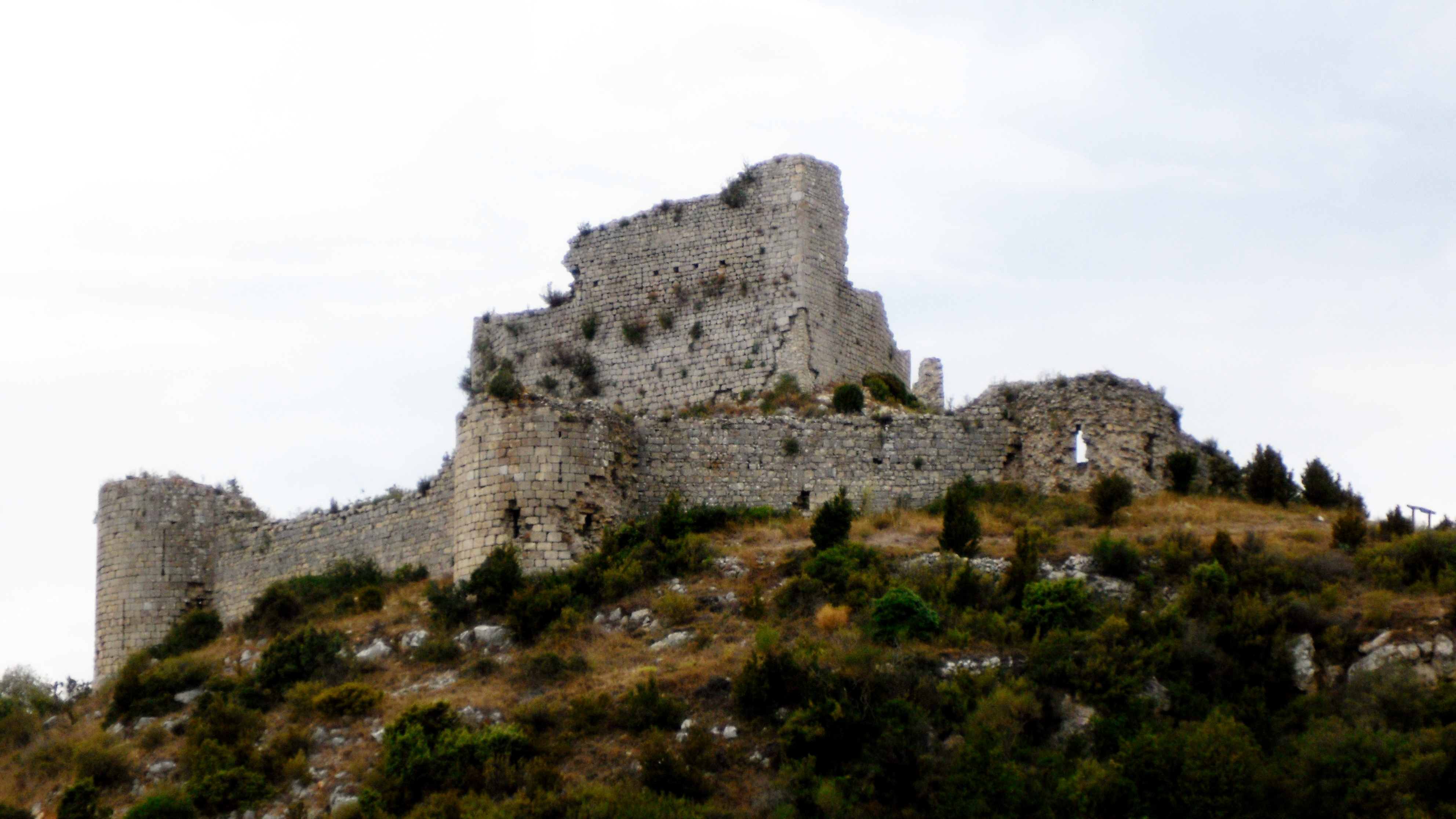
Tuchan château d'Aguilar
(42° 53′ 56″ N, 2° 43′ 51″ E)
Villar-en-Val église Saint-Paul
(43° 04′ 52″ N, 2° 27′ 37″ E)
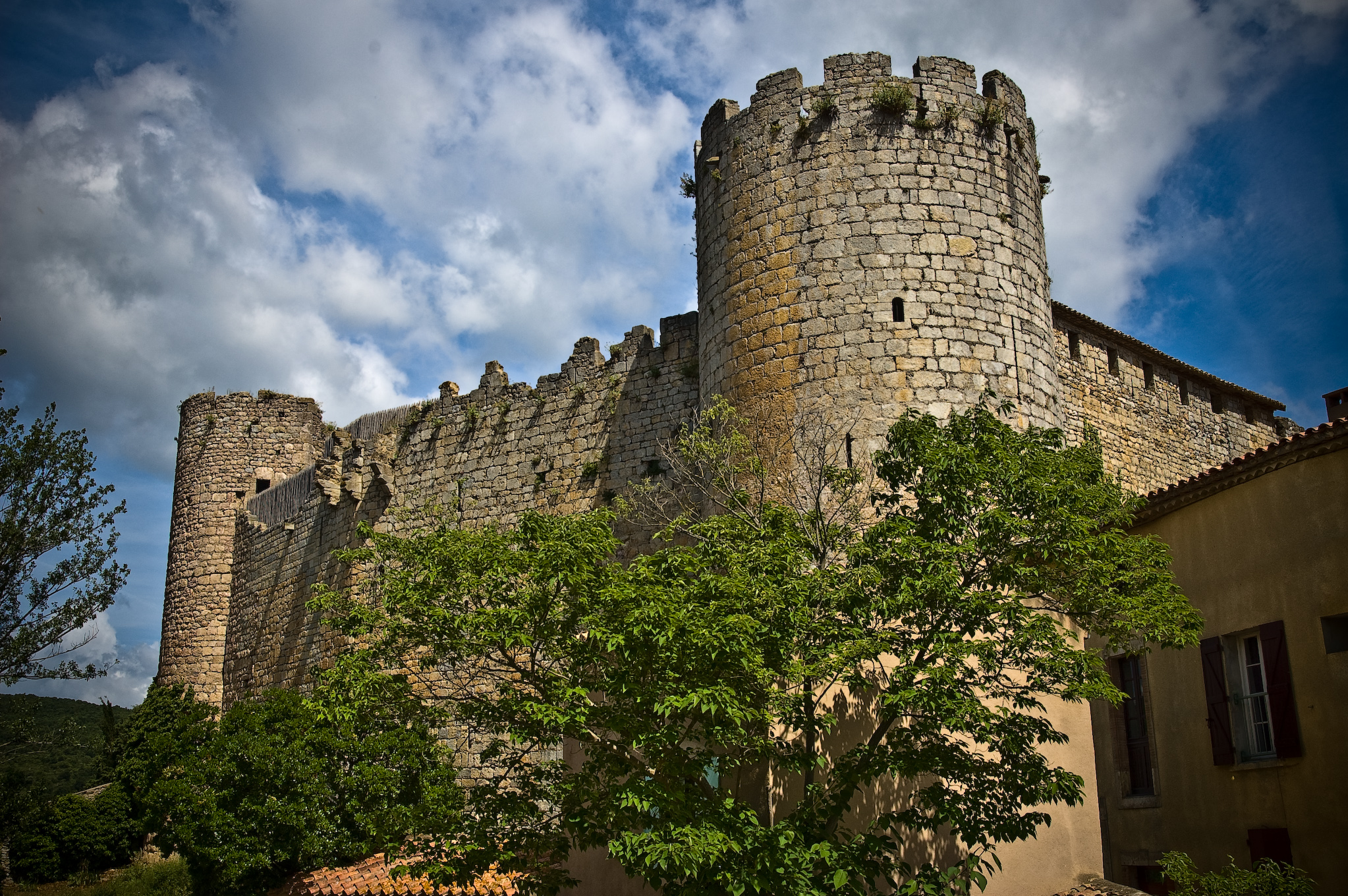
Villerouge-Termenès château de Villerouge-Termenès
(43° 00′ 24″ N, 2° 37′ 36″ E)
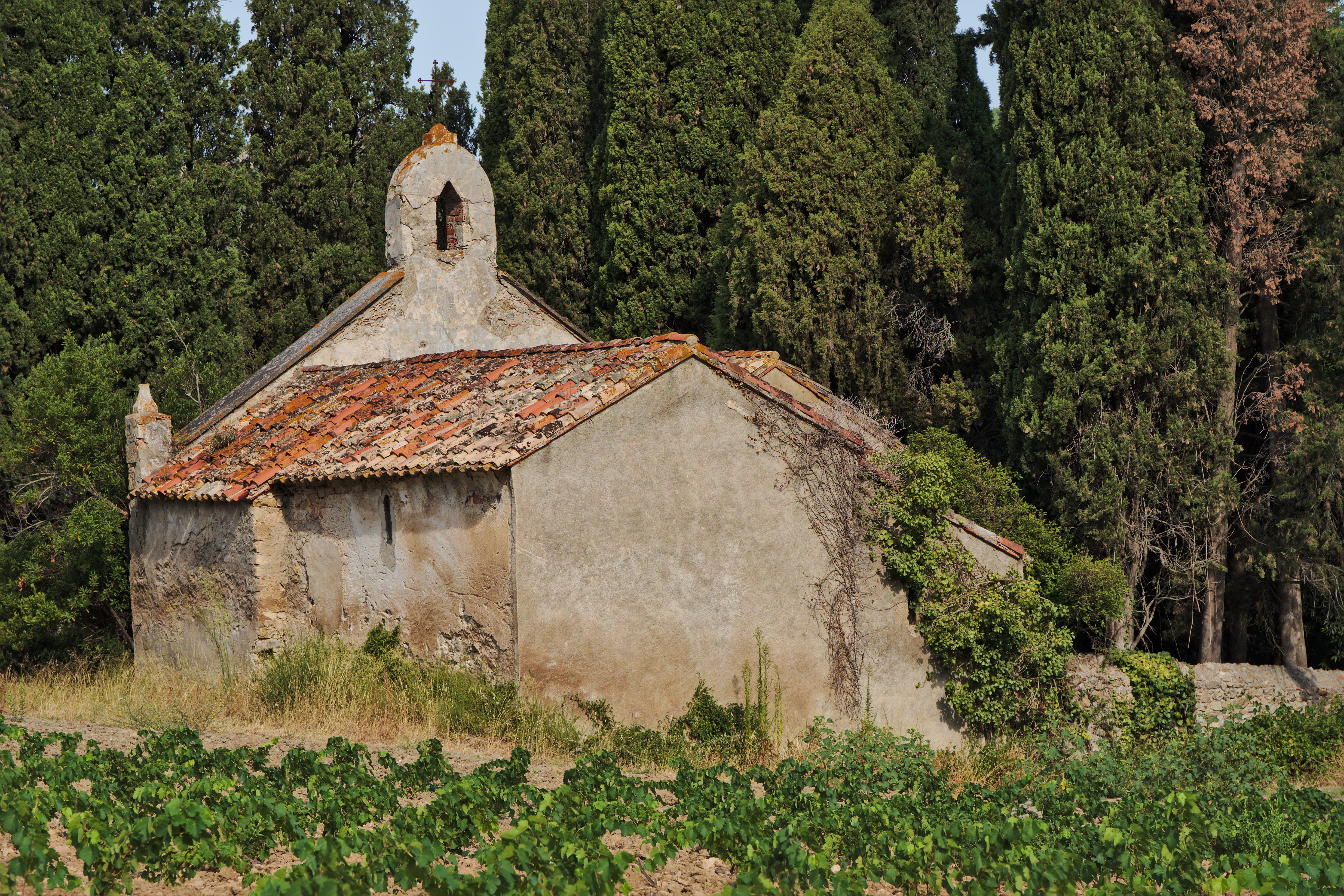
Villesèque-des-Corbières Gléon : chapelle de la Sainte-Vierge
(43° 02′ 22″ N, 2° 51′ 31″ E)

### Pyrénées-Orientales

Amélie-les-Bains-Palalda Amélie-les-Bains : église Santa Engracia
(42° 27′ 22″ N, 2° 39′ 53″ E)
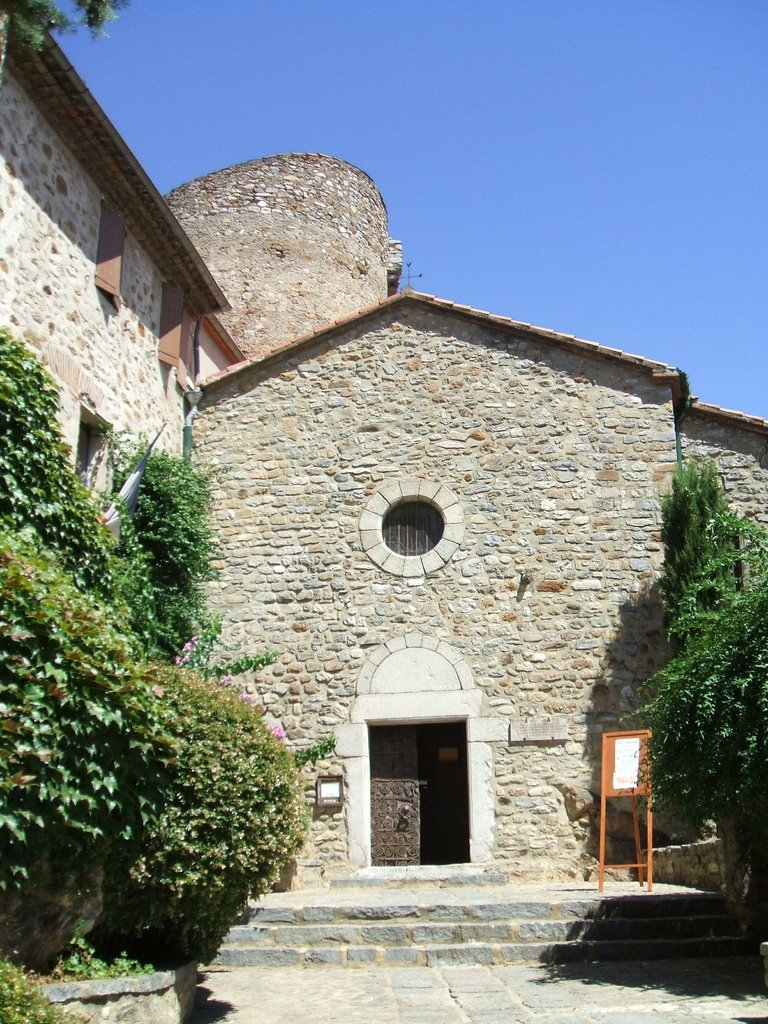
Palalda : église Saint-Martin
(42° 29′ 04″ N, 2° 40′ 30″ E)
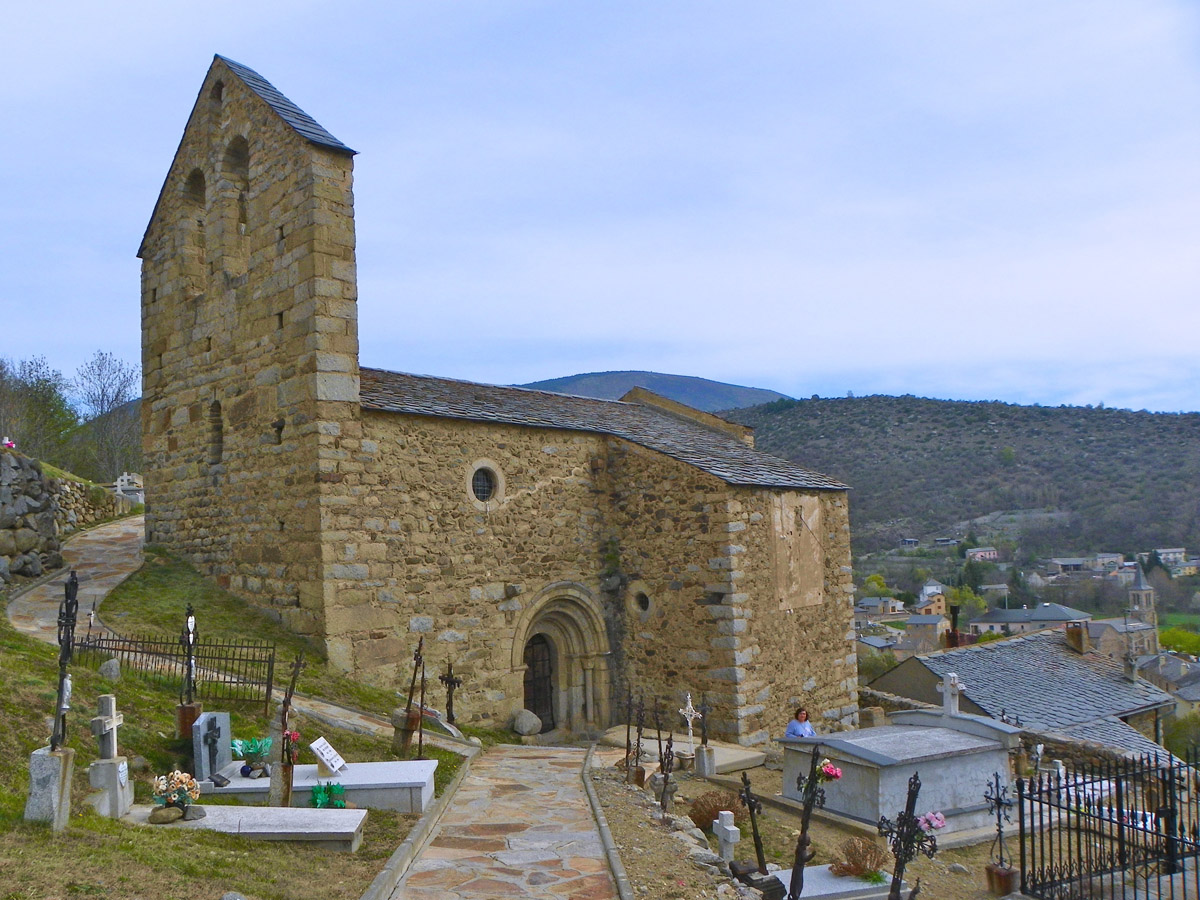
Angoustrine-Villeneuve-des-Escaldes Angoustrine : église Saint-André
(42° 29′ 01″ N, 1° 57′ 32″ E)
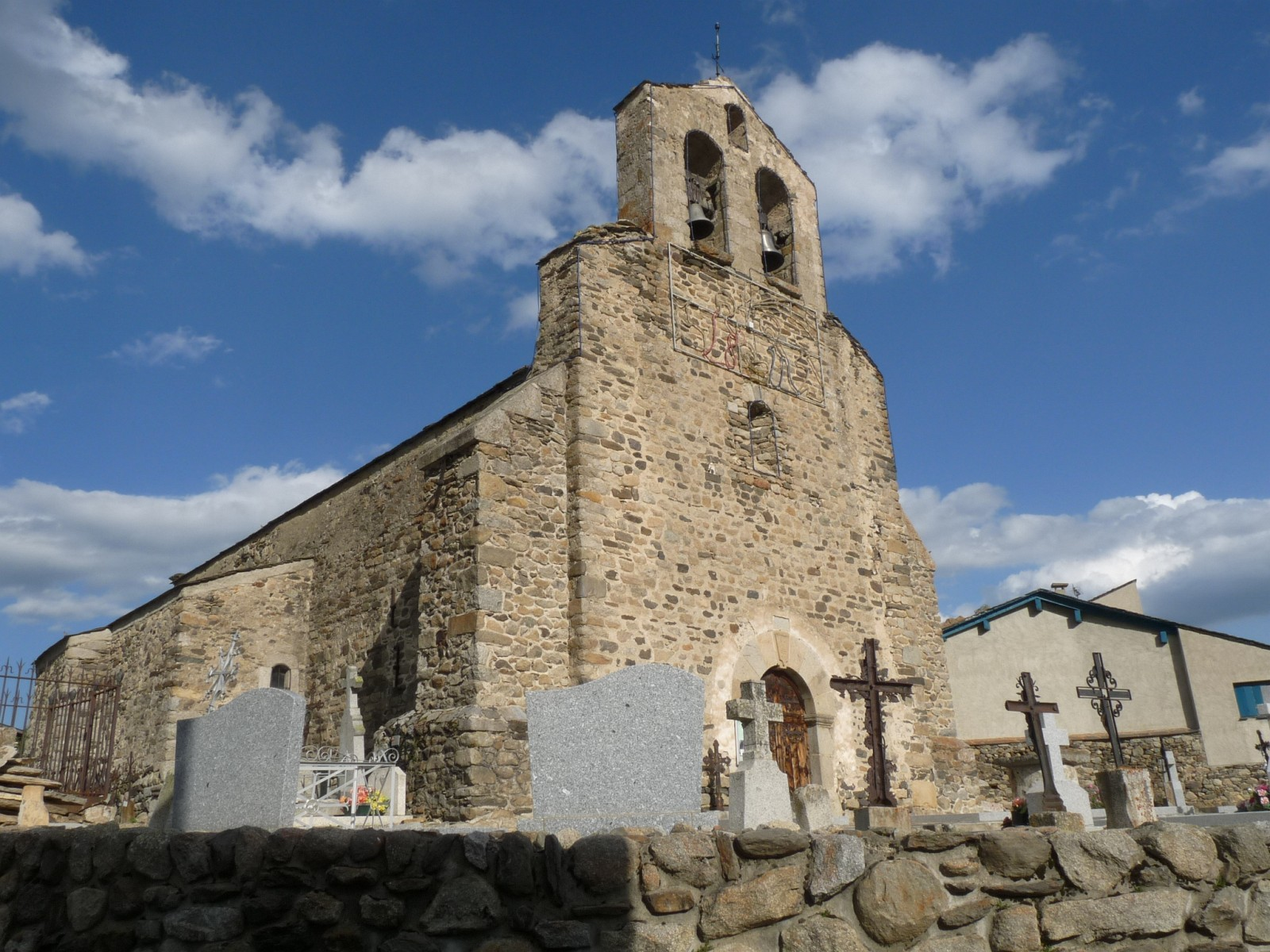
Villeneuve-des-Escaldes : église Saint-Assiscle et Sainte-Victoire
(42° 28′ 39″ N, 1° 57′ 09″ E)
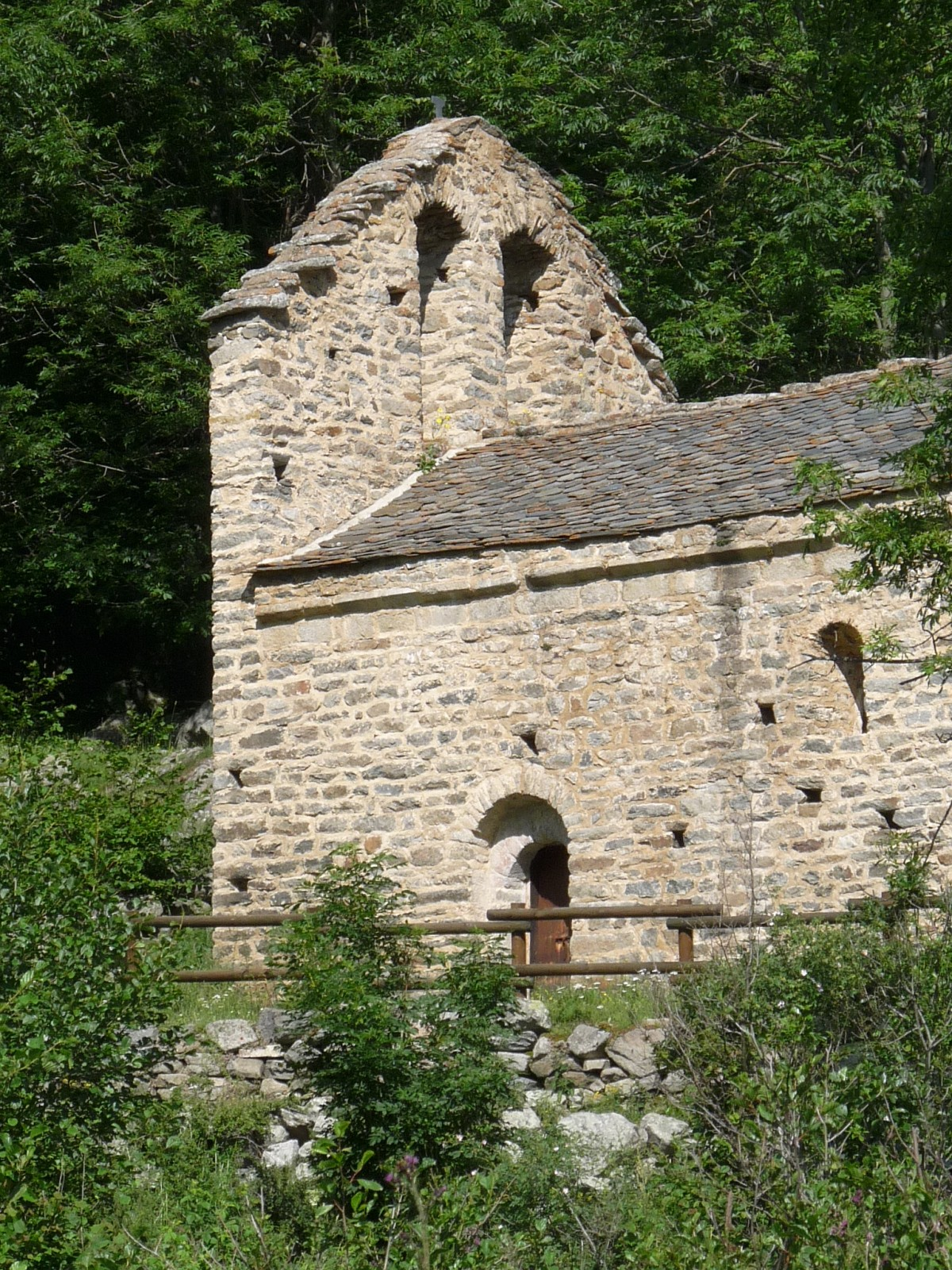
chapelle Saint-Martin d'Envalls
(42° 30′ 57″ N, 1° 57′ 20″ E)
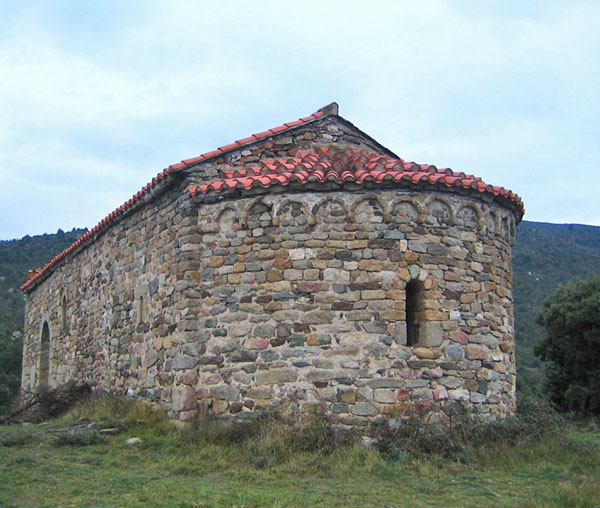
Arboussols église Sainte-Eulalie
(42° 40′ 30″ N, 2° 29′ 12″ E)
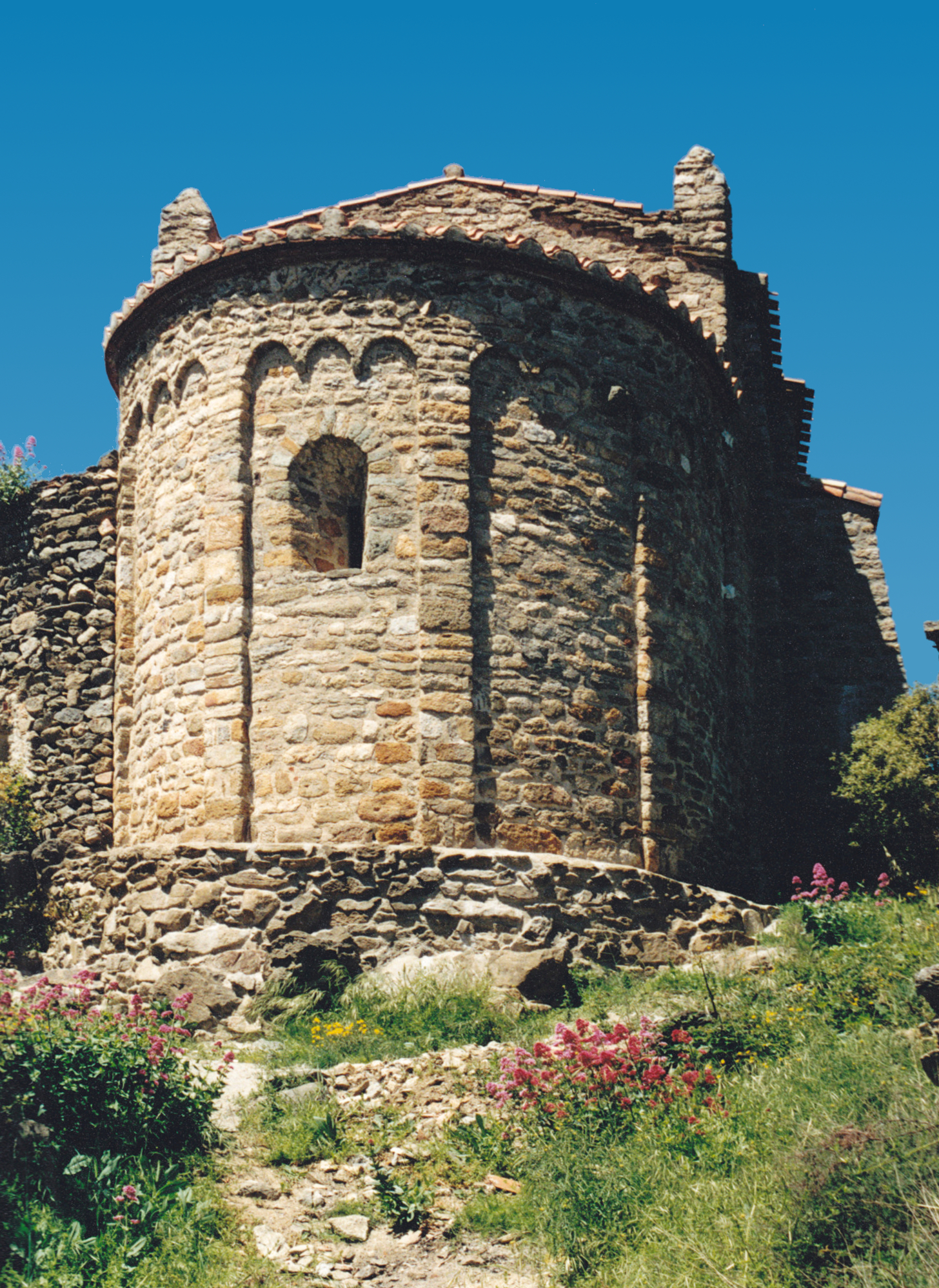
Marcevol : église Notre-Dame-des-Grades
(42° 39′ 50″ N, 2° 30′ 00″ E)
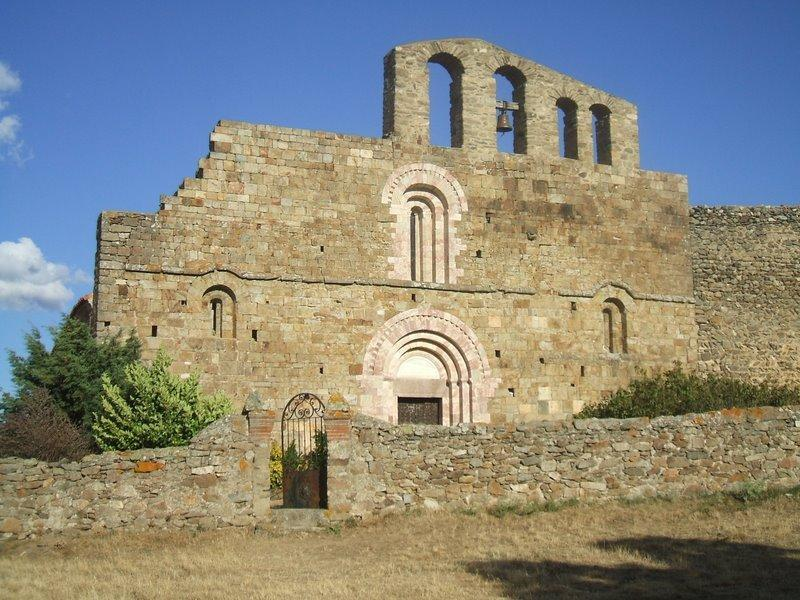
prieuré de Marcevol
(42° 39′ 43″ N, 2° 30′ 02″ E)
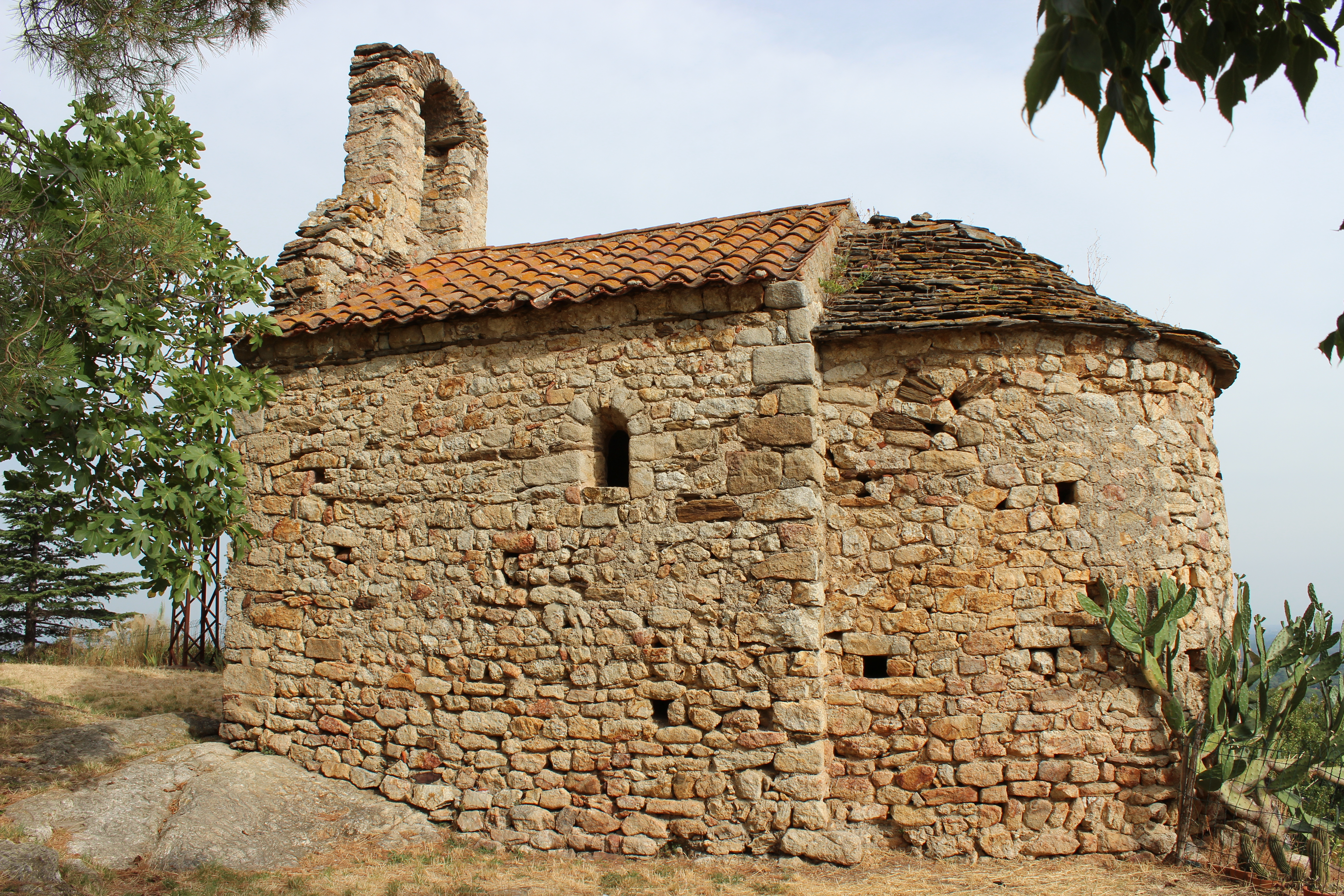
Argelès-sur-Mer chapelle Saint-Jérôme
(42° 31′ 45″ N, 3° 00′ 00″ E)
ermitage Notre-Dame-de-Vie
(42° 31′ 44″ N, 2° 59′ 59″ E)
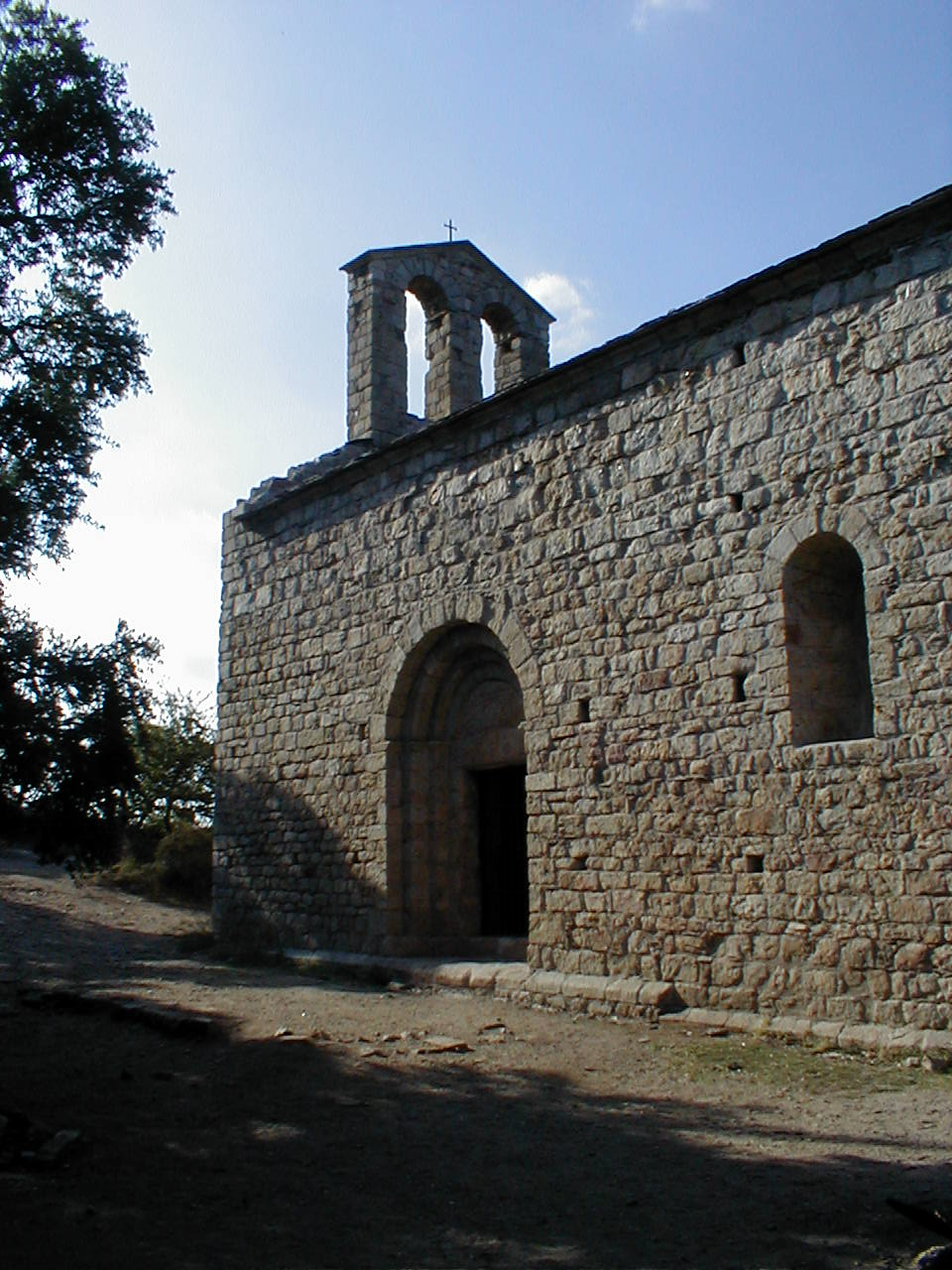
chapelle Saint-Laurent-du-Mont
(42° 31′ 17″ N, 3° 01′ 10″ E)
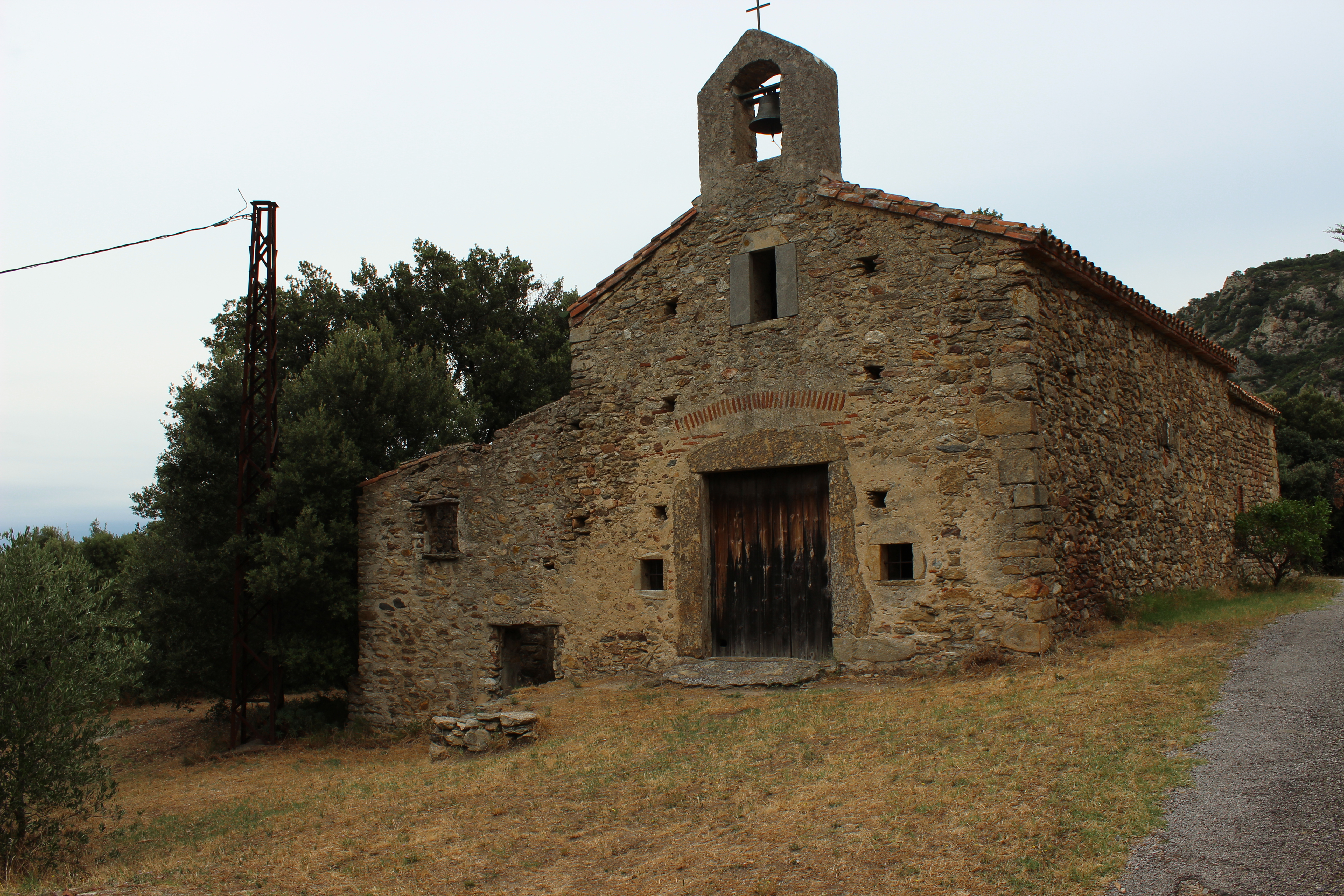
église Saint-Ferréol-de-la-Pava
(42° 31′ 17″ N, 2° 59′ 14″ E)
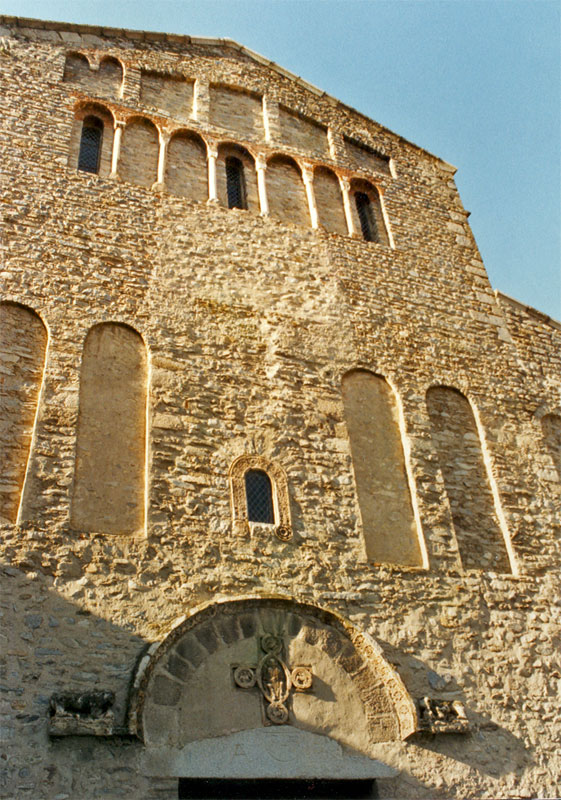
Arles-sur-Tech abbaye Sainte-Marie
(42° 27′ 22″ N, 2° 38′ 05″ E)
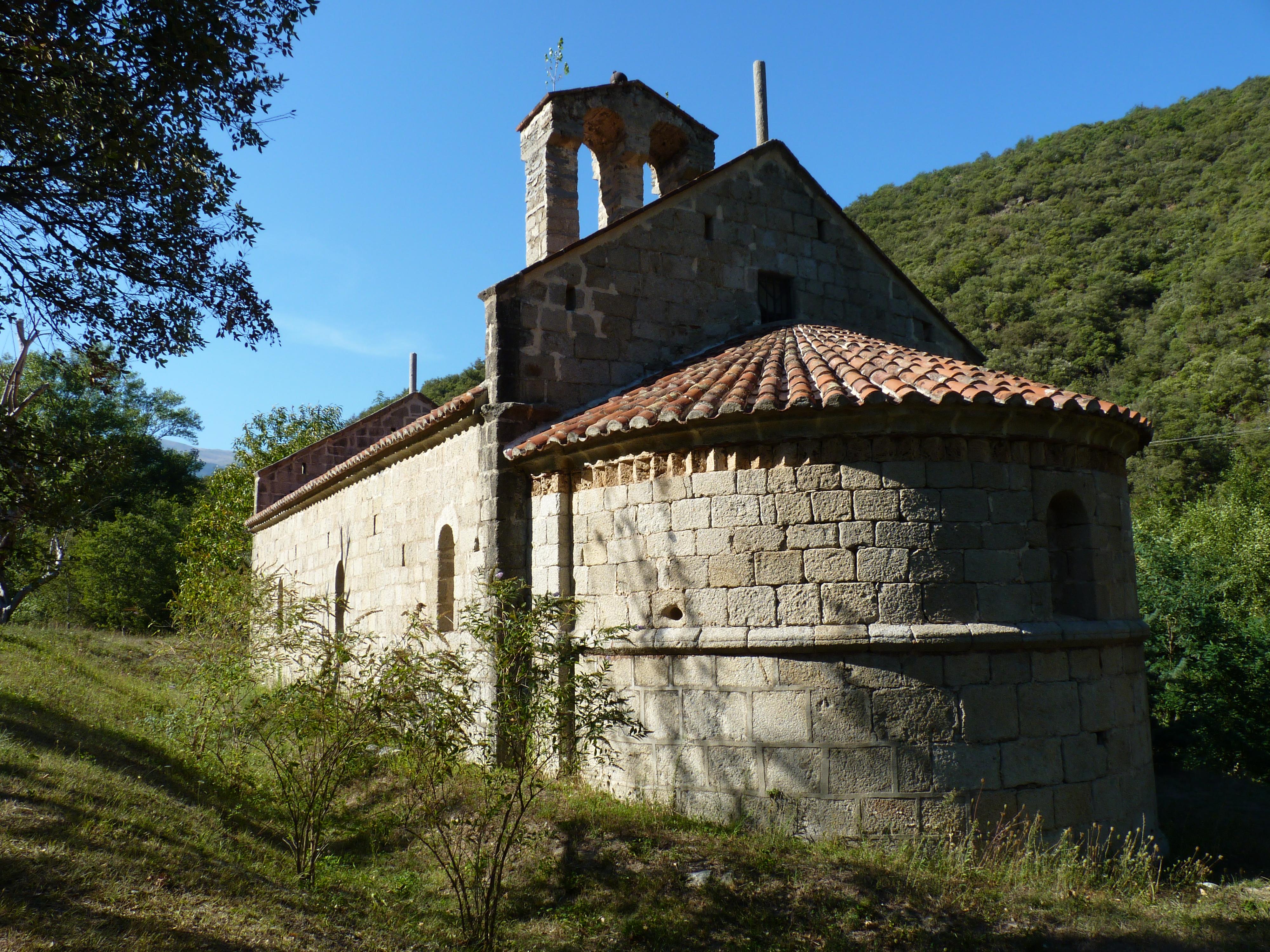
chapelle Saint-Pierre de Riuferrer
(42° 27′ 49″ N, 2° 37′ 13″ E)
église Sainte-Croix de Quercorb
(42° 26′ 54″ N, 2° 37′ 28″ E)
Ayguatébia-Talau église Saint-Michel des Plans
(42° 33′ 24″ N, 2° 12′ 57″ E)
Talau : église Saint-Étienne
(42° 33′ 52″ N, 2° 11′ 44″ E)

- Bages
- Baillestavy
- Baixas
- Banyuls-sur-Mer
- Boule-d'Amont
- Bouleternère
- Bourg-Madame
- Brouilla
- Cabestany
- Caixas
- Calce
- Calmeilles
- Camélas
- Campoussy
- Canaveilles
- Canet-en-Roussillon
- Canohès
- Casefabre
- Cassagnes
- Casteil
- Castelnou
- Catllar
- Caudiès-de-Fenouillèdes
- Céret
- Claira
- Clara
- Codalet
- Conat
- Corbère
- Corneilla-de-Conflent
- Corsavy
- Coustouges
- Dorres
- Elne
- Enveitg
- Err
- Espira-de-Conflent
- Espira-de-l'Agly
- Estagel
- Estavar
- Estoher
- Eus
- Felluns
- Fenouillet
- Fillols
- Fontpédrouse
- Fontrabiouse
- Font-Romeu-Odeillo-Via
- Formiguères
- Fourques
- Fuilla
- Glorianes
- Ille-sur-Têt
- Jujols
- L'Albère
- La Bastide
- La Llagonne
- Lamanère
- Laroque-des-Albères
- Latour-de-Carol
- Le Boulou
- Le Perthus
- Le Soler
- Le Tech
- Le Vivier
- Les Cluses
- Lesquerde
- Llauro
- Llo
- Llupia
- Los Masos
- Mantet
- Marquixanes
- Maureillas-las-Illas
- Millas
- Molitg-les-Bains
- Montalba-le-Château
- Montauriol
- Montbolo
- Montescot
- Montesquieu-des-Albères
- Montferrer
- Mosset
- Nohèdes
- Nyer
- Olette
- Oms
- Opoul-Périllos
- Oreilla
- Ortaffa
- Osséja
- Passa
- Perpignan
- Pézilla-la-Rivière
- Planès
- Planèzes
- Pollestres
- Ponteilla
- Porta
- Port-Vendres
- Prades
- Prats-de-Mollo-la-Preste
- Prunet-et-Belpuig
- Puyvalador
- Py
- Réal
- Reynès
- Ria-Sirach
- Rigarda
- Rivesaltes
- Rodès
- Sahorre
- Saillagouse
- Saint-André
- Saint-Cyprien
- Saint-Estève
- Saint-Féliu-d'Amont
- Saint-Féliu-d'Avall
- Saint-Génis-des-Fontaines
- Saint-Hippolyte
- Saint-Jean-Lasseille
- Saint-Jean-Pla-de-Corts
- Saint-Michel-de-Llotes
- Sainte-Colombe-de-la-Commanderie
- Sainte-Léocadie
- Sainte-Marie-la-Mer
- Saleilles
- Salses-le-Château
- Sansa
- Sauto
- Serdinya
- Serralongue
- Sorède
- Souanyas
- Sournia
- Taillet
- Tarerach
- Targasonne
- Taurinya
- Tautavel
- Terrats
- Thuès-Entre-Valls
- Tordères
- Toulouges
- Tresserre
- Trévillach
- Trouillas
- Ur
- Vernet-les-Bains
- Villefranche-de-Conflent
- Villelongue-dels-Monts
- Villemolaque
- Villeneuve-de-la-Raho

## Andorre

### Patrimoine dans les 7 paroisses

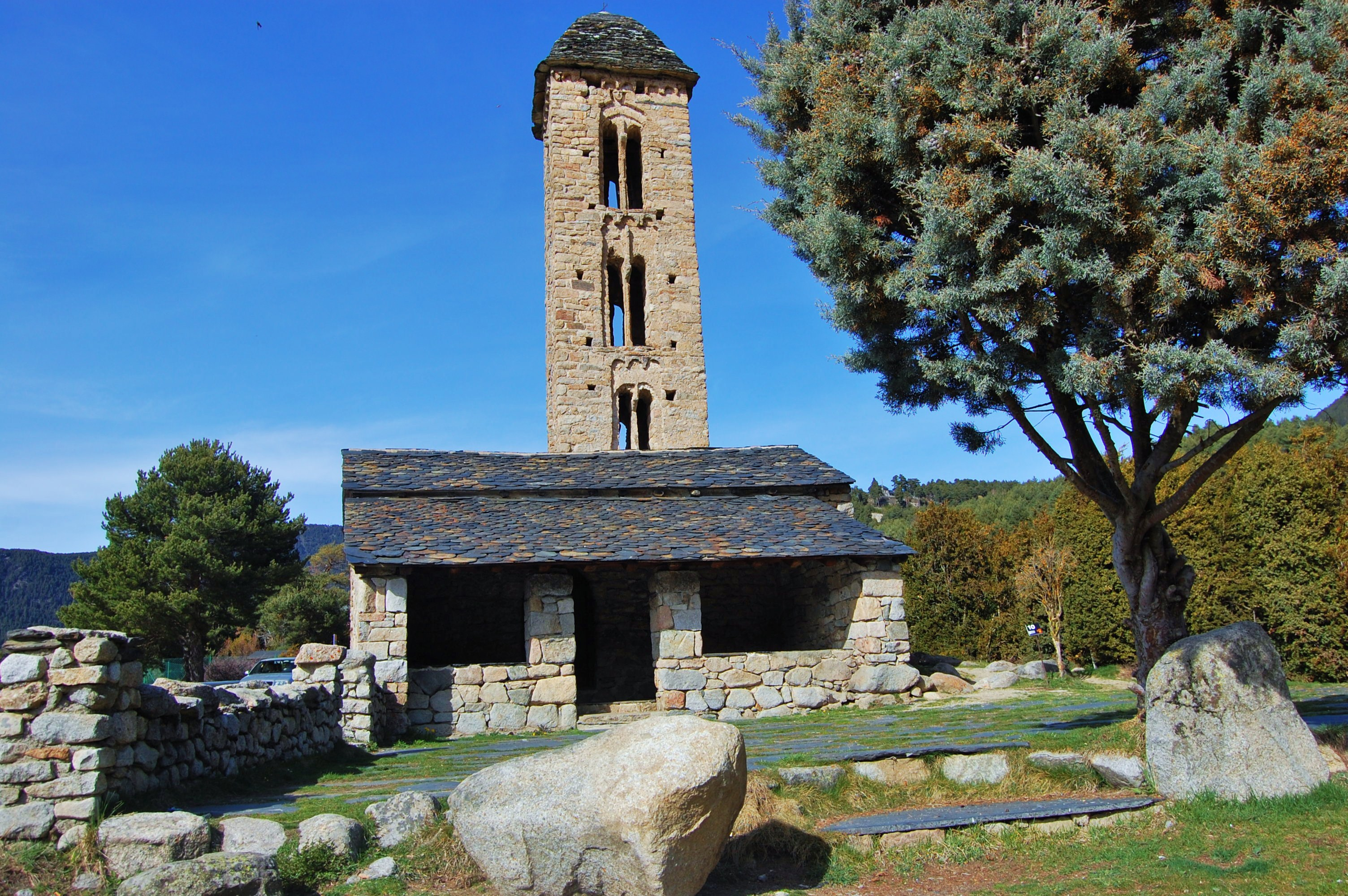
Engolasters Église Sant Miquel

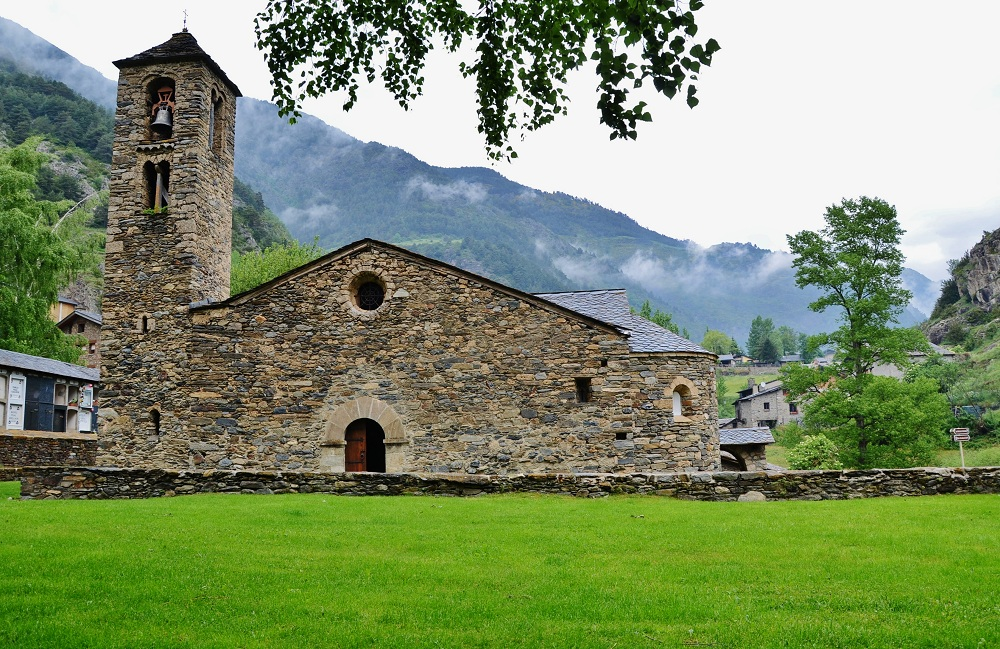
La Cortinada Église Sant Martí
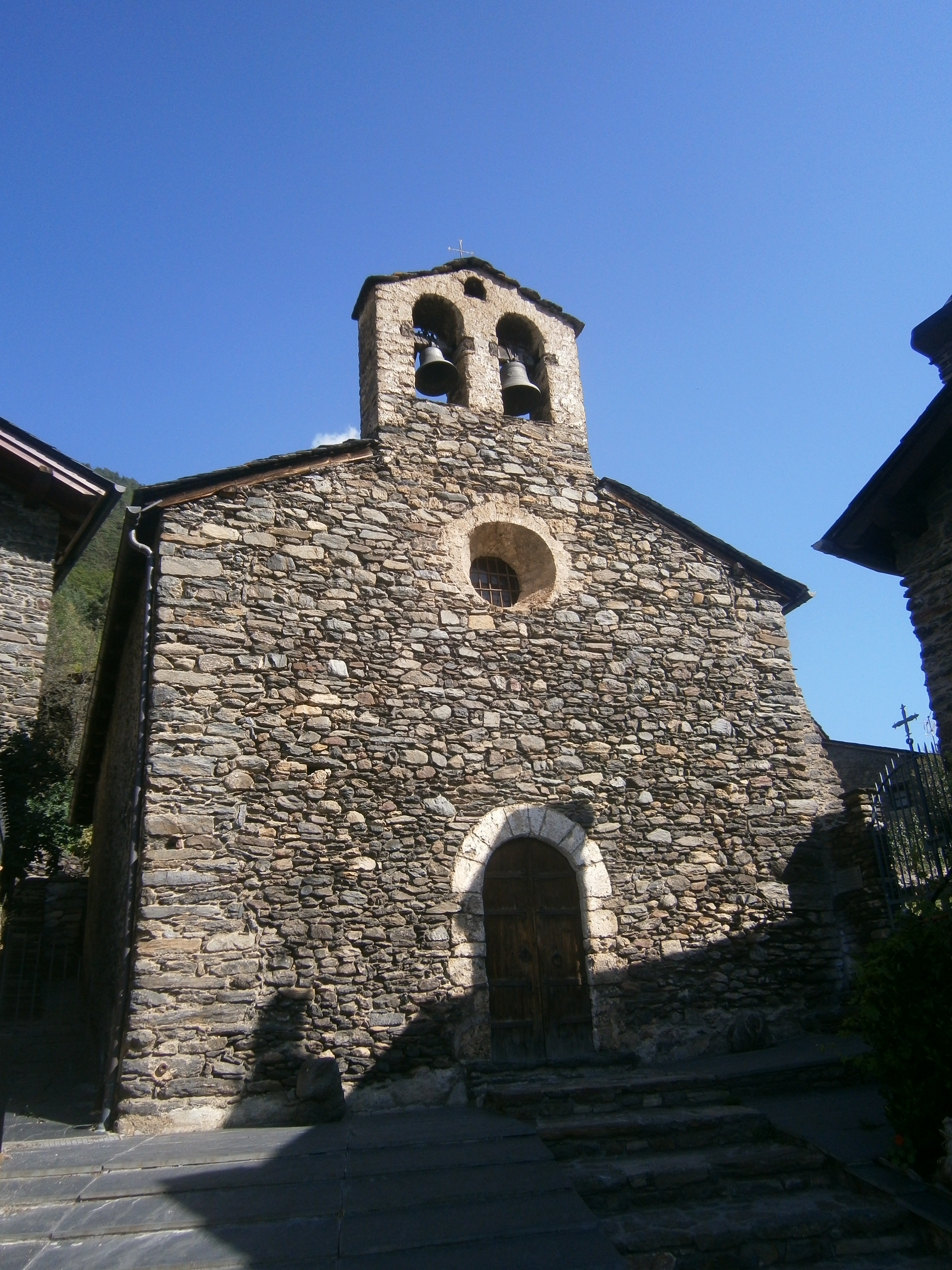
Llorts Église Sant Serni
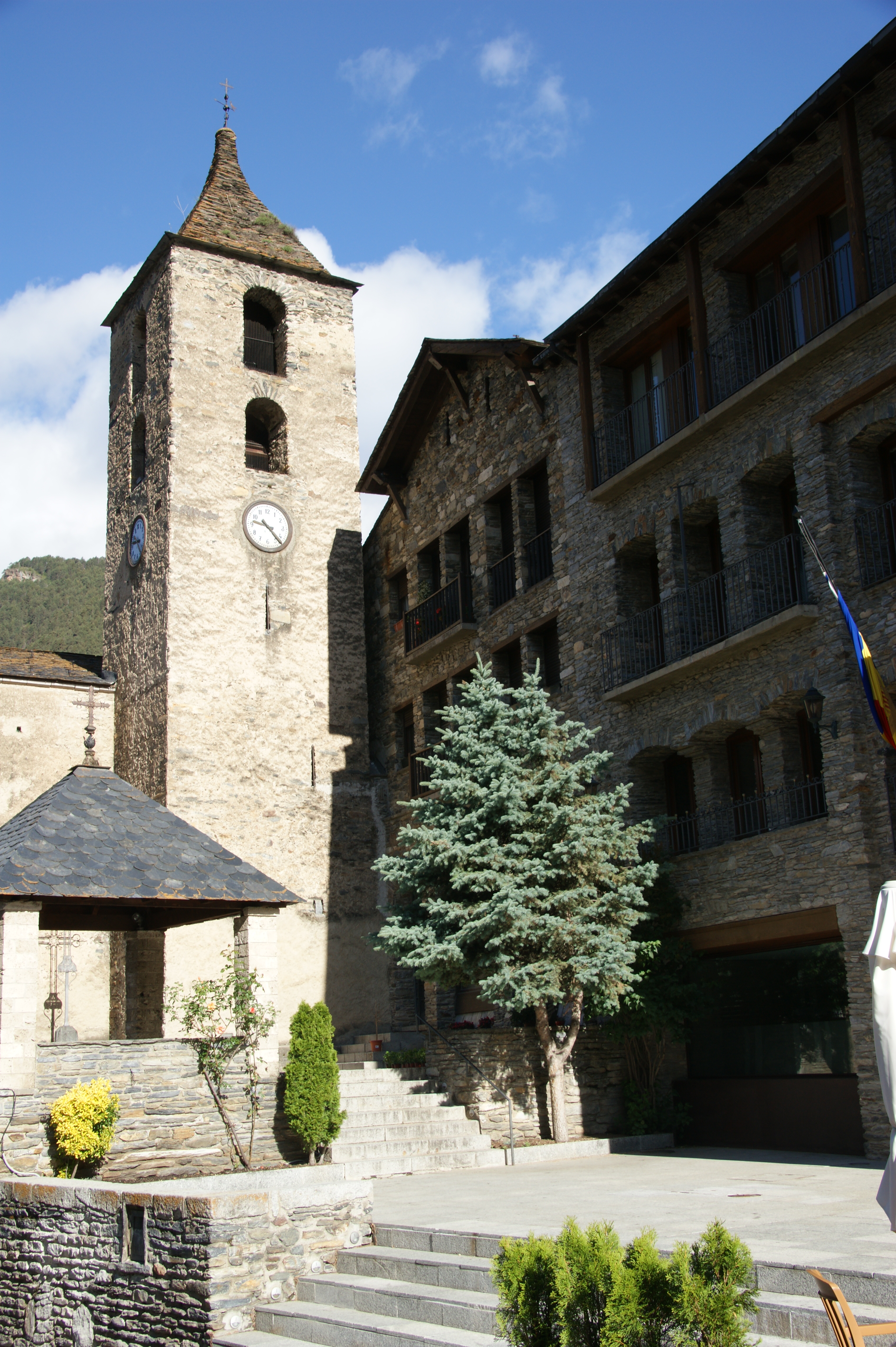
Ordino Église Sant Corneli i Sant Cebrià

| \| Localisation d'Andorre en Europe \| FRANCE ESPAGNE Andorre-la-Vieille Sant Andreu Sant Esteve Santa Coloma Sant Vicenç d'Enclar Pont de la Margineda Sant Joan de Caselles Sant Serni de Canillo Sanctuaire de Notre-Dame de Meritxell Sant Miquel de Prats Sant Marc i Santa Maria Sant Miquel de la Mosquera Santa Eulàlia Sant Romà de Les Bons Sant Romà de Vila Sant Miquel d'Engolasters Sant Cristòfol d'Anyós Sant Antoni de la Grella Pont de Sant Antoni de la Grella Sant Iscle i Santa Victòria Sant Climent de Pal Saint-Jean de Sispony Sant Martí de la Cortinada Sant Serni de Llorts Sant Corneli i Sant Cebrià Sant Pere d'Aixirivall Sant Romà d'Auvinyà Sanctuaire de Canòlich Sant Miquel de Fontaneda Sant Esteve de Juberri Sant Esteve del Mas d'Alins Sant Martí de Nagol Sant Serni de Nagol Sant Julià i Sant Germà de Lòria |
| Localisation d'Andorre en Europe |

| Localisation d'Andorre en Europe |

| \| Localisation d'Andorre en Europe \| FRANCE ESPAGNE Andorre-la-Vieille Sant Andreu Sant Esteve Santa Coloma Sant Vicenç d'Enclar Pont de la Margineda Sant Joan de Caselles Sant Serni de Canillo Sanctuaire de Notre-Dame de Meritxell Sant Miquel de Prats Sant Marc i Santa Maria Sant Miquel de la Mosquera Santa Eulàlia Sant Romà de Les Bons Sant Romà de Vila Sant Miquel d'Engolasters Sant Cristòfol d'Anyós Sant Antoni de la Grella Pont de Sant Antoni de la Grella Sant Iscle i Santa Victòria Sant Climent de Pal Saint-Jean de Sispony Sant Martí de la Cortinada Sant Serni de Llorts Sant Corneli i Sant Cebrià Sant Pere d'Aixirivall Sant Romà d'Auvinyà Sanctuaire de Canòlich Sant Miquel de Fontaneda Sant Esteve de Juberri Sant Esteve del Mas d'Alins Sant Martí de Nagol Sant Serni de Nagol Sant Julià i Sant Germà de Lòria |
| Localisation d'Andorre en Europe |

| Localisation d'Andorre en Europe |

- Paroisse d'Andorre-la-Vieille

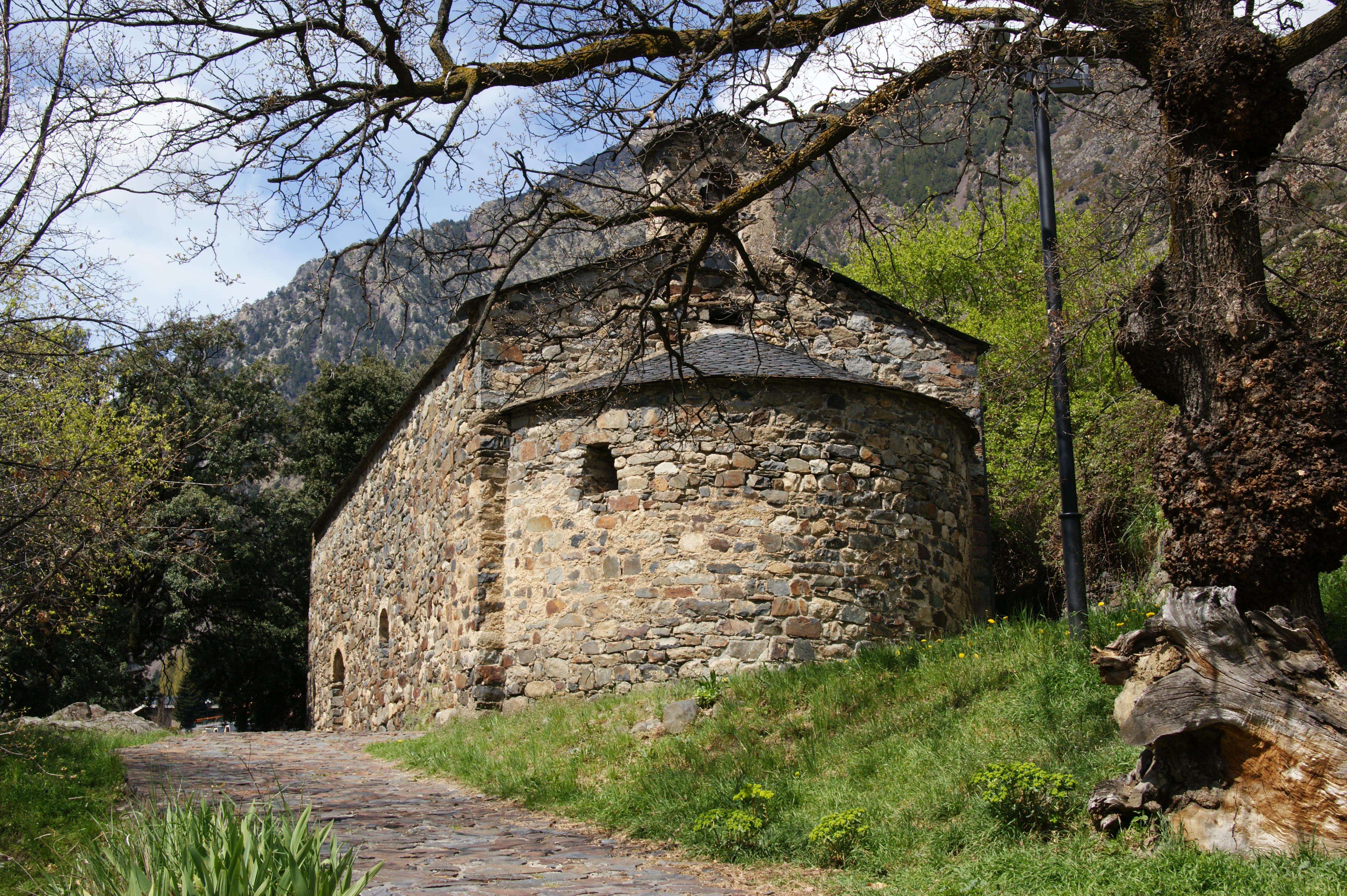
Andorre-la-Vieille Église Sant Andreu
(42° 30′ 37″ N, 1° 31′ 51″ E)
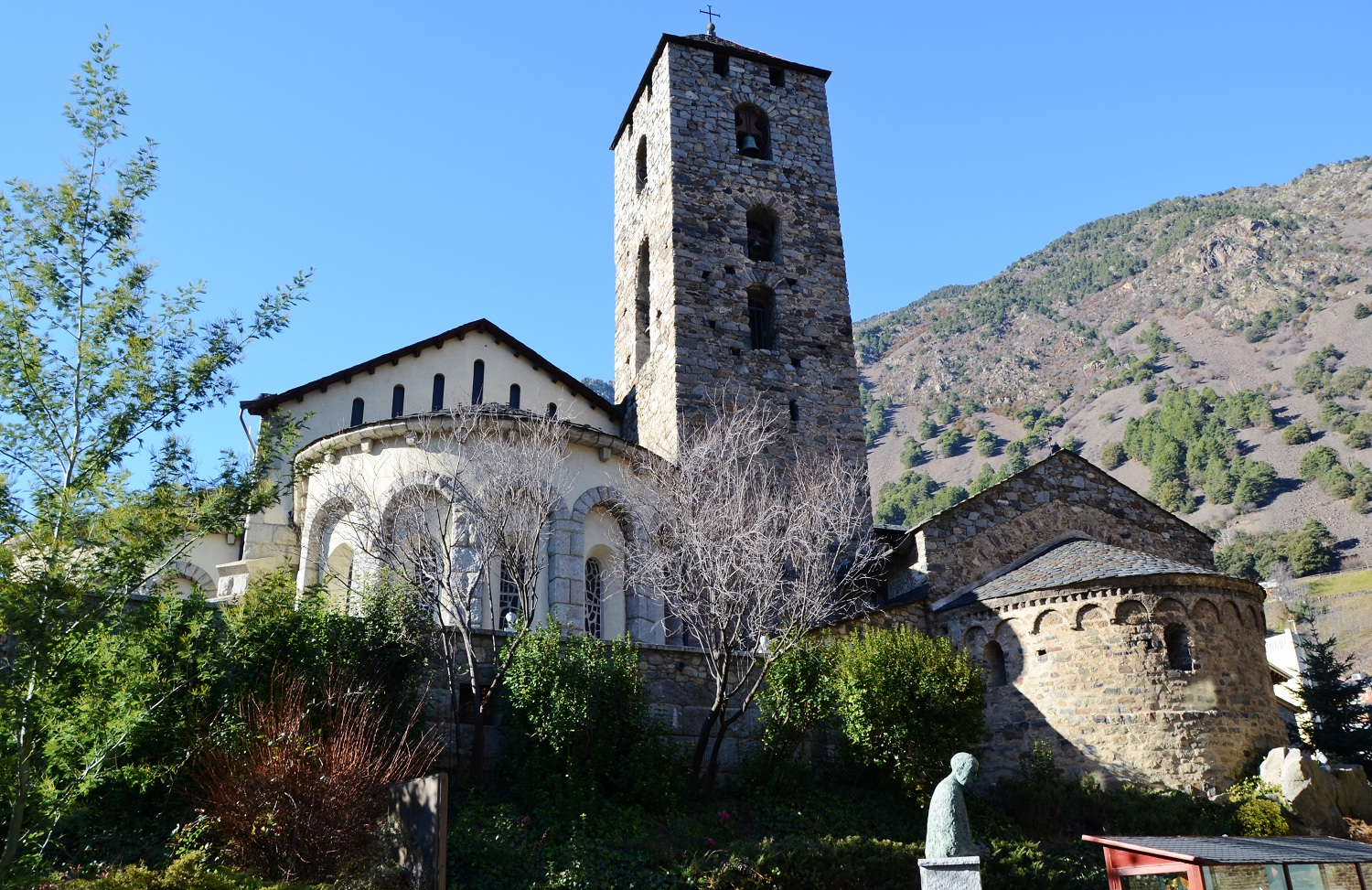
Église Sant Esteve
(42° 30′ 26″ N, 1° 31′ 18″ E)
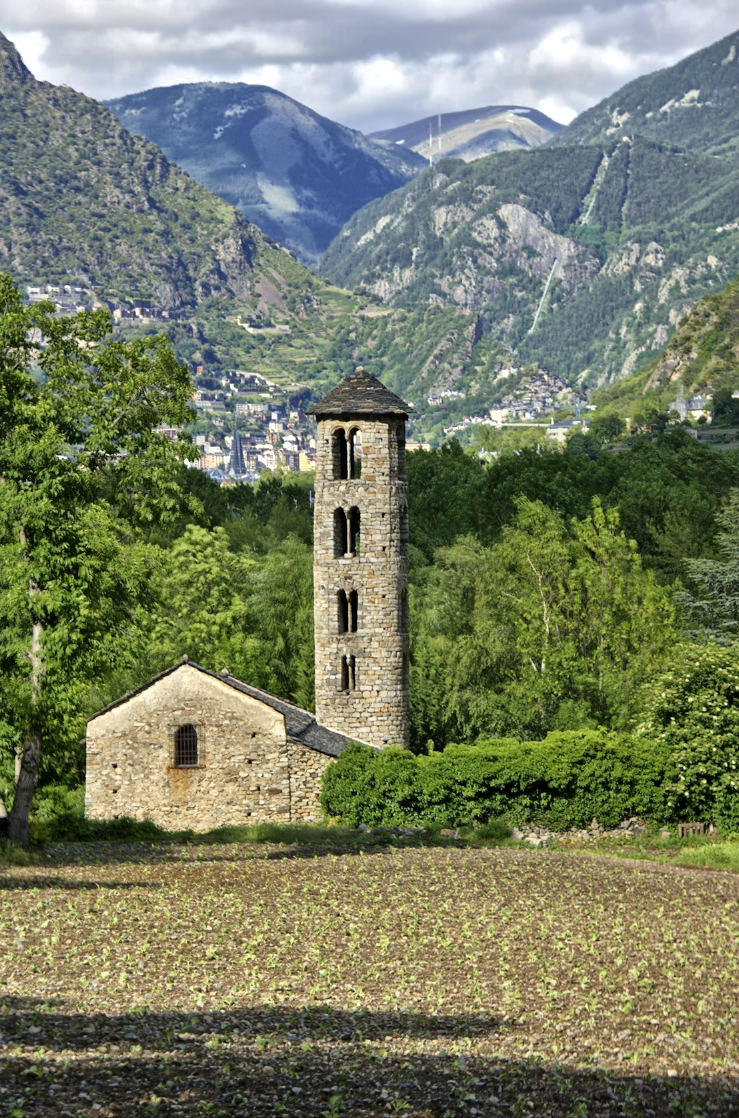
Santa Coloma Église Santa Coloma
(42° 29′ 39″ N, 1° 29′ 51″ E)
Église Sant Vicenç d'Enclar
(42° 29′ 45″ N, 1° 29′ 38″ E)
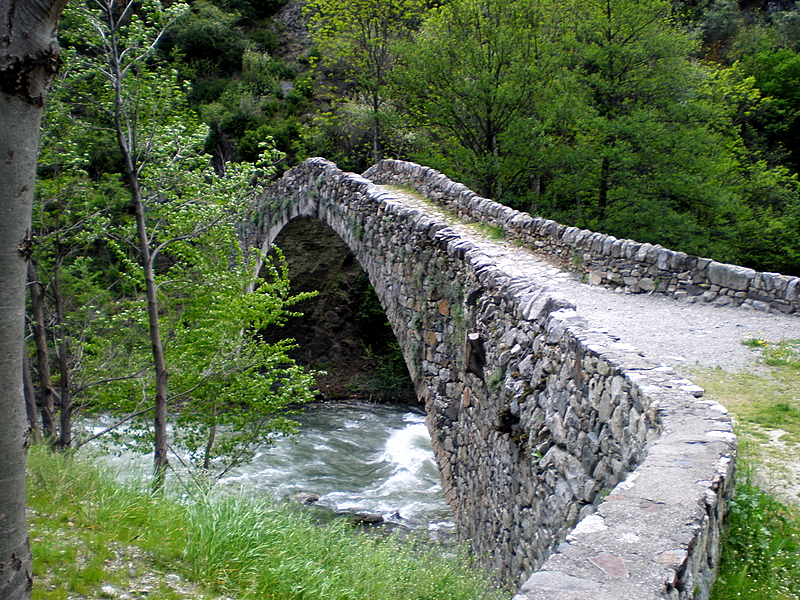
Pont de la Margineda
(42° 29′ 03″ N, 1° 29′ 31″ E)

- Paroisse de Canillo

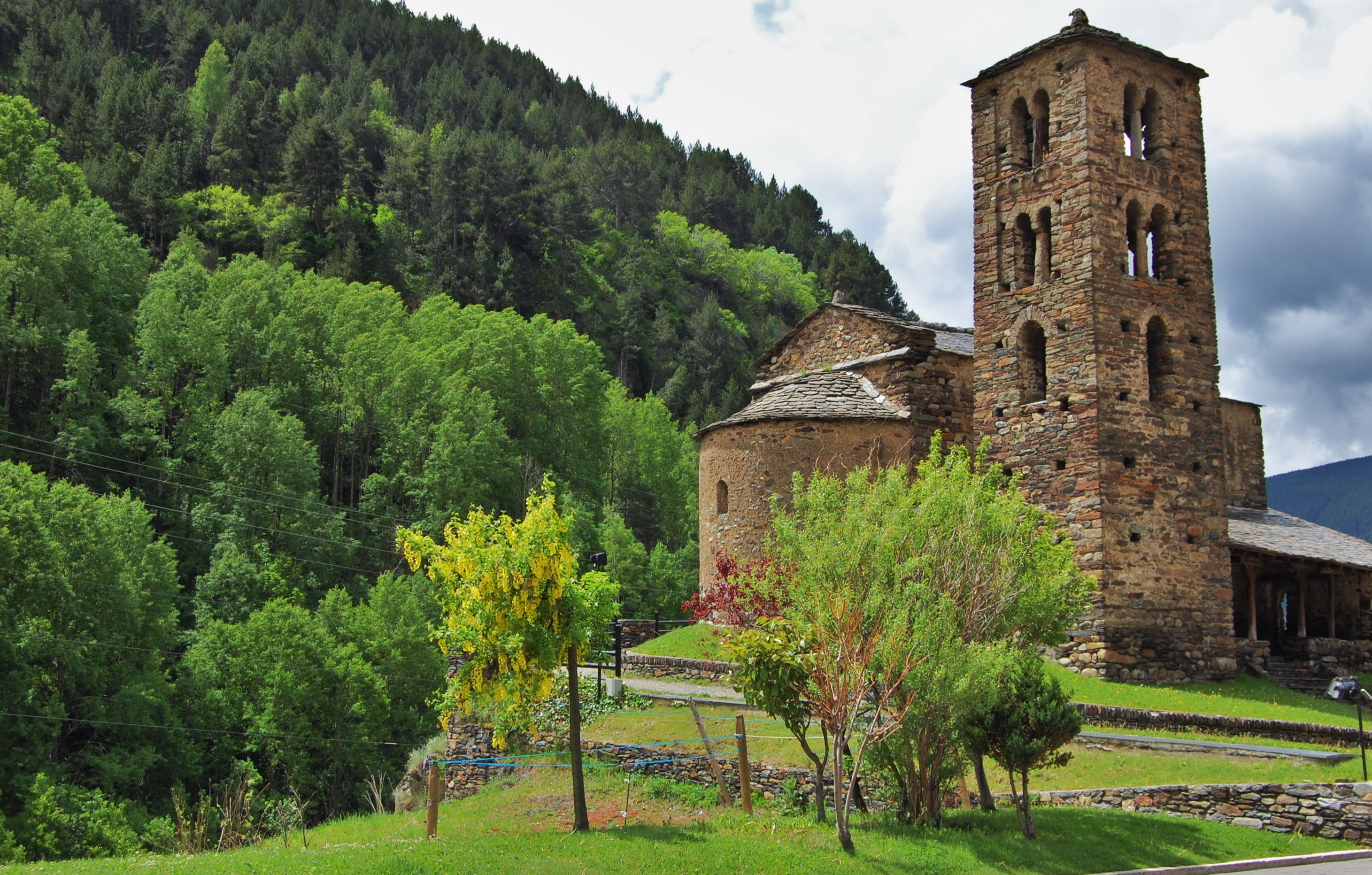
Canillo Église Sant Joan de Caselles
(42° 34′ 15″ N, 1° 36′ 28″ E)
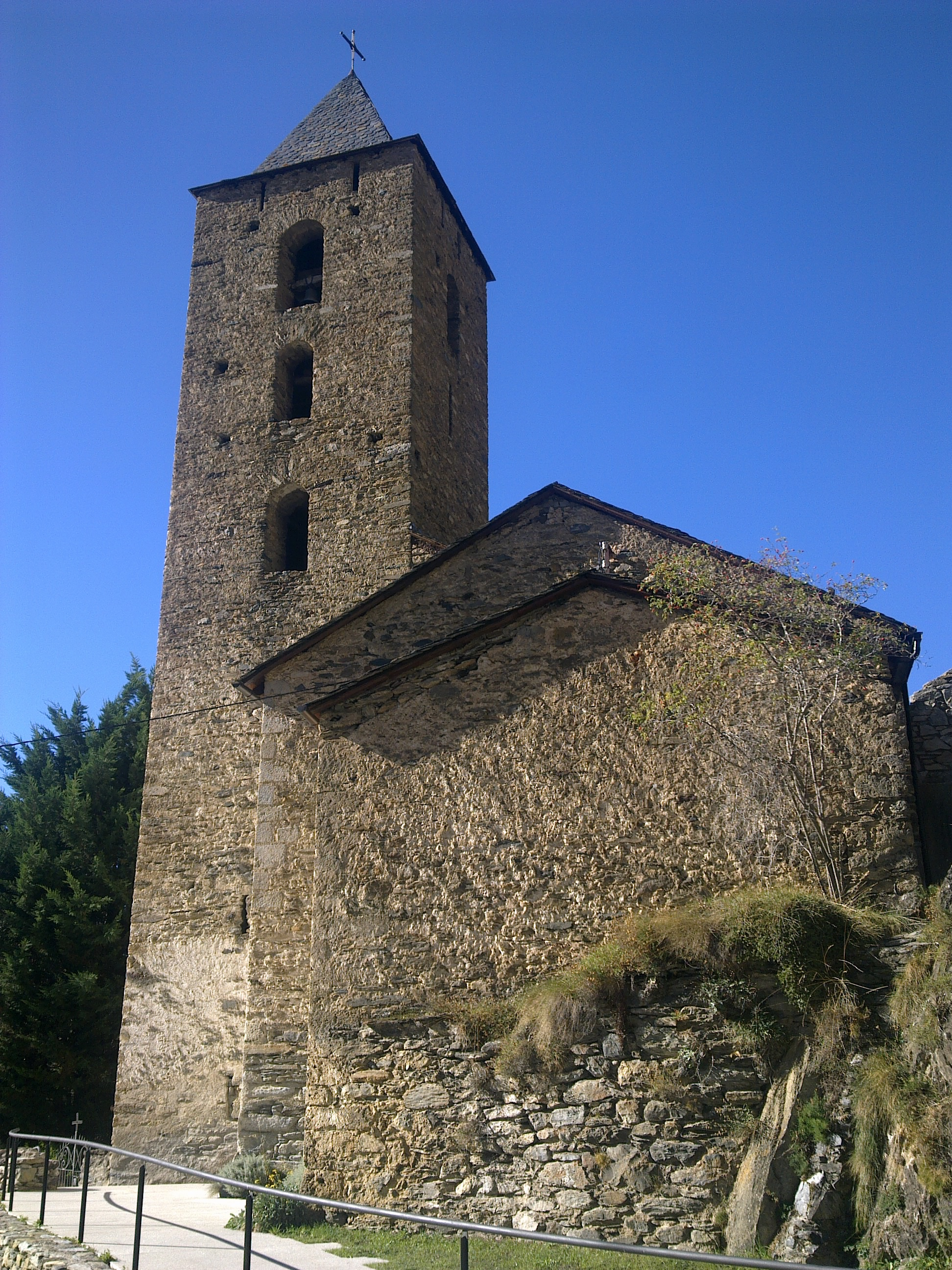
Église Sant Serni
(42° 34′ 03″ N, 1° 35′ 51″ E)
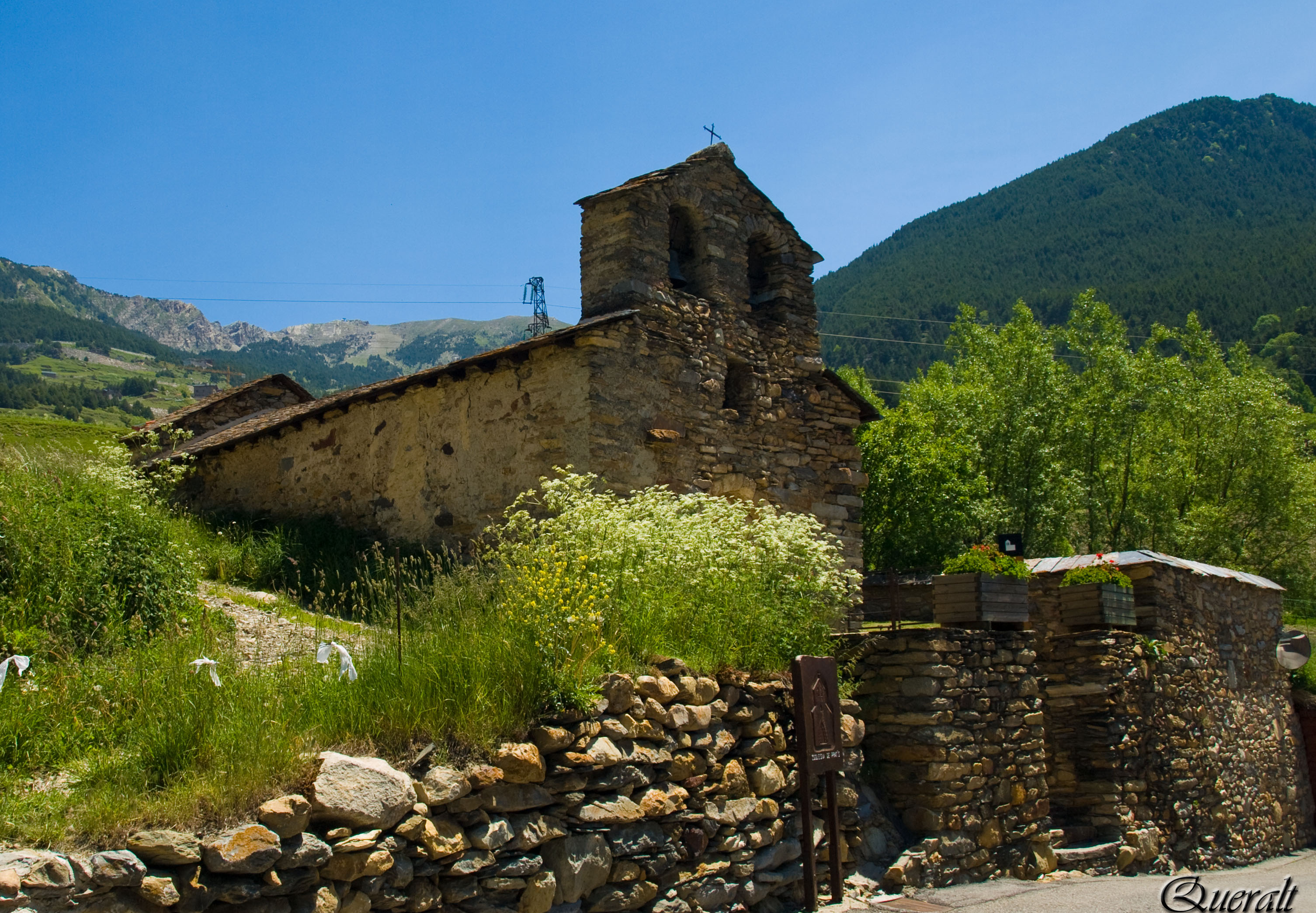
Prats Église Sant Miquel
(42° 33′ 37″ N, 1° 35′ 38″ E)

- Paroisse d'Encamp

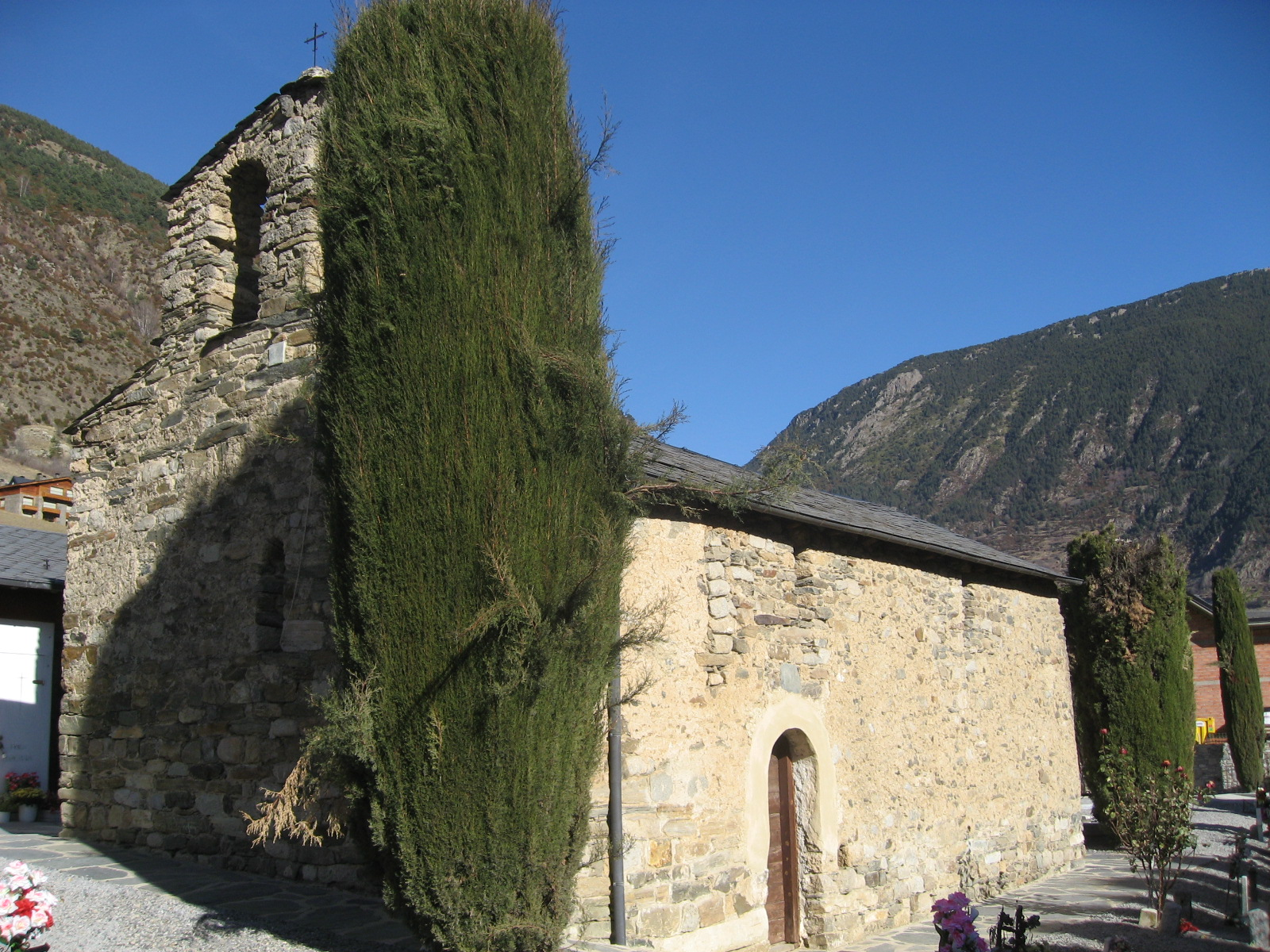
Encamp Chapelle Sant Marc i Santa Maria
(42° 31′ 59″ N, 1° 34′ 19″ E)
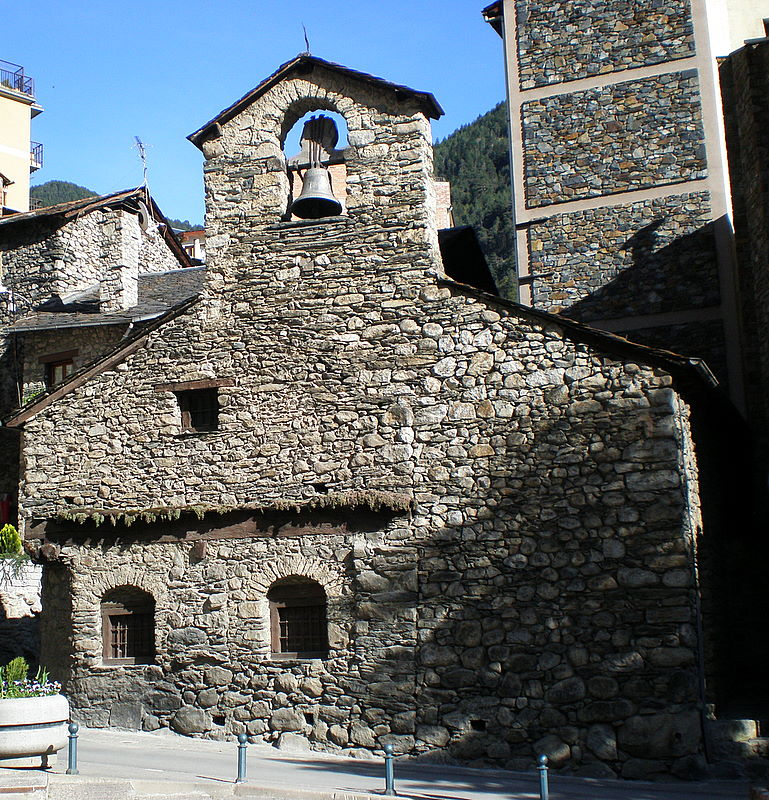
Église Sant Miquel de la Mosquera
(42° 32′ 07″ N, 1° 34′ 54″ E)
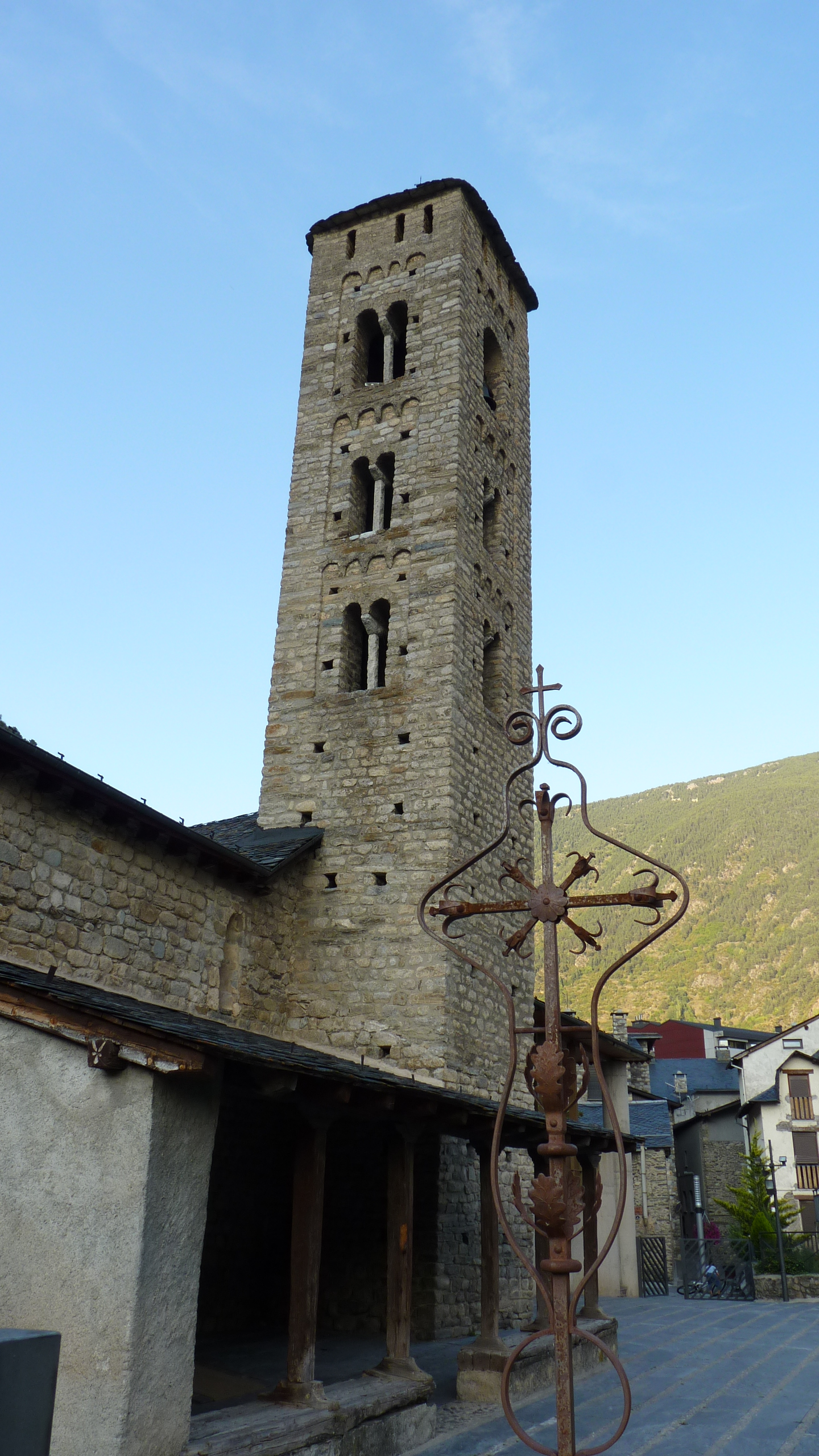
Église Santa Eulàlia
(42° 32′ 05″ N, 1° 34′ 36″ E)
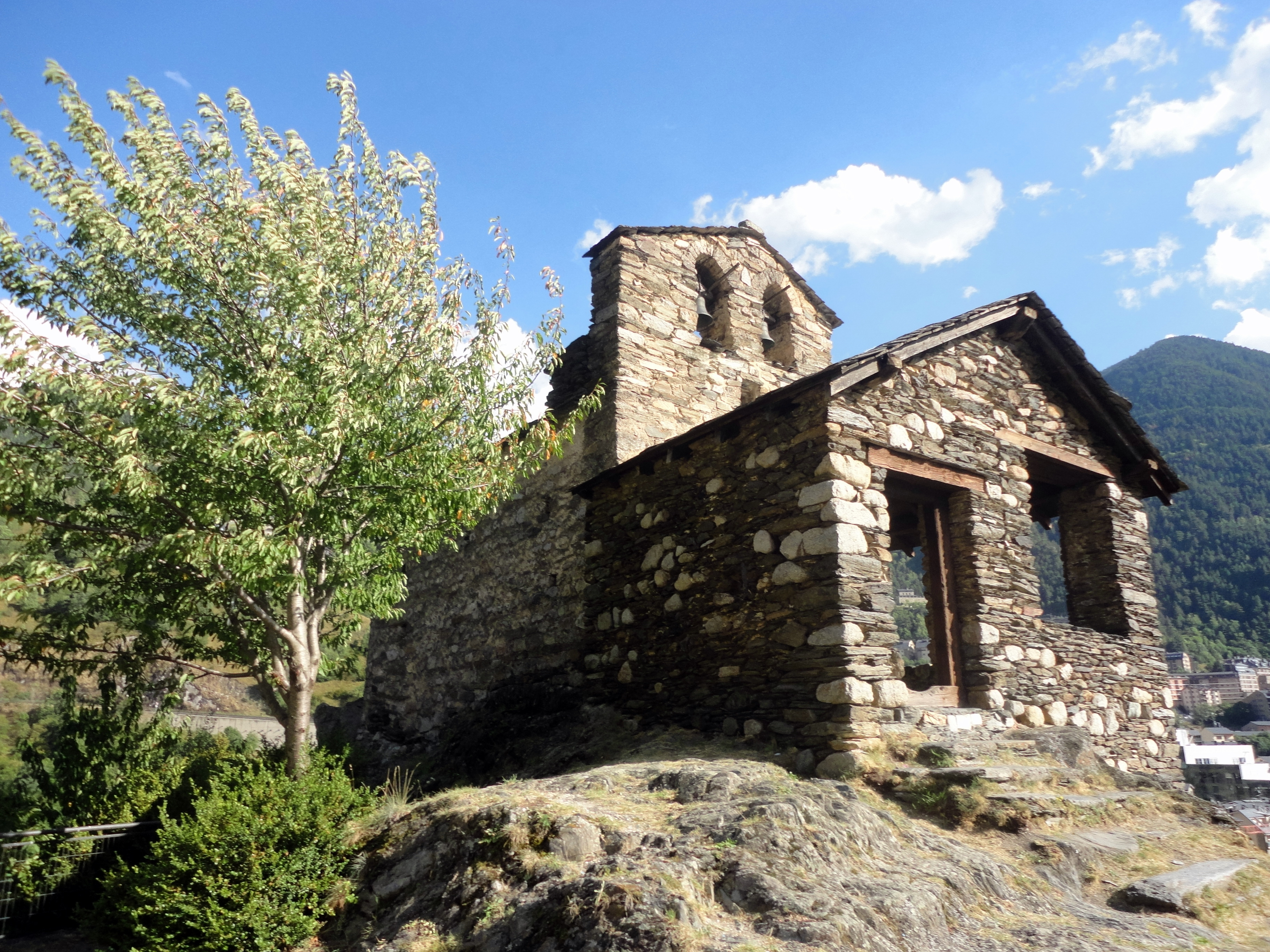
Les Bons Église Sant Romà
(42° 32′ 20″ N, 1° 35′ 13″ E)
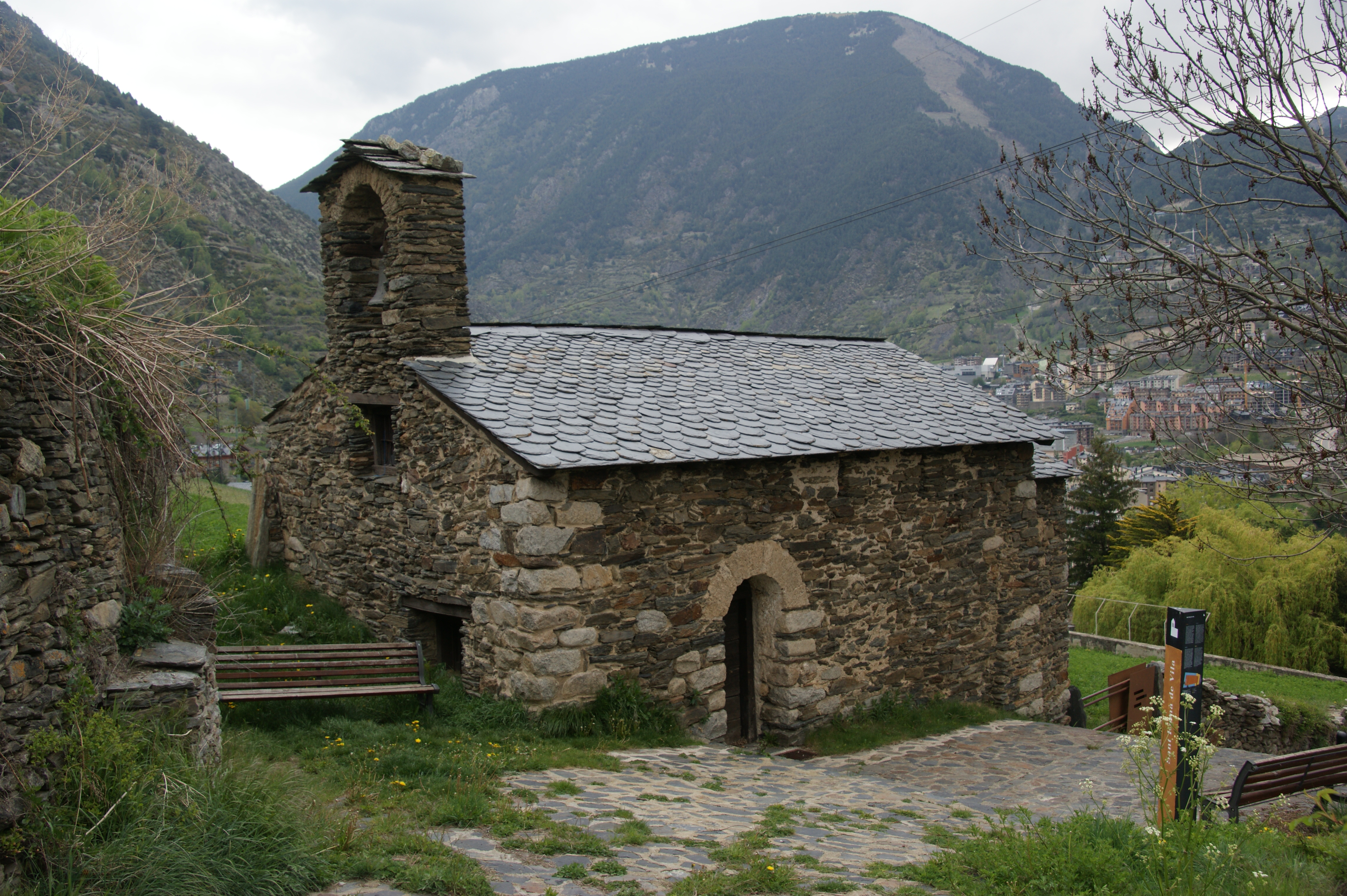
Vila Église Sant Romà
(42° 31′ 53″ N, 1° 34′ 04″ E)

- Paroisse d'Escaldes-Engordany

- Engolasters
Église Sant Miquel
(42° 30′ 41″ N, 1° 33′ 37″ E)

- Paroisse de La Massana

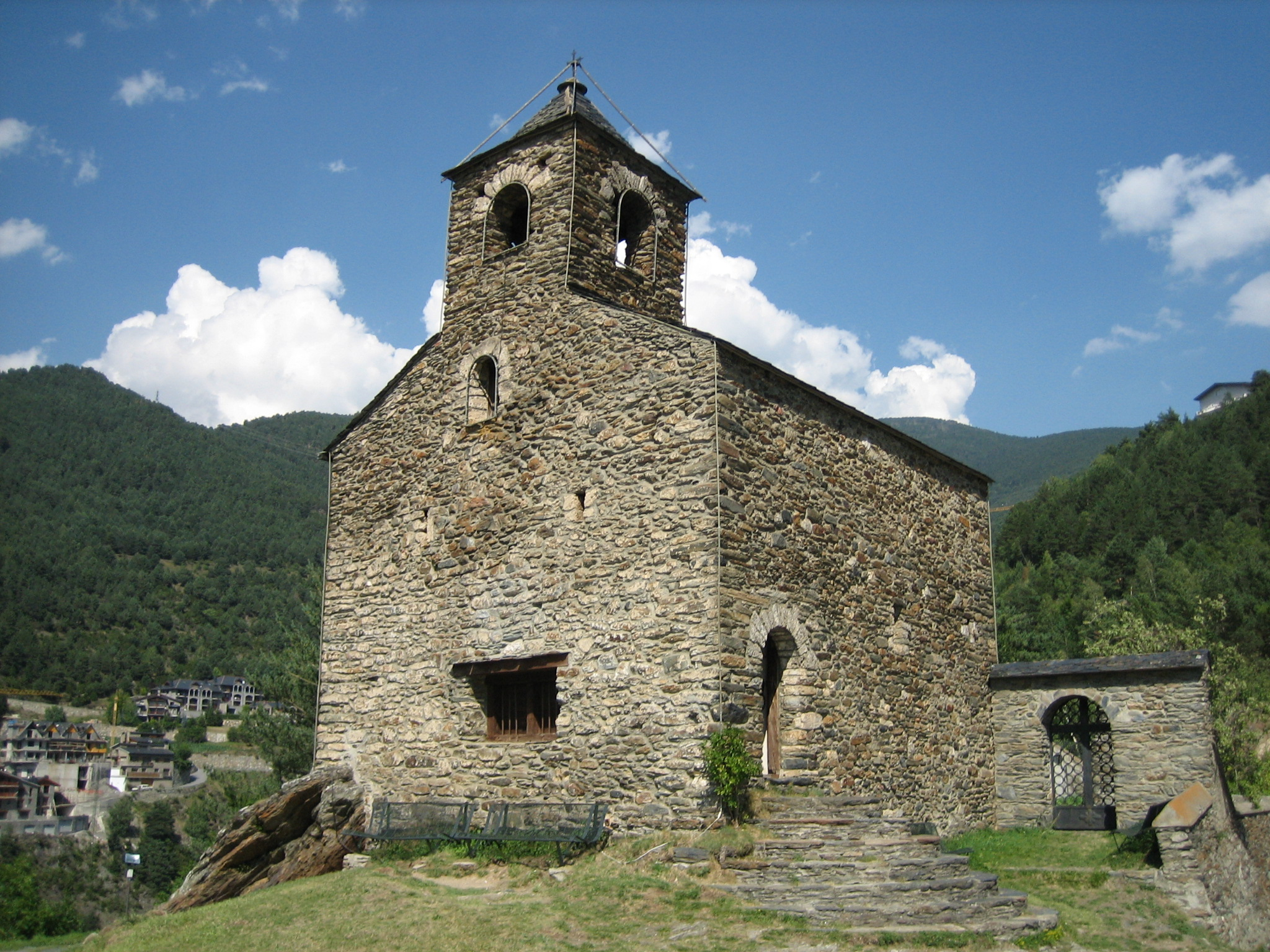
Anyòs Église Sant Cristòfol
(42° 32′ 06″ N, 1° 31′ 28″ E)
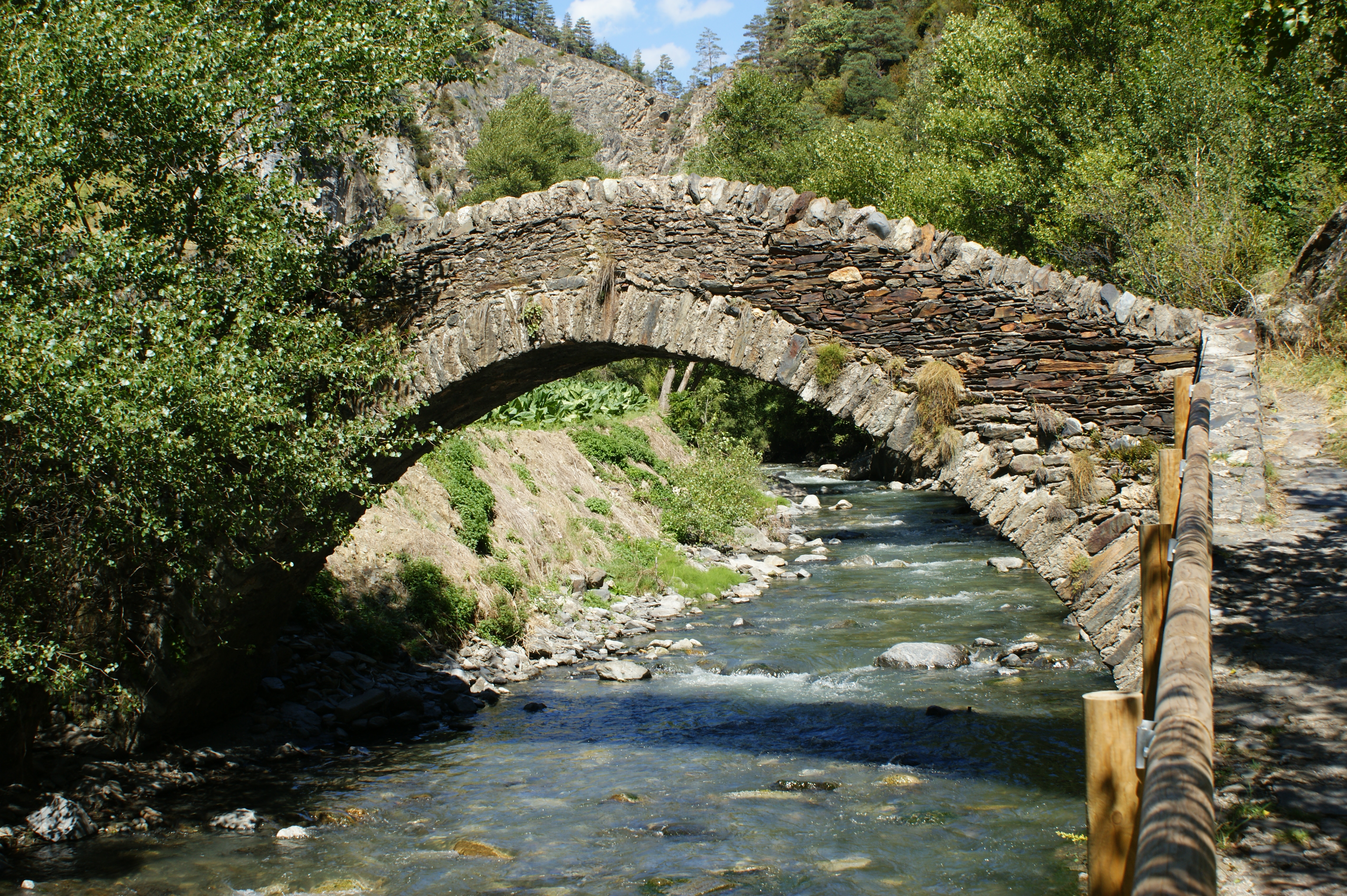
La Massana Pont de Sant Antoni de la Grella
(42° 31′ 32″ N, 1° 31′ 16″ E)
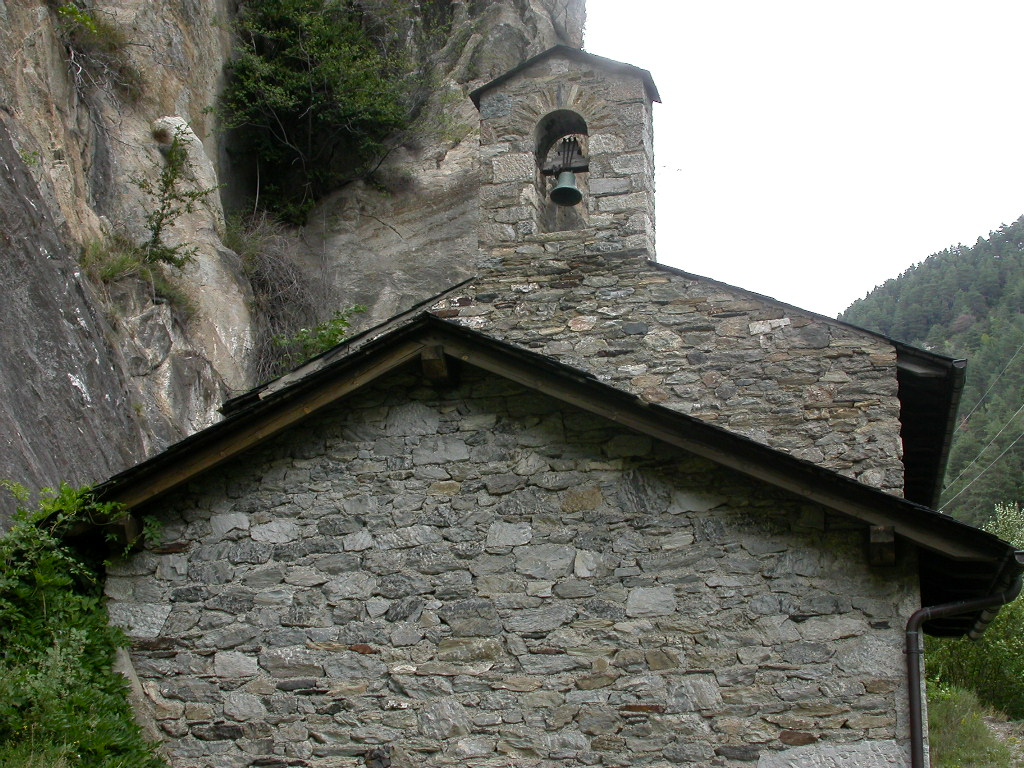
Église Sant Antoni de la Grella
(42° 31′ 39″ N, 1° 31′ 14″ E)
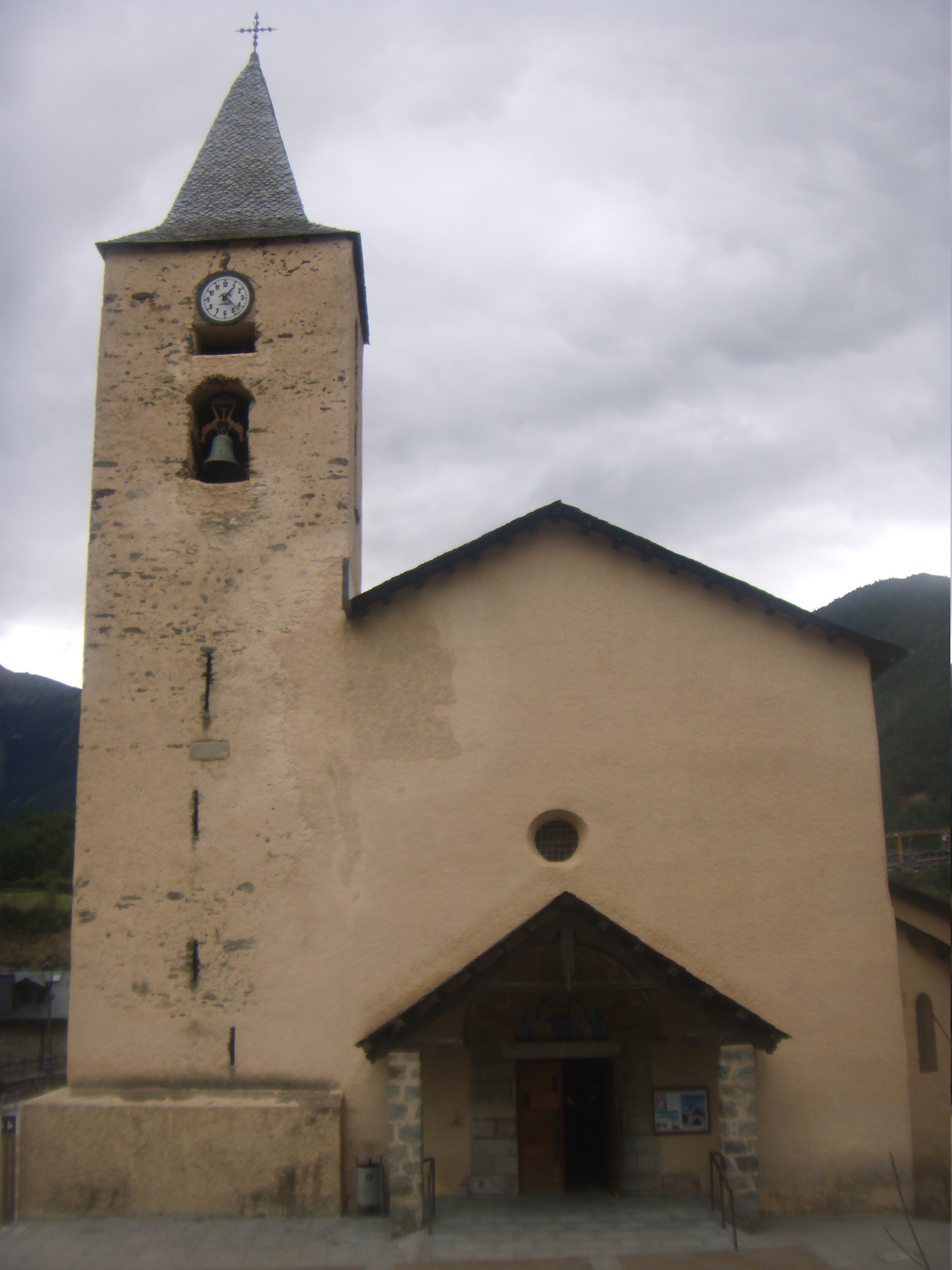
Église Sant Iscle i Santa Victòria
(42° 32′ 42″ N, 1° 30′ 50″ E)
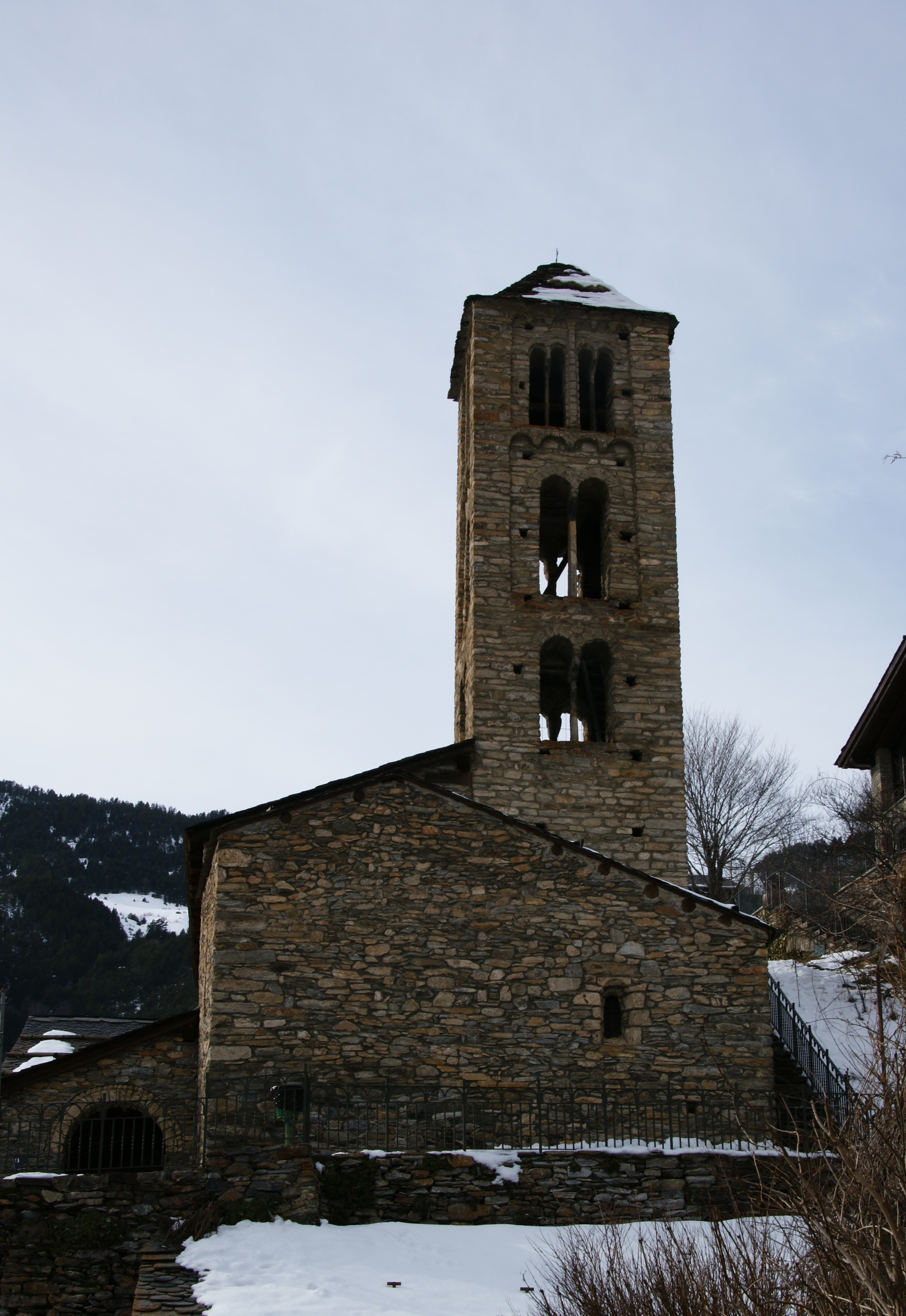
Pal Église Sant Climent
(42° 32′ 46″ N, 1° 28′ 31″ E)
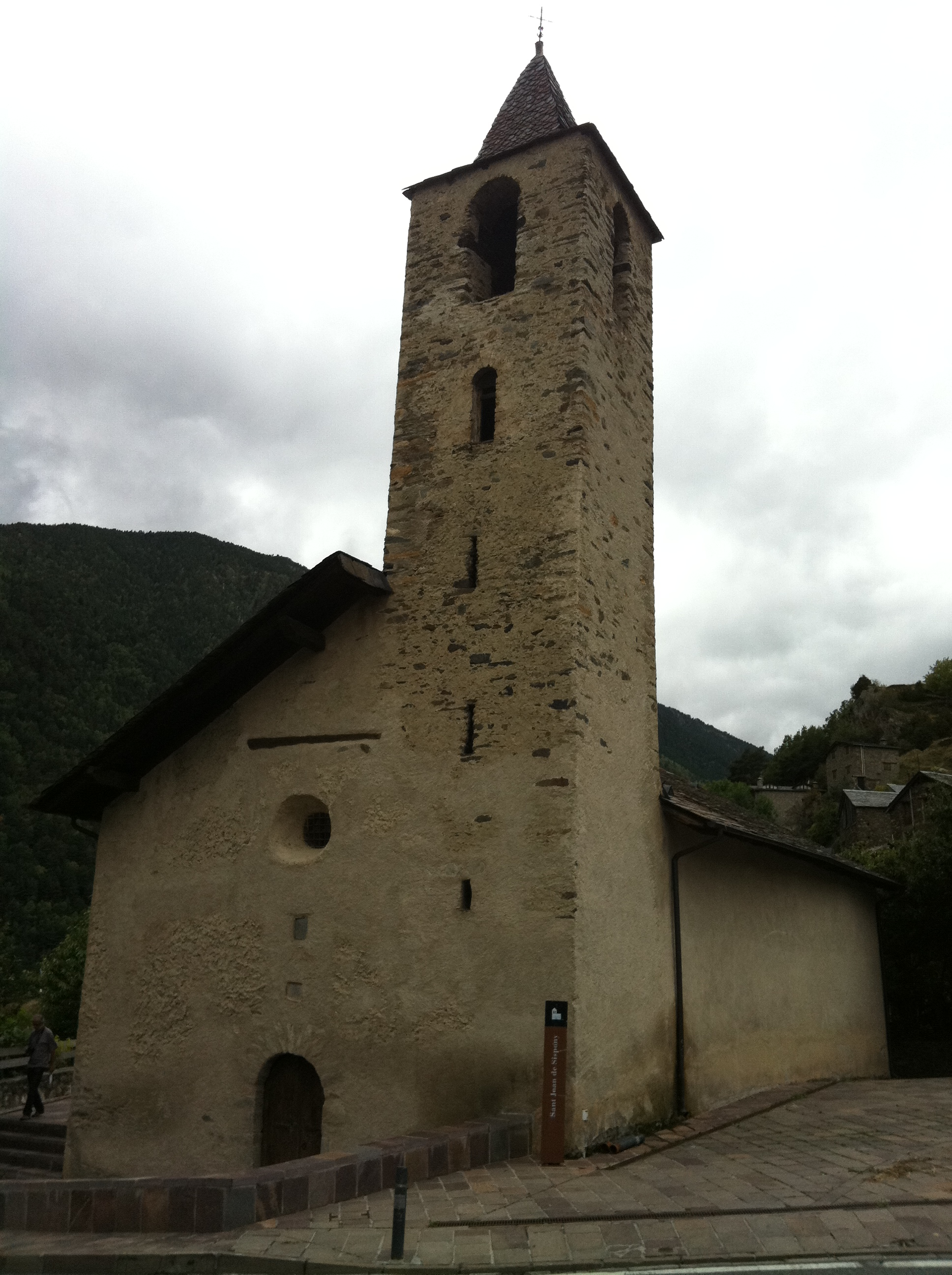
Sispony Église Saint-Jean
(42° 32′ 01″ N, 1° 30′ 57″ E)

- Paroisse d'Ordino

- La Cortinada 
Église Sant Martí
(42° 34′ 36″ N, 1° 31′ 04″ E)
- Llorts
Église Sant Serni
(42° 35′ 47″ N, 1° 31′ 36″ E)
- Ordino
Église Sant Corneli i Sant Cebrià
(42° 33′ 25″ N, 1° 31′ 58″ E)

- Paroisse de Sant Julià de Lòria

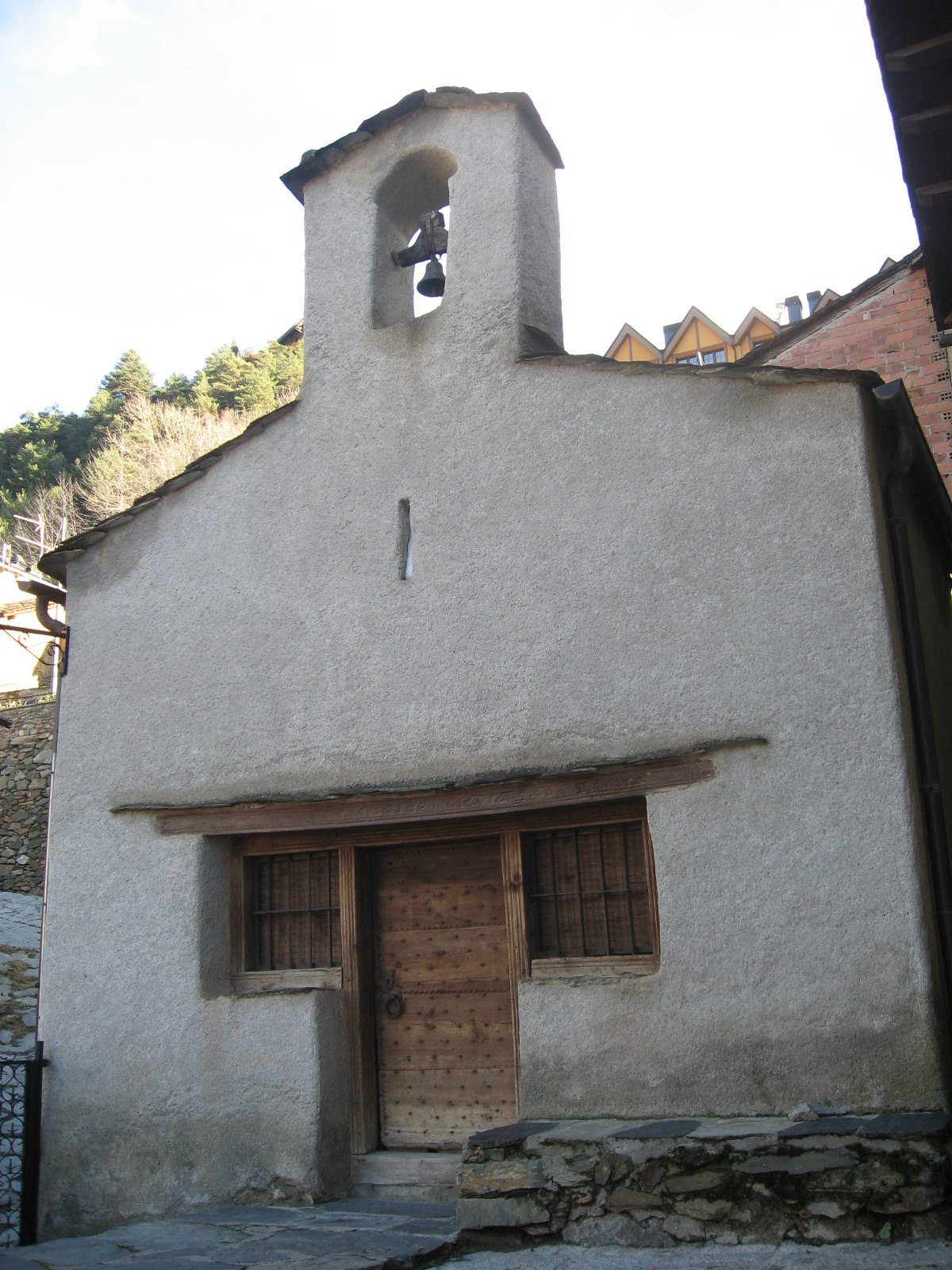
Aixirivall Église Sant Pere
(42° 27′ 46″ N, 1° 30′ 07″ E)
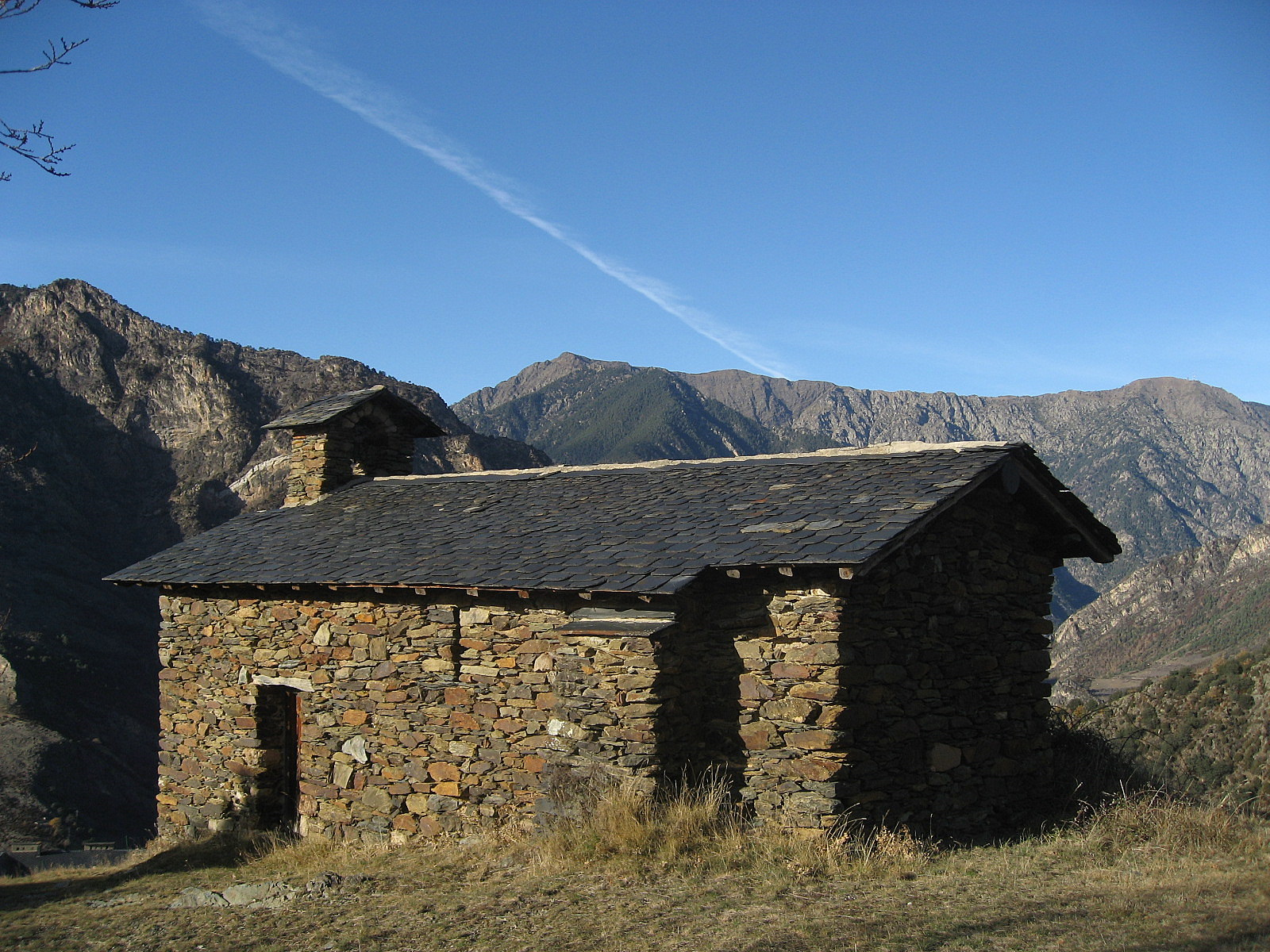
Auvinyà Chapelle Sant Romà
(42° 27′ 12″ N, 1° 29′ 47″ E)
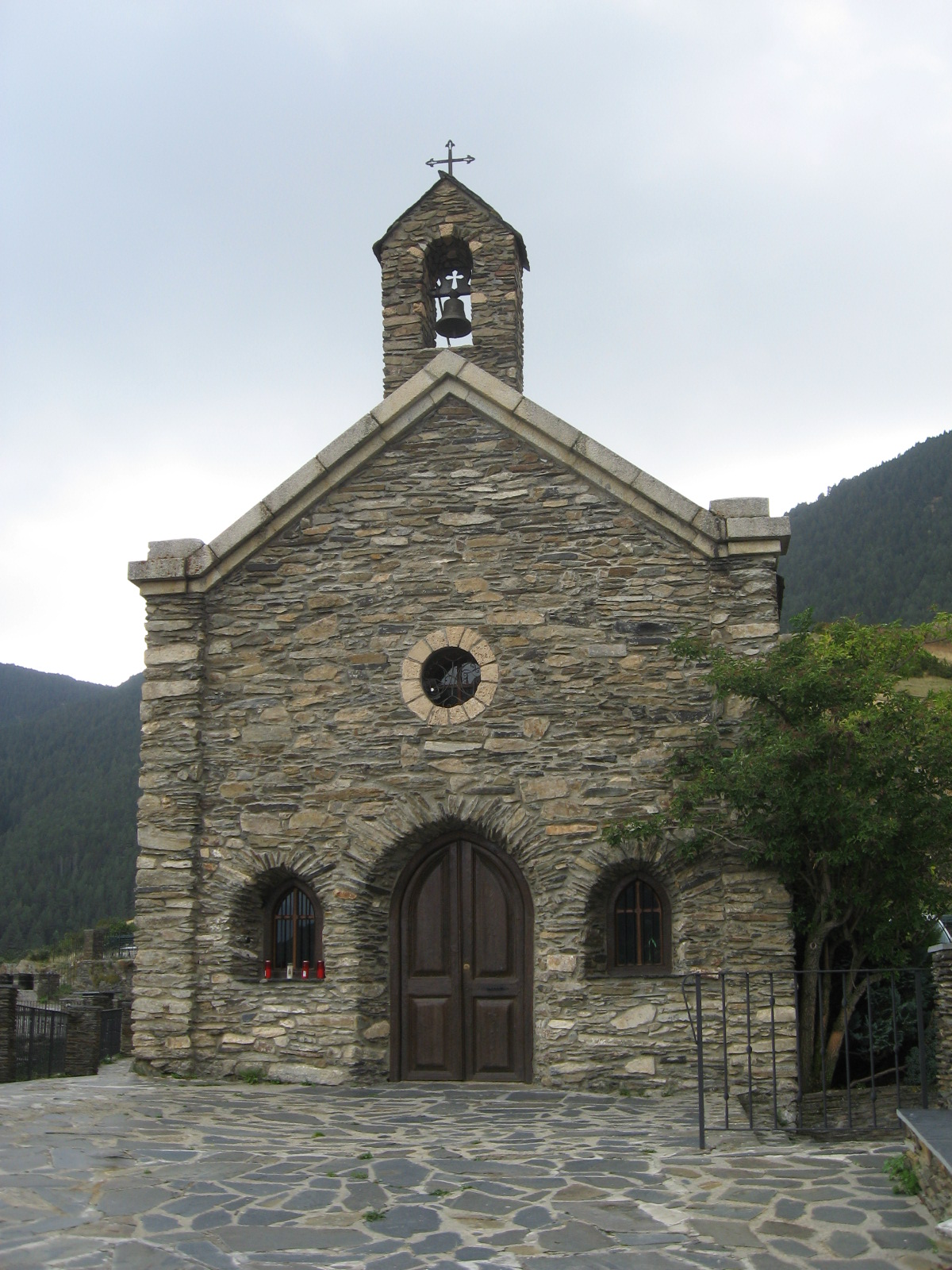
Canòlich Sanctuaire de Canòlich
(42° 28′ 28″ N, 1° 27′ 08″ E)
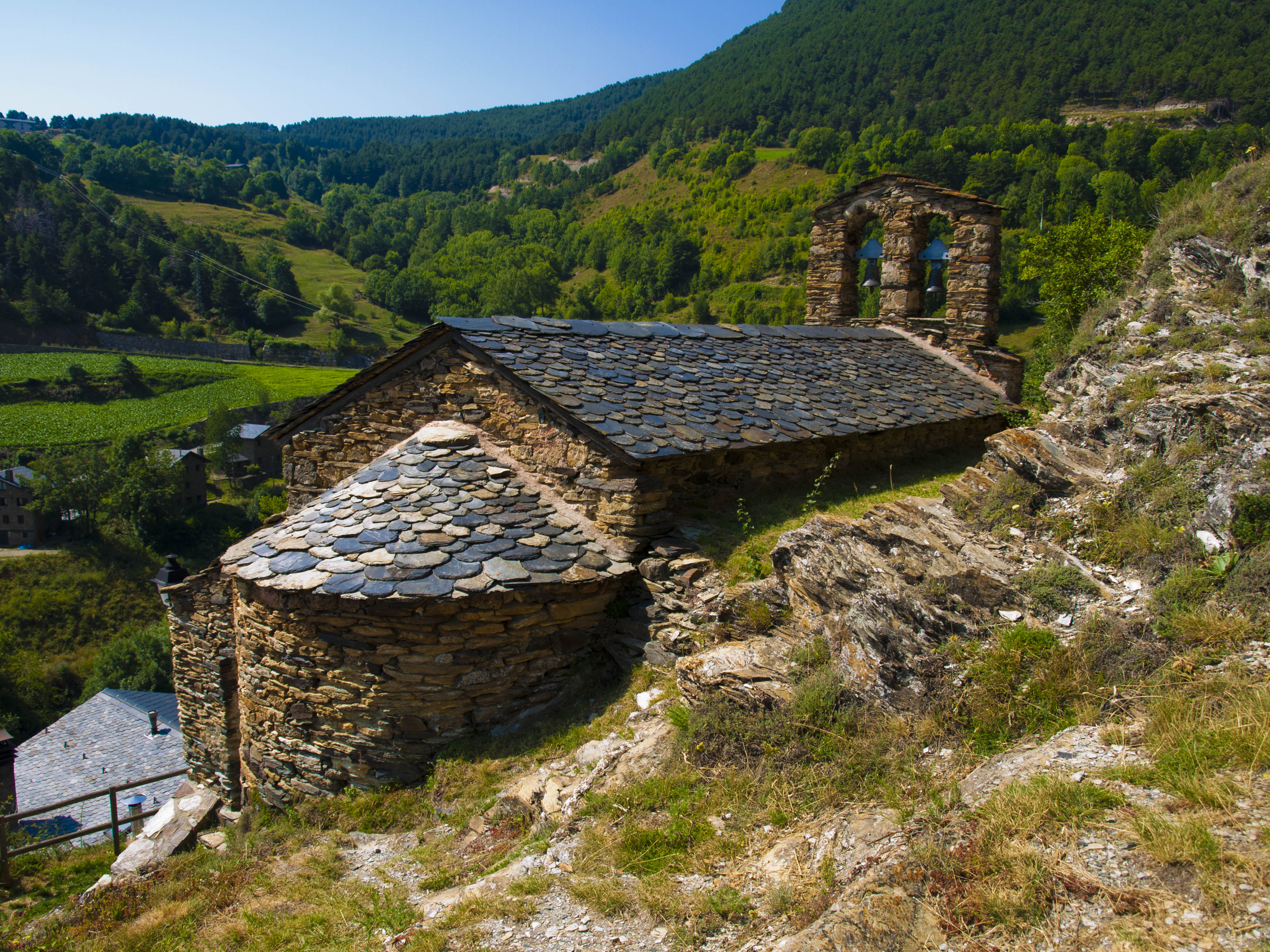
Fontaneda Église Sant Miquel
(42° 27′ 16″ N, 1° 27′ 49″ E)
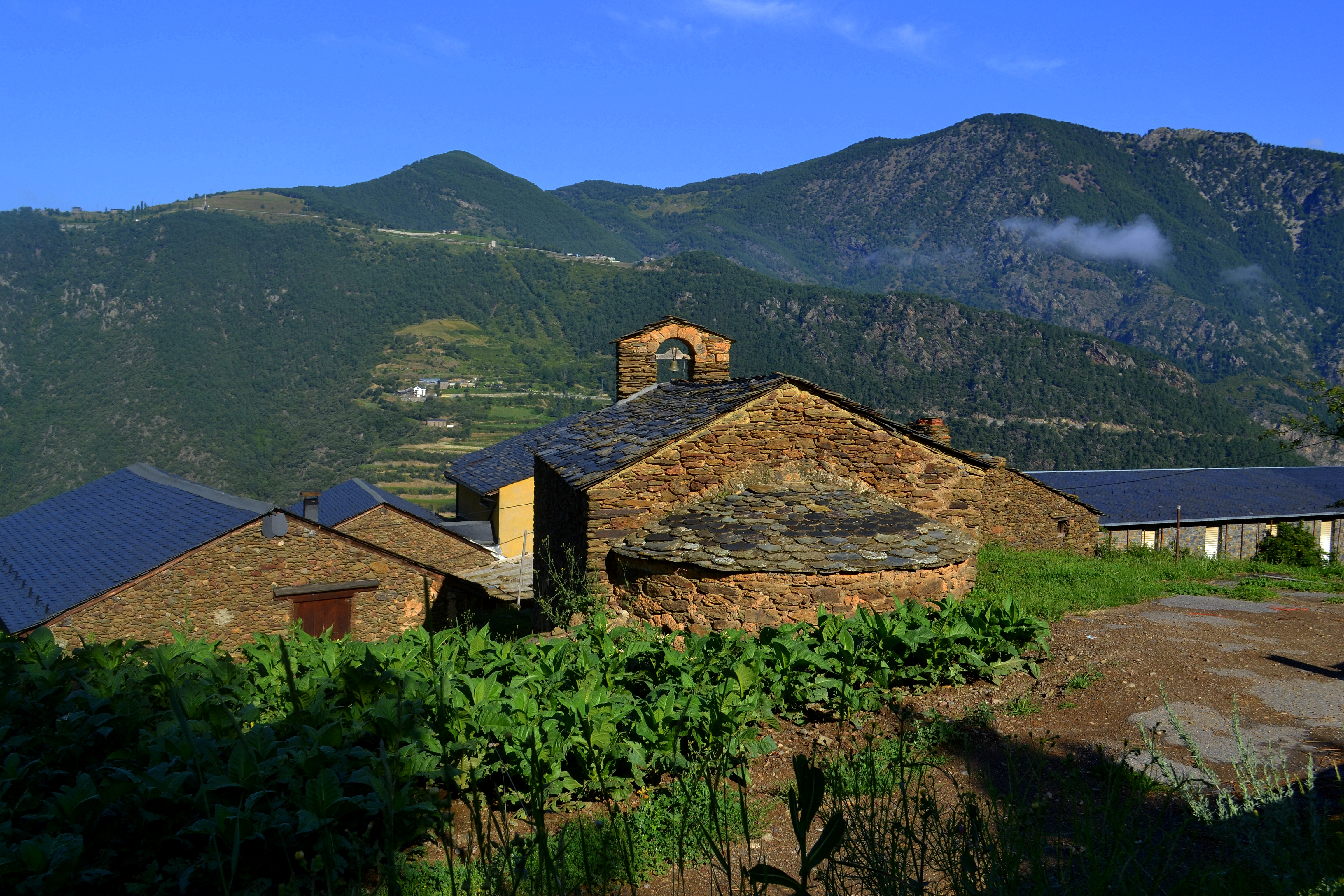
Juberri Église Sant Esteve
(42° 26′ 25″ N, 1° 29′ 24″ E)
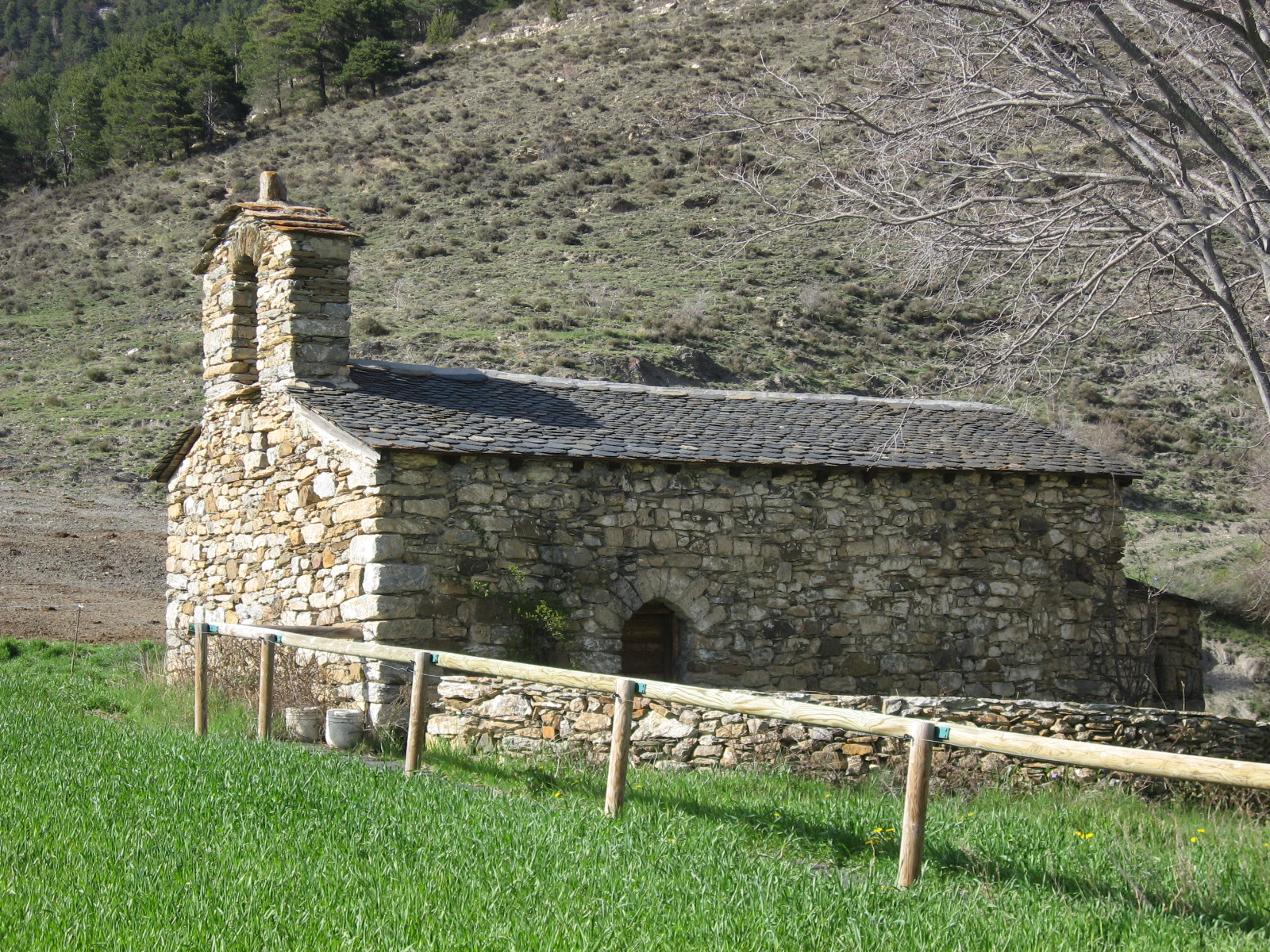
Mas d'Alins Église Sant Esteve
(42° 26′ 31″ N, 1° 26′ 58″ E)
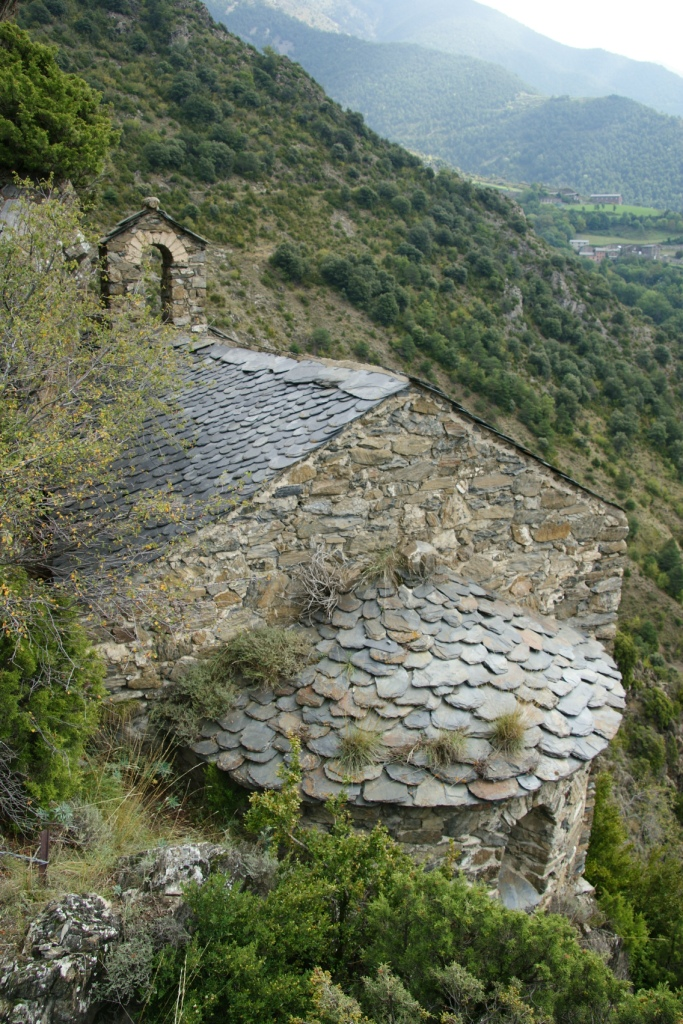
Nagol Chapelle Sant Martí
(42° 28′ 30″ N, 1° 29′ 37″ E)
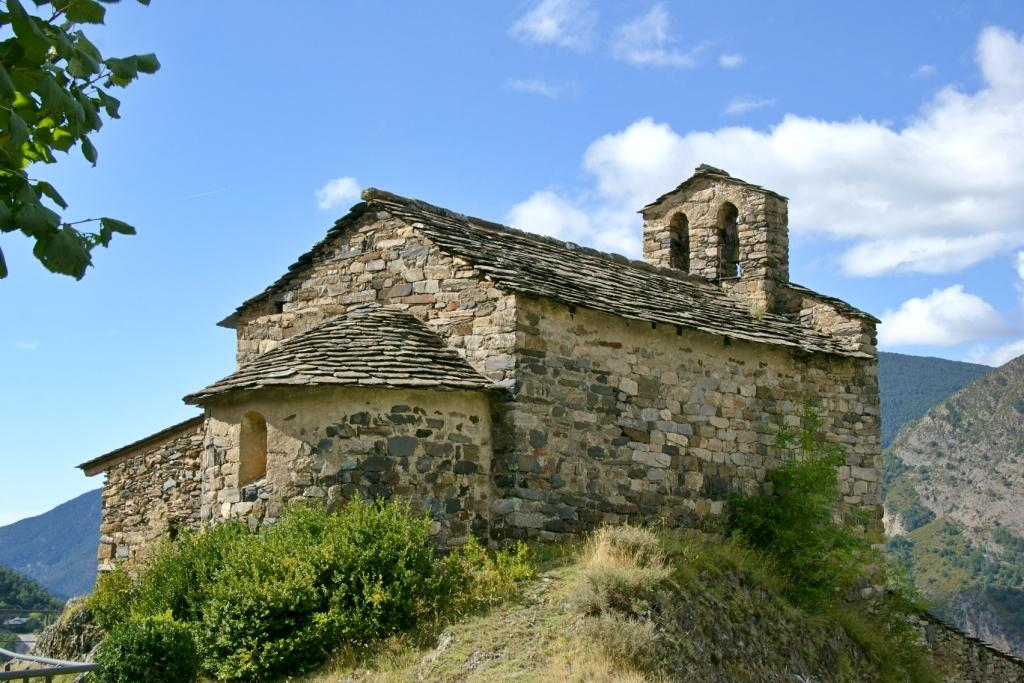
Église Sant Serni
(42° 28′ 10″ N, 1° 30′ 03″ E)
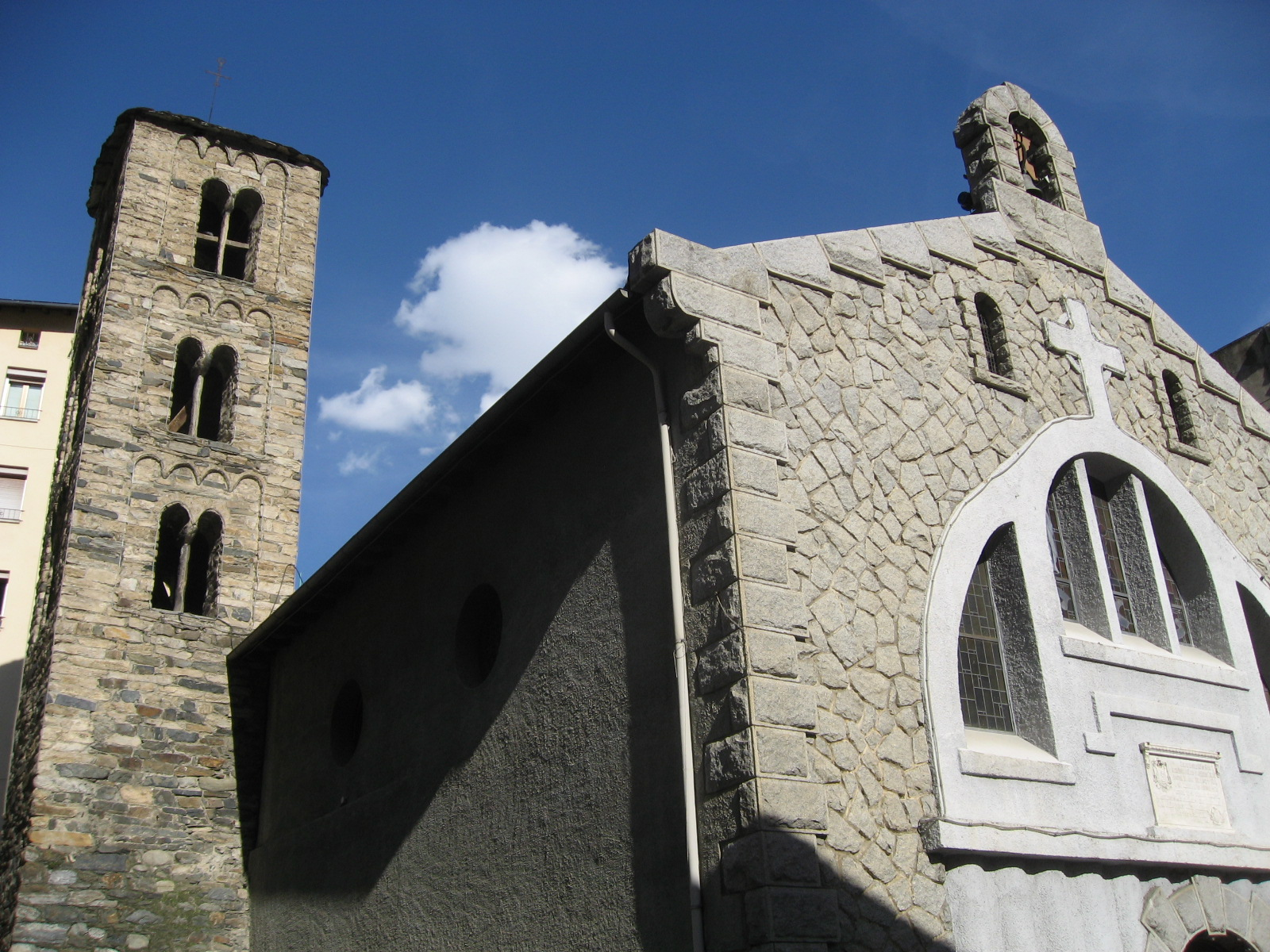
Sant Julià de Lòria Église Sant Julià i Sant Germà
(42° 27′ 50″ N, 1° 29′ 27″ E)

### Patrimoine mondial
L'Andorre a soumis pour inscription au patrimoine mondial (liste indicative) :
- en 1999, sous l'intitulé « Ensemble historique de Santa Coloma », les églises de Santa Coloma et Sant Vicenç d'Enclar[1] ;
- en 1999, sous l'intitulé « Églises romanes d'Andorre », les églises Sant Joan de Caselles, Sant Miquel d'Engolasters, Sant Climent de Pal, Sant Martí de la Cortinada, Sant Romà de Les Bons, Sant Serni de Nagol, Santa Eulàlia d'Encamp (clocher et porche) et Sant Julià i Sant Germà (clocher)[2].

## Espagne

### Catalogne

#### Province de Lérida
- La Vall de Boí

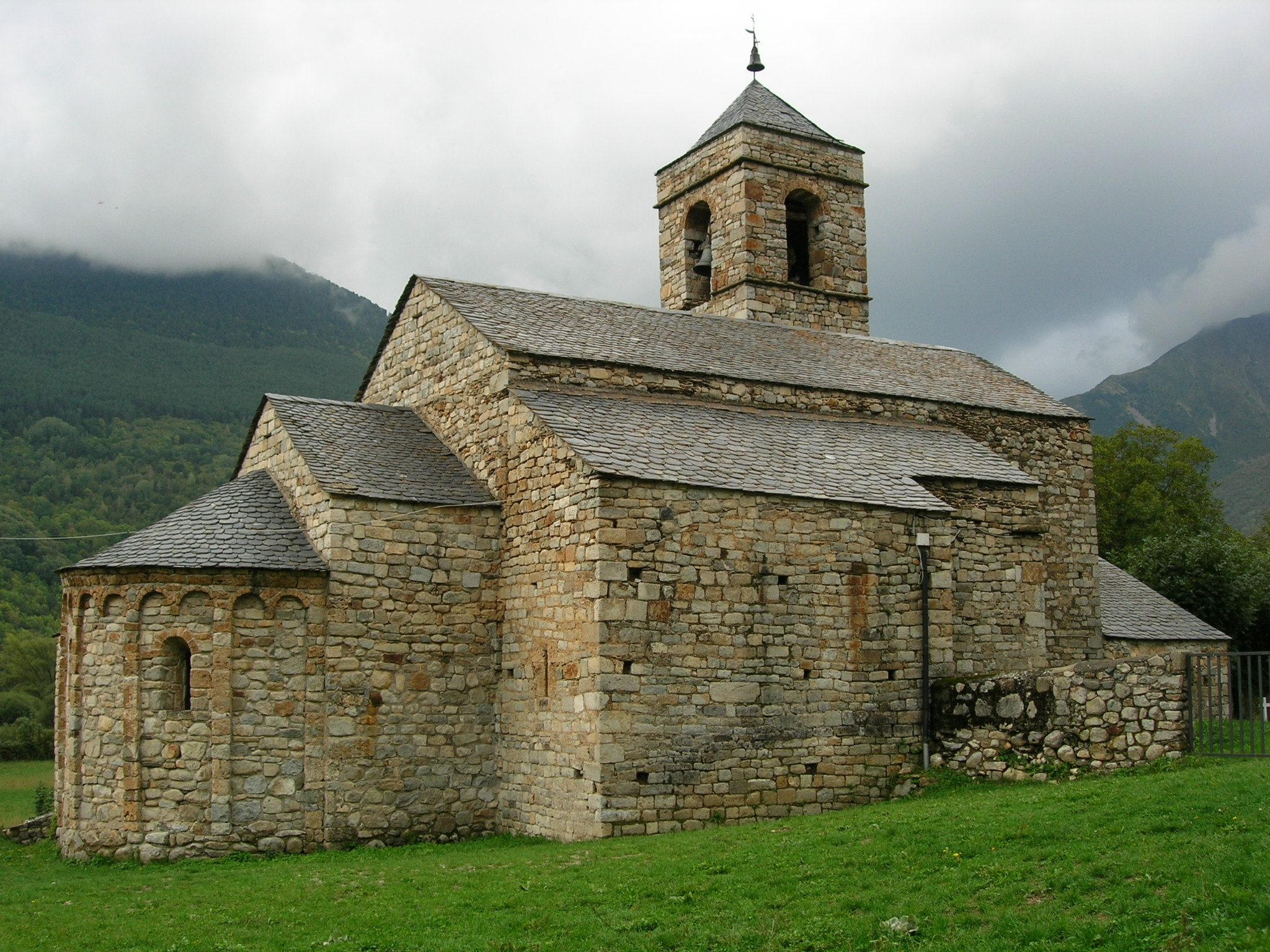
Barruera Église Sant Feliu
42° 30′ 15″ N, 0° 48′ 09″ E
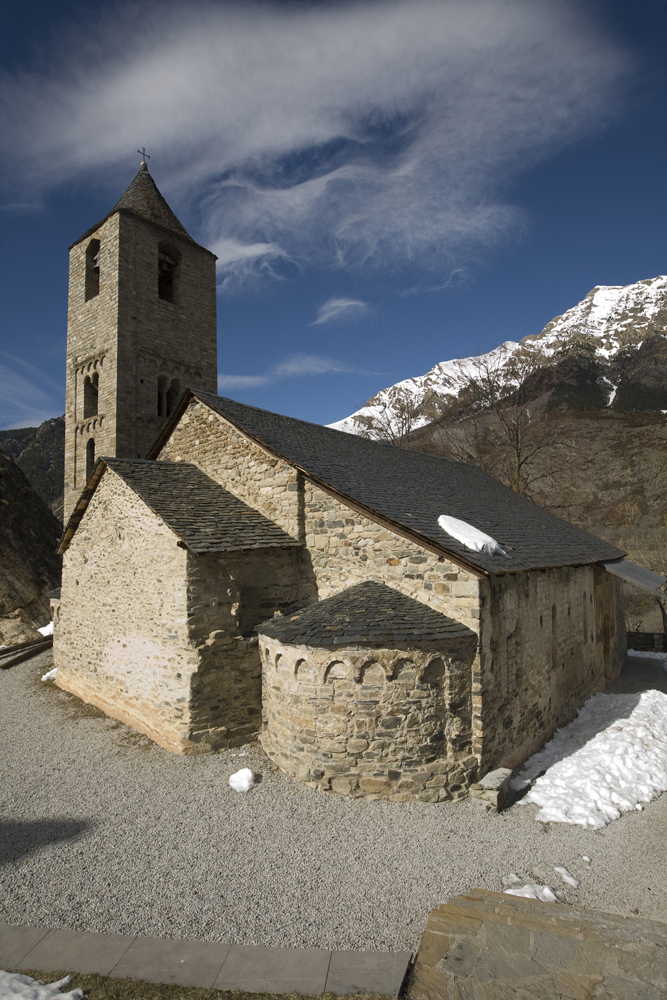
Boí Église Sant Joan
42° 31′ 21″ N, 0° 50′ 01″ E
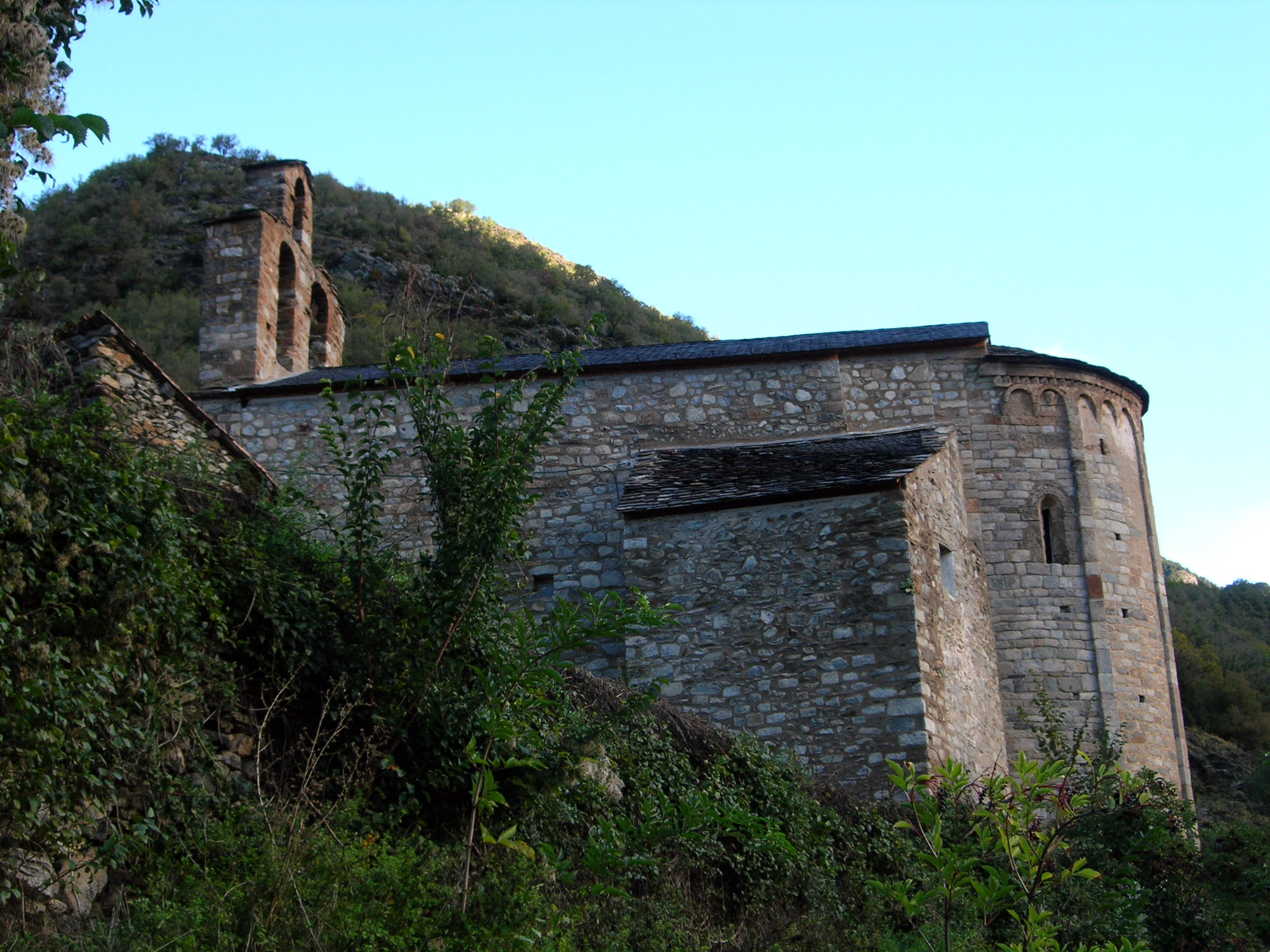
Cardet Église Santa Maria
42° 29′ 52″ N, 0° 47′ 10″ E
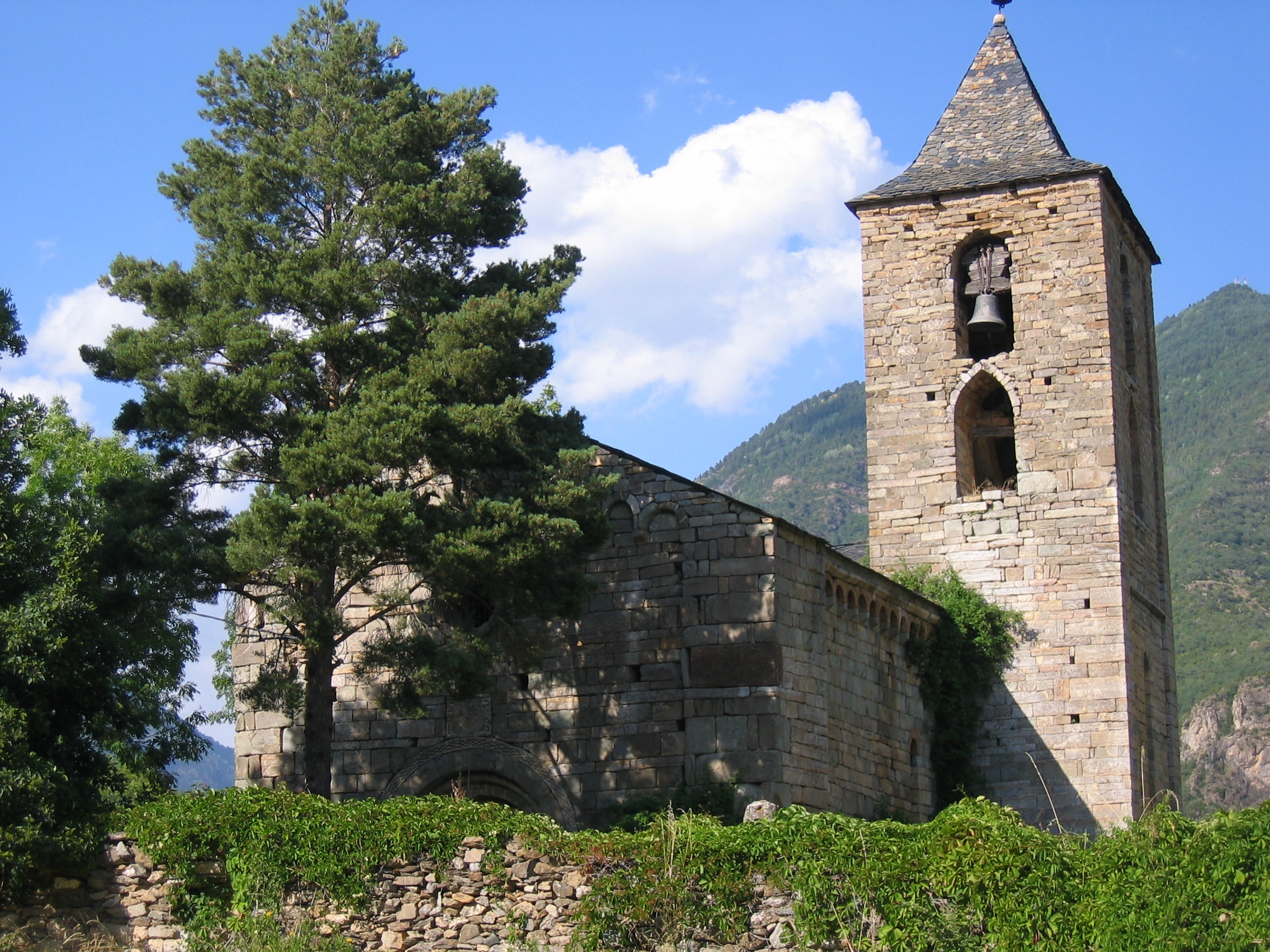
Cóll Église Santa Maria de l'Assumpció
42° 28′ 20″ N, 0° 46′ 22″ E
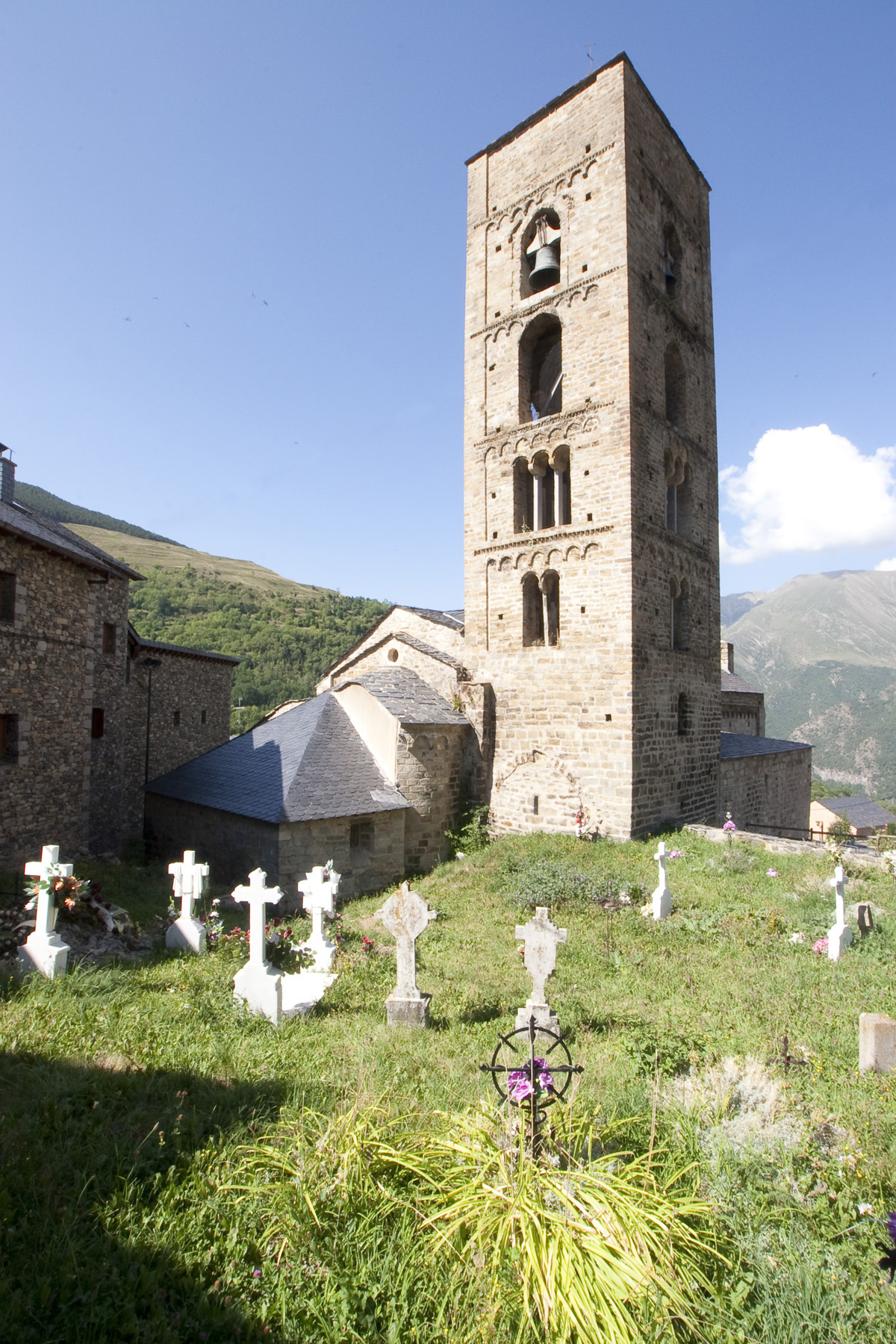
Durro Église de la Nativitat
42° 29′ 53″ N, 0° 49′ 15″ E
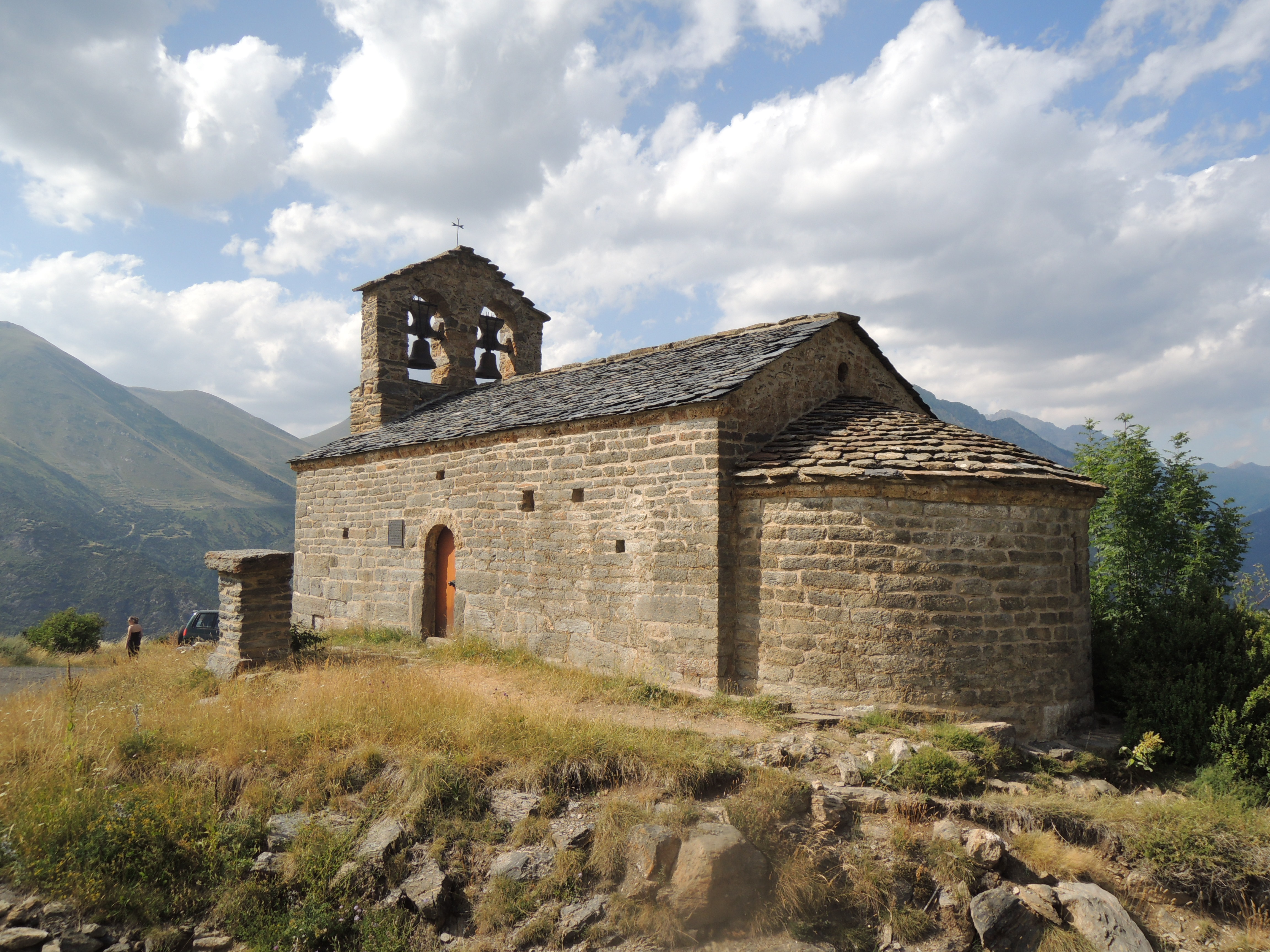
Durro Ermitage Sant Quirc
42° 29′ 42″ N, 0° 48′ 41″ E
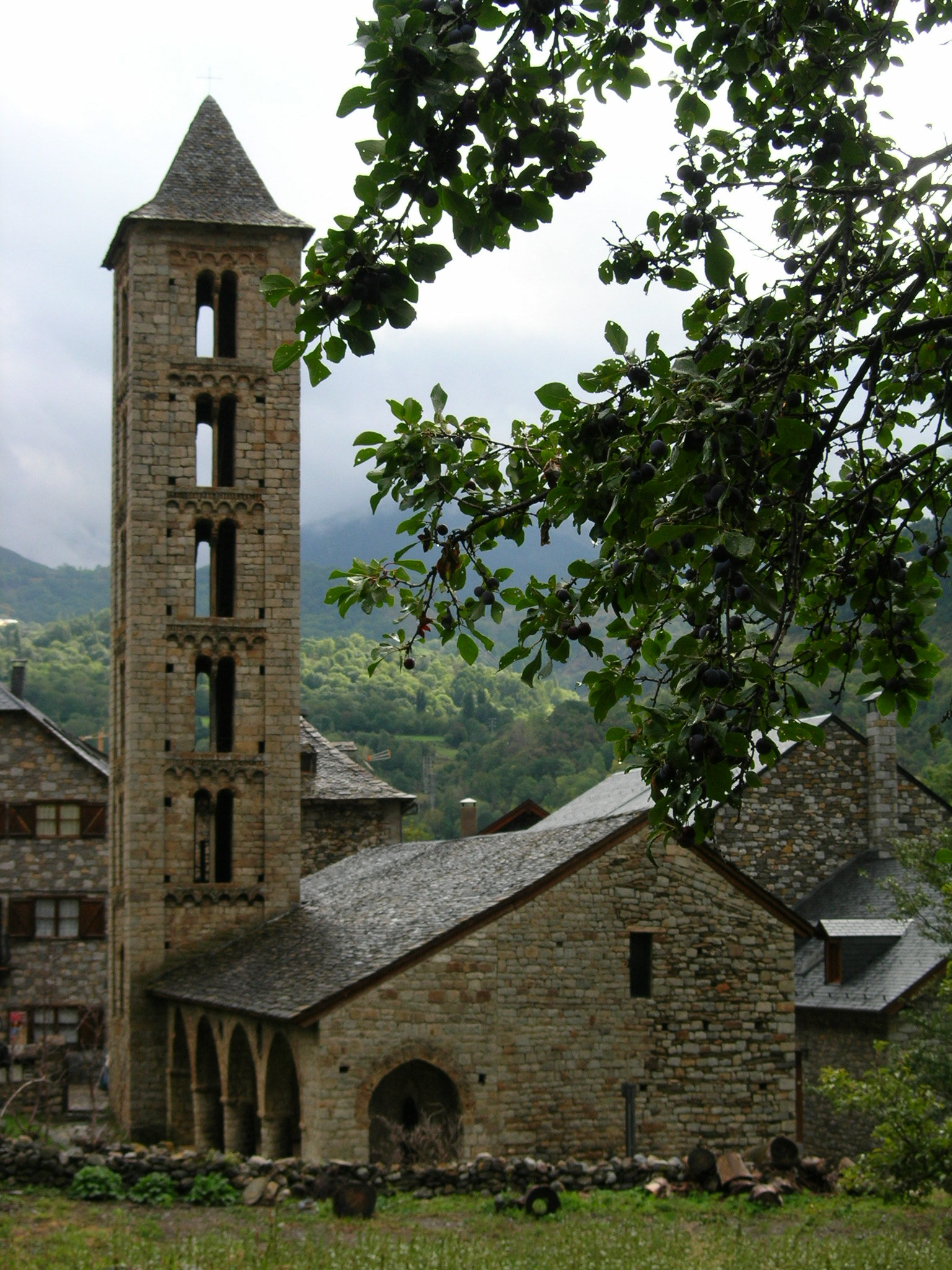
Erill la Vall Église Santa Eulàlia
42° 31′ 29″ N, 0° 49′ 32″ E
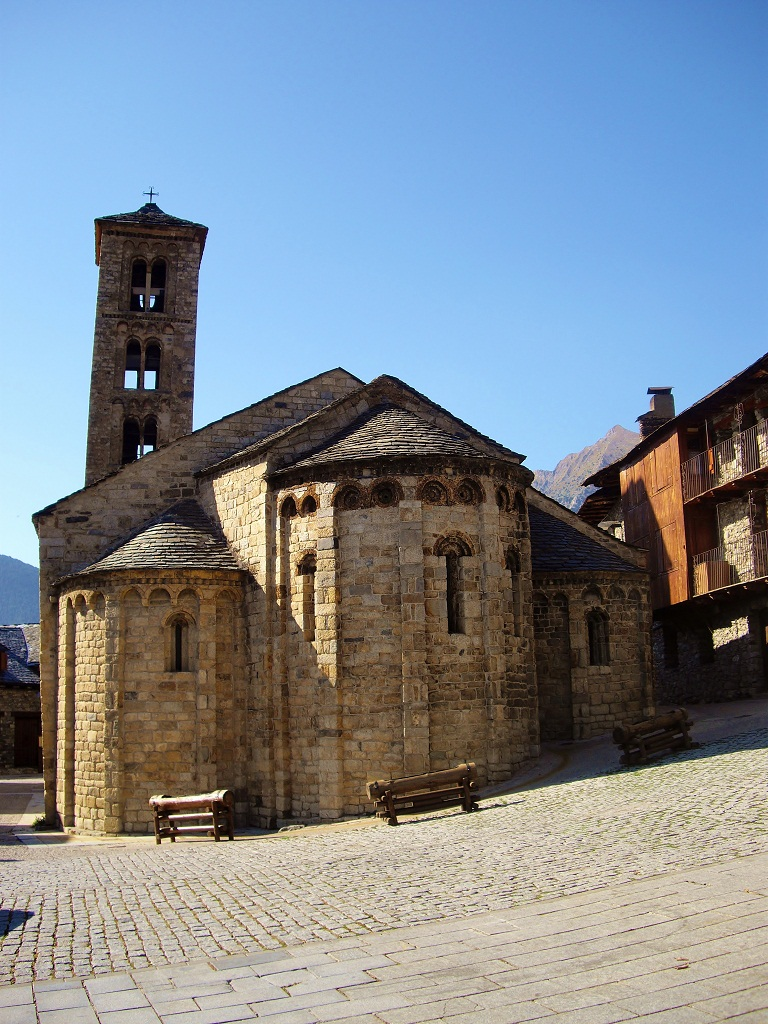
Taüll Église Santa Maria
42° 31′ 13″ N, 0° 50′ 50″ E
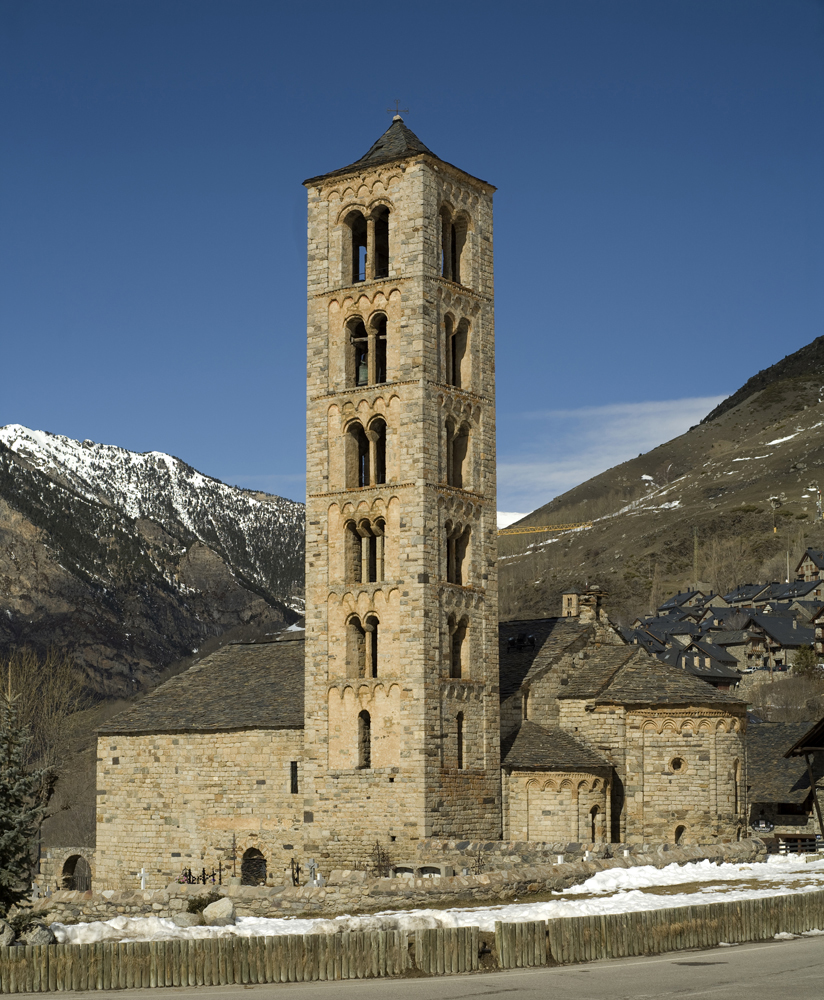
Taüll Église Sant Climent
42° 31′ 03″ N, 0° 50′ 55″ E